# Llista de plantes de Catalunya
Llista de totes les plantes vasculars autòctones o naturalitzades (no subespontànies, ni cultivades) presents en el territori administratiu de Catalunya segons el criteri taxonòmic de l'obra Flora dels Països Catalans (2a edició, 1993) ordenades alfabèticament segons el seu nom específic. En total la relació consta de 3.158 espècies agrupades en 147 famílies botàniques. Per a algunes espècies, s'assenyala al costat el nom popular de l'espècie, seguint el criteri de l'obra Noms de plantes Arxivat 2010-03-06 a Wayback Machine. del Termcat i, secundàriament, del Banc de dades de biodiversitat de Catalunya. El subratllat indica el nom predominant segons el DIEC. Vegeu la llista de noms de plantes de Catalunya pels noms comuns de les plantes autòctones que tenen nom comú i la llista de les espècies invasores per a les plantes considerades com invasores.
Les plantes protegides per la Generalitat de Catalunya, que en prohibeix la recol·lecció, la tallada i el desarrelament tant d'aquestes plantes com d'alguna de les seves parts, incloses les llavors, així com la seva comercialització. Aquestes són el teix (Taxus baccata), fam. Taxaceae, la flor de neu, “edelweiss” (Leontopodium alpinum). fam. Compositae; el boix grèvol (Ilex aquifolium), fam. Aquifoliaceae; la genciana groga, g. vera, gençana (Gentiana lutea), fam. Gentianaceae; i el margalló (Chamaerops humilis), fam. Palmae. D'altra banda cal tenir en compte la llista proporcionada per l'administració central espanyola que també cataloga diverses espècies com a protegides mitjançant reial decret del 2011. Aquesta llista inclou prop d'una vintena d'espècies de les incloeses a Flora manual dels Països Catalans (Ed. Pòrtic, 1993, op. cit.) entre elles: Androsace cylindrica, A. pyrenaica (primulàcies), Boleum asperum (brassicàcies) Borderea chouardii (dioscoreàcies), Cypripedium calceolus (orquidiàcies), Dracocephalum austriacum (labiades), Kosteletzkya pentacarpos (malvàcies), Marsilea quadrifolia, M. strigosa (marsileàcies), Orchis provincialis (orquidàcies), Posidonia oceanica, Luronium natans, Ranunculus parnassifolius (ranunculàcies), Saxifraga vayredana (saxifragàcies), Spiranthes aestivalis (orquidiàcies), Zostera marina.

## A

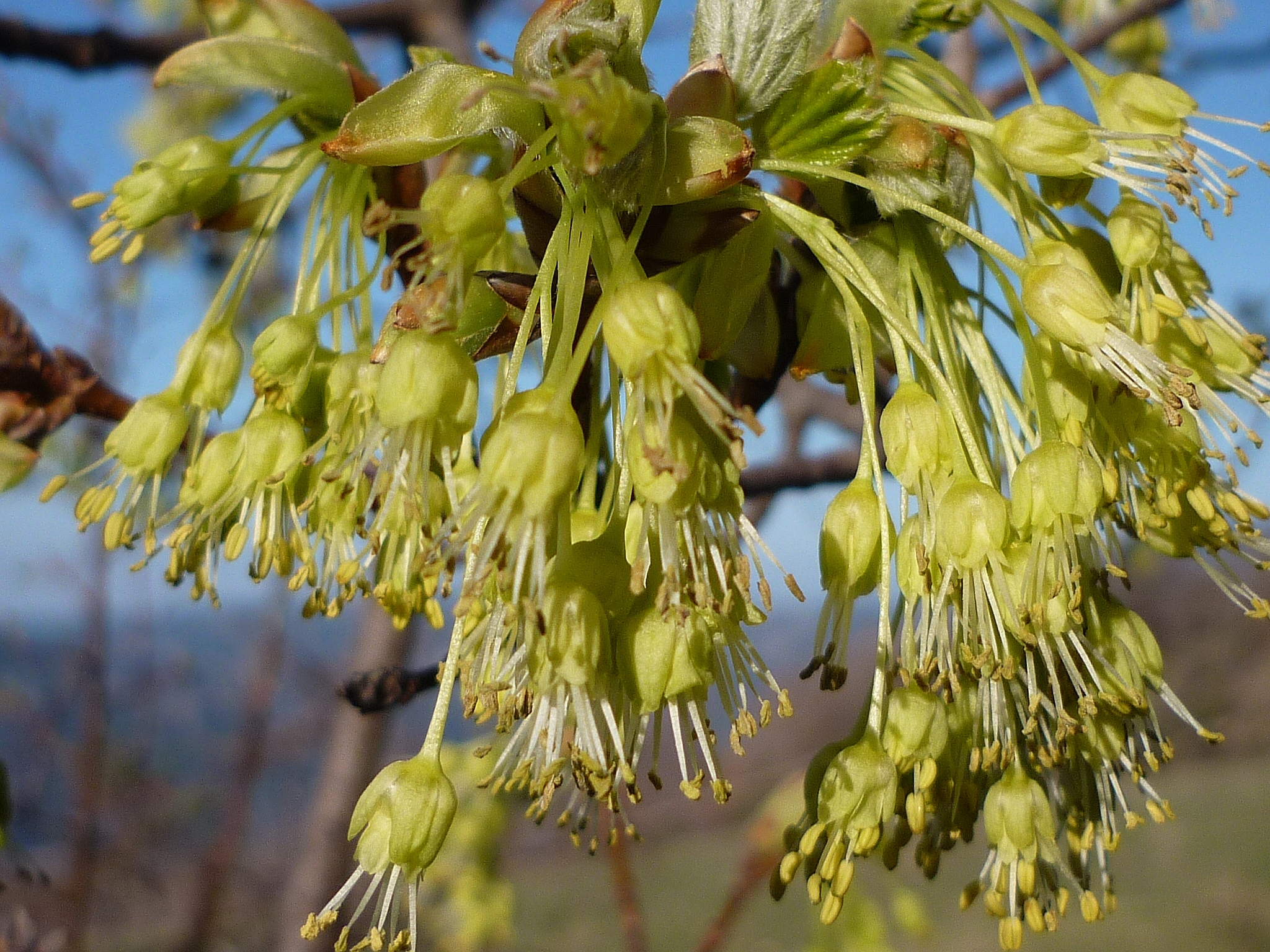
Acer opalus a Guixers (Solsonès)

- Abies alba Mill. (pinàcies) avet, avet blanc, avet comú, pivet
- Abutilon theophrasti Medic. (malvàcies) abútilon, abutiló, campaneta, soja borda.
- Acanthus mollis L. (acantàcies) acant, ales d'àngel, bledera borda, branca medicinal, branca ursina, cànem de bruixa, cànem de bruixes, carnera, carnera dolça, fulla de canal, geganta, herba carnera, herba de les plagues, herba gegant
- Acer campestre L. (sapindàcies) auró arrugat, arracader, arrugat, auró, auró blanc, auró de fulla estreta, auró de muntanya, auroner, blada, grevoler, hereu
- Acer monspessulanum L. (sapindàcies) auró negre, arç (Lycium o Crataegus), arracader, arrugat, auró, auró de Montpeller, aurons, blada, creuera

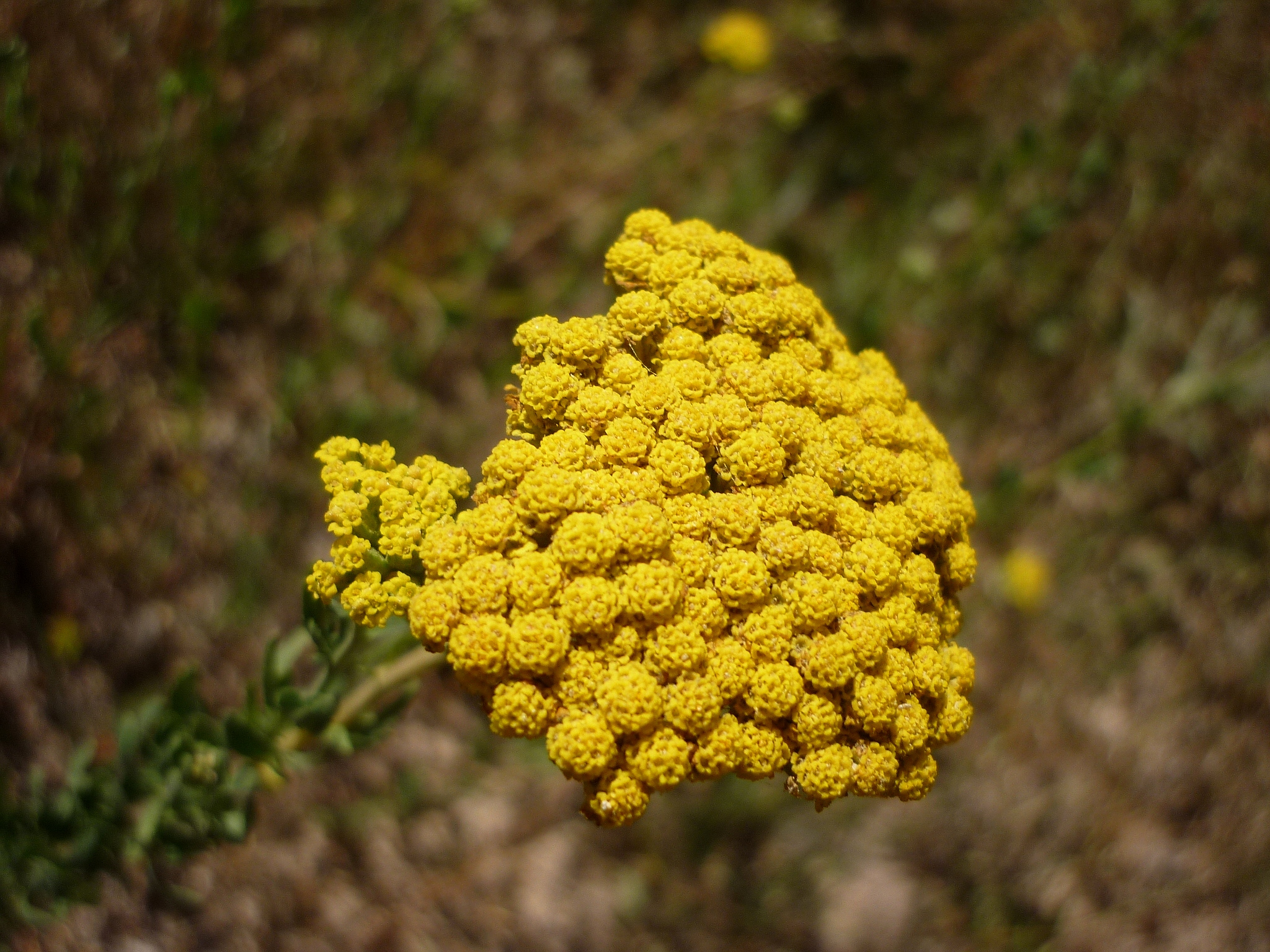
Achillea ageratum a Pinós (Solsonès)

- Acer opalus Mill. (sapindàcies) blada, arracader, auró, auró de fulla plana, baladre, blada de fulla gran, blada típica, blada vera, blasera, rotaboc, uró
- Acer platanoides L. (sapindàcies) erable
- Acer pseudoplatanus L. (sapindàcies) fals plàtan, arbre célebre, blasera, plàtan fals, plataner, plataner fals, sicòmor
- Aceras anthropophorum (L.) Ait. f. (orquidàcies) flor de l'home penjat, herba de l'home penjat, home penjat, homenets
- Achillea ageratum L. (asteràcies) agèrat, alè de bou, camamilla, herba cuquera, mansanilla

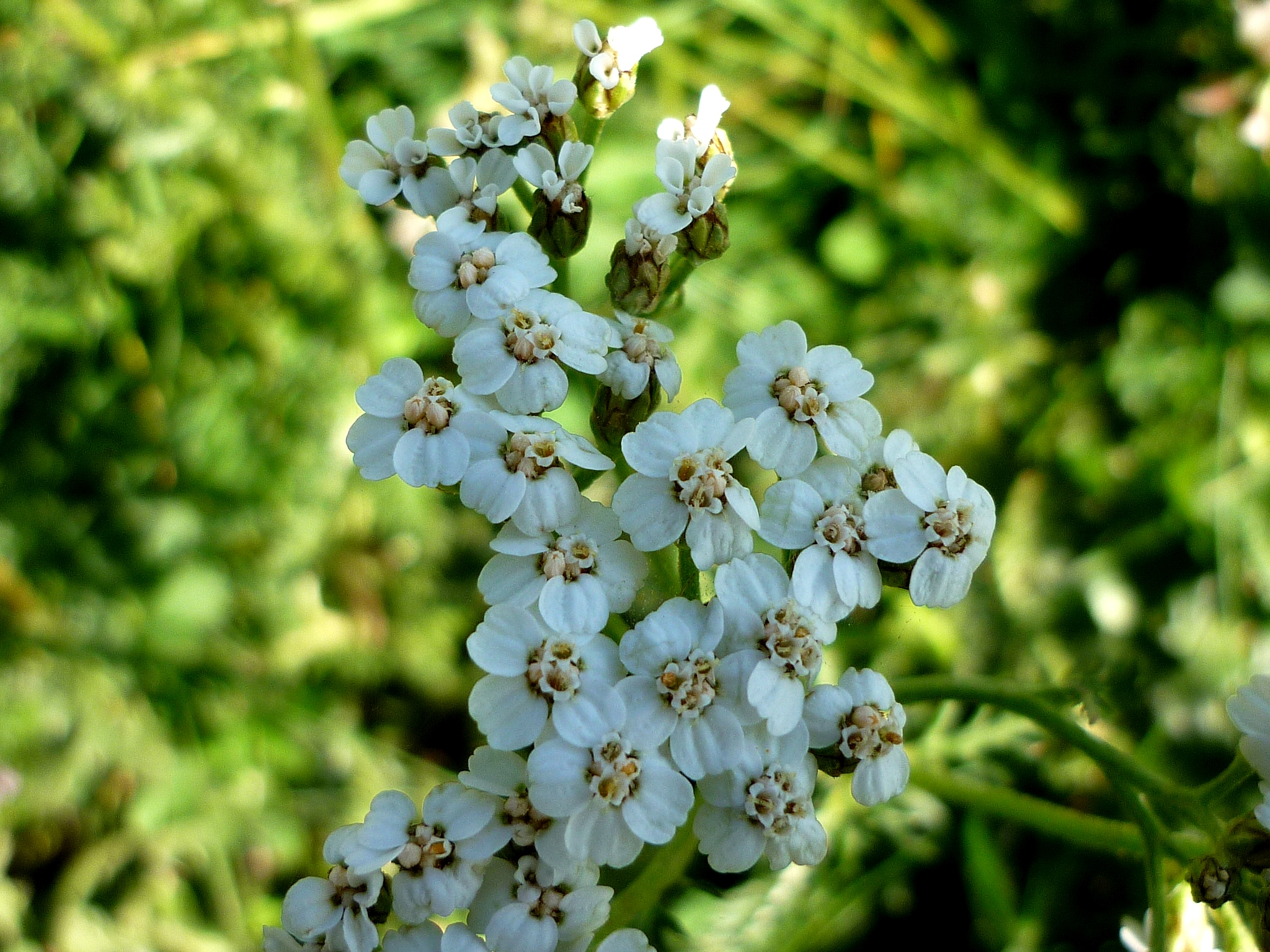
Achillea millefolium a la Coma i la Pedra (Solsonès)

- Achillea chamaemelifolia Pourr. (asteràcies) botons de plata, camamilla de muntanya, setge
- Achillea ligustica All. (asteràcies)
- Achillea millefolium L. (asteràcies) milfulles, camamilla, camamilla de les ribes, camamilla de Meranges, camamilla de muntanya, camamilla de prat, camamilla del tros, camamilla dels aragonesos, camamil·la vera, camamilla vera, cap de bou, cap de moro, centenrama, centfulles, cordonet, curatalls, espina de peix, estronca-sangs, filera, fileres, flor de ploma, gamusa, gamuses, herba bouera, herba conillera, herba d'anyell, herba de cent fulles, herba de corder, herba de ferides, herba de l'angina, herba de la Coma, herba de les cent fulles, herba de les ferides, herba de les mil fulles, herba de les nou camises, herba de mil fulles, herba de tall, herba de talls, herba de tos, herba de xai, herba del mal de coll, herba dels conills, herba dels llapins, herba dels talls, herba fina, herba per al sucre, lladracà, milenrama, milflors, milherbes, percala, pixacà, sardineta, setge
- Achillea nobilis L. (asteràcies)

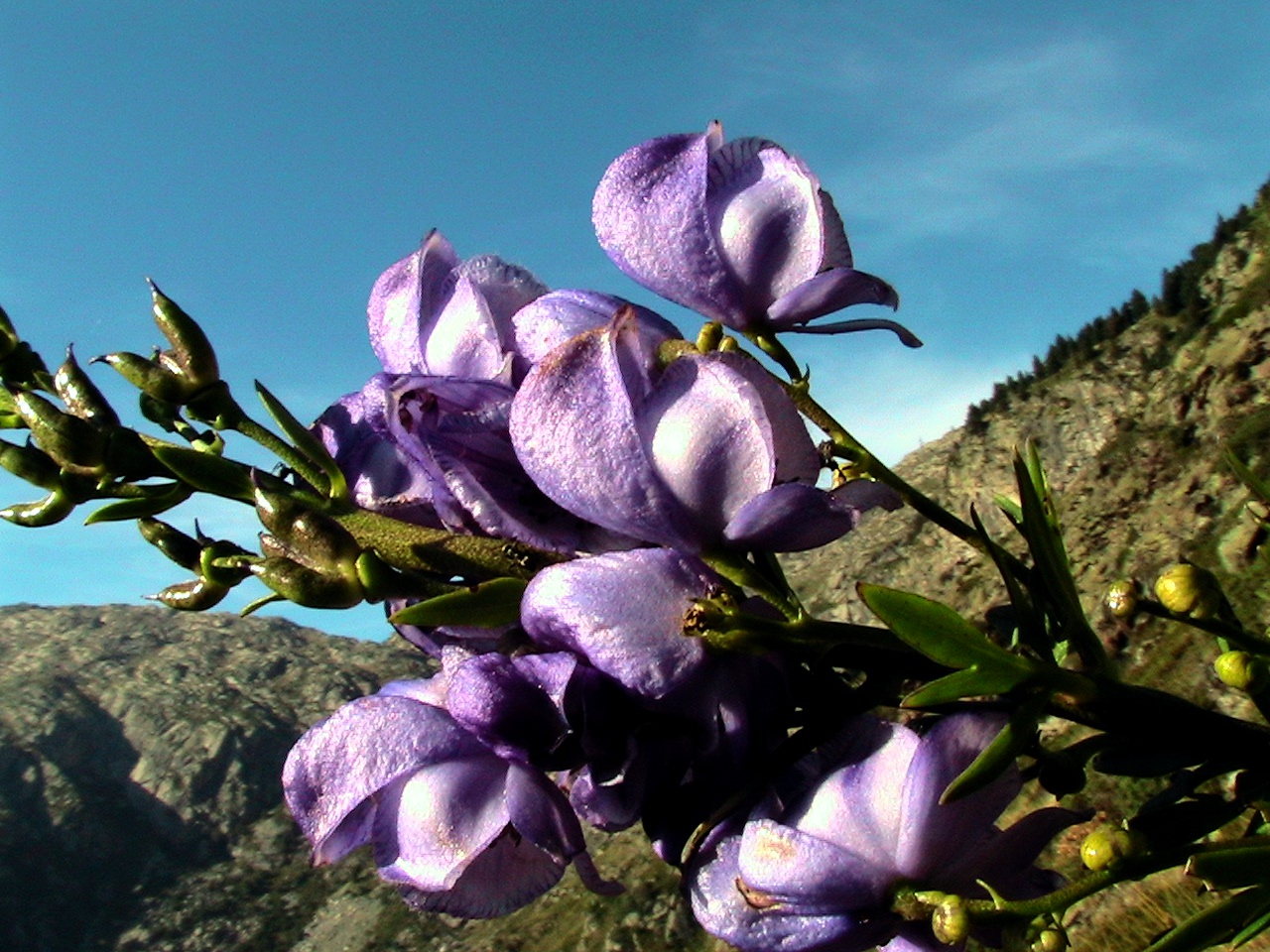
Aconitum napellus a Cabdella (Pallars Jussà)

- Achillea odorata L. (asteràcies) camamilla borda, herba dels talls, lladracà, milfulles, sardineta
- Achillea ptarmica L. (asteràcies) camamilla de muntanya, botons d'argent, camamilla, camamilla de Núria, camamilla de Rojà, camamilla dels Pirineus, cordonet

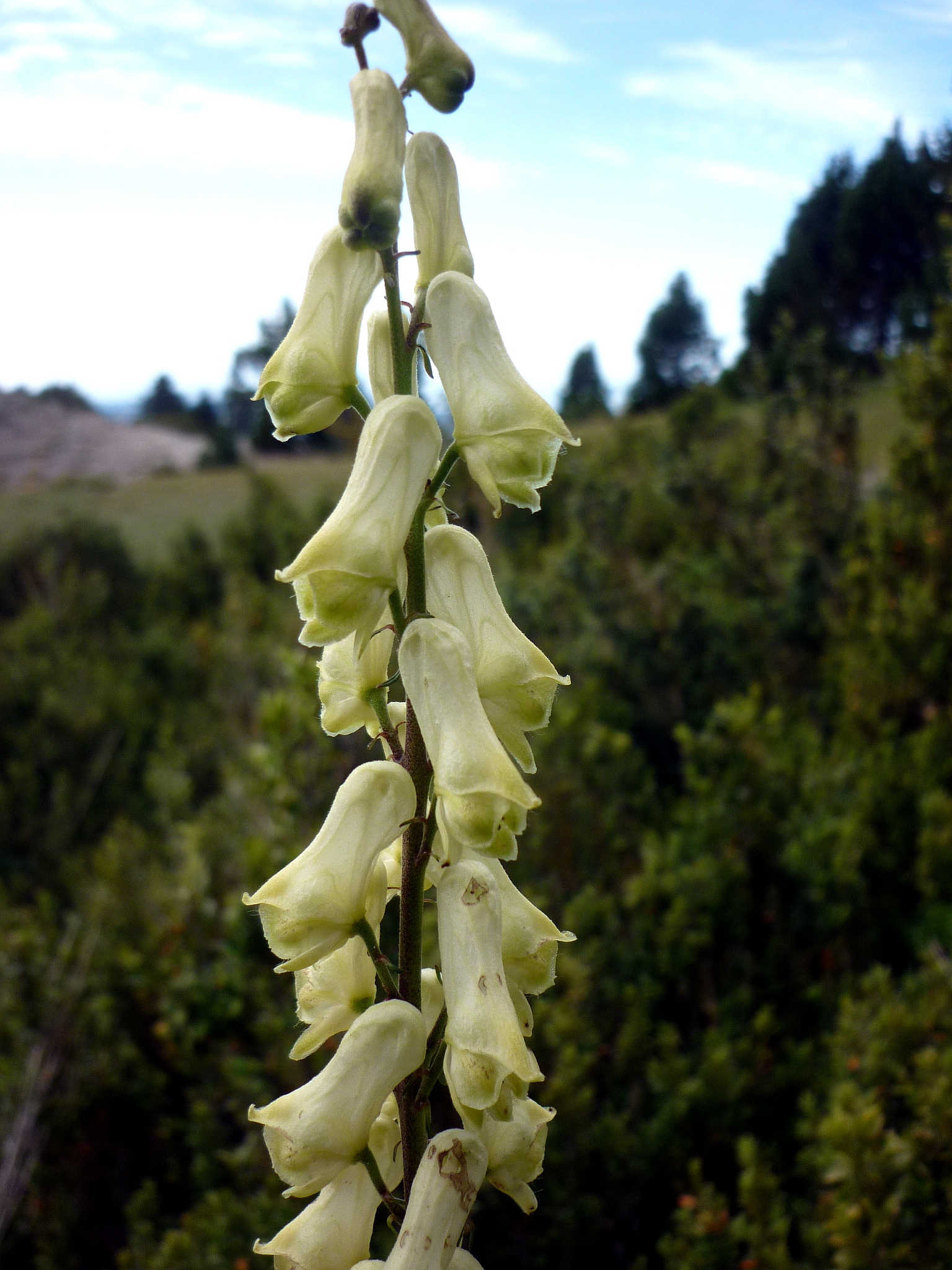
Aconitum vulparia a la Coma i la Pedra (Solsonès)

- Achnatherum calamagrostis (L.) Beauv. (poàcies) acnàter, sanadella de pedrusca
- Aconitum anthora L. (ranunculàcies) tora groga, herba tora, tora, tora blanca,
- Aconitum napellus L. (ranunculàcies) tora blava, acònit, acònit blau, acònit salutífer, acònits, escanyallops, herba de les tores, herba tora, herba verinosa, lletuga alpina, matallops, matallops blau, mataporc,napel, salutífer, tora, tora musca
- Aconitum vulparia Reichenb. (ranunculàcies) tora blanca, conillets, escanyallops, herba verinosa, matallops, tora, tora pirinenca
- Actaea spicata L. (ranunculàcies) herba de Sant Cristòfol, herba cristofolina
- Adenocarpus telonensis (Loisel.) DC. (fabàcies) escruixidor
- Adenostyles alliariae (Gouan) A. Kerner (asteràcies) adenostil

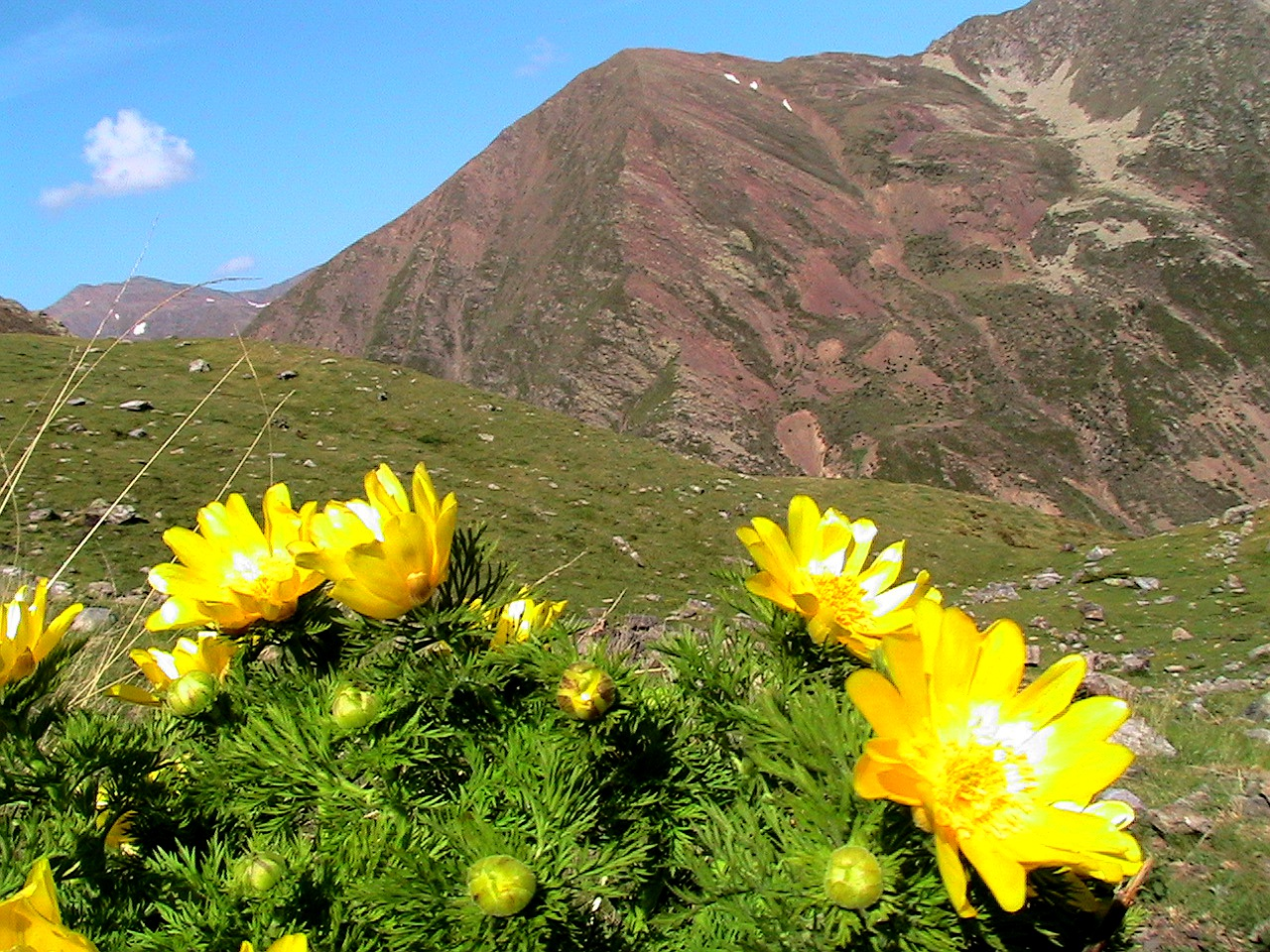
Adonis pyrenaica a Cabdella (Pallars Jussà)

- Adiantum capillus-veneris L. (polipodiàcies) falzia, adiant, arracada de la reina, arracades de la reina, buscallibres, cabells de Venus, capil·lera, falguereta capil·lera, falguerina, falguerola, falzia comuna, falzia de pou, falzia de pous, falzia vera, falzilla, guardallibres, herba breuca, herba capil·lera, herba de font, herba de pou, herba del pou, herba falguera, herba falzia
- Adonis aestivalis L. (ranunculàcies) ull de perdiu, adonis d'estiu, bolig, saltaülls
- Adonis annua L. (ranunculàcies) ull d'àngel, adonis de tardor, gota de sang, goteta de sang, ull de perdiu, ulls d'àngel
- Adonis flammea Jacq. (ranunculàcies) ull de perdiu, boligs
- Adonis microcarpa DC. (ranunculàcies) adonis de fruit petit, ull de perdiu
- Adonis pyrenaica DC. in Lam. et DC. (ranunculàcies) adonis dels Pirineus, adonis pirinenc, boligs, ull de perdiu
- Adonis vernalis L. (ranunculàcies) adonis de primavera, adonis primaveral, adonis vernal, gota de sang, ull d'àngel, ull de perdiu

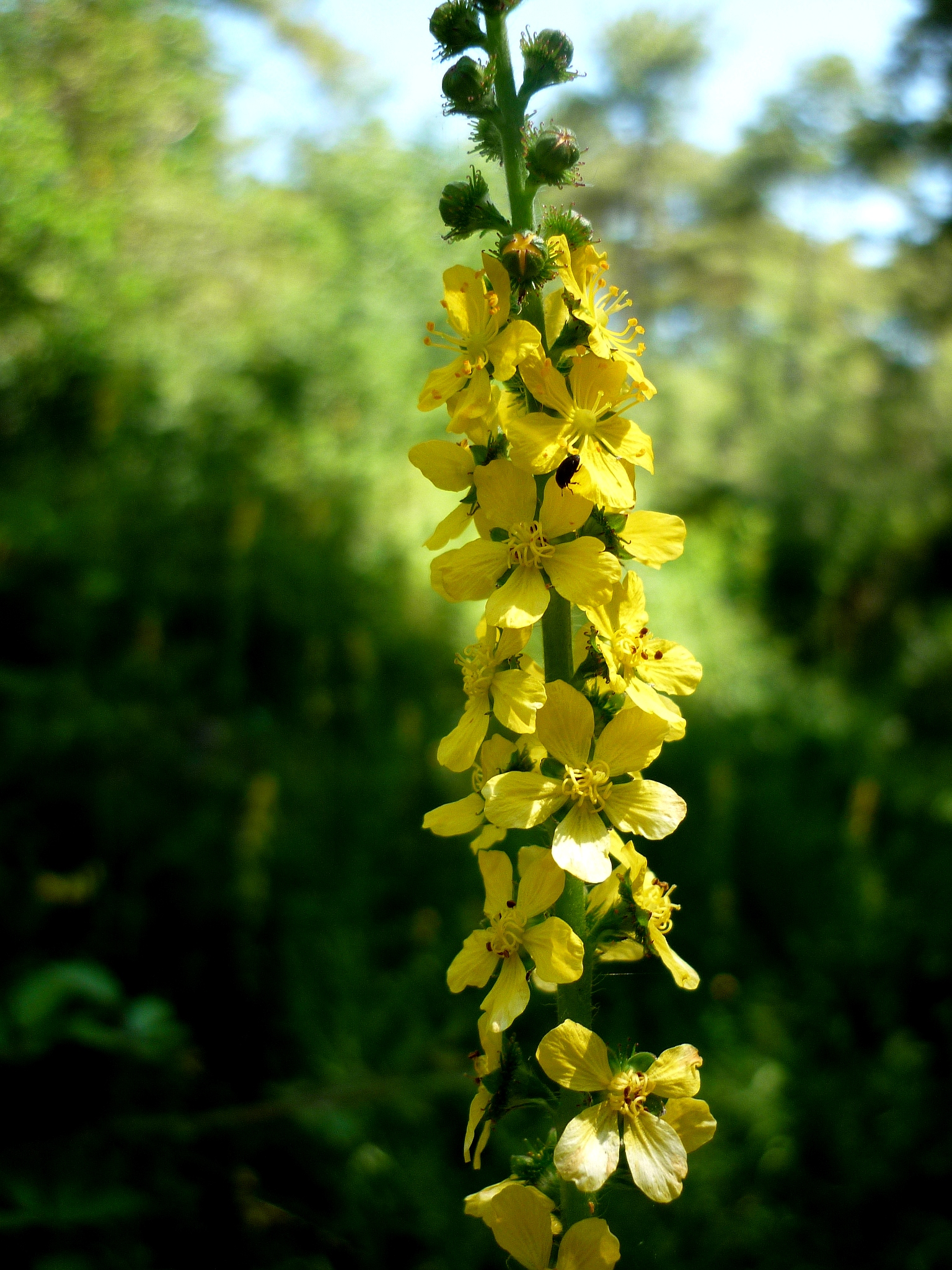
Agrimonia eupatoria a Torà (Segarra)

- Aegilops geniculata Roth (poàcies)
- Aegilops neglecta Req. ex Bertol. (poàcies)
- Aegilops triuncialis L. (poàcies)
- Aegilops ventricosa Tausch (poàcies)
- Aegopodium podagraria L. (umbel·líferes)
- Aeluropus littoralis (Gouan) Parl. (poàcies)
- Aetheorhiza bulbosa (L.) Cass. (asteràcies)
- Aethionema saxatile (L.) R. Br. (brassicàcies)
- Aethusa cynapium L. (umbel·líferes)
- Agave americana L. (agavàcies)
- Agrimonia eupatoria L. (rosàcies)
- Agrimonia procera Wallr. (rosàcies)
- x Agropogon littoralis (Sm.) C.E. Hubbard (poàcies)
- Agropyron cristatum (L.) Gaertn. (poàcies)
- Agrostemma githago L. (cariofil·làcies)
- Agrostis agrostiflora (G. Beck) Rauschert (poàcies)
- Agrostis alpina Scop. (poàcies)
- Agrostis canina L. (poàcies)
- Agrostis capillaris L. (poàcies)
- Agrostis nebulosa Boiss. et Reut. (poàcies)
- Agrostis rupestris All. (poàcies)
- Agrostis stolonifera L. (poàcies)
- Ailanthus altissima (Mill.) Swingle (Simarubàcies)
- Aira caryophyllea L. (poàcies)
- Aira cupaniana Guss. (poàcies)

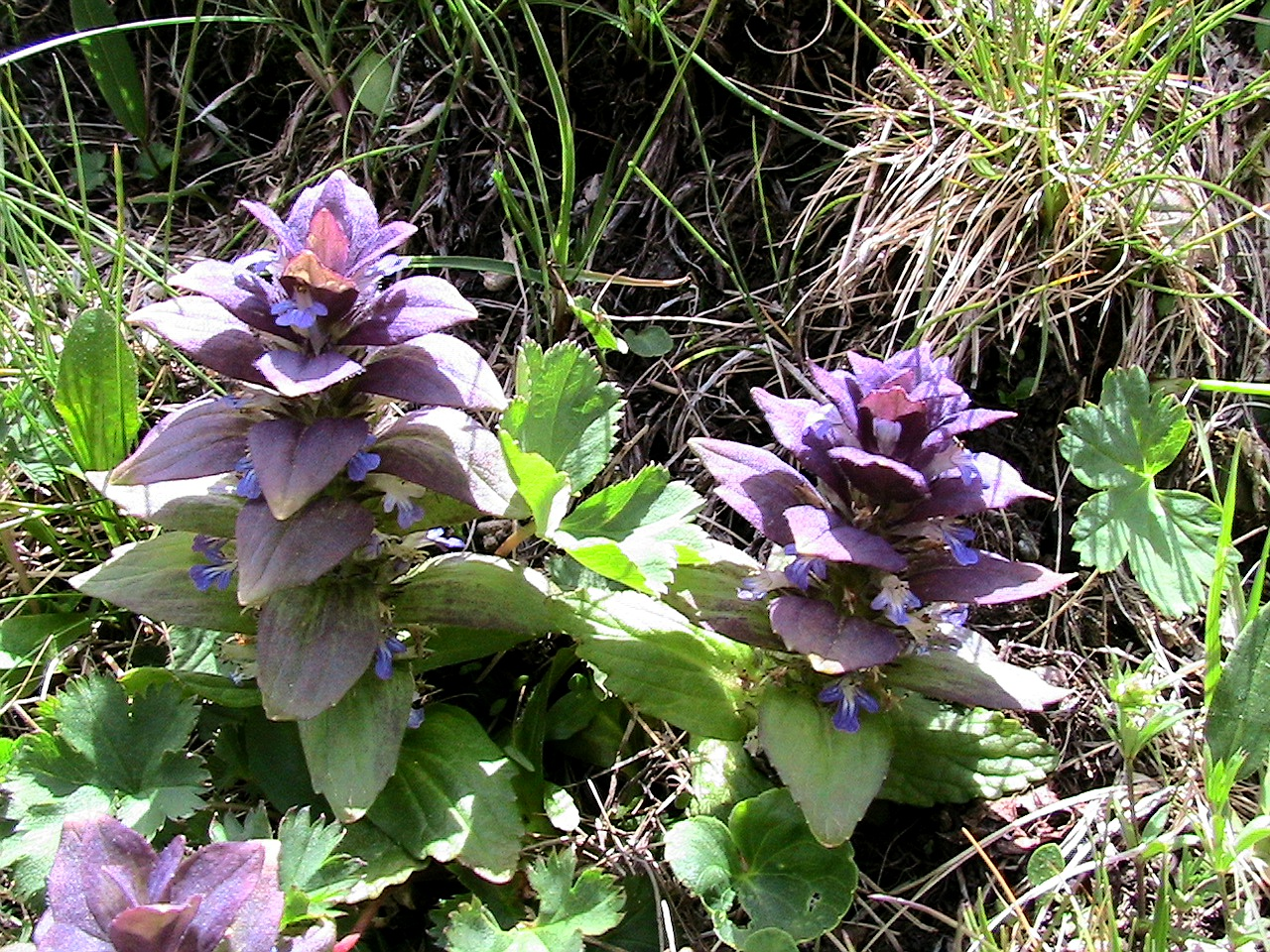
Ajuga pyramidalis a Cabdella (Pallars Jussà)

- Aira elegantissima Schur (poàcies)
- Aira praecox L. (poàcies)
- Aira tenorii Guss. (poàcies)
- Airopsis tenella (Cav.) Asch. et Graebn. (poàcies)
- Aizoon hispanicum L. (aizoàcies)
- Ajuga chamaepitys (L.) Schreb. (labiades)

- Ajuga iva (L.) Schreb. (labiades)
- Ajuga pyramidalis L. (labiades)
- Ajuga reptans L. (labiades)
- Alchemilla alpina L. (rosàcies)

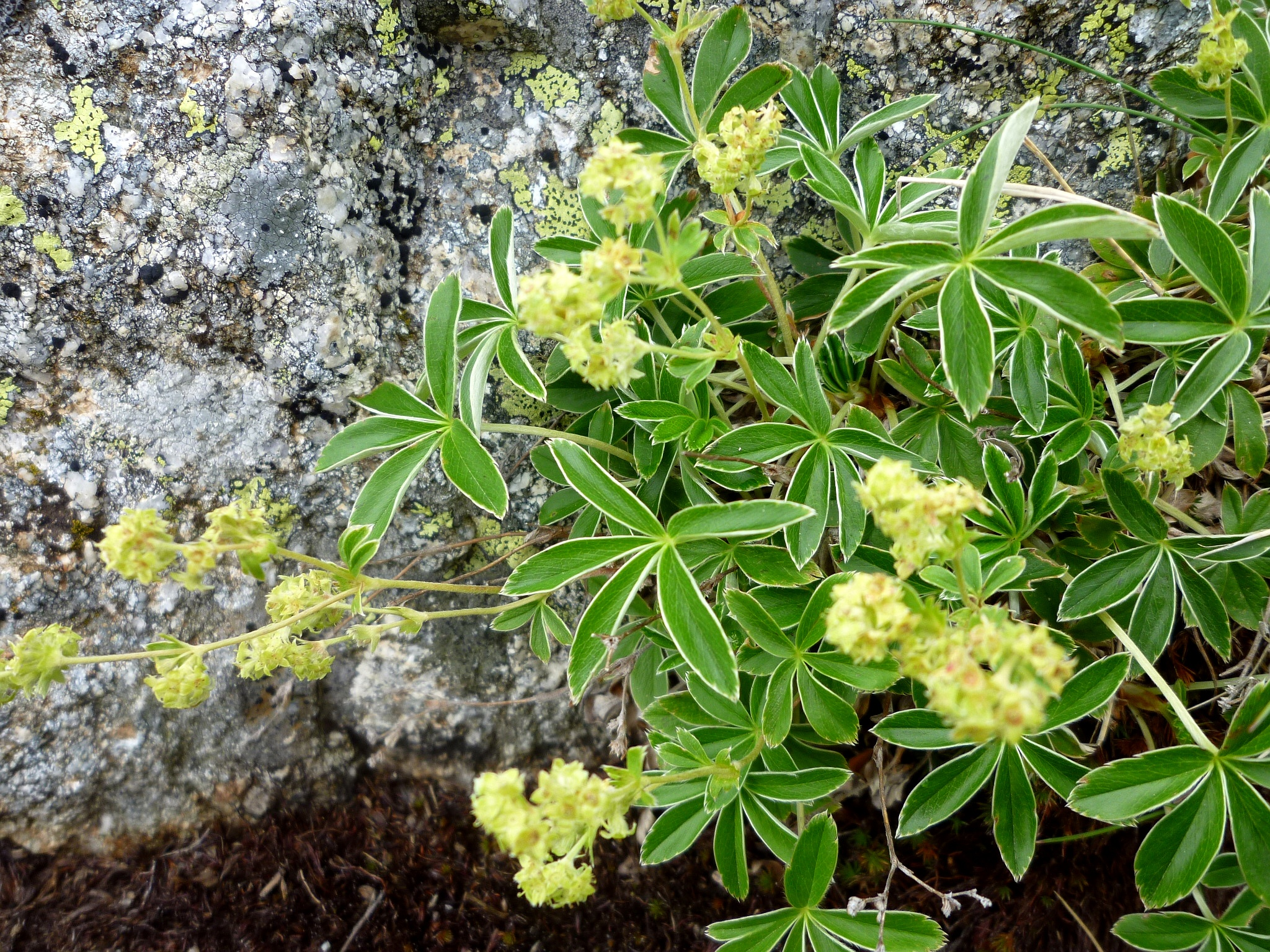
Alchemilla alpina a Cabdella (Pallars Jussà)

- Alchemilla fissa Günther et Schumm. (rosàcies)
- Alchemilla hybrida (L.) L. (rosàcies)
- Alchemilla pentaphyllea L. (rosàcies)
- Alchemilla vulgaris L. (rosàcies)

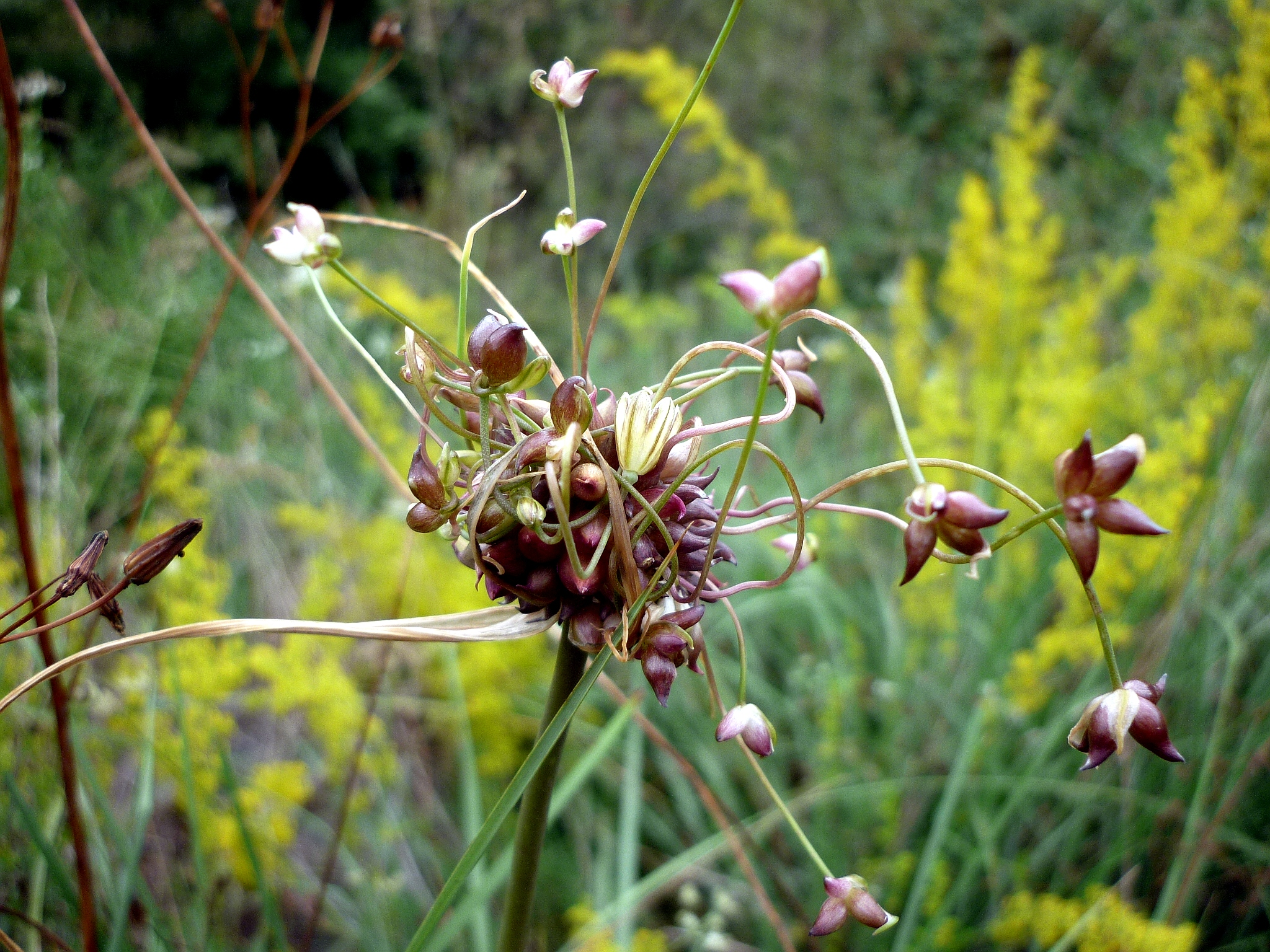
Allium oleraceum a Torà (Segarra)

- Alisma plantago-aquatica L. (alismatàcies)
- Alkanna lutea A. DC. (boraginàcies)
- Alkanna tinctoria Tausch (boraginàcies)
- Alliaria petiolata (Bieb.) Cavara et Grande (brassicàcies)
- Allium acutiflorum Loisel. (liliàcies)
- Allium ampeloprasum L. (liliàcies)
- Allium chamaemoly L. (liliàcies)
- Allium ericetorum Thore (liliàcies)
- Allium moly L. (liliàcies)

- Allium moschatum L. (liliàcies)

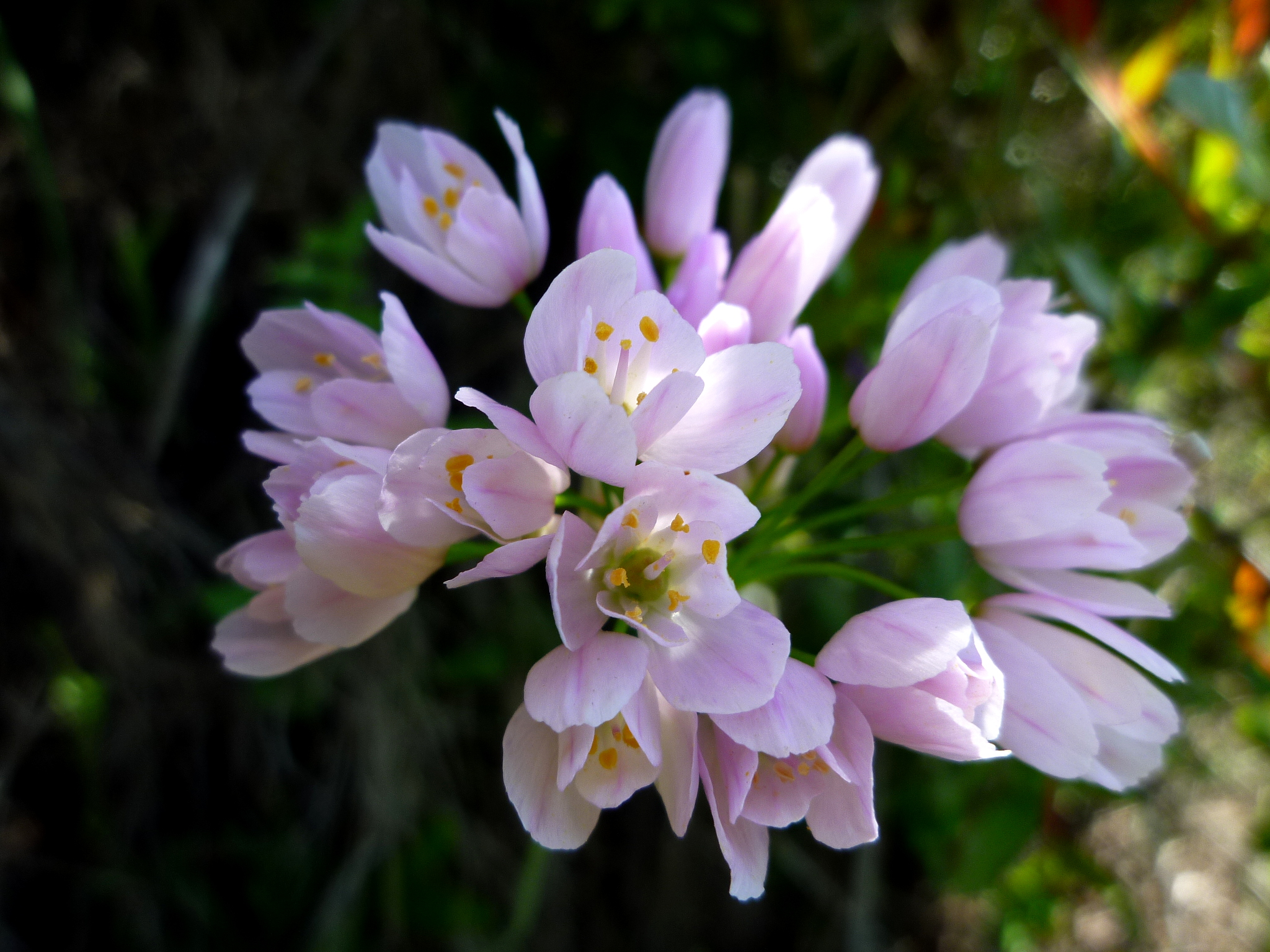
Allium roseum a Torà (Segarra)

- Allium neapolitanum Cirillo (liliàcies)
- Allium nigrum L. (liliàcies)
- Allium oleraceum L. (liliàcies)
- Allium paniculatum L. (liliàcies)
- Allium pyrenaicum Costa et Vayr. in Costa (liliàcies)
- Allium roseum L. (liliàcies)
- Allium schoenoprasum L. (liliàcies)
- Allium scorodoprasum L. (liliàcies)

- Allium senescens L. (liliàcies)

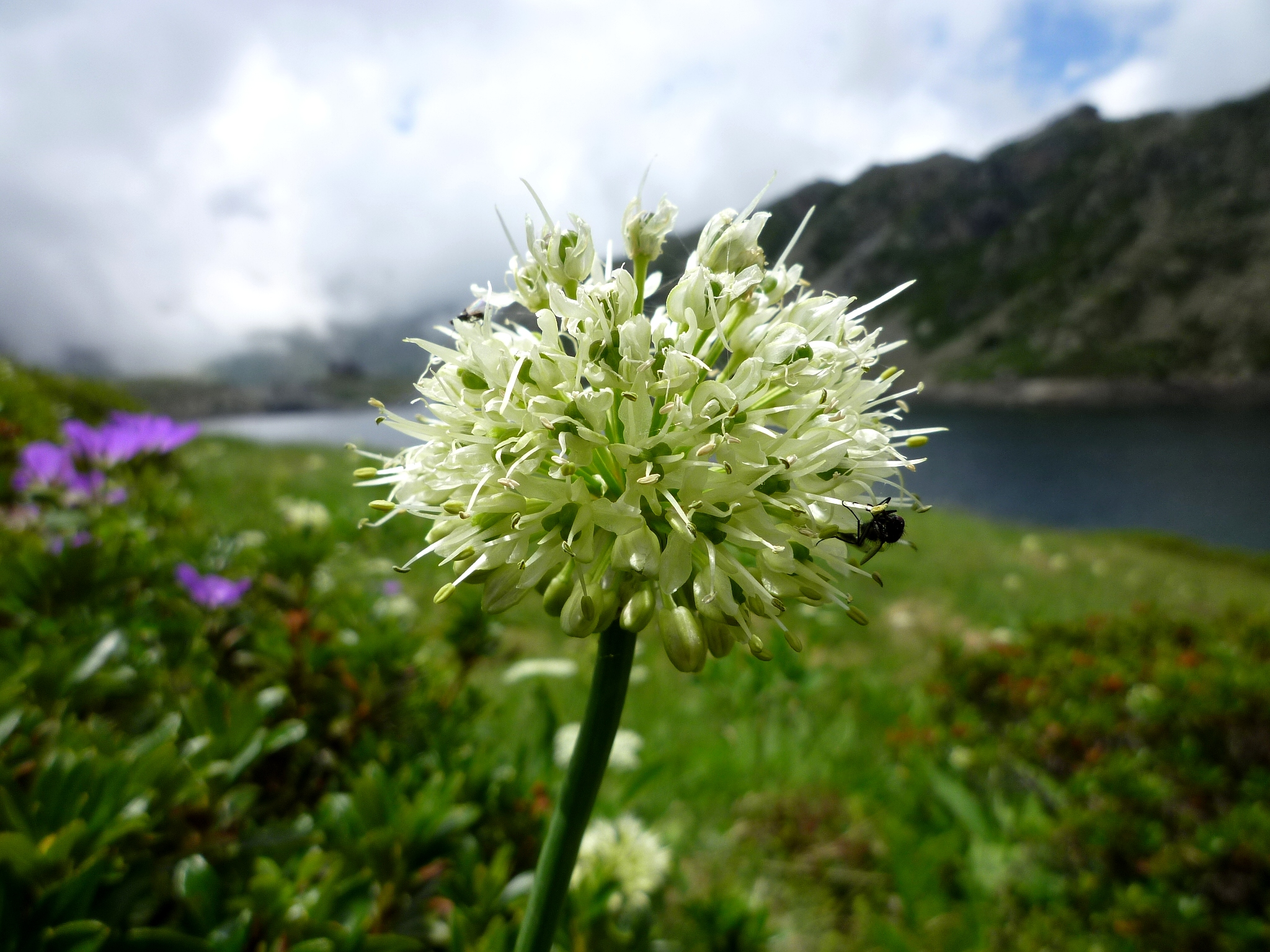
Allium victorialis a Cabdella (Pallars Jussà)

- Allium sphaerocephalon L. (liliàcies)
- Allium subhirsutum L. (liliàcies)
- Allium triquetrum L. (liliàcies)
- Allium ursinum L. (liliàcies)
- Allium victorialis L. (liliàcies)
- Allium vineale L. (liliàcies)
- Alnus glutinosa (L.) Gaertn. (Betulàcies)

- Aloe maculata All. (liliàcies)

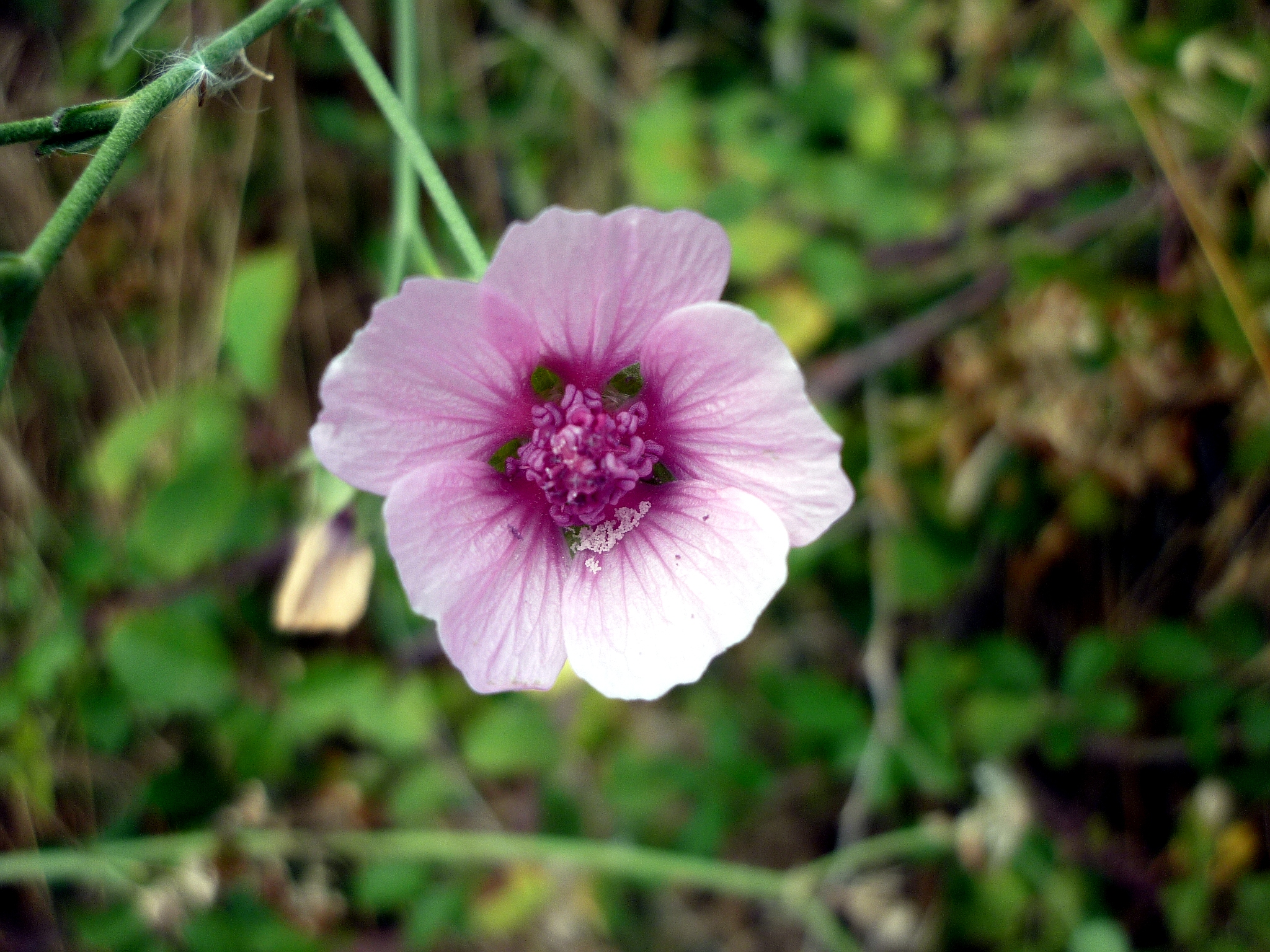
Althaea cannabina a Torà (Segarra)

- Alopecurus arundinaceus Poiret in Lam. (poàcies)
- Alopecurus bulbosus Gouan (poàcies)
- Alopecurus geniculatus L. (poàcies)
- Alopecurus gerardii Vill. (poàcies)
- Alopecurus myosuroides Huds. (poàcies)
- Alopecurus pratensis L. (poàcies)
- Alternanthera caracasana Humb., Bonpl. et Kunth (amarantàcies)
- Alternanthera pungens Kunth in Humb., Bonpl. et Kunth (amarantàcies)
- Althaea cannabina L. (malvàcies)
- Althaea hirsuta L. (malvàcies)
- Althaea officinalis L. (malvàcies)
- Alyssum alpestre L. (brassicàcies)
- Alyssum alyssoides (L.) L. (brassicàcies)
- Alyssum cuneifolium Ten. (brassicàcies)
- Alyssum granatense Boiss. et Reut. (brassicàcies)
- Alyssum lapeyrousianum Jord. (brassicàcies)
- Alyssum linifolium Stephan ex Willd. (brassicàcies)

Amaranthus albus a Torà (Segarra)

- Alyssum macrocarpum DC. (brassicàcies)
- Alyssum maritimum (L.) Lam. (brassicàcies)
- Alyssum montanum L. (brassicàcies)
- Alyssum pyrenaicum Lap. (brassicàcies)
- Alyssum simplex Rudolphi (brassicàcies)
- Alyssum spinosum L. (brassicàcies)
- Amaranthus albus L. (amarantàcies)
- Amaranthus blitoides S. Watson (amarantàcies)
- Amaranthus blitum L. (amarantàcies)
- Amaranthus deflexus L. (amarantàcies)
- Amaranthus graecizans L. (amarantàcies)
- Amaranthus hybridus L. (amarantàcies)
- Amaranthus muricatus Moq. (amarantàcies)
- Amaranthus retroflexus L. (amarantàcies)

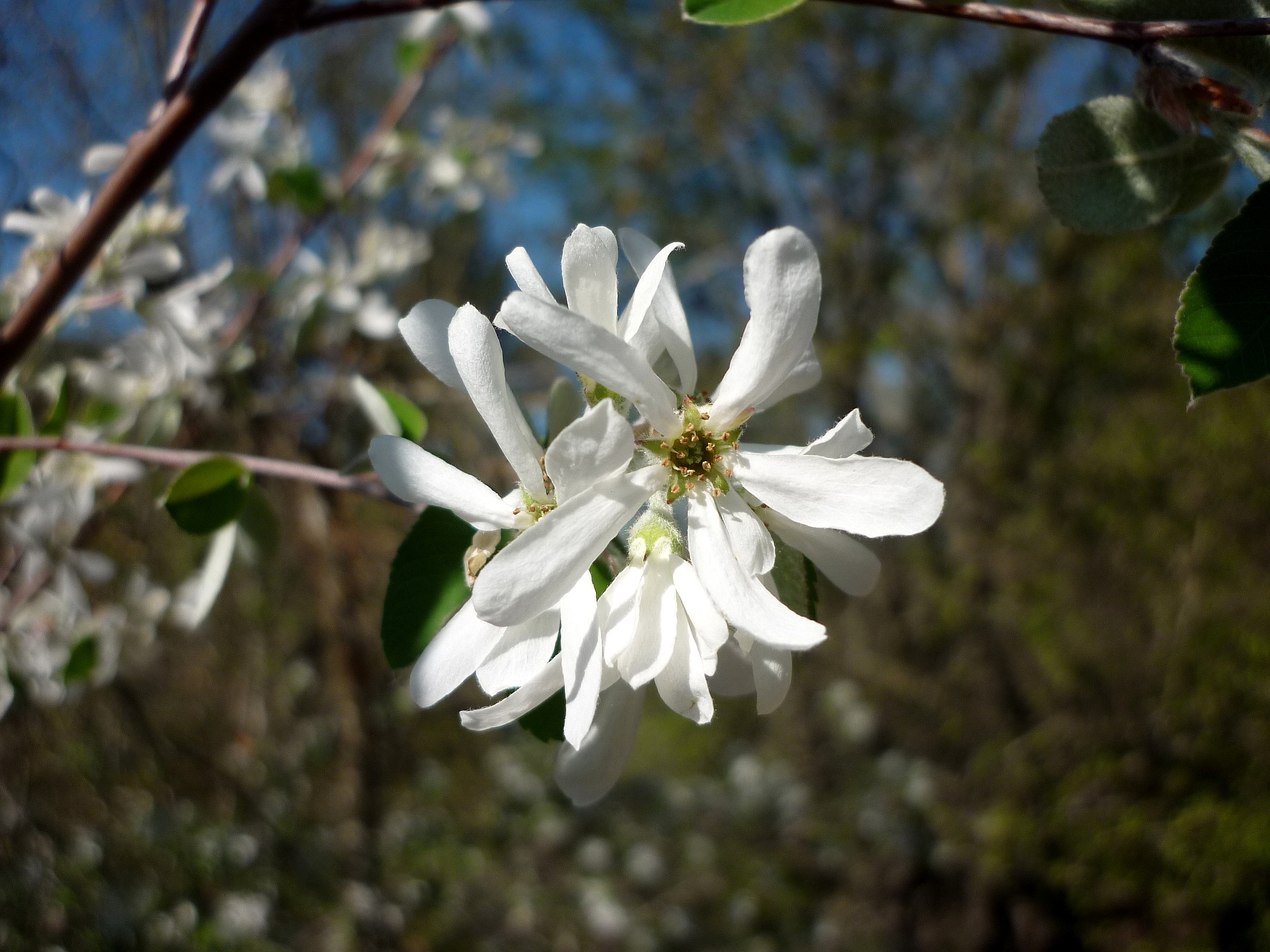
Amelanchier ovalis a Pinós (Solsonès)

- Amaranthus viridis L. (amarantàcies)
- Ambrosia coronopifolia Torrey et A. Gray (asteràcies)
- Ambrosia maritima L. (asteràcies)
- Ambrosia tenuifolia Spreng. (asteràcies)
- Amelanchier ovalis Medic. (rosàcies)
- Ammannia baccifera L. (litràcies)
- Ammannia coccinea Rottb. (litràcies)

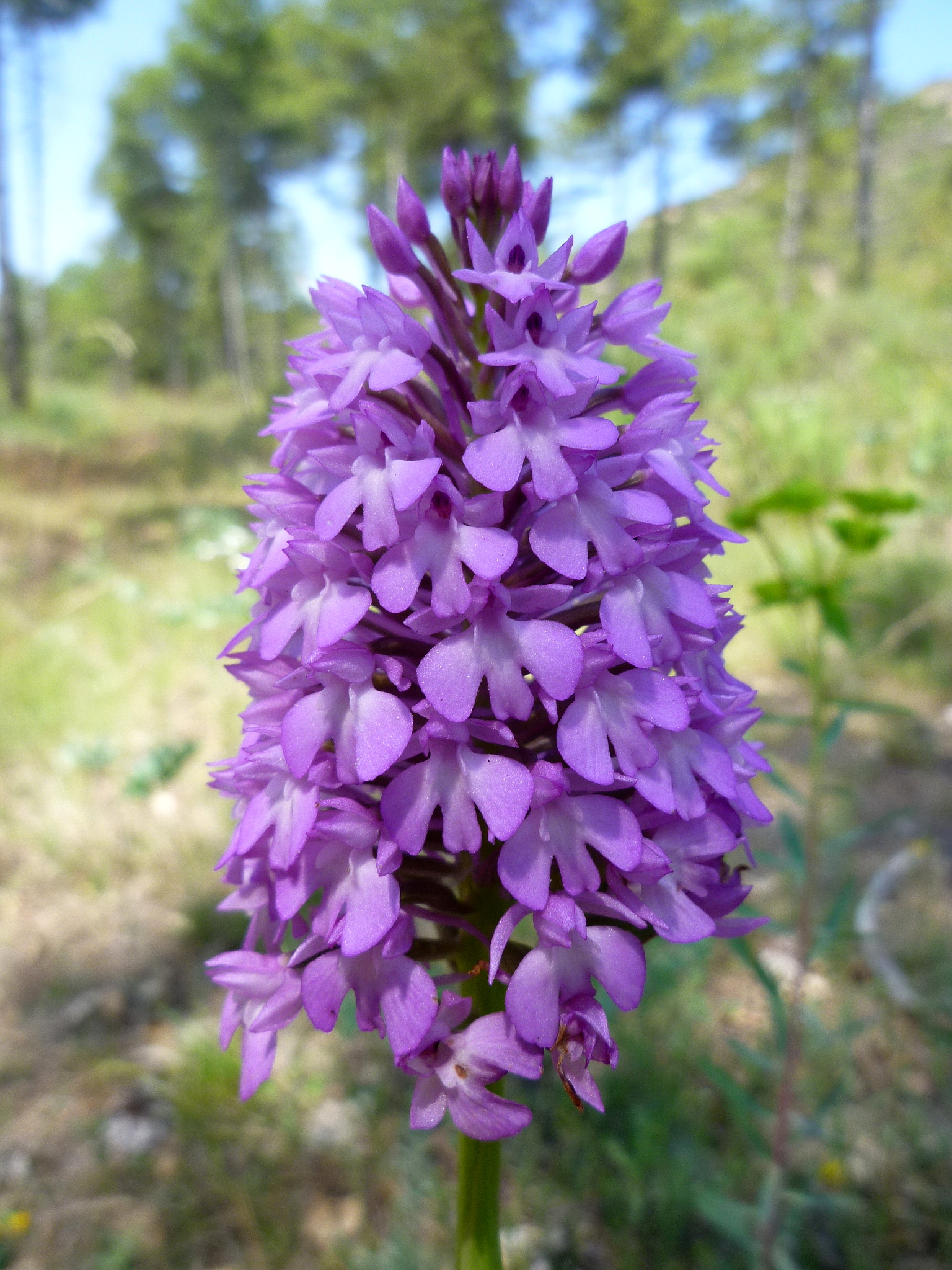
Anacamptis pyramidalis a Torà (Segarra)

- Ammannia robusta Heer et Regel (litràcies)
- Ammi majus L. (umbel·líferes)
- Ammi visnaga (L.) Lam. (umbel·líferes)
- Ammophila arenaria (L.) Link (poàcies) borró
- Ampelodesmos mauritanica (Poiret) T. Durand et Schinz (poàcies)
- Anacamptis pyramidalis (L.) L.C.M. Richard (orquidàcies)
- Anacyclus clavatus (Desf.) Pers. (asteràcies)
- Anacyclus radiatus Loisel. (asteràcies)

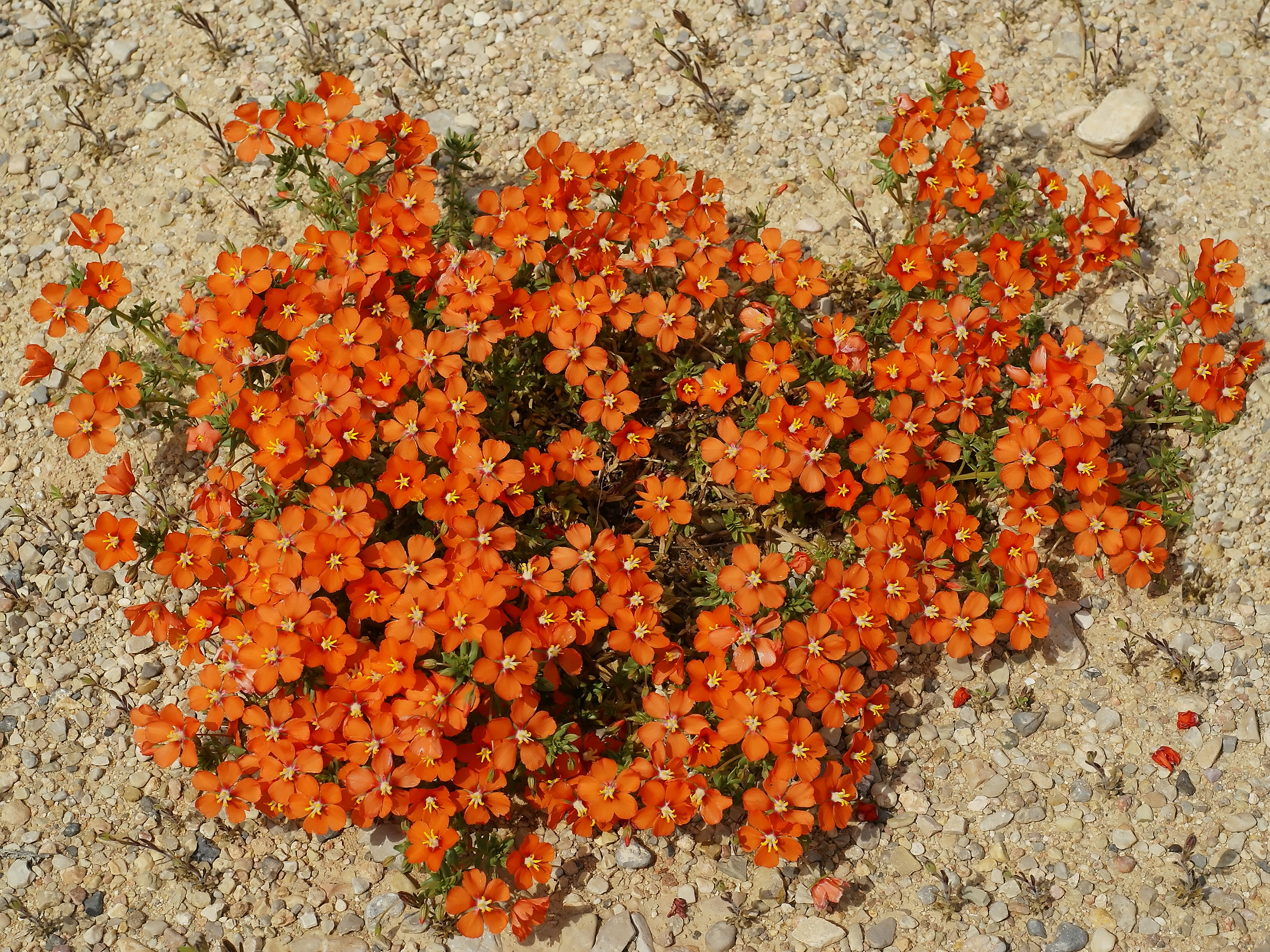
Anagall (Lysimachia arvensis) El Perelló (Baix Ebre).

- Anacyclus valentinus L. (asteràcies)
- Anagallis arvensis L. (primulàcies)
- Anagallis minima (L.) Krause in Sturm (primulàcies)
- Anagallis monelli L. (primulàcies)
- Anagallis tenella (L.) L. (primulàcies)

- Anagyris foetida L. (fabàcies)

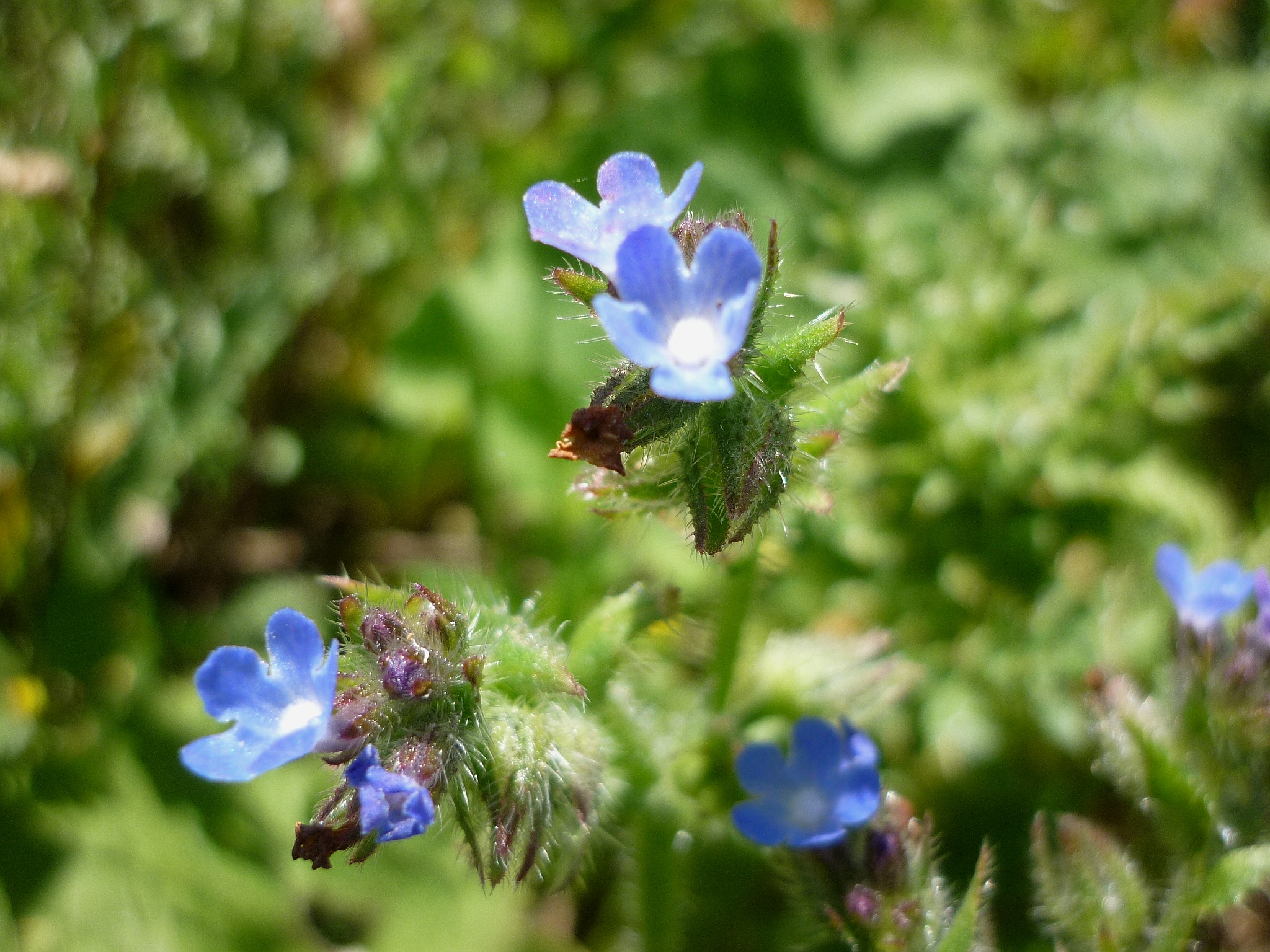
Anchusa arvensis a Estana (Baixa Cerdanya)

- Anarrhinum bellidifolium (L.) Willd. (escrofulariàcies)
- Anchusa arvensis (L.) Bieb. (boraginàcies)
- Anchusa italica Retz. (boraginàcies)
- Anchusa undulata L. (boraginàcies)
- Andrachne telephioides L. (euforbiàcies)
- Andropogon distachyos L. (poàcies)
- Androsace carnea L. (primulàcies)
- Androsace ciliata DC. in Lam. et DC. (primulàcies)
- Androsace cylindrica DC. in Lam. et DC. (primulàcies)
- Androsace elongata L. (primulàcies)
- Androsace helvetica (L.) All. (primulàcies)
- Androsace maxima L. (primulàcies)
- Androsace pubescens DC. in Lam. et DC. (primulàcies)

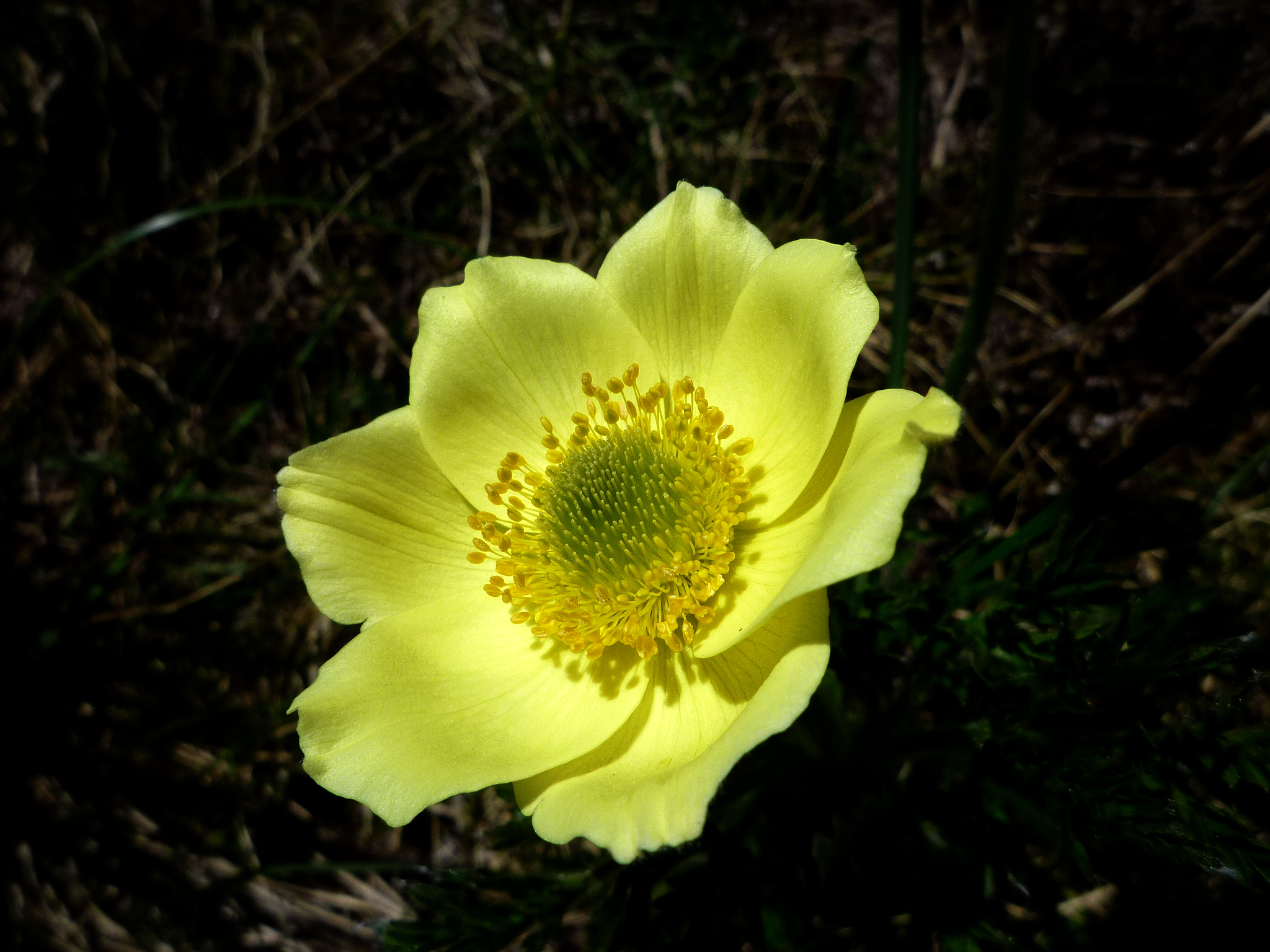
Anemone alpina a Cabdella (Pallars Jussà)

- Androsace pyrenaica Lam. (primulàcies)
- Androsace vandellii (Turra) Chiov. (primulàcies)
- Androsace villosa L. (primulàcies)
- Andryala integrifolia L. (asteràcies)
- Andryala ragusina L. (asteràcies)
- Anemone alpina L. (ranunculàcies)

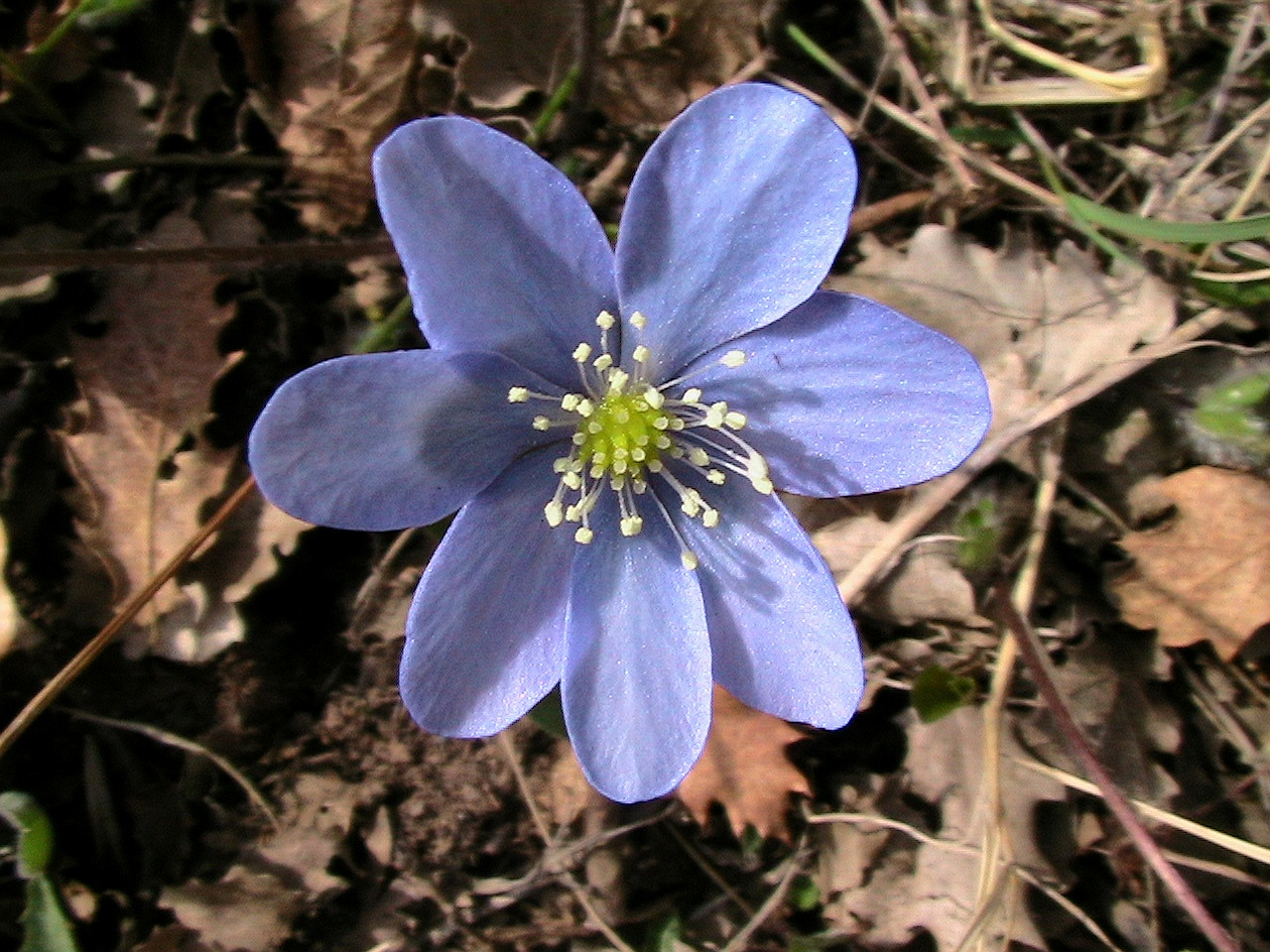
Anemone hepatica a Torà (Segarra)

- Anemone hepatica L. (ranunculàcies)

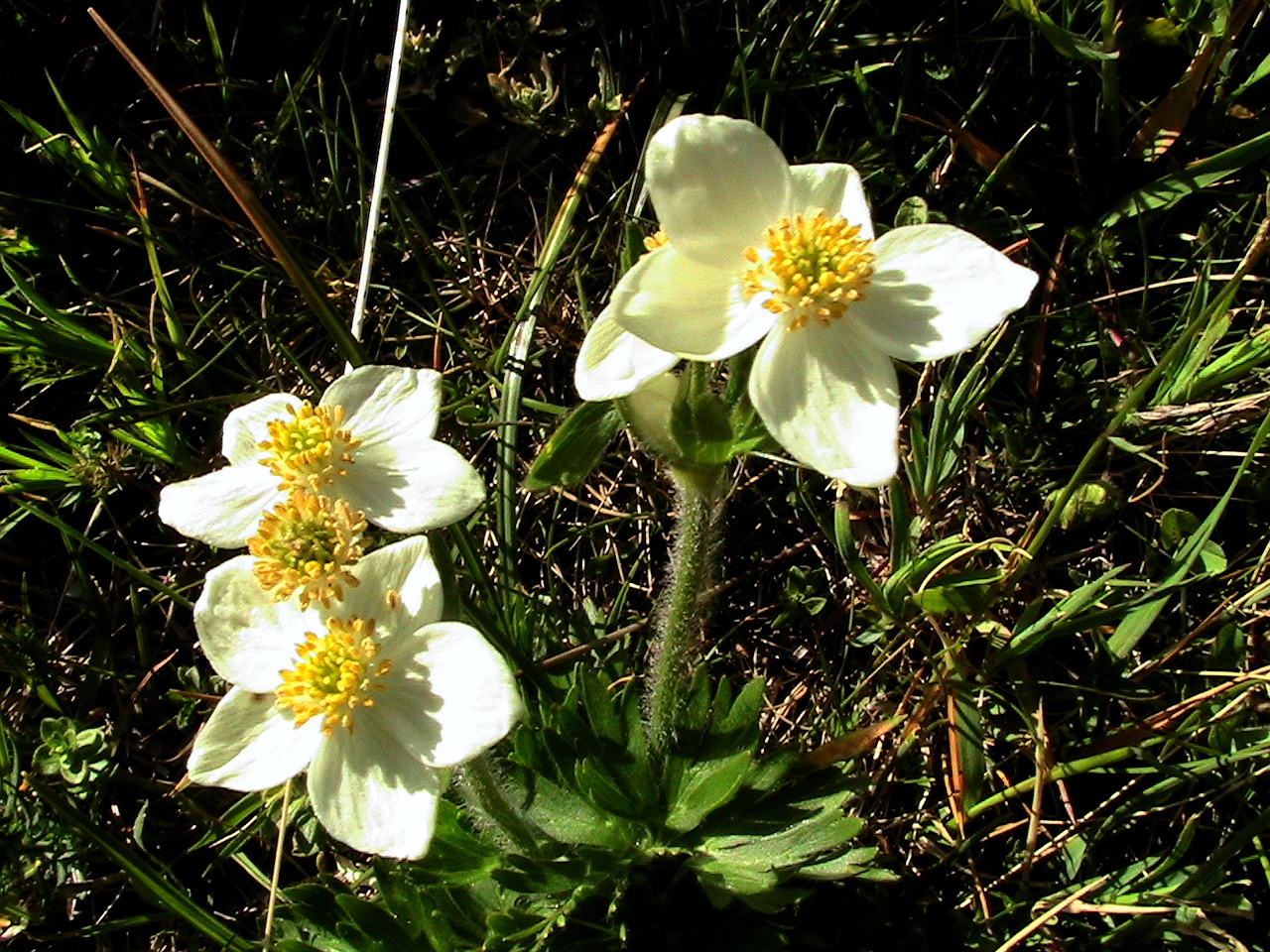
Anemone narcissiflora a Cabdella (Pallars Jussà)

- Anemone narcissiflora L. (ranunculàcies)
- Anemone nemorosa L. (ranunculàcies)
- Anemone pulsatilla L. (ranunculàcies)
- Anemone ranunculoides L. (ranunculàcies)
- Anemone vernalis L. (ranunculàcies)
- Anethum graveolens L. (umbel·líferes)
- Angelica razulii Gouan (umbel·líferes)
- Angelica sylvestris L. (umbel·líferes)
- Anogramma leptophylla (L.) Link (polipodiàcies)
- Antennaria carpatica (Wahlenb.) Bluff et Fingerh. (asteràcies)
- Antennaria dioica (L.) Gaertn. (asteràcies)
- Anthemis altissima L. (asteràcies)
- Anthemis arvensis L. (asteràcies)
- Anthemis cotula L. (asteràcies)
- Anthemis cretica L. (asteràcies)

- Anthemis maritima L. (asteràcies)

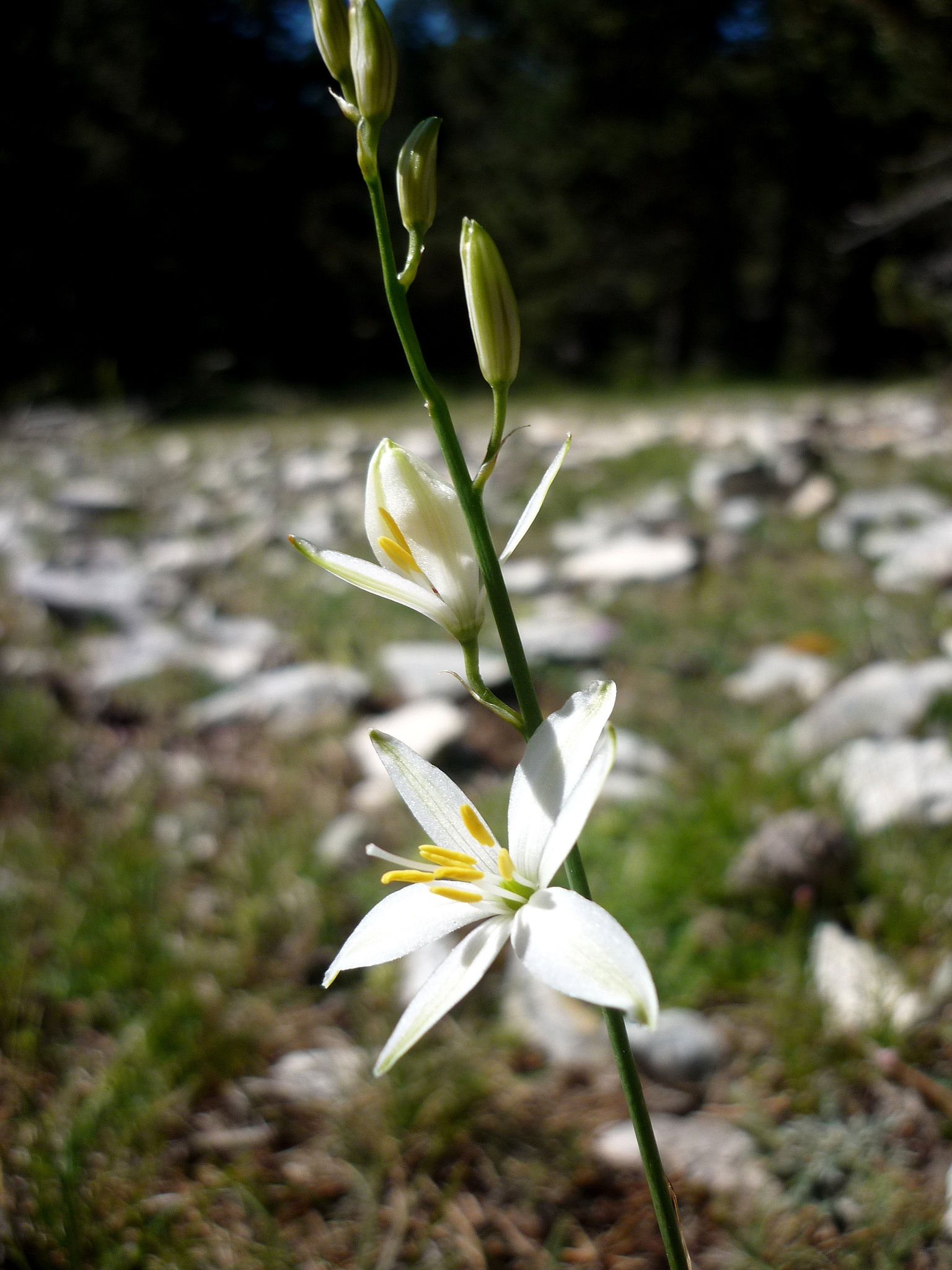
Anthericum liliago a Odèn (Solsonès)

- Anthemis triumfetti (L.) DC. (asteràcies)
- Anthericum liliago L. (liliàcies)
- Anthericum ramosum L. (liliàcies)
- Anthoxanthum aristatum Boiss. (poàcies)
- Anthoxanthum odoratum L. (poàcies)

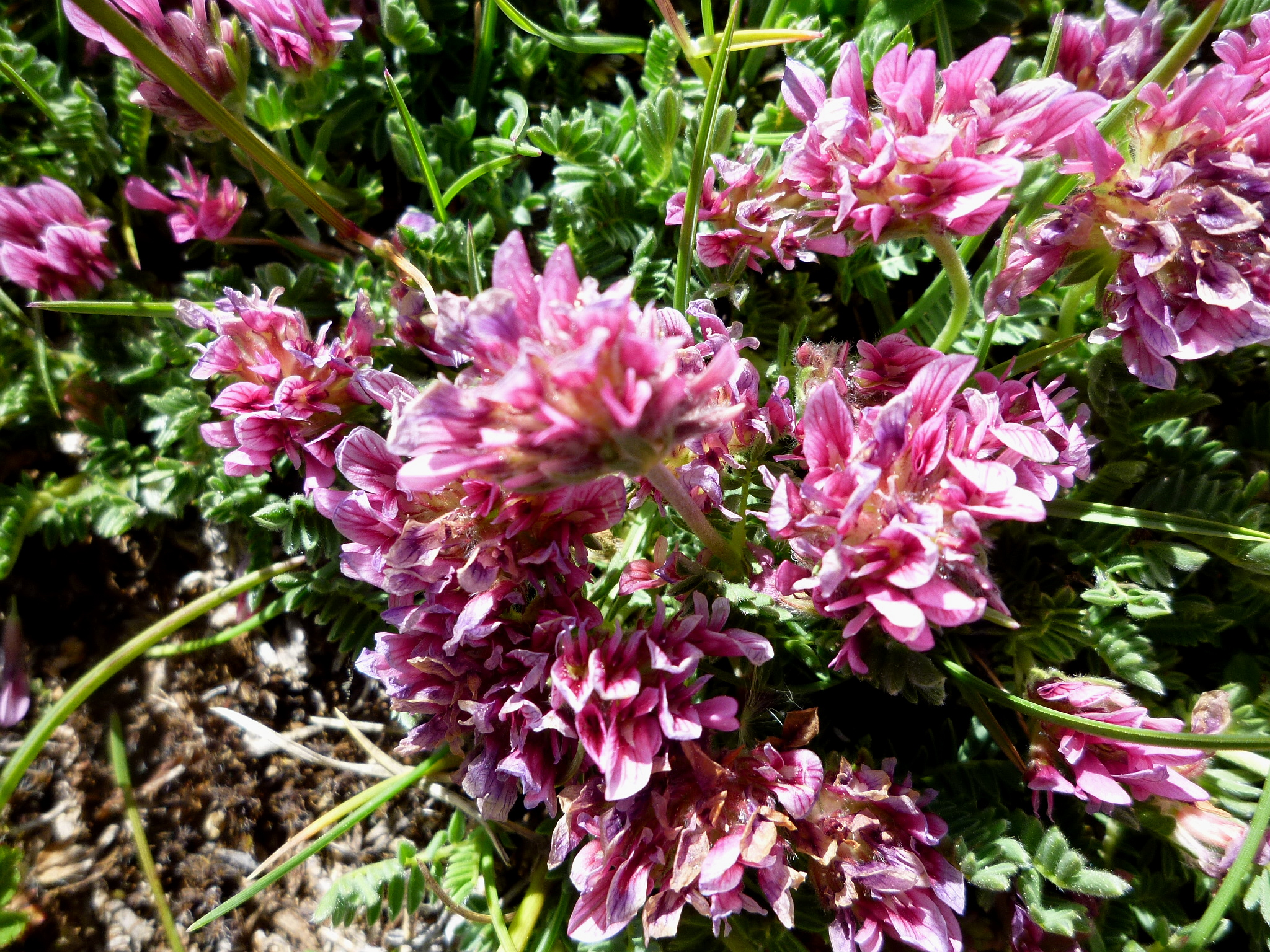
Anthyllis montana a Fígols i Alinyà (Alt Urgell)

- Anthoxanthum ovatum Lag. (poàcies)
- Anthriscus caucalis Bieb. (umbel·líferes)
- Anthriscus cerefolium (L.) Hoffm. (umbel·líferes)
- Anthriscus sylvestris (L.) Hoffm. (umbel·líferes)
- Anthyllis cytisoides L. (fabàciess)
- Anthyllis gerardi L. (fabàcies)
- Anthyllis montana L. (fabàcies)

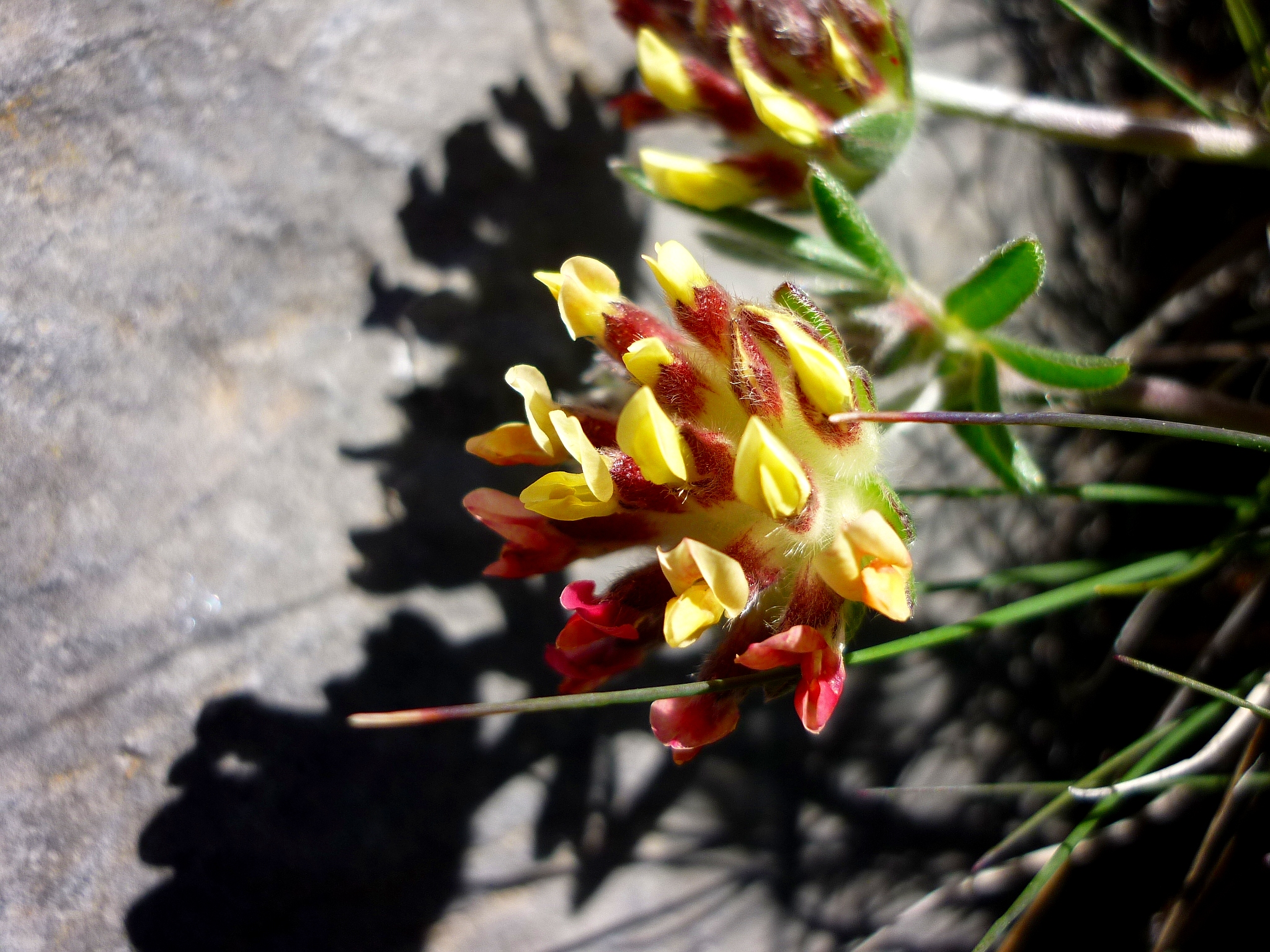
Anthyllis vulneraria a Fígols i Alinyà (Alt Urgell)

- Anthyllis tetraphylla L. (fabàcies)
- Anthyllis vulneraria L. (fabàcies)
- Antirrhinum asarina L. (escrofulariàcies)

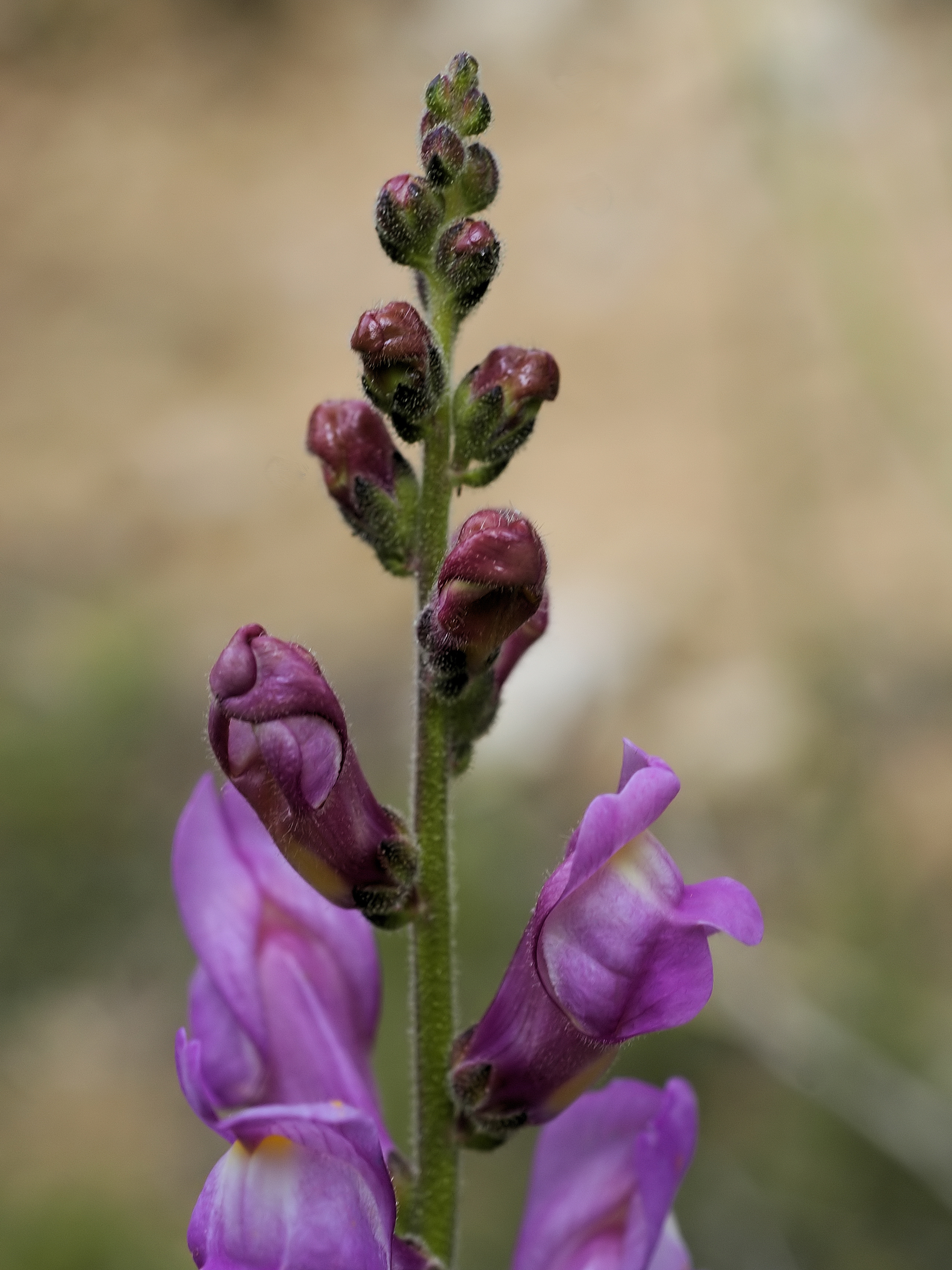
Antirrhinum barrelieri El Perelló (Baix Ebre)

- Antirrhinum barrelieri Boreau (escrofulariàcies)
- Antirrhinum majus L. (escrofulariàcies)
- Antirrhinum molle L. (escrofulariàcies)
- Antirrhinum orontium L. (escrofulariàcies)
- Antirrhinum sempervirens Lap. (escrofulariàcies)
- Antirrhinum siculum Mill. (escrofulariàcies)
- Apera interrupta (L.) Beauv. (poàcies)
- Aphanes arvensis L. (rosàcies)
- Aphanes cornucopioides Lag. (rosàcies)
- Aphanes microcarpa (Boiss. et Reut.) Rothm. (rosàcies)

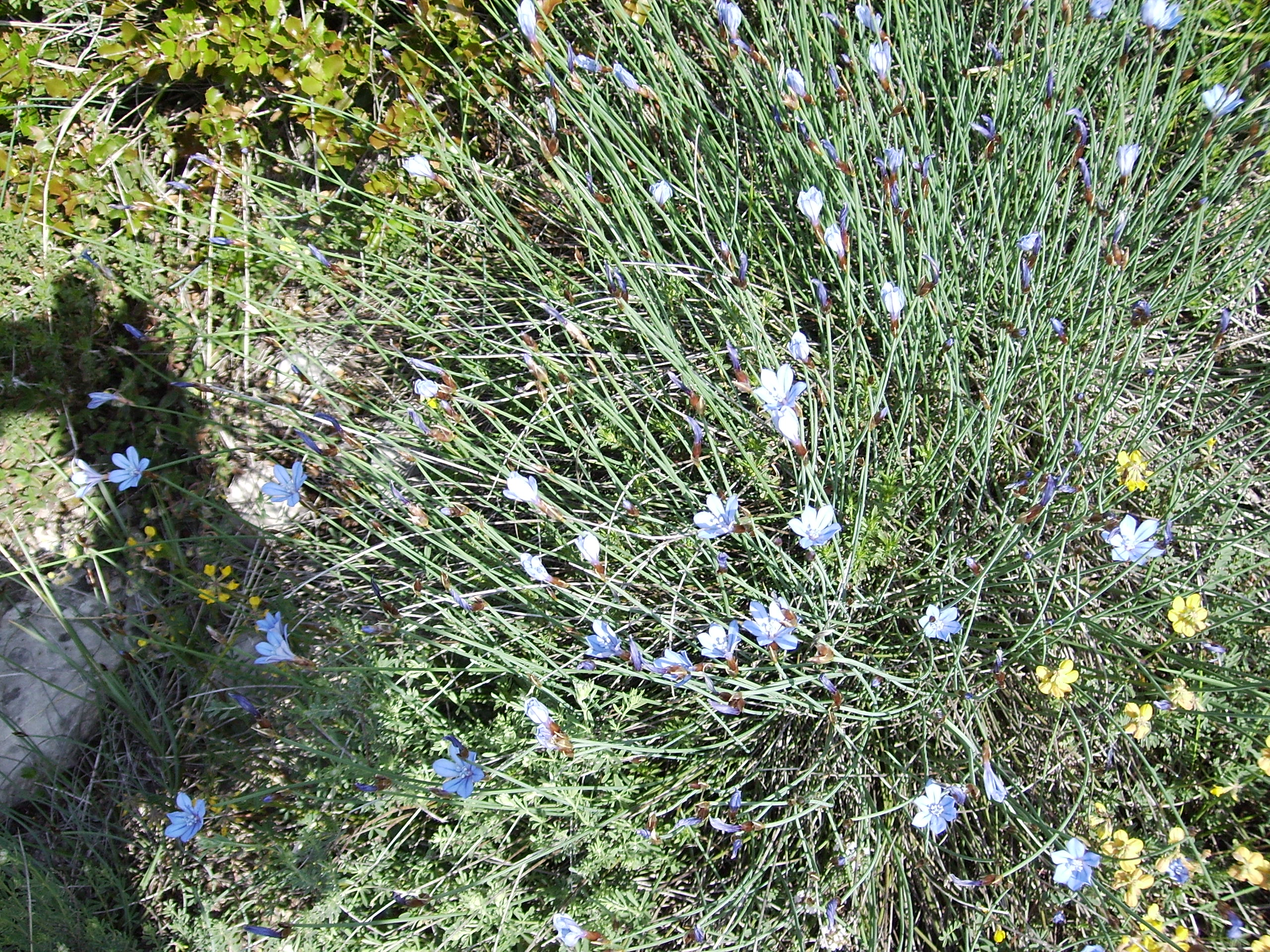
Aphyllanthes monspeliensis a Castelltallat (Bages)

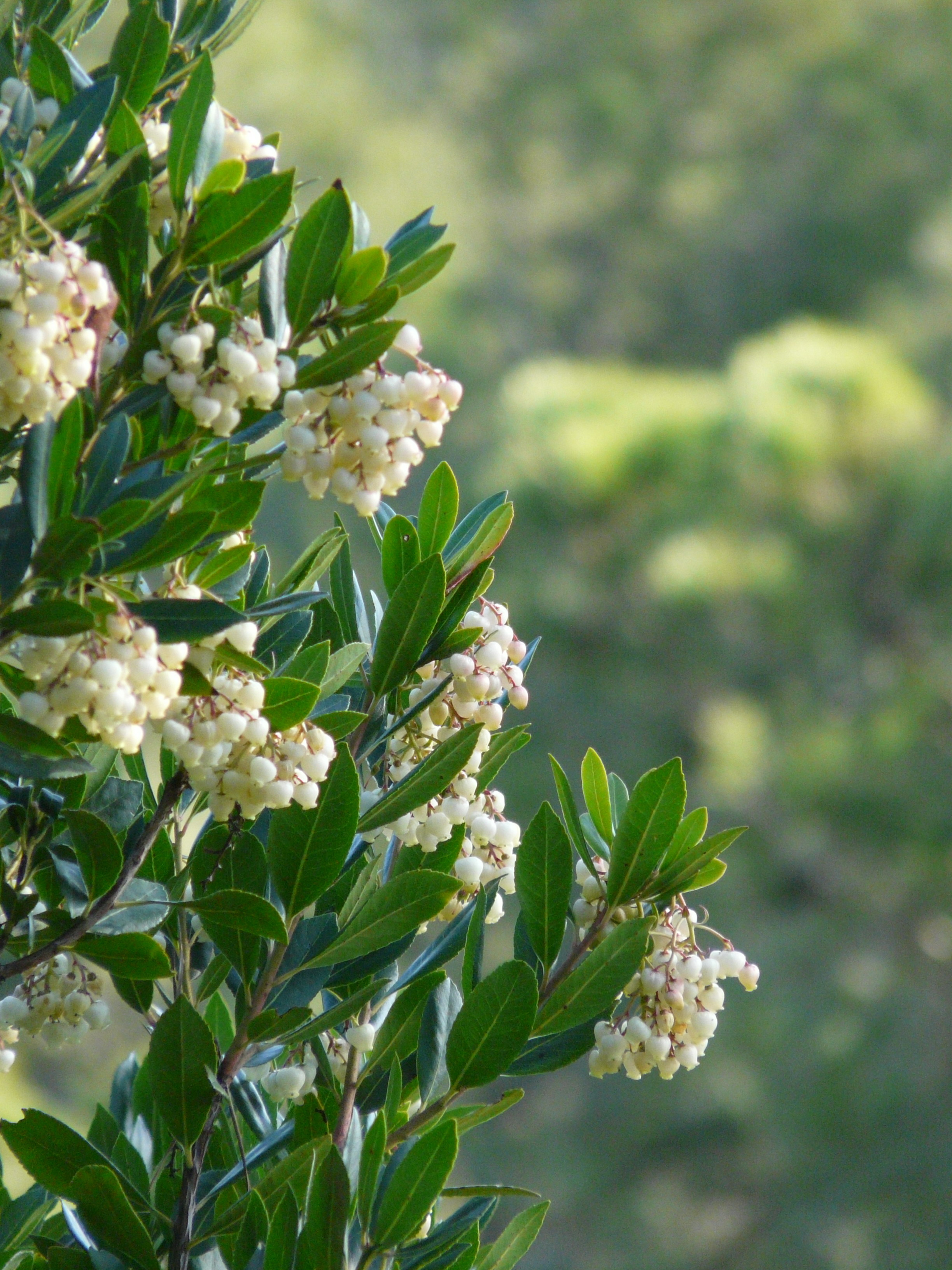
Arbutus unedo a Collserola (Barcelonès)

- Aphyllanthes monspeliensis L. (liliàcies)
- Apium graveolens L. (umbel·líferes)
- Apium leptophyllum (Pers.) F. Muell. ex Benth. (umbel·líferes)
- Créixens bords (L.) Lag. (umbel·líferes)
- Aquilegia pyrenaica DC. in Lam. et DC. (ranunculàcies)
- Aquilegia viscosa Gouan (ranunculàcies)
- Aquilegia vulgaris L. (ranunculàcies)
- Arabidopsis thaliana (L.) Heynh. in Holl et Heynh. (brassicàcies)
- Arabis alpina L. (brassicàcies)
- Arabis auriculata Lam. (brassicàcies)
- Arabis brassica (Leers) Rauschert (brassicàcies)
- Arabis ciliata (Reyner in Hoepfner) Clairville (brassicàcies)
- Arabis collina Ten. (brassicàcies)
- Arabis glabra (L.) Bernh. (brassicàcies)
- Arabis hirsuta (L.) Scop. (brassicàcies)
- Arabis nova Vill. (brassicàcies)
- Arabis parvula Duf. in DC. (brassicàcies)
- Arabis scabra All. (brassicàcies)
- Arabis serpillifolia Vill. (brassicàcies)
- Arabis soyeri Reut. et Huet (brassicàcies)
- Arabis turrita L. (brassicàcies)
- Arabis verna (L.) R.Br. (brassicàcies)
- Araujia sericifera Brot. (miraguà fals) (asclepiadàcies)
- Arbutus unedo L. (ericàcies)

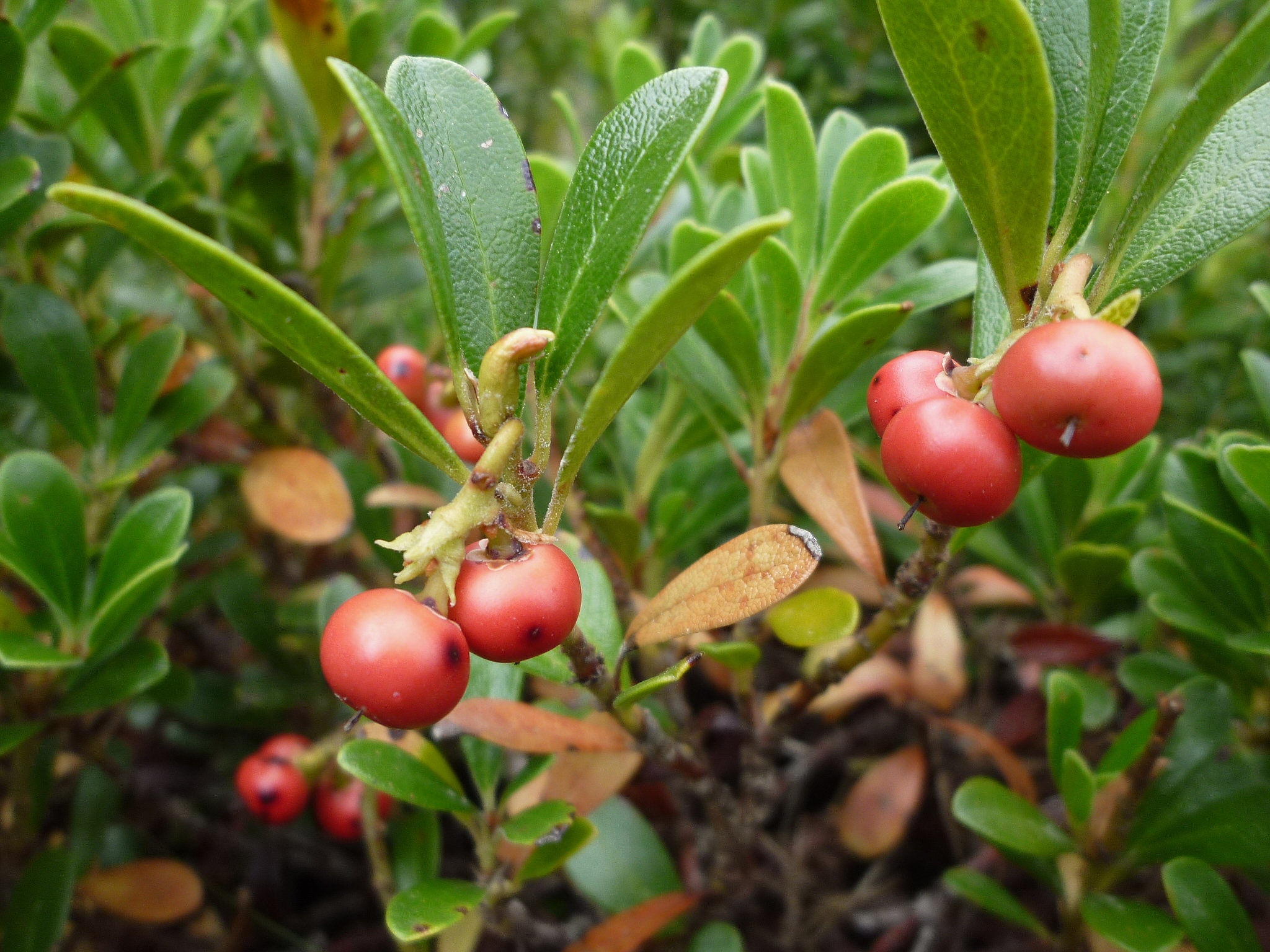
Arctostaphylos uva-ursi a Guixers (Solsonès)

- Arceuthobium oxycedri (DC.) Bieb. (lorantàcies)
- Arctium lappa L. (asteràcies)
- Arctium minus Bernh. (asteràcies)
- Arctostaphylos alpinus (L.) Spreng. (ericàcies)
- Arctostaphylos uva-ursi (L.) Spreng. (ericàcies)
- Arctotheca calendula (L.) Levyns (asteràcies)
- Arenaria biflora L. (cariofil·làcies)
- Arenaria ciliata L. (cariofil·làcies)
- Arenaria conimbricensis Brot. (cariofil·làcies)
- Arenaria fontqueri Cardona et J.M. Monts. (cariofil·làcies)
- Arenaria grandiflora L. (cariofil·làcies)
- Arenaria ligericina Lecoq et Lamotte (cariofil·làcies)
- Arenaria modesta Duf. (cariofil·làcies)
- Arenaria montana L. (cariofil·làcies)
- Arenaria obtusiflora G. Kunze (cariofil·làcies)
- Arenaria purpurascens Ramond ex DC. in Lam. et DC. (cariofil·làcies)
- Arenaria serpyllifolia L. (cariofil·làcies)
- Arenaria tetraquetra L. (cariofil·làcies)
- Argyrolobium zanonii (Turra) P.W. Ball (fabàcies)
- Arisarum vulgare Targ.-Tozz. (aràcies)
- Aristolochia clematitis L. (aristoloquiàcies)
- Aristolochia longa L. (aristoloquiàcies)
- Aristolochia pistolochia L. (aristoloquiàcies)
- Aristolochia rotunda L. (aristoloquiàcies)
- Armeria alliacea (Cav.) Hoffms. et Link (plumbaginàcies)

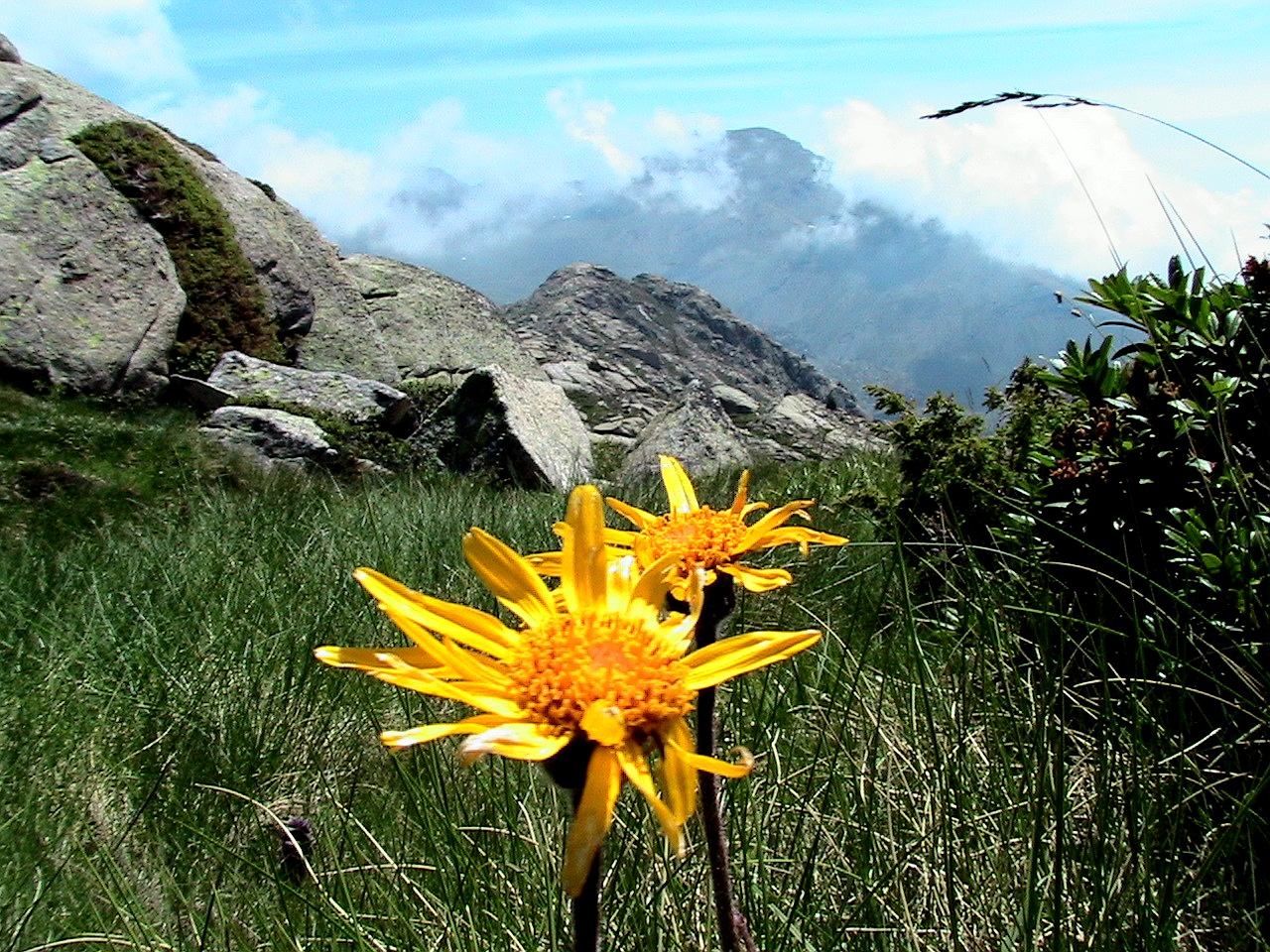
Arnica montana a Cabdella (Pallars Jussà)

- Armeria maritima Willd. (plumbaginàcies)
- Armoracia rusticana P. Gaertn. (brassicàcies)
- Arnica montana L. (asteràcies)
- Arnoseris minima (L.) Schweigg. et Koerte (asteràcies)
- Arrhenatherum album (Vahl) W.D. Clayton (poàcies)
- Arrhenatherum elatius (L.) Beauv. ex J. et C. Presl (poàcies)
- Artemisia abrotanum L. (asteràcies)
- Artemisia absinthium L. (asteràcies)
- Artemisia alba Turra (asteràcies)
- Artemisia annua L. (asteràcies)
- Artemisia arborescens L. (asteràcies)
- Artemisia barrelieri Bess. (asteràcies)
- Artemisia campestris L. (asteràcies)
- Artemisia chamaemelifolia Vill. (asteràcies)
- Artemisia eriantha Ten. (asteràcies)
- Artemisia caerulescens Willd. (asteràcies)
- Artemisia herba-alba Asso (asteràcies)
- Artemisia umbelliformis Lam. (asteràcies)
- Artemisia verlotiorum Lamotte (asteràcies)
- Artemisia vulgaris L. (asteràcies)
- Arthrocnemum fruticosum (L.) Moq. (quenopodiàcies)
- Arthrocnemum macrostachyum (Moric.) Moris (quenopodiàcies)
- Arthrocnemum perenne (Mill.) Moss (quenopodiàcies)

- Arum italicum Mill. (aràcies)
- Arum maculatum L. (aràcies)

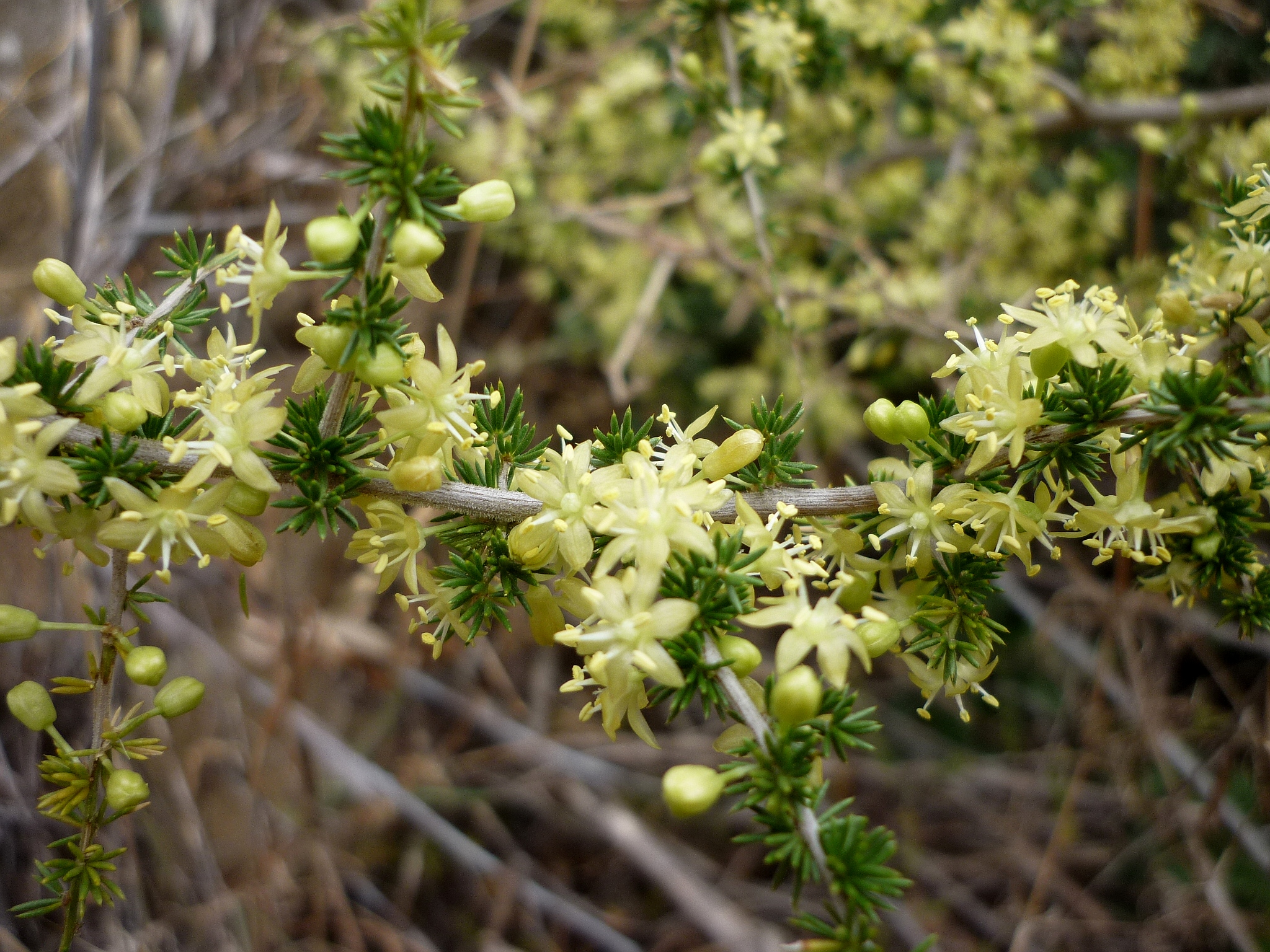
Asparagus acutifolius a Torà (Segarra)

- Aruncus dioicus (Walter) Fernald (rosàcies)
- Arundo donax L. (poàcies), canya
- Arundo plinii Turra (poàcies)
- Asparagus acutifolius L. (liliàcies)
- Asparagus horridus L. in J. A. Murray (liliàcies)
- Asparagus maritimus (L.) Mill. (liliàcies)
- Asparagus officinalis L. (liliàcies)
- Asperugo procumbens L. (boraginàcies)

- Asperula arvensis L. (rubiàcies)

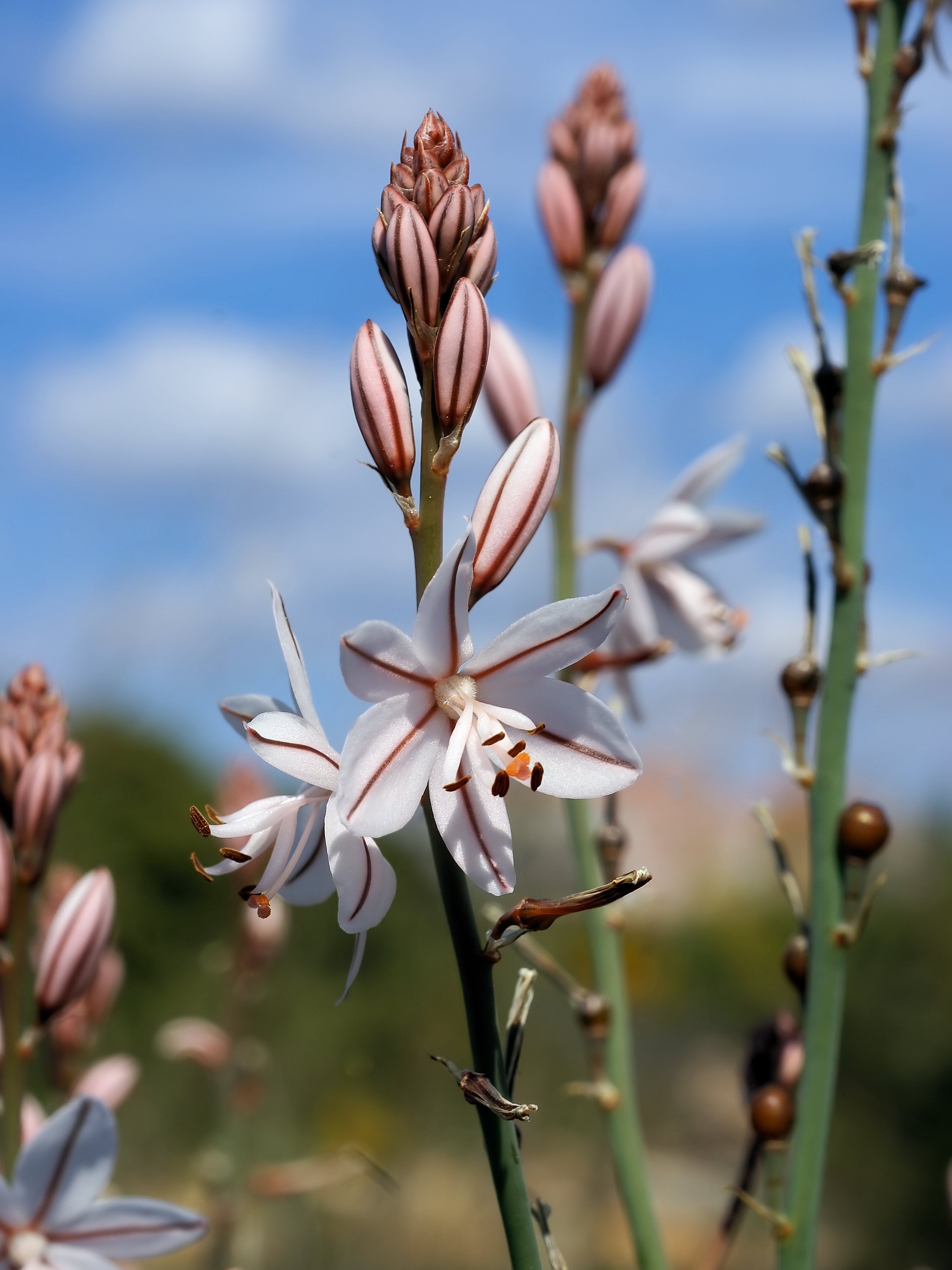
Asphodelus fistulosus El Perelló (Baix Ebre)

- Asperula cynanchica L. (rubiàcies)
- Asperula hirta Ramond (rubiàcies)
- Asperula laevigata L. (rubiàcies)
- Asphodelus aestivus Brot. (liliàcies)
- Asphodelus albus Mill. (liliàcies)

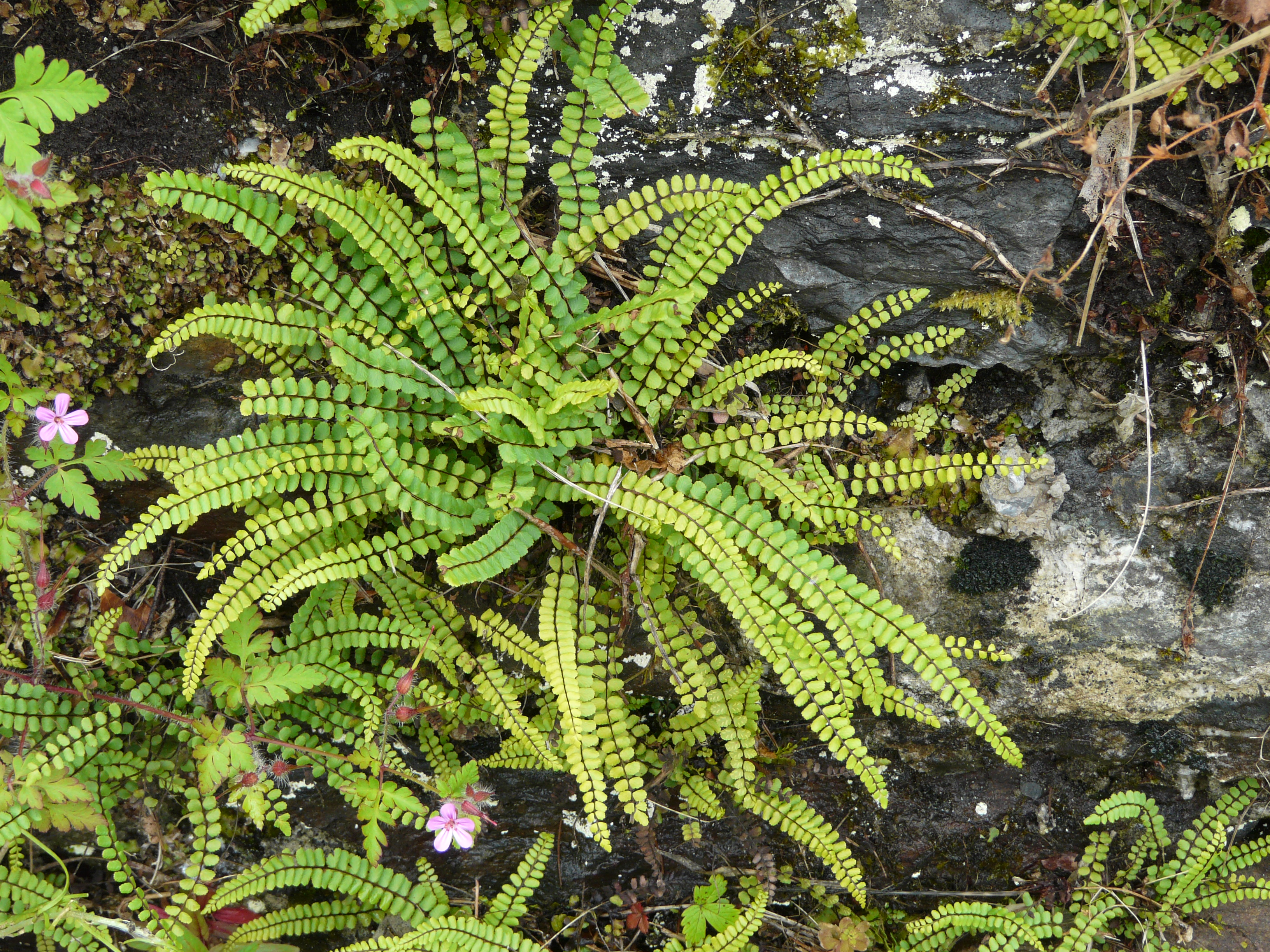
Asplenium trichomanes a Canejan (Vall d'Aran)

- Asphodelus cerasiferus Gay (liliàcies)
- Asphodelus fistulosus L. (liliàcies)
- Asplenium adiantum-nigrum L. (polipodiàcies) capil·lera, falzia negra
- Asplenium fontanum (L.) Bernh. in Schrad. (polipodiàcies)
- Asplenium foreziense Le Grand in Magnier (polipodiàcies)
- Asplenium marinum L. (polipodiàcies)
- Asplenium obovatum Viv. (polipodiàcies)
- Asplenium petrarchae (Guérin) DC. in Lam. et DC. (polipodiàcies)
- Asplenium ruta-muraria L. (polipodiàcies)

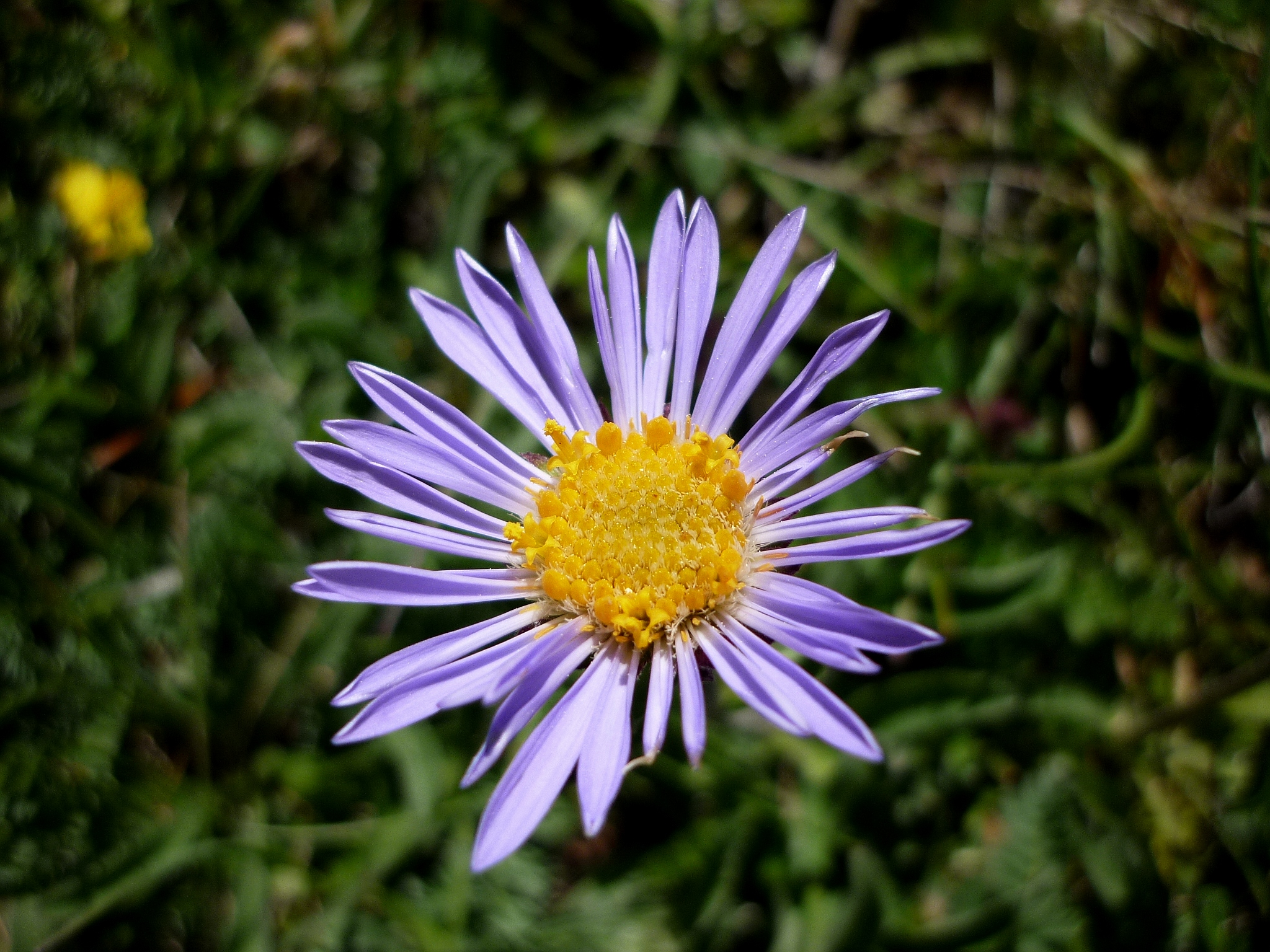
Aster alpinus al Cadinell (Alt Urgell)

- Asplenium seelosii Leybold (polipodiàcies)
- Asplenium septentrionale (L.) Hoffm. (polipodiàcies)
- Asplenium trichomanes L. (polipodiàcies)
- Asplenium trichomanes-ramosum L. (polipodiàcies)
- Aster alpinus L. (asteràcies)
- Aster aragonensis Asso (asteràcies)
- Aster linosyris (L.) Bernh. (asteràcies)
- Aster novi-belgii L. (asteràcies)
- Aster pilosus Willd. (asteràcies)
- Aster squamatus (Spreng.) Hieron. (asteràcies)
- Aster tripolium L. (asteràcies)
- Aster willkommii Schultz Bip. (asteràcies)
- Asteriscus aquaticus (L.) Less. (asteràcies)

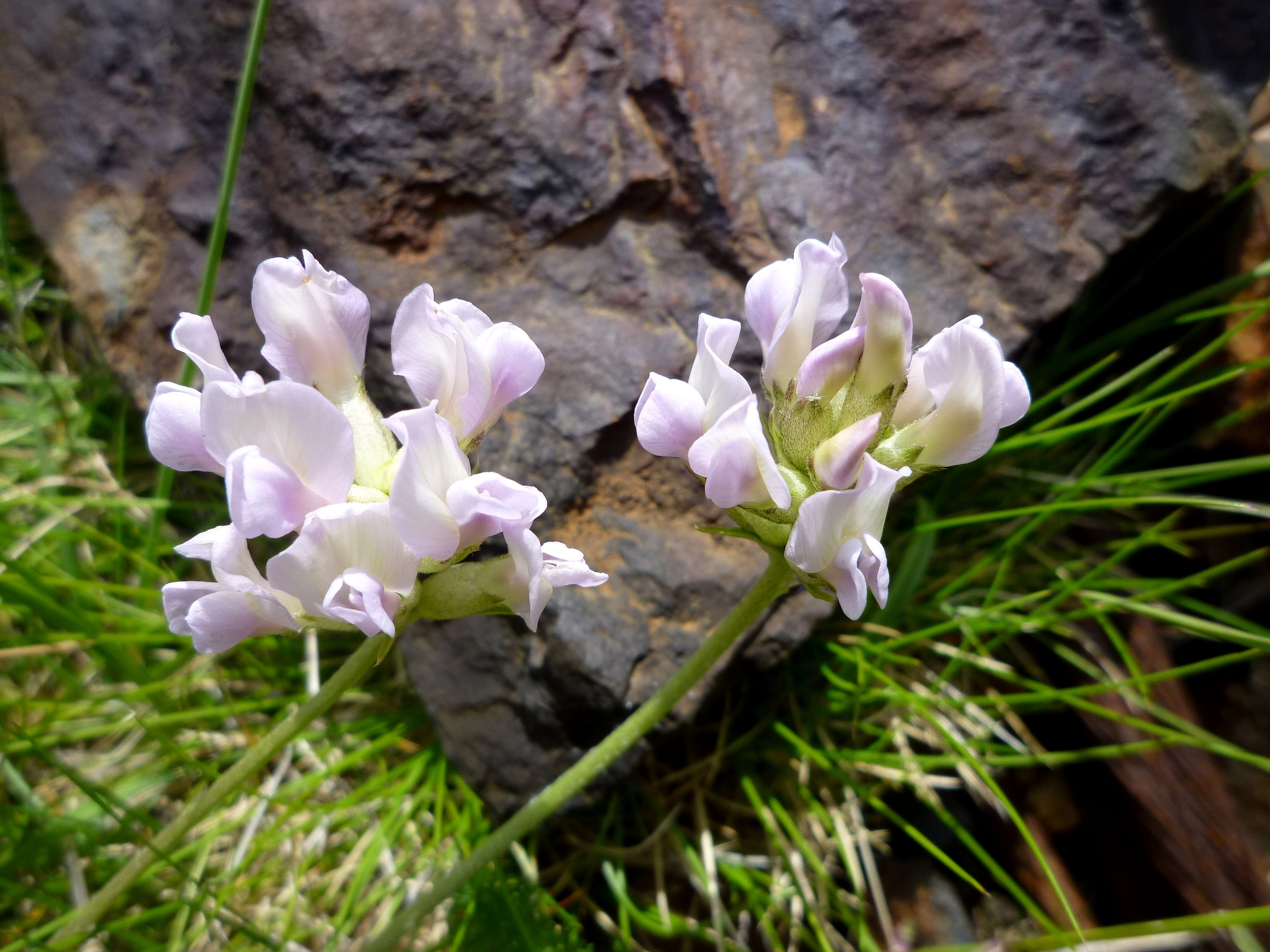
Astragalus alpinus a Cabdella (Pallars Jussà)

- Asterolinon linum-stellatum (L.) Duby in DC. (primulàcies)
- Astragalus alopecuroides L. (fabàcies)
- Astragalus alpinus L. (fabàcies)
- Astragalus australis (L.) Lam. (fabàcies)
- Astragalus austriacus Jacq. (fabàcies)
- Astragalus cicer L. (fabàcies)
- Astragalus danicus Retz. (fabàcies)
- Astragalus depressus L. (fabàcies)
- Astragalus echinatus Murray (fabàcies)

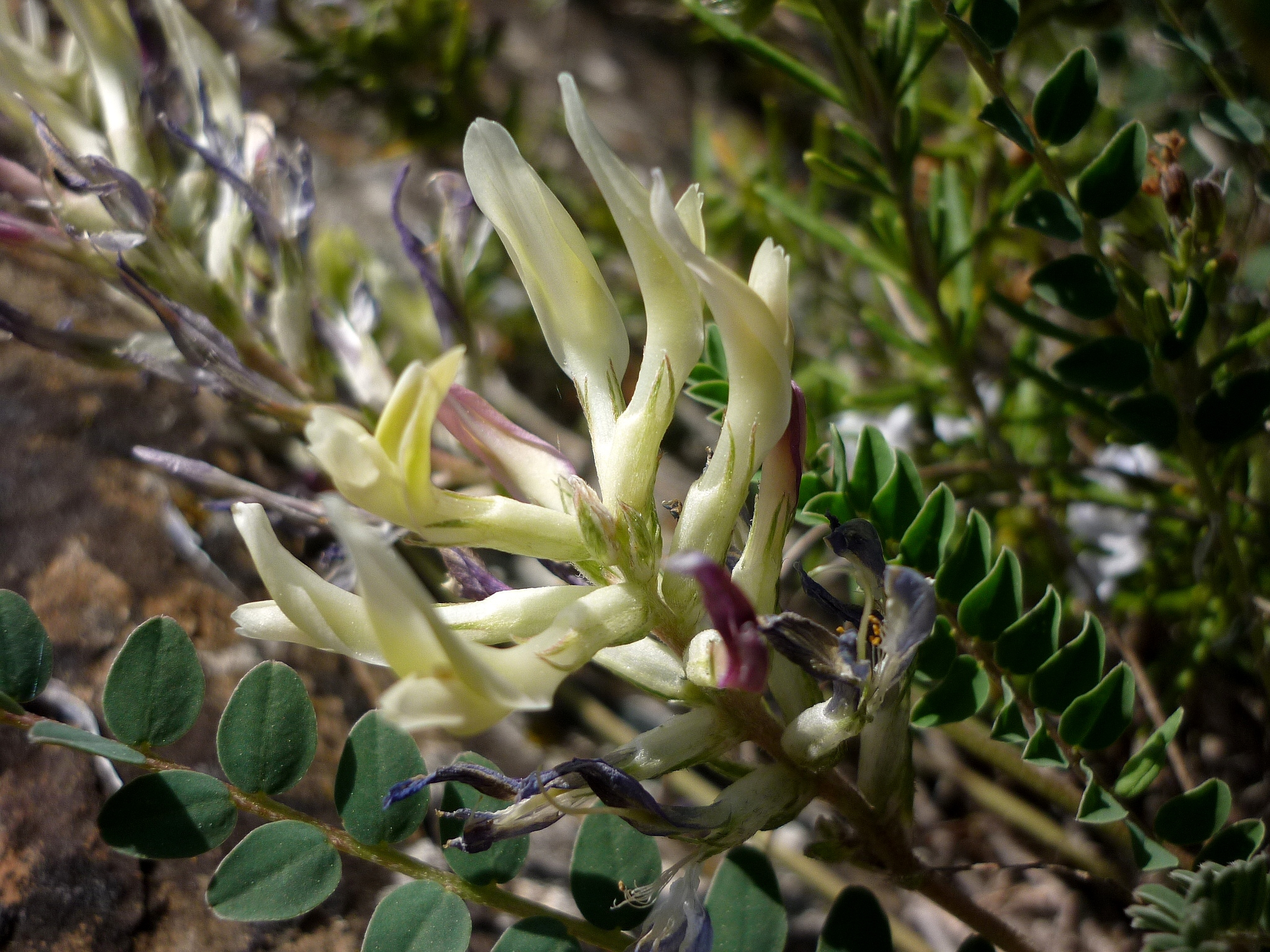
Astragalus incanus a Torà (Segarra)

- Astragalus epiglottis L. (fabàcies)
- Astragalus glycyphyllos L. (fabàcies)
- Astragalus hamosus L. (fabàcies)
- Astragalus hypoglottis L. (fabàcies)
- Astragalus incanus L. (fabàcies)
- Astragalus monspessulanus L. (fabàcies)

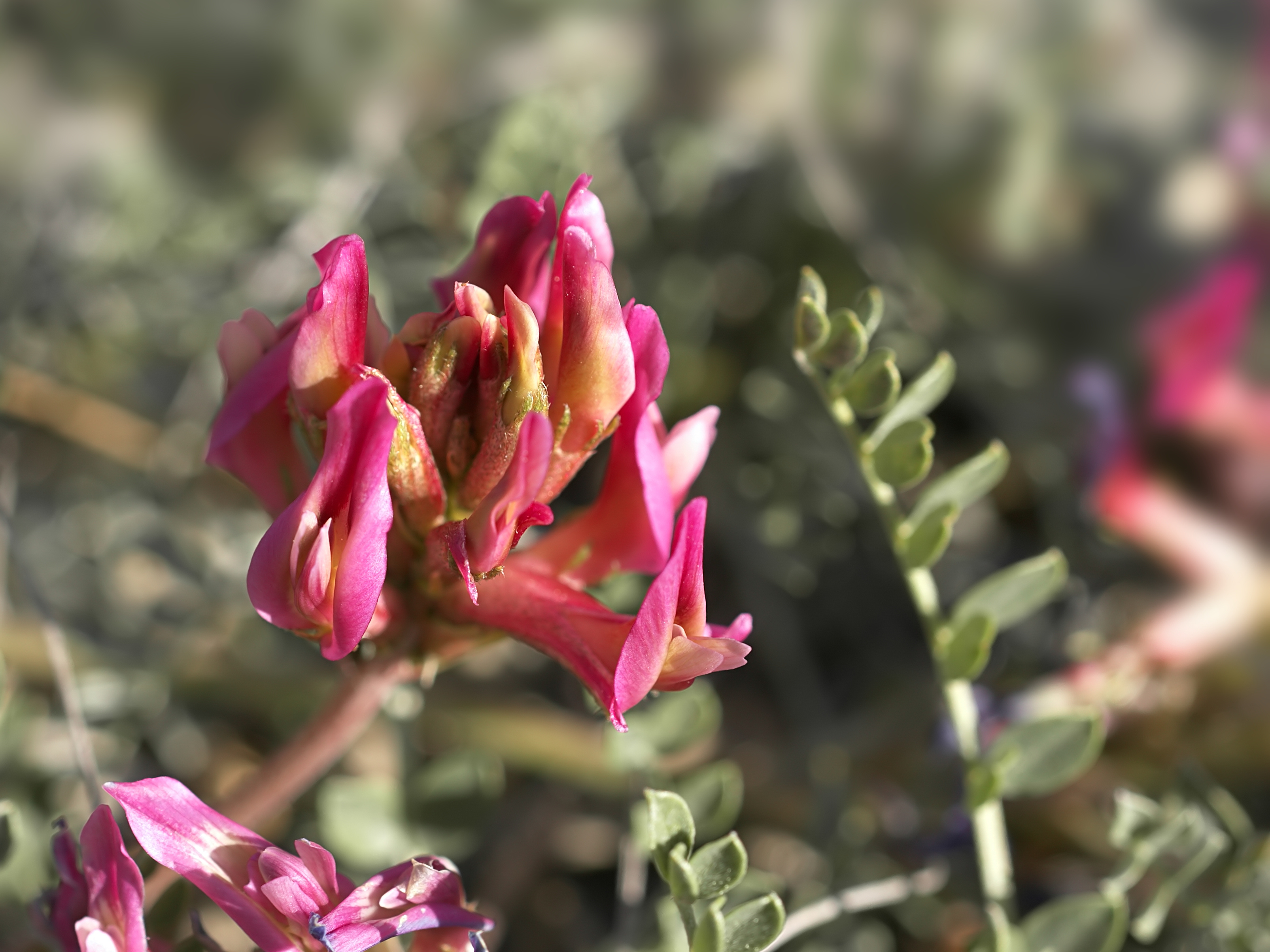
Astragalus monspessulanus a Horta de Sant Joan (Terra Alta)

- Astragalus penduliflorus Lam. (fabàcies)
- Astragalus scorpioides Pourr. ex Willd. (fabàcies)
- Astragalus sempervirens Lam. (fabàcies)
- Astragalus sesameus L. (fabàcies)
- Astragalus stella Gouan (fabàcies)
- Astragalus tragacantha L. (fabàcies)

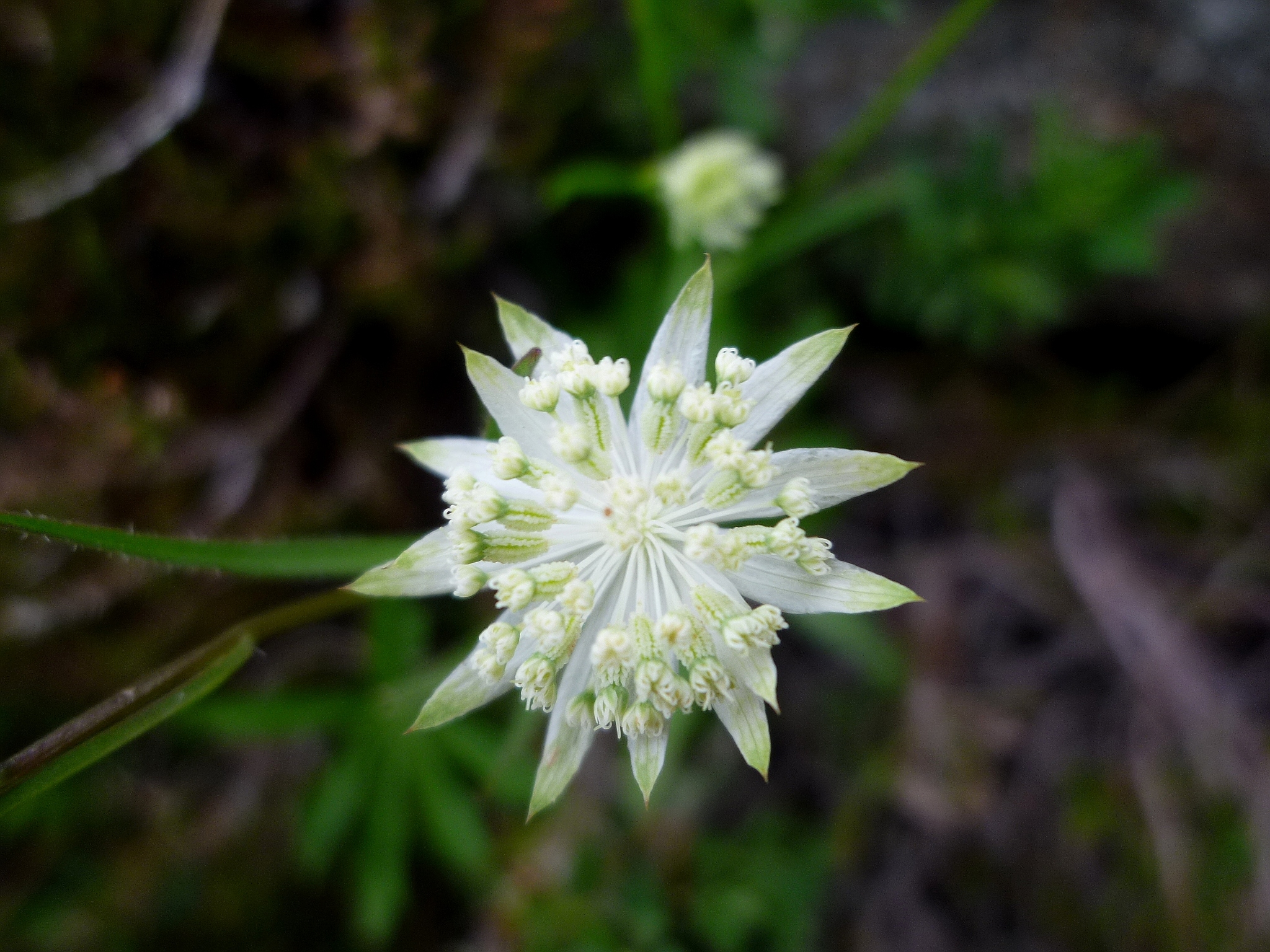
Astrantia minor a Cabdella (Pallars Jussà)

- Astragalus turolensis Pau (fabàcies)
- Astrantia major L. (umbel·líferes)
- Astrantia minor L. (umbel·líferes)
- Athyrium distentifolium Tausch ex Opiz (polipodiàcies)
- Athyrium filix-femina (L.) Roth (polipodiàcies)
- Atractylis cancellata L. (asteràcies)
- Atractylis humilis L. (asteràcies)
- Atriplex halimus L. (quenopodiàcies)

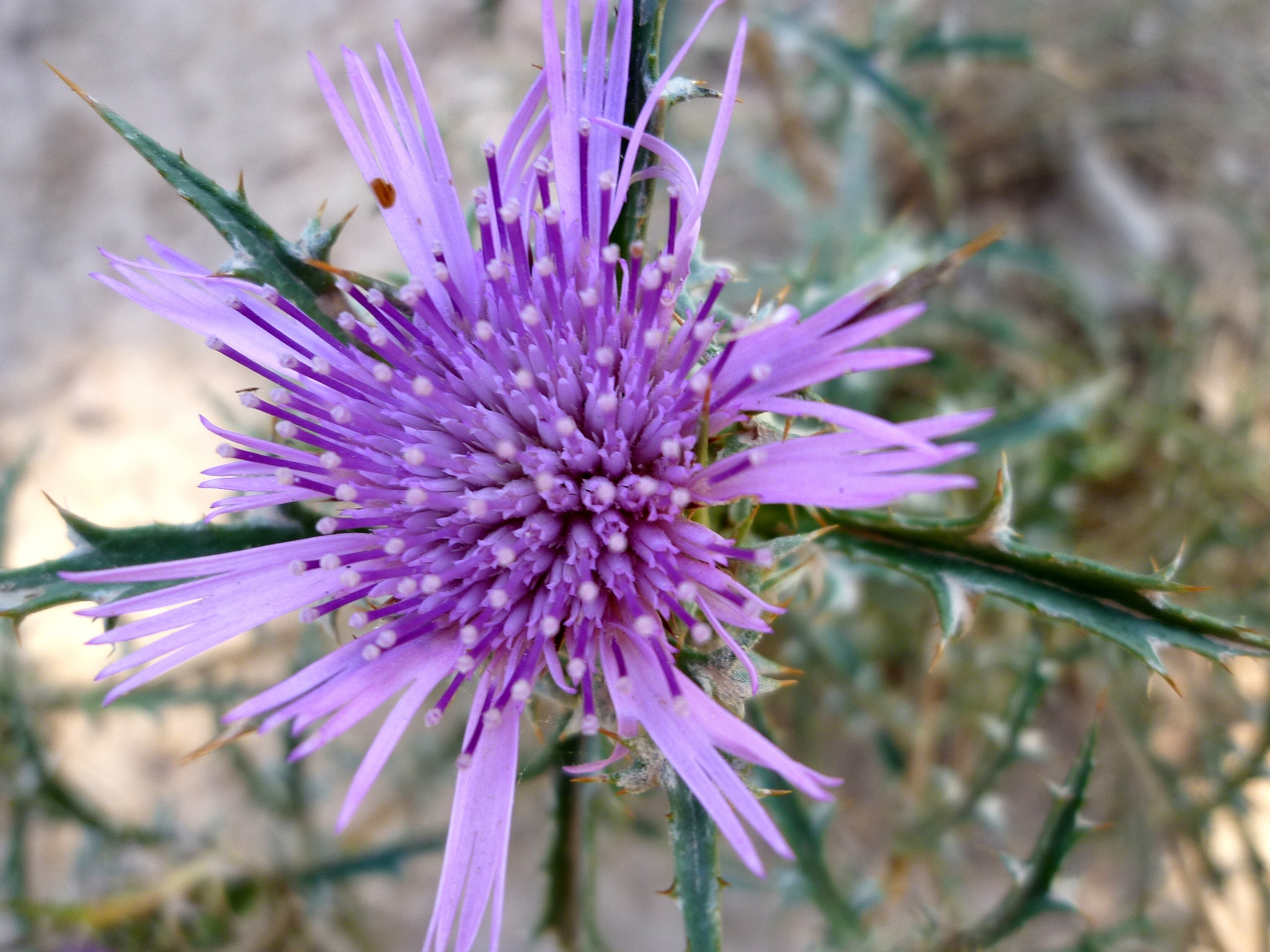
Atractylis humilis a Torà (Segarra)

- Atriplex hortensis L. (quenopodiàcies)
- Atriplex micrantha Ledeb. (quenopodiàcies)
- Atriplex patula L. (quenopodiàcies)
- Atriplex portulacoides L. (quenopodiàcies)
- Atriplex prostrata Boucher ex DC. (quenopodiàcies)
- Atriplex rosea L. (quenopodiàcies)
- Atriplex tatarica L. (quenopodiàcies)
- Atropa belladonna L. (solanàcies)
- Avellinia michelii (Savi) Parl. (poàcies)
- Avena barbata Pott ex Link in Schrad. (poàcies)
- Avena fatua L. (poàcies)
- Avena sterilis L. (poàcies)
- Avenula bromoides (Gouan) H. Scholz (poàcies)
- Avenula pratensis (L.) Dumort. (poàcies)
- Avenula pubescens (Huds.) Dumort. (poàcies)
- Avenula sulcata (Gay ex Boiss.) Dumort. (poàcies)
- Avenula versicolor (Vill.) Laínz (poàcies)
- Azolla caroliniana Willd. (azol·làcies)
- Azolla filiculoides Lam. (azol·làcies)

## B
| Índex: A B C D E F G H I J K L M N O P Q R S T U V W X Y Z — Especials Inici — vegeu també — enllaços externs |

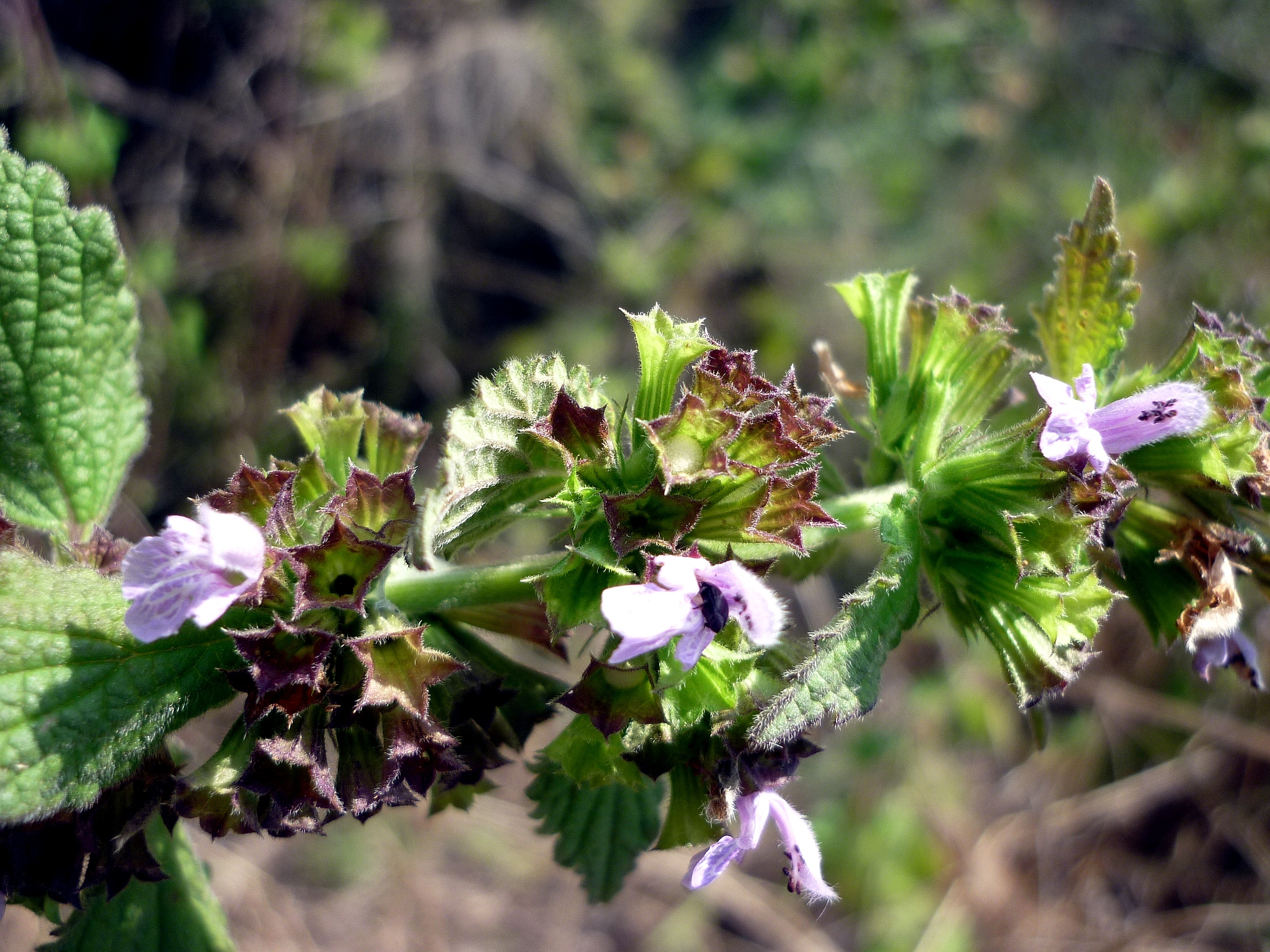
Ballota nigra a Torà (Segarra)

- Baldellia ranunculoides (L.) Parl. (alismatàcies)
- Ballota nigra L. (labiades)
- Barbarea intermedia Boreau (brassicàcies)
- Barbarea verna (Mill.) Asch. (brassicàcies)
- Barbarea vulgaris R. Br. in Ait. (brassicàcies)
- Barlia robertiana (Loisel.) Greuter (orquidàcies)
- Bartsia alpina L. (escrofulariàcies)

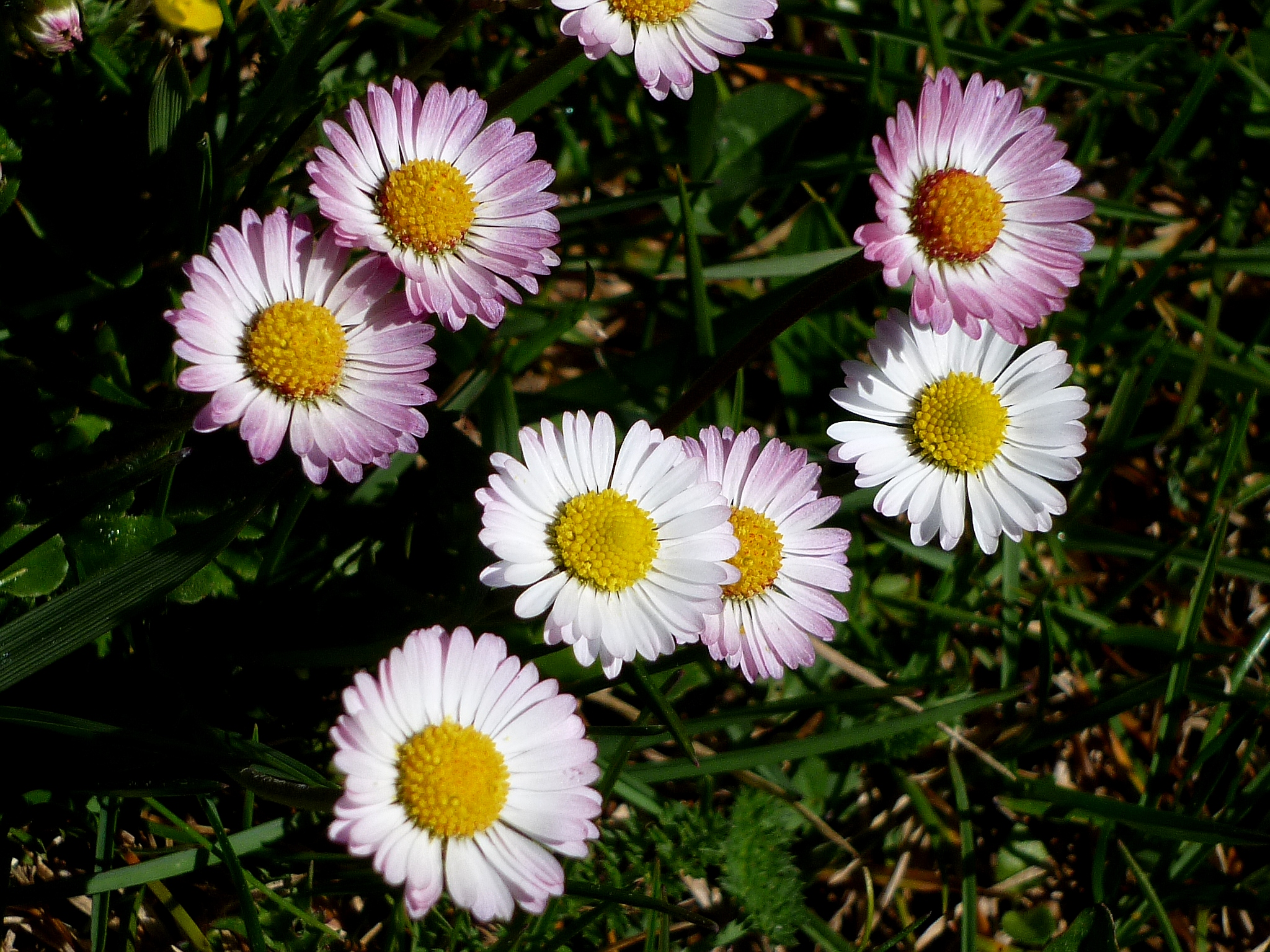
Bellis perennis a Montcalb (Solsonès)

- Bassia hirsuta (L.) Asch. in Schweinf. (quenopodiàcies)
- Bassia hyssopifolia (Pallas) O. Kuntze (quenopodiàcies)
- Bellardia trixago (L.) All. (escrofulariàcies)
- Bellardiochloa variegata (Lam.) Kerguélen (poàcies)
- Bellevalia romana (L.) Reichenb. (liliàcies)
- Bellis annua L. (asteràcies)
- Bellis perennis L. (asteràcies)
- Bellis sylvestris Cyrillo (asteràcies)
- Berberis vulgaris L. (berberidàcies)
- Bergia capensis L. (elatinàcies)
- Berula erecta (Huds.) Coville (umbel·líferes)
- Beta vulgaris L. (quenopodiàcies)
- Betula pendula Roth (Betulàcies)
- Betula pubescens Ehrh. (Betulàcies)
- Bidens aurea (Ait.) Sherff (asteràcies)
- Bidens cernua L. (asteràcies)
- Bidens frondosa L. (asteràcies)
- Bidens pilosa L. (asteràcies)

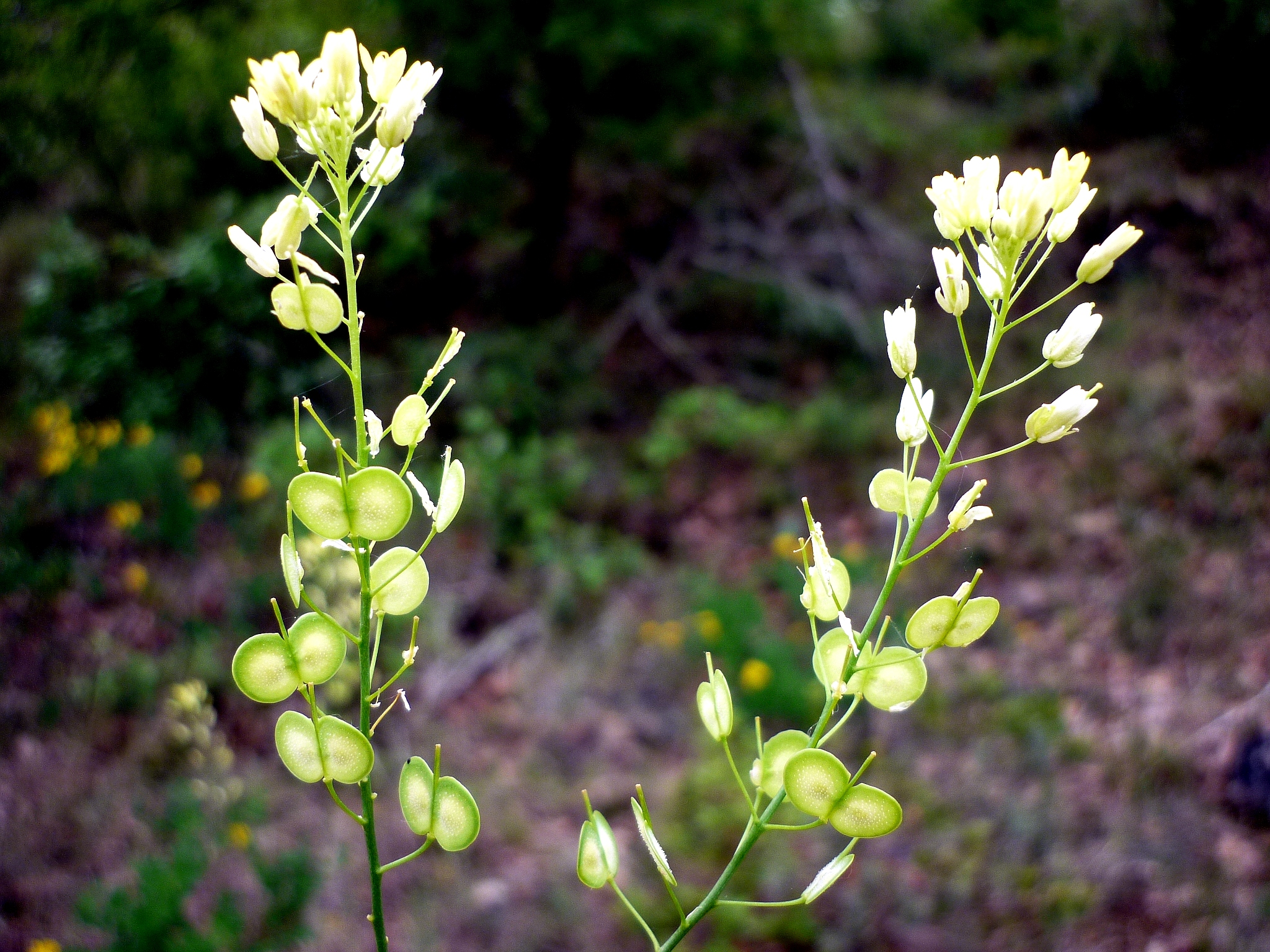
Biscutella laevigata a Torà (Segarra)

- Bidens subalternans DC. (asteràcies)
- Bidens tripartita L. (asteràcies)
- Bifora radians Bieb. (umbel·líferes)
- Bifora testiculata (L.) Spreng. ex Schult. in Roem. et Schult. (umbel·líferes)
- Biscutella auriculata L. (brassicàcies)
- Biscutella cichoriifolia Loisel. (brassicàcies)
- Biscutella laevigata L. (brassicàcies)
- Biserrula pelecinus L. (fabàcies)

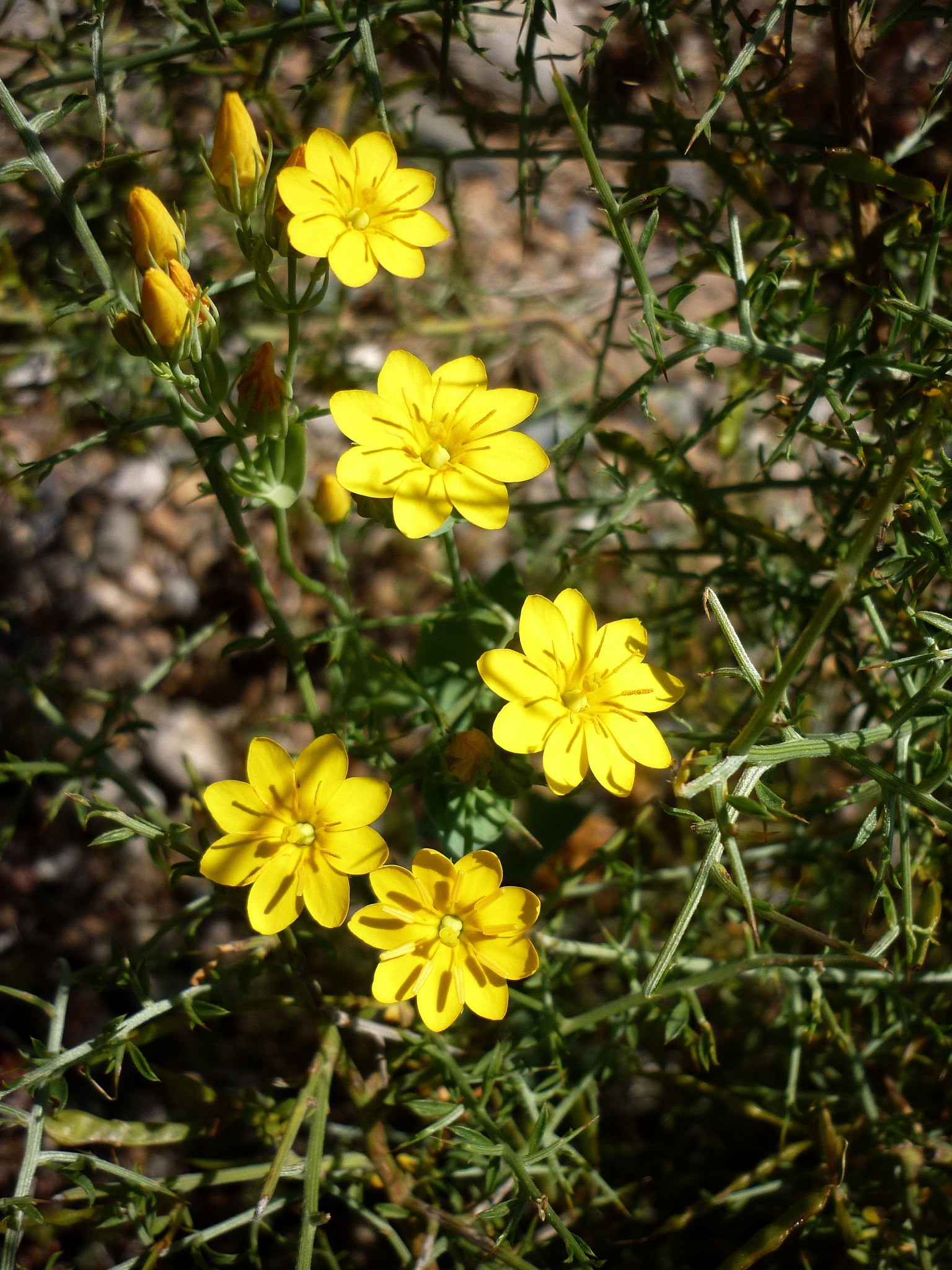
Blackstonia perfoliata a Ponts (Noguera)

- Blackstonia perfoliata (L.) Huds. (gencianàcies)
- Blechnum spicant (L.) Roth (polipodiàcies)
- Boleum asperum (Pers.) Desv. (brassicàcies)
- Borago officinalis L. (boraginàcies)

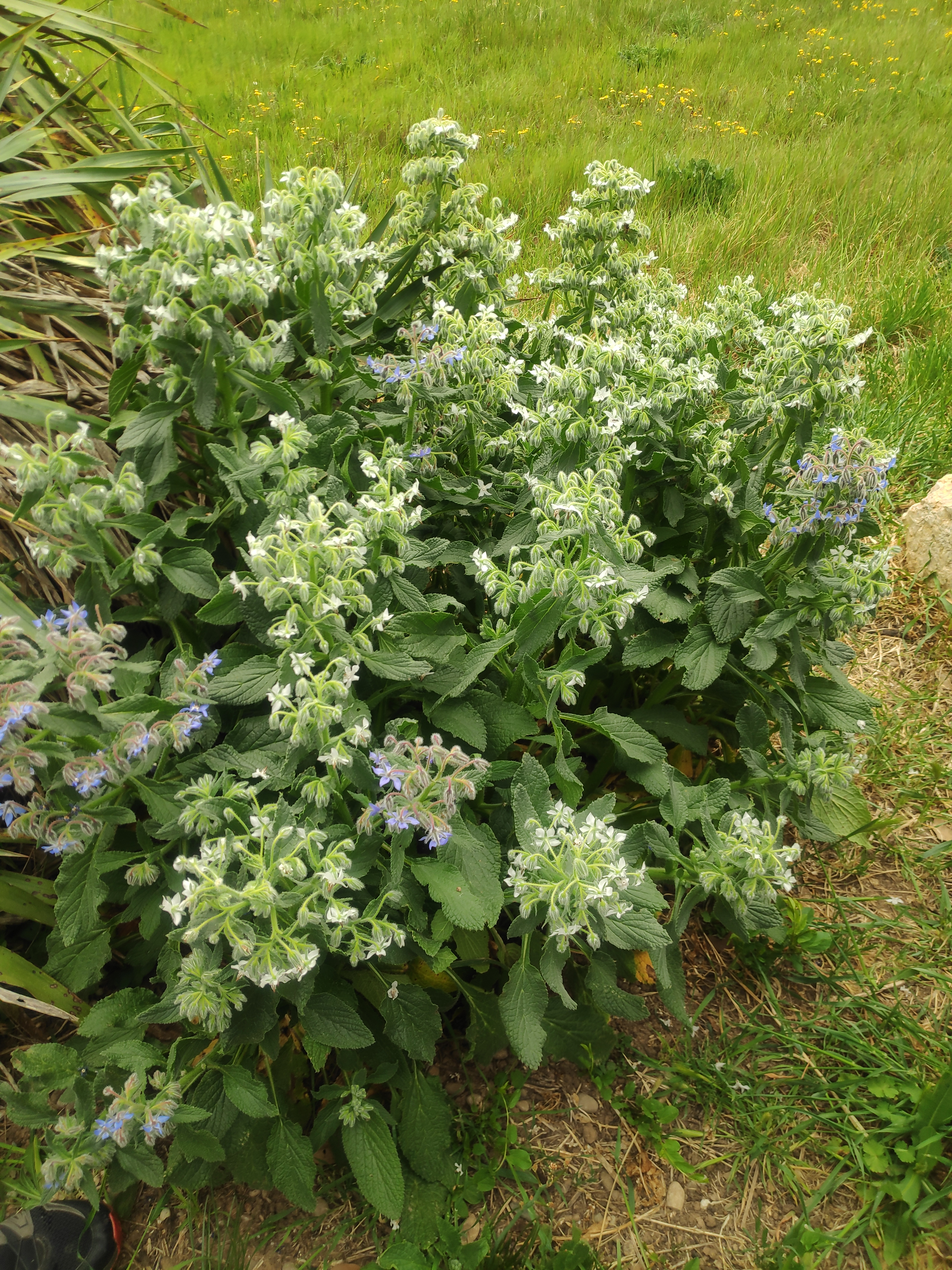
Borago officinalis a Montblanc (Conca de Barberà)

- Borderea chouardii Gaussen (dioscoreàcies)
- Borderea pyrenaica (Bub.) Miégeville (dioscoreàcies)
- Botrychium lunaria (L.) Swartz (ofioglossàcies)
- Botrychium matricariifolium A. Br. ex Koch (ofioglossàcies)
- Botrychium simplex E. Hitchc. in Silliman (ofioglossàcies)
- Boussingaultia cordifolia Ten. (basel·làcies)

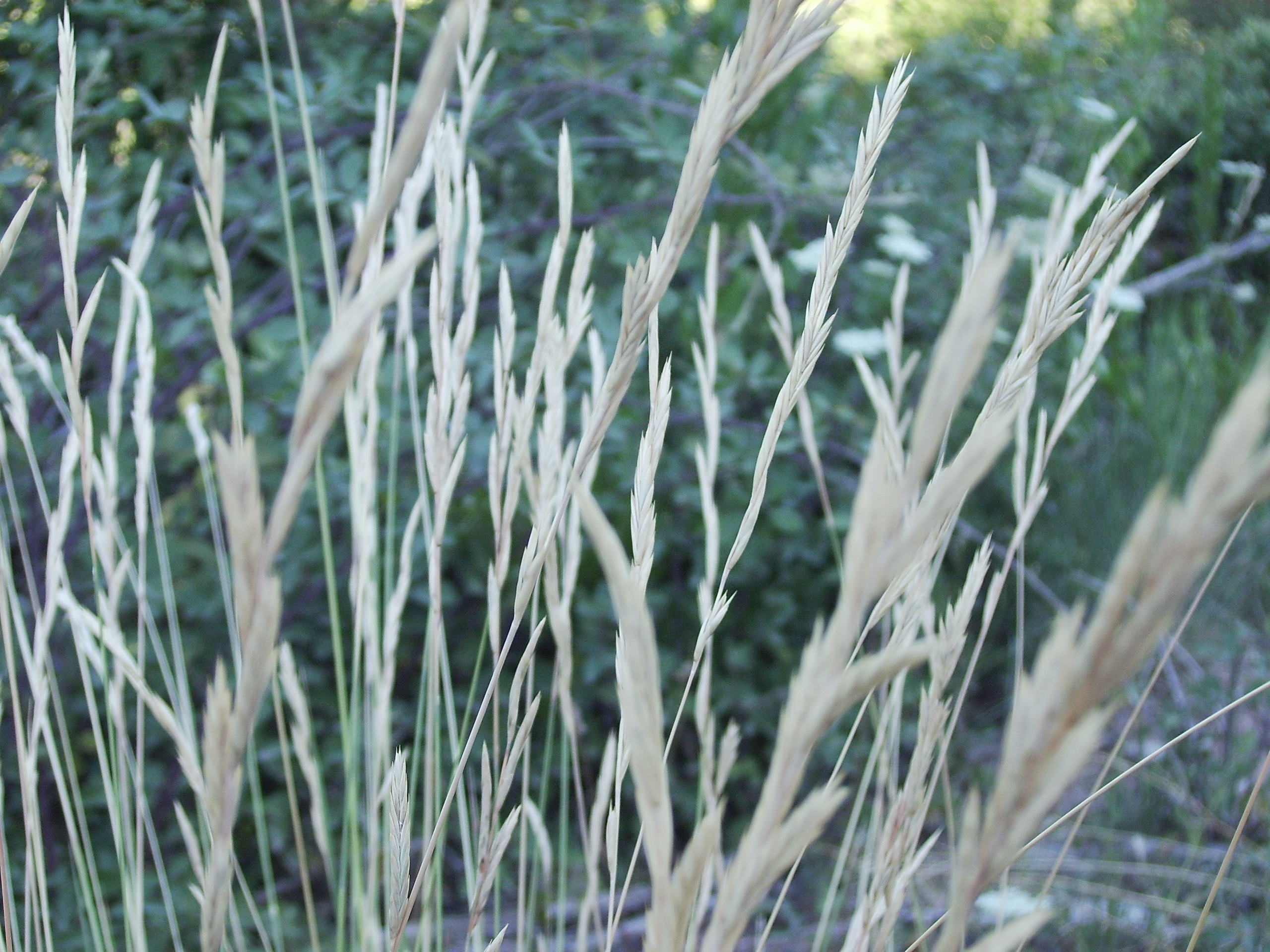
Brachypodium phoenicoides a Castelltallat (Bages)

- Brachypodium distachyon (L.) Beauv. (poàcies)
- Brachypodium phoenicoides (L.) Roem. et Schultes (poàcies)
- Brachypodium pinnatum (L.) Beauv. (poàcies)
- Brachypodium retusum (Pers.) Beauv. (poàcies)
- Brachypodium sylvaticum (Huds.) Beauv. (poàcies)
- Brassica fruticulosa Cyrillo (brassicàcies)
- Brassica juncea (L.) Czern. (brassicàcies)
- Brassica napus L. (brassicàcies)
- Brassica nigra (L.) Koch in Roehl (brassicàcies)
- Brassica oleracea L. (brassicàcies)
- Brassica rapa L. (brassicàcies)

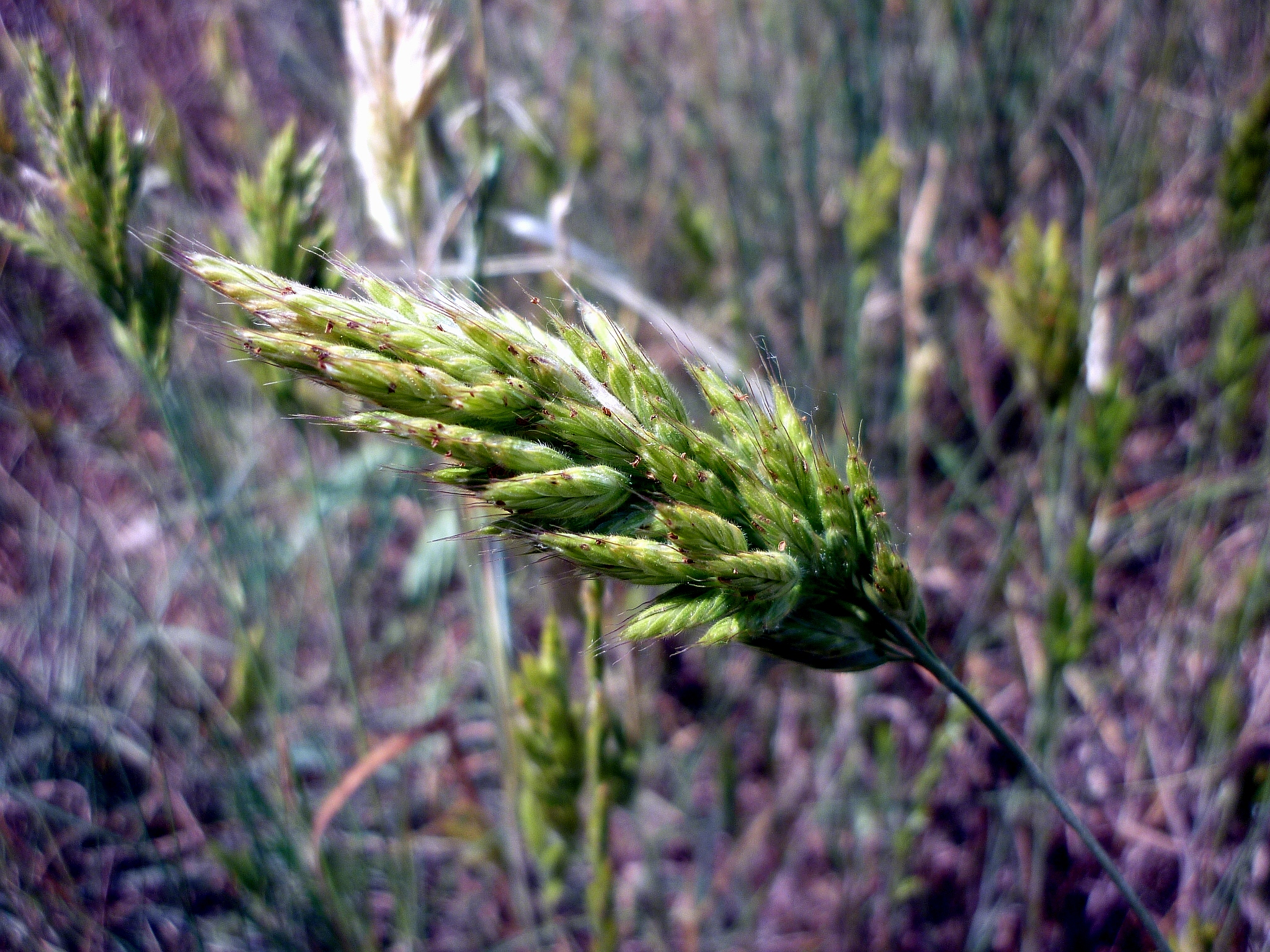
Bromus hordeaceus a Torà (Segarra)

- Brassica repanda (Willd.) DC. (brassicàcies)
- Brassica tournefortii Gouan (brassicàcies)
- Brimeura amethystina (L.) Chouard (liliàcies)
- Briza maxima L. (poàcies)
- Briza media L. (poàcies)
- Briza minor L. (poàcies)
- Bromus arvensis L. (poàcies)
- Bromus catharticus Vahl (poàcies)
- Bromus commutatus Schrad. (poàcies)

- Bromus diandrus Roth (poàcies)
- Bromus erectus Huds. (poàcies)
- Bromus hordeaceus L. (poàcies)

Bryonia cretica a Torà (Segarra)

- Bromus intermedius Guss. (poàcies)
- Bromus lanceolatus Roth (poàcies)
- Bromus madritensis L. (poàcies)
- Bromus racemosus L. (poàcies)
- Bromus ramosus Huds. (poàcies)
- Bromus rubens L. (poàcies)
- Bromus squarrosus L. (poàcies)
- Bromus sterilis L. (poàcies)

- Bromus tectorum L. (poàcies)

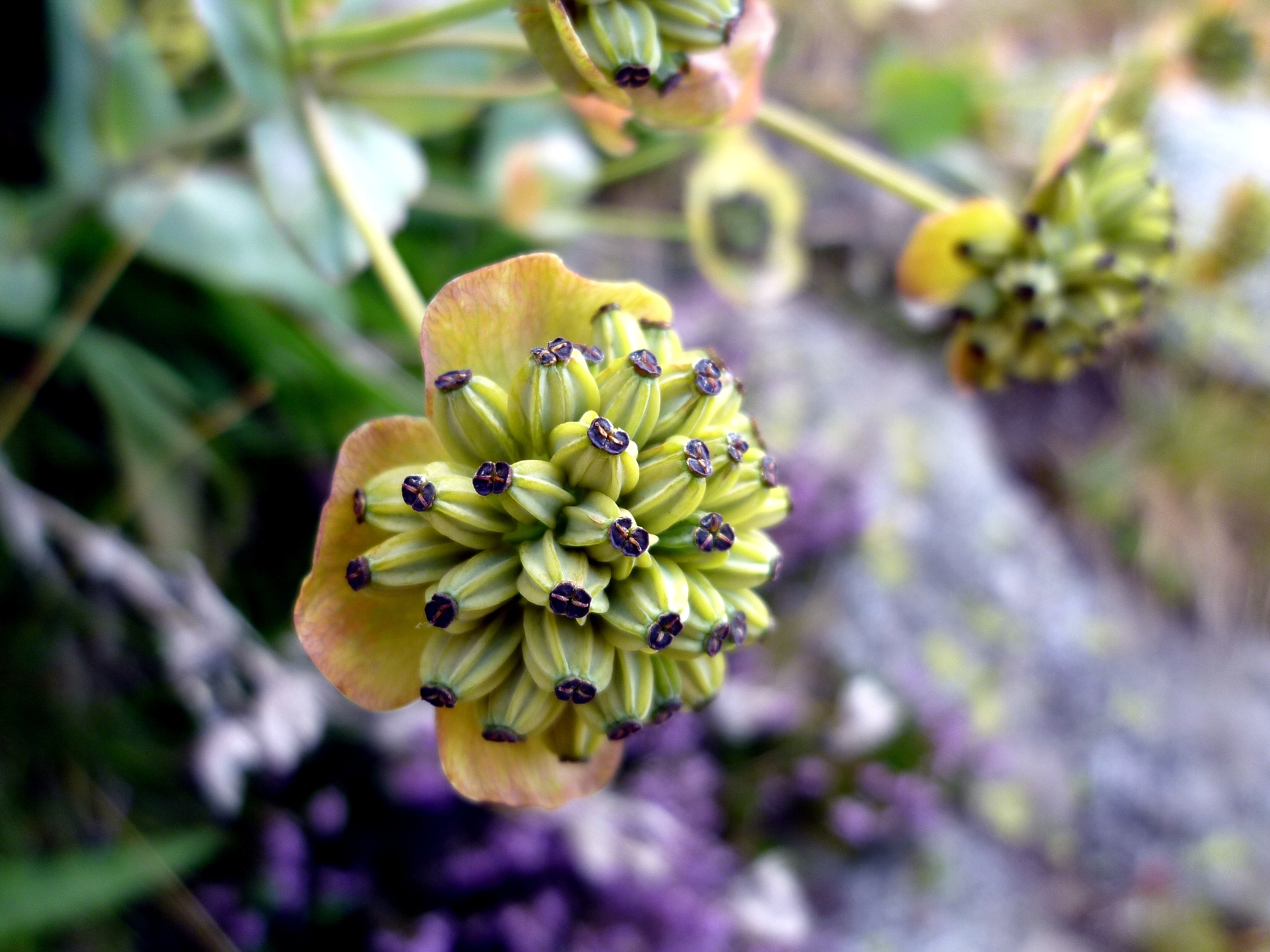
Bupleurum angulosum a Cabdella (Pallars Jussà)

- Bryonia cretica L. (cucurbitàcies)
- Buddleja davidii Franchet (Buddleiàcies)
- Bufonia paniculata Dubois in Delarbre (cariofil·làcies)
- Bufonia perennis Pourr. (cariofil·làcies)
- Bufonia tenuifolia L. (cariofil·làcies)
- Bufonia tuberculata Loscos (cariofil·làcies)
- Bulbocodium vernum L. (liliàcies)
- Bunias erucago L. (brassicàcies)

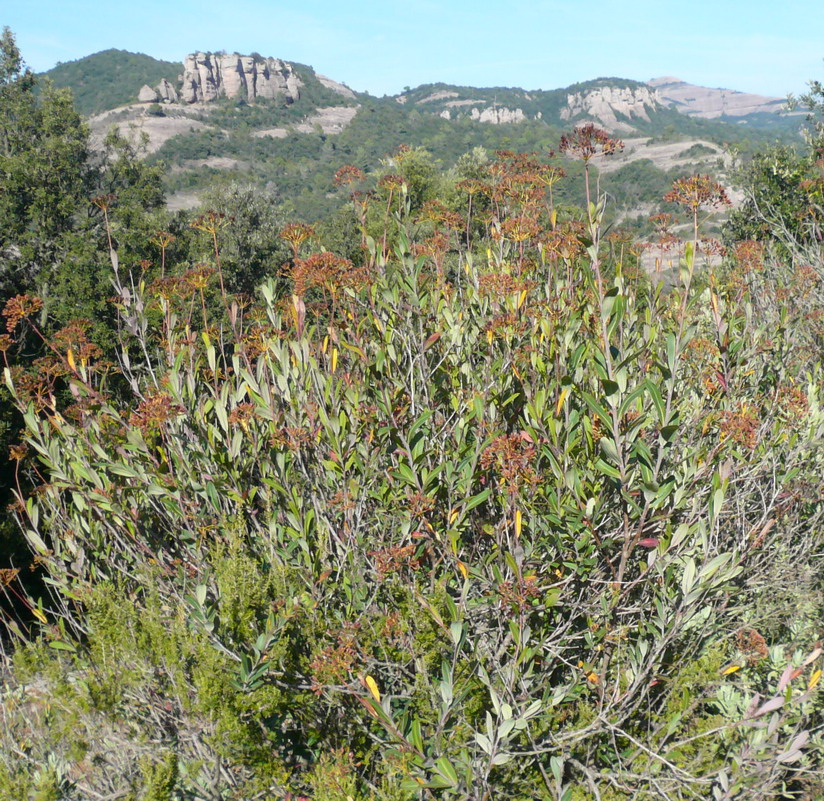
Bupleurum fruticosum a la serra de l'Obac (Bages)

- Bunium bulbocastanum L. (umbel·líferes)
- Bunium pachypodum P.W. Ball (umbel·líferes)
- Bupleurum angulosum L. (umbel·líferes)
- Bupleurum baldense Turra (umbel·líferes)
- Bupleurum falcatum L. (umbel·líferes)

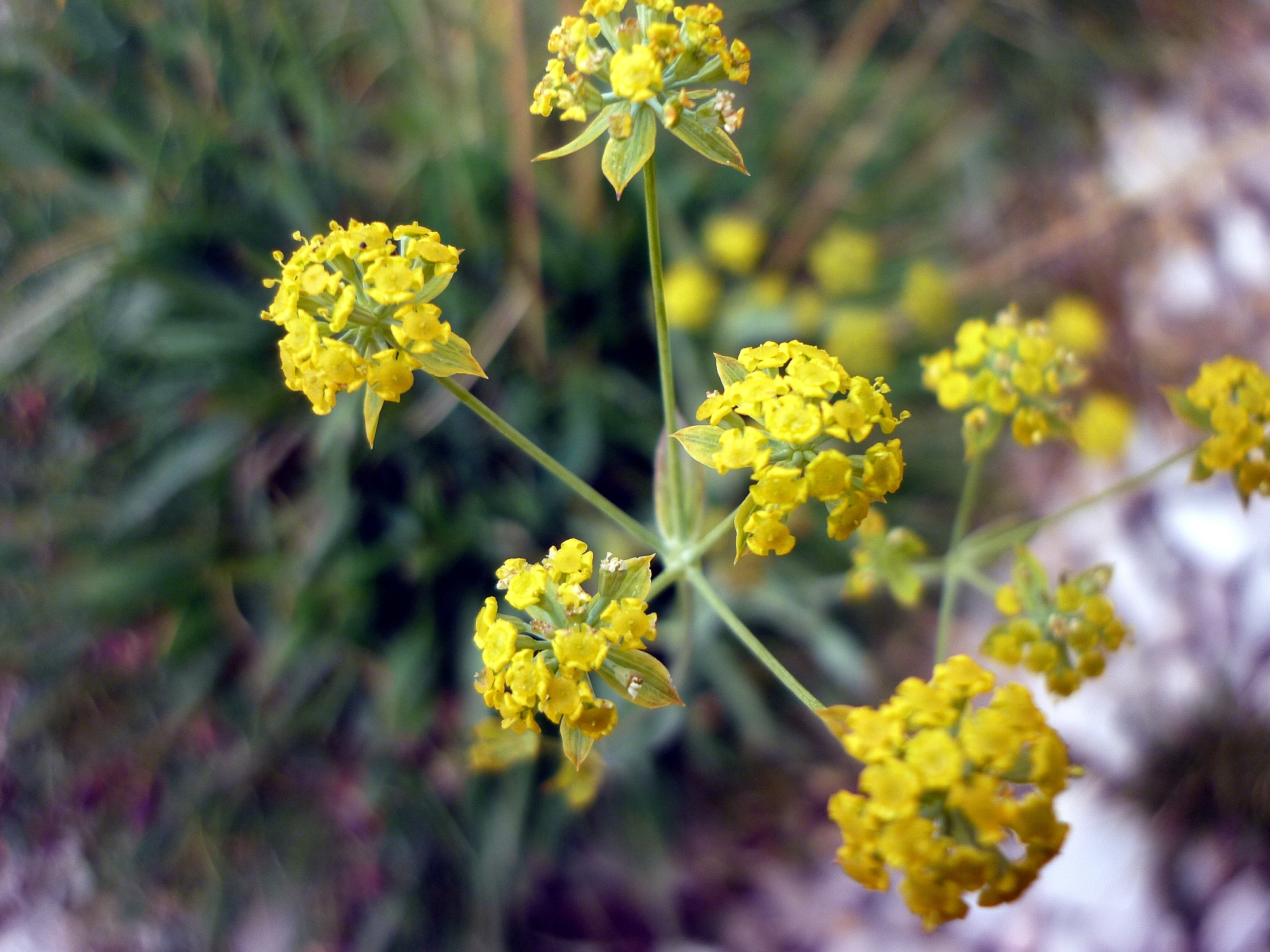
Bupleurum ranunculoides a Guixers (Solsonès)

- Bupleurum fruticescens L. (umbel·líferes)
- Bupleurum fruticosum L. (umbel·líferes)
- Bupleurum gerardi All. (umbel·líferes)
- Bupleurum lancifolium Hornem. (umbel·líferes)
- Bupleurum praealtum L. (umbel·líferes)
- Bupleurum ranunculoides L. (umbel·líferes)
- Bupleurum rigidum L. (umbel·líferes)
- Bupleurum rotundifolium L. (umbel·líferes)
- Bupleurum semicompositum L. (umbel·líferes)
- Bupleurum tenuissimum L. (umbel·líferes)
- Butomus umbellatus L. (Butomàcies)
- Buxus sempervirens L. (Buxàcies)

## C
| Índex: A B C D E F G H I J K L M N O P Q R S T U V W X Y Z — Especials Inici — vegeu també — enllaços externs |

- Cachrys sicula L. (umbel·líferes)

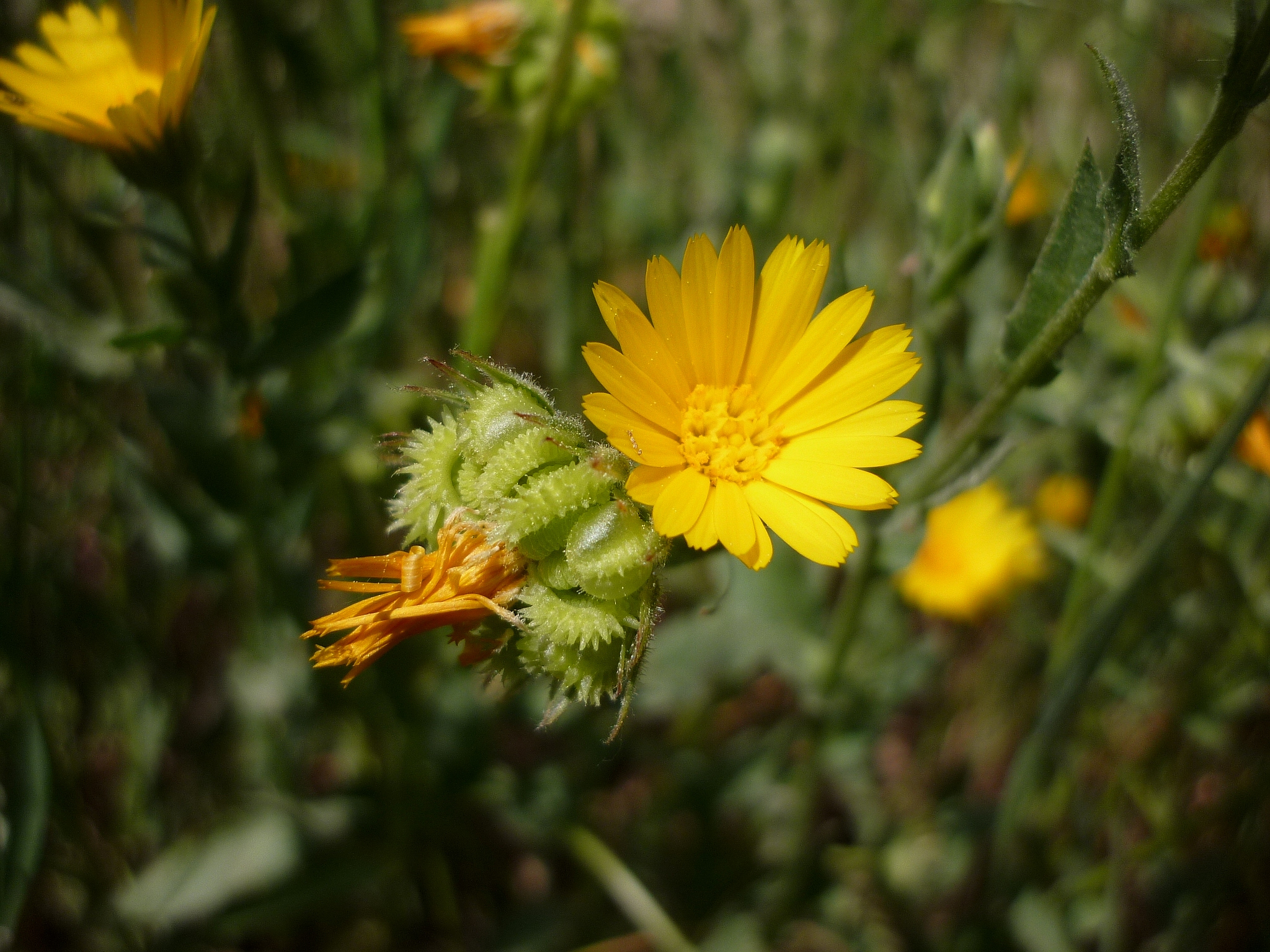
Calendula arvensis a Torà (Segarra)

- Cachrys trifida Mill. (umbel·líferes)
- Cakile maritima Scop. (brassicàcies)
- Calamagrostis arundinacea (L.) Roth (poàcies)
- Calamagrostis varia (Schrad.) Host (poàcies)
- Calendula arvensis L. (asteràcies)
- Calendula officinalis L. (asteràcies)
- Calepina irregularis (Asso) Thell. in Schinz et Keller (brassicàcies)

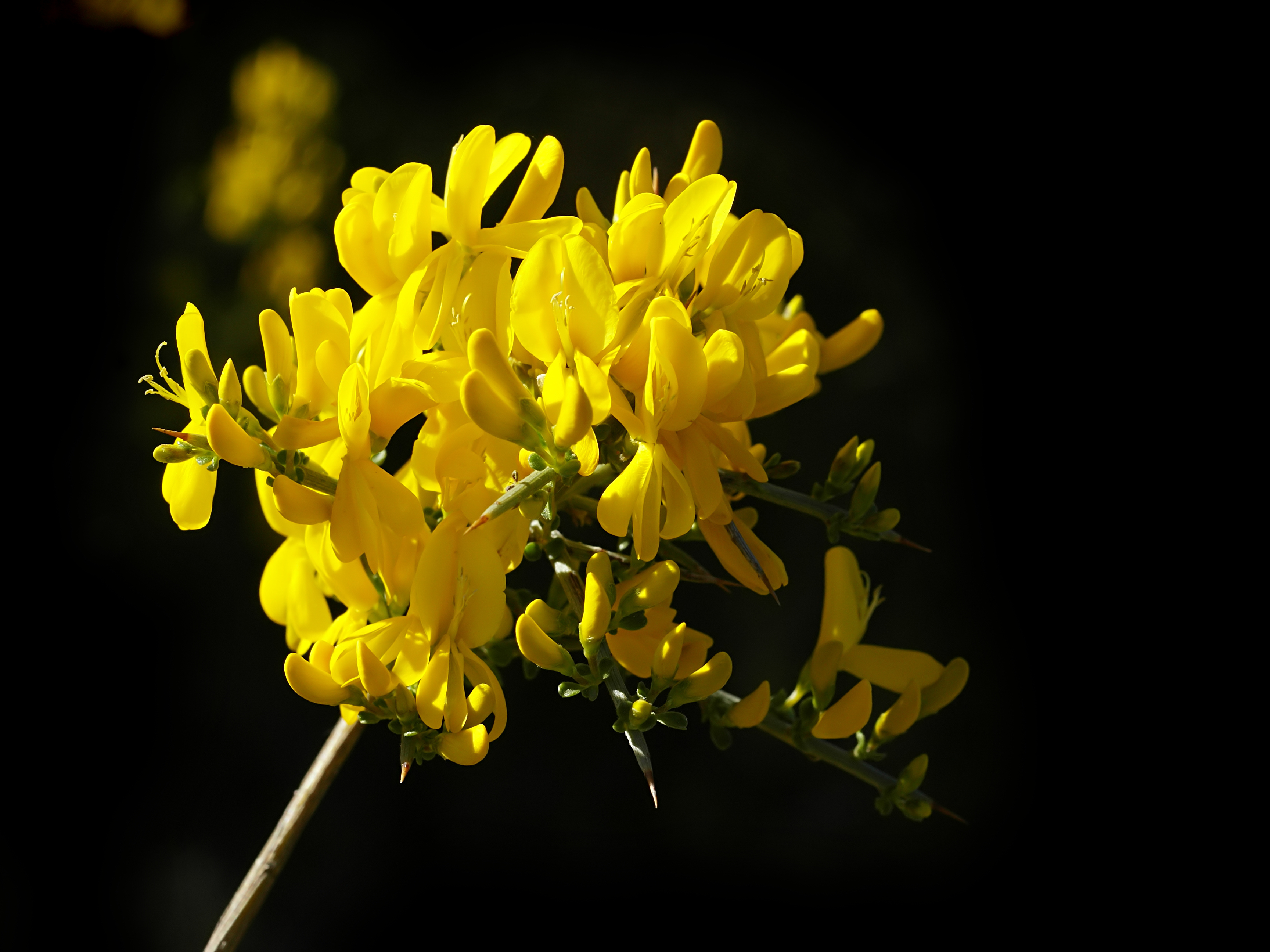
Calicotome spinosa a Bot (Terra Alta)

- Calicotome spinosa (L.) Link (fabàcies)
- Callianthemum coriandrifolium Reichenb. (ranunculàcies)
- Callipeltis cucullaria (L.) Steven (rubiàcies)
- Callitriche brutia Petagna (cal·litricàcies)
- Callitriche obtusangula Le Gall (cal·litricàcies)
- Callitriche palustris L. (cal·litricàcies)
- Callitriche platycarpa Kütz. in Reichenb. (cal·litricàcies)

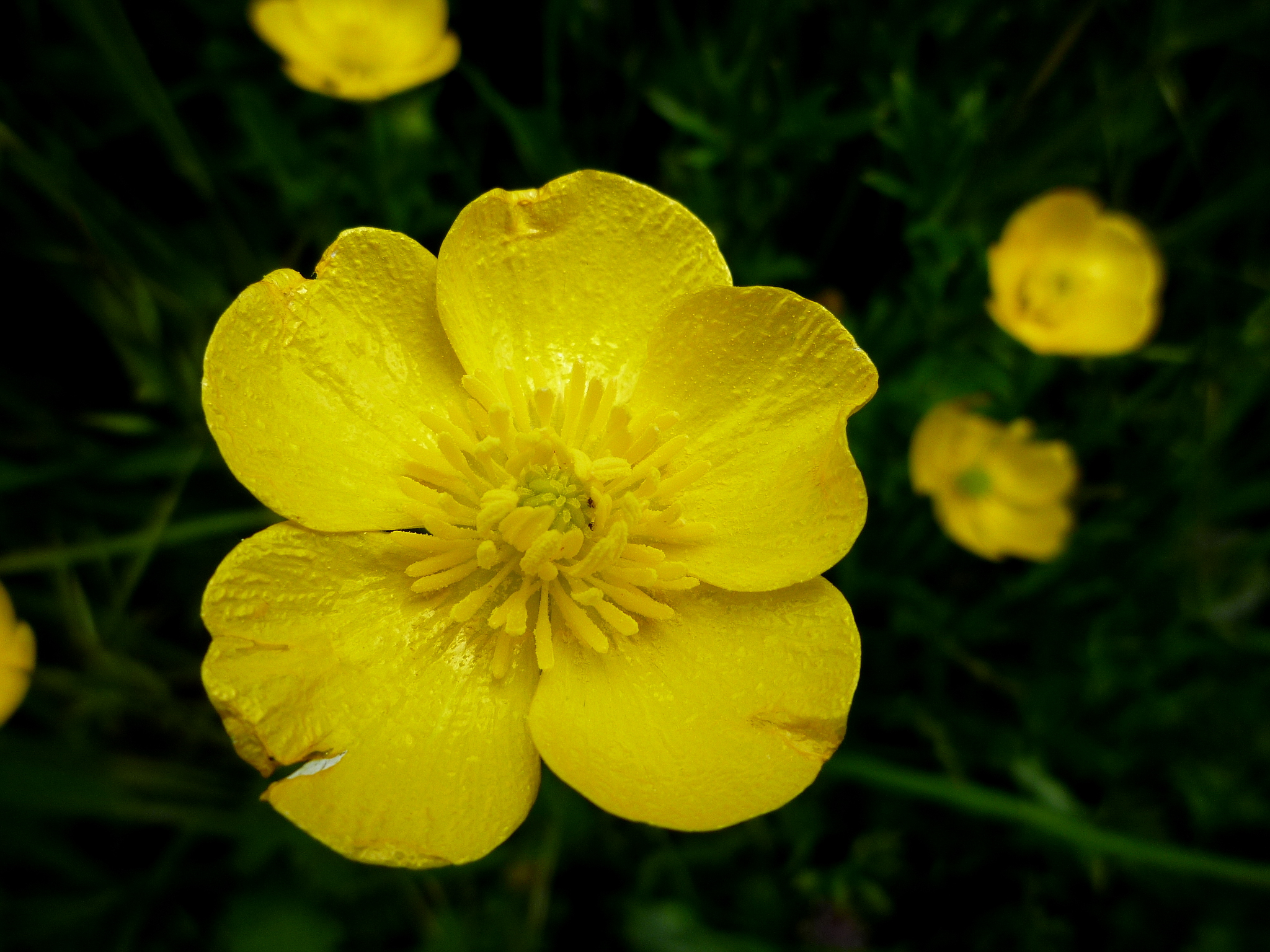
Caltha palustris a Fígols (Berguedà)

- Callitriche stagnalis Scop. (cal·litricàcies)
- Calluna vulgaris (L.) Hull (ericàcies)
- Caltha palustris L. (ranunculàcies)
- Calycocorsus stipitatus (Jacq.) Rauschert (asteràcies)
- Calystegia sepium (L.) R. Br. (convolvulàcies)

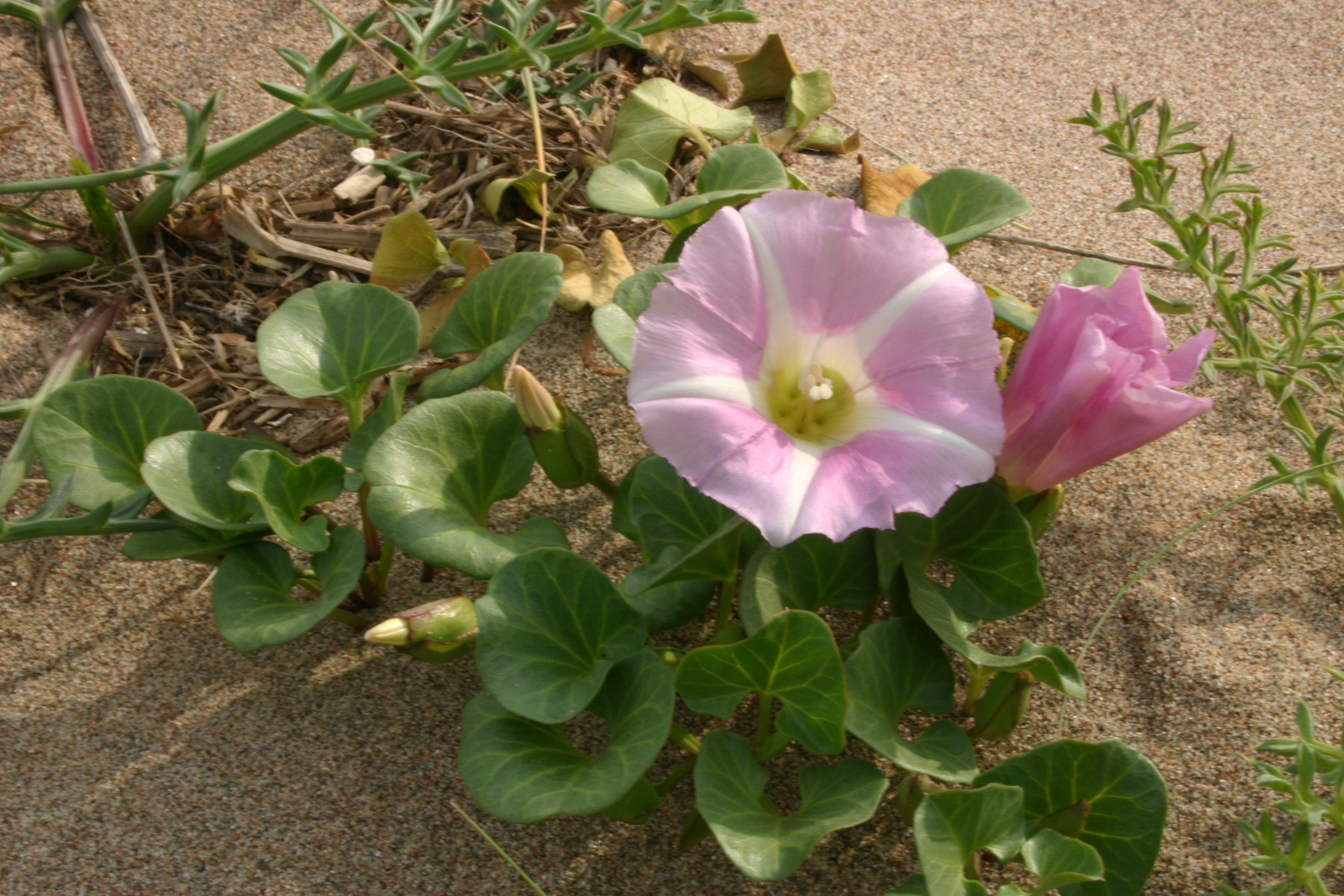
Calystegia soldanellaa la platja de Pals (Baix Empordà)

- Calystegia soldanella (L.) R. Br. (convolvulàcies)
- Camelina sativa (L.) Crantz (brassicàcies)
- Campanula cochlearifolia Lam. (campanulàcies)
- Campanula erinus L. (campanulàcies)
- Campanula fastigiata Duf. ex A. DC. (campanulàcies)
- Campanula glomerata L. (campanulàcies)
- Campanula latifolia L. (campanulàcies)

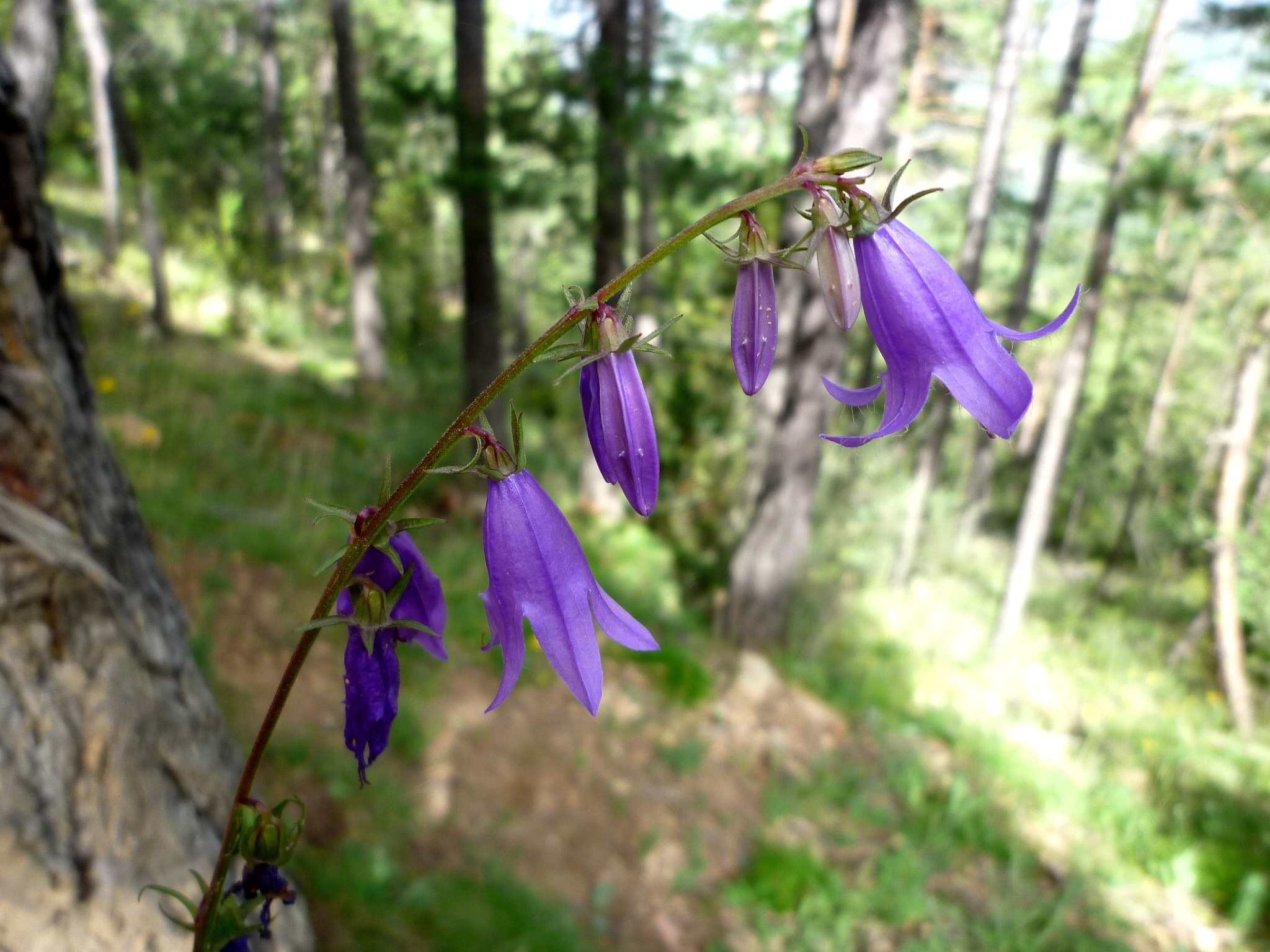
Campanula rapunculoides a La Vansa i Fórnols (Alt Urgell)

- Campanula patula L. (campanulàcies)
- Campanula persicifolia L. (campanulàcies)
- Campanula precatoria Timb.-Lagr. (campanulàcies)
- Campanula rapunculoides L. (campanulàcies)
- Campanula rapunculus L. (campanulàcies)

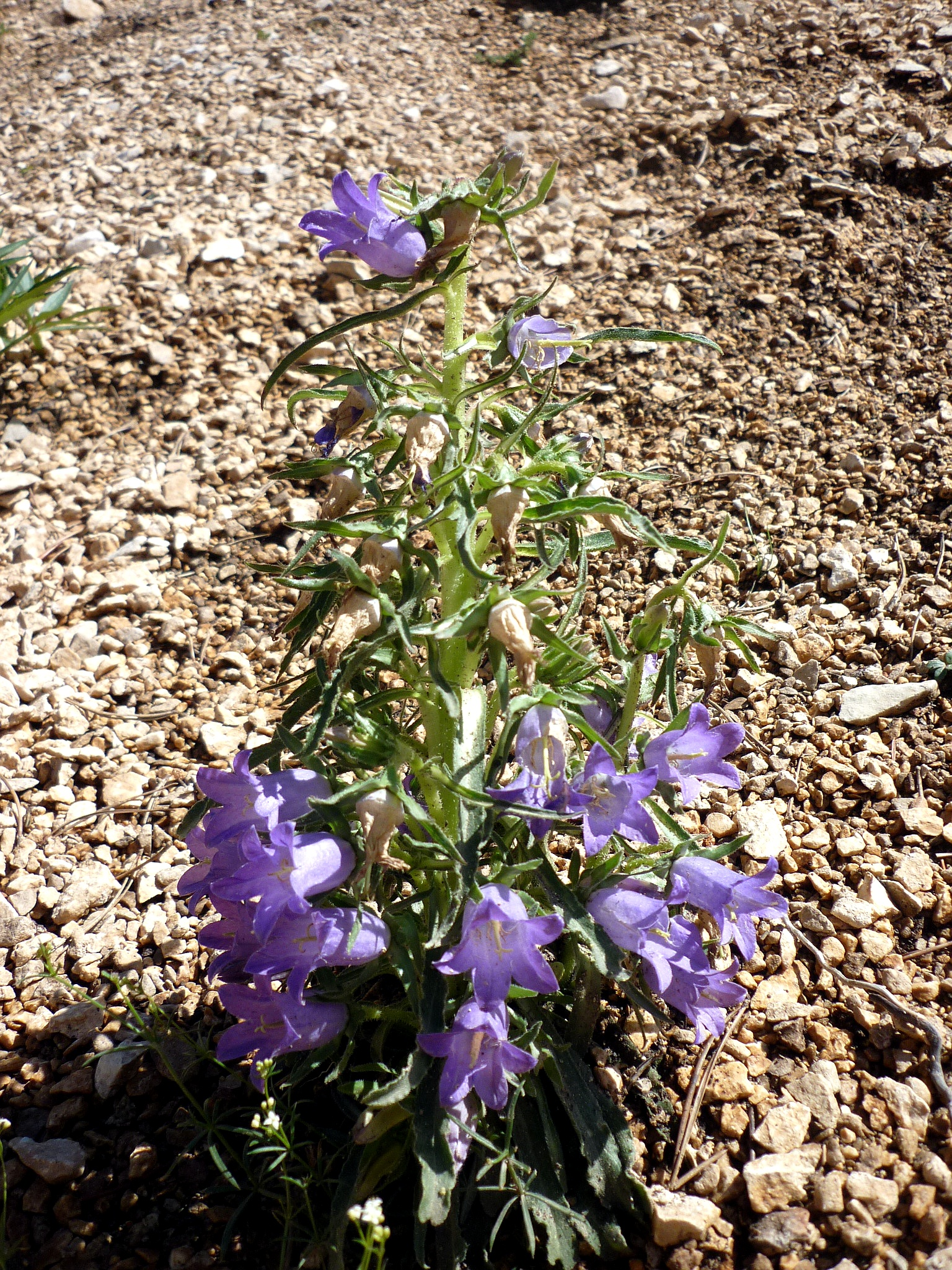
Campanula speciosa a Odèn (Solsonès)

- Campanula rotundifolia L. (campanulàcies)
- Campanula scheuchzeri Vill. (campanulàcies)
- Campanula serrata (Kit. ap. Schultes) Hendrych (campanulàcies)
- Campanula speciosa Pourr. (campanulàcies)
- Campanula trachelium L. (campanulàcies)
- Camphorosma monspeliaca L. (quenopodiàcies)
- Capparis spinosa L. (capparàcies)
- Capsella bursa-pastoris (L.) Medic. (brassicàcies)
- Cardamine amara L. (brassicàcies)
- Cardamine bellidifolia L. (brassicàcies)
- Cardamine flexuosa With. (brassicàcies)
- Cardamine heptaphylla (Vill.) O.E. Schulz (brassicàcies)
- Cardamine hirsuta L. (brassicàcies)
- Cardamine impatiens L. (brassicàcies)
- Cardamine parviflora L. (brassicàcies)
- Cardamine pentaphyllos (L.) Crantz (brassicàcies)
- Cardamine pratensis L. (brassicàcies)
- Cardamine pyrenaica (L. in Loefl.) O. Kuntze (brassicàcies)

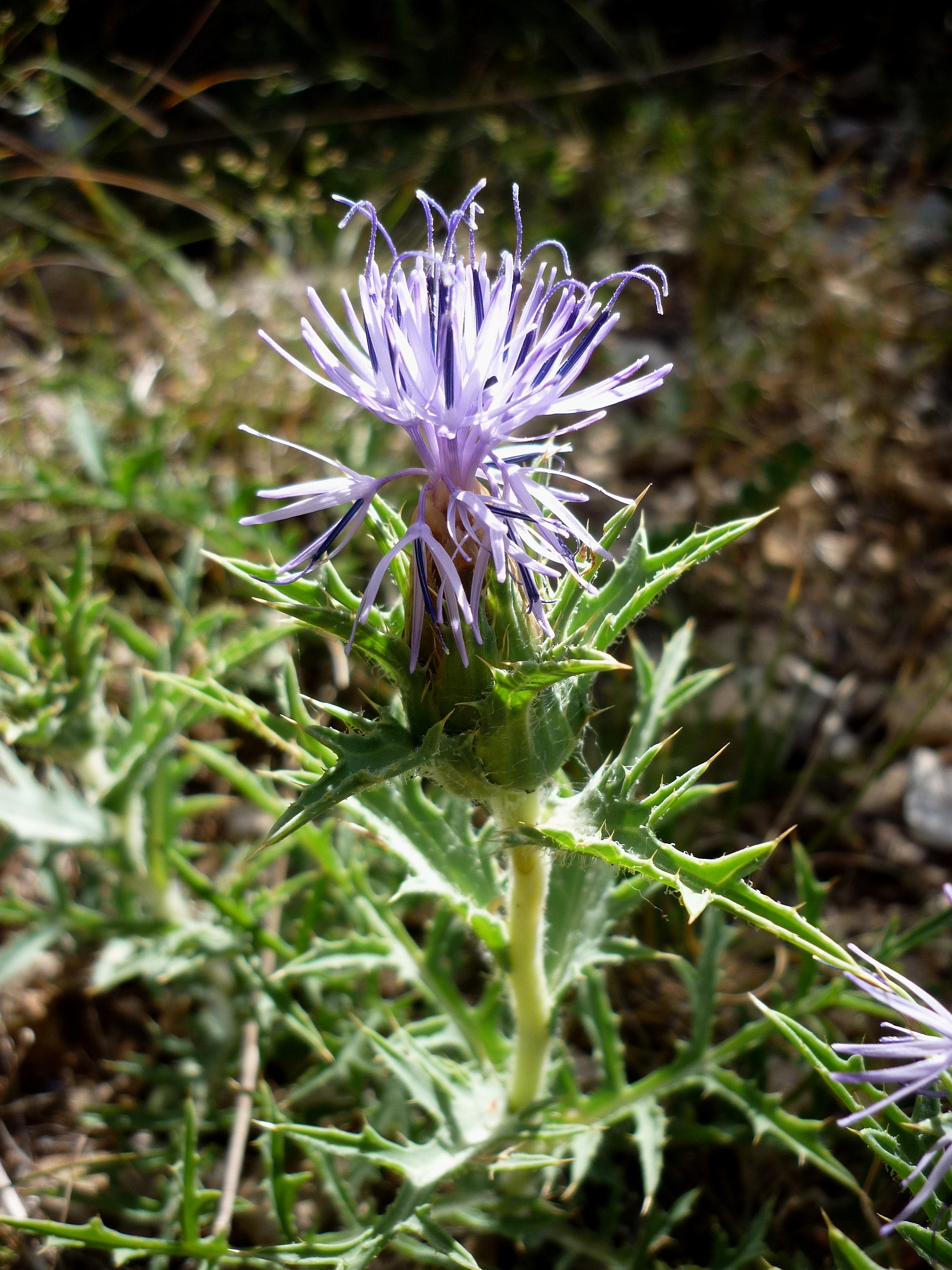
Carduncellus monspelliensium a Guixers (Solsonès)

- Cardamine resedifolia L. (brassicàcies)
- Carduncellus mitissimus (L.) DC. in Lam. et DC. (asteràcies)
- Carduncellus monspelliensium All. (asteràcies)
- Carduus bourgeanus Boiss. et Reut. (asteràcies)
- Carduus carlinoides Gouan (asteràcies)
- Carduus crispus L. (asteràcies)
- Carduus defloratus L. (asteràcies)

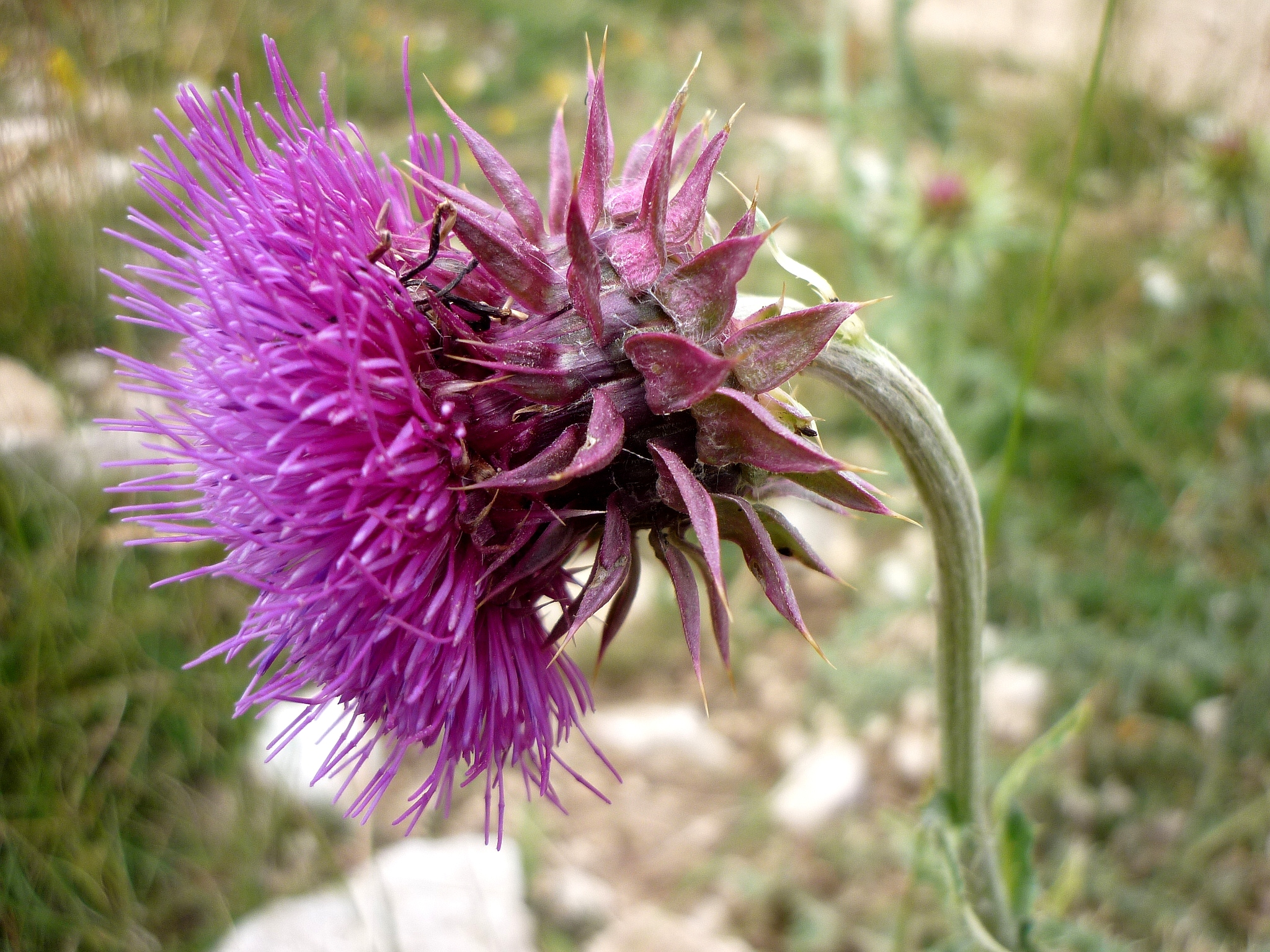
Carduus nutans a la Coma i la Pedra (Solsonès)

- Carduus nigrescens Vill. (asteràcies)
- Carduus nutans L. (asteràcies)
- Carduus pycnocephalus L. (asteràcies)
- Carduus tenuiflorus Curtis (asteràcies)
- Carex acuta L. (ciperàcies)
- Carex acutiformis Ehrh. (ciperàcies)
- Carex alba Scop. (ciperàcies)
- Carex atrata L. (ciperàcies)
- Carex brachystachys Schrank in Schrank et Moll (ciperàcies)
- Carex brevicollis DC. in Lam. et DC. (ciperàcies)
- Carex brizoides L. (ciperàcies)
- Carex capillaris L. (ciperàcies)
- Carex caryophyllea Latourr. (ciperàcies)

- Carex curta Good. (ciperàcies)
- Carex curvula All. (ciperàcies)
- Carex davalliana Sm. (ciperàcies)

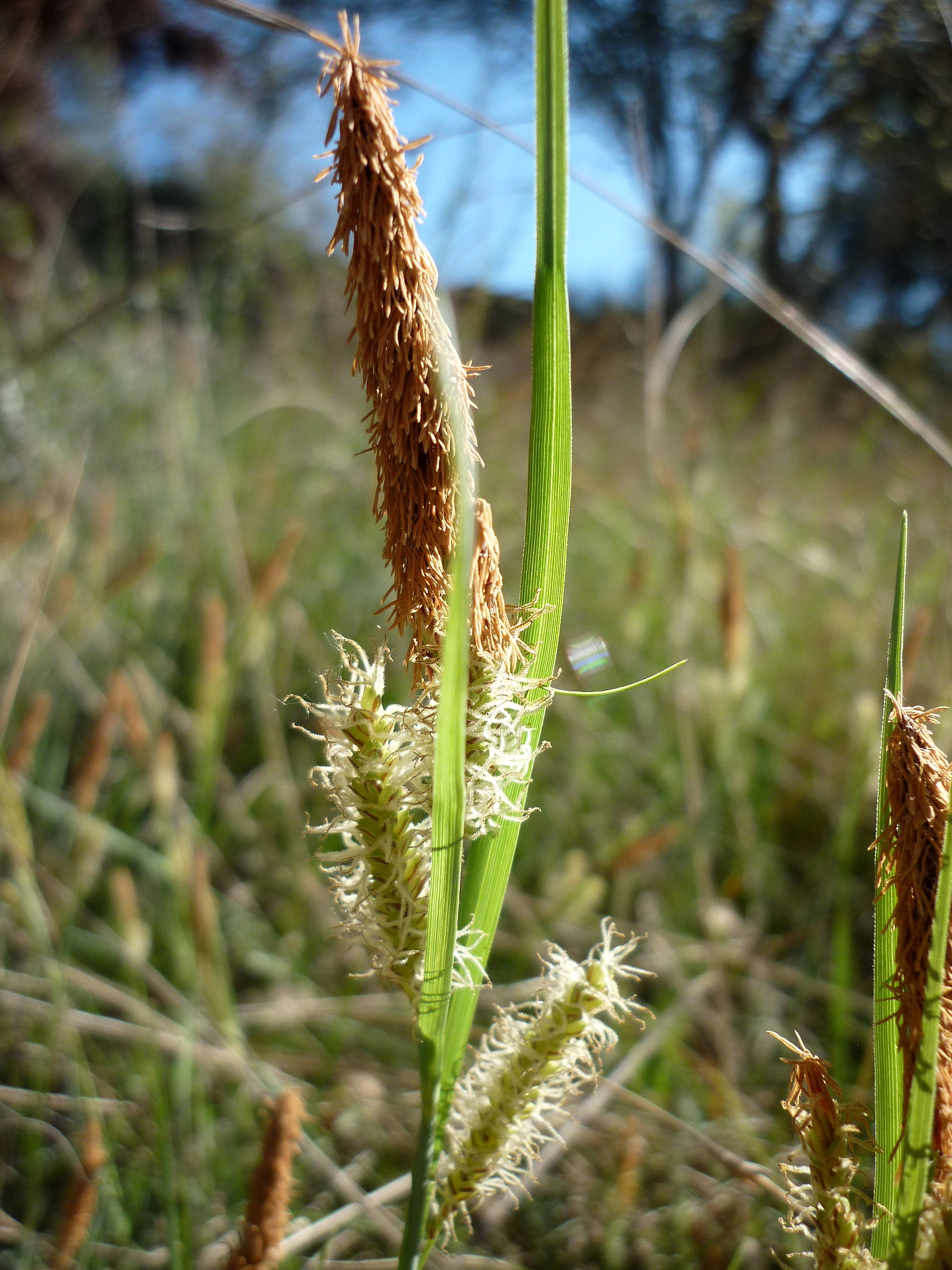
Carex flacca a Pinós (Solsonès)

- Carex depauperata Curtis ex With. (ciperàcies)
- Carex depressa Link (ciperàcies)
- Carex diandra Schrank (ciperàcies)
- Carex digitata L. (ciperàcies)
- Carex distachya Desf. (ciperàcies)
- Carex distans L. (ciperàcies)
- Carex disticha Huds. (ciperàcies)
- Carex divisa Huds. (ciperàcies)
- Carex echinata Murray (ciperàcies)
- Carex elata All. (ciperàcies)
- Carex ericetorum Pollich (ciperàcies)
- Carex extensa Good (ciperàcies)
- Carex ferruginea Scop. (ciperàcies)
- Carex flacca Schreber (ciperàcies)
- Carex flava L. (ciperàcies)
- Carex foetida All. (ciperàcies)
- Carex frigida All. (ciperàcies)
- Carex grioletii Roem. (ciperàcies)
- Carex halleriana Asso (ciperàcies)
- Carex hirta L. (ciperàcies)
- Carex hispida Willd. in Schkuhr (ciperàcies)
- Carex hordeistichos Vill. (ciperàcies)
- Carex humilis Leysser (ciperàcies)
- Carex lachenalii Schkuhr (ciperàcies)
- Carex laevigata Sm. (ciperàcies)
- Carex lasiocarpa Ehrh. (ciperàcies)
- Carex limosa L. (ciperàcies)
- Carex liparocarpos Gaud. (ciperàcies)
- Carex macrostylon Lap. (ciperàcies)
- Carex mairii Coss. et Germ. (ciperàcies)
- Carex montana L. (ciperàcies)
- Carex muricata L. (ciperàcies)
- Carex nigra (L.) Reichard (ciperàcies)
- Carex oedipostyla Duval-Jouve (ciperàcies)
- Carex olbiensis Jord. (ciperàcies)
- Carex ornithopoda Willd. (ciperàcies)
- Carex ovalis Good. (ciperàcies)
- Carex pallescens L. (ciperàcies)
- Carex panicea L. (ciperàcies)
- Carex paniculata L. (ciperàcies)
- Carex pendula Huds. (ciperàcies)
- Carex pilulifera L. (ciperàcies)
- Carex praecox Schreb. (ciperàcies)
- Carex pseudocyperus L. (ciperàcies)
- Carex pulicaris L. (ciperàcies)
- Carex punctata Gaud. (ciperàcies)
- Carex pyrenaica Wahlenb. (ciperàcies)
- Carex remota L. (ciperàcies)
- Carex riparia Curtis (ciperàcies)
- Carex rostrata Stokes (ciperàcies)
- Carex rupestris All. (ciperàcies)
- Carex sempervirens Vill. (ciperàcies)

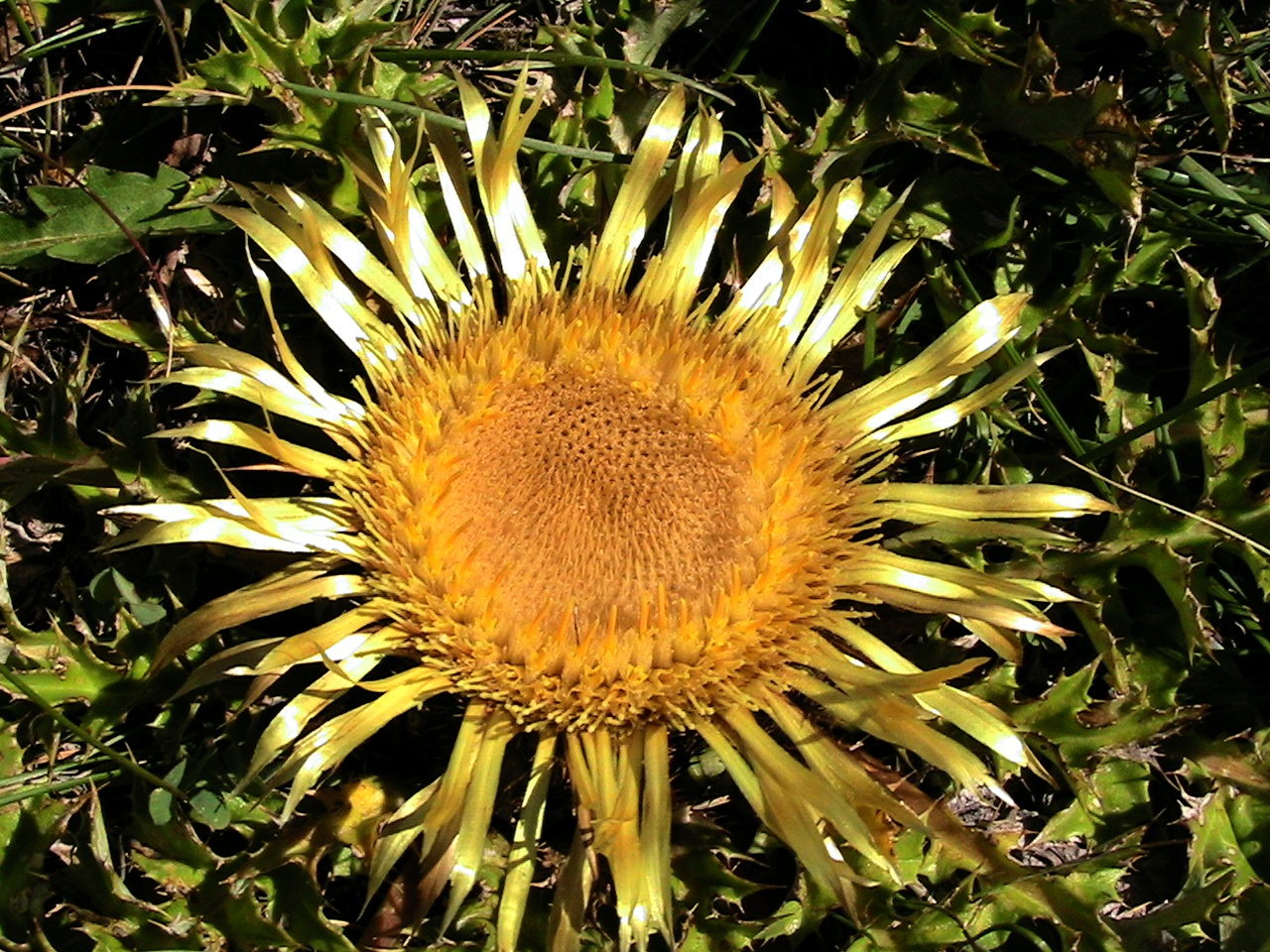
Carlina acanthifolia a Odèn (Solsonès)

- Carex sylvatica Huds. (ciperàcies)
- Carex tomentosa L. (ciperàcies)
- Carex umbrosa Host. (ciperàcies)
- Carex vaginata Tausch (ciperàcies)
- Carex vesicaria L. (ciperàcies)
- Carex vulpina L. (ciperàcies)

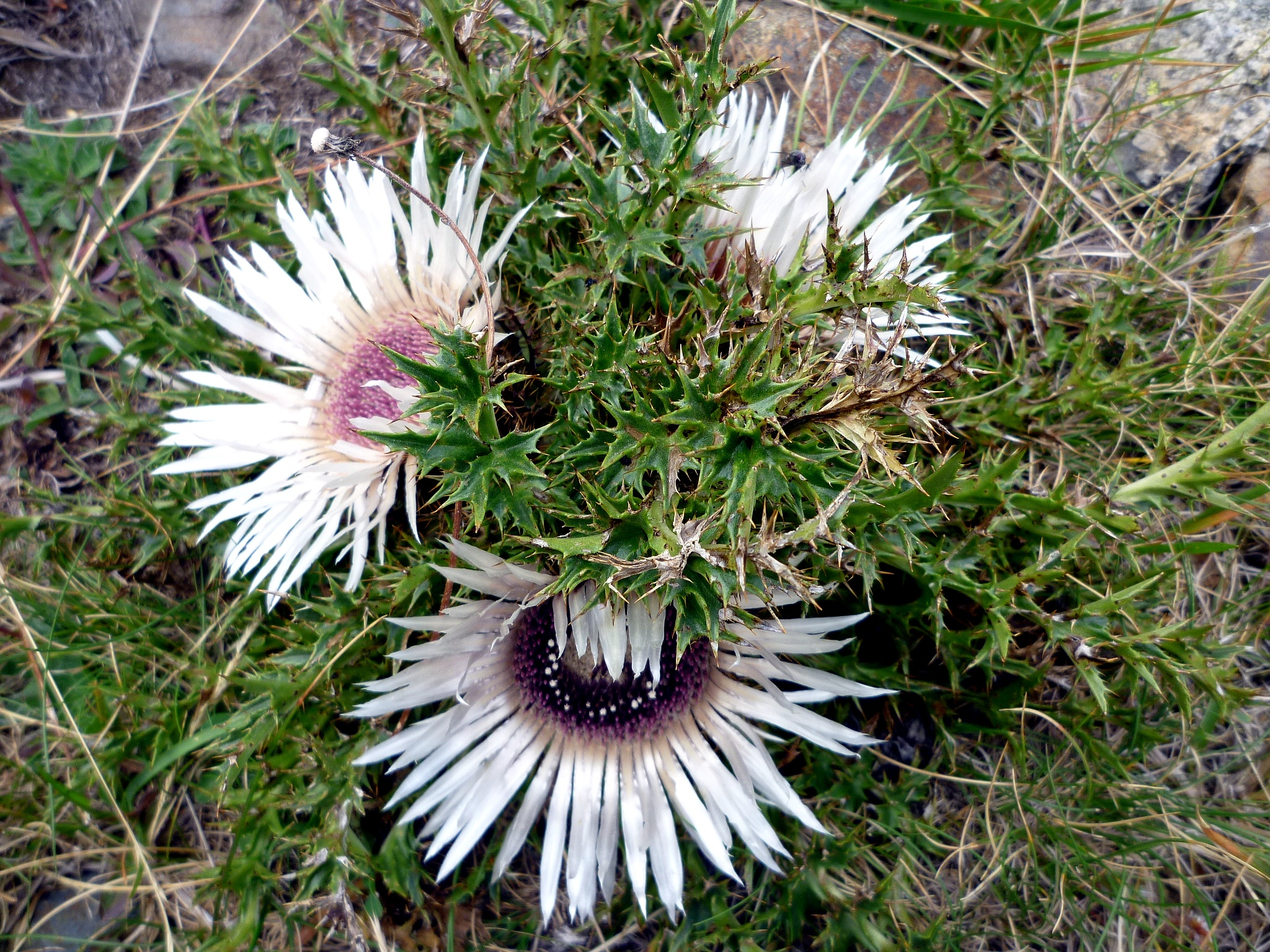
Carlina acaulis a Cabdella (Pallars Jussà)

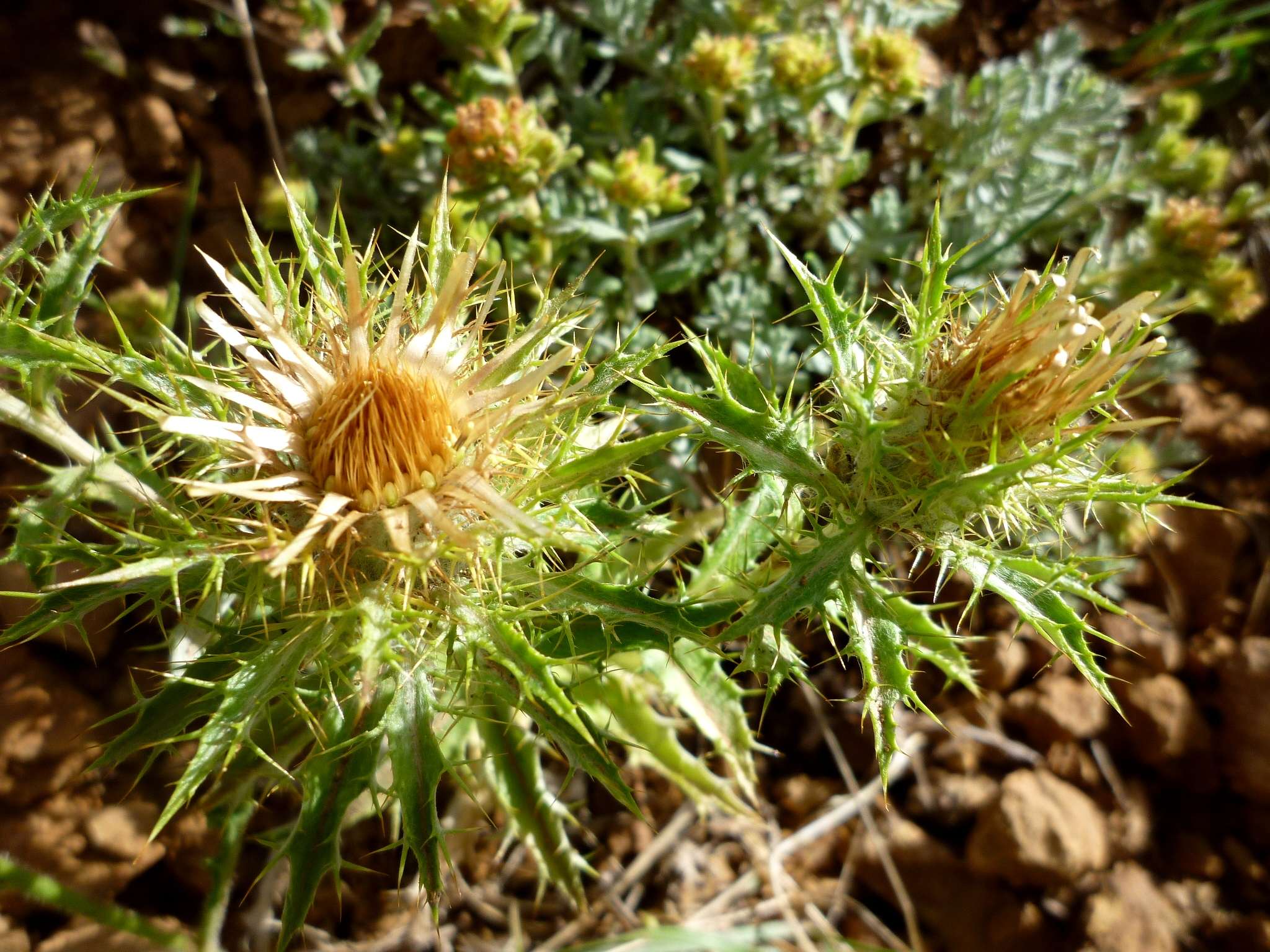
Carlina vulgaris a la Vansa i Fórnols (Alt Urgell)

- Carlina acanthifolia All. (asteràcies)
- Carlina acaulis L. (asteràcies)
- Carlina corymbosa L. (asteràcies)
- Carlina lanata L. (asteràcies)
- Carlina vulgaris L. (asteràcies)
- Carpesium cernuum L. (asteràcies)
- Carpobrotus acinaciformis (L.) Bolus (aizoàcies)
- Carpobrotus edulis (L.) N. E. Br. in Phillips (aizoàcies)

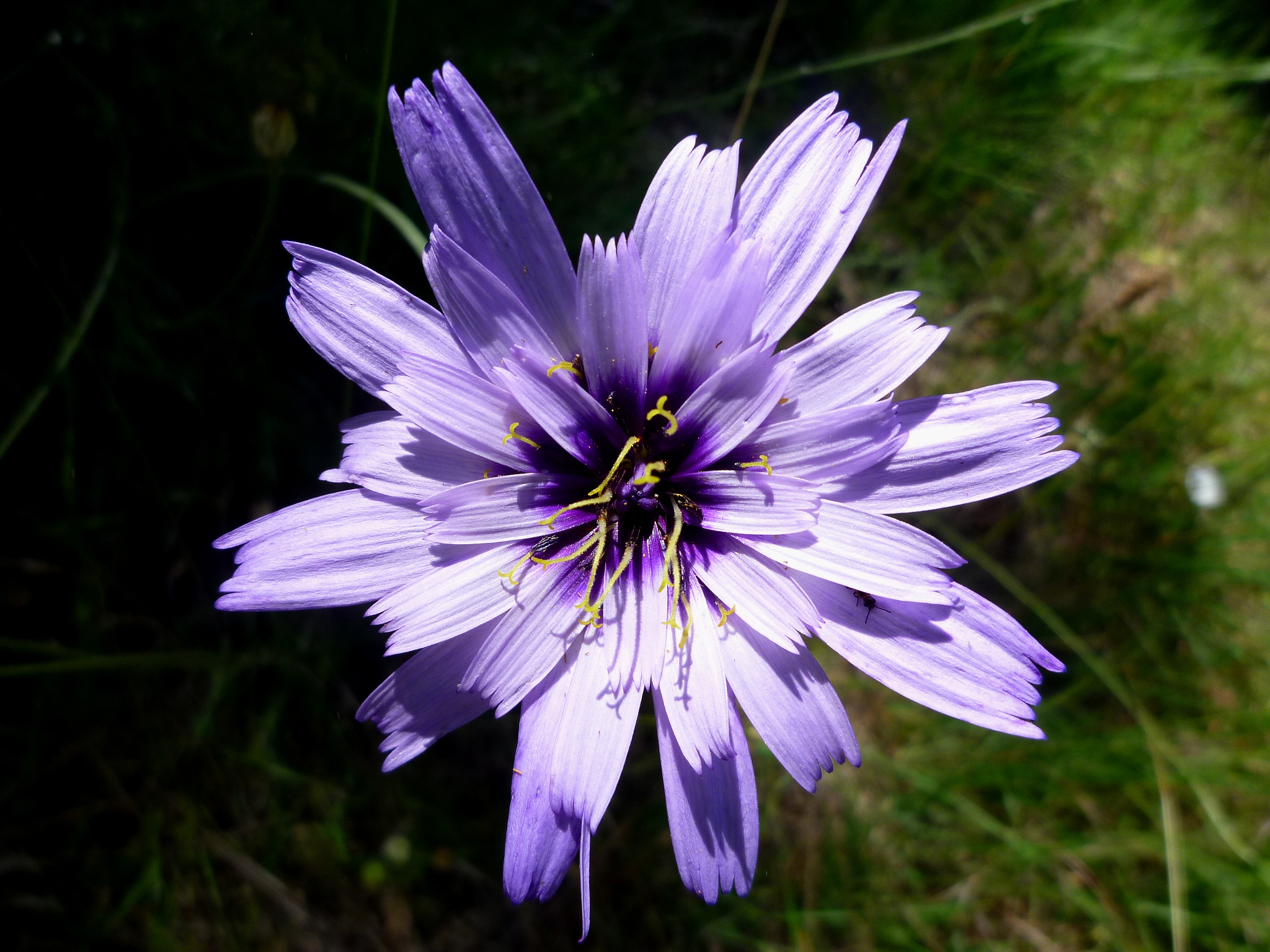
Catananche caerulea a Torà (Segarra)

- Carrichtera annua (L.) DC. (brassicàcies)
- Carthamus lanatus L. (asteràcies)
- Carum carvi L. (umbel·líferes)
- Carum verticillatum (L.) Koch (umbel·líferes)
- Castanea sativa Mill. (fagàcies)
- Catabrosa aquatica (L.) Beauv. (poàcies)
- Catananche caerulea L. (asteràcies)
- Caucalis platycarpos L. (umbel·líferes)
- Celtis australis L. (ulmàcies)
- Cenchrus incertus M. A. Curtis (poàcies)
- Centaurea alba L. (asteràcies)
- Centaurea aspera L. (asteràcies)
- Centaurea boissieri DC. (asteràcies)
- Centaurea calcitrapa L. (asteràcies)

- Centaurea collina L. (asteràcies)
- Centaurea cyanus L. (asteràcies)

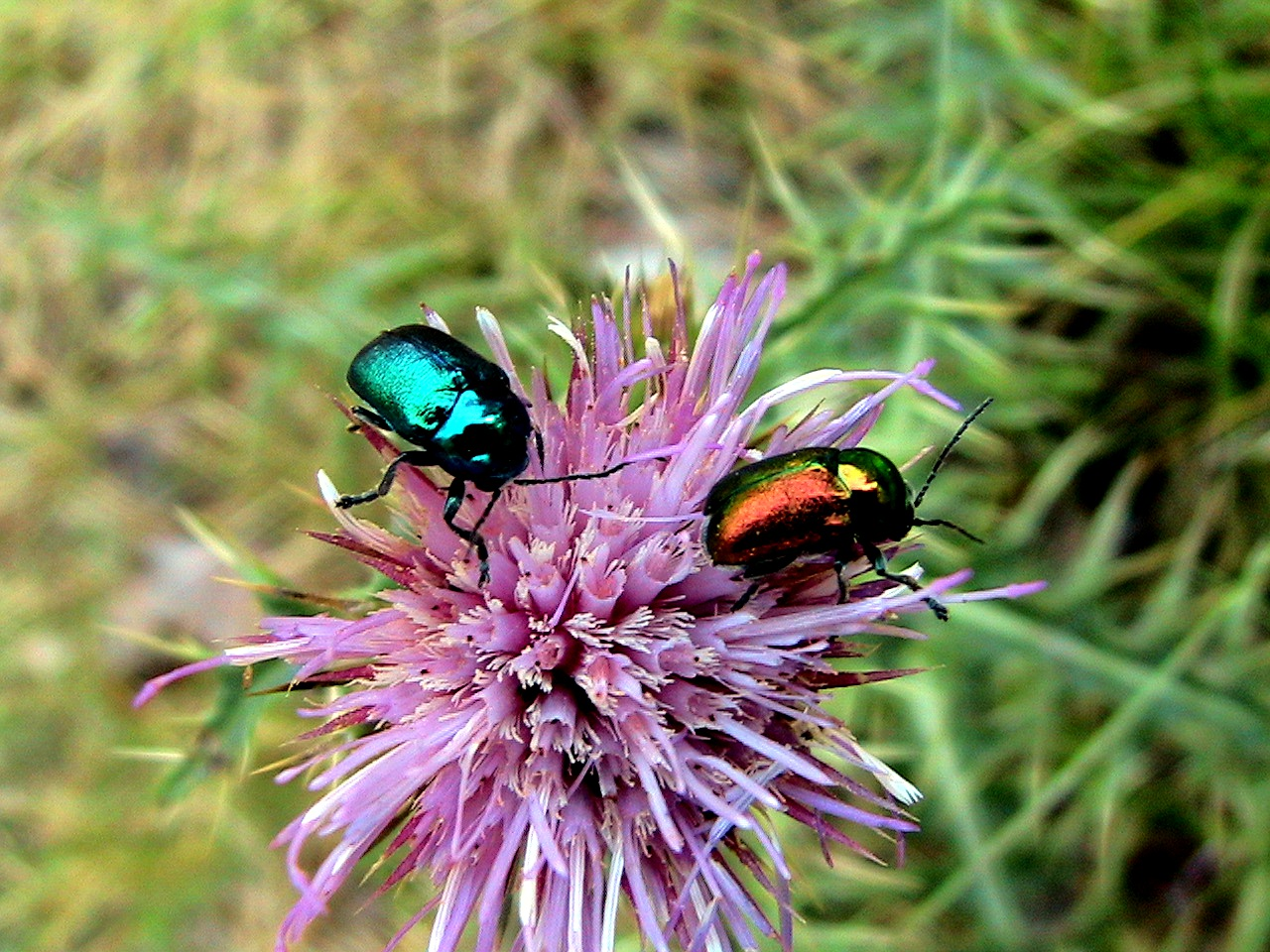
Centaurea jacea a Guixers (Solsonès)

- Centaurea intybacea Lam. (asteràcies)
- Centaurea jacea L. (asteràcies)
- Centaurea lagascana Graells (asteràcies)
- Centaurea linifolia L. (asteràcies)
- Centaurea melitensis L. (asteràcies)
- Centaurea montana L. (asteràcies)
- Centaurea nigra L. (asteràcies)
- Centaurea paniculata L. (asteràcies)
- Centaurea pectinata L. (asteràcies)
- Centaurea scabiosa L. (asteràcies)
- Centaurea seridis L. (asteràcies)
- Centaurea solstitialis L. (asteràcies)
- Centaurea uniflora L. (asteràcies)
- Centaurium erythraea Rafn (gencianàcies)
- Centaurium maritimum (L.) Fritsch (gencianàcies)

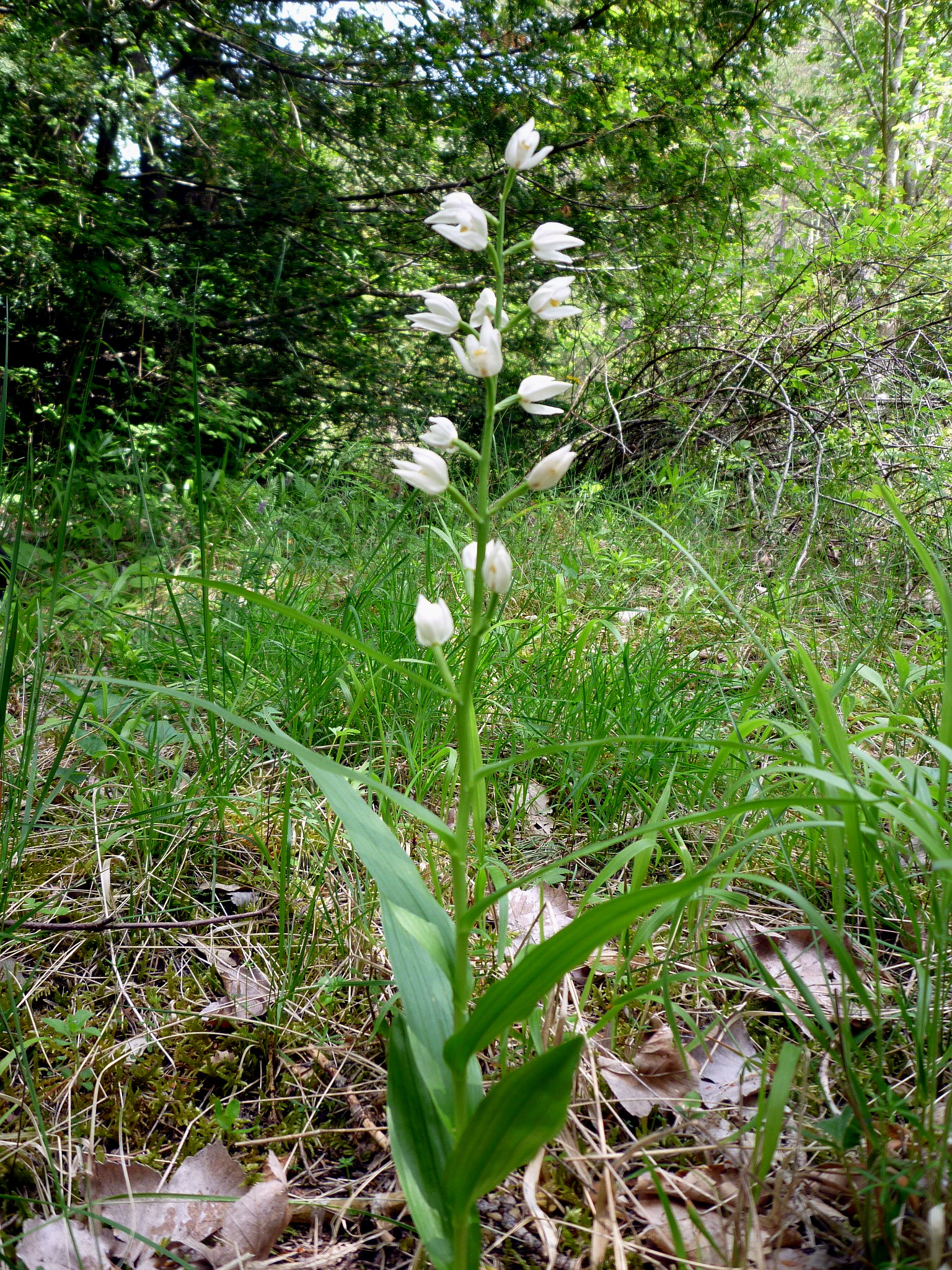
Cephalanthera longifolia a Guixers (Solsonès)

- Centaurium pulchellum (Swartz) Druce (gencianàcies)
- Centaurium quadrifolium (L.) G. López et Ch. E. Jarvis (gencianàcies)
- Centaurium spicatum (L.) Fritsch (gencianàcies)
- Centranthus angustifolius (Mill.) DC. (caprifoliàcies)
- Centranthus calcitrapae (L.) Dufresne (caprifoliàcies)
- Centranthus ruber (L.) DC. (caprifoliàcies)

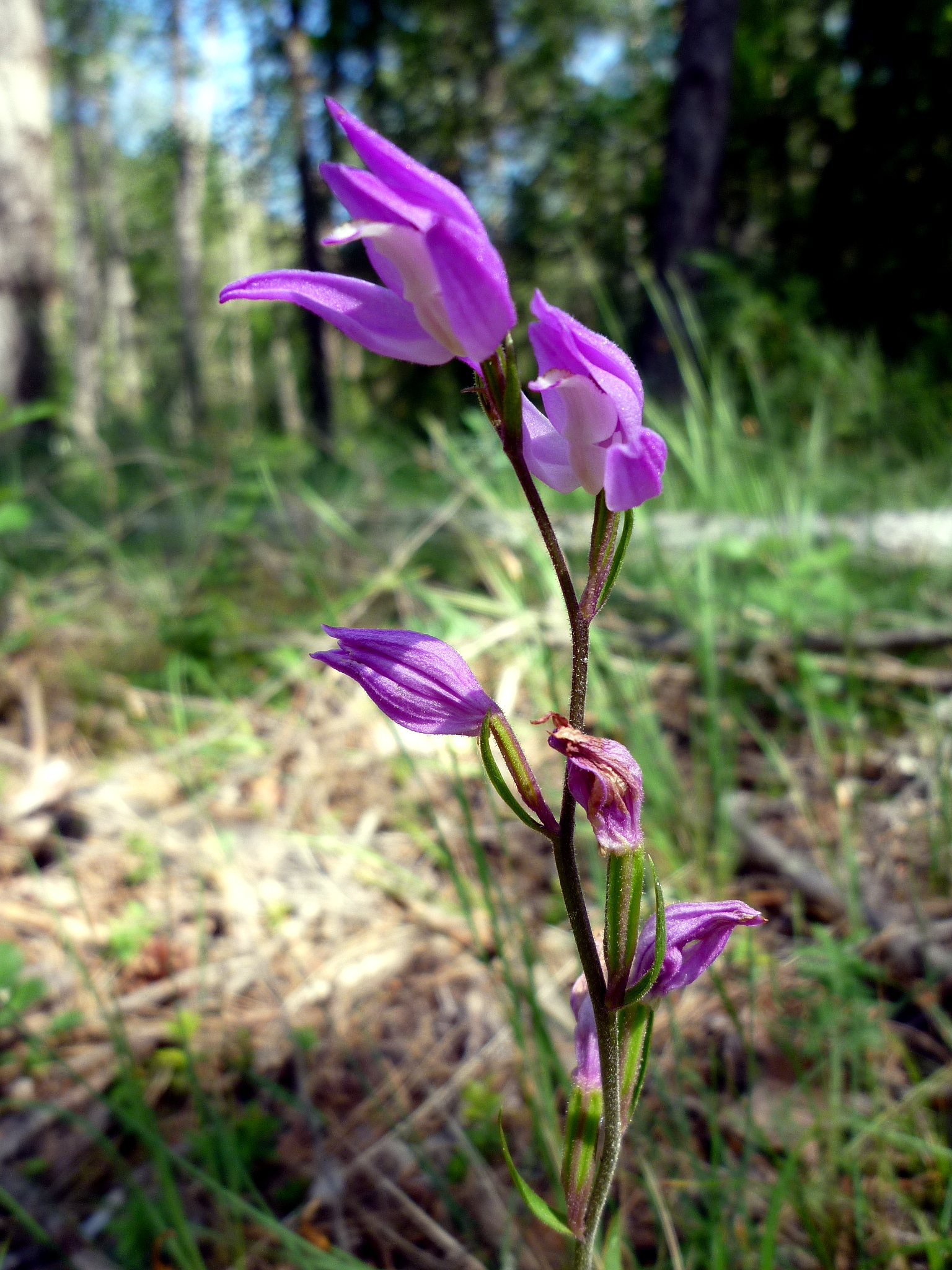
Cephalanthera rubra a Pinós (Solsonès)

- Cephalanthera damasonium (Mill.) Druce (orquidàcies)
- Cephalanthera longifolia (L.) Fritsch (orquidàcies)
- Cephalanthera rubra (L.) L. C. M. Richard (orquidàcies)
- Cephalaria leucantha (L.) Roem. et Schultes (dipsacàcies)
- Cerastium alpinum L. (cariofil·làcies)
- Cerastium arvense L. (cariofil·làcies)
- Cerastium brachypetalum Pers. (cariofil·làcies)
- Cerastium cerastoides (L.) Britton (cariofil·làcies)
- Cerastium dichotomum L. (cariofil·làcies)
- Cerastium diffusum Pers. (cariofil·làcies)
- Cerastium fontanum Baumg. (cariofil·làcies)
- Cerastium glomeratum Thuill. (cariofil·làcies)
- Cerastium gracile Duf. (cariofil·làcies)
- Cerastium latifolium L. (cariofil·làcies)
- Cerastium perfoliatum L. (cariofil·làcies)
- Cerastium pumilum Curtis (cariofil·làcies)
- Cerastium semidecandrum L. (cariofil·làcies)
- Ceratonia siliqua L. (fabàcies)
- Ceratophyllum demersum L. (Ceratofil·làcies)
- Ceratophyllum submersum L. (Ceratofil·làcies)
- Cerinthe major L. (boraginàcies)
- Ceterach officinarum DC. in Lam. et DC. (polipodiàcies) dauradella

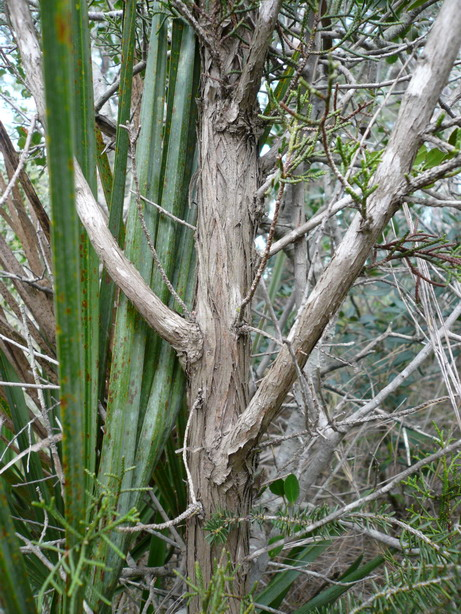
Chamaerops humilis i Juniperus phoenicea a Canyelles (Garraf)

- Chaerophyllum aureum L. (umbel·líferes)
- Chaerophyllum hirsutum L. (umbel·líferes)
- Chaerophyllum temulum L. (umbel·líferes)
- Chamaebuxus vayredae (Costa) Willk. (Poligalàcies)
- Chamaecytisus supinus (L.) Link (fabàcies)
- Chamaemelum mixtum (L.) All. (asteràcies)
- Chamaemelum nobile (L.) All. (asteràcies)
- Chamaerops humilis L. (palmes)

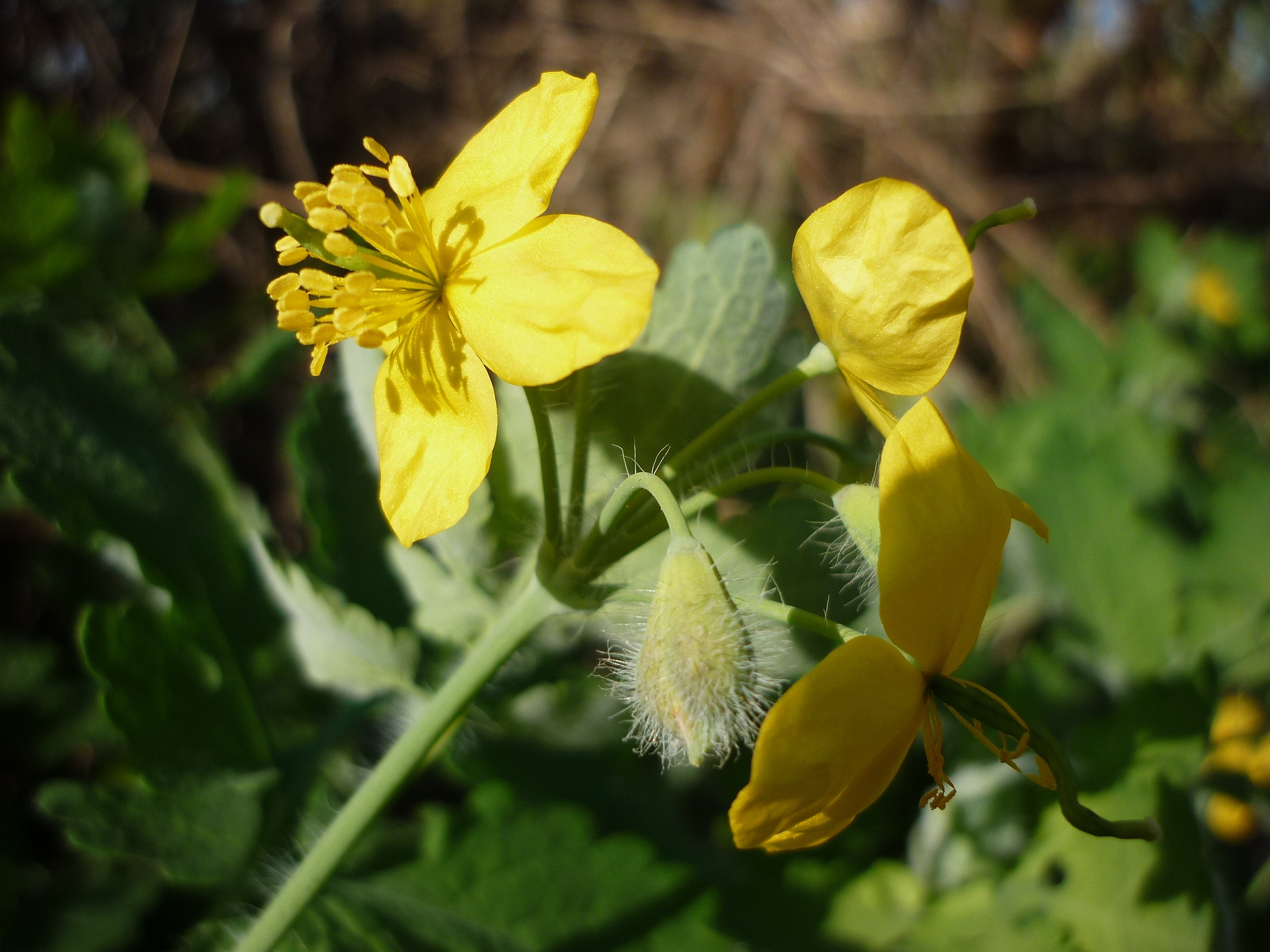
Chelidonium majus a Torà (Segarra)

- Chamaespartium sagittale (L.) P. Gibbs (fabàcies)
- Cheilanthes marantae (L.) Domin. (polipodiàcies)
- Cheilanthes pteridioides (Reichard) C. Christ (polipodiàcies)
- Cheilanthes vellea (Ait.) F. Muell (polipodiàcies) folguerila
- Cheiranthus cheiri L. (brassicàcies)
- Chelidonium majus L. (papaveràcies)
- Chenopodium album L. (quenopodiàcies)
- Chenopodium ambrosioides L. (quenopodiàcies)
- Chenopodium bonus-henricus L. (quenopodiàcies) - sarró, espinac de muntanya
- Chenopodium botrys L. (quenopodiàcies)
- Chenopodium chenopodioides (L.) Aellen (quenopodiàcies)
- Chenopodium foliosum (Moench) Asch. (quenopodiàcies)
- Chenopodium glaucum L. (quenopodiàcies)
- Chenopodium hybridum L. (quenopodiàcies)
- Chenopodium multifidum L. (quenopodiàcies)
- Chenopodium murale L. (quenopodiàcies)
- Chenopodium opulifolium Schrad. ex Koch et Ziz (quenopodiàcies)

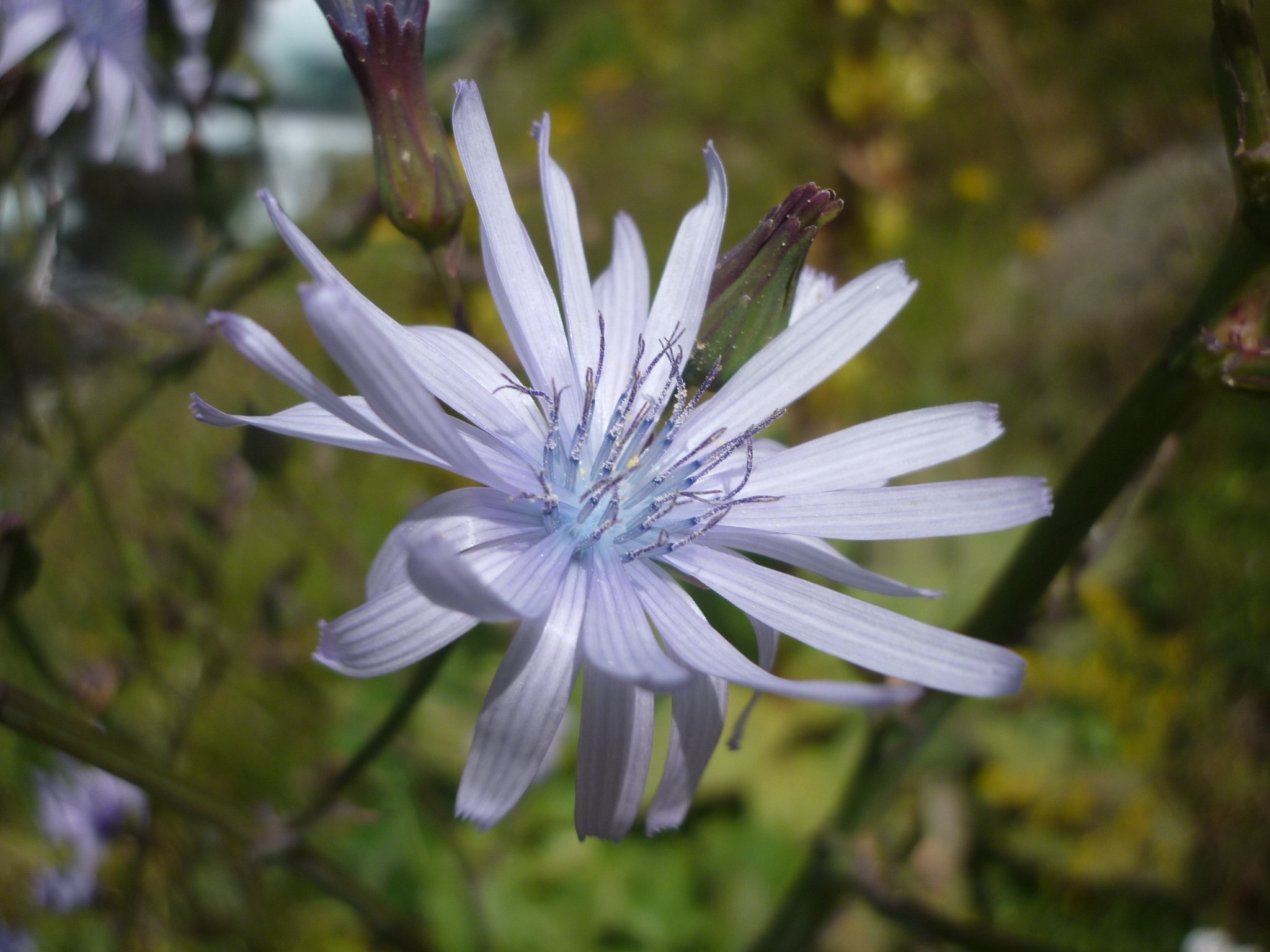
Cicerbita plumieri a Vielha e Mijaran (Val d'Aran)

- Chenopodium polyspermum L. (quenopodiàcies)
- Chenopodium pumilio R. Br. (quenopodiàcies)
- Chenopodium urbicum L. (quenopodiàcies)
- Chenopodium vulvaria L. (quenopodiàcies)
- Chloris gayana Kunth (poàcies)
- Chondrilla juncea L. (asteràcies)
- Chrozophora tinctoria (L.) A. Juss. (euforbiàcies)
- Chrysanthemum coronarium L. (asteràcies)

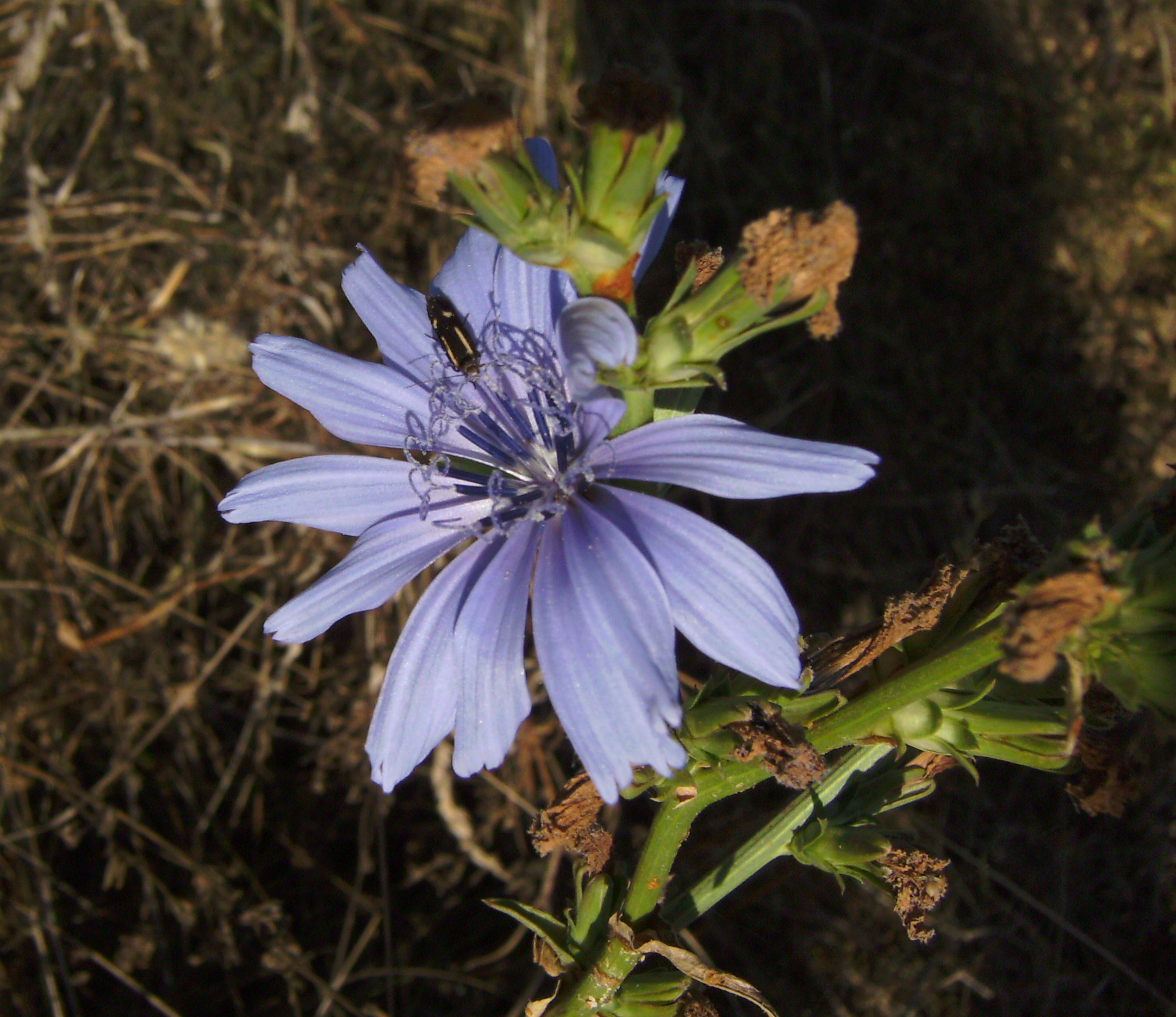
Cichorium intybus a Castelltallat (Bages)

- Chrysanthemum segetum L. (asteràcies)
- Chrysosplenium alternifolium L. (saxifragàcies)
- Chrysosplenium oppositifolium L. (saxifragàcies)
- Cicendia filiformis (L.) Delarbre (gencianàcies)
- Cicerbita alpina (L.) Wallr. (asteràcies)
- Cicerbita plumieri (L.) Kirschl. (asteràcies)
- Cichorium endivia L. (asteràcies)

- Cichorium intybus L. (asteràcies)
- Circaea alpina L. (onagràcies)
- Circaea lutetiana L. (onagràcies)

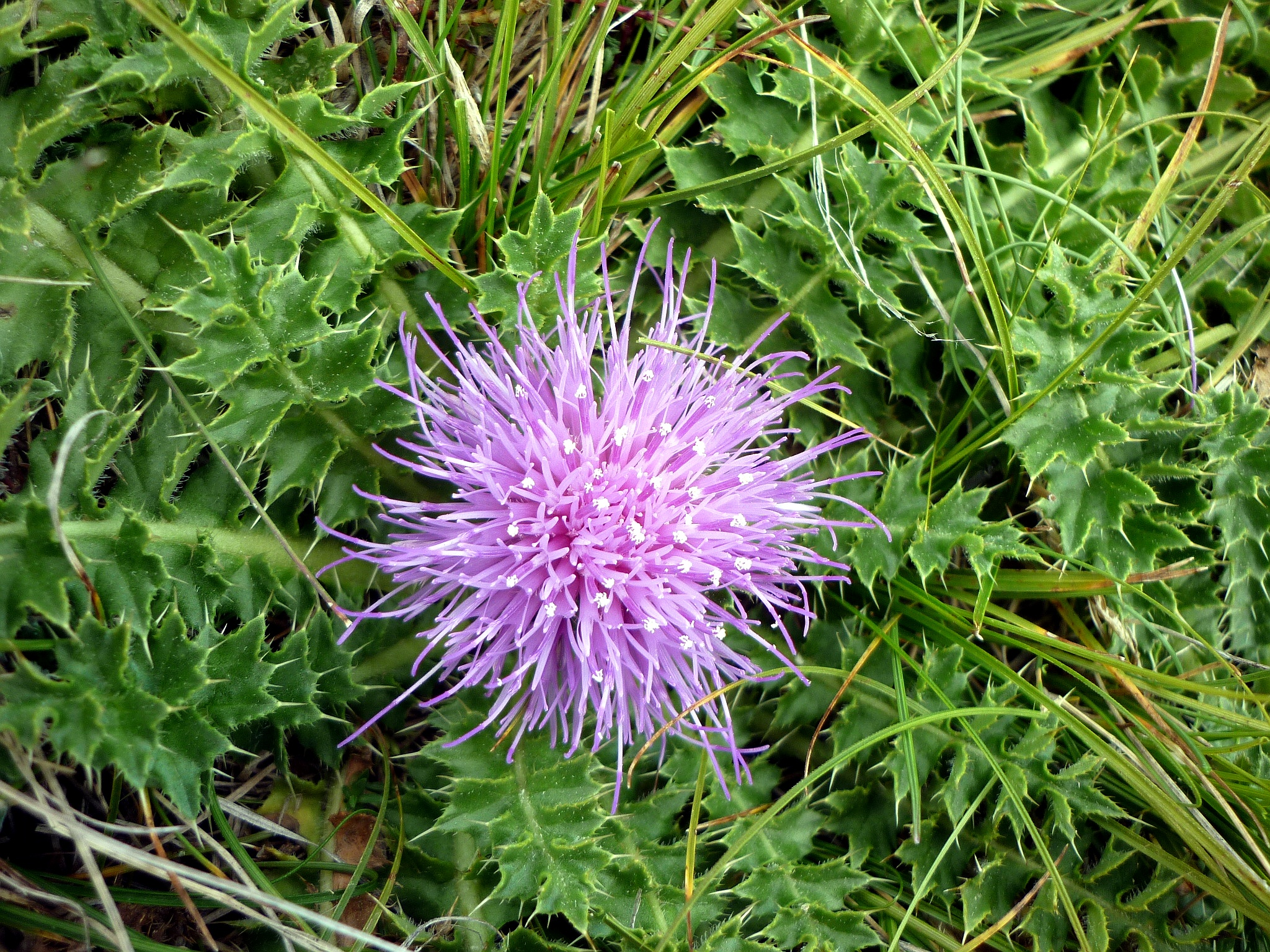
Cirsium acaule a Odèn (Solsonès)

- Cirsium acarna (L.) Moench (asteràcies)
- Cirsium acaule (L.) Scop. (asteràcies)
- Cirsium arvense (L.) Scop. (asteràcies)

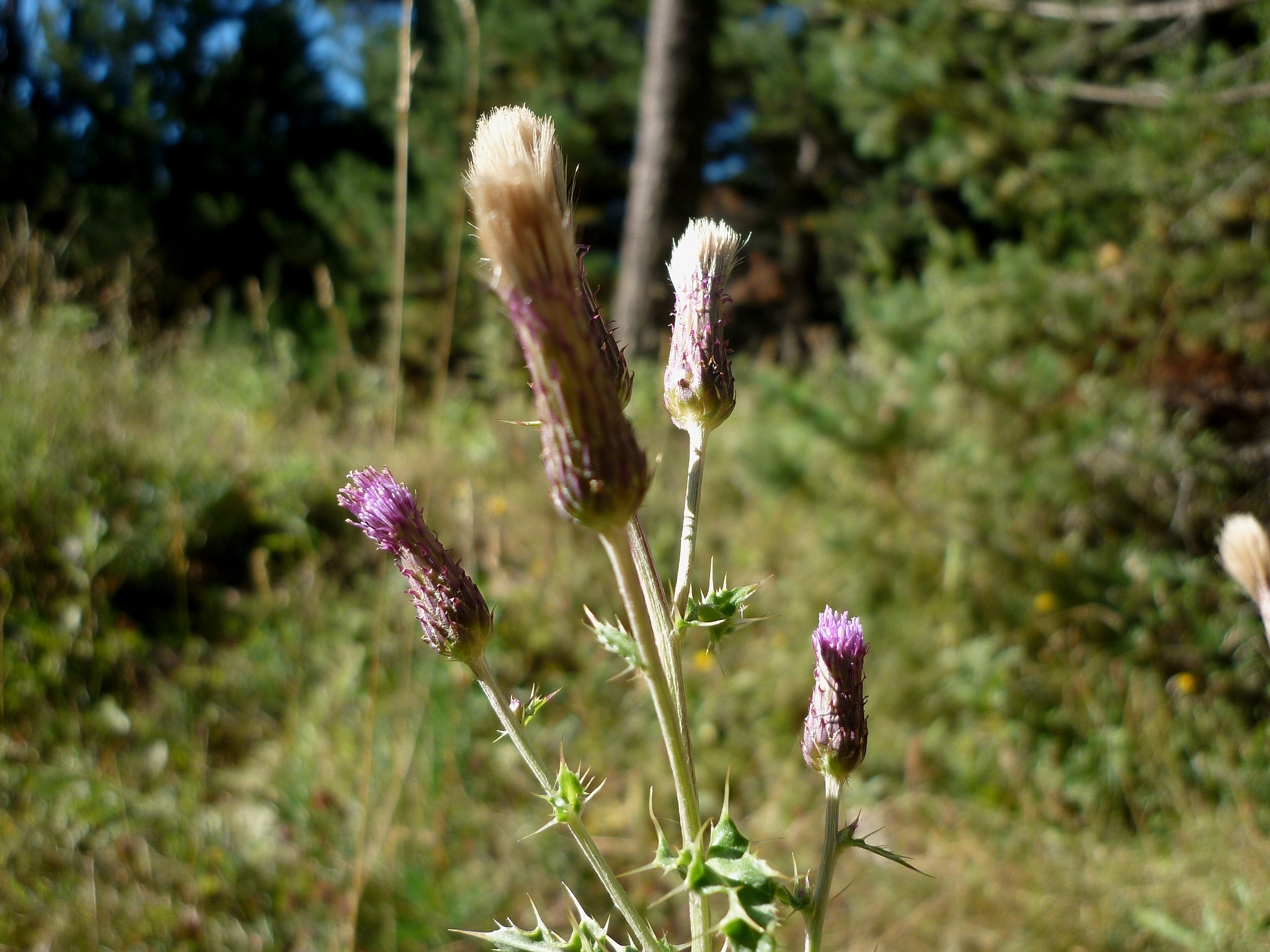
Cirsium arvense a Josa (Alt Urgell)

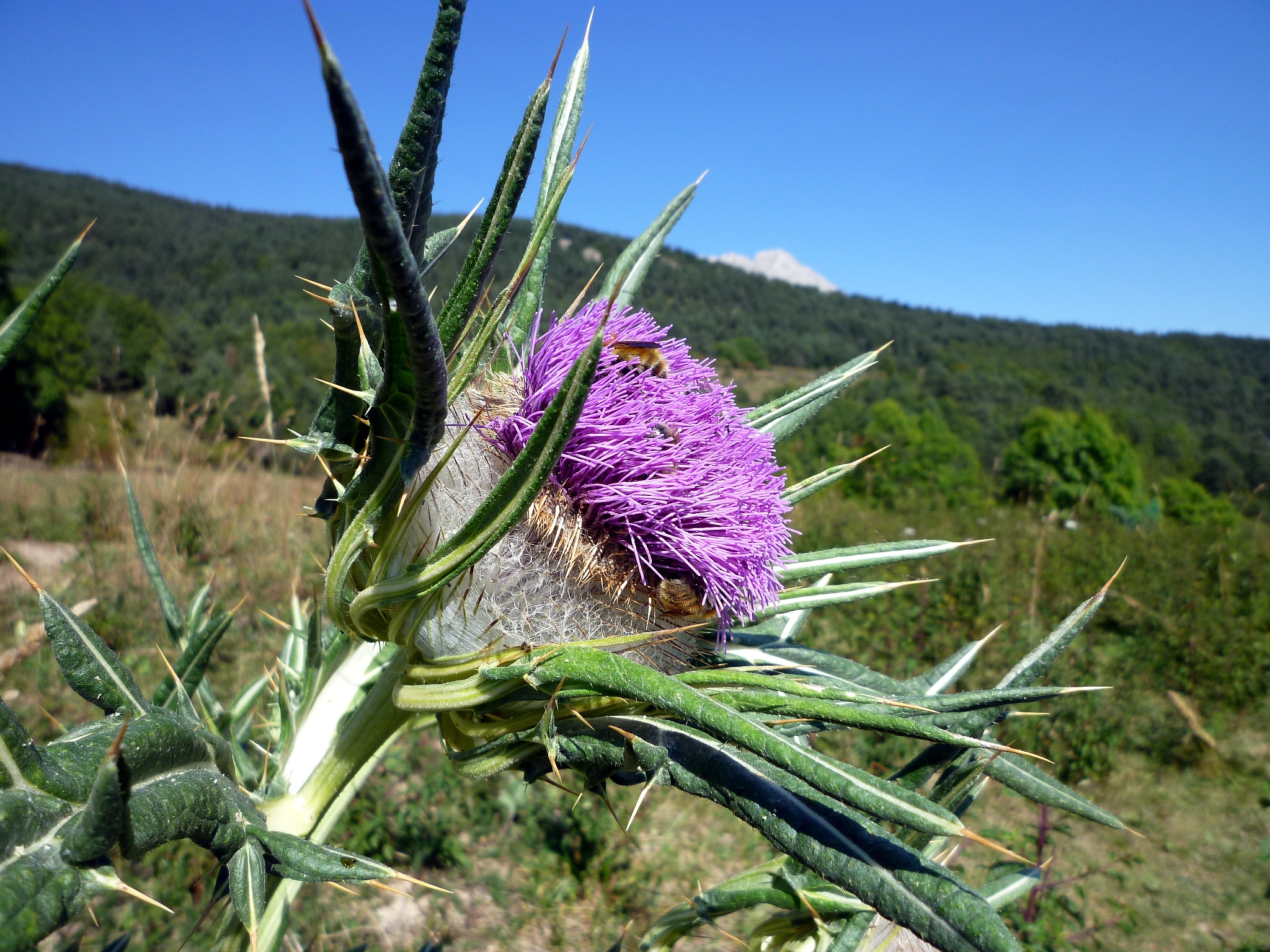
Cirsium eriophorum a Moripol (Berguedà)

- Cirsium echinatum (Desf.) DC. in Lam. et DC. (asteràcies)
- Cirsium eriophorum (L.) Scop. (asteràcies)
- Cirsium erisithales (Jacq.) Scop. (asteràcies)
- Cirsium ferox (L.) DC. in Lam. et DC. (asteràcies)
- Cirsium glabrum DC. in Lam. et DC. (asteràcies)
- Cirsium monspessulanum (L.) Hill (asteràcies)
- Cirsium palustre (L.) Scop. (asteràcies)
- Cirsium rivulare (Jacq.) All. (asteràcies)
- Cirsium syriacum (L.) Gaertn. (asteràcies)
- Cirsium tuberosum (L.) All. (asteràcies)
- Cirsium vulgare (Savi) Ten. (asteràcies)
- Cistus albidus L. (cistàcies)
- Cistus clusii Dunal (cistàcies)
- Cistus crispus L. (cistàcies)
- Cistus ladanifer L. (cistàcies)
- Cistus laurifolius L. (cistàcies)
- Cistus monspeliensis L. (cistàcies)
- Cistus populifolius L. (cistàcies)
- Cistus salviifolius L. (cistàcies)
- Cladium mariscus (L.) Pohl (ciperàcies)
- Cleistogenes serotina (L.) Keng (poàcies)
- Clematis flammula L. (ranunculàcies)
- Clematis recta L. (ranunculàcies)
- Clematis vitalba L. (ranunculàcies)
- Cleome violacea L. (capparàcies)

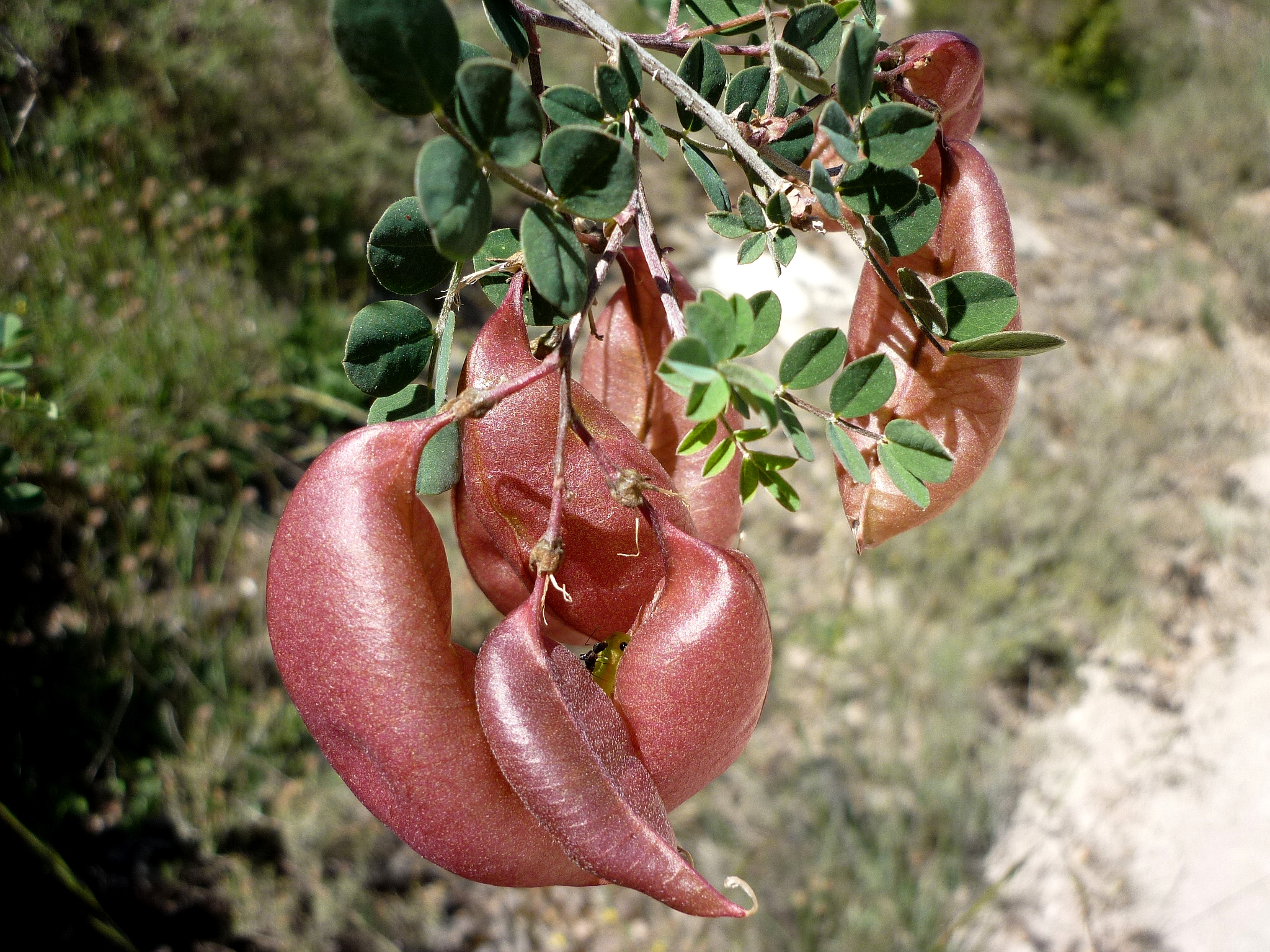
Colutea arborescens a Torà (Segarra)

- Clypeola jonthlaspi L. (brassicàcies)
- Cneorum tricoccon L. (cneoràcies)
- Cnicus benedictus L. (asteràcies)
- Cochlearia glastifolia L. (brassicàcies)
- Cochlearia officinalis L. (brassicàcies)
- Coeloglossum viride (L.) Hartman (orquidàcies)
- Coincya cheiranthos (Vill.) Greuter et Burdet (brassicàcies)
- Colchicum autumnale L. (liliàcies)
- Colchicum triphyllum G. Kunze (liliàcies)

- Colutea arborescens L. (fabàcies)

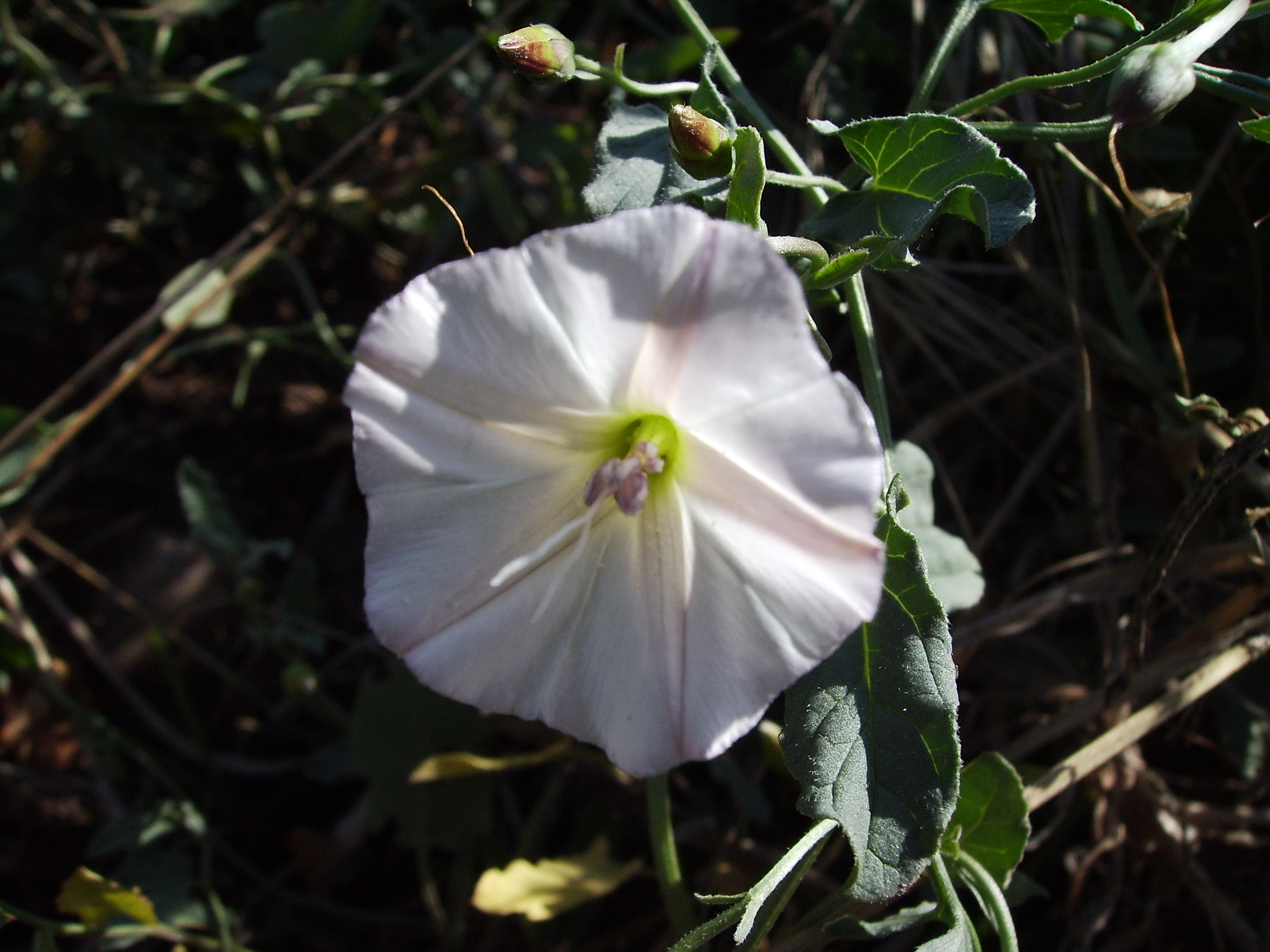
Convolvulus arvensis a Castelltallat (Bages)

- Conium maculatum L. (umbel·líferes)
- Conopodium majus (Gouan) Loret in Loret et Barr. (umbel·líferes)
- Conringia orientalis (L.) Dumort. (brassicàcies)
- Convallaria majalis L. (liliàcies)
- Convolvulus althaeoides L. (convolvulàcies)
- Convolvulus arvensis L. (convolvulàcies)

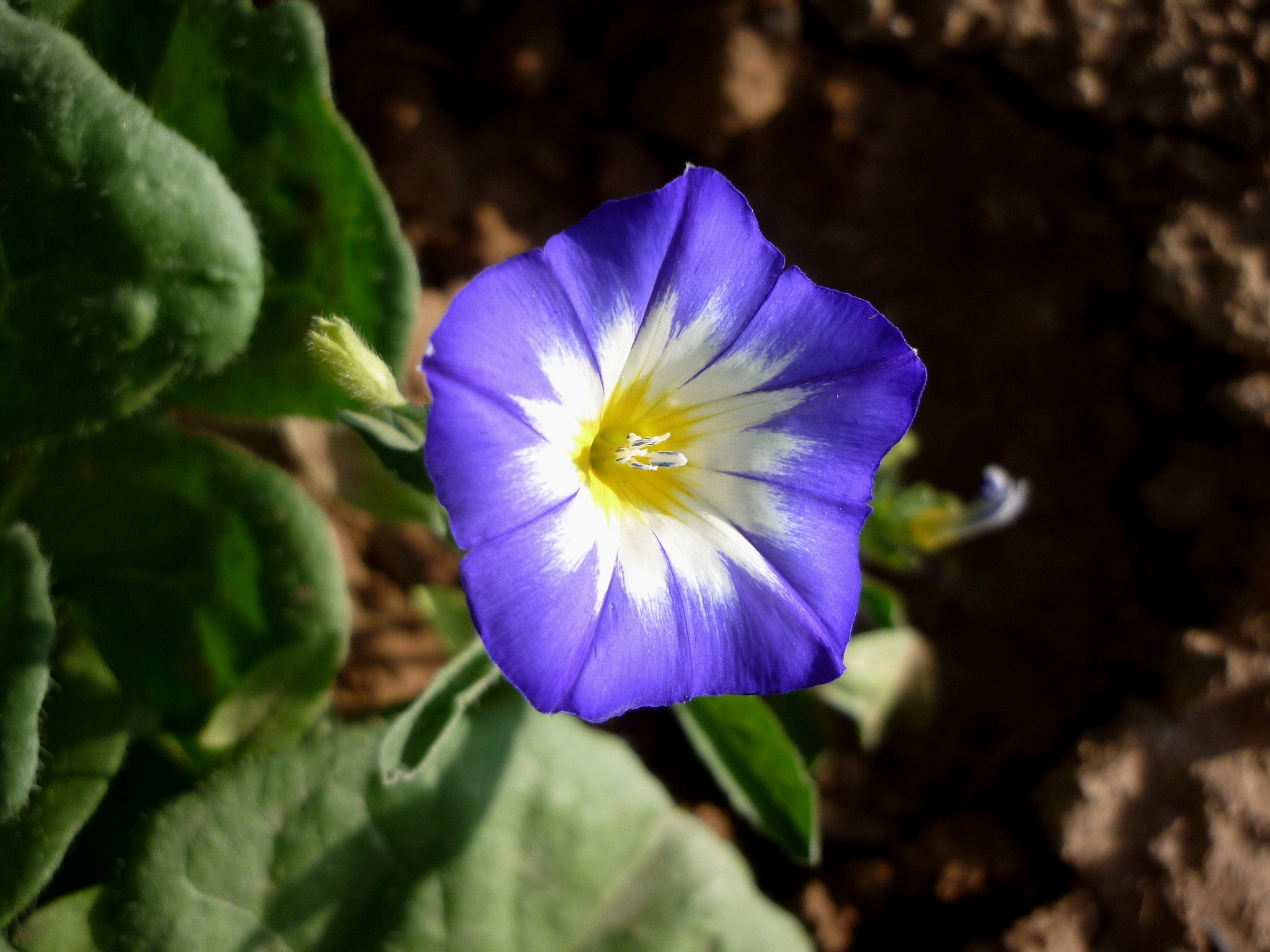
Convolvulus tricolor a Torà (Segarra)

- Convolvulus cantabrica L. (convolvulàcies)
- Convolvulus lanuginosus Desr. (convolvulàcies)
- Convolvulus lineatus L. (convolvulàcies)
- Convolvulus siculus L. (convolvulàcies)
- Convolvulus tricolor L. (convolvulàcies)
- Conyza blakei (Cabrera) Cabrera (asteràcies)
- Conyza bonariensis (L.) Cronq. (asteràcies)
- Conyza canadensis (L.) Cronq. (asteràcies)
- Conyza chilensis Spreng. (asteràcies)
- Conyza sumatrensis (Retz.) E. Walker (asteràcies)

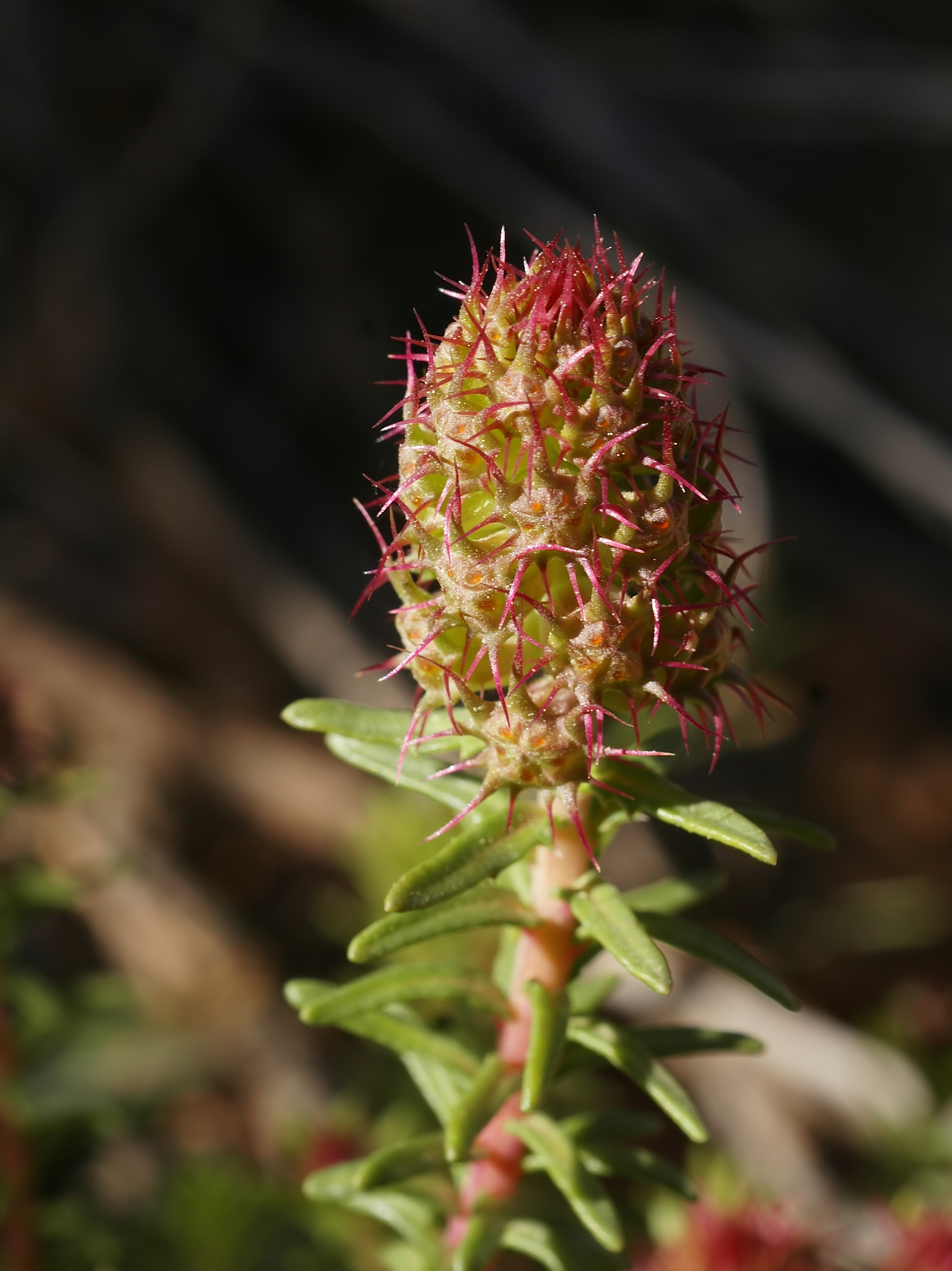
Coris monspeliensis a Bot (Terra Alta)

- Corallorhiza trifida Chatel. (orquidàcies)
- Coriandrum sativum L. (umbel·líferes)
- Coriaria myrtifolia L. (Coriariàcies)
- Coris monspeliensis L. (primulàcies)
- Cornus mas L. (Cornàcies)
- Cornus sanguinea L. (Cornàcies)
- Coronilla emerus L. (fabàcies)
- Coronilla juncea L. (fabàcies)
- Coronilla minima L. (fabàcies)
- Coronilla scorpioides (L.) Koch (fabàcies)
- Coronilla valentina L. (fabàcies)
- Coronilla varia L. (fabàcies)
- Coronopus didymus (L.) Sm. (brassicàcies)
- Coronopus squamatus (Forsk.) Asch. (brassicàcies)

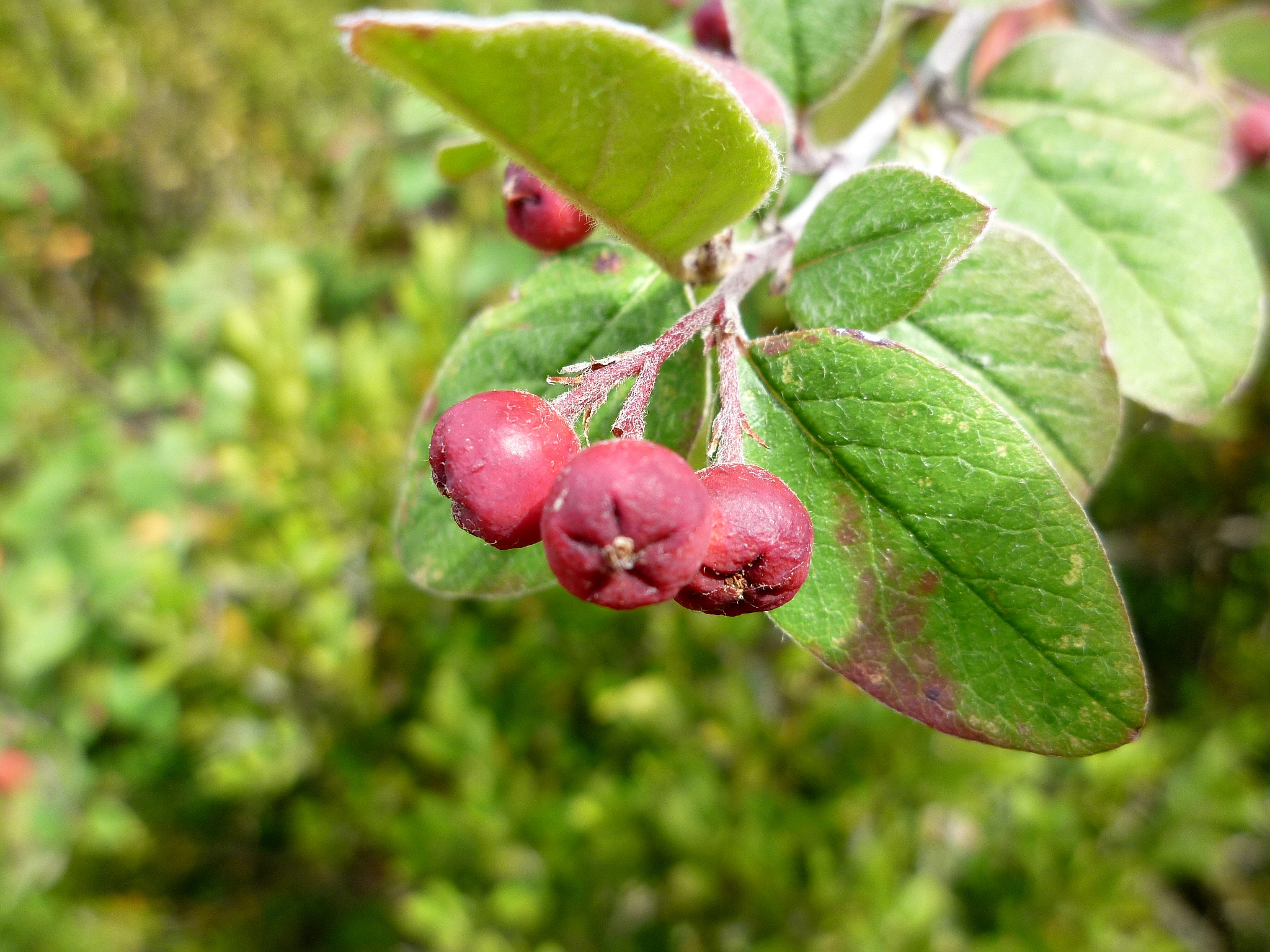
Cotoneaster integerrimus a Guixers (Solsonès)

- Corrigiola litoralis L. (cariofil·làcies)
- Corydalis cava (L.) Schweigg. et Koerte (papaveràcies)
- Corydalis claviculata (L.) DC. in Lam. et DC. (papaveràcies)
- Corydalis solida (L.) Clairville (papaveràcies)
- Corylus avellana L. (Betulàcies)
- Corynephorus canescens (L.) Beauv. (poàcies)
- Corynephorus divaricatus (Pourret) Breistr. (poàcies)
- Cotoneaster integerrimus Medic. (rosàcies)
- Cotoneaster nebrodensis (Guss.) C. Koch. (rosàcies)
- Cotula australis (Sieber ex Spreng.) Hook. f. (asteràcies)

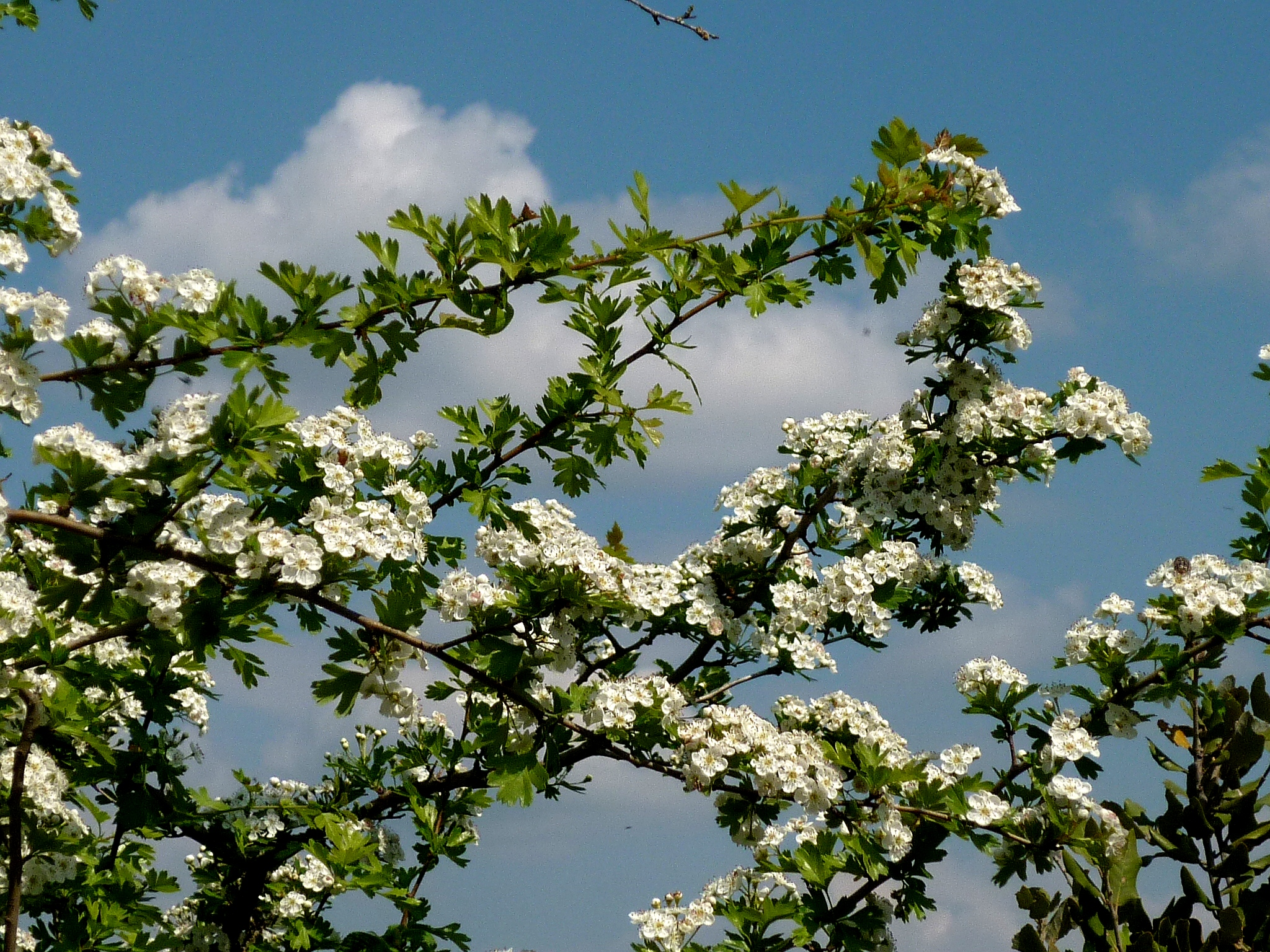
Crataegus monogyna a Torà (Segarra)

- Crassula campestris (Eckl. et Zeyher) Walp. (crassulàcies)
- Crassula tillaea Lester-Garland (crassulàcies)
- Crassula vaillantii (Willd.) Roth (crassulàcies)
- Crataegus monogyna Jacq. (rosàcies)
- Crepis albida Vill. (asteràcies)
- Crepis bellidifolia Loisel. (asteràcies)

- Crepis biennis L. (asteràcies)
- Crepis bursifolia L. (asteràcies)

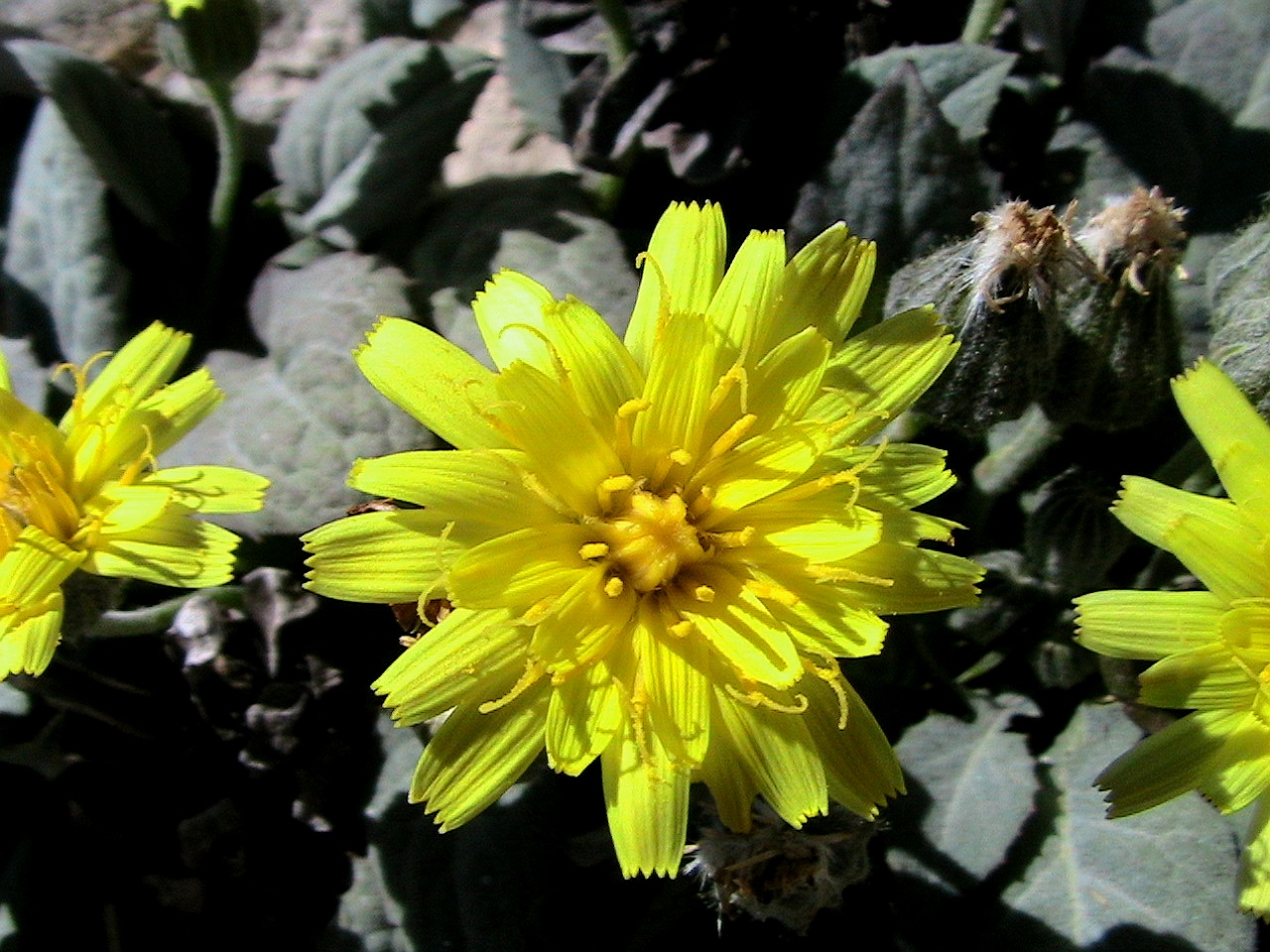
Crepis pygmaea a la Coma i la Pedra (Solsonès)

- Crepis capillaris (L.) Wallr. (asteràcies)
- Crepis conyzifolia (Gouan) A. Kerner (asteràcies)
- Crepis foetida L. (asteràcies)
- Crepis lampsanoides (Gouan) Tausch (asteràcies)
- Crepis mollis (Jacq.) Asch. (asteràcies)
- Crepis nicaeensis Balb. in Pers. (asteràcies)
- Crepis paludosa (L.) Moench (asteràcies)
- Crepis pulchra L. (asteràcies)
- Crepis pygmaea L. (asteràcies)
- Crepis pyrenaica (L.) Greuter (asteràcies)

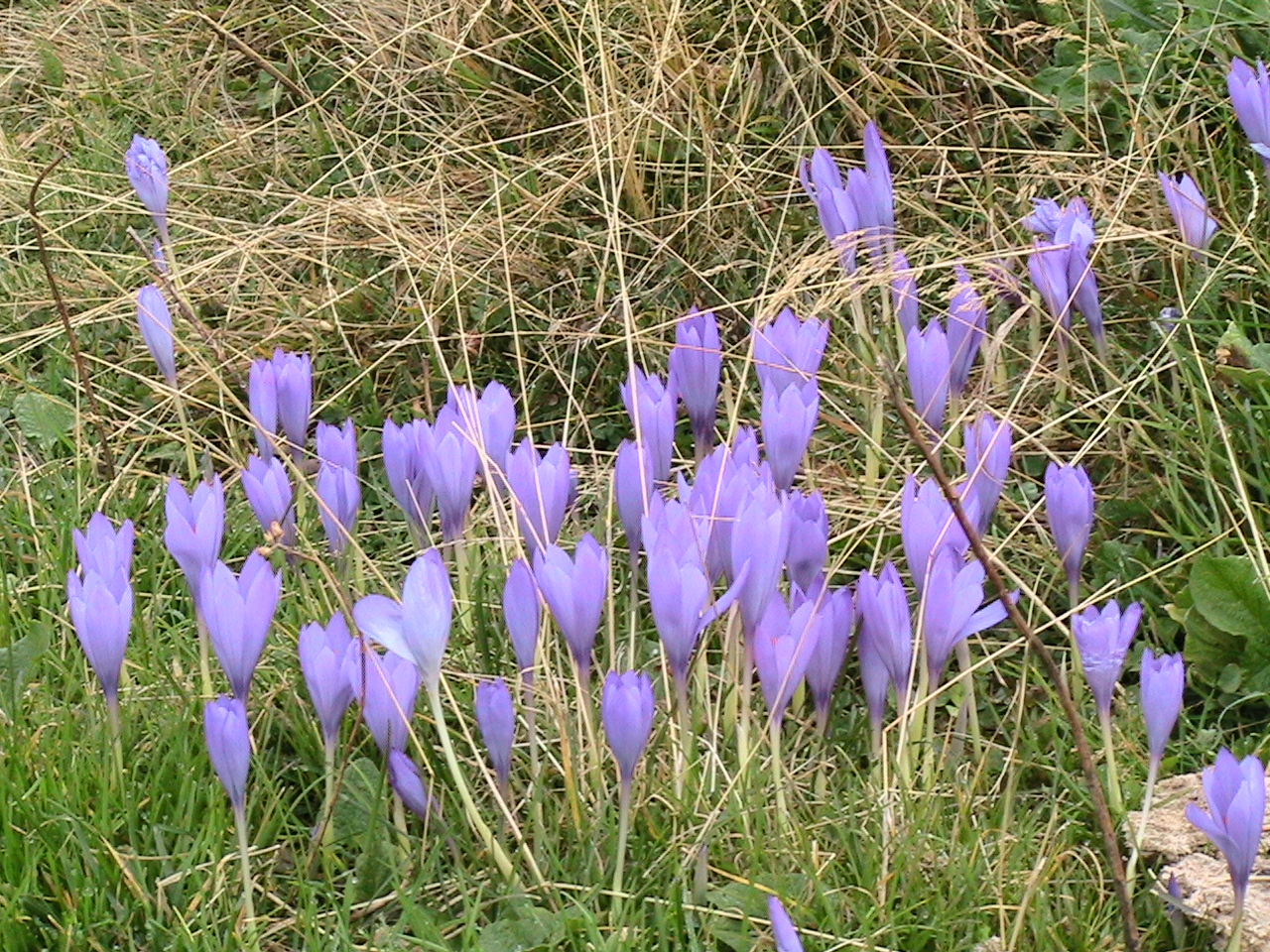
Crocus nudiflorus a Cabdella (Pallars Jussà)

- Crepis sancta (L.) Bornm. (asteràcies)
- Crepis setosa Haller f. (asteràcies)
- Crepis vesicaria L. (asteràcies)
- Crepis zacintha (L.) Babc. (asteràcies)
- Cressa cretica L. (convolvulàcies)
- Crithmum maritimum L. (umbel·líferes)
- Crocus nevadensis Amo (Iridàcies)
- Crocus nudiflorus Sm. (Iridàcies)
- Crocus vernus (L.) Hill (Iridàcies)
- Crucianella angustifolia L. (rubiàcies)
- Crucianella latifolia L. (rubiàcies)

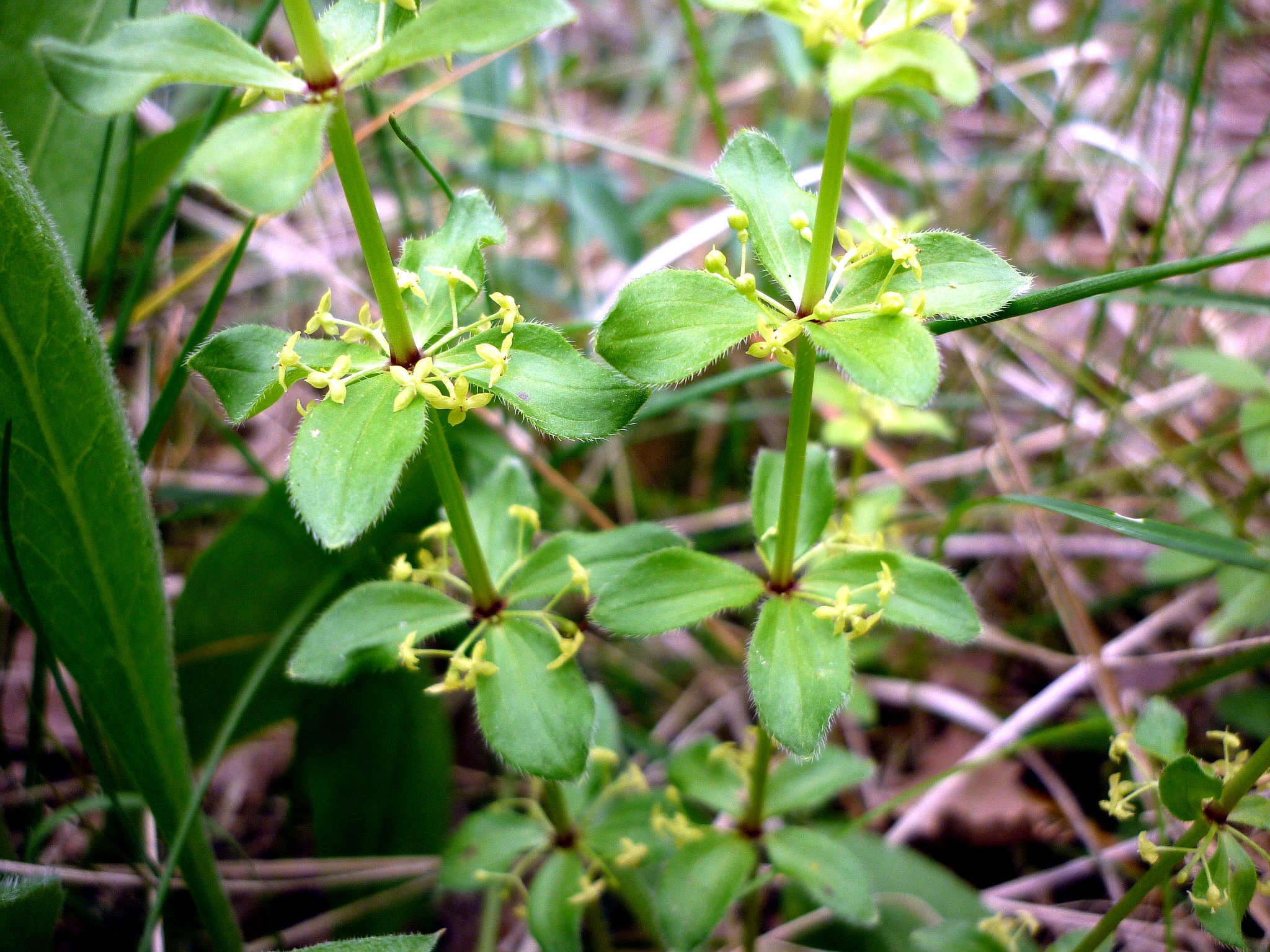
Cruciata glabra a Torà (Segarra)

- Crucianella maritima L. (rubiàcies)
- Crucianella patula L. (rubiàcies)
- Cruciata glabra (L.) Ehrend. (rubiàcies)
- Cruciata laevipes Opiz (rubiàcies)
- Crupina vulgaris Cass. (asteràcies)

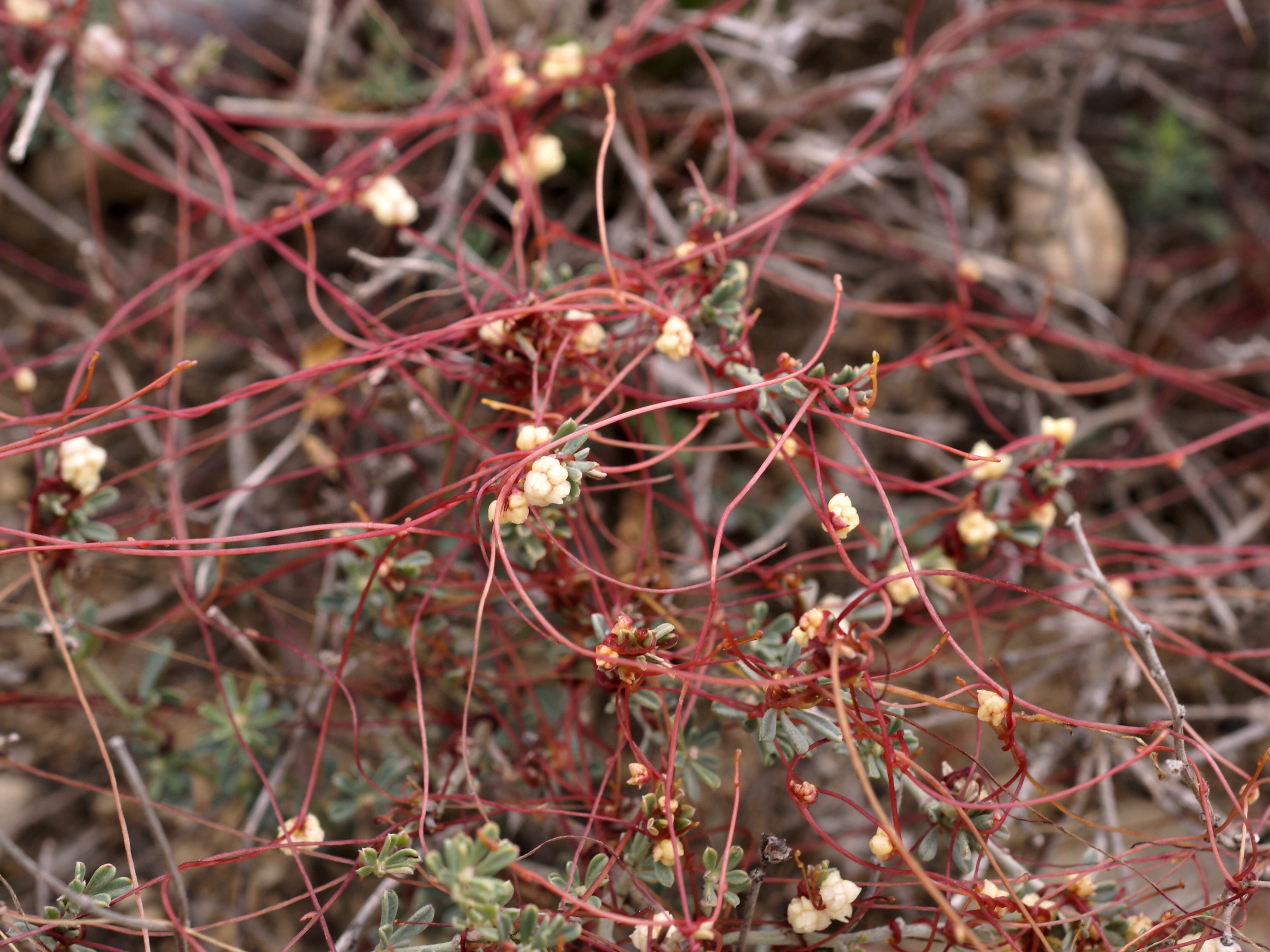
Cuscuta epithymum a el Perelló (Baix Ebre)

- Crypsis aculeata (L.) Ait. (poàcies)
- Crypsis schoenoides (L.) Lam. (poàcies)
- Cryptogramma crispa (L.) R. Br. ex Hook. (polipodiàcies)
- Cucubalus baccifer L. (cariofil·làcies)
- Cuscuta campestris Yuncker (convolvulàcies)
- Cuscuta epithymum (L.) L. (convolvulàcies)
- Cuscuta europaea L. (convolvulàcies)

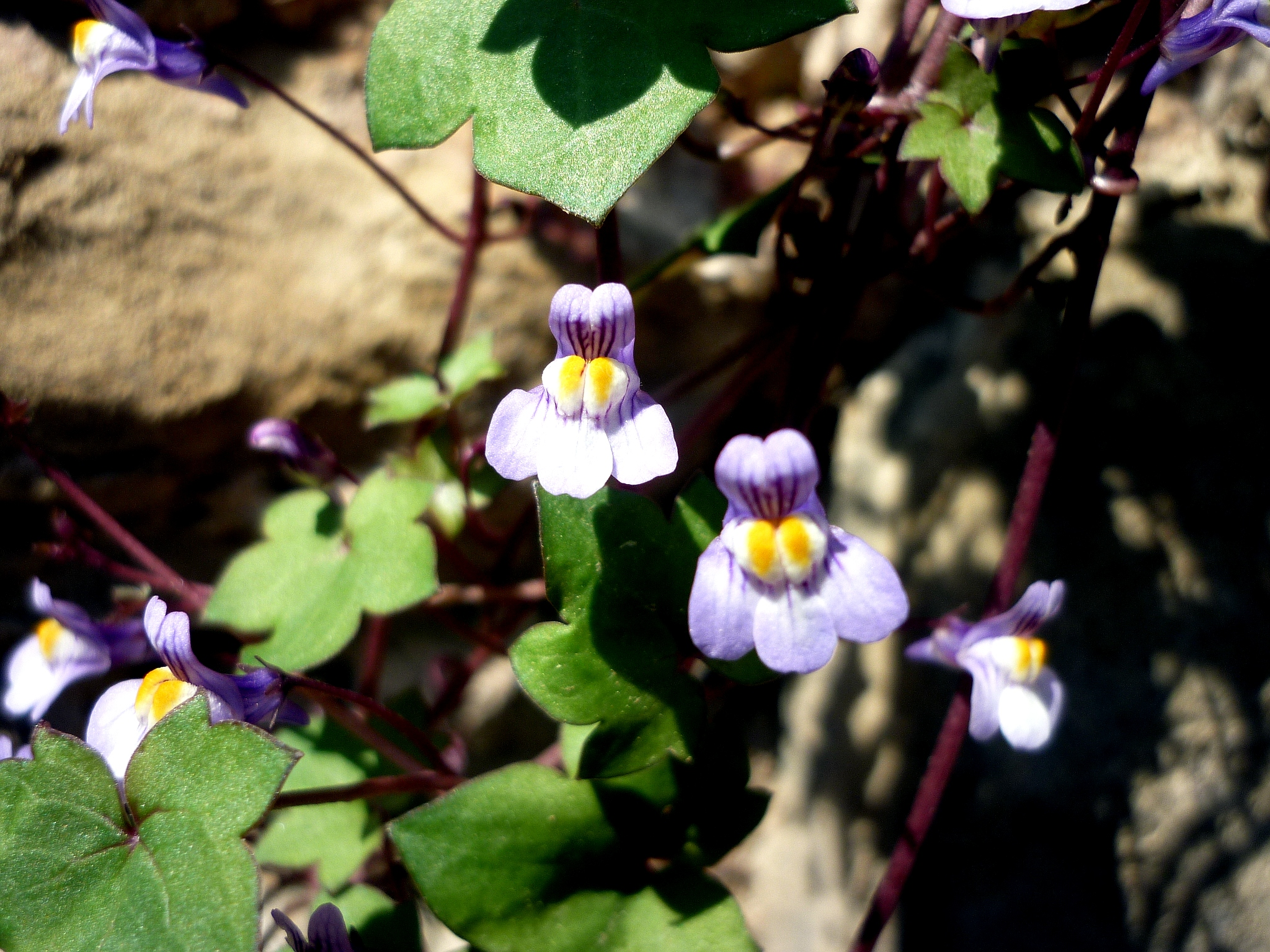
Cymbalaria muralis a Torà (Segarra)

- Cuscuta scandens Brot. (convolvulàcies)
- Cutandia maritima (L.) W. Barbey (poàcies)
- Cyclamen balearicum Willk. (primulàcies)
- Cymbalaria muralis Gaertn. (plantaginàcies)
- Cymodocea nodosa (Ucria) Asch. (zanniquel·liàcies)
- Cynanchum acutum L. (asclepiadàcies)
- Cynara cardunculus L. (asteràcies)
- Cynodon dactylon (L.) Pers (poàcies)
- Cynoglossum cheirifolium L. (boraginàcies)

Cynoglossum cheirifolium a Torà (Segarra)

- Cynoglossum creticum Mill. (boraginàcies)
- Cynoglossum dioscoridis Vill. (boraginàcies)
- Cynoglossum officinale L. (boraginàcies)
- Cynosurus cristatus L. (poàcies)
- Cynosurus echinatus L. (poàcies)
- Cynosurus elegans Desf. (poàcies)
- Cyperus alternifolius L. (ciperàcies)
- Cyperus auricomus Sieber et Spreng. (ciperàcies)
- Cyperus capitatus Vandelli (ciperàcies)
- Cyperus difformis L. (ciperàcies)
- Cyperus eragrostis Lam. (ciperàcies)
- Cyperus esculentus L. (ciperàcies)
- Cyperus flavescens L. (ciperàcies)
- Cyperus flavidus Retz. (ciperàcies)
- Cyperus fuscus L. (ciperàcies)
- Cyperus laevigatus L. (ciperàcies)

- Cyperus longus L. (ciperàcies)
- Cyperus rotundus L. (ciperàcies)

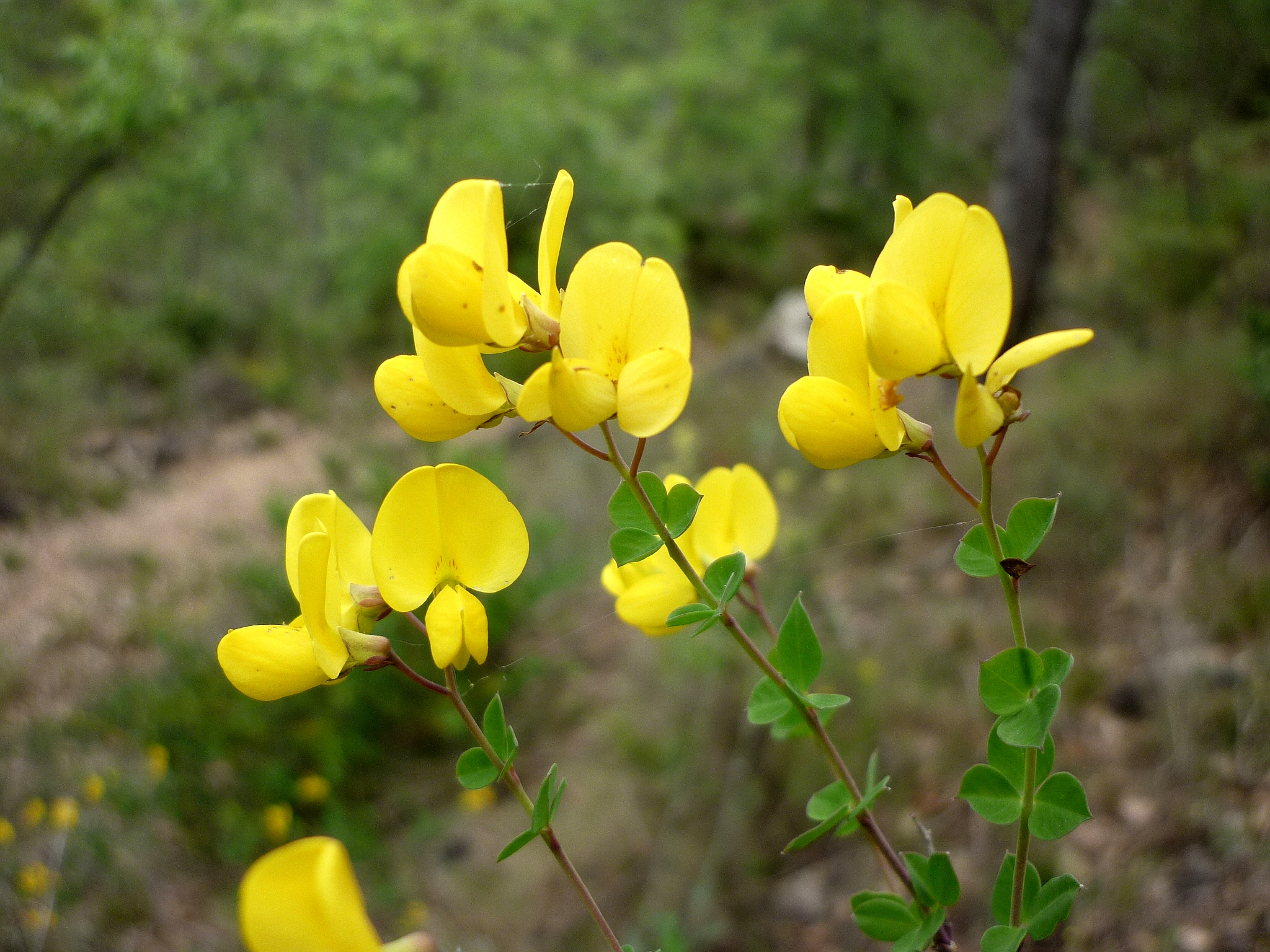
Cytisophyllum sessilifolium a Torà (Segarra)

- Cyperus serotinus Rottb. (ciperàcies)
- Cypripedium calceolus L. (orquidàcies)
- Cystopteris fragilis (L.) Bernh. (polipodiàcies)
- Cystopteris montana (Lam.) Desv. (polipodiàcies)
- Cytinus hypocistis (L.) L. (Rafflesiàcies)
- Cytisophyllum sessilifolium (L.) O. F. Lang (fabàcies)

## D
| Índex: A B C D E F G H I J K L M N O P Q R S T U V W X Y Z — Especials Inici — vegeu també — enllaços externs |

- Dactylis glomerata L. (poàcies)

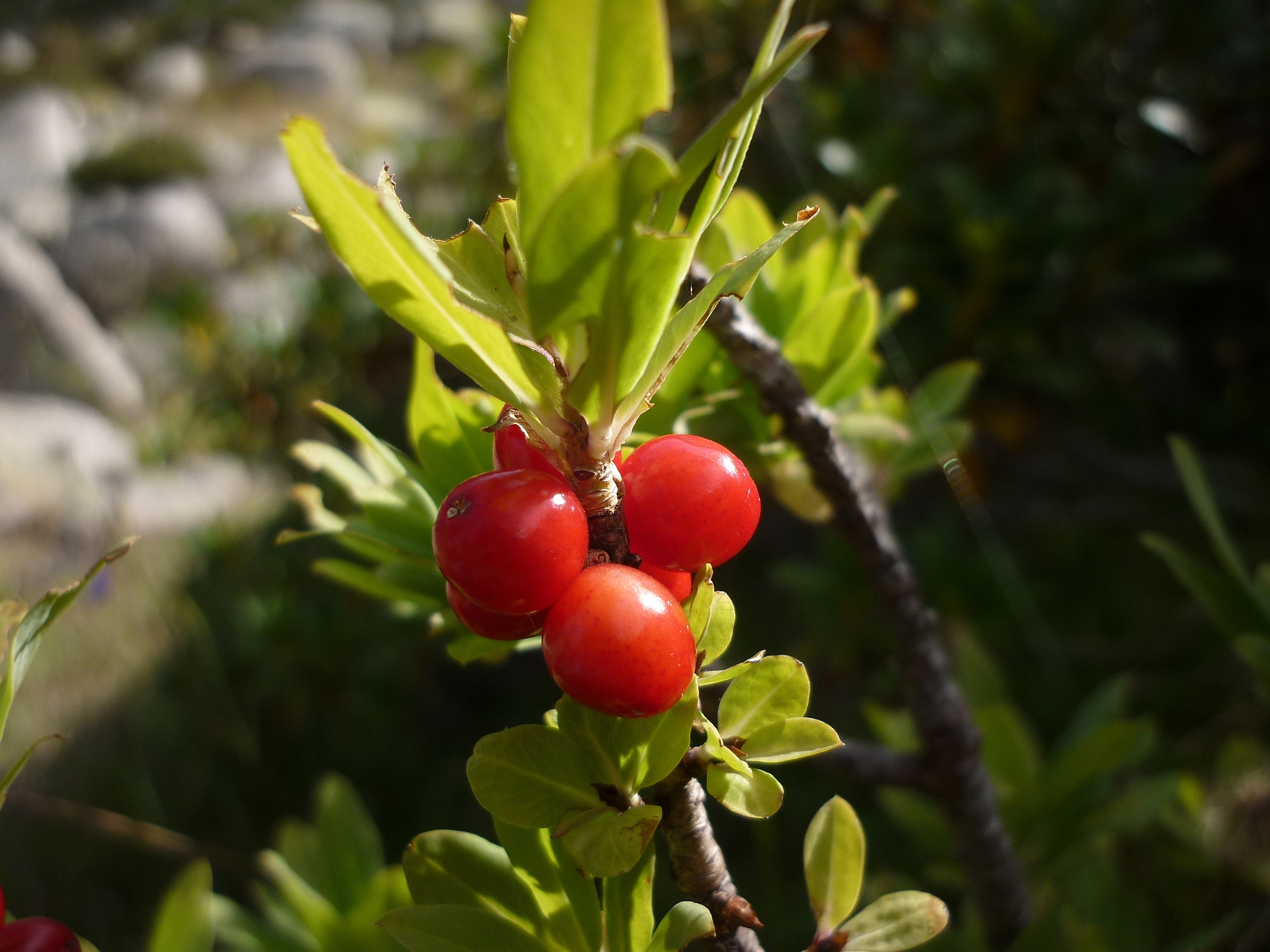
Daphne mezereum a Cabdella (Pallars Jussà)

- Damasonium alisma Mill. (alismatàcies)
- Danthonia decumbens (L.) DC. in Lam. et DC. (poàcies)
- Daphne alpina L. (timeleàcies)
- Daphne cneorum L. (timeleàcies)

- Daphne gnidium L. (timeleàcies)
- Daphne laureola L. (timeleàcies)
- Daphne mezereum L. (timeleàcies)
- Datura ferox L. (solanàcies)
- Datura inoxia Mill. (solanàcies)
- Datura stramonium L. (solanàcies)

- Daucus carota L. (umbel·líferes)

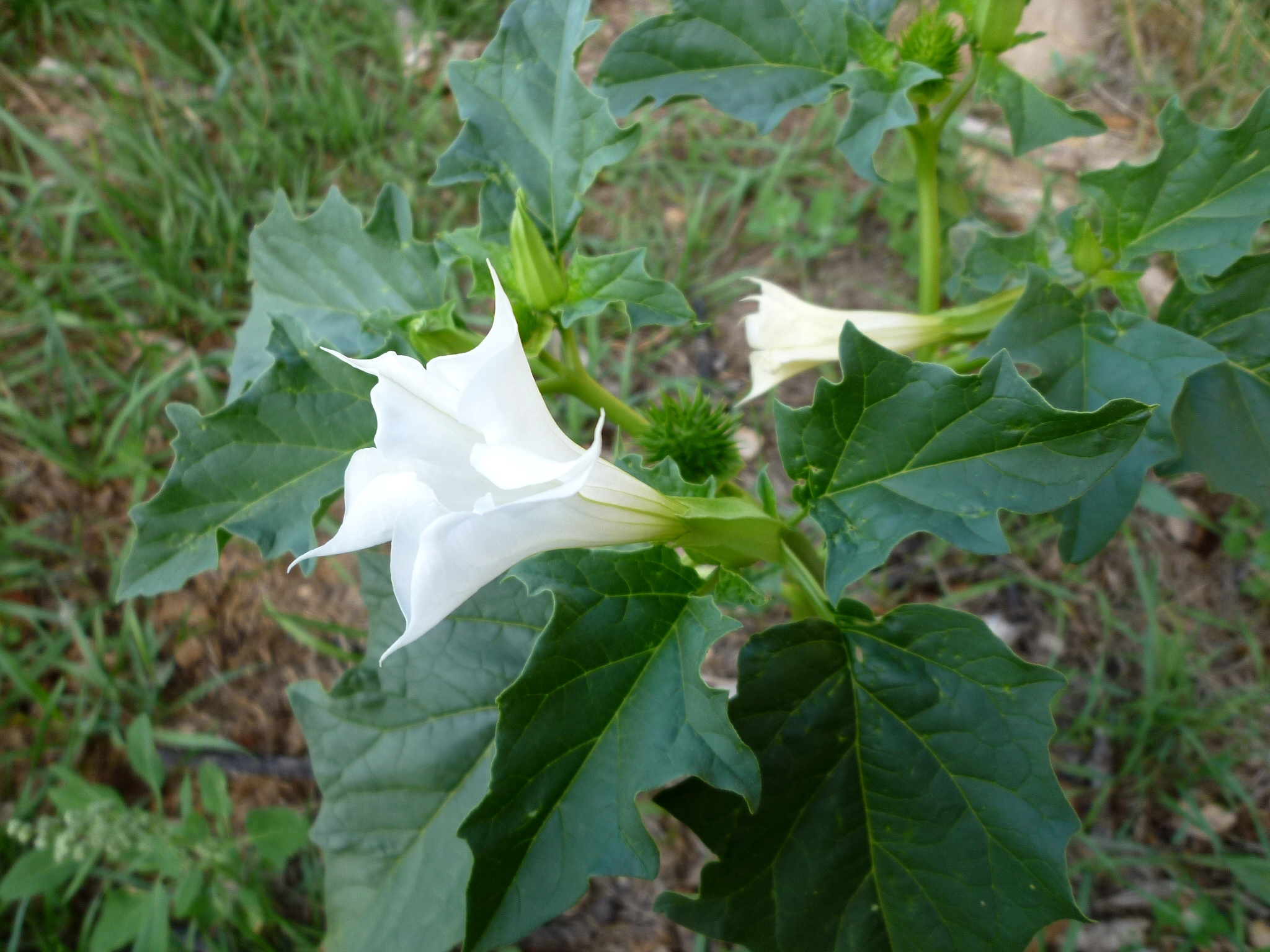
Datura stramonium a Guixers (Solsonès)

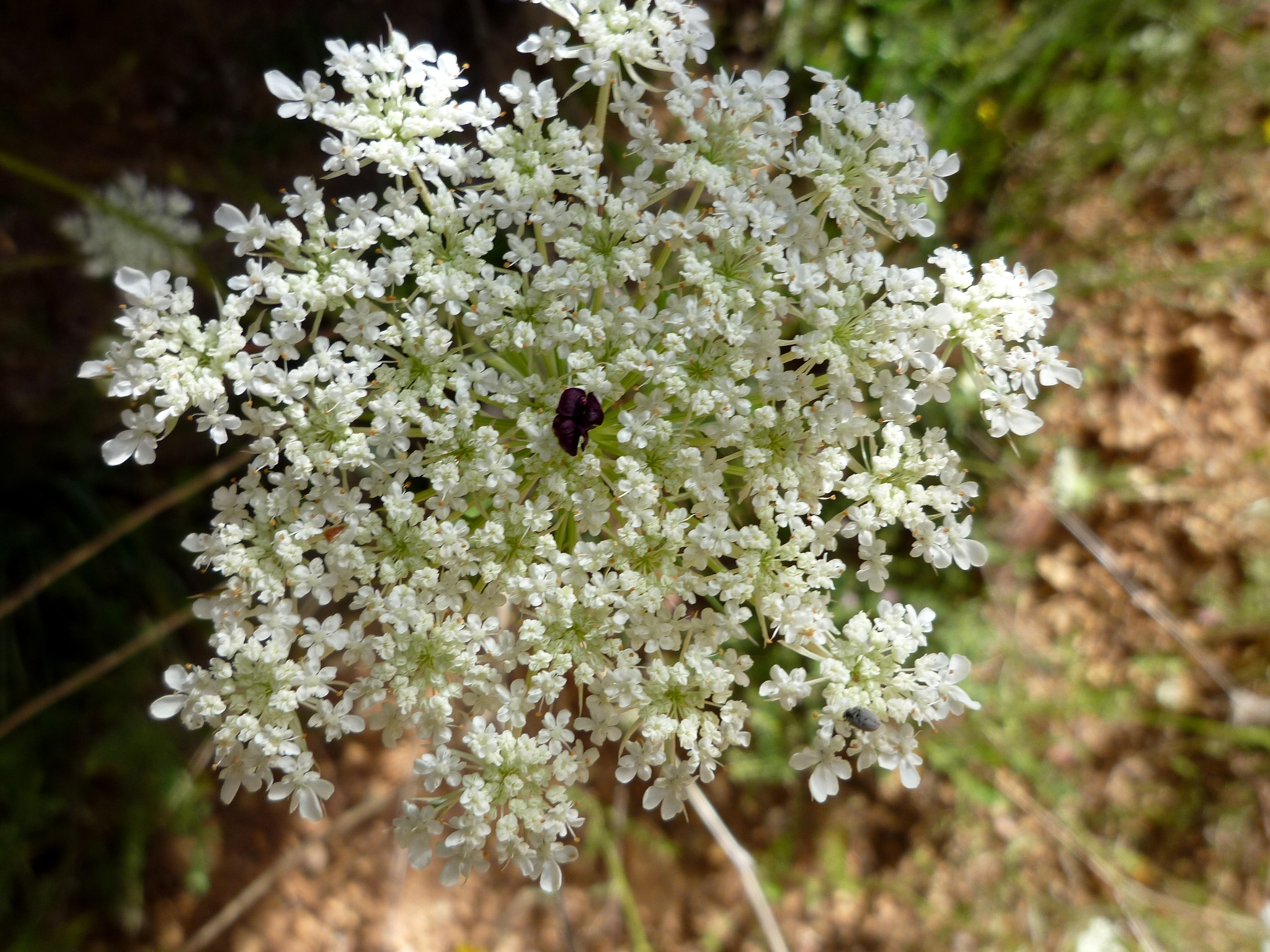
Daucus carota a la Vansa i Fórnols (Alt Urgell)

- Daucus durieua Lange in Willk. et Lange (umbel·líferes)
- Daucus gingidium L. (umbel·líferes)
- Daucus muricatus (L.) L. (umbel·líferes)
- Delphinium elatum L. (ranunculàcies)

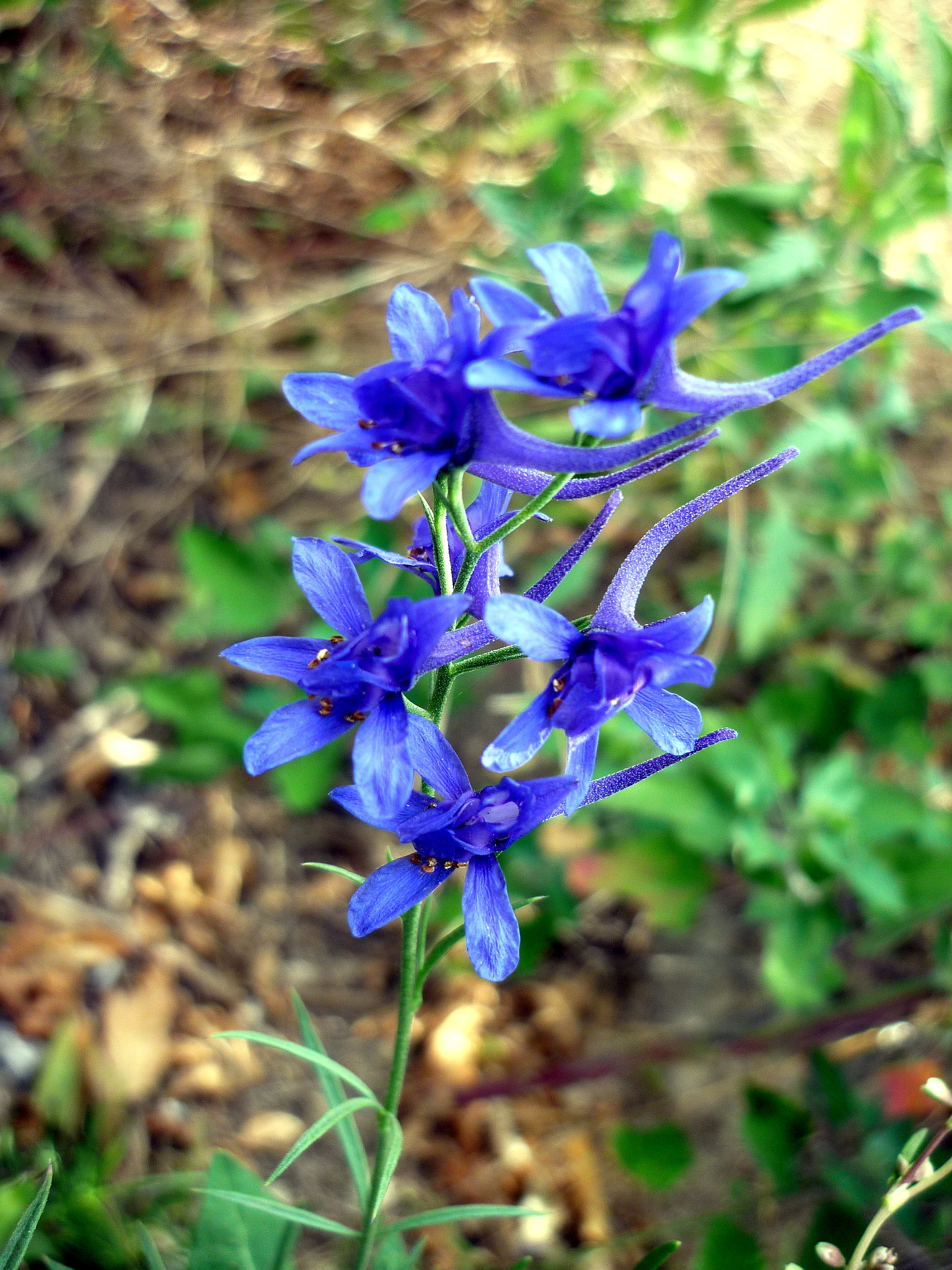
Delphinium peregrinum a Torà (Segarra)

- Delphinium fissum Waldst. et Kit. (ranunculàcies)
- Delphinium montanum DC & P. Fourn
- Delphinium peregrinum L. (ranunculàcies)
- Delphinium pubescens DC. (ranunculàcies)
- Deschampsia cespitosa (L.) Beauv. (poàcies)
- Deschampsia flexuosa (L.) Trin. (poàcies)
- Deschampsia media (Gouan) Roem. et Schultes (poàcies)
- Descurainia sophia (L.) Webb ex Prantl in Engl. et Prantl (brassicàcies)
- Desmazeria marina (L.) Druce (poàcies)
- Desmazeria rigida (L.) Tutin (poàcies)
- Dethawia tenuifolia (Ramond in DC.) Godr. in Gren. et Godr. (umbel·líferes)

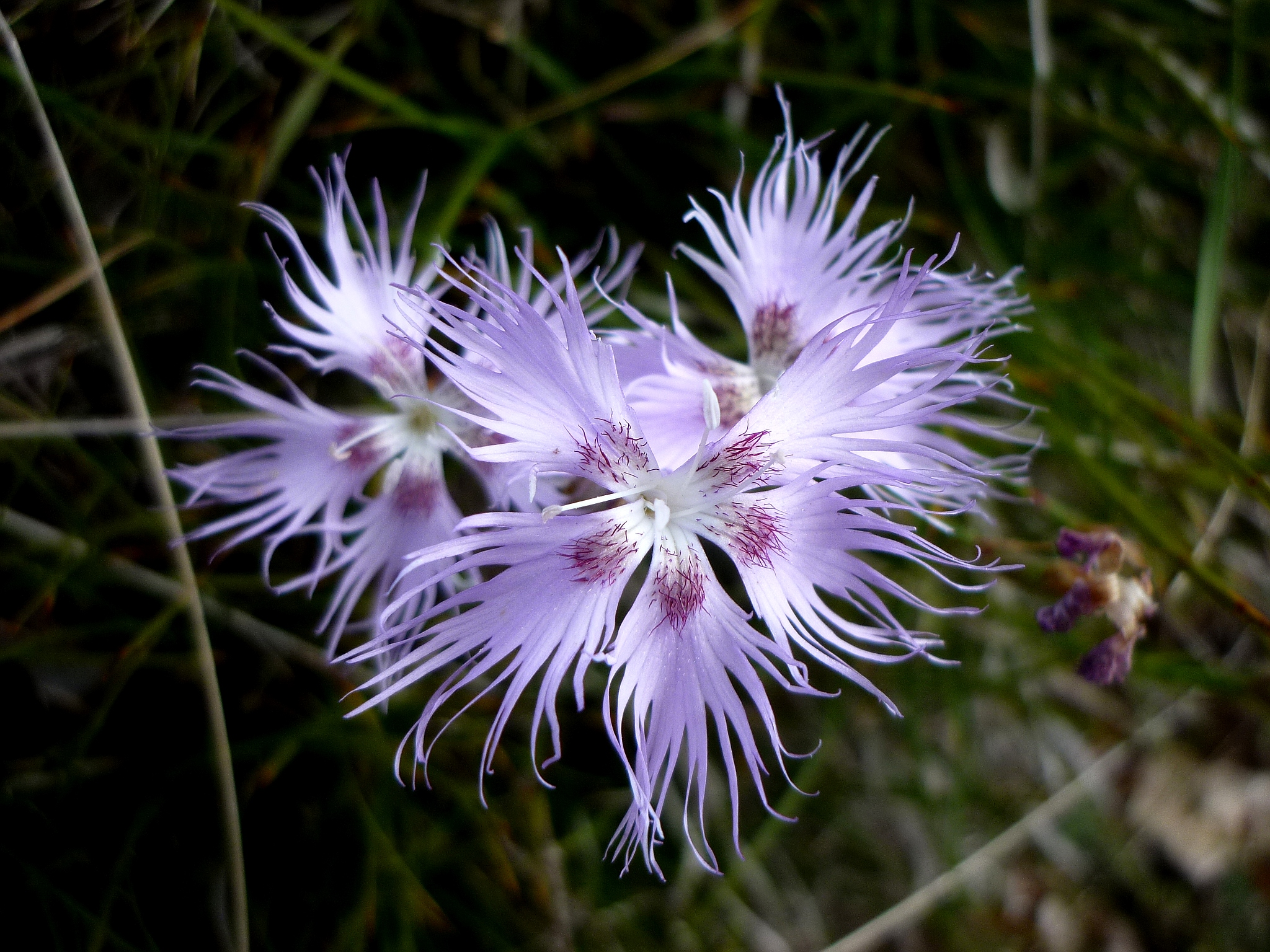
Dianthus hyssopifolius a la Coma i la Pedra (Solsonès)

- Dianthus armeria L. (cariofil·làcies)
- Dianthus barbatus L. (cariofil·làcies)
- Dianthus carthusianorum L. (cariofil·làcies)
- Dianthus caryophyllus L. (cariofil·làcies)
- Dianthus deltoides L. (cariofil·làcies)
- Dianthus hyssopifolius L. (cariofil·làcies)
- Dianthus pungens L. (cariofil·làcies)
- Dianthus pyrenaicus Pourr. (cariofil·làcies)
- Dianthus seguieri Vill. (cariofil·làcies)
- Dianthus serrulatus Desf. (cariofil·làcies)

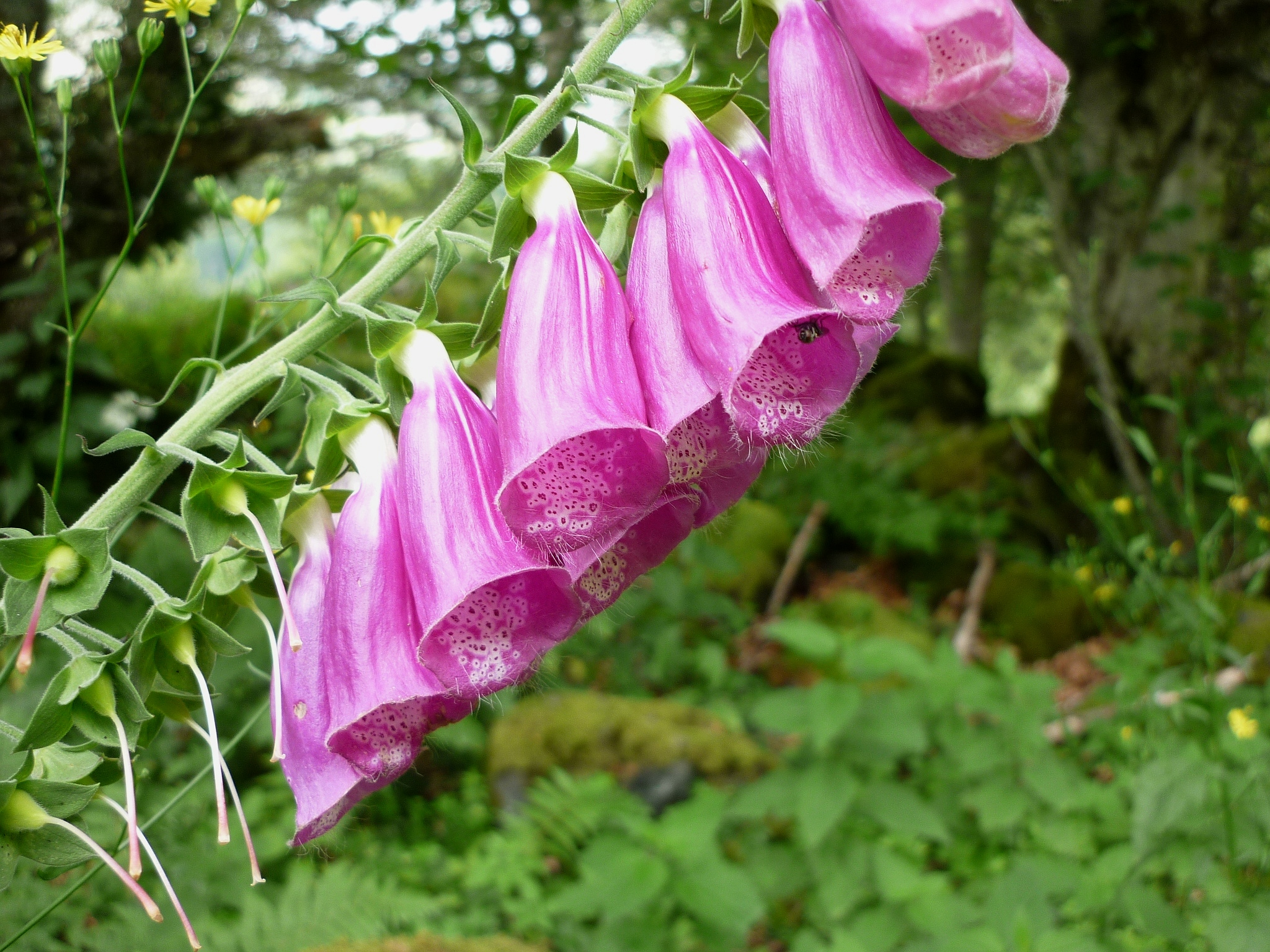
Digitalis purpurea a Vielha e Mijaran (Val d'Aran)

- Dichanthium ischaemum (L.) Roberty (poàcies)
- Dictamnus albus L. (rutàcies)
- Dictamnus hispanicus Webb ex Willk. (rutàcies)
- Digitalis lutea L. (escrofulariàcies)
- Digitalis obscura L. (escrofulariàcies)

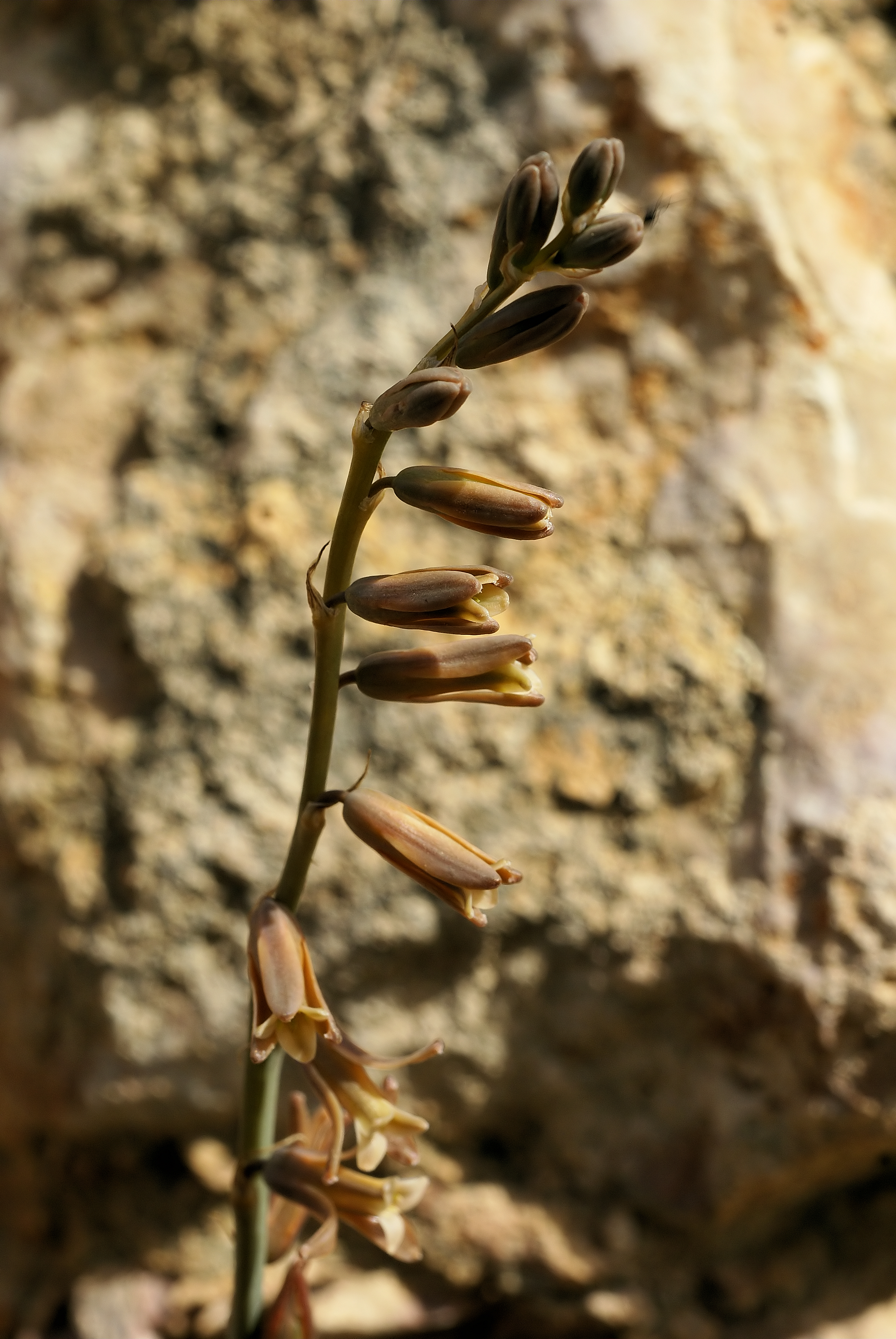
Dipcadi serotinum a el Perelló (Baix Camp)

- Digitalis purpurea L. (escrofulariàcies)
- Digitaria ischaemum (Schreb.) Muhl. (poàcies)
- Digitaria sanguinalis (L.) Scop. (poàcies)
- Dipcadi serotinum (L.) Medic. (liliàcies)
- Diplotaxis erucoides (L.) DC. (brassicàcies)
- Diplotaxis muralis (L.) DC. (brassicàcies)
- Diplotaxis tenuifolia (L.) DC. (brassicàcies)
- Diplotaxis viminea (L.) DC. (brassicàcies)
- Diplotaxis virgata (Cav.) DC. (brassicàcies)
- Dipsacus fullonum L. (dipsacàcies)
- Dipsacus pilosus L. (dipsacàcies)
- Doronicum austriacum Jacq. (asteràcies)
- Doronicum grandiflorum Lam. (asteràcies)
- Doronicum pardalianches L. (asteràcies)
- Doronicum plantagineum L. (asteràcies)
- Dorycnium hirsutum (L.) Ser. in DC. (fabàcies)
- Dorycnium pentaphyllum Scop. (fabàcies)
- Dorycnium rectum (L.) Ser. in DC. (fabàcies)
- Draba aizoides L. (brassicàcies)
- Draba dubia Suter (brassicàcies)
- Draba fladnizensis Wulfen in Jacq. (brassicàcies)
- Draba hispanica Boiss. (brassicàcies)
- Draba muralis L. (brassicàcies)
- Draba nemorosa L. (brassicàcies)
- Draba siliquosa Bieb. (brassicàcies)
- Draba tomentosa Clairville (brassicàcies)
- Dracocephalum austriacum L. (labiades)
- Drosera longifolia L. (droseràcies)
- Drosera rotundifolia L. (droseràcies)
- Dryas octopetala L. (rosàcies)
- Dryopteris carthusiana (Villar) H.P. Fuchs (polipodiàcies)
- Dryopteris filix-mas (L.) Schott (polipodiàcies)
- Dryopteris villarii (Bellardi) Woynar ex Schinz et Thell. (polipodiàcies)
- Dryopteris villarii (Bellardi) Woynar ex Schinz. et Thell. (polipodiàcies)

## E
| Índex: A B C D E F G H I J K L M N O P Q R S T U V W X Y Z — Especials Inici — vegeu també — enllaços externs |

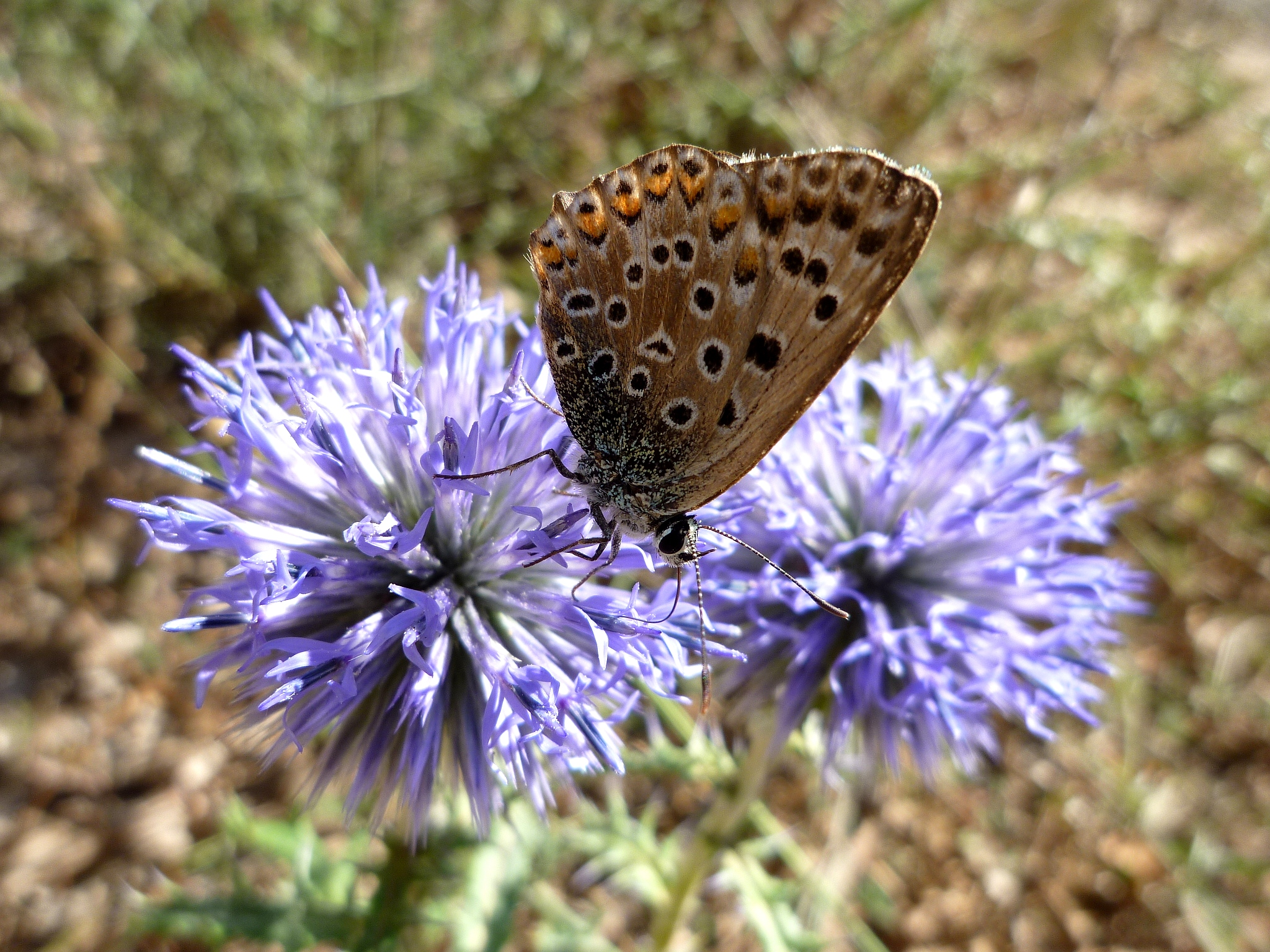
Echinops ritro a Torà (Segarra)

- Ecballium elaterium (L.) A. Richard in Bory (cucurbitàcies)
- Echinaria capitata (L.) Desf. (poàcies)
- Echinochloa colonum (L.) Link (poàcies)
- Echinochloa crus-galli (L.) Beauv. (poàcies)
- Echinochloa eruciformis (Sibth. et Sm.) Reichenb. (poàcies)
- Echinophora spinosa L. (umbel·líferes)
- Echinops ritro L. (asteràcies)
- Echinops sphaerocephalus L. (asteràcies)
- Echium creticum L. (boraginàcies)

- Echium italicum L. (boraginàcies)

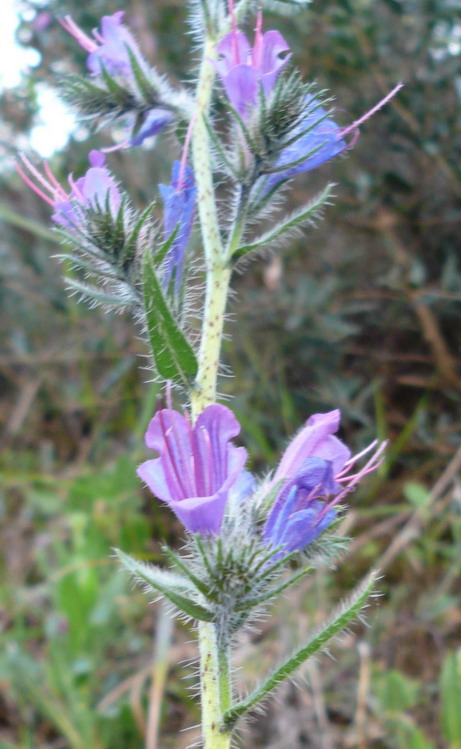
Echium vulgare a la Floresta (Sant Cugat del Vallès) (Vallès Occidental)

- Echium parviflorum Moench (boraginàcies)
- Echium plantagineum L. (boraginàcies)
- Echium vulgare L. (boraginàcies)
- Eclipta prostrata (L.) L. (asteràcies)
- Ehrharta longiflora Sm. (poàcies)
- Elaeagnus angustifolia L. (eleagnàcies)
- Elatine alsinastrum L. (elatinàcies)
- Elatine hydropiper L. (elatinàcies)
- Eleocharis acicularis (L.) Roem. et Schultes (ciperàcies)
- Eleocharis multicaulis (Sm.) Desv. (ciperàcies)
- Eleocharis palustris (L.) Roem. et Schultes (ciperàcies)
- Eleocharis quinqueflora (F. X. Hartmann) O. Schwarz (ciperàcies)
- Eleusine indica (L.) Gaertn. (poàcies)
- Eleusine tristachya (Lam.) Lam. (poàcies)
- Elodea canadensis Michx. (hidrocaritàcies)
- Elymus caninus (L.) L. (poàcies)
- Elymus elongatus (Host) Runemark (poàcies)
- Elymus farctus (Viv.) Runemark ex Melderis (poàcies)
- Elymus hispidus (Opiz) Melderis (poàcies)
- Elymus pungens (Pers.) Melderis (poàcies)
- Elymus repens (L.) Gould (poàcies)
- Emex spinosa (L.) Campd. (poligonàcies)
- Empetrum nigrum L. (empetràcies)
- Endressia pyrenaica (Gay ex DC.) Gay (umbel·líferes)
- Ephedra distachya L. (efedràcies)

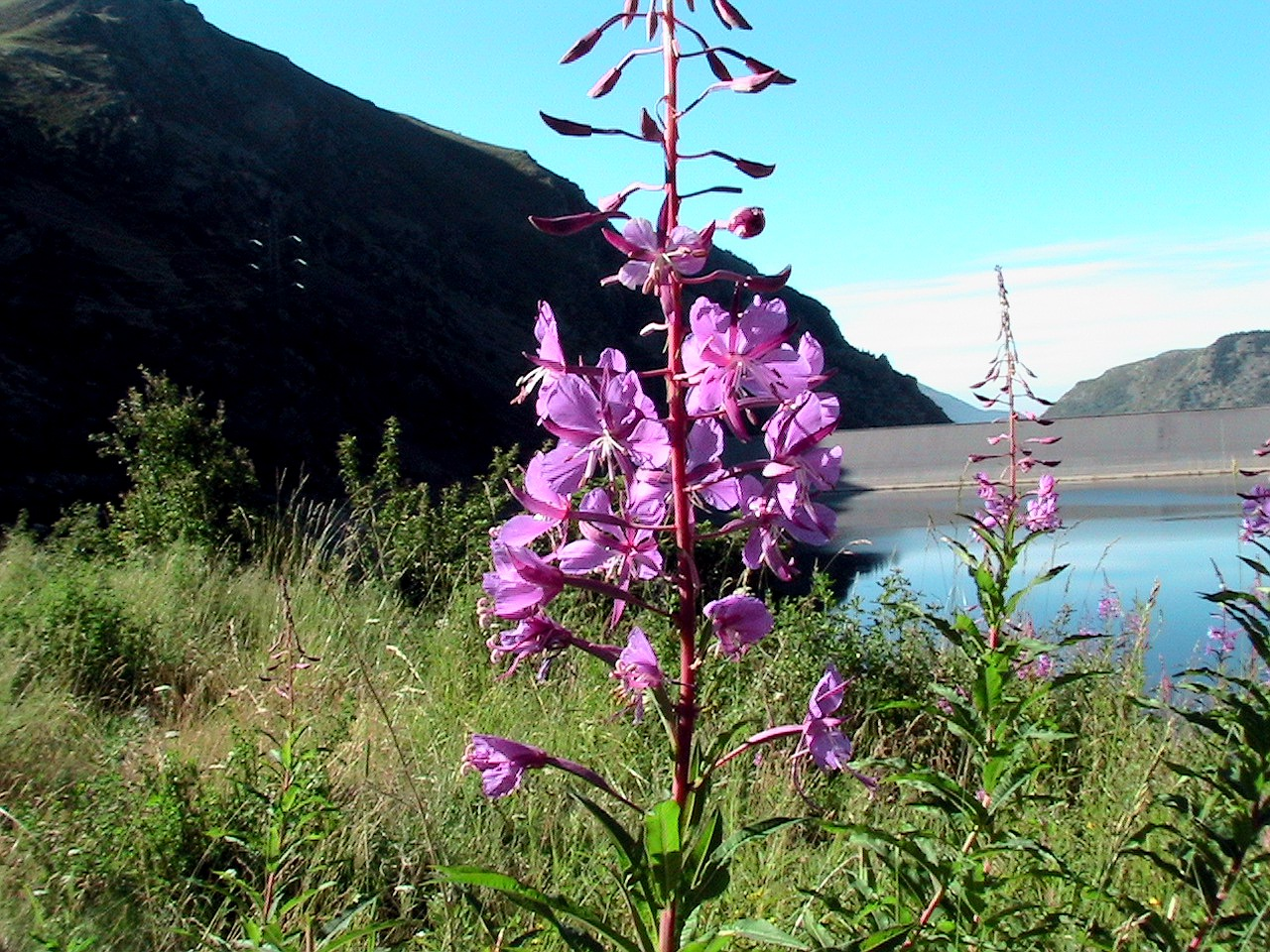
Epilobium angustifolium a Cabdella (Pallars Jussà)

- Ephedra fragilis Desf. (efedràcies)
- Ephedra nebrodensis Tineo ex Guss. (efedràcies)
- Epilobium alpestre (Jacq.) Krock. (onagràcies)
- Epilobium alsinifolium Vill. (onagràcies)
- Epilobium anagallidifolium Lam. (onagràcies)
- Epilobium angustifolium L. (onagràcies)
- Epilobium collinum Gmel. (onagràcies)
- Epilobium duriaei Gay ex Gren. et Godr. (onagràcies)

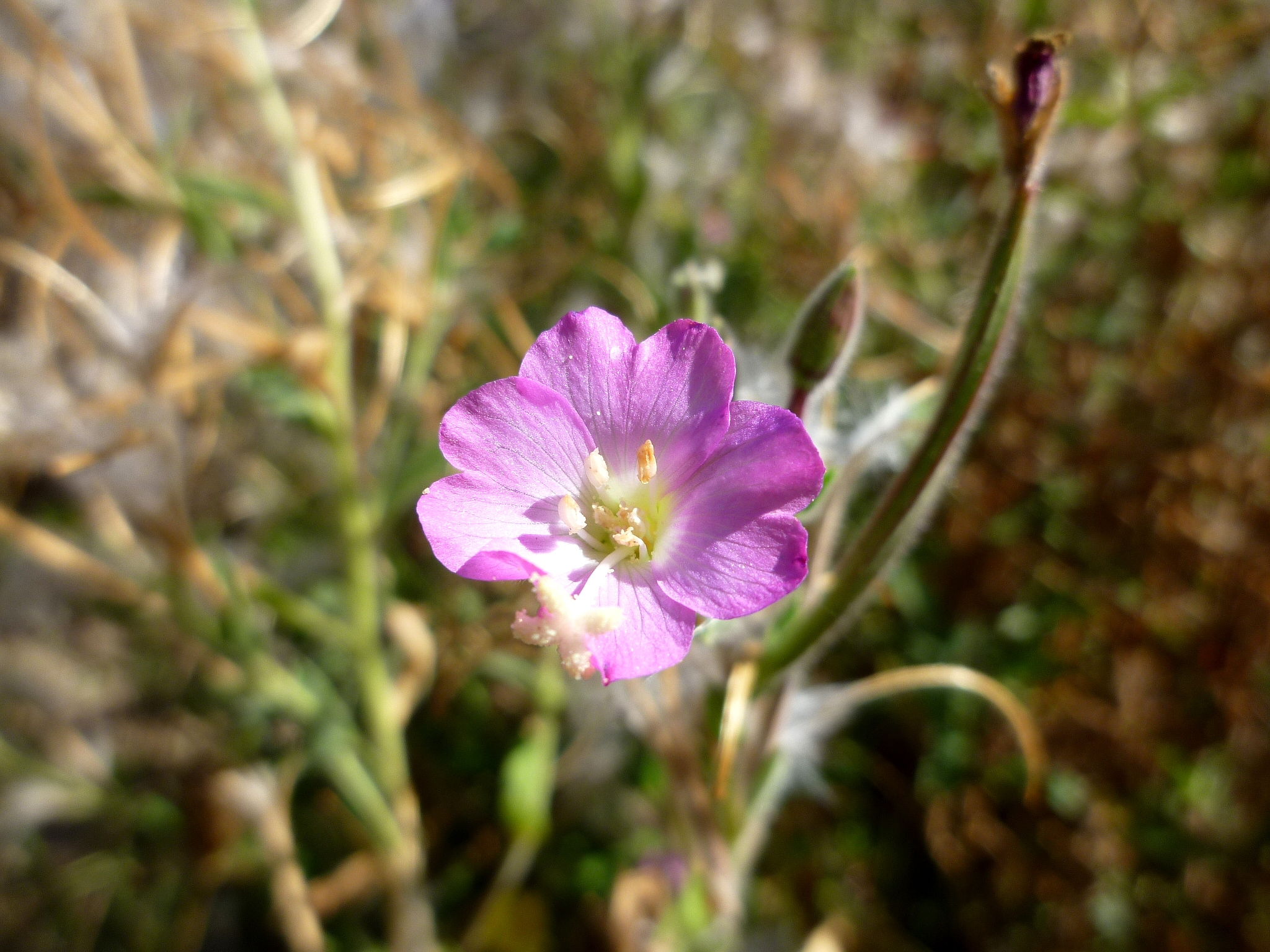
Epilobium hirsutum a Torà (Segarra)

- Epilobium hirsutum L. (onagràcies)
- Epilobium lanceolatum Sebast. et Mauri (onagràcies)
- Epilobium montanum L. (onagràcies)
- Epilobium nutans F. W. Schmidt (onagràcies)
- Epilobium obscurum Schreb. (onagràcies)
- Epilobium palustre L. (onagràcies)
- Epilobium parviflorum Schreb. (onagràcies)
- Epilobium roseum Schreb. (onagràcies)

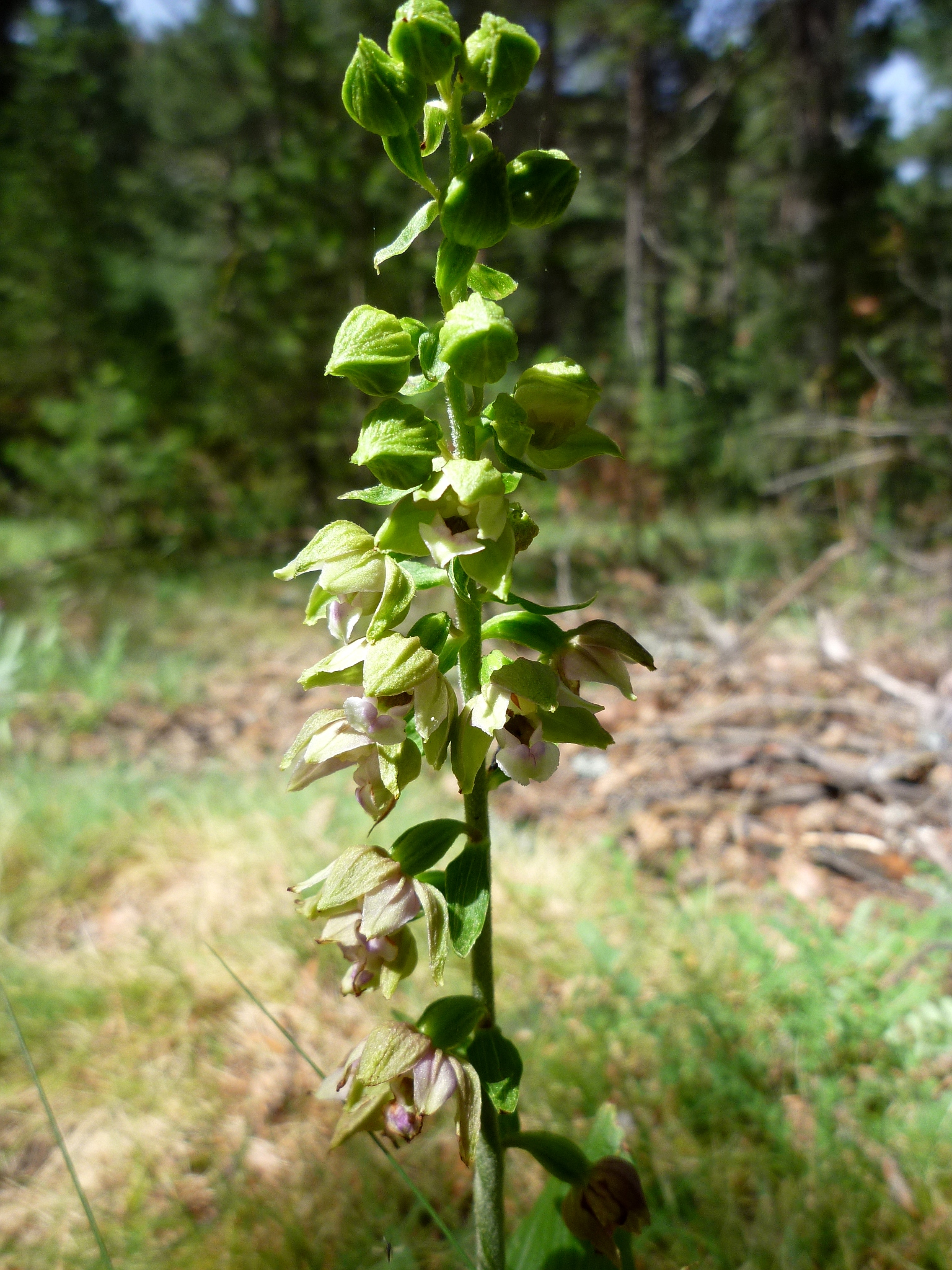
Epipactis helleborine a Tuixén (Alt Urgell)

- Epilobium tetragonum L. (onagràcies)
- Epipactis atrorubens (Hoffm.) Bess. (orquidàcies)
- Epipactis helleborine (L.) Crantz (orquidàcies)
- Epipactis microphylla (Ehrh.) Swartz (orquidàcies)
- Epipactis palustris (L.) Crantz (orquidàcies)
- Epipactis purpurata Sm. (orquidàcies)
- Equisetum arvense L. (Equisetàcies) cua de cavall petita
- Equisetum fluviatile L. em Ehrh. (Equisetàcies)
- Equisetum hyemale L. (Equisetàcies) aspreta
- Equisetum palustre L. (Equisetàcies)
- Equisetum ramosissimum Desf. (Equisetàcies) cua de cavall ramosa
- Equisetum sylvaticum L. (Equisetàcies)
- Equisetum telmateia Ehrh. (Equisetàcies) cua de cavall grossa
- Equisetum variegatum Schleich. (Equisetàcies)
- Eragrostis barrelieri Daveau (poàcies)
- Eragrostis cilianensis (All.) Vign.-Lutati ex Janchen (poàcies)
- Eragrostis minor Host (poàcies)
- Eragrostis papposa (Duf.) Steudel (poàcies)
- Eragrostis pilosa (L.) Beauv. (poàcies)
- Erica arborea L. (ericàcies)
- Erica cinerea L. (ericàcies)
- Erica multiflora L. (ericàcies)
- Erica scoparia L. (ericàcies)
- Erica tetralix L. (ericàcies)

- Erica vagans L. (ericàcies)
- Erigeron acer L. (asteràcies)
- Erigeron alpinus L. (asteràcies)

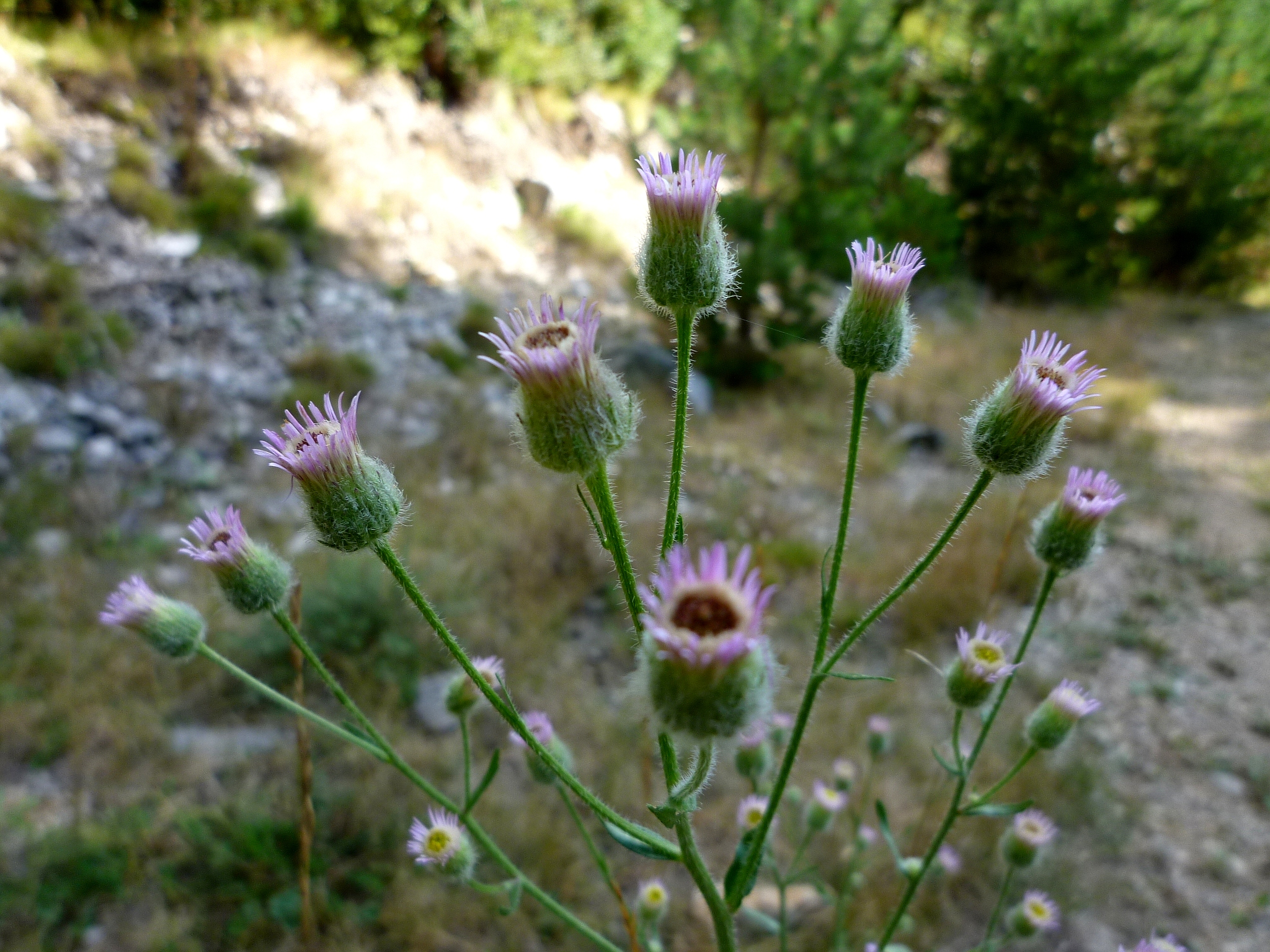
Erigeron acer Guixers (Solsonès)

- Erigeron annuus (L.) Pers. (asteràcies)
- Erigeron atticus Vill. (asteràcies)
- Erigeron glabratus Hoppe et Horn. ex Bluff et Fingerh. (asteràcies)

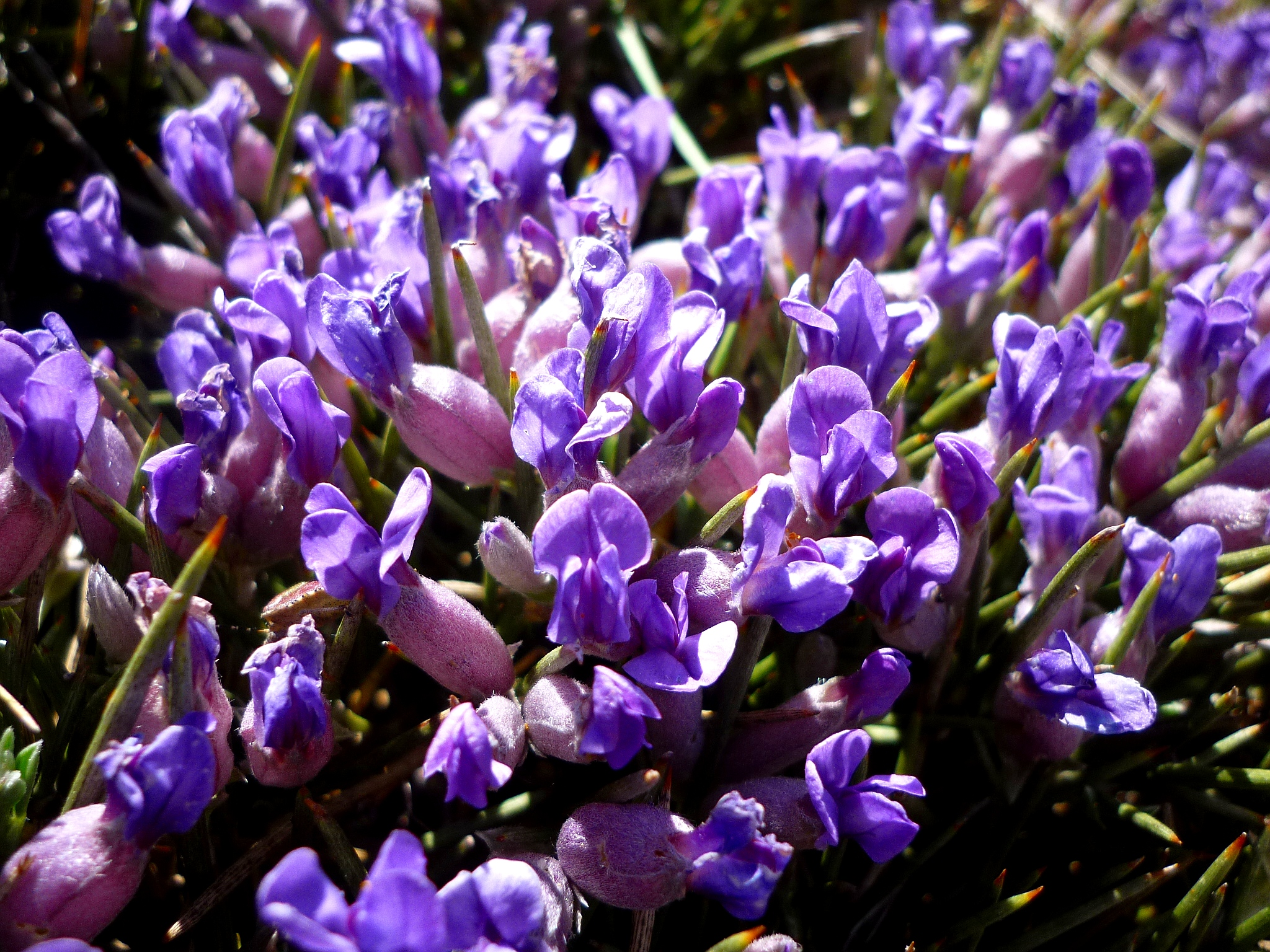
Erinacea anthyllis Fígols i Alinyà (Alt Urgell)

- Erigeron karvinskianus DC. (asteràcies)
- Erigeron uniflorus L. (asteràcies)
- Erinacea anthyllis Link (fabàcies)
- Erinus alpinus L. (escrofulariàcies)
- Eriophorum angustifolium Honckeny (ciperàcies)
- Eriophorum gracile Koch ex Roth (ciperàcies)
- Eriophorum latifolium Hoppe (ciperàcies)
- Eriophorum scheuchzeri Hoppe (ciperàcies)
- Eriophorum vaginatum L. (ciperàcies)

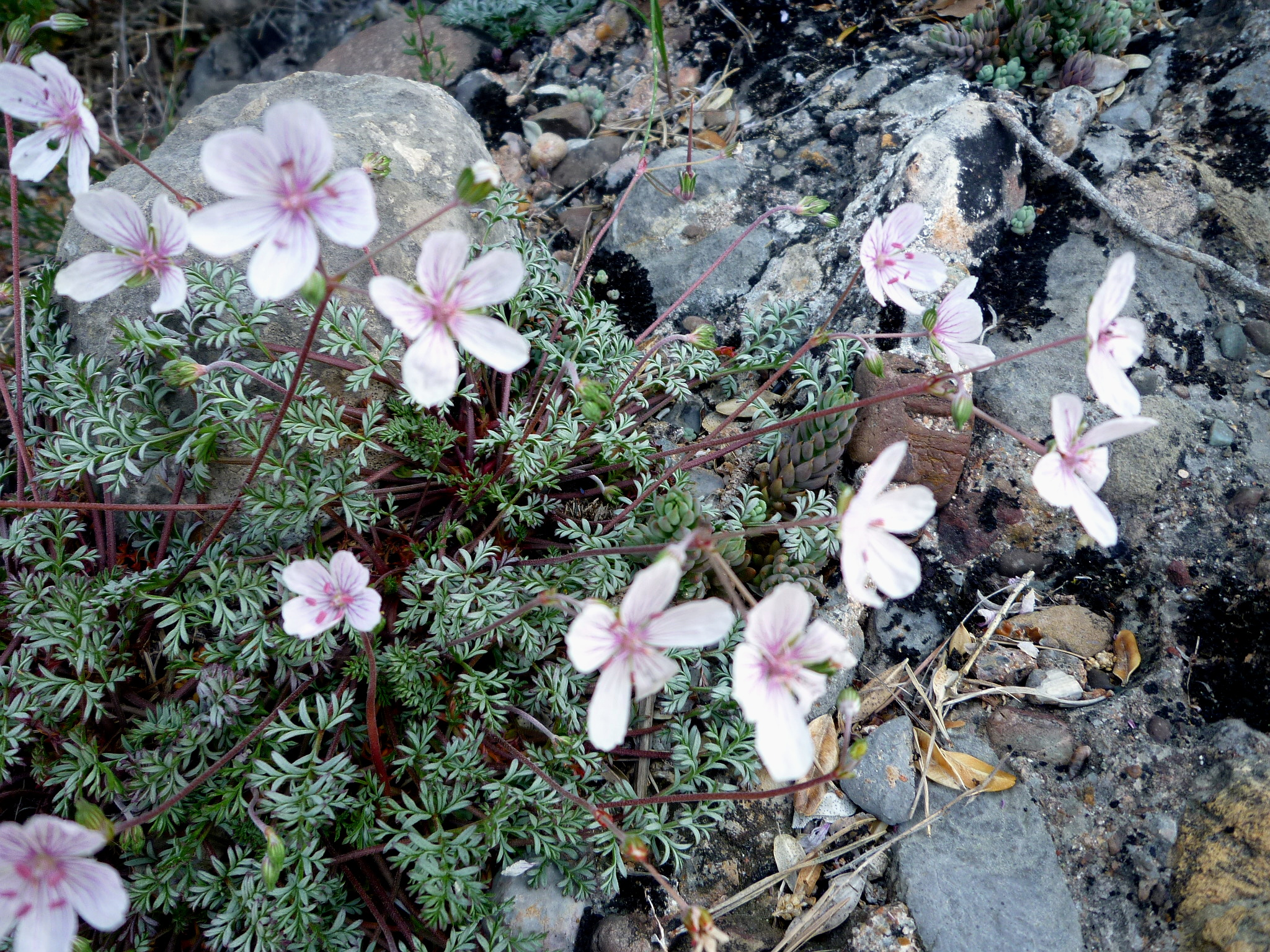
Erodium foetidum a Guixers (Solsonès)

- Erodium acaule (L.) Becherer et Thell. in Becherer (Geraniàcies)
- Erodium botrys (Cav.) Bertol. (Geraniàcies)
- Erodium chium (L.) Willd. (Geraniàcies)
- Erodium ciconium (L. et Jusl.) L'Hér. in Ait. (Geraniàcies)
- Erodium cicutarium (L.) L'Hér. in Ait. (Geraniàcies)

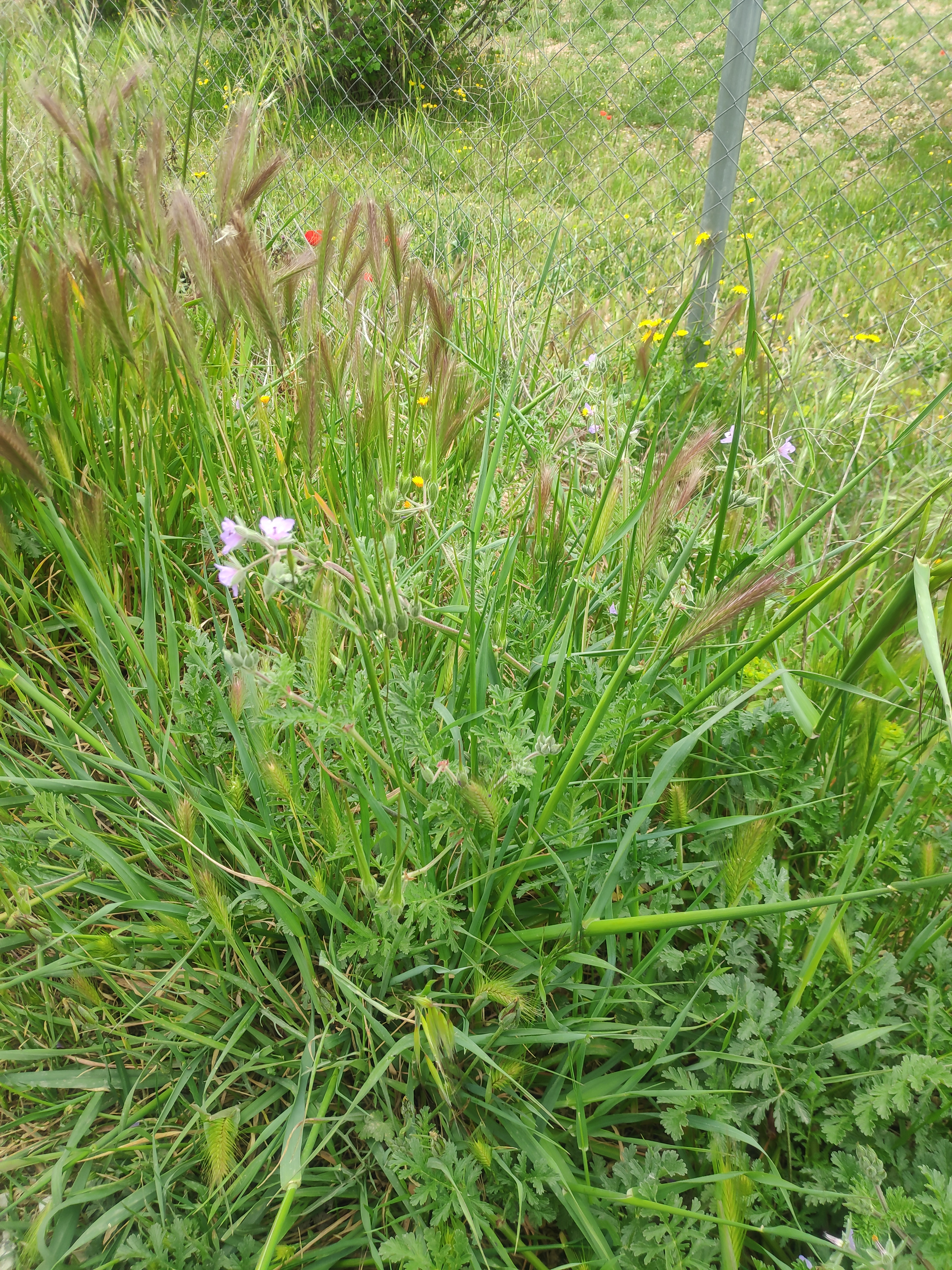
Erodium cicutarium (L.) L'Hér. in Ait. (Geraniàcies) a Montblanc (Conca de Barberà)

- Erodium foetidum (L. et Nath.) L'Hér. (Geraniàcies)
- Erodium laciniatum (Cav.) Willd. (Geraniàcies)
- Erodium malacoides (L.) L'Hér. (Geraniàcies)
- Erodium moschatum (L.) L'Hér. in Ait. (Geraniàcies)
- Erodium sanguis-christi Senn. (Geraniàcies)
- Erophila verna (L.) F. Chev. (brassicàcies)
- Eruca vesicaria (L.) Cav. (brassicàcies)

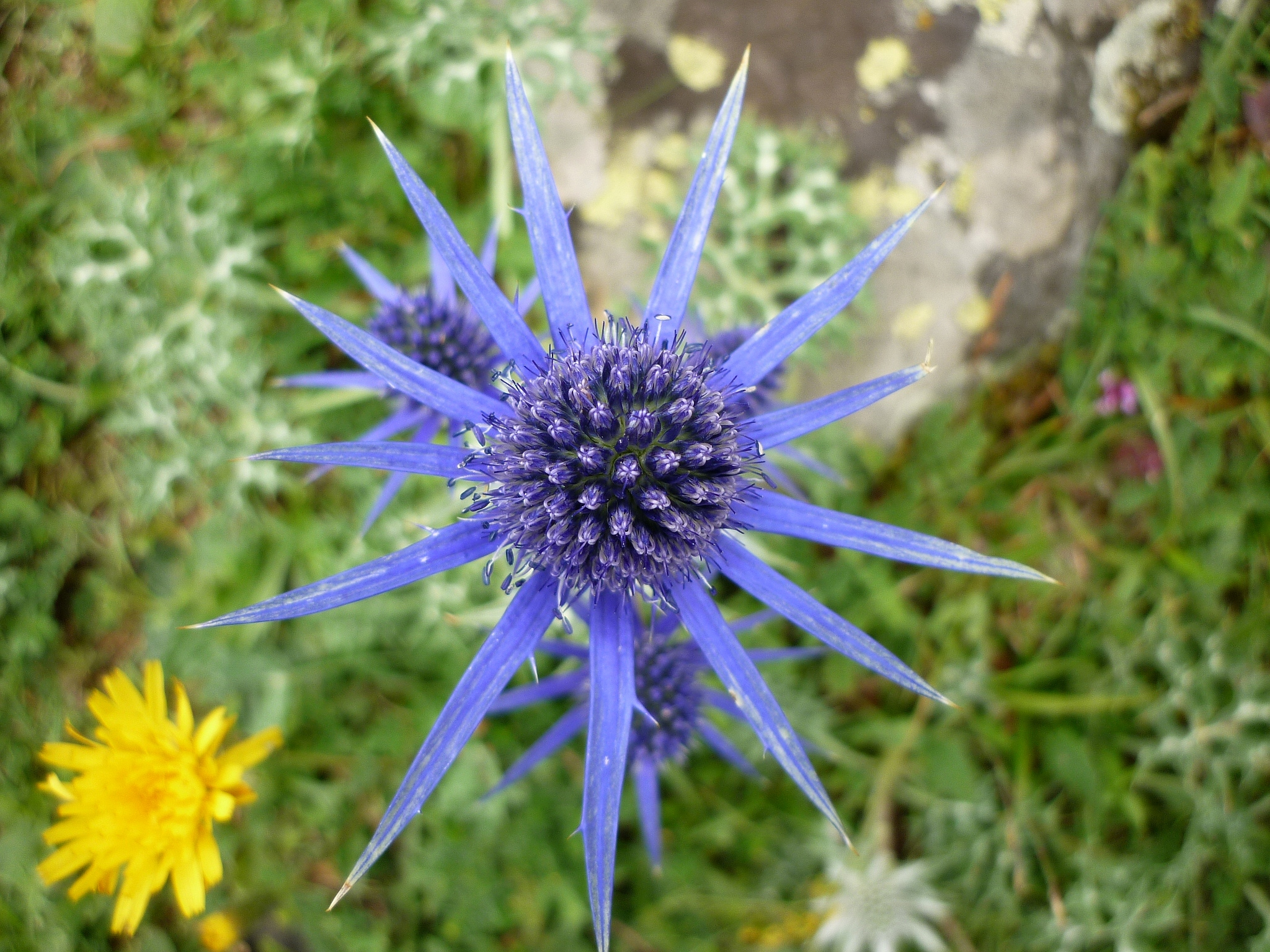
Eryngium bourgatii a Vielha e Mijaran (Val d'Aran)

- Erucastrum gallicum (Willd.) O. E. Schulz (brassicàcies)
- Erucastrum nasturtiifolium (Poiret) O. E. Schulz (brassicàcies)
- Eryngium bourgatii Gouan (umbel·líferes)
- Eryngium campestre L. (umbel·líferes)
- Eryngium maritimum L. (umbel·líferes)
- Erysimum grandiflorum Desf. (brassicàcies)
- Erysimum incanum G. Kunze (brassicàcies)
- Erysimum repandum L. (brassicàcies)
- Erysimum sylvestre (Crantz) Scop. (brassicàcies)
- Erythronium dens-canis L. (liliàcies)

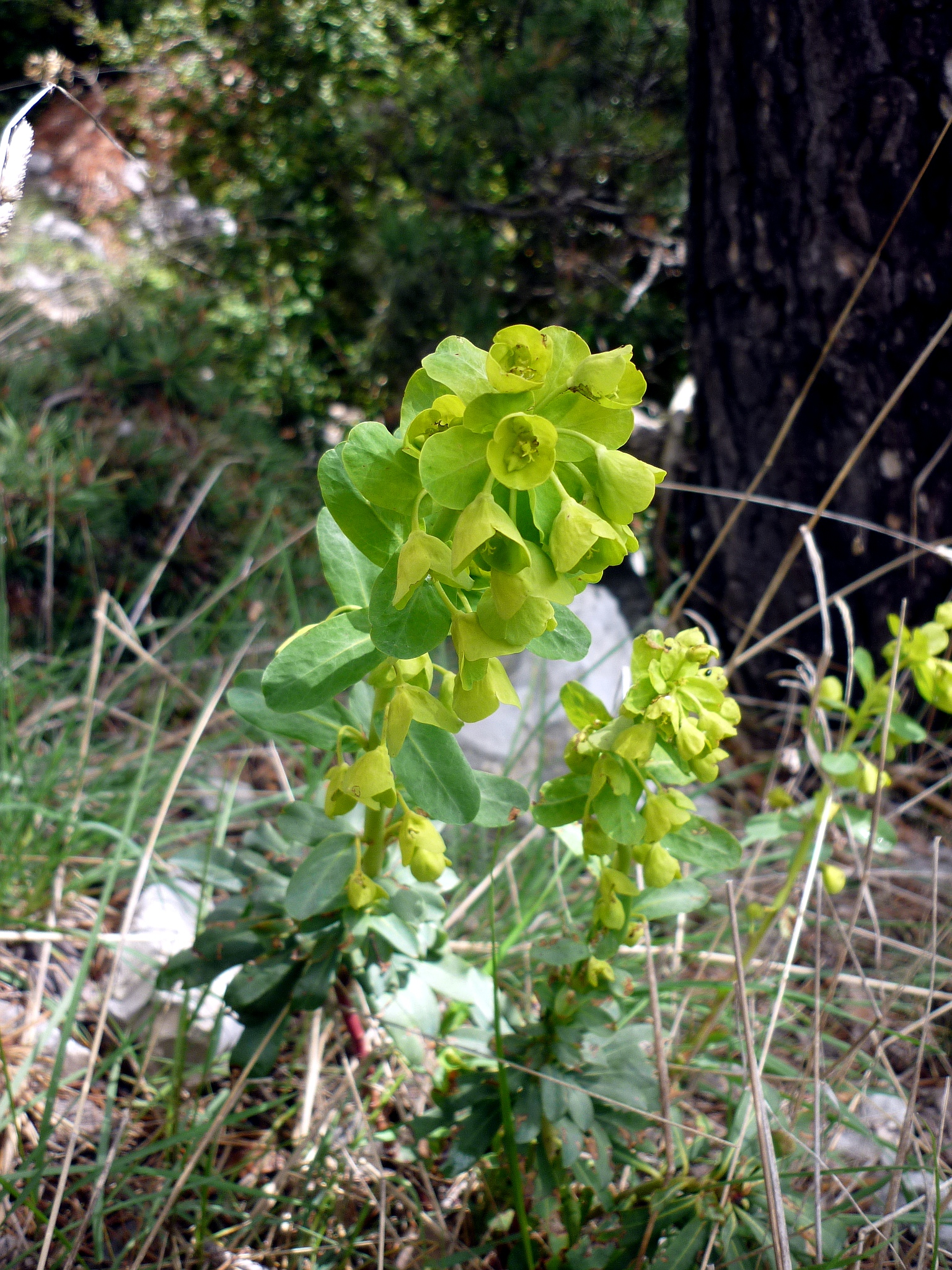
Euphorbia amygdaloides a Odèn (Solsonès)

- Eupatorium cannabinum L. (asteràcies)
- Euphorbia amygdaloides L. (euforbiàcies)
- Euphorbia biumbellata Poiret (euforbiàcies)

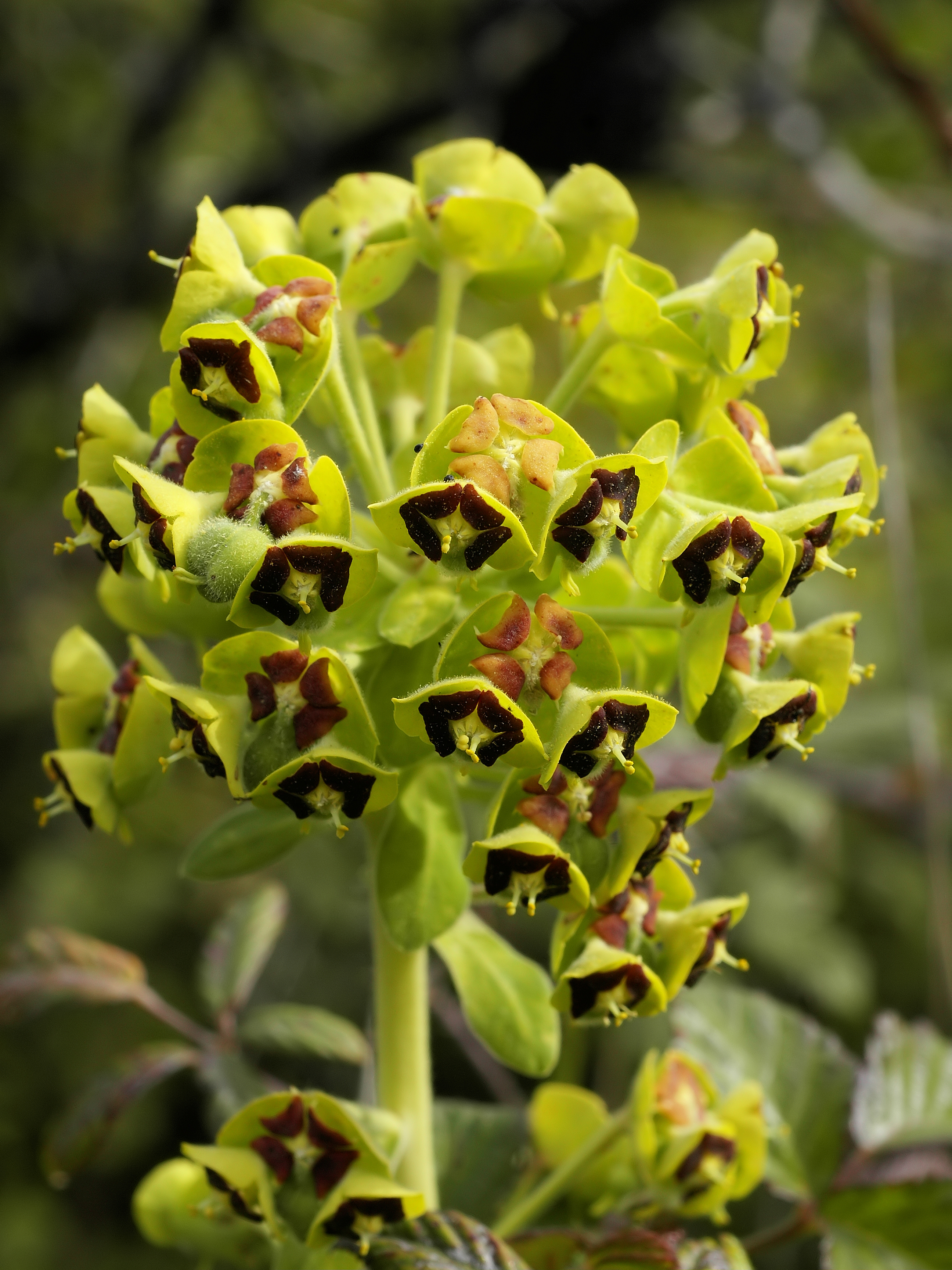
Euphorbia characias a el Perelló (Baix Camp)

- Euphorbia chamaesyce L. (euforbiàcies)
- Euphorbia characias L. (euforbiàcies)
- Euphorbia cyparissias L. (euforbiàcies)

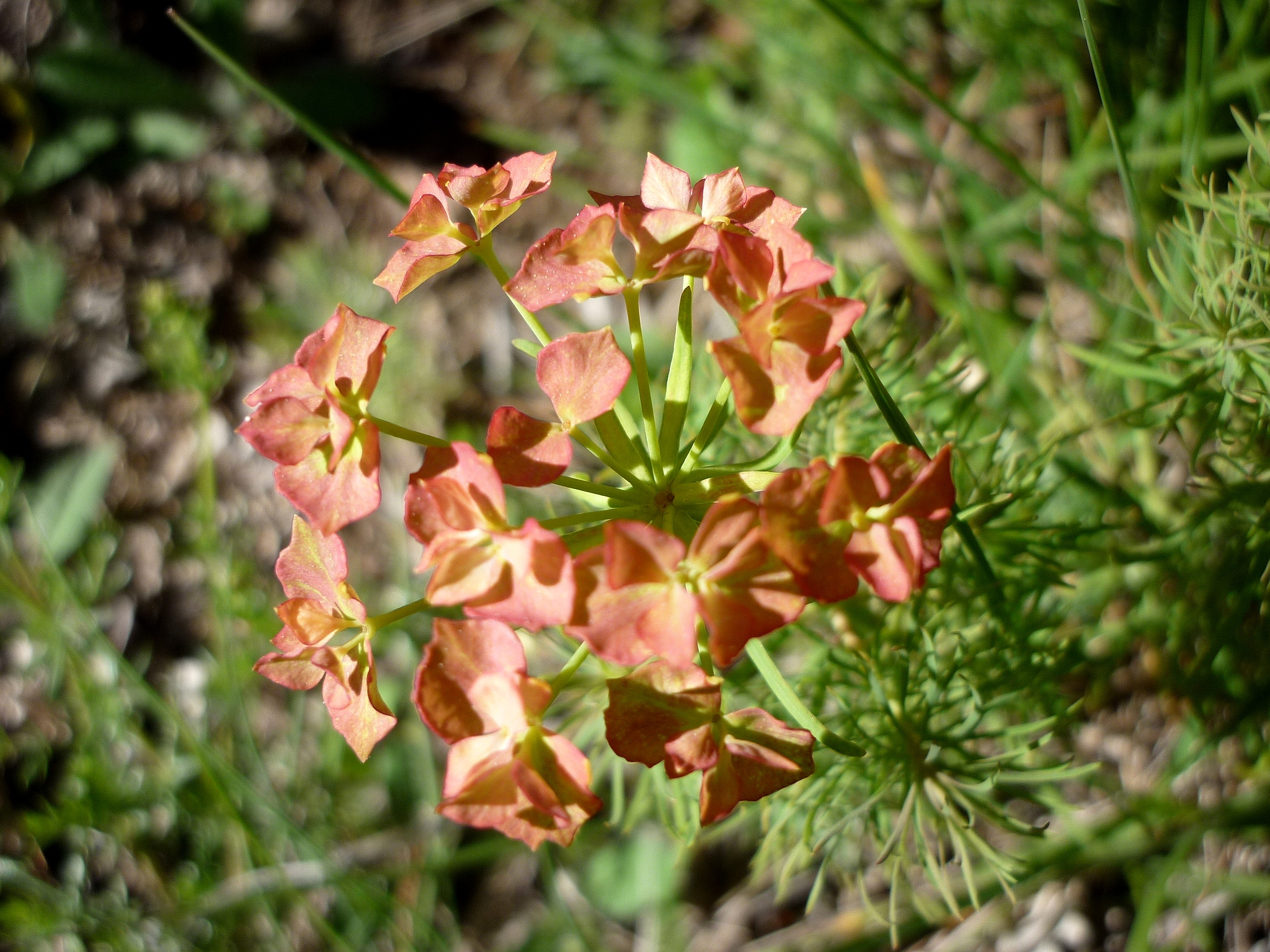
Euphorbia cyparissias a L'Alzina d'Alinyà (Alt Urgell)

- Euphorbia dendroides L. (euforbiàcies)
- Euphorbia dulcis L. (euforbiàcies)
- Euphorbia duvalii Lecoq et Lamotte (euforbiàcies)
- Euphorbia esula L. (euforbiàcies)
- Euphorbia exigua L. (euforbiàcies)
- Euphorbia falcata L. (euforbiàcies)
- Euphorbia flavicoma DC. (euforbiàcies)
- Euphorbia helioscopia L. (euforbiàcies)
- Euphorbia hirsuta L. (euforbiàcies)
- Euphorbia humifusa Willd. (euforbiàcies)
- Euphorbia hyberna L. (euforbiàcies)
- Euphorbia isatidifolia Lam. (euforbiàcies)
- Euphorbia lagascae Spreng. (euforbiàcies)
- Euphorbia lathyris L. (euforbiàcies)
- Euphorbia maculata L. (euforbiàcies)
- Euphorbia minuta Loscos et Pardo (euforbiàcies)
- Euphorbia nevadensis Boiss. et Reut. (euforbiàcies)
- Euphorbia nicaeensis All. (euforbiàcies)
- Euphorbia nutans Lag. (euforbiàcies)
- Euphorbia palustris L. (euforbiàcies)
- Euphorbia paralias L. (euforbiàcies)
- Euphorbia peplis L. (euforbiàcies)
- Euphorbia peplus L. (euforbiàcies)
- Euphorbia platyphyllos L. (euforbiàcies)
- Euphorbia prostrata Ait. (euforbiàcies)
- Euphorbia segetalis L. (euforbiàcies)
- Euphorbia seguieriana Necker (euforbiàcies)
- Euphorbia serpens Kunth in Humb., Bonpl. et Kunth (euforbiàcies)

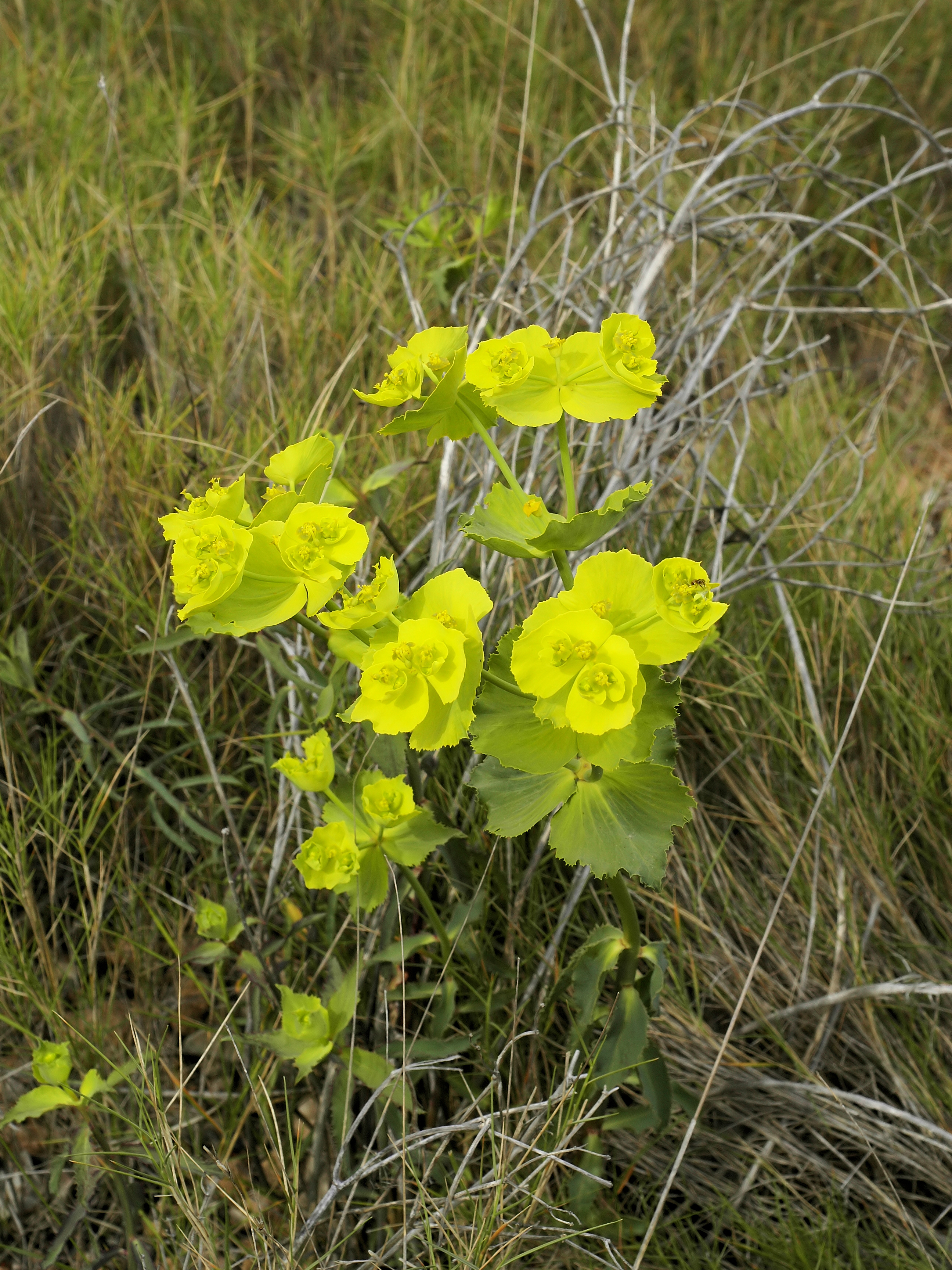
Euphorbia serrata a el Perelló (Baix Camp)

- Euphorbia serrata L. (euforbiàcies)
- Euphorbia spinosa L. (euforbiàcies)
- Euphorbia sulcata De Lens ex Loisel (euforbiàcies)
- Euphorbia terracina L. (euforbiàcies)
- Euphorbia villosa Waldst. et Kit. ex Willd. (euforbiàcies)
- Euphrasia alpina Lam. (escrofulariàcies)
- Euphrasia hirtella Jord. ex Reut. (escrofulariàcies)
- Euphrasia minima Jacq. ex DC. in Lam. et DC. (escrofulariàcies)
- Euphrasia nemorosa (Pers.) Wallr. (escrofulariàcies)
- Euphrasia rostkoviana Hayne (escrofulariàcies)
- Euphrasia salisburgensis Funk (escrofulariàcies)
- Euphrasia stricta D. Wolff ex J. F. Lehm. (escrofulariàcies)
- Evax pygmaea (L.) Brot. (asteràcies)
- Euonymus europaeus L. (Celastràcies)
- Exaculum pusillum (Lam.) Caruel in Parl. (gencianàcies)

## F
| Índex: A B C D E F G H I J K L M N O P Q R S T U V W X Y Z — Especials Inici — vegeu també — enllaços externs |

- Fagus sylvatica L. (fagàcies)

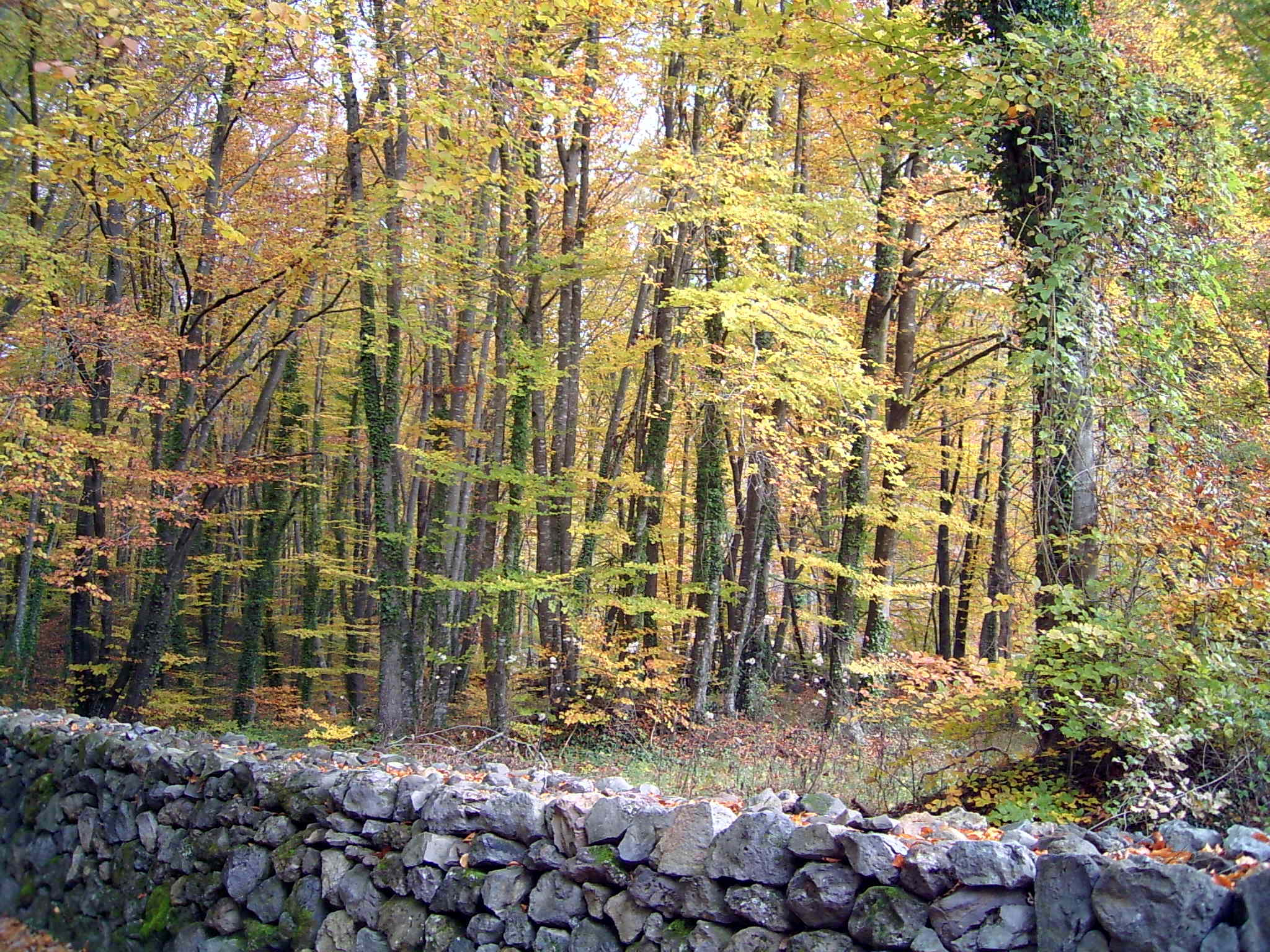
Faigs (Fagus sylvatica) a la Fageda d'en Jordà

- Ferula communis L. (umbel·líferes)
- Ferula loscosii (Lange in Willk. et Lange) Willk. (umbel·líferes)
- Festuca airoides Lam. (poàcies)
- Festuca alpina Suter (poàcies)
- Festuca altissima All. (poàcies)
- Festuca arundinacea Schreb. (poàcies)
- Festuca borderi (Hackel) K. Richt. (poàcies)
- Festuca eskia Ramond ex DC. in Lam. et DC. (poàcies)
- Festuca gautieri (Hackel) K. Richt. (poàcies)
- Festuca gigantea (L.) Vill. (poàcies)
- Festuca glacialis (Hackel) Miégeville ex K. Richt. (poàcies)
- Festuca glauca Vill. (poàcies)
- Festuca hervieri (St.-Yves) Patzke (poàcies)
- Festuca heterophylla Lam. (poàcies)
- Festuca hystrix Boiss. (poàcies)
- Festuca indigesta Boiss. (poàcies)
- Festuca ovina L. s. l. (poàcies)

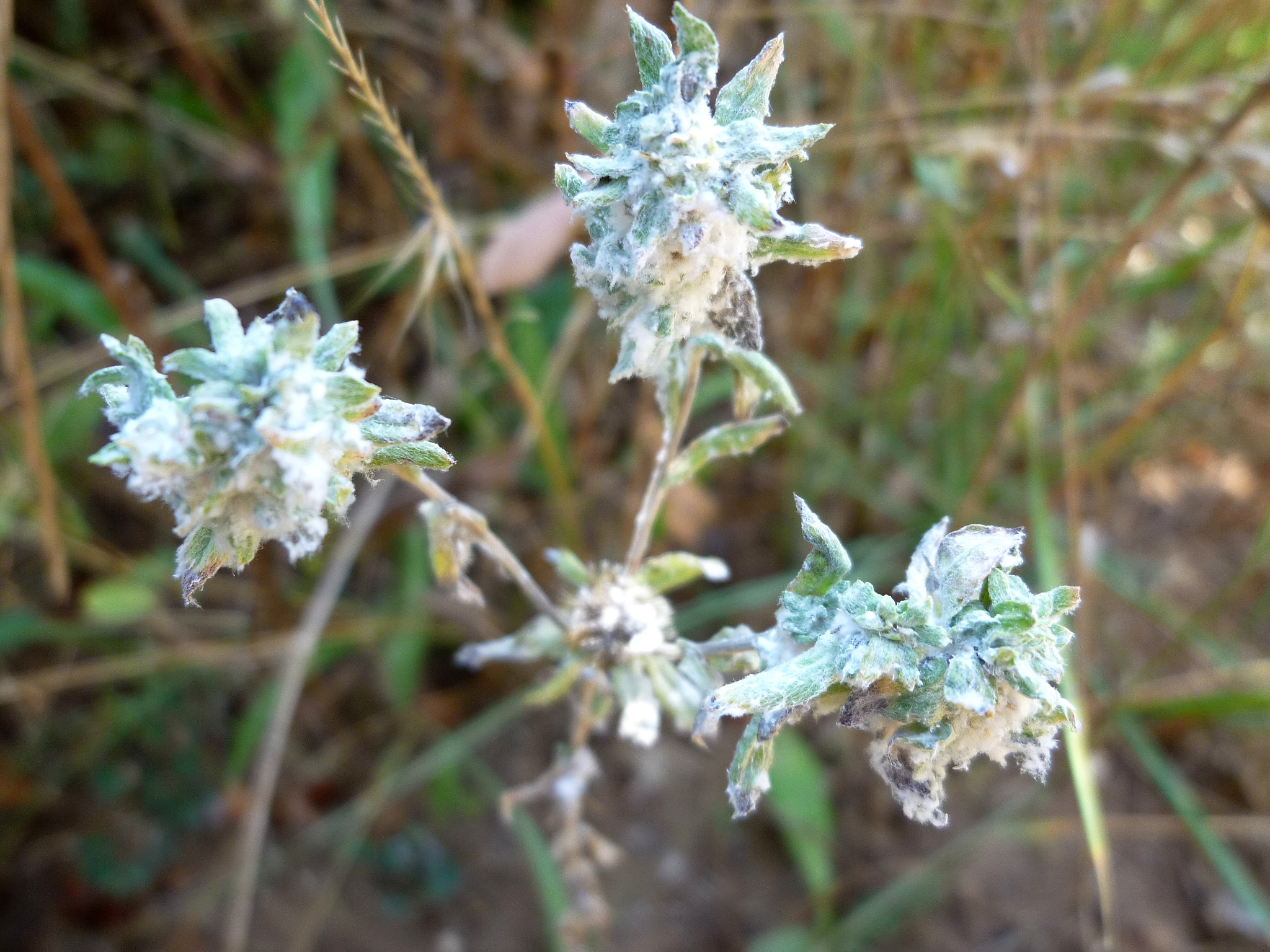
Filago pyramidata a Torà (Segarra)

- Festuca paniculata (L.) Schinz et Thell. (poàcies)
- Festuca pratensis Huds. (poàcies)
- Festuca pyrenaica Reut. (poàcies)
- Festuca rubra L. (poàcies)
- Festulolium loliaceum (Huds.) P. Fourn. (poàcies)
- Ficus carica L. (moràcies)
- Filago arvensis L. (asteràcies)
- Filago congesta Guss. ex DC. (asteràcies)

- Filago gallica L. (asteràcies)

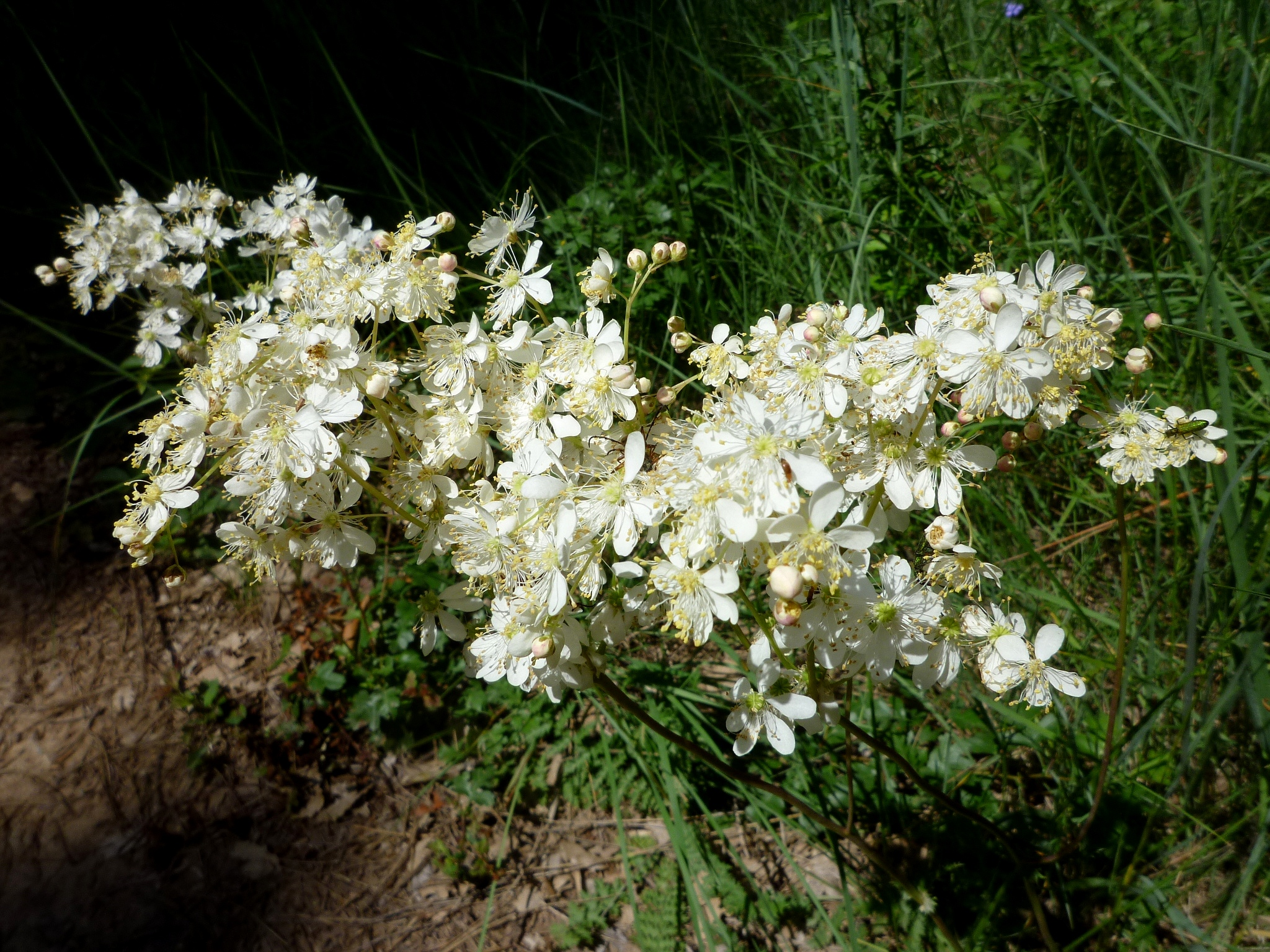
Filipendula vulgaris a Torà (Segarra)

- Filago minima (Sm.) Pers. (asteràcies)
- Filago pyramidata L. (asteràcies)
- Filipendula ulmaria (L.) Maxim. (rosàcies)
- Filipendula vulgaris Moench (rosàcies)
- Fimbristylis bisumbellata (Forsk.) Bub. (ciperàcies)

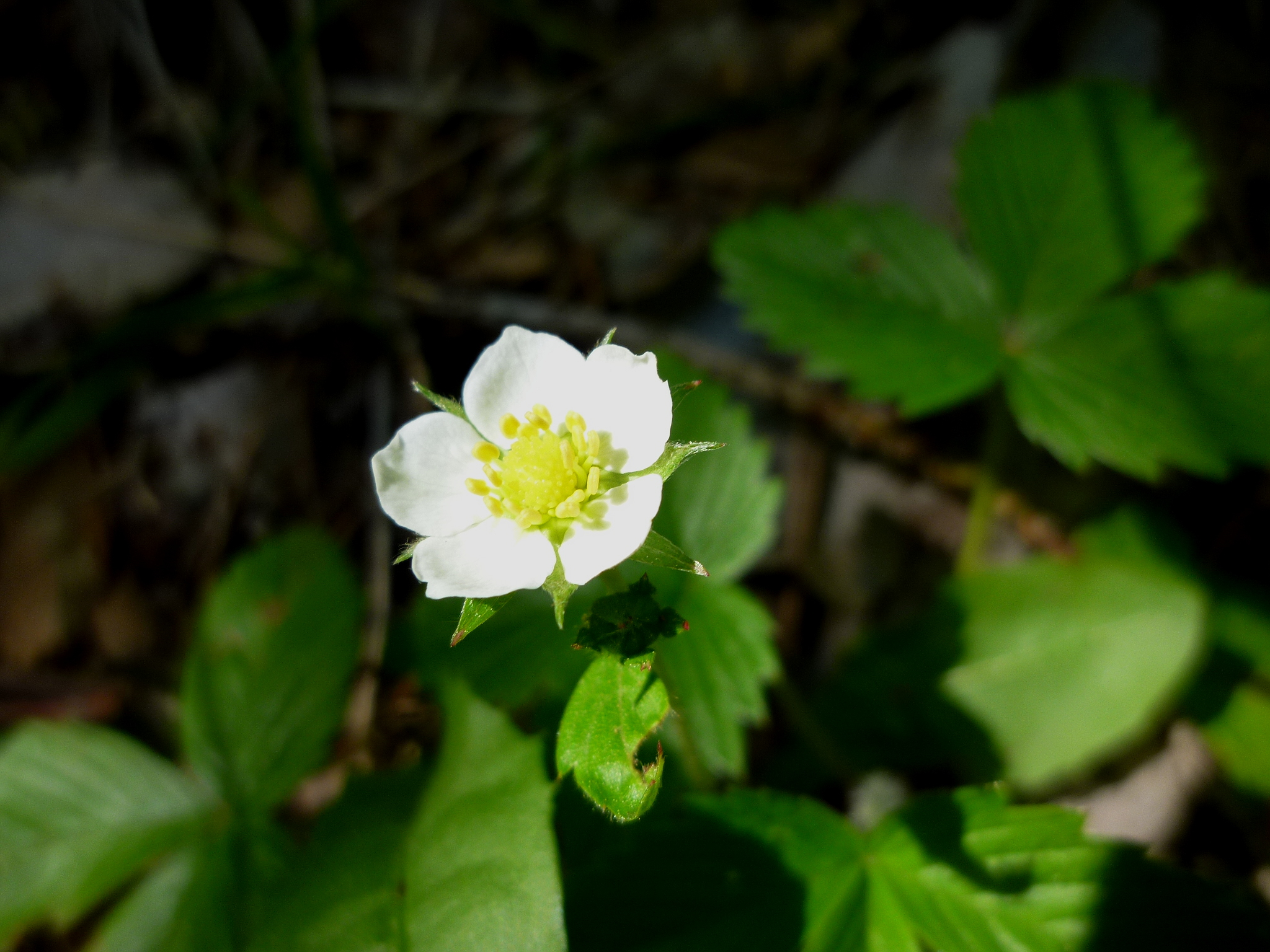
Fragaria vesca a Guixers (Solsonès)

- Foeniculum vulgare Mill. (umbel·líferes)
- Fragaria vesca L. (rosàcies)
- Fragaria viridis Weston (rosàcies)
- Frankenia laevis L. (frankeniàcies)
- Frankenia pulverulenta L. (frankeniàcies)
- Frankenia thymifolia Desf. (frankeniàcies)
- Fraxinus angustifolia Vahl (oleàcies)
- Fraxinus excelsior L. (oleàcies)
- Fritillaria nigra Mill. (liliàcies)
- Fumana ericoides (Cav.) Gandg. (cistàcies)
- Fumana laevipes (L.) Spach (cistàcies)
- Fumana procumbens (Dunal) Gren. et Godr. (cistàcies)
- Fumana thymifolia (L.) Spach (cistàcies)
- Fumaria bastardii Boreau in Duch. (papaveràcies)

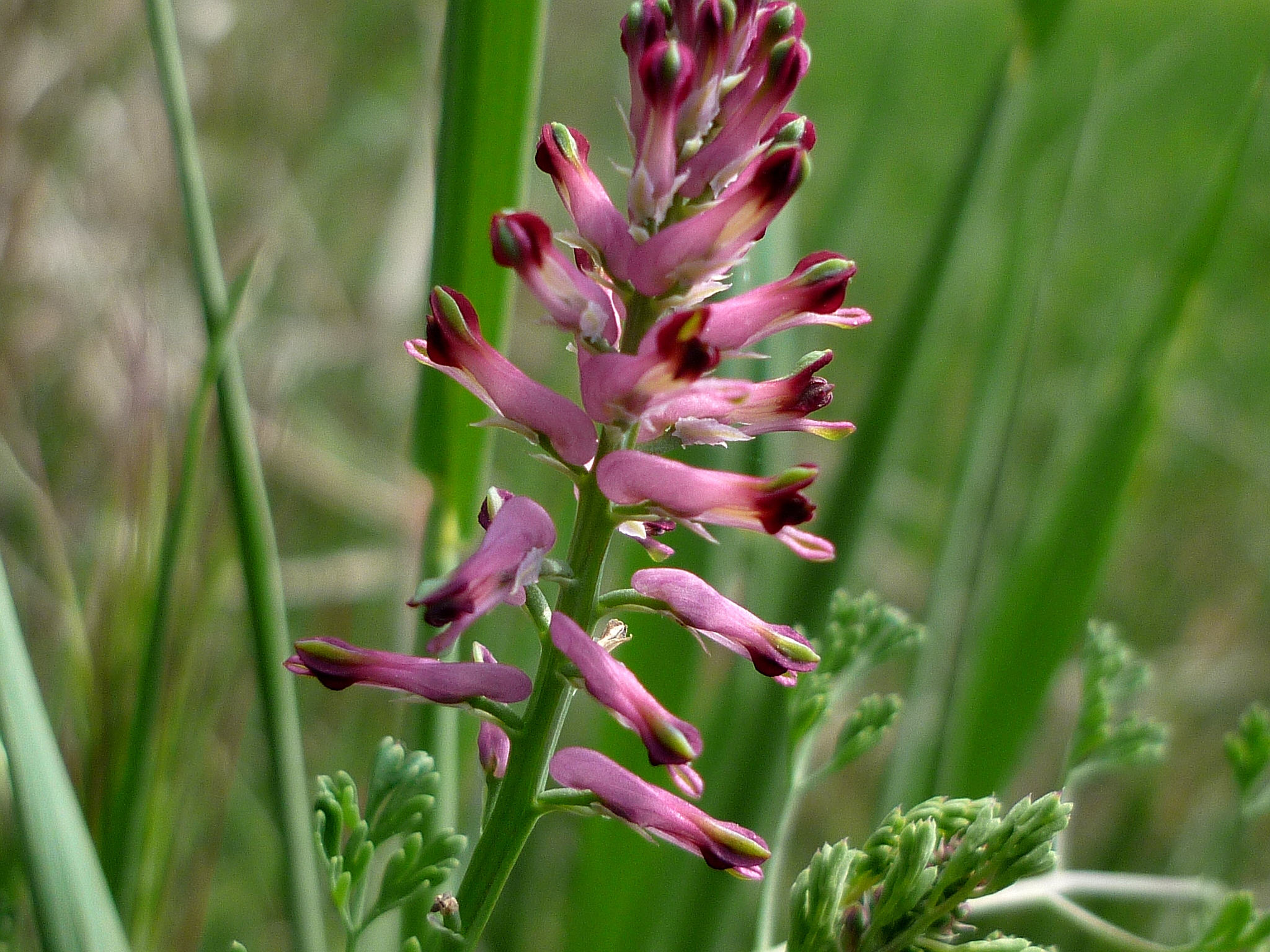
Fumaria officinalis a Torà (Segarra)

- Fumaria capreolata L. (papaveràcies)

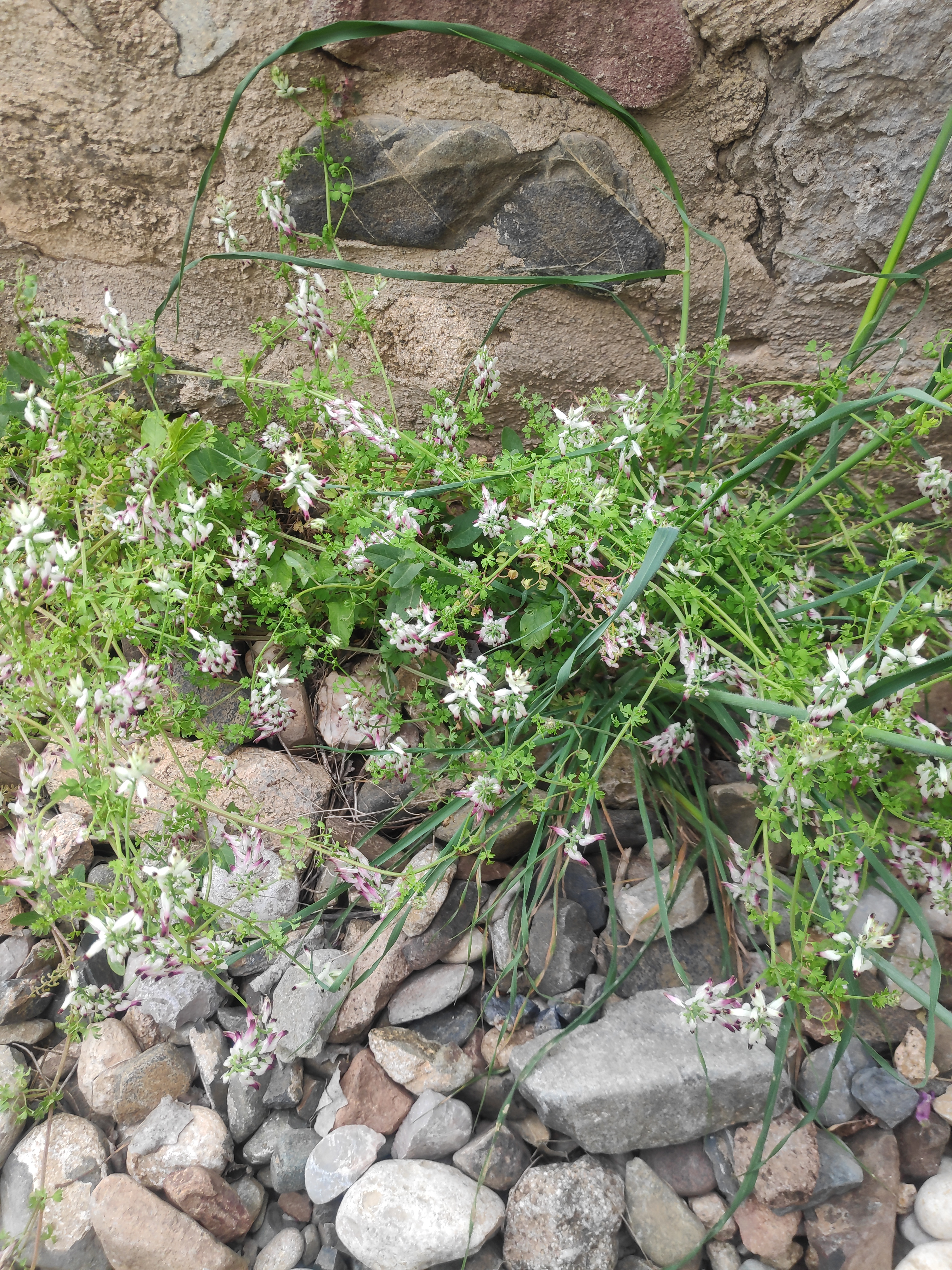
Fumaria capreolata a Montblanc (Conca de Barberà)

- Fumaria densiflora DC. (papaveràcies)
- Fumaria gaillardotii Boiss. (papaveràcies)
- Fumaria mirabilis Pugsley (papaveràcies)
- Fumaria officinalis L. (papaveràcies)
- Fumaria parviflora Lam. (papaveràcies)
- Fumaria petteri Reichenb. (papaveràcies)
- Fumaria reuteri Boiss. (papaveràcies)
- Fumaria vaillantii Loisel. in Desv. (papaveràcies)

## G
| Índex: A B C D E F G H I J K L M N O P Q R S T U V W X Y Z — Especials Inici — vegeu també — enllaços externs |

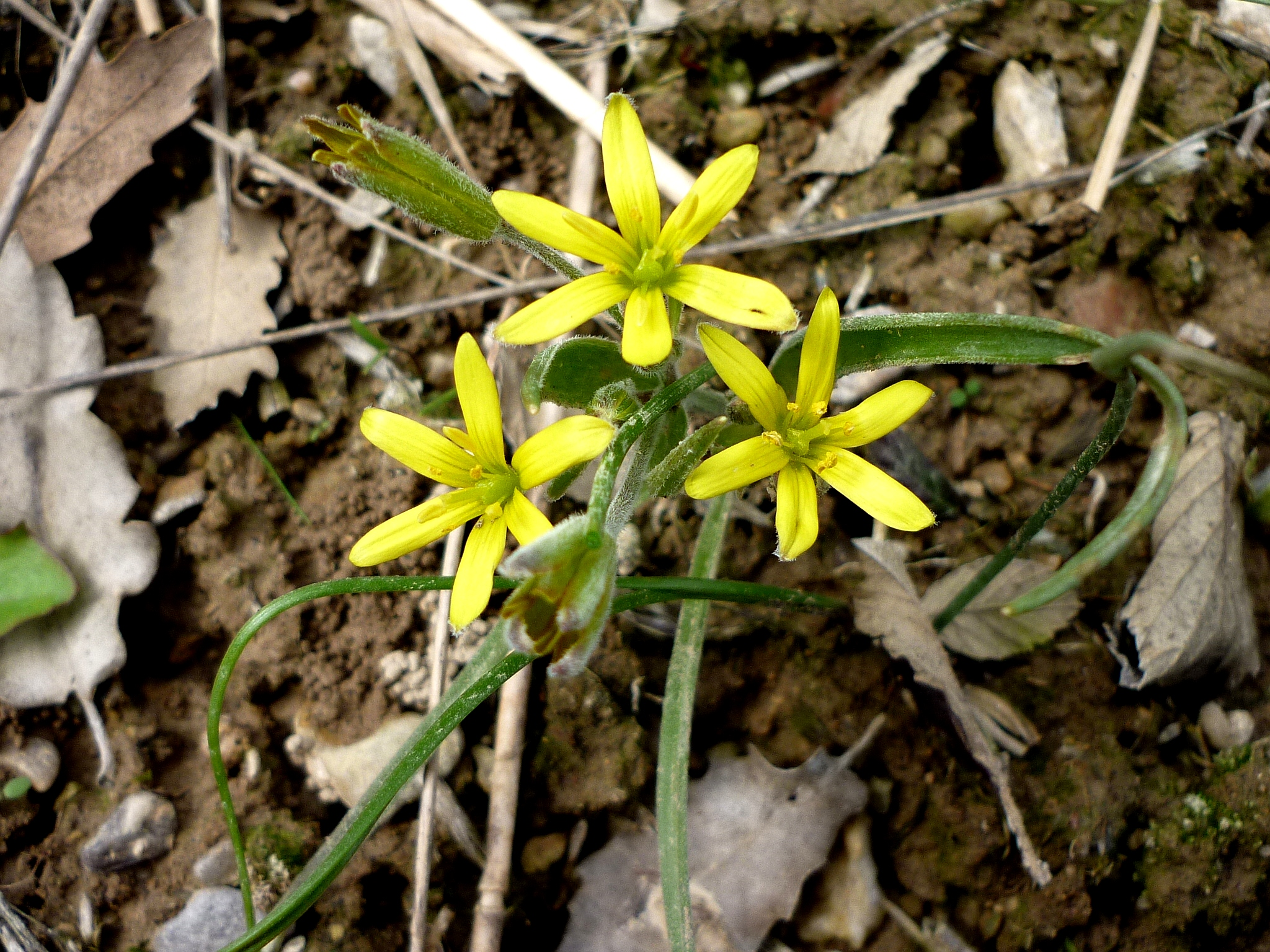
Gagea fragifera a Torà (Segarra)

- Gagea fistulosa (Ram. ex DC.) Ker-Gawler (liliàcies)
- Gagea foliosa (J. et C. Presl) Schultes et Schultes f. (liliàcies)
- Gagea fragifera (Vill.) E. Bayer (liliàcies)
- Gagea lutea (L.) Ker-Gawler (liliàcies)
- Gagea pratensis (Pers.) Dumort. (liliàcies)
- Gagea villosa (M. Bieb.) Duby (liliàcies)
- Galactites tomentosa Moench (asteràcies)

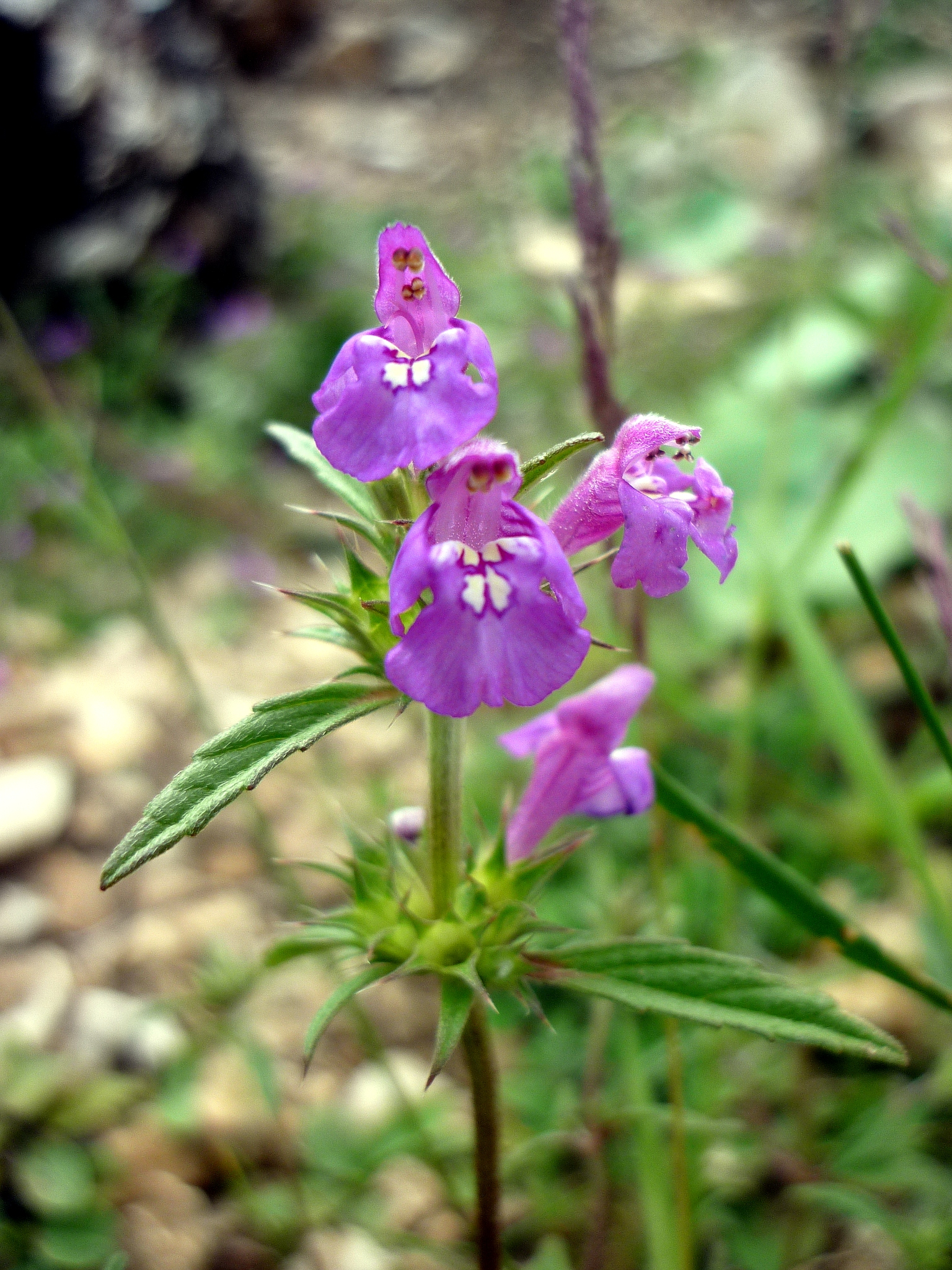
Galeopsis ladanum a la Coma i la Pedra (Solsonès)

- Galanthus nivalis L. (amaril·lidàcies)
- Galatella sedifolia (L.) Greuter (asteràcies) estrela de flor blava
- Galeopsis ladanum L. (labiades)
- Galeopsis segetum Necker (labiades)
- Galeopsis tetrahit L. (labiades)
- Galinsoga ciliata (Rafin.) Blake (asteràcies)
- Galinsoga parviflora Cav. (asteràcies)
- Galium aparine L. (rubiàcies)
- Galium cometerhizon Lap. (rubiàcies)
- Galium glaucum L. (rubiàcies)
- Galium harcynicum Weigel (rubiàcies)
- Galium lucidum All. (rubiàcies)
- Galium maritimum L. (rubiàcies)

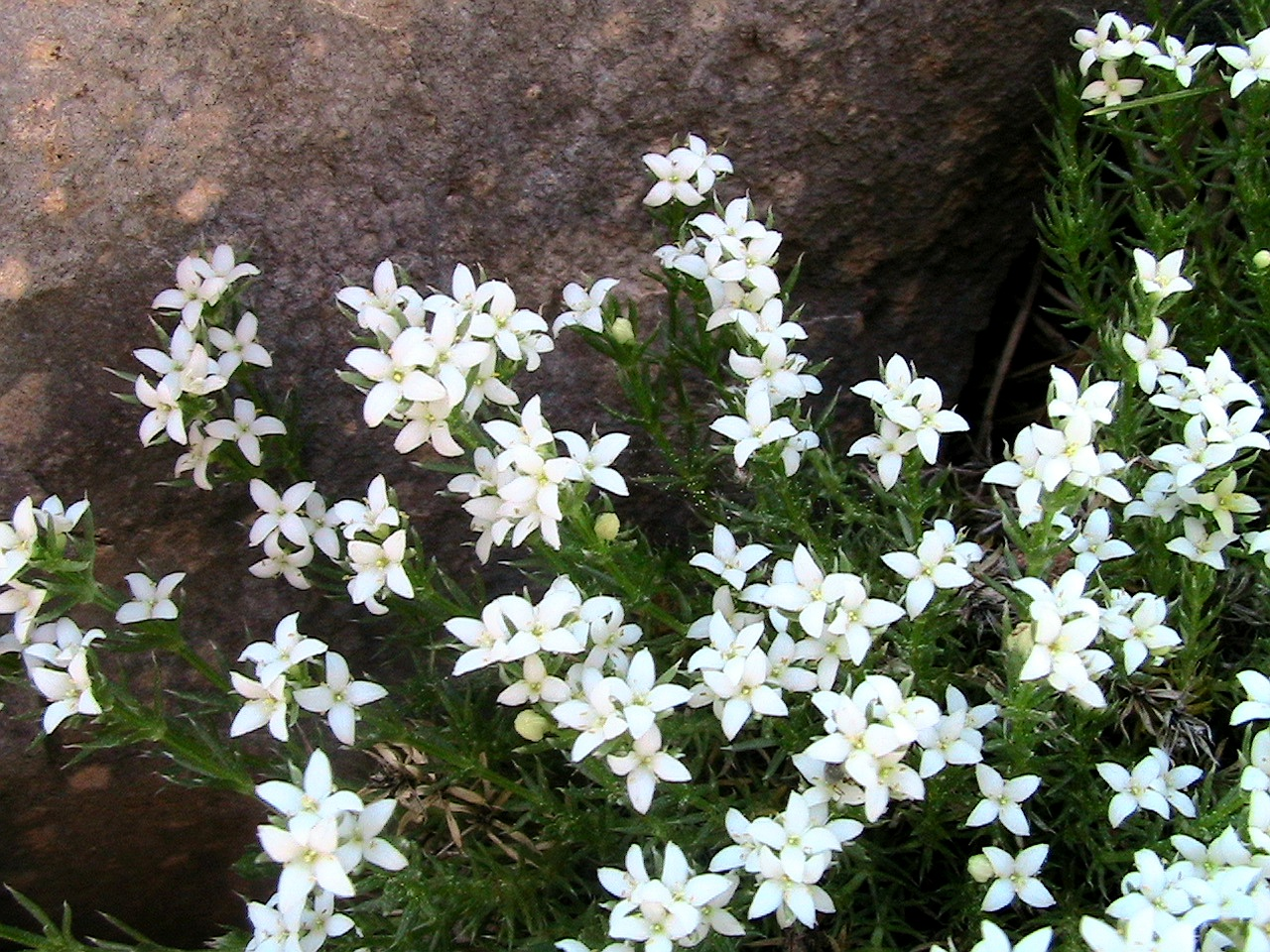
Galium pyrenaicum a Odèn (Solsonès)

- Galium minutulum Jord. (rubiàcies)
- Galium mollugo L. (rubiàcies)
- Galium murale (L.) All. (rubiàcies)
- Galium odoratum (L.) Scop. (rubiàcies)
- Galium palustre L. (rubiàcies)
- Galium parisiense L. (rubiàcies)
- Galium pumilum Murray (rubiàcies)
- Galium pusillum L. (rubiàcies)

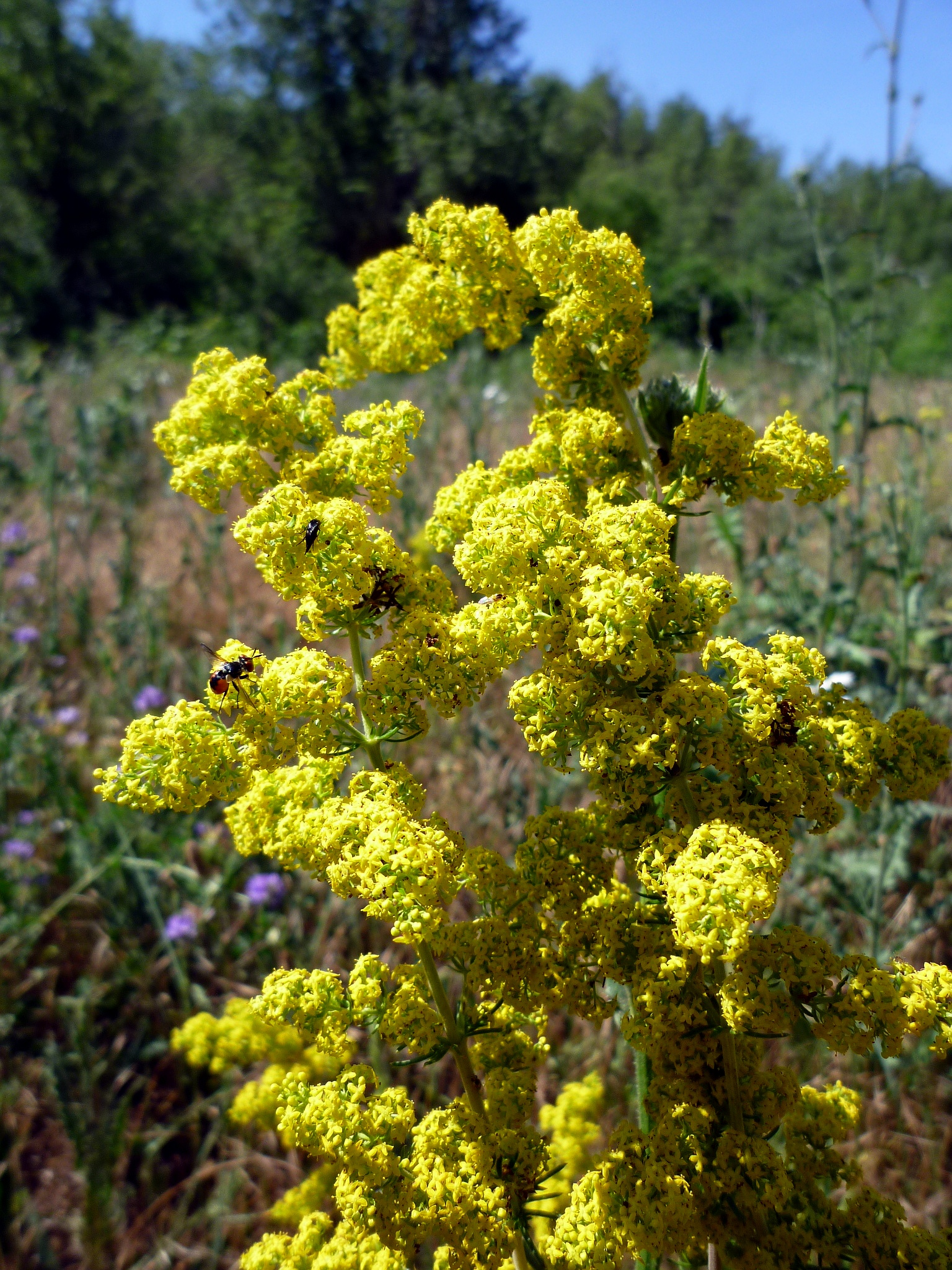
Galium verum a Torà (Segarra)

- Galium pyrenaicum Gouan (rubiàcies)
- Galium rotundifolium L. (rubiàcies)
- Galium scabrum L. (rubiàcies)
- Galium sylvaticum L. (rubiàcies)
- Galium tricornutum Dandy (rubiàcies)
- Galium trifidum L. (rubiàcies)
- Galium uliginosum L. (rubiàcies)
- Galium verrucosum Huds. (rubiàcies)
- Galium verticillatum Danth. in Lam. (rubiàcies)
- Galium verum L. (rubiàcies)
- Garidella nigellastrum L. (ranunculàcies)

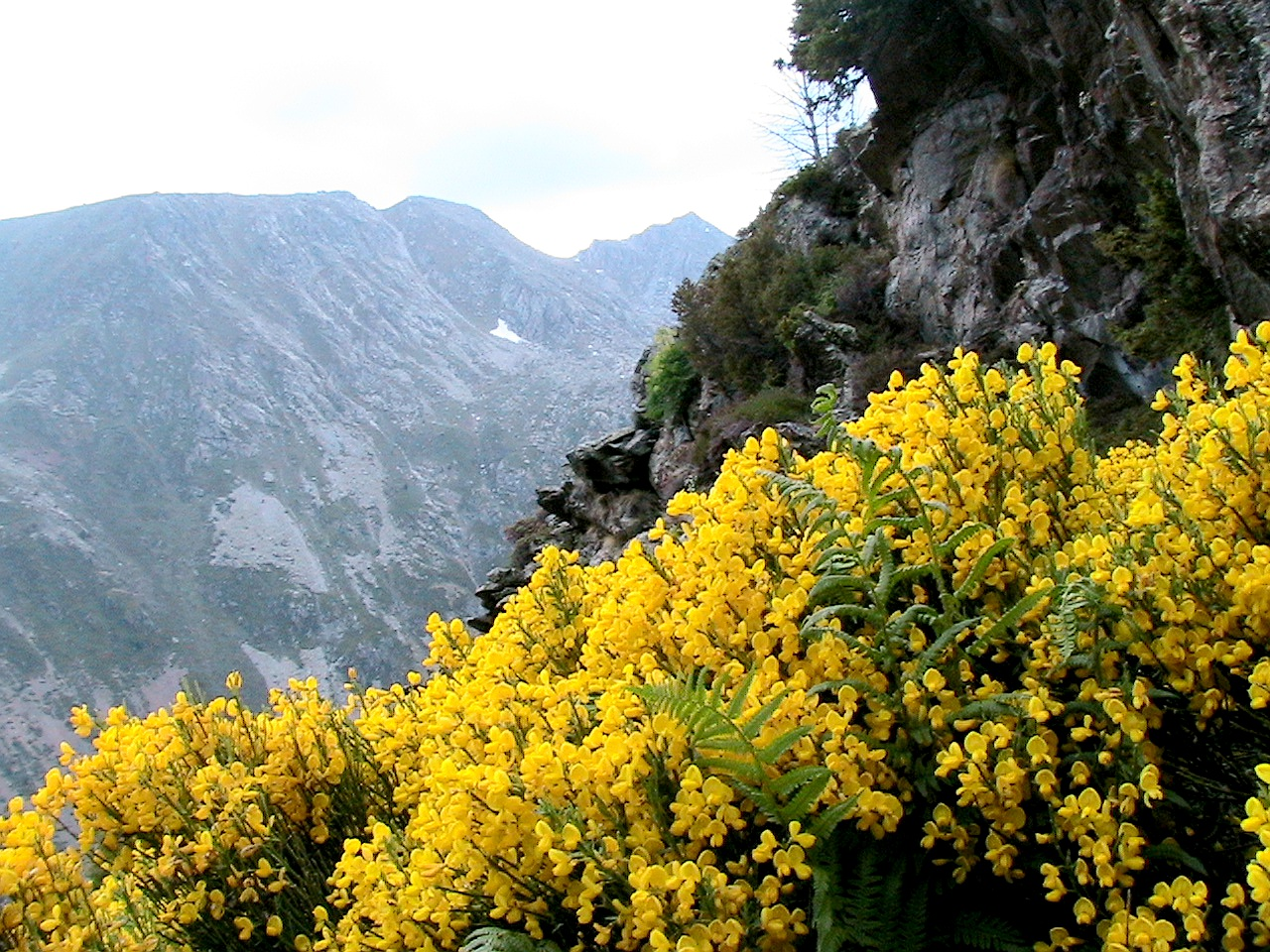
Genista balansae a Cabdella (Pallars Jussà)

- Gastridium ventricosum (Gouan) Schinz et Thell. (poàcies)
- Gaudinia fragilis (L.) Beauv. (poàcies)
- Genista anglica L. (fabàcies)
- Genista balansae (Boiss.) Rouy (fabàcies)
- Genista biflora (Desf.) DC. (fabàcies)
- Genista cinerea (Vill.) DC. in Lam. et DC. (fabàcies)

- Genista hispanica L. (fabàcies)

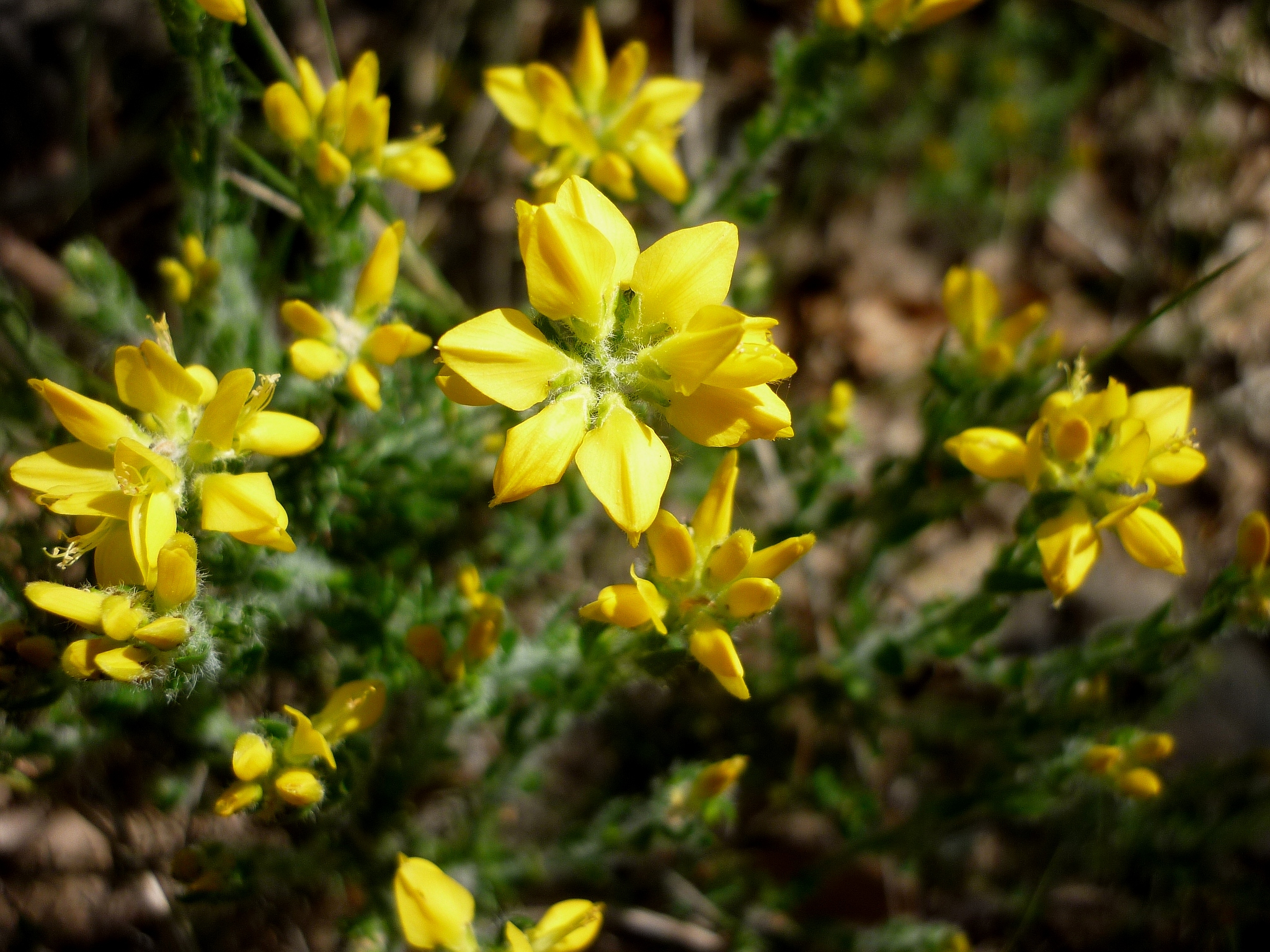
Genista hispanica a Torà (Segarra)

- Genista horrida (Vahl) DC. (fabàcies)
- Genista linifolia L. (fabàcies)

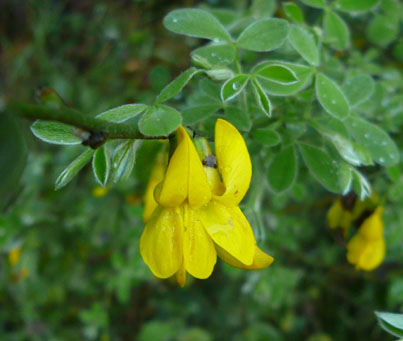
Genista triflora a Collserola (Barcelonès)

- Genista monspessulana (L.) L. Johnson (fabàcies)
- Genista patens DC. (fabàcies)
- Genista pilosa L. (fabàcies)
- Genista scorpius (L.) DC. in Lam. et DC. (fabàcies)
- Genista teretifolia Willk. (fabàcies)
- Genista tinctoria L. (fabàcies)
- Genista triflora Rouy (fabàcies)
- Gentiana acaulis L. (gencianàcies)

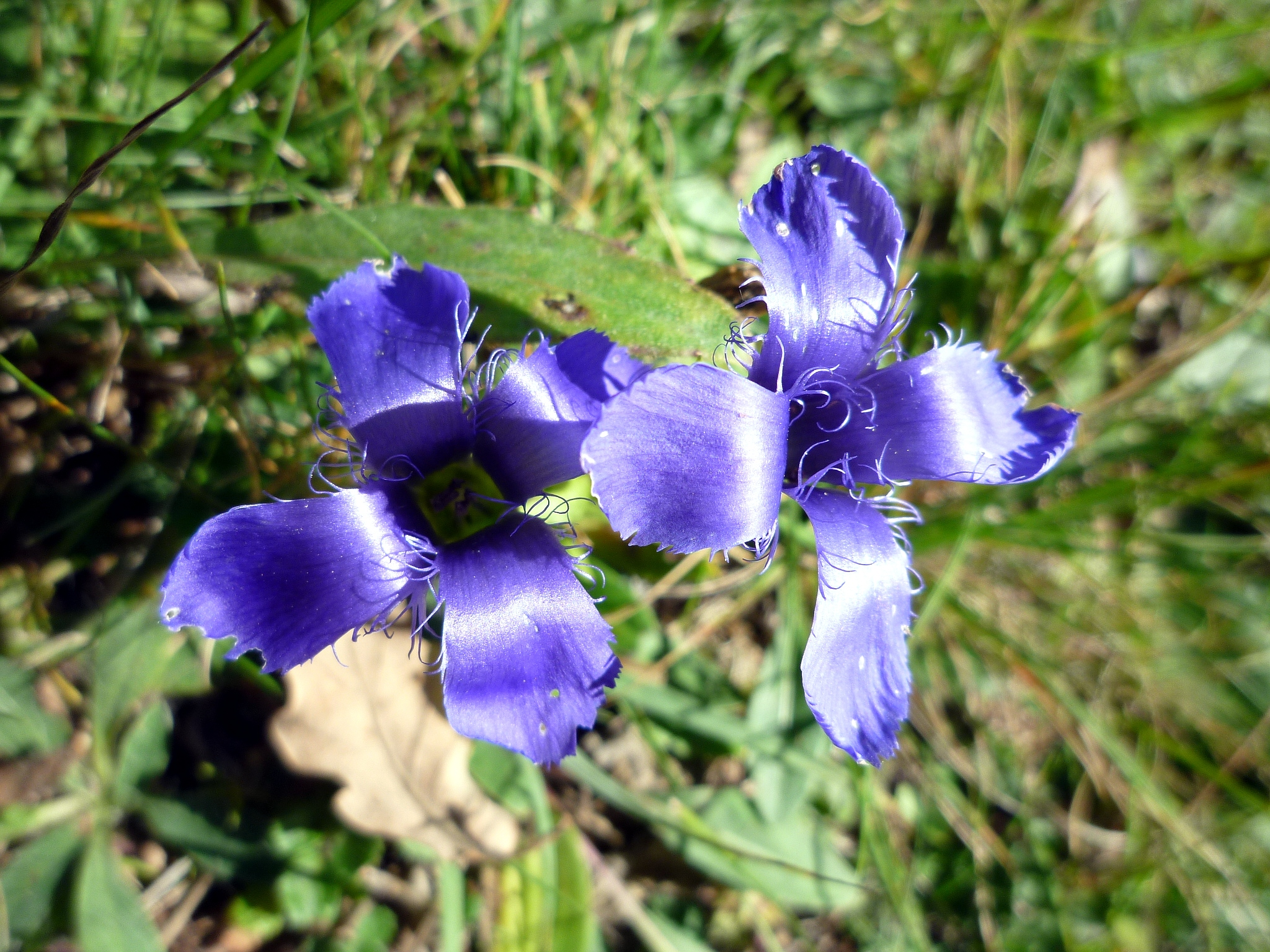
Gentiana ciliata a Gòsol (Berguedà)

- Gentiana burseri Lap. (gencianàcies)
- Gentiana campestris L. (gencianàcies)
- Gentiana ciliata L. (gencianàcies)
- Gentiana cruciata L. (gencianàcies)
- Gentiana lutea L. (gencianàcies)
- Gentiana nivalis L. (gencianàcies)
- Gentiana pneumonanthe L. (gencianàcies)

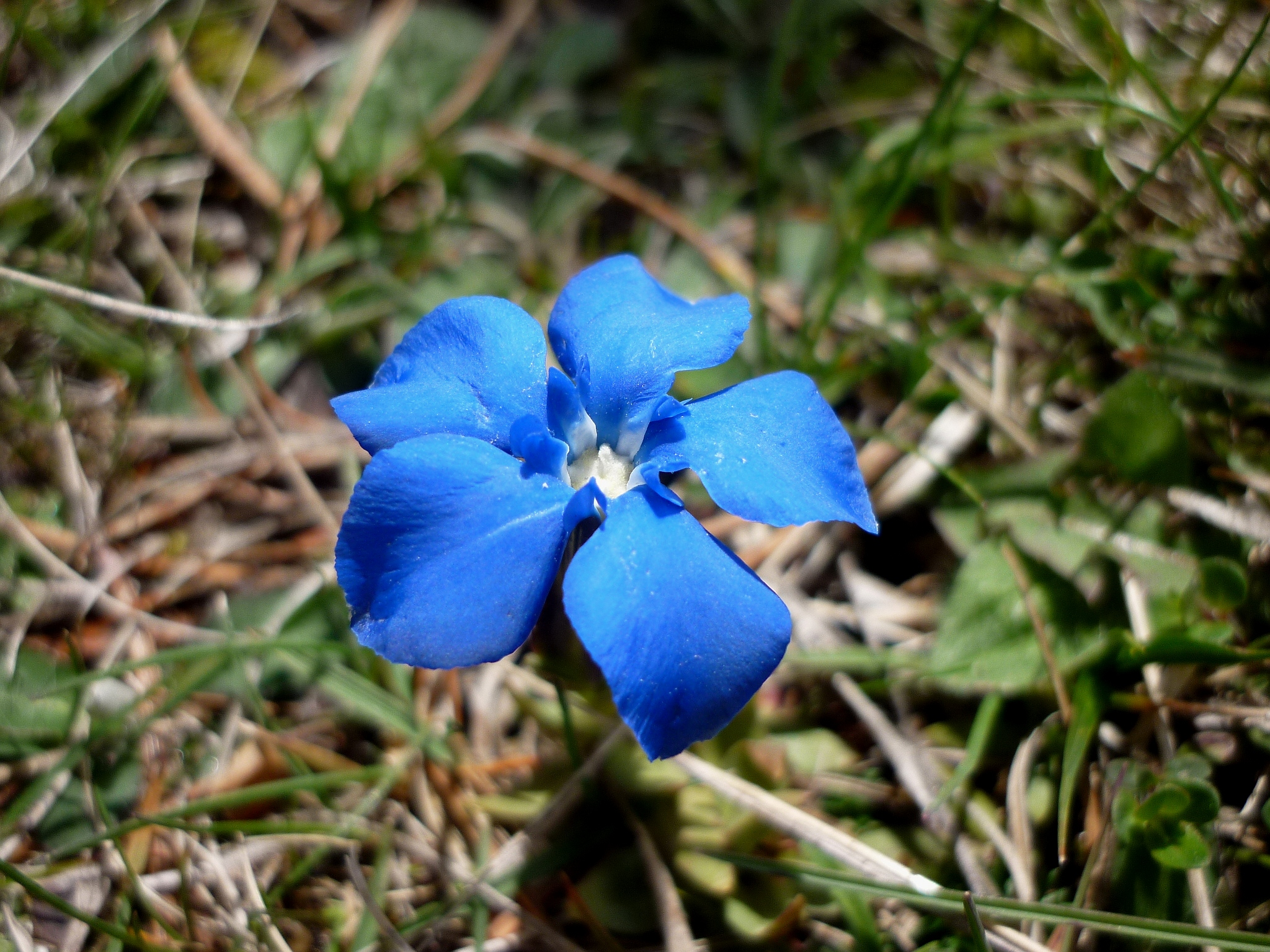
Gentiana verna a Odèn (Solsonès)

- Gentiana pyrenaica L. (gencianàcies)
- Gentiana tenella Rottb. (gencianàcies)
- Gentiana terglouensis Hacq. (gencianàcies)
- Gentiana verna L. (gencianàcies)
- Geranium bohemicum L. (Geraniàcies)
- Geranium cinereum Cav. (Geraniàcies)
- Geranium columbinum L. (Geraniàcies)
- Geranium dissectum L. (Geraniàcies)
- Geranium divaricatum Ehrh. (Geraniàcies)
- Geranium lucidum L. (Geraniàcies)
- Geranium molle L. (Geraniàcies)
- Geranium nodosum L. (Geraniàcies)
- Geranium phaeum L. (Geraniàcies)
- Geranium pratense L. (Geraniàcies)
- Geranium pusillum Burm. f. (Geraniàcies)
- Geranium pyrenaicum Burm. f. (Geraniàcies)

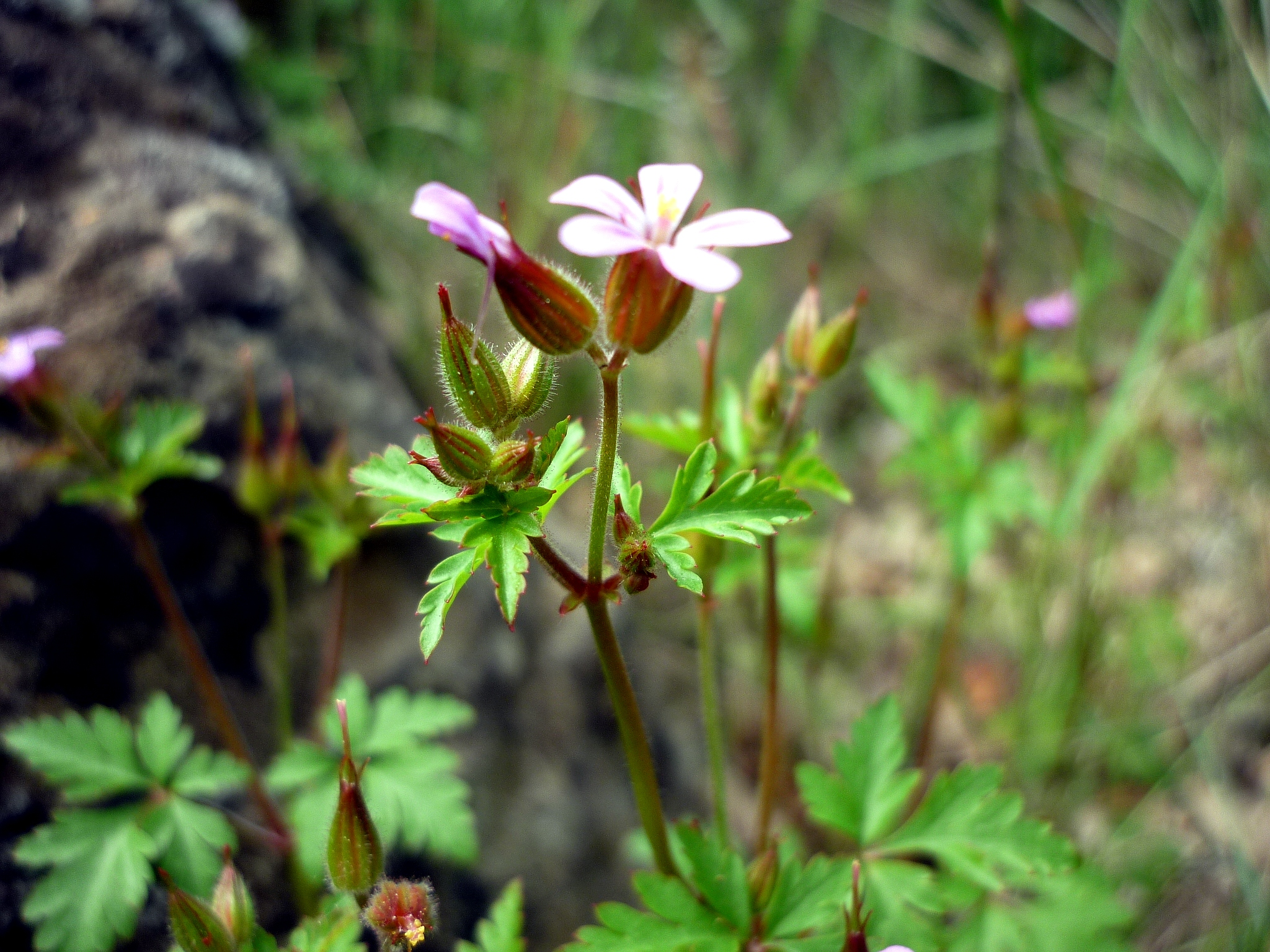
Geranium robertianum a Torà (Segarra)

- Geranium robertianum L. (Geraniàcies)
- Geranium rotundifolium L. (Geraniàcies)
- Geranium sanguineum L. (Geraniàcies)
- Geranium sylvaticum L. (Geraniàcies)
- Geum hispidum Fries (rosàcies)
- Geum montanum L. (rosàcies)
- Geum pyrenaicum Willd. (rosàcies)
- Geum rivale L. (rosàcies)
- Geum sylvaticum Pourr. (rosàcies)
- Geum urbanum L. (rosàcies)

- Gladiolus communis L. (Iridàcies)

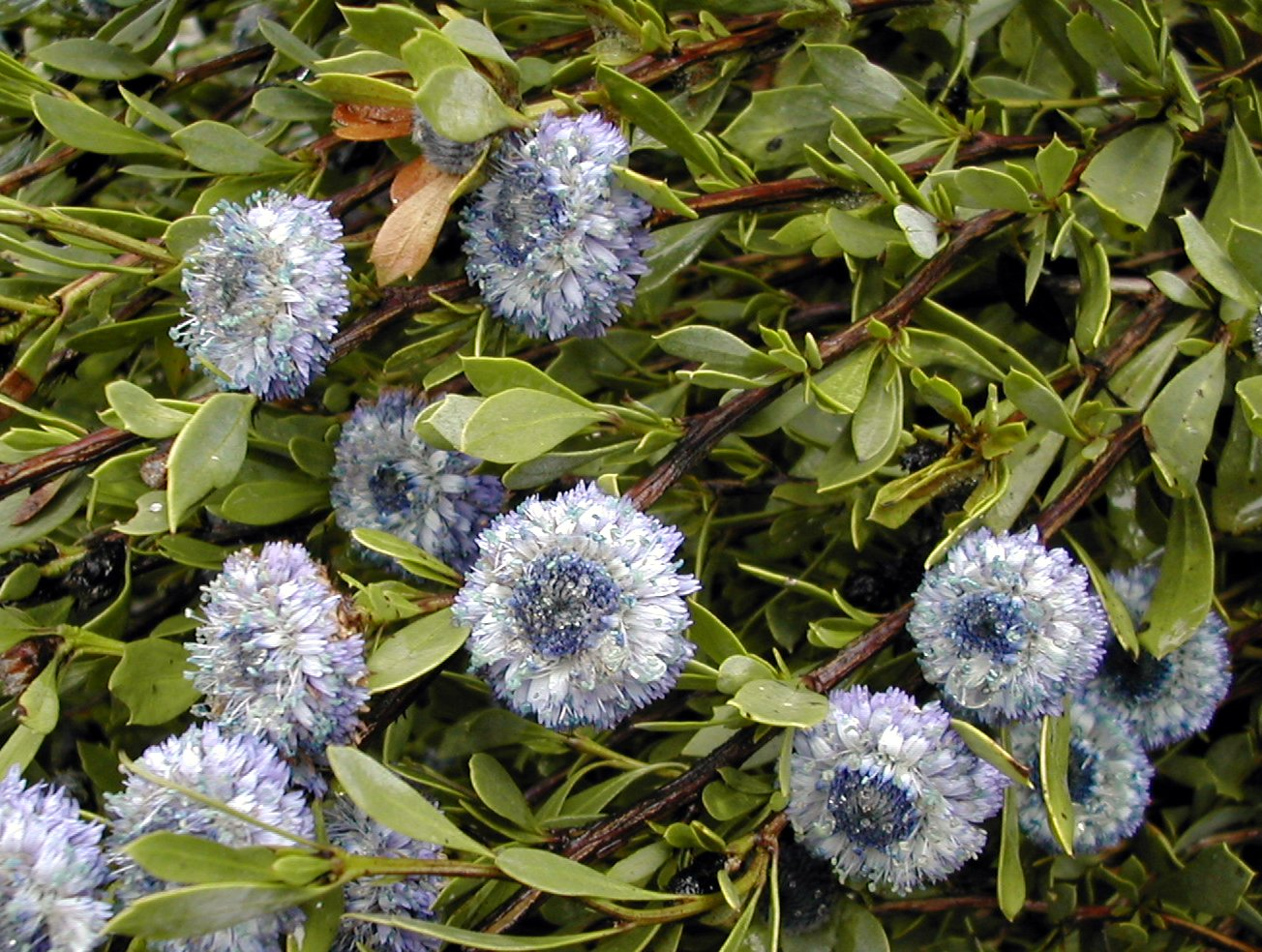
Globularia alypum a Vallhonesta (Bages)

- Gladiolus illyricus Koch (Iridàcies)
- Gladiolus italicus Mill. (Iridàcies)
- Glaucium corniculatum (L.) J. H. Rudolph (papaveràcies)
- Glaucium flavum Crantz (papaveràcies)
- Glechoma hederacea L. (labiades)
- Globularia alypum L. (Plantaginàcies)

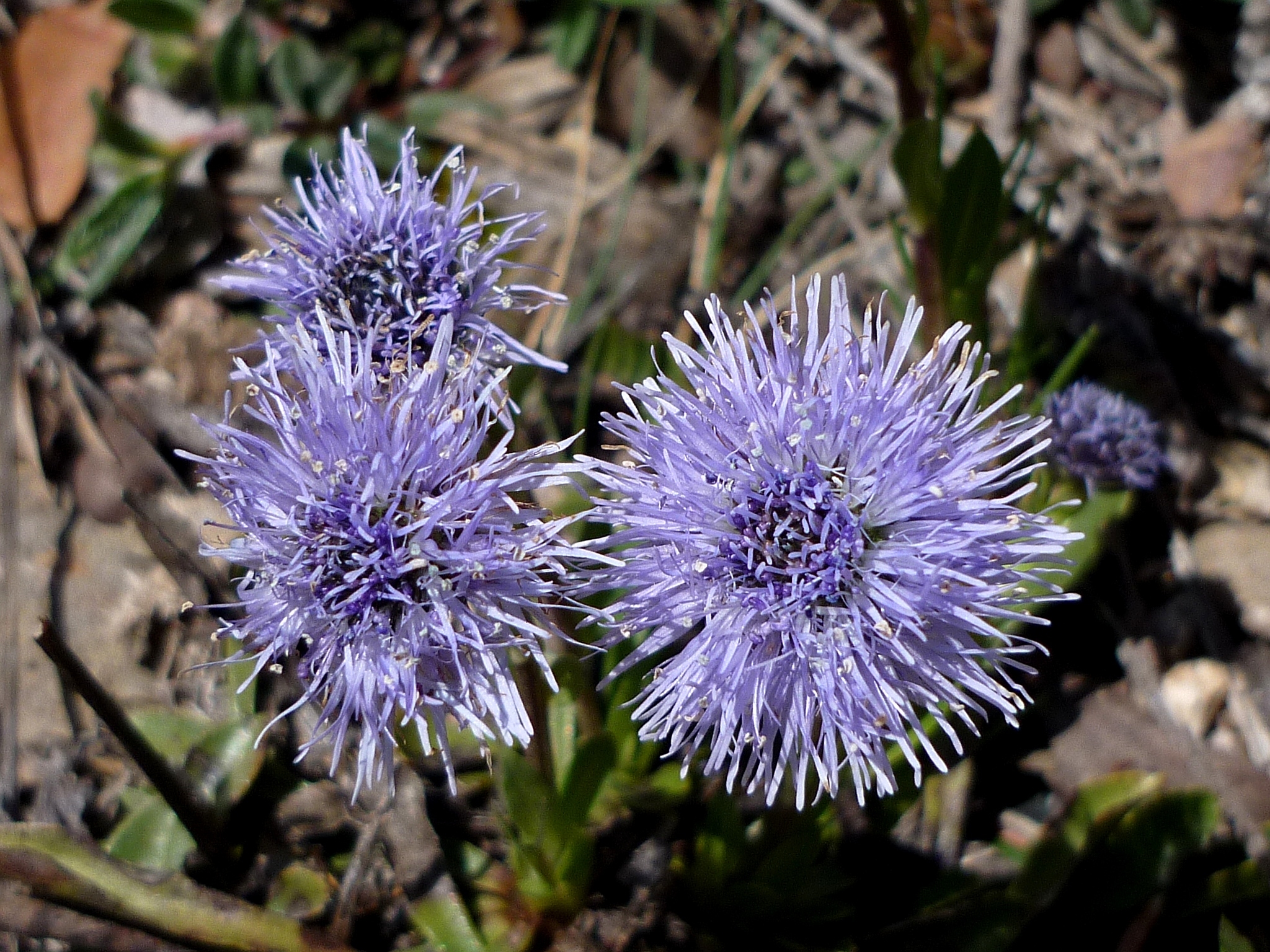
Globularia vulgaris a Castellar del Riu (Berguedà)

- Globularia cordifolia L. (Plantaginàcies)
- Globularia nudicaulis L. (Plantaginàcies)
- Globularia vulgaris L. (Plantaginàcies)
- Glyceria fluitans (L.) R. Br. (poàcies)
- Glycyrrhiza glabra L. (fabàcies)
- Gnaphalium hoppeanum Koch (asteràcies)
- Gnaphalium luteo-album L. (asteràcies)
- Gnaphalium norvegicum Gunnerus (asteràcies)
- Gnaphalium supinum L. (asteràcies)
- Gnaphalium sylvaticum L. (asteràcies)
- Gnaphalium uliginosum L. (asteràcies)
- Gomphocarpus fruticosus (L.) Ait. f. in Ait. (asclepiadàcies)
- Goodyera repens (L.) R. Br. (orquidàcies)
- Gratiola officinalis L. (escrofulariàcies)
- Guizotia abyssinica (L.) Cass. (asteràcies)
- Gymnadenia conopsea (L.) R. Br. (orquidàcies)
- Gymnadenia odoratissima (L.) L. C. M. Richard (orquidàcies)
- Gymnocarpium dryopteris (L.) Newm. (polipodiàcies)
- Gymnocarpium robertianum (Hoffm.) Newm. (polipodiàcies)
- Gypsophila muralis L. (cariofil·làcies)
- Gypsophila perfoliata L. (cariofil·làcies)
- Gypsophila repens L. (cariofil·làcies)
- Gypsophila struthium L. in Loefl. (cariofil·làcies)

## H
| Índex: A B C D E F G H I J K L M N O P Q R S T U V W X Y Z — Especials Inici — vegeu també — enllaços externs |

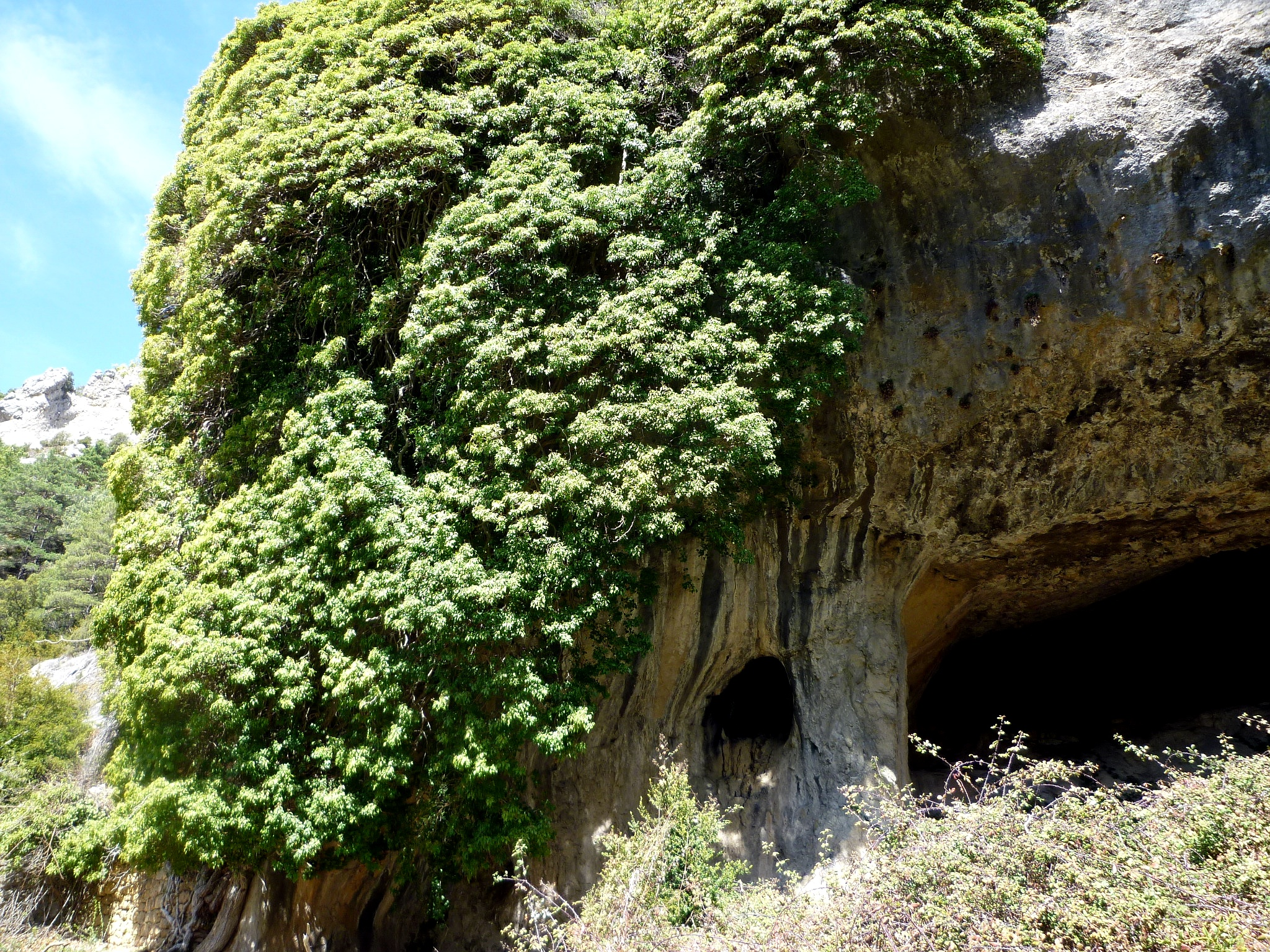
Hedera helix a la Coma i la Pedra (Solsonès)

- Hainardia cylindrica (Willd.) Greuter (poàcies)
- Halimium halimifolium (L.) Willk. in Willk. et Lange (cistàcies)
- Halimium umbellatum (L.) Spach (cistàcies)
- Haplophyllum linifolium (L.) G. Don f. (rutàcies)
- Hedera helix L. (Araliàcies)
- Hedypnois rhagadioloides (L.) F. W. Schmidt (asteràcies)
- Hedysarum boveanum Basiner (fabàcies)

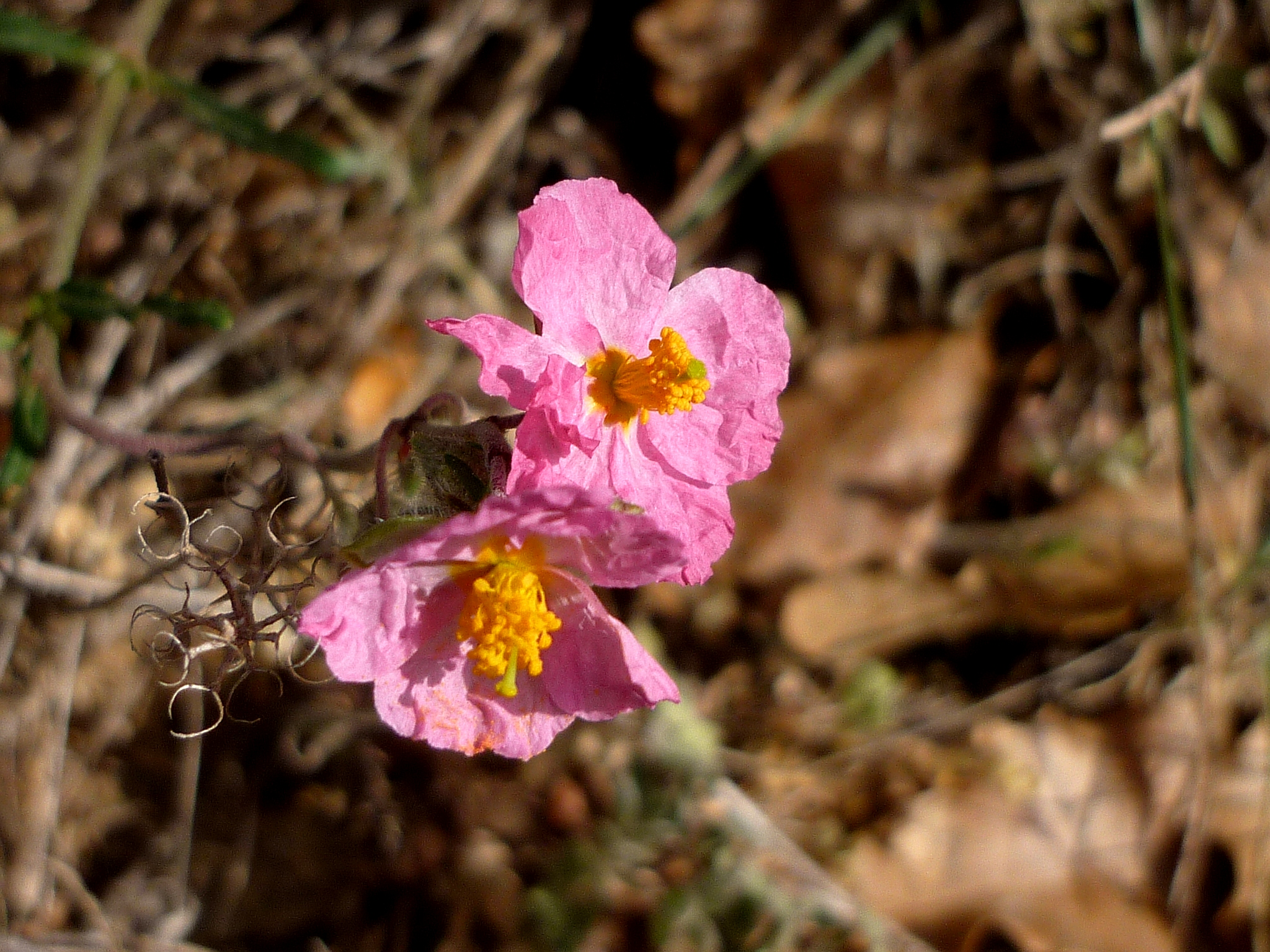
Helianthemum apenninum a Torà (Segarra)

- Hedysarum coronarium L. (fabàcies)
- Hedysarum spinosissimum L. (fabàcies)
- Helianthemum apenninum (L.) Mill. (cistàcies)
- Helianthemum canum (L.) Baumg. (cistàcies)
- Helianthemum guttatum (L.) Mill. (cistàcies)
- Helianthemum hirtum (L.) Mill. (cistàcies)

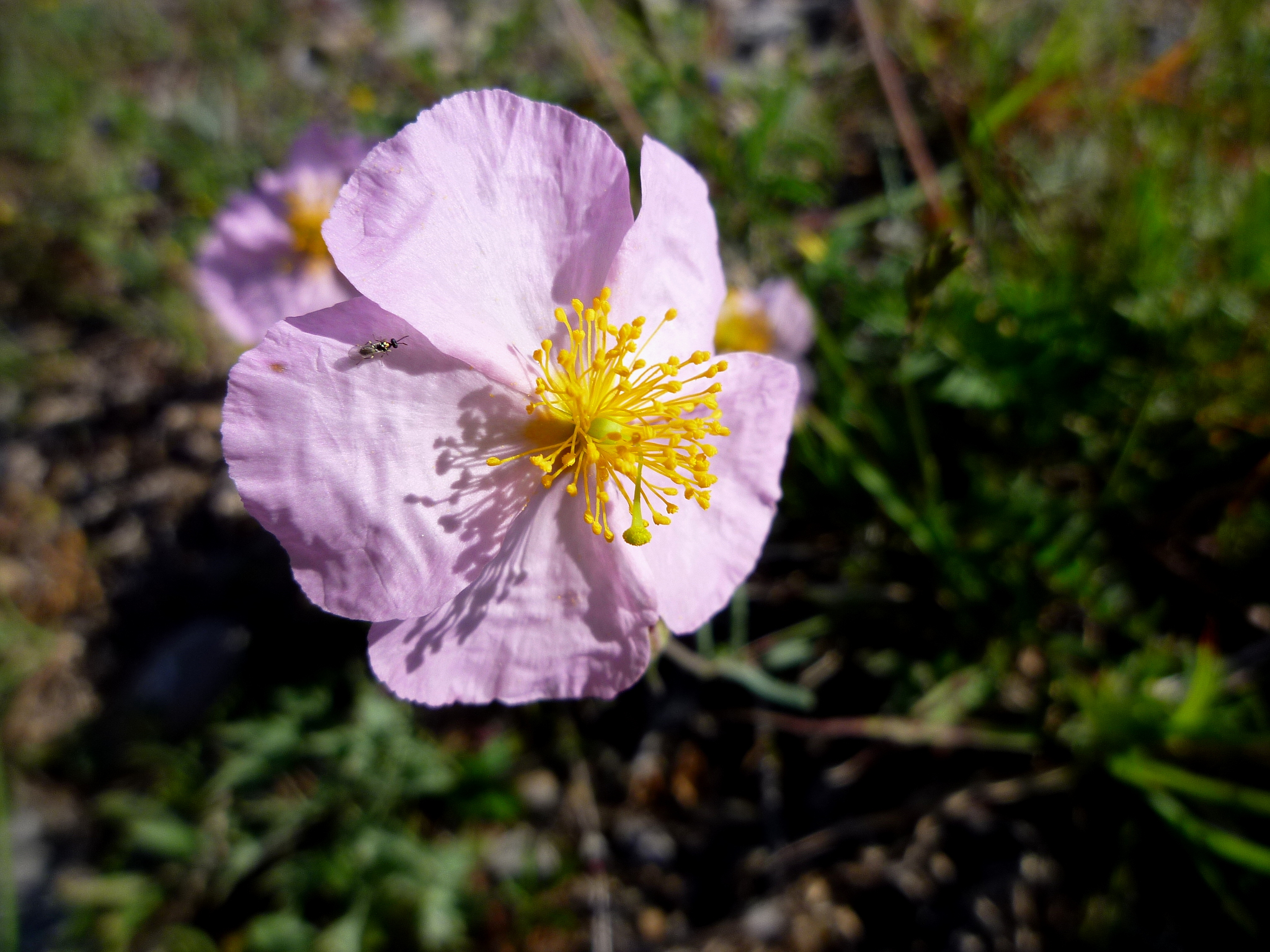
Helianthemum nummularium a Guixers (Solsonès)

- Helianthemum ledifolium (L.) Mill. (cistàcies)
- Helianthemum marifolium (L.) Mill. (cistàcies)
- Helianthemum nummularium (L.) Mill. (cistàcies)
- Helianthemum oelandicum (L.) DC. in Lam. et DC. (cistàcies)
- Helianthemum origanifolium (Lam.) Pers. (cistàcies)

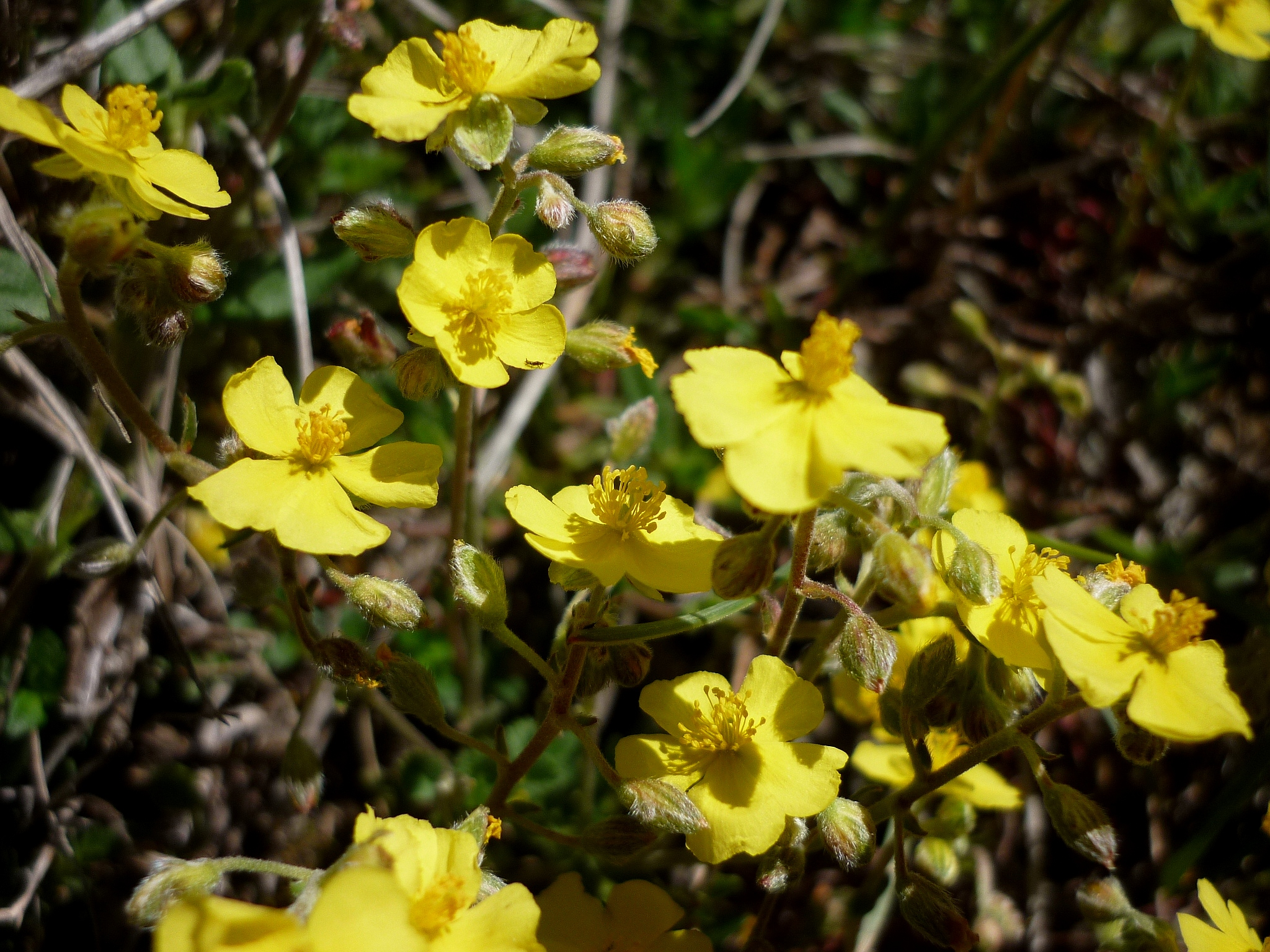
Helianthemum oelandicum a L'Alzina d'Alinyà (Alt Urgell)

- Helianthemum salicifolium (L.) Mill. (cistàcies)
- Helianthemum squamatum (L.) Pers. (cistàcies)
- Helianthemum syriacum (Jacq.) Dum.-Cours. (cistàcies)
- Helianthemum tuberaria (L.) Mill. (cistàcies)
- Helianthus tuberosus L. (asteràcies)
- Helichrysum italicum (Roth) G. Don f. in Loundon (asteràcies)

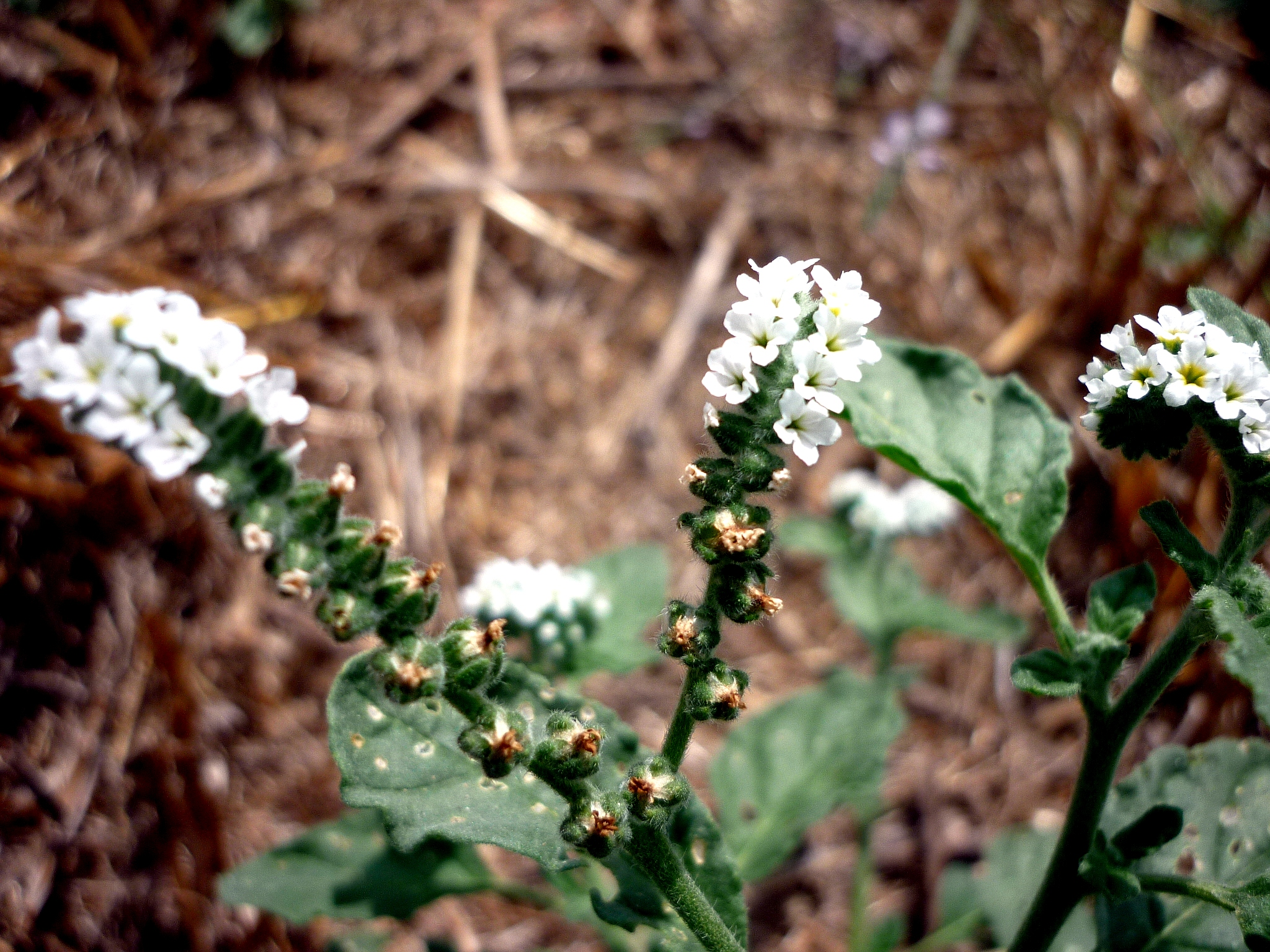
Heliotropium europaeum a Torà (Segarra)

- Helichrysum stoechas (L.) Moench (asteràcies)
- Helictotrichon filifolium (Lag.) Henrard (poàcies)
- Helictotrichon sedenense (DC.) J. Holub (poàcies)
- Heliotropium curassavicum L. (boraginàcies)
- Heliotropium europaeum L. (boraginàcies)
- Helleborus foetidus L. (ranunculàcies)
- Helleborus viridis L. (ranunculàcies)
- Hemerocallis fulva (L.) L. (liliàcies)
- Heracleum sphondylium L. (umbel·líferes)

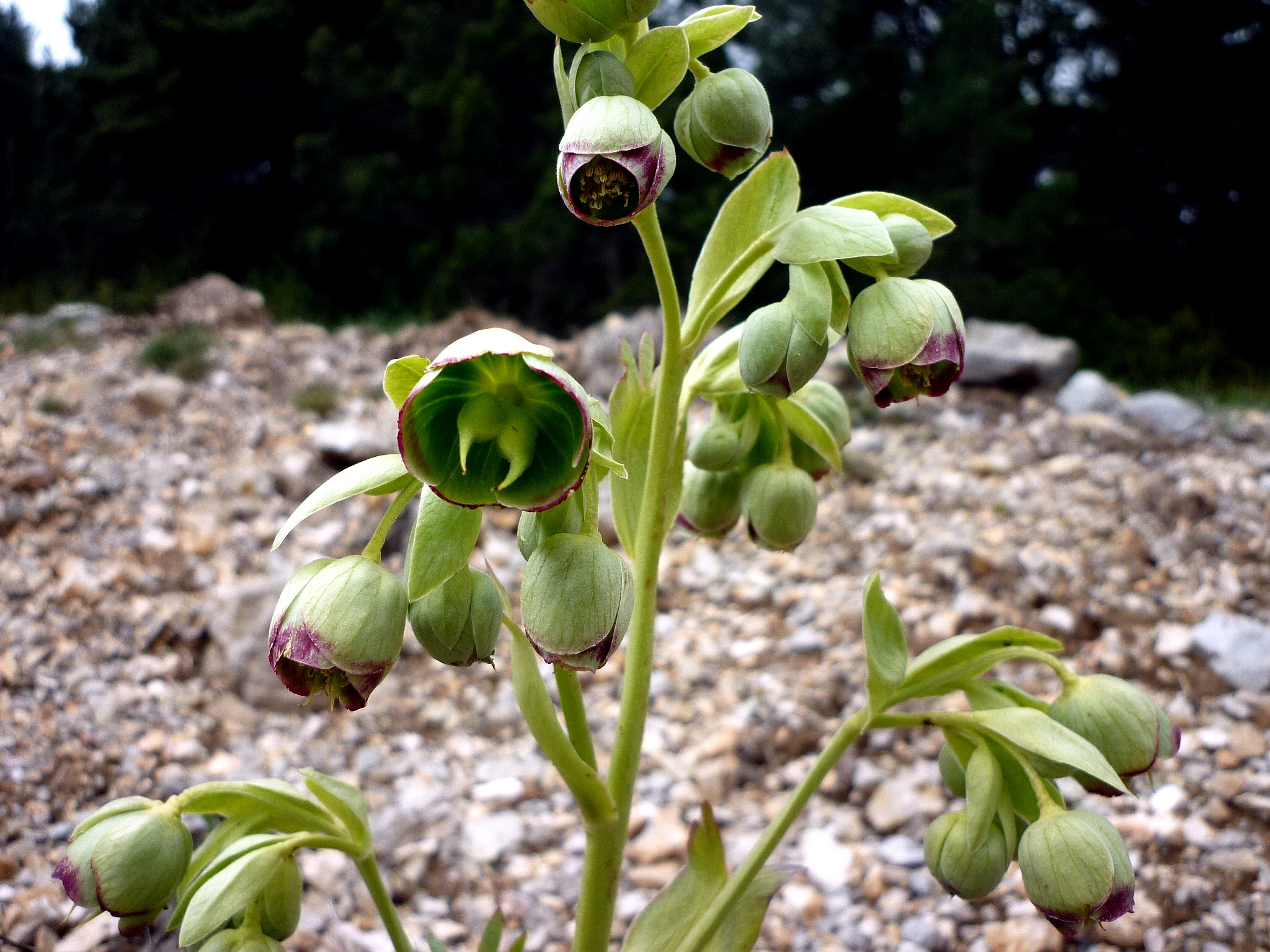
Helleborus foetidus a Odèn (Solsonès)

- Herniaria alpina Chaix (cariofil·làcies)
- Herniaria fruticosa L. (cariofil·làcies)
- Herniaria glabra L. (cariofil·làcies)
- Herniaria hirsuta L. (cariofil·làcies)
- Herniaria incana Lam. (cariofil·làcies)
- Hesperis laciniata All. (brassicàcies)
- Hesperis matronalis L. (brassicàcies)
- Heteropogon contortus (L.) Beauv. ex Roem. et Schultes (poàcies)
- Hibiscus trionum L. (malvàcies)
- Hieracium alatum Lapeyr. (asteràcies)
- Hieracium amplexicaule L. (asteràcies)
- Hieracium anchusoides Arv.-T. (asteràcies)
- Hieracium aragonense Scheele (asteràcies)
- Hieracium atropictum Arv.-T. et Gautier (asteràcies)
- Hieracium aymericianum Arv.-T. (asteràcies)
- Hieracium bauhini Bess. (asteràcies)
- Hieracium billyanum De Retz (asteràcies)
- Hieracium bourgaei Boiss. (asteràcies)
- Hieracium bowlesianum Arv.-T. et Gautier (asteràcies)
- Hieracium breviscapum DC. in Lam. et DC. (asteràcies)
- Hieracium briziflorum Arv.-T. (asteràcies)
- Hieracium candidum Scheele (asteràcies)
- Hieracium cantalicum Arv.-T. (asteràcies)
- Hieracium cavanillesianum Arv.-T. et Gautier (asteràcies)
- Hieracium cerinthoides L. (asteràcies)
- Hieracium chamaepicris Arv.-T. (asteràcies)
- Hieracium coleoidiforme Zahn (asteràcies)
- Hieracium colmeiroanum Arv.-T. et Gautier (asteràcies)
- Hieracium compositum Lap. (asteràcies)
- Hieracium cordatum Scheele ex Costa (asteràcies)
- Hieracium cordifolium Lap. (asteràcies)

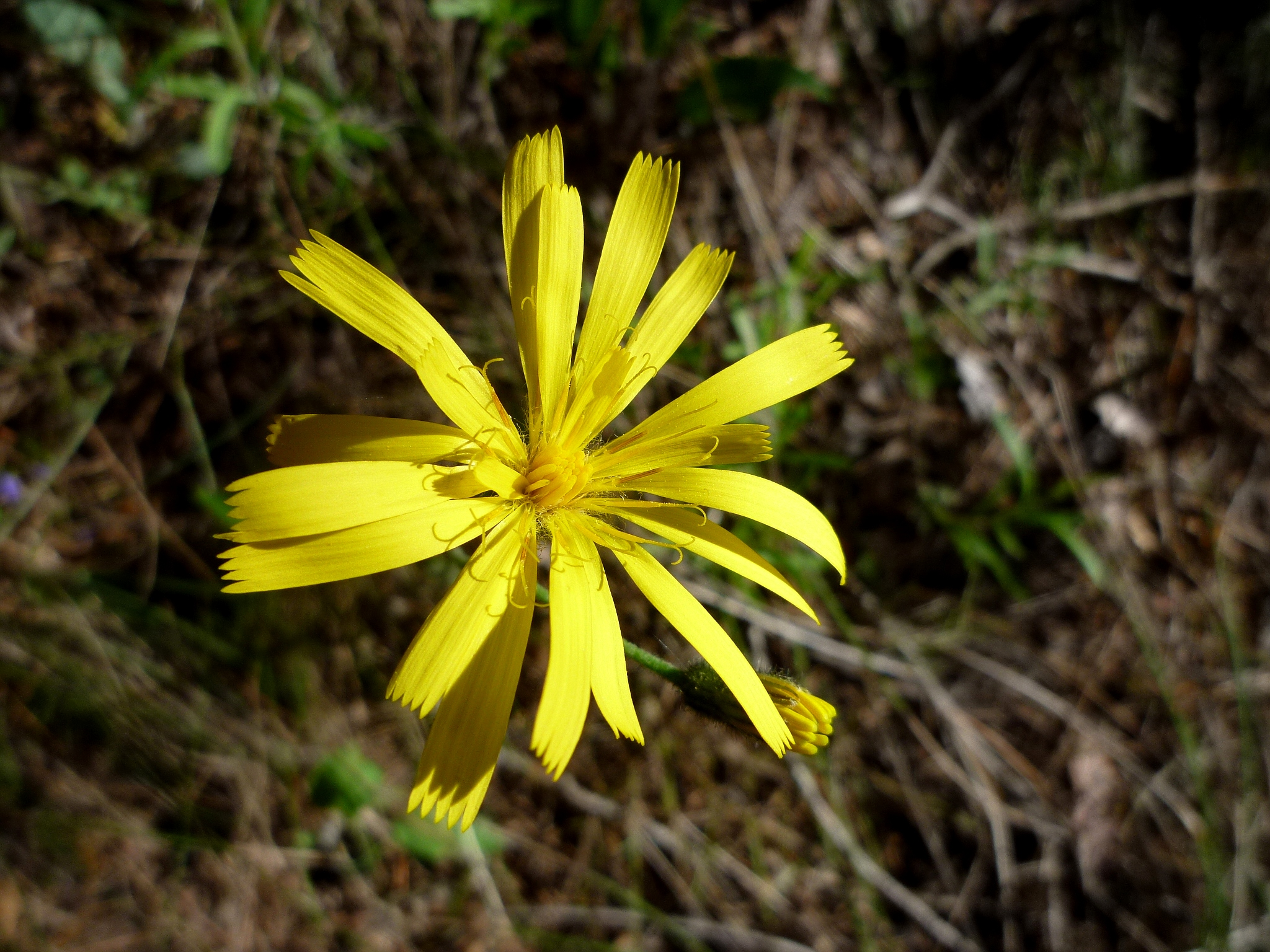
Hieracium glaucinum a la Coma i la Pedra (Solsonès)

- Hieracium crocatum Fries (asteràcies)
- Hieracium elisaeanum Arv.-T. ex Willk. (asteràcies)
- Hieracium eriopogon Arv.-T. et Gautier (asteràcies)
- Hieracium fontanesianum Arv.-T. et Gautier (asteràcies)
- Hieracium glaucinum Jord. (asteràcies)
- Hieracium glaucocerinthe Arv.-T. et Gautier (asteràcies)
- Hieracium glaucophyllum Scheele (asteràcies)
- Hieracium guadarramense Arv.-T. et Gautier (asteràcies)
- Hieracium hirsutum Bernh. ex Froel. (asteràcies)
- Hieracium humile Jacq. (asteràcies)
- Hieracium hypeuryum Peter (asteràcies)
- Hieracium inuliflorum Arv.-T. et Gautier (asteràcies)
- Hieracium inuloides Tausch (asteràcies)
- Hieracium juranum Fries (asteràcies)
- Hieracium lachenalii C. C. Gmel. (asteràcies)
- Hieracium lactucella Wallr. (asteràcies)
- Hieracium laevigatum Willd. (asteràcies)
- Hieracium lamprophyllum Scheele (asteràcies)
- Hieracium laniferum Cav. (asteràcies)
- Hieracium latifolium Froel. ex Link (asteràcies)
- Hieracium laurinum Arv.-T. (asteràcies)
- Hieracium lawsonii Vill. (asteràcies)
- Hieracium loeflingianum Arv.-T. et Gautier (asteràcies)
- Hieracium loretii Fries (asteràcies)
- Hieracium loscosianum Scheele (asteràcies)
- Hieracium maculatum Sm. in Sowerby (asteràcies)
- Hieracium mixtum Froel. in DC. (asteràcies)
- Hieracium murorum L. (asteràcies)
- Hieracium neohybridum Arv.-T. (asteràcies)
- Hieracium nobile Gren. et Godr. (asteràcies)
- Hieracium olivaceum Gren. et Godr. (asteràcies)
- Hieracium onosmoides Fries (asteràcies)
- Hieracium pallidiflorum Jord. ex Asch. (asteràcies)
- Hieracium pardoanum Arv.-T. et Gautier (asteràcies)
- Hieracium peleterianum Mérat (asteràcies)
- Hieracium periphanoides Zahn in Schinz et Keller (asteràcies)
- Hieracium phlomoides Froel. in DC. (asteràcies)
- Hieracium piliferum Hoppe (asteràcies)
- Hieracium pilosella L. (asteràcies)
- Hieracium pinicola Arv.-T. et Gautier (asteràcies)
- Hieracium prenanthoides Vill. (asteràcies)
- Hieracium pseudocerinthe (Gaud.) Koch (asteràcies)
- Hieracium pseudohybridum Arv.-T. (asteràcies)
- Hieracium pseudopilosella Ten. (asteràcies)
- Hieracium purpurascens Scheele ex Willk. et Lange (asteràcies)
- Hieracium queraltense Retz (asteràcies)
- Hieracium racemosum Waldst. et Kit. ex Willd. (asteràcies)
- Hieracium ramondii Griseb. (asteràcies)
- Hieracium ramosissimum Schleich. ex Hegetschw. (asteràcies)
- Hieracium rapunculoides Arv.-T. (asteràcies)
- Hieracium recoderi Retz (asteràcies)
- Hieracium rectum Griseb. (asteràcies)
- Hieracium rupicaprinum Arv.-T. et Gautier (asteràcies)
- Hieracium rupicola Jord. (asteràcies)
- Hieracium sabaudum L. (asteràcies)
- Hieracium salviifolium Arv.-T. et Gautier (asteràcies)
- Hieracium saxifragum Fries (asteràcies)
- Hieracium schmidtii Tausch (asteràcies)
- Hieracium solidagineum Fries (asteràcies)
- Hieracium sonchoides Arv.-T. (asteràcies)
- Hieracium souliei Arv.-T. et Gautier (asteràcies)
- Hieracium subsericeum Arv.-T. (asteràcies)
- Hieracium tardans Peter (asteràcies)
- Hieracium turritifolium Arv.-T. (asteràcies)
- Hieracium ucenicum Arv.-T. (asteràcies)
- Hieracium umbellatum L. (asteràcies)
- Hieracium umbrosum Jord. (asteràcies)
- Hieracium valirense Arv.-T. et Gautier (asteràcies)
- Hieracium vellereum Scheele ex Fries (asteràcies)
- Hieracium viride Arv.-T. (asteràcies)

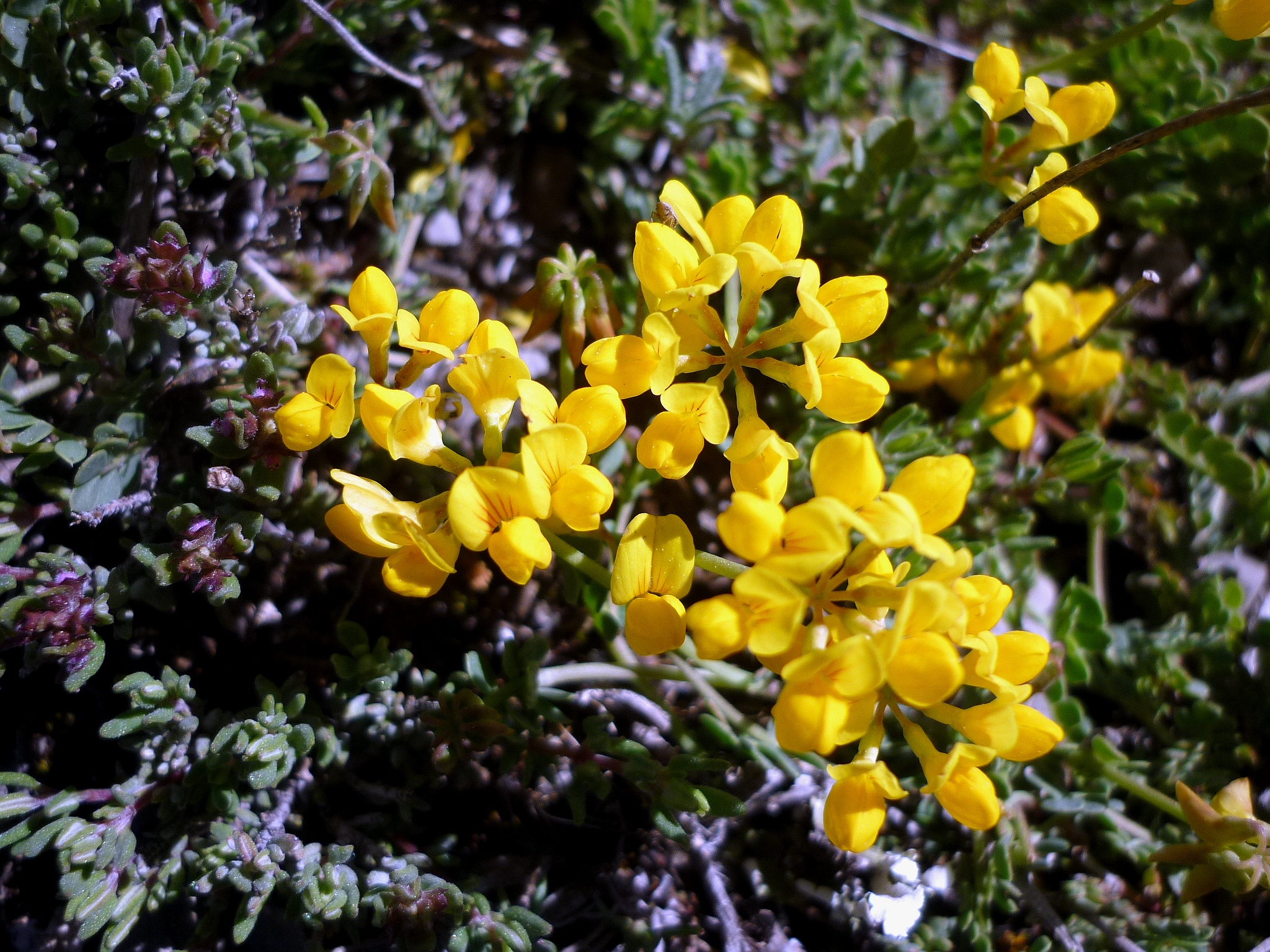
Hippocrepis comosa a L'Alzina d'Alinyà (Alt Urgell)

- Hieracium viscosum Arv.-T. (asteràcies)
- Hieracium vogesiacum (Kirschl.) Fries (asteràcies)
- Hierochloe odorata (L.) Beauv. (poàcies)
- Himantoglossum hircinum (L.) Spreng. (orquidàcies)
- Hippocrepis comosa L. (fabàcies)
- Hippocrepis multisiliquosa L. (fabàcies)
- Hippocrepis unisiliquosa L. (fabàcies)
- Hippuris vulgaris L. (Hippuridàcies)
- Hirschfeldia incana (L.) Lagrèze-Fossat (brassicàcies)
- Holcus lanatus L. (poàcies)
- Holcus mollis L. (poàcies)
- Holosteum umbellatum L. (cariofil·làcies)
- Homogyne alpina (L.) Cass. (asteràcies)
- Hordelymus europaeus (L.) C. O. Harz (poàcies)
- Hordeum marinum Huds. (poàcies)
- Hordeum murinum L. (poàcies)
- Hordeum secalinum Schreb. (poàcies)
- Horminum pyrenaicum L. (labiades)
- Hornungia petraea (L.) Reichenb. (brassicàcies)
- Hugueninia tanacetifolia (L.) Reichenb. (brassicàcies)
- Humulus lupulus L. (Cannabàcies)

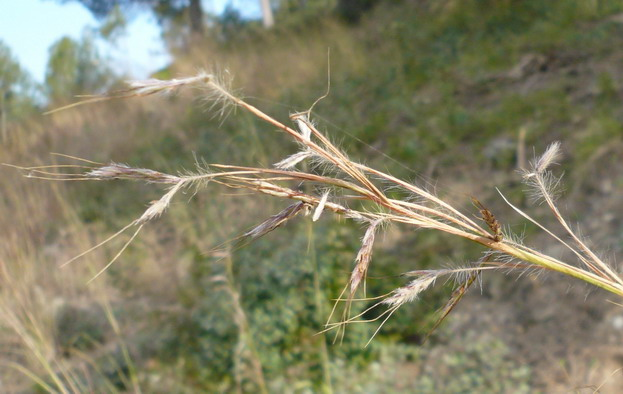
Hyparrhenia hirta a Collserola (Barcelonès)

- Hydrocharis morsus-ranae L. (Hidrocaritàcies)
- Hydrocotyle bonariensis Commerson ex Lam. (umbel·líferes)
- Hydrocotyle vulgaris L. (umbel·líferes)
- Hymenolobus procumbens (L.) Nutt. ex Torrey et A. Gray (brassicàcies)
- Hyoscyamus albus L. (solanàcies)
- Hyoscyamus niger L. (solanàcies)
- Hyoseris radiata L. (asteràcies)
- Hyoseris scabra L. (asteràcies)

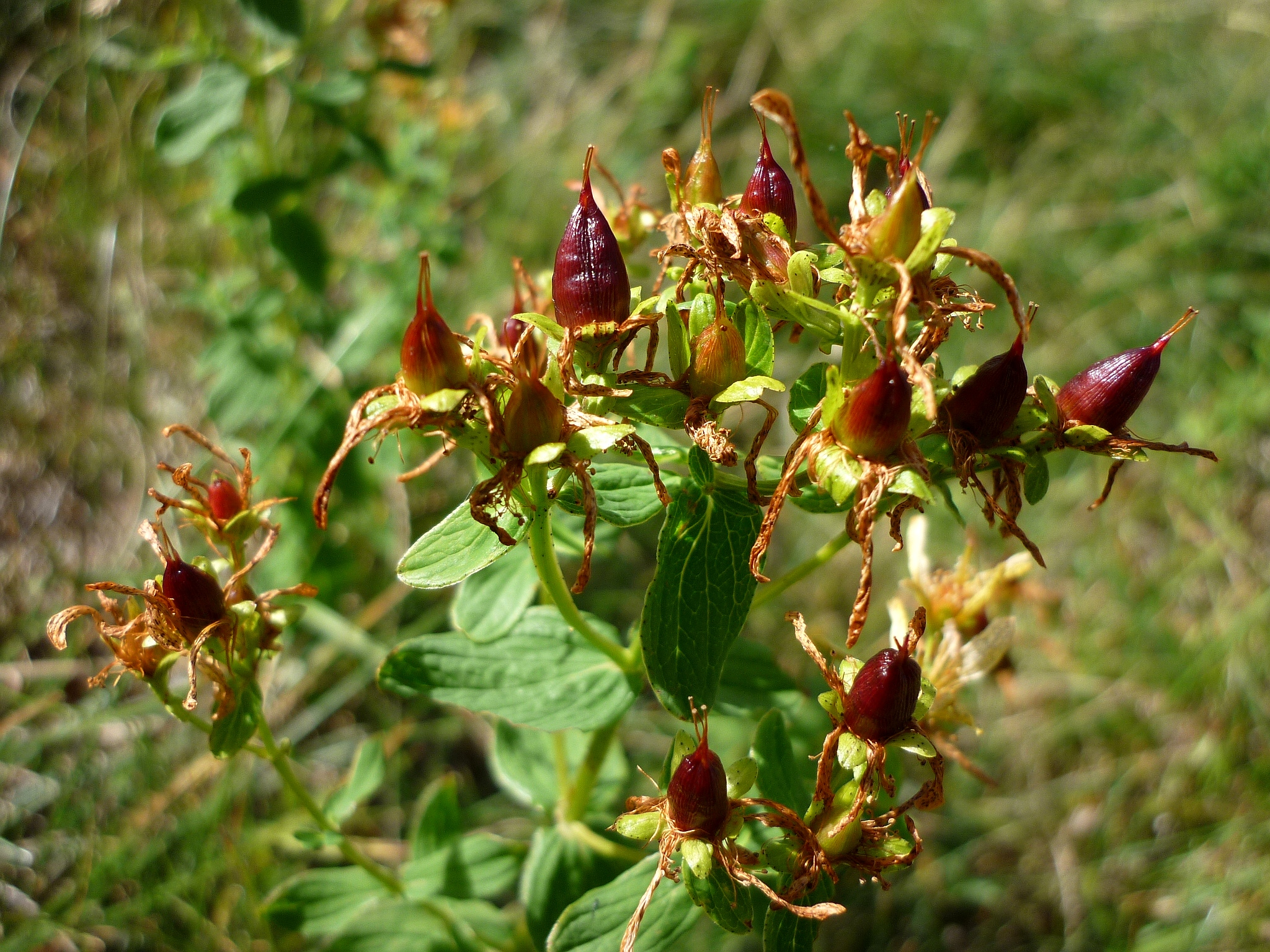
Hypericum montanum a Cabdella (Pallars Jussà)

- Hyparrhenia hirta (L.) Stapf in Oliver (poàcies)
- Hypecoum pendulum L. (papaveràcies)
- Hypecoum procumbens L. (papaveràcies)
- Hypericum androsaemum L. (Gutíferes)
- Hypericum caprifolium Boiss. (Gutíferes)
- Hypericum elodes L. (Gutíferes)
- Hypericum ericoides L. (Gutíferes)
- Hypericum hircinum L. (Gutíferes)
- Hypericum hirsutum L. (Gutíferes)
- Hypericum humifusum L. (Gutíferes)

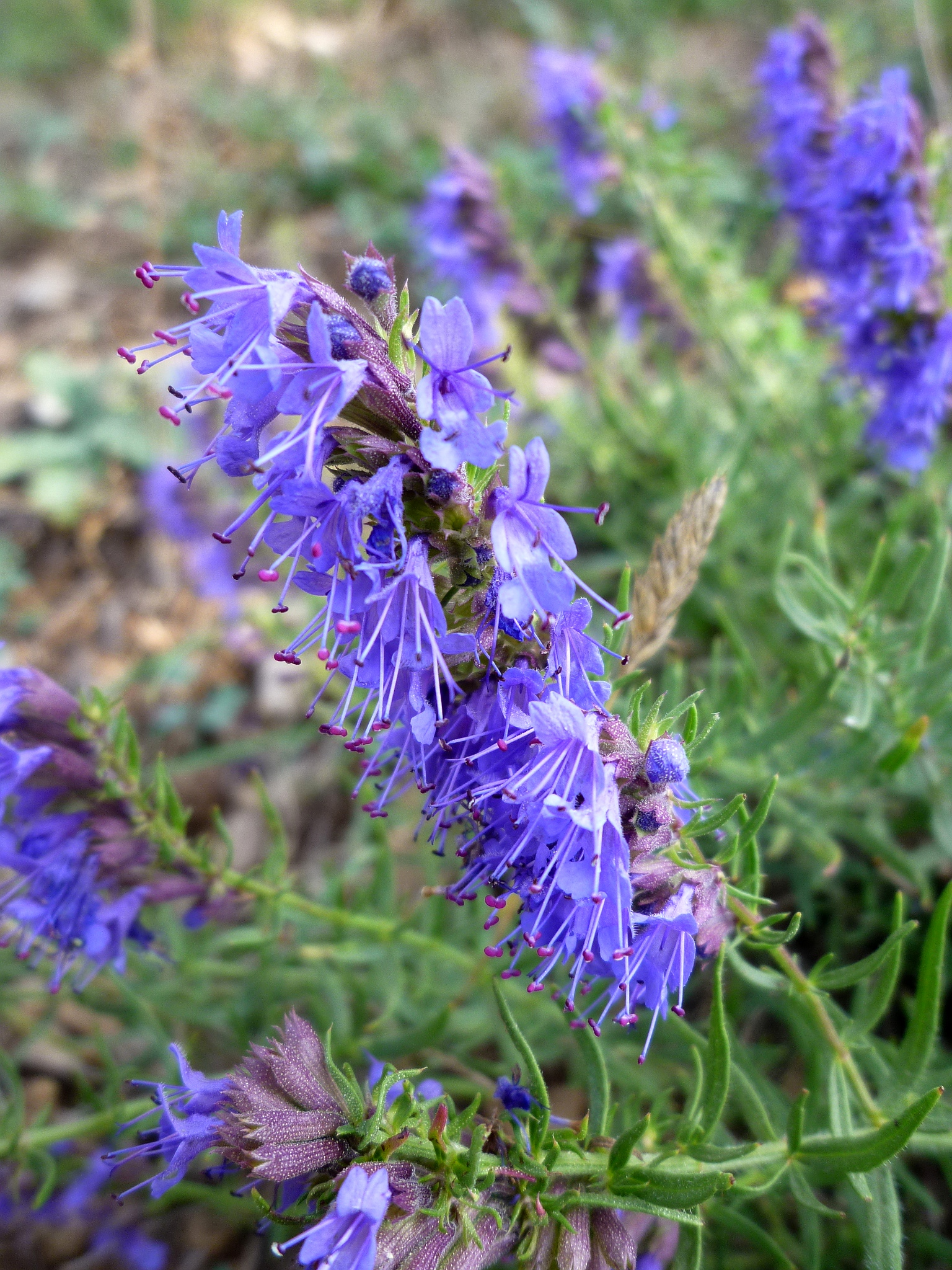
Hyssopus officinalis a Guixers (Solsonès)

- Hypericum hyssopifolium Chaix. (Gutíferes)
- Hypericum maculatum Crantz (Gutíferes)
- Hypericum montanum L. (Gutíferes)
- Hypericum nummularium L. (Gutíferes)
- Hypericum perforatum L. (Gutíferes)
- Hypericum pulchrum L. (Gutíferes)
- Hypericum richeri Vill. (Gutíferes)
- Hypericum tetrapterum Fries (Gutíferes)
- Hypericum tomentosum L. (Gutíferes)
- Hypochaeris glabra L. (asteràcies)
- Hypochaeris maculata L. (asteràcies)
- Hypochaeris radicata L. (asteràcies)
- Hyssopus officinalis L. (labiades)

## I
| Índex: A B C D E F G H I J K L M N O P Q R S T U V W X Y Z — Especials Inici — vegeu també — enllaços externs |

- Iberis amara L. (brassicàcies)

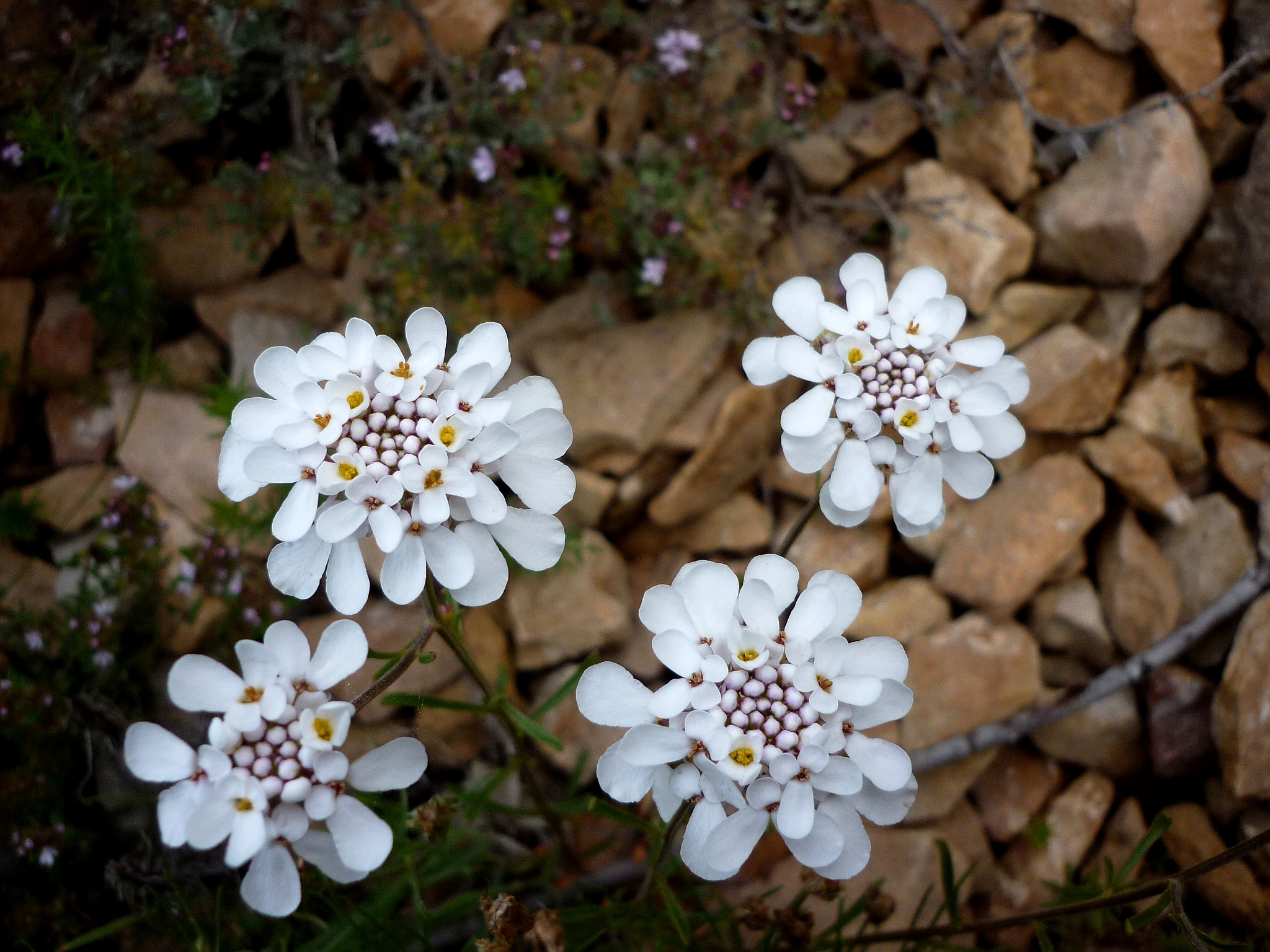
Iberis sempervirens a L'Alzina d'Alinyà (Alt Urgell)

- Iberis ciliata All. (brassicàcies)
- Iberis linifolia L. (brassicàcies)
- Iberis pinnata L. (brassicàcies)
- Iberis saxatilis L. (brassicàcies)
- Iberis sempervirens L. (brassicàcies)
- Iberis spathulata DC. in Lam. et DC. (brassicàcies)

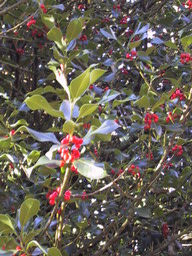
Ilex aquifolium al Montseny (Selva)

- Ilex aquifolium L. (Aquifoliàcies)
- Impatiens balfourii Hook f. (Balsaminàcies)
- Impatiens glandulifera Royle (Balsaminàcies)
- Impatiens noli-tangere L. (Balsaminàcies)
- Imperata cylindrica (L.) Räuschel (poàcies)
- Inula conyza DC. (asteràcies)
- Inula graveolens (L.) Desf. (asteràcies)
- Inula helenium L. (asteràcies)
- Inula helvetica G.H. Weber (asteràcies)
- Inula hirta L. (asteràcies)

- Inula montana L. (asteràcies)
- Inula salicina L. (asteràcies)

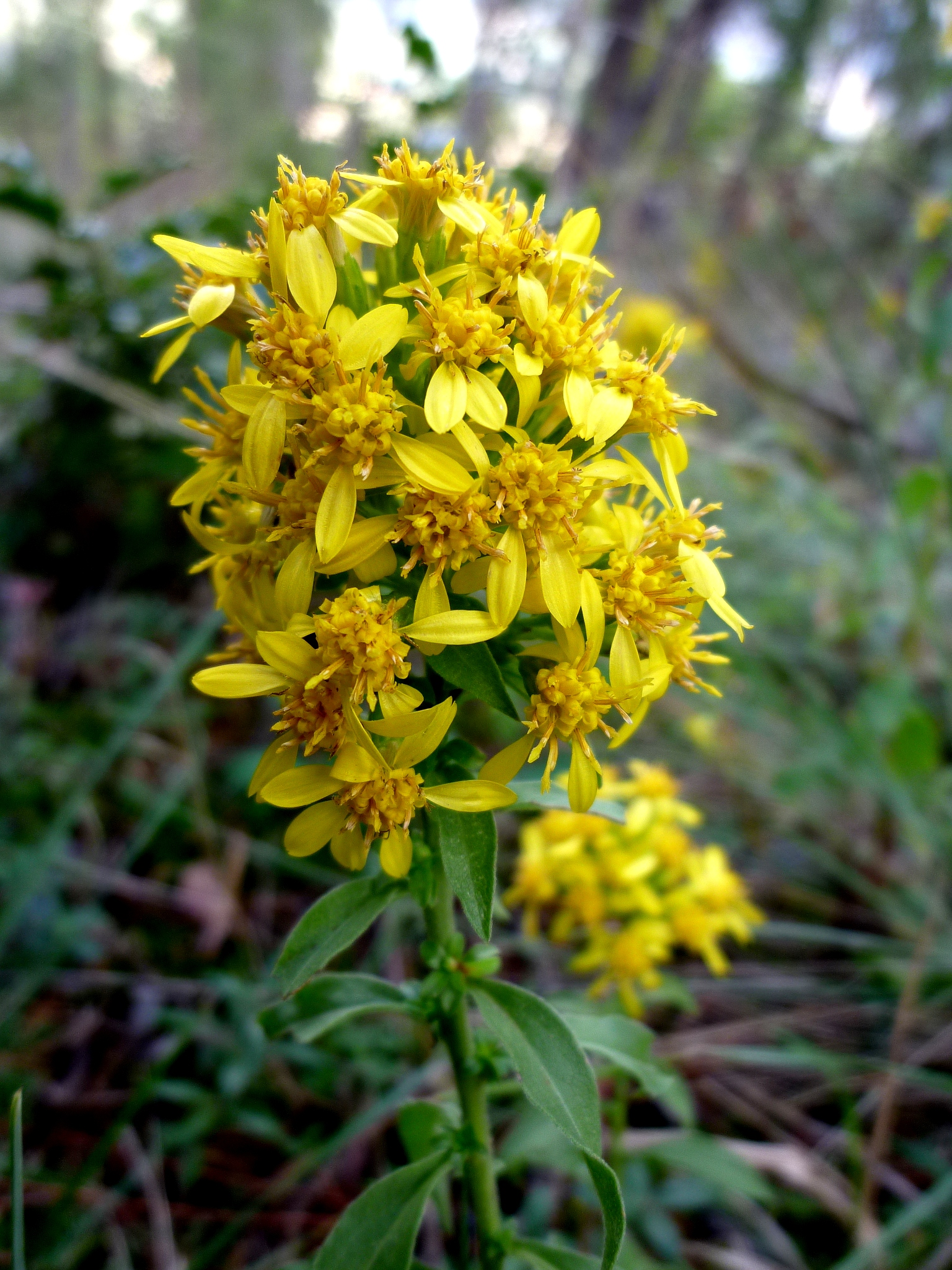
Inula viscosa a Lladurs (Solsonès)

- Inula spiraeifolia L. (asteràcies)
- Inula viscosa (L.) Ait. (asteràcies)
- Ipomoea indica (Burm.) Merr. (convolvulàcies)

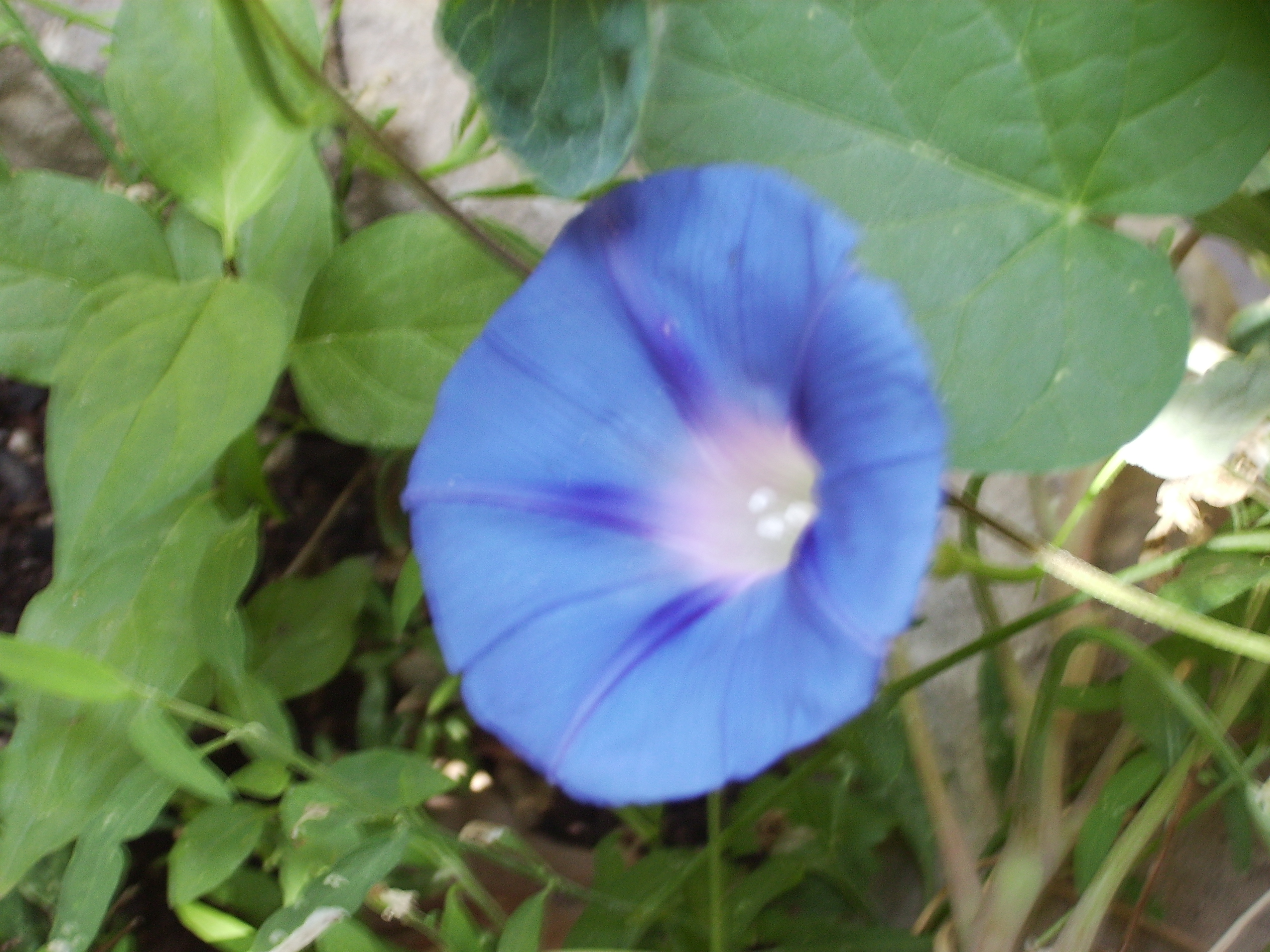
Ipomoea purpurea a Castelltallat (Bages)

- Ipomoea purpurea Roth (convolvulàcies)
- Ipomoea sagittata Poiret (convolvulàcies)
- Iris foetidissima L. (Iridàcies)
- Iris germanica L. (Iridàcies)
- Iris latifolia (Mill.) Voss (Iridàcies)
- Iris lutescens Lam. (Iridàcies)
- Iris pseudacorus L. (Iridàcies)
- Iris spuria L. (Iridàcies)
- Iris xiphium L. (Iridàcies)
- Isatis tinctoria L. (brassicàcies)
- Isoetes brochonii Motelay (Isoetàcies)
- Isoetes duriei Bory (Isoetàcies)
- Isoetes echinospora Durieu (Isoetàcies)
- Isoetes histrix Bory (Isoetàcies)
- Isoetes lacustris L. (Isoetàcies)
- Isoetes setacea Lam. (Isoetàcies)
- Isoetes velata A. Br. (Isoetàcies)
- Isopyrum thalictroides L. (ranunculàcies)

## J
| Índex: A B C D E F G H I J K L M N O P Q R S T U V W X Y Z — Especials Inici — vegeu també — enllaços externs |

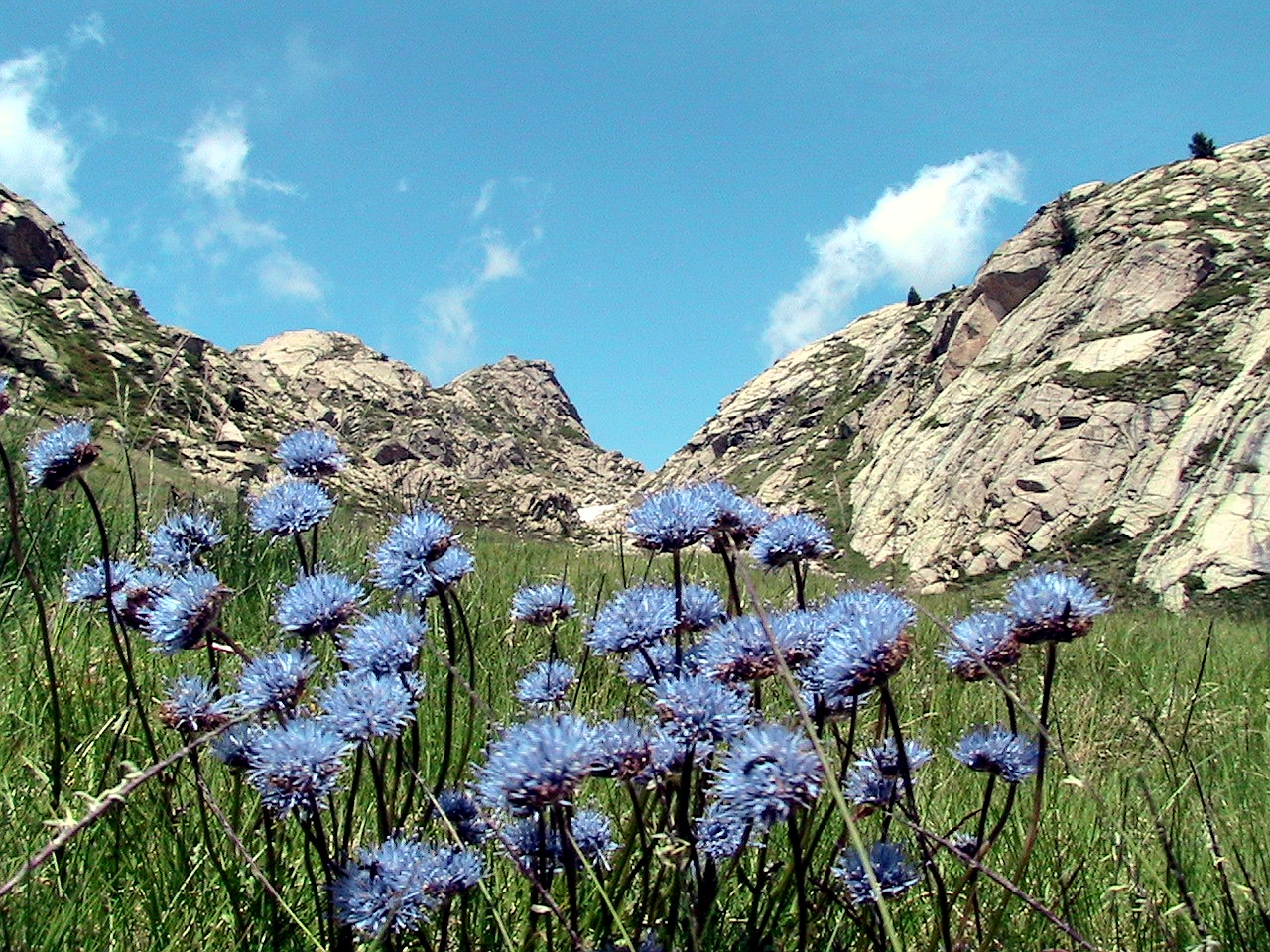
Jasione crispa, a Cabdella (Pallars Jussà)

- Jasione crispa (Pourr.) Samp. (campanulàcies)
- Jasione laevis Lam. (campanulàcies)
- Jasione montana L. (campanulàcies)
- Jasminum fruticans L. (oleàcies)
- Jasonia saxatilis (Lam.) Guss. (asteràcies)

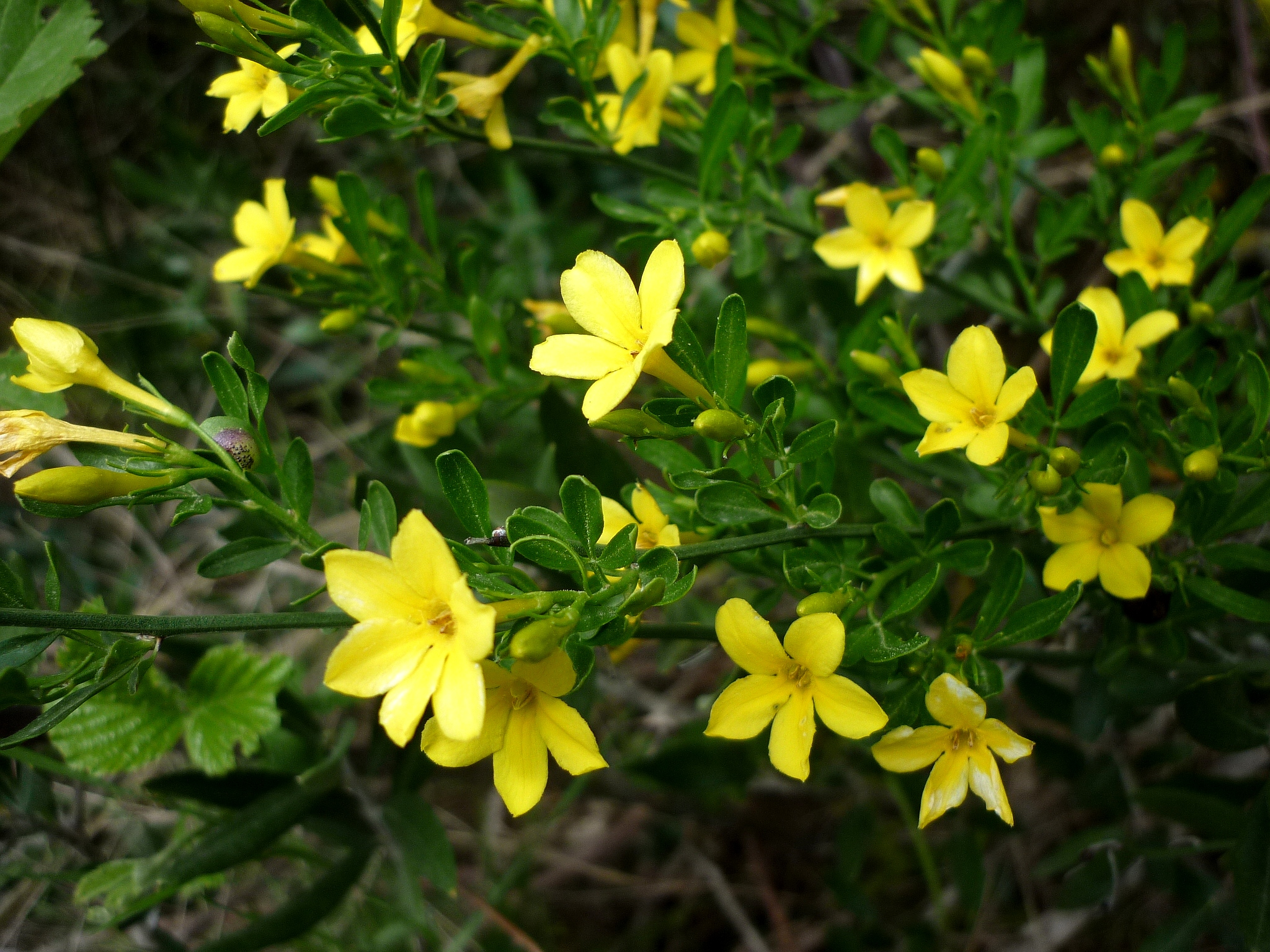
Jasminum fruticans, a Torà (Segarra)

- Jasonia tuberosa (L.) DC. (asteràcies)
- Juglans regia L. (Juglandàcies)
- Juncus acutiflorus Ehrh. ex Hoffm. (juncàcies)
- Juncus acutus L. (juncàcies)
- Juncus alpinus Vill. (juncàcies)
- Juncus arcticus Willd. (juncàcies)
- Juncus articulatus L. (juncàcies)
- Juncus balticus Willd. (juncàcies)
- Juncus bufonius L. (juncàcies)
- Juncus bulbosus L. (juncàcies)
- Juncus capitatus Weigel (juncàcies)
- Juncus compressus Jacq. (juncàcies)
- Juncus conglomeratus L. (juncàcies)
- Juncus effusus L. (juncàcies)

- Juncus filiformis L. (juncàcies)

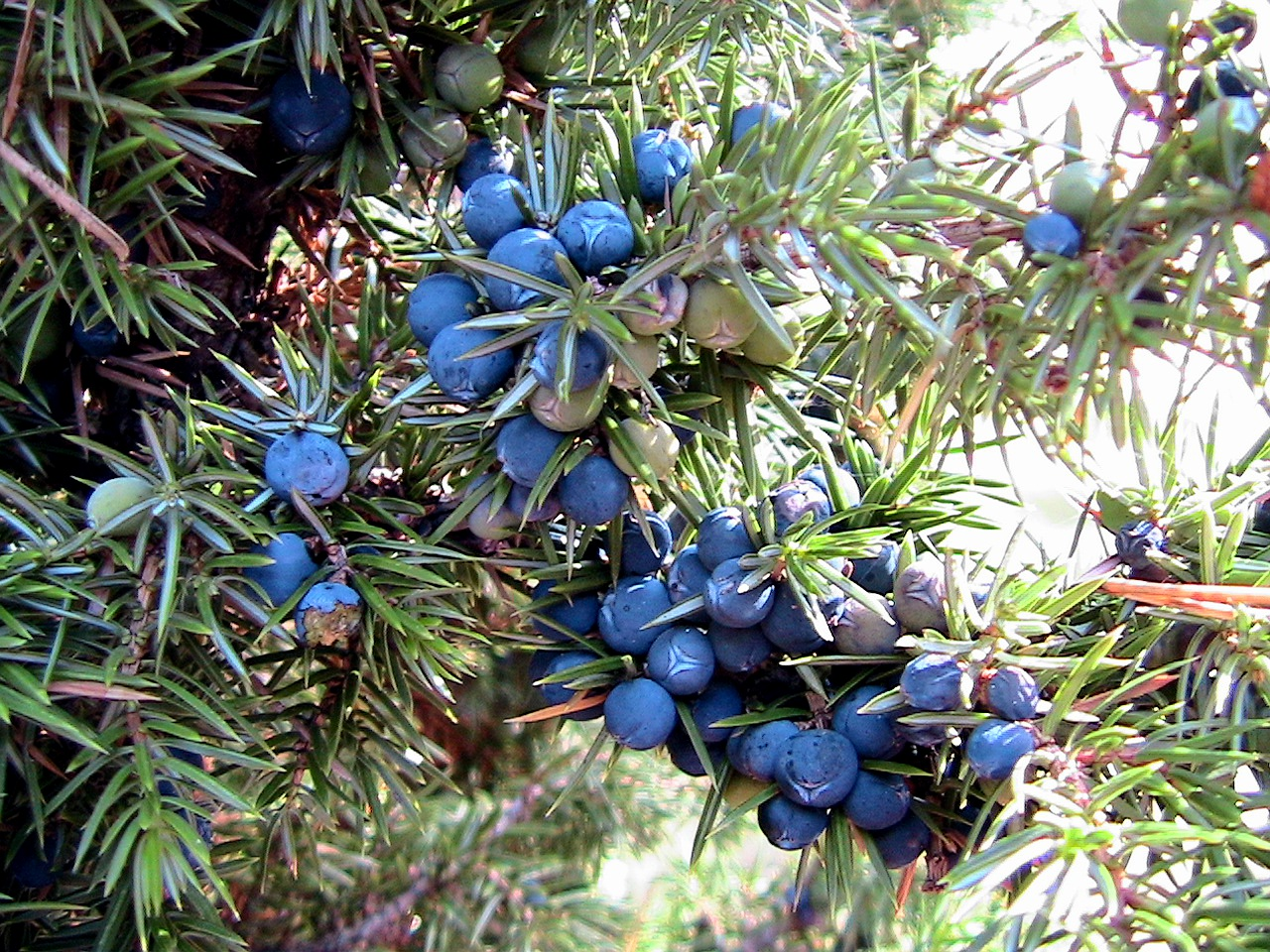
Juniperus communis, a Odèn (Solsonès)

- Juncus fontanesii Gay in Laharpe (juncàcies)
- Juncus heterophyllus Duf. (juncàcies)
- Juncus inflexus L. (juncàcies)
- Juncus maritimus Lam. (juncàcies)
- Juncus pseudacutus Pau (juncàcies)

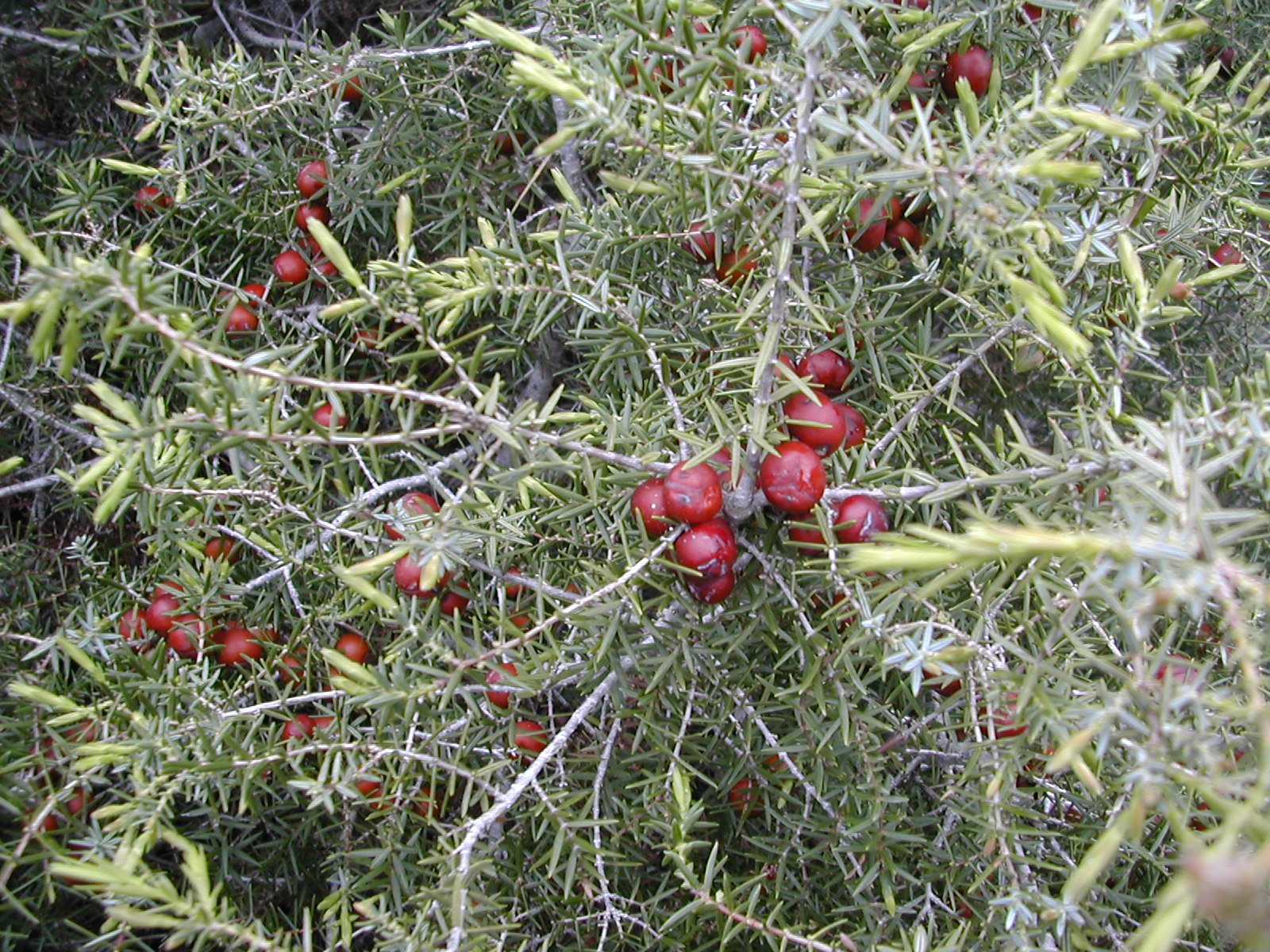
Juniperus oxycedrus, a Ametlla de Mar (Baix Ebre)

- Juncus pygmaeus L. C. M. Richard in Thuill. (juncàcies)
- Juncus squarrosus L. (juncàcies)
- Juncus striatus Schousb. ex E. H. F. Meyer (juncàcies)
- Juncus subnodulosus Schrank (juncàcies)
- Juncus subulatus Forsk. (juncàcies)
- Juncus tenageia Ehrh. ex L. fil. (juncàcies)

- Juncus tenageia L. f. (juncàcies)
- Juncus tenuis Willd. (juncàcies)
- Juncus trifidus L. (juncàcies)
- Juncus triglumis L. (juncàcies)

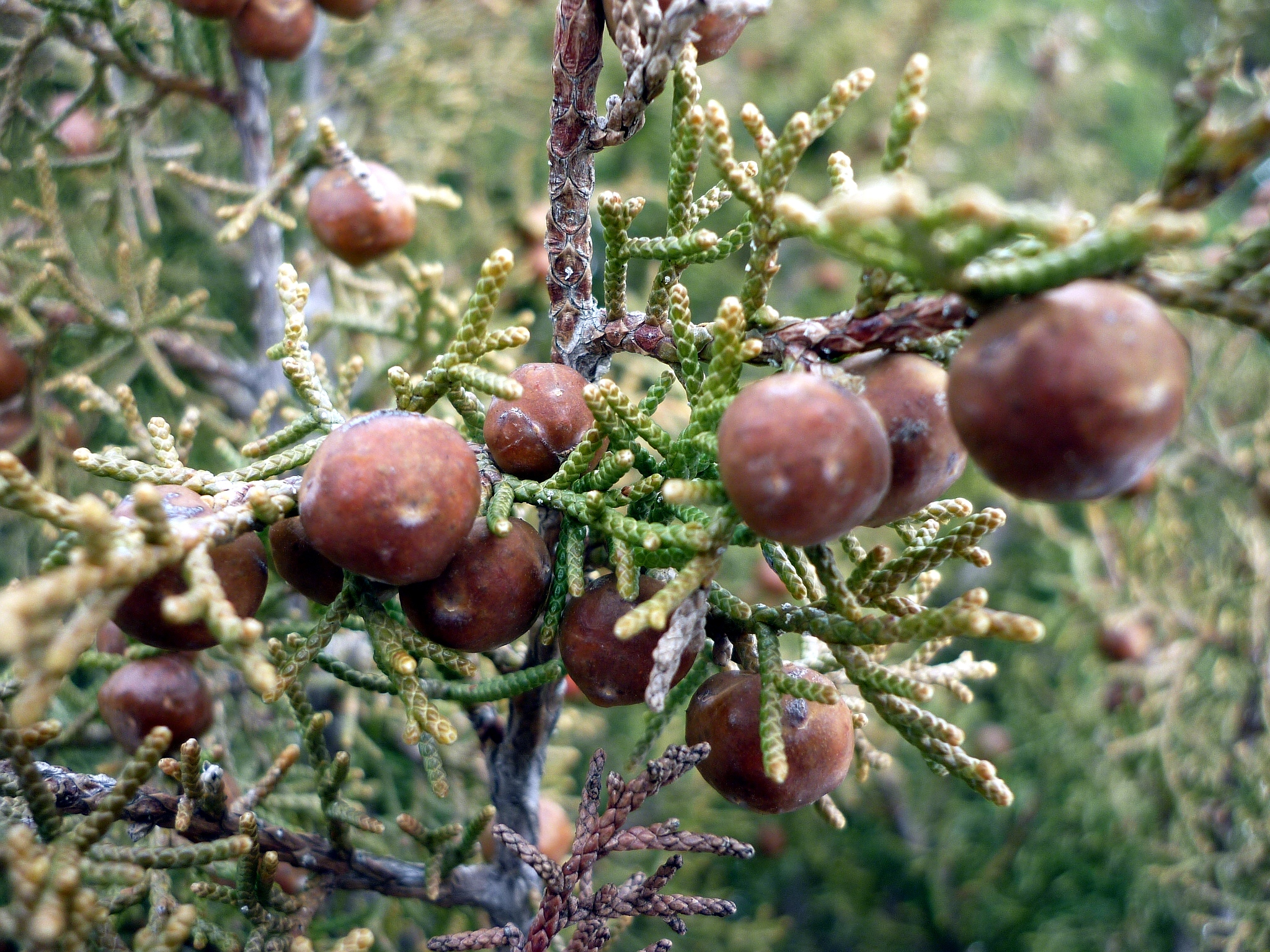
Juniperus phoenicea, a Lladurs (Solsonès)

- Juniperus communis L. (cupressàcies)
- Juniperus oxycedrus L. (cupressàcies)
- Juniperus phoenicea L. (cupressàcies)
- Juniperus sabina L. (cupressàcies)
- Jurinea humilis (Desf.) DC. (asteràcies)

## K
| Índex: A B C D E F G H I J K L M N O P Q R S T U V W X Y Z — Especials Inici — vegeu també — enllaços externs |

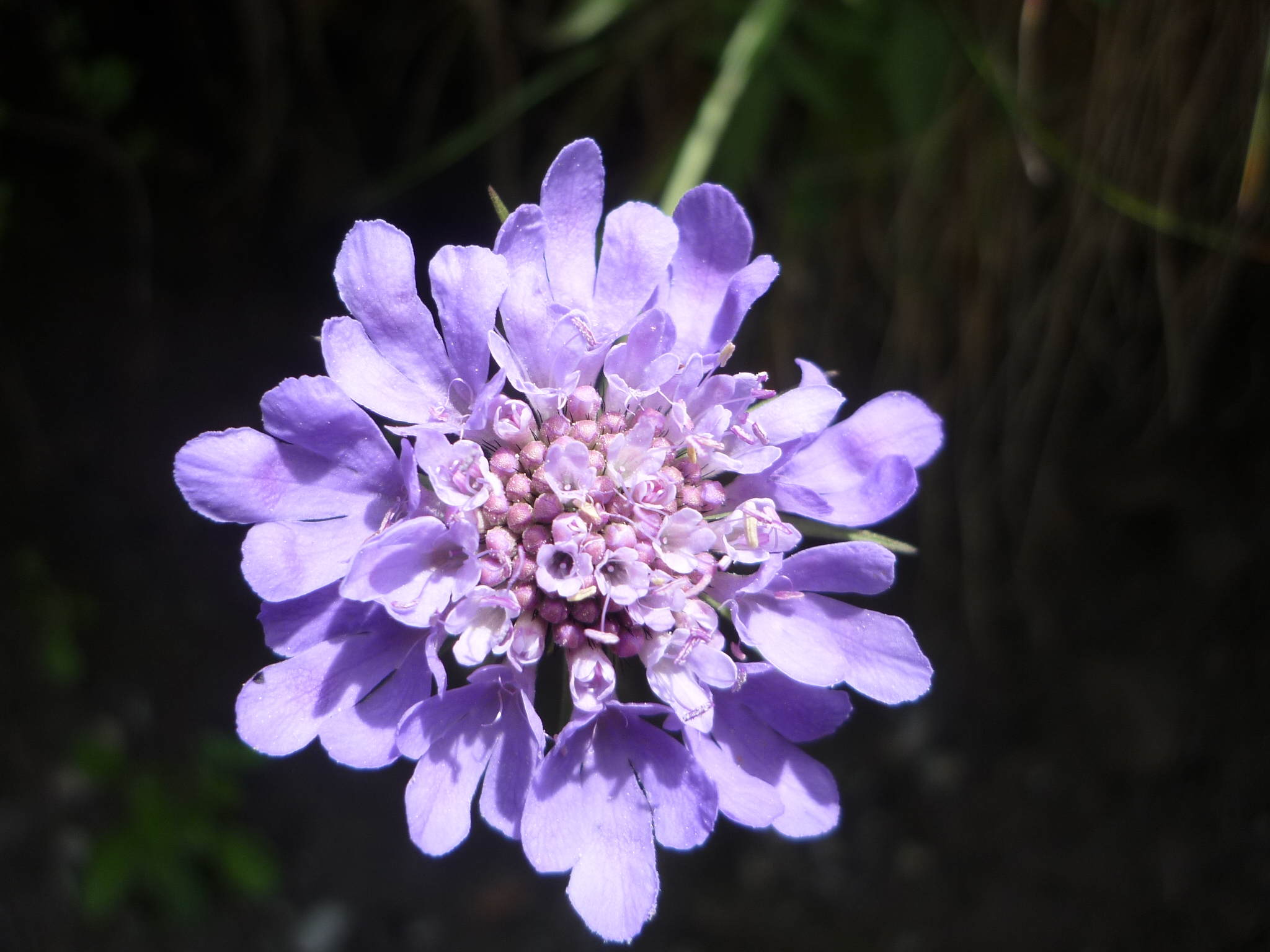
Knautia arvensis, a Vielha e Mijaran (Val d'Aran)

- Kernera saxatilis (L.) Sweet (brassicàcies)
- Knautia arvensis (L.) Coult. (dipsacàcies)
- Knautia dipsacifolia Kreutzer (dipsacàcies)
- Knautia godetii Reut. (dipsacàcies)
- Knautia integrifolia (L.) Bertol. (dipsacàcies)
- Kobresia myosuroides (Vill.) Fiori (ciperàcies)
- Kobresia simpliciuscula (Wahlenb.) Mackenzie (ciperàcies)
- Kochia prostrata (L.) Schrad. (quenopodiàcies)
- Kochia scoparia (L.) Schrad. (quenopodiàcies)
- Koeleria macrantha (Ledeb.) Schultes in Schultes et Schultes f. (poàcies)
- Koeleria phleoides (Vill.) Pers. (poàcies)
- Koeleria pubescens (Lam.) Beauv. (poàcies)
- Koeleria pyramidata (Lam.) Beauv. (poàcies)
- Koeleria splendens C. Presl (poàcies)
- Koeleria vallesiana (Honckeny) Gaud. (poàcies)
- Kosteletzkya pentacarpos (L.) Ledeb. (malvàcies)

## L
| Índex: A B C D E F G H I J K L M N O P Q R S T U V W X Y Z — Especials Inici — vegeu també — enllaços externs |

- Lactuca perennis L. (asteràcies)
- Lactuca saligna L. (asteràcies)
- Lactuca serriola L. (asteràcies)

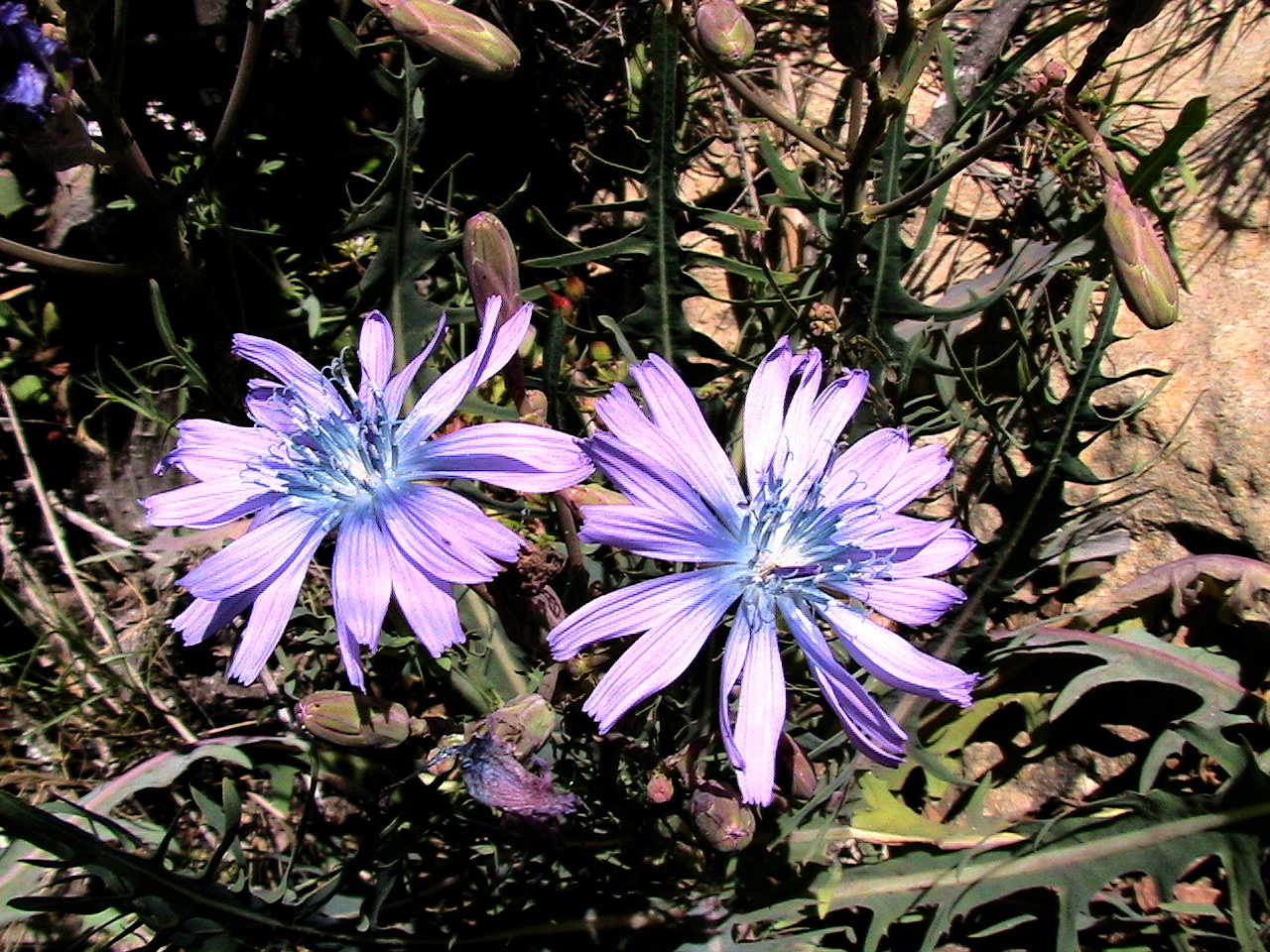
Lactuca perennis a Camarasa (Noguera)

- Lactuca tenerrima Pourr. (asteràcies)
- Lactuca viminea (L.) J. et C. Presl (asteràcies)

- Lactuca virosa L. (asteràcies)
- Lagurus ovatus L. (poàcies)

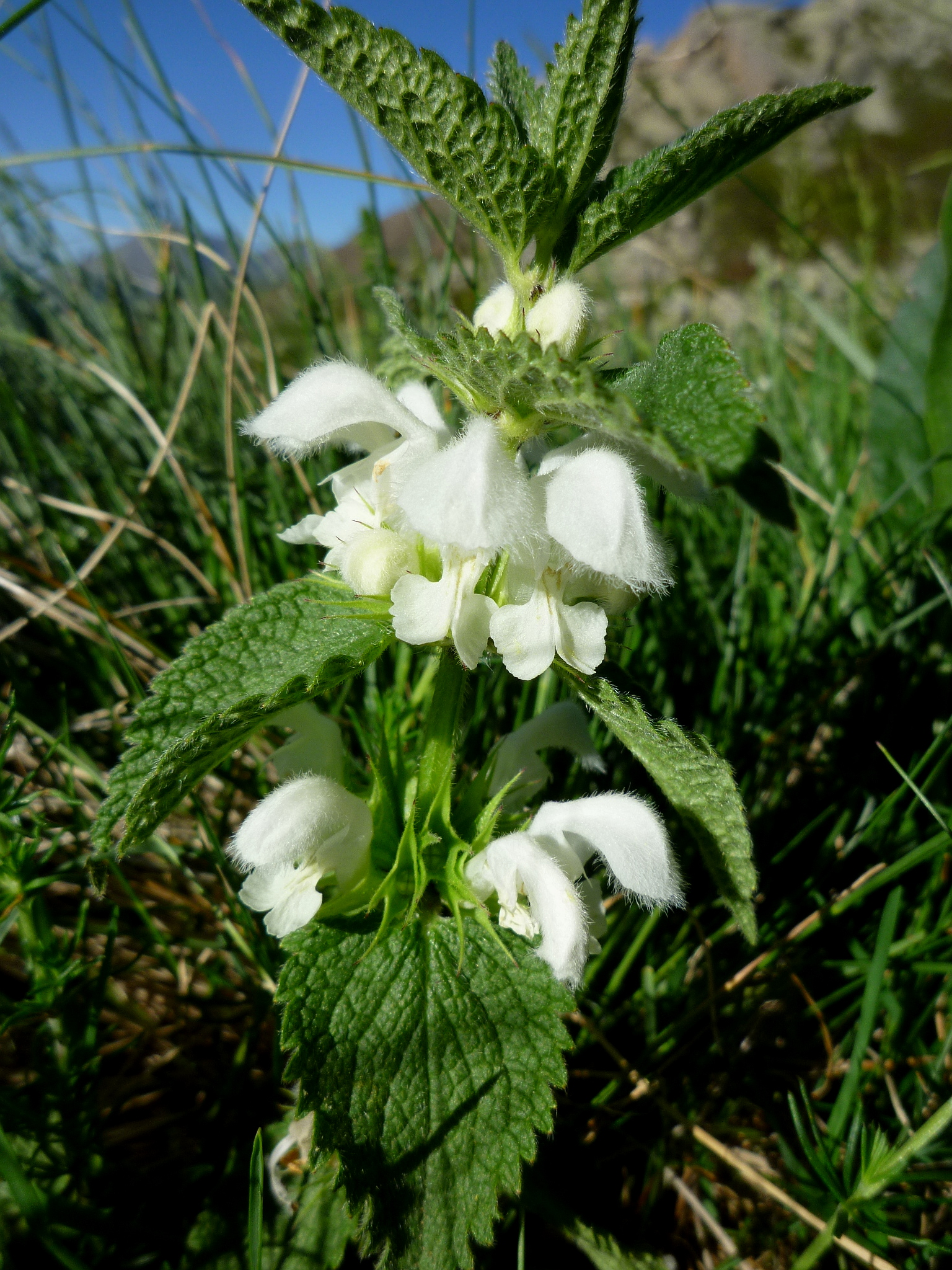
Lamium album a Cabdella (Pallars Jussà)

- Lamarckia aurea (L.) Moench (poàcies)
- Lamium album L. (labiades)
- Lamium amplexicaule L. (labiades)
- Lamium flexuosum Ten. (labiades)
- Lamium galeobdolon (L.) L. (labiades)
- Lamium garganicum L. (labiades)
- Lamium hybridum Vill. (labiades)
- Lamium maculatum L. (labiades)
- Lamium purpureum L. (labiades)

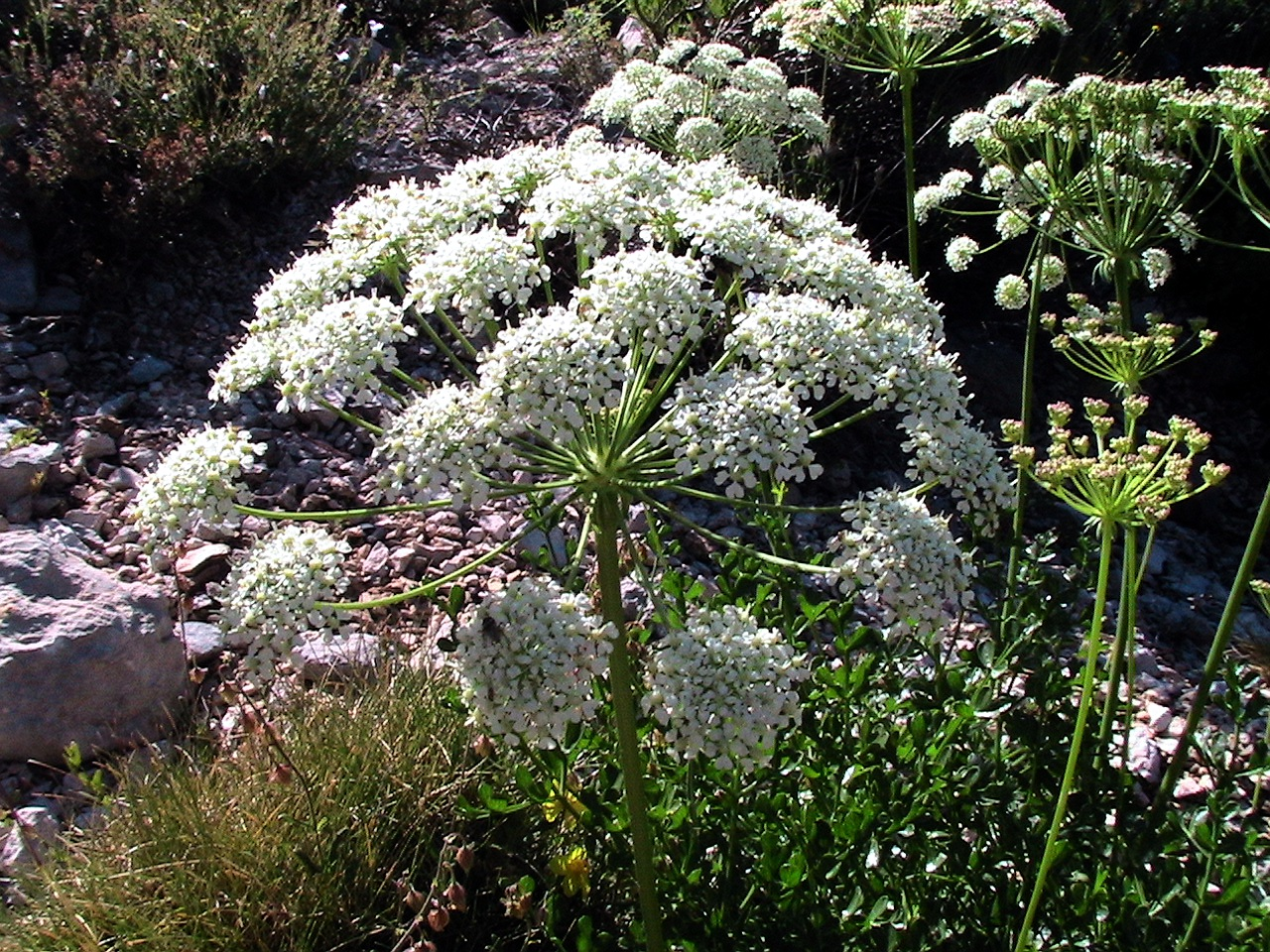
Laserpitium gallicum a Guixers (Solsonès)

- Lappula deflexa (Wahlenb.) Garcke (boraginàcies)
- Lappula squarrosa (Retz.) Dumort. (boraginàcies)
- Lapsana communis L. (asteràcies)
- Laserpitium gallicum L. (umbel·líferes)
- Laserpitium latifolium L. (umbel·líferes)
- Laserpitium nestleri Soyer-Will. (umbel·líferes)
- Laserpitium siler L. (umbel·líferes)

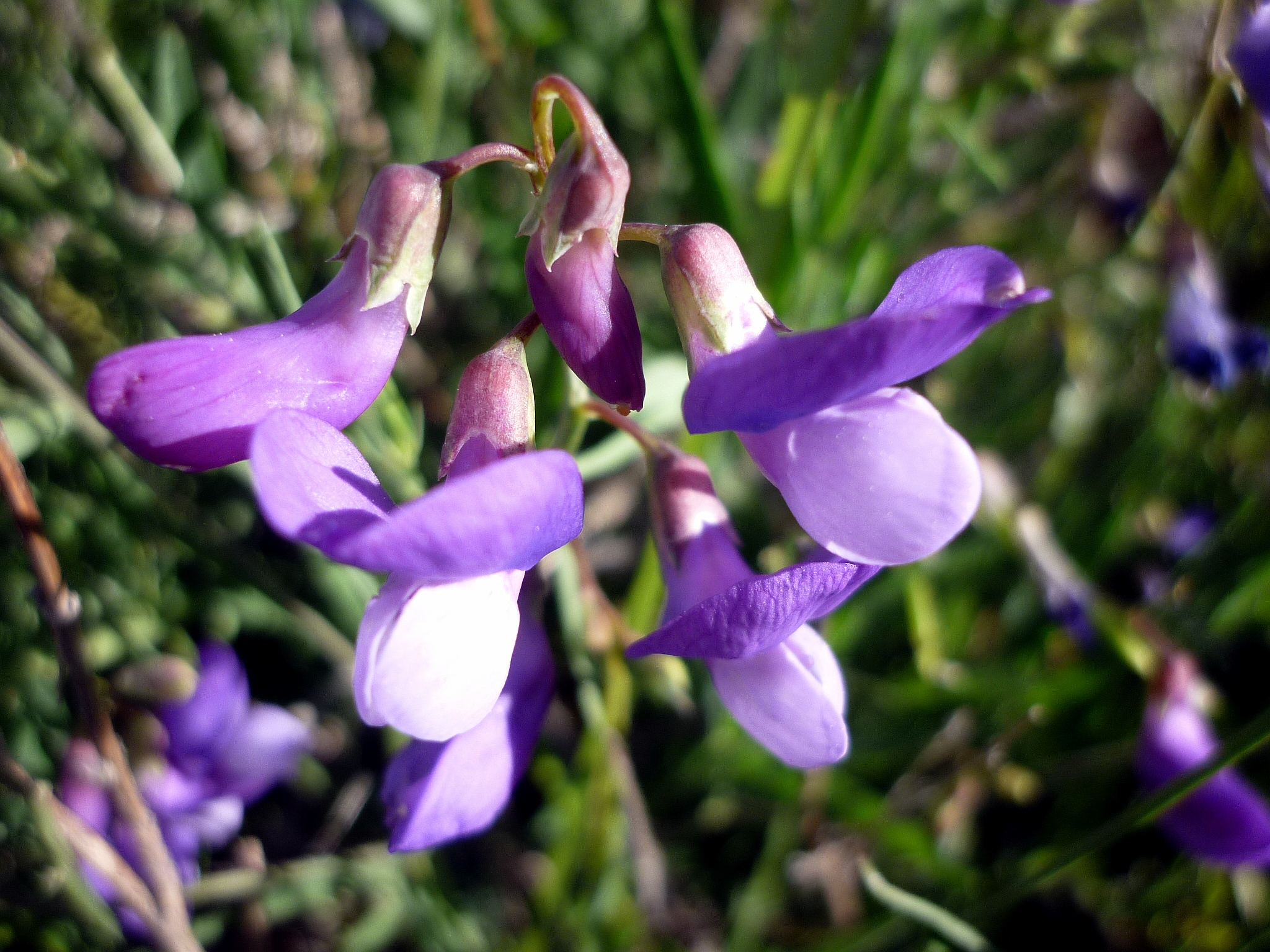
Lathyrus filiformis a L'Alzina d'Alinyà (Alt Urgell)

- Lathraea clandestina L. (escrofulariàcies)
- Lathraea squamaria L. (escrofulariàcies)
- Lathyrus angulatus L. (fabàcies)
- Lathyrus annuus L. (fabàcies)
- Lathyrus aphaca L. (fabàcies)
- Lathyrus cicera L. (fabàcies)
- Lathyrus cirrhosus Ser. in DC. (fabàcies)

- Lathyrus clymenum L. (fabàcies)

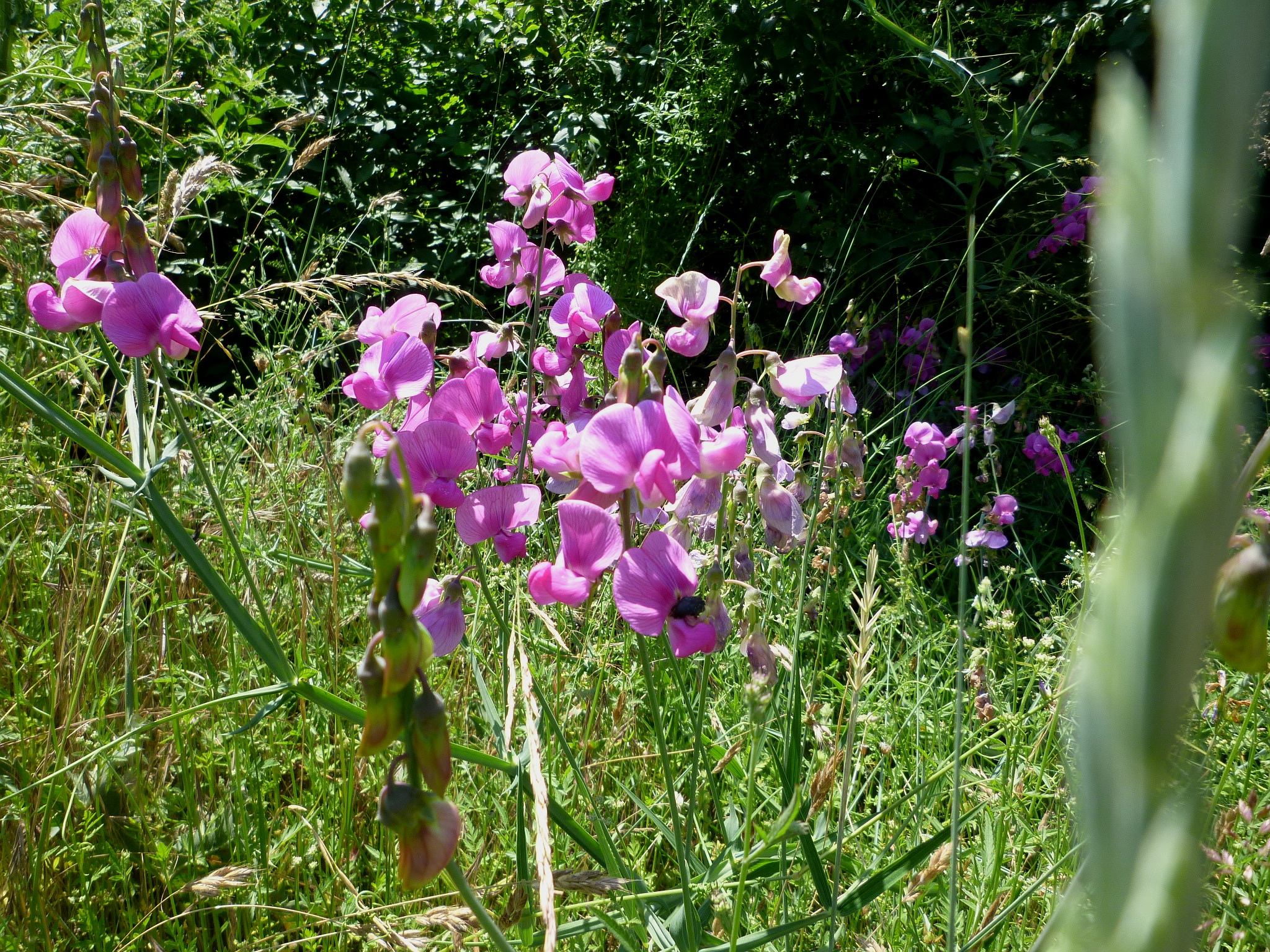
Lathyrus latifolius a Torà (Segarra)

- Lathyrus filiformis (Lam.) Gay (fabàcies)
- Lathyrus hirsutus L. (fabàcies)
- Lathyrus inconspicuus L. (fabàcies)
- Lathyrus laevigatus (Waldst. et Kit.) Gren. (fabàcies)
- Lathyrus latifolius L. (fabàcies)
- Lathyrus linifolius (Reichard) Bässler (fabàcies)

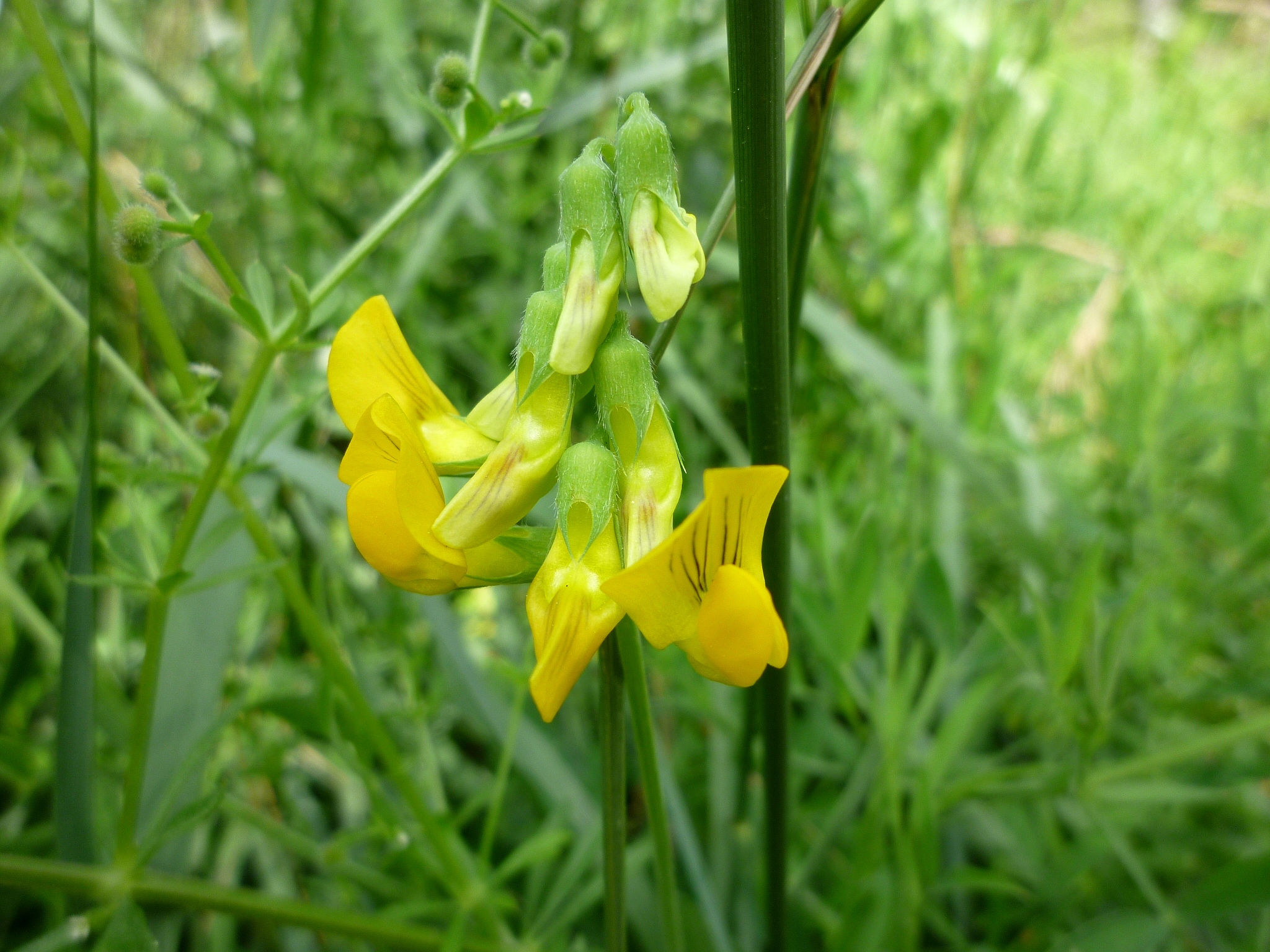
Lathyrus pratensis a Torà (Segarra)

- Lathyrus niger (L.) Bernh. (fabàcies)
- Lathyrus nissolia L. (fabàcies)
- Lathyrus ochrus (L.) DC. in Lam. et DC. (fabàcies)
- Lathyrus pannonicus (Jacq.) Garcke (fabàcies)
- Lathyrus pratensis L. (fabàcies)
- Lathyrus saxatilis (Vent.) Vis. (fabàcies)
- Lathyrus setifolius L. (fabàcies)
- Lathyrus sphaericus Retz. (fabàcies)
- Lathyrus sylvestris L. (fabàcies)
- Lathyrus tingitanus L. (fabàcies)
- Lathyrus tuberosus L. (fabàcies)

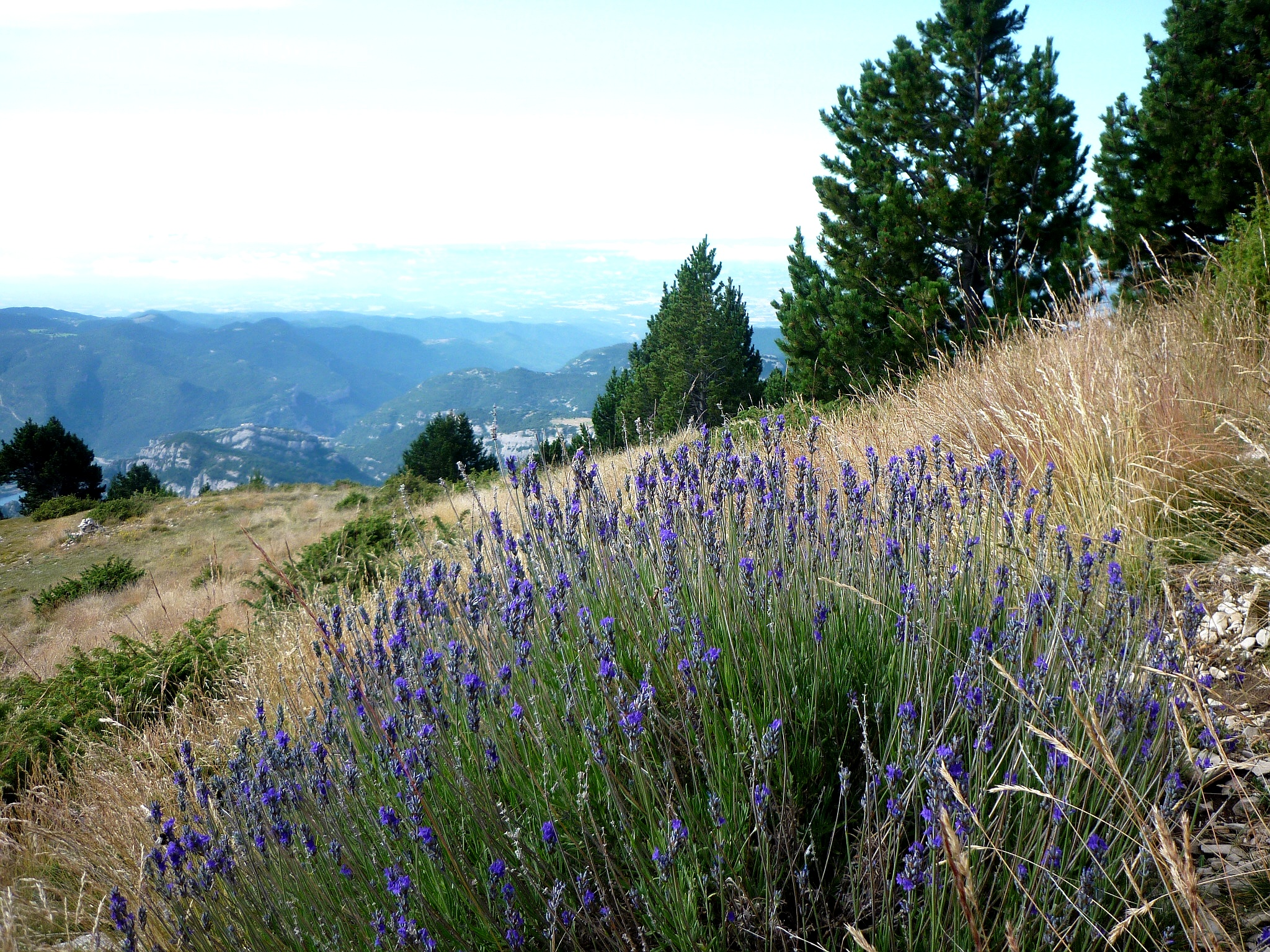
Lavandula angustifolia a Guixers (Solsonès)

- Lathyrus vernus (L.) Bernh. (fabàcies)
- Launaea fragilis (Asso) Pau (asteràcies)
- Laurus nobilis L. (Lauràcies)
- Lavandula angustifolia Mill. (labiades)
- Lavandula latifolia Medic. (labiades)
- Lavandula stoechas L. (labiades)
- Lavatera arborea L. (malvàcies)
- Lavatera cretica L. (malvàcies)
- Lavatera maritima Gouan (malvàcies)
- Lavatera olbia L. (malvàcies)
- Lavatera trimestris L. (malvàcies)
- Leersia oryzoides (L.) Swartz (poàcies)
- Legousia falcata (Ten.) Janchen (campanulàcies)

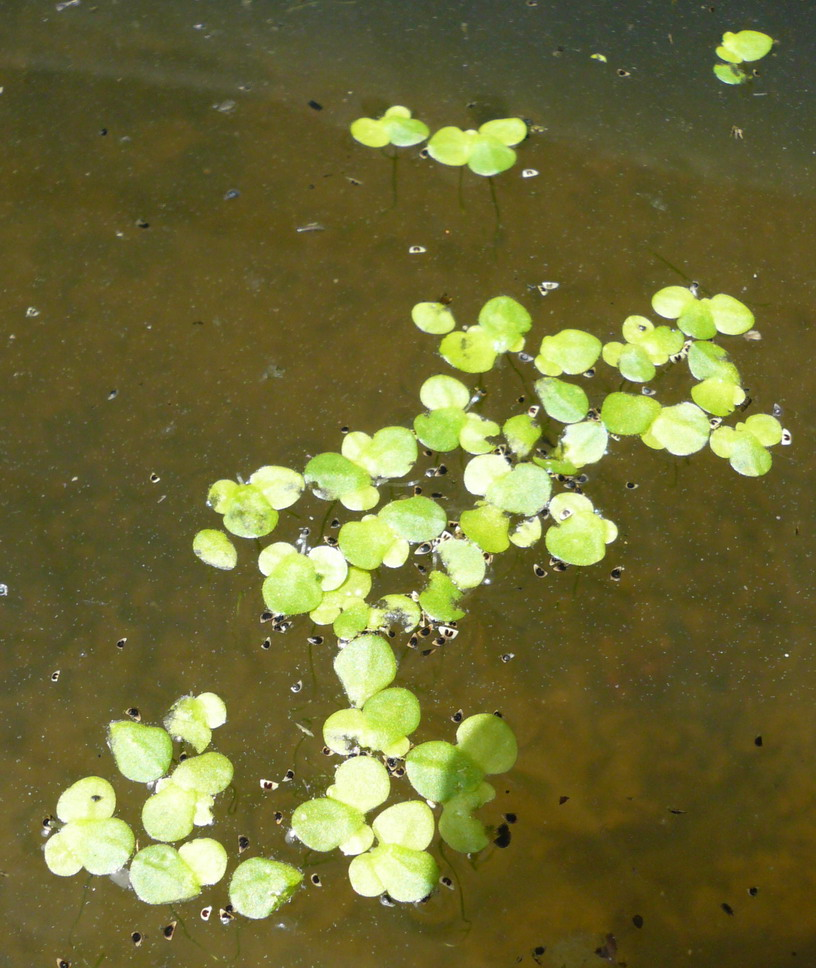
Lemna minor a Olost (Osona)

- Legousia hybrida (L.) Delarbre (campanulàcies)
- Legousia scabra (Lowe) Gamisans (campanulàcies)
- Legousia speculum-veneris (L.) Chaix (campanulàcies)
- Lemna gibba L. (lemnàcies)
- Lemna minor L. (lemnàcies)
- Lemna trisulca L. (lemnàcies)
- Lens culinaris Medic. (fabàcies)

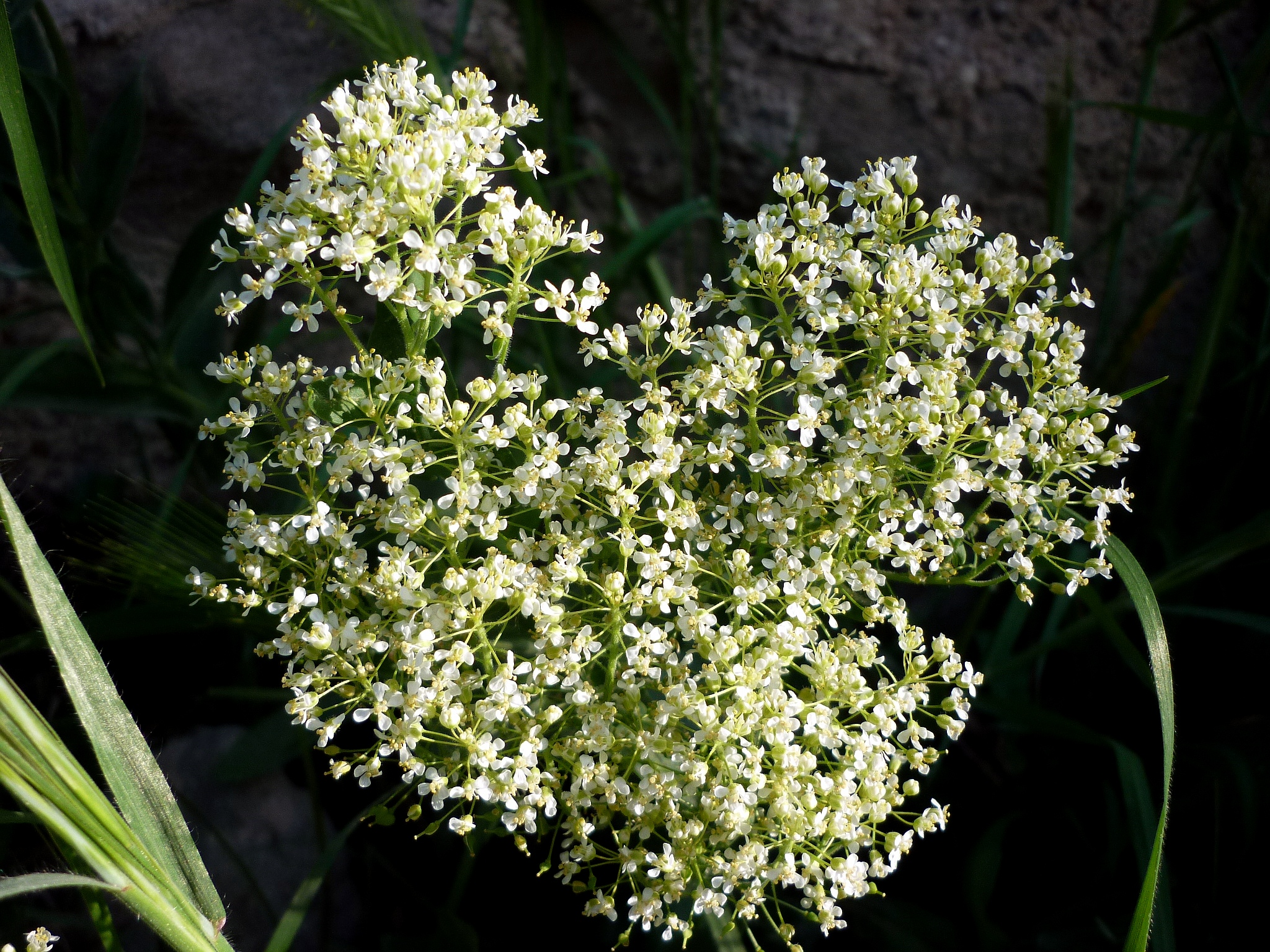
Lepidium draba a Torà (Segarra)

- Leontodon autumnalis L. (asteràcies)
- Leontodon carpetanus Lange (asteràcies)
- Leontodon crispus Vill. (asteràcies)
- Leontodon duboisii Senn. (asteràcies)
- Leontodon hirtus L. (asteràcies)
- Leontodon hispidus L. (asteràcies)
- Leontodon pyrenaicus Gouan (asteràcies)
- Leontodon taraxacoides (Vill.) Mérat (asteràcies)
- Leontodon tuberosus L. (asteràcies)
- Leontopodium alpinum Cass. (asteràcies)
- Leonurus cardiaca L. (labiades)
- Lepidium bonariense L. (brassicàcies)
- Lepidium campestre (L.) R. Br. (brassicàcies), (les) coletes o morritort de camp
- Lepidium draba L. (brassicàcies)
- Lepidium graminifolium L. (brassicàcies)
- Lepidium heterophyllum Benth. (brassicàcies)

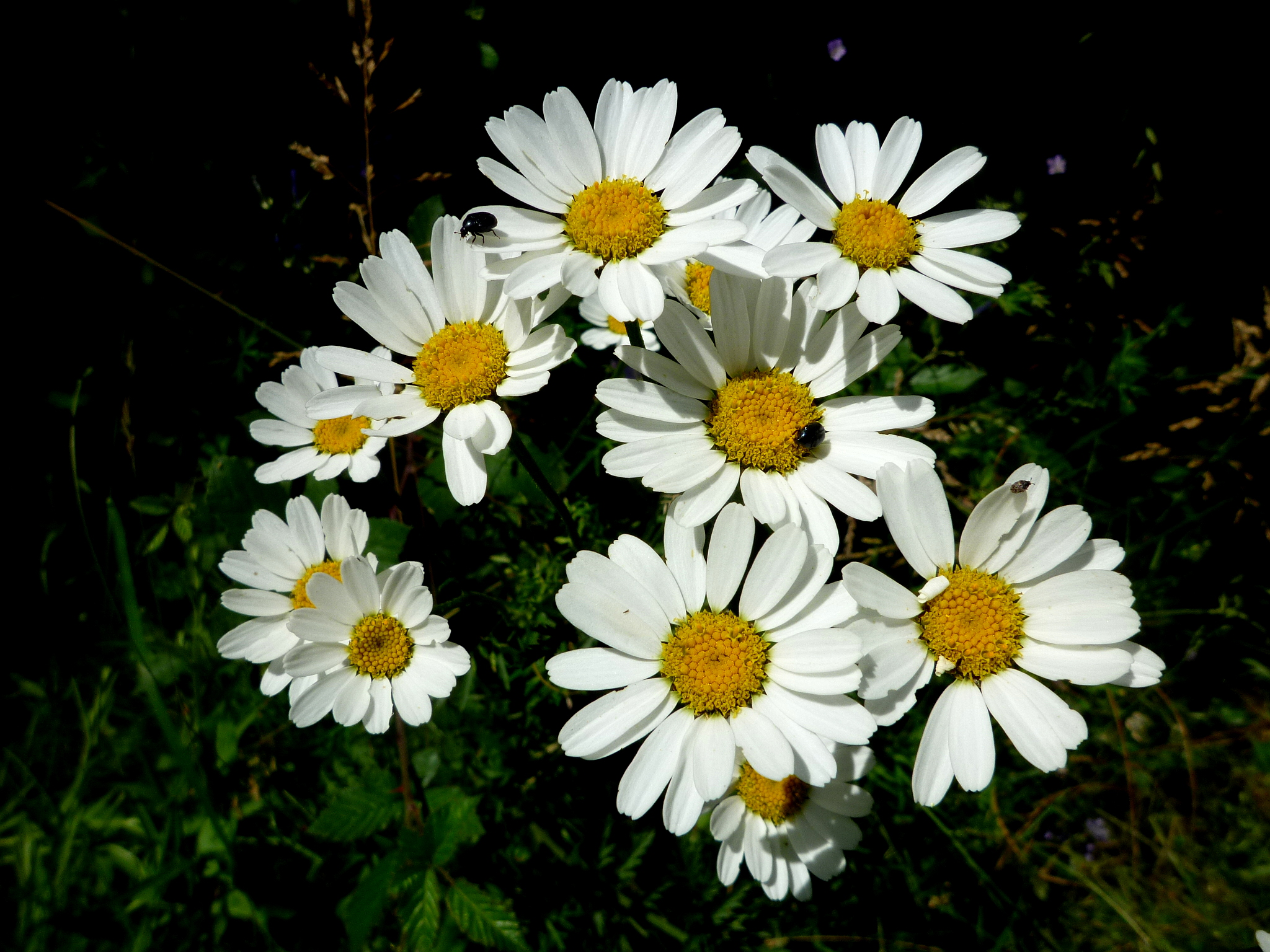
Leucanthemum vulgare a Torà (Segarra)

- Lepidium hirtum (L.) Sm. (brassicàcies)

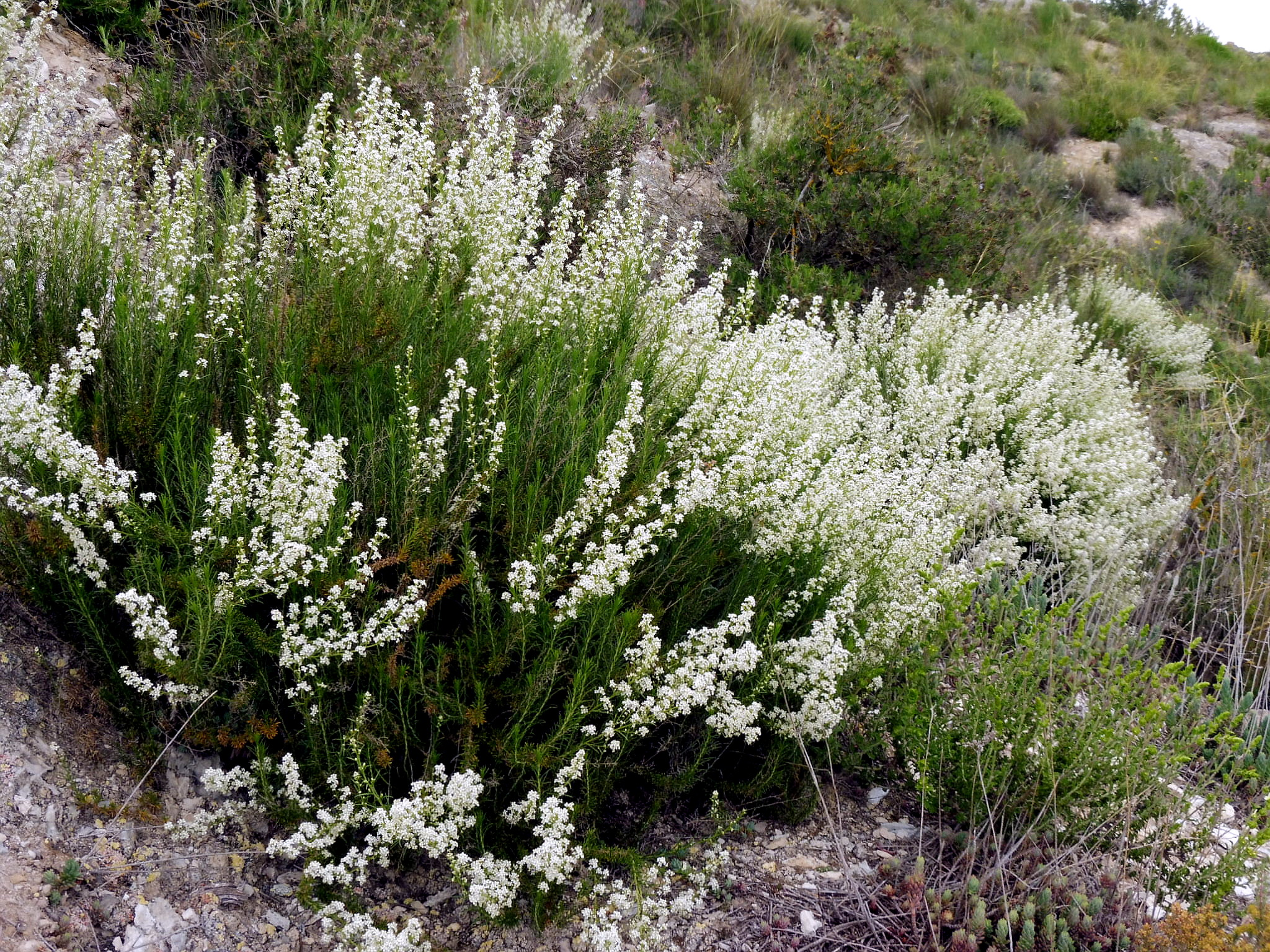
Lepidium subulatum a Torà (Segarra)

- Lepidium latifolium L. (brassicàcies)
- Lepidium perfoliatum L. (brassicàcies)
- Lepidium ruderale L. (brassicàcies)
- Lepidium sativum L. (brassicàcies)
- Lepidium subulatum L. (brassicàcies)
- Lepidium villarsii Gren. et Godr. (brassicàcies)
- Lepidium virginicum L. (brassicàcies)
- Leucanthemopsis alpina (L.) Heyw. (asteràcies)
- Leucanthemum graminifolium (L.) Lam. (asteràcies)
- Leucanthemum monspeliense (L.) Coste (asteràcies)
- Leucanthemum vulgare Lam. (asteràcies)

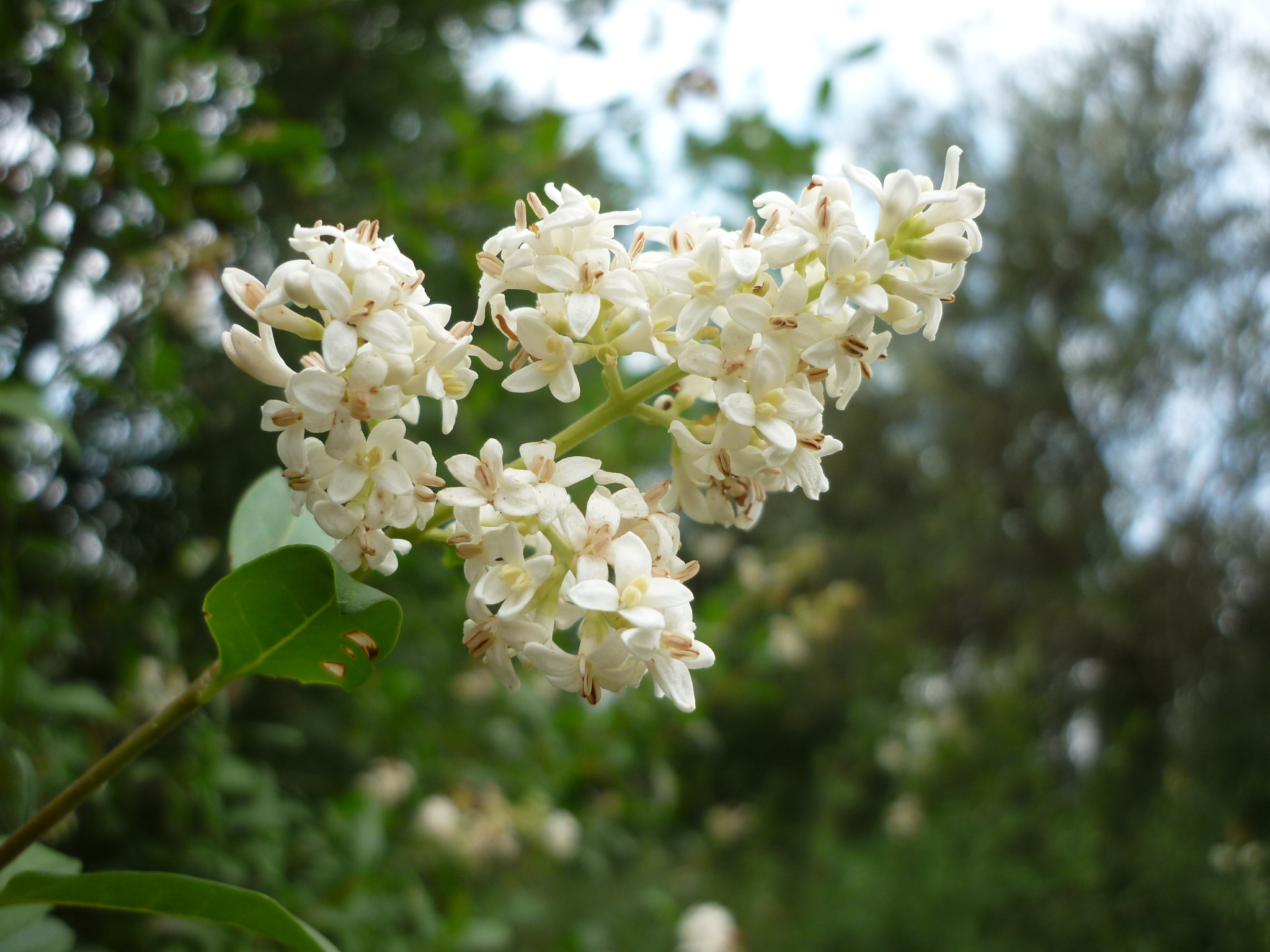
Ligustrum vulgare a Torà (Segarra)

- Leucojum aestivum L. (amaril·lidàcies)
- Leuzea centauroides (L.) Holub (asteràcies)
- Leuzea conifera (L.) DC. in Lam. et DC. (asteràcies)
- Levisticum officinale Koch (umbel·líferes)
- Ligularia sibirica (L.) Cass. (asteràcies)
- Ligusticum lucidum Mill. (umbel·líferes)
- Ligustrum vulgare L. (oleàcies)
- Lilium martagon L. (liliàcies)

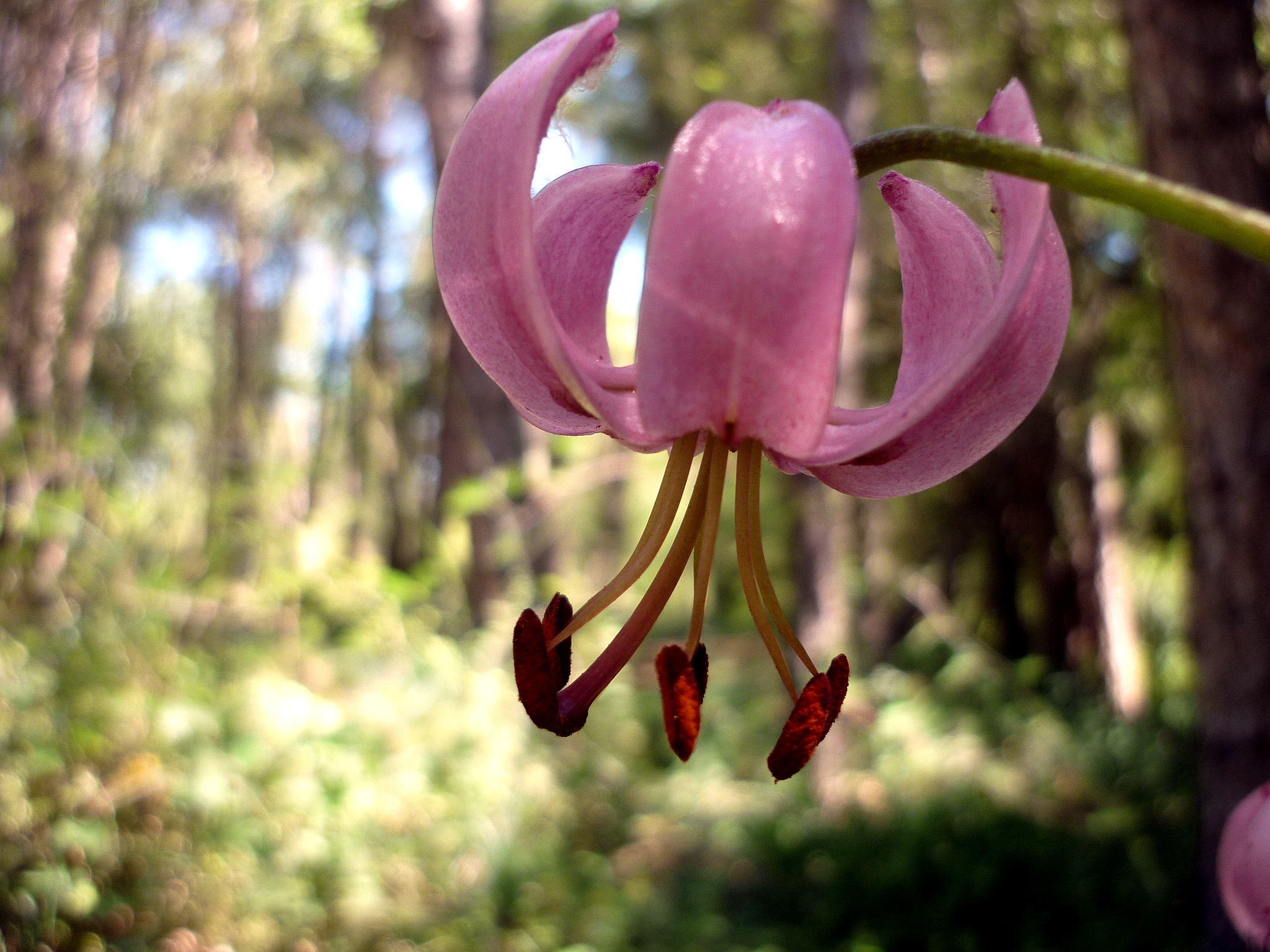
Lilium martagon a Torà (Segarra)

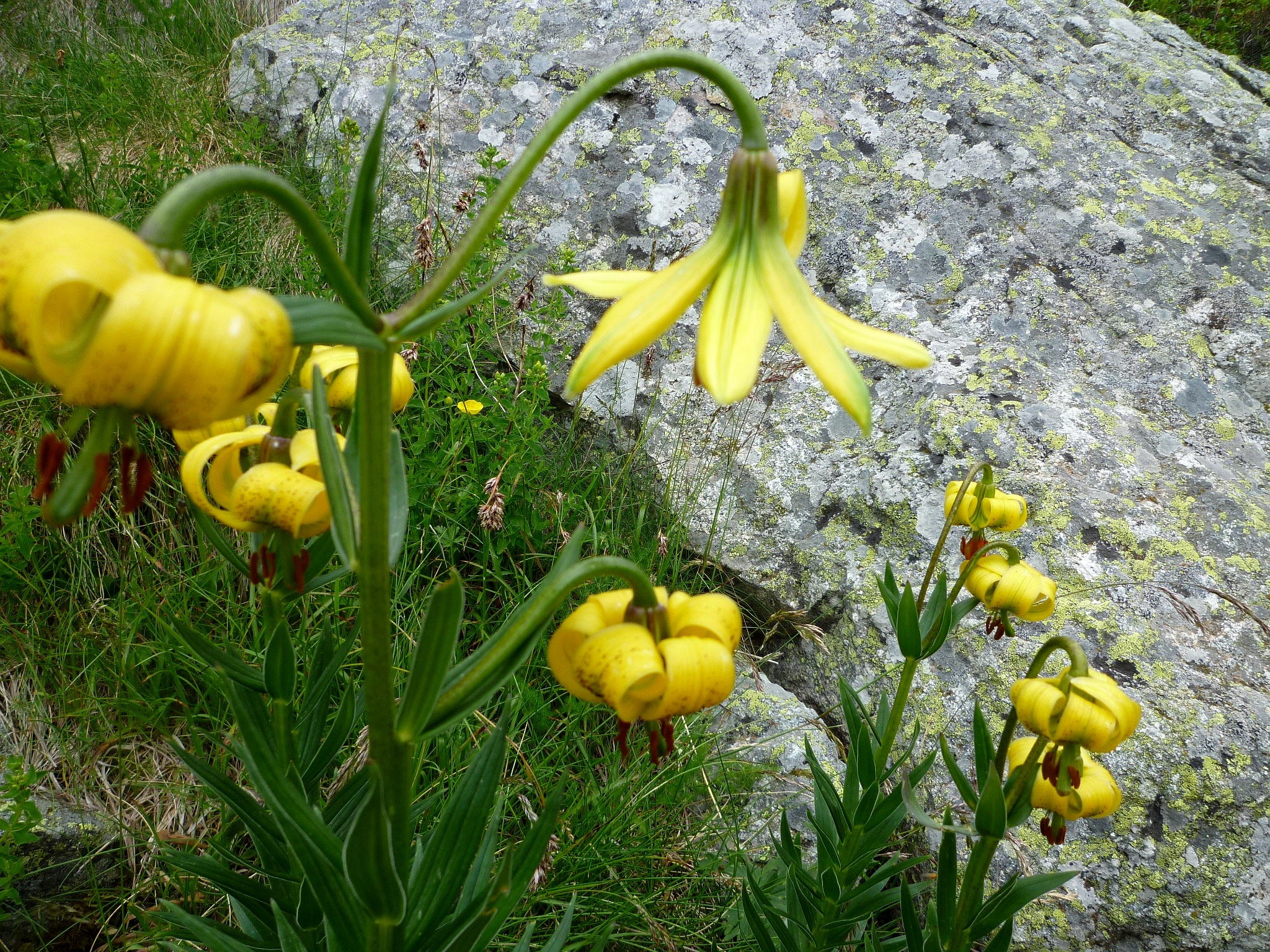
Lilium pyrenaicum a Cabdella (Pallars Jussà)

- Lilium pyrenaicum Gouan (liliàcies)
- Limbarda crithmoides L. (asteràcies)
- Limodorum abortivum (L.) Swartz (orquidàcies)
- Limoniastrum monopetalum (L.) Boiss. (plumbaginàcies)
- Limonium auriculaeursifolium (Pourr.) Druce (plumbaginàcies)
- Limonium bellidifolium (Gouan) Dumort. (plumbaginàcies)
- Limonium catalaunicum (Willk. et Costa) Pignatti (plumbaginàcies)
- Limonium costae (Willk.) Pignatti (plumbaginàcies)
- Limonium delicatulum (Girard) O. Kuntze (plumbaginàcies)
- Limonium densissimum (Pignatti) Pignatti (plumbaginàcies)
- Limonium echioides (L.) Mill. (plumbaginàcies)
- Limonium ferulaceum (L.) Chaz. (plumbaginàcies)
- Limonium geronense Erben (plumbaginàcies)
- Limonium gibertii (Senn.) Senn. (plumbaginàcies)

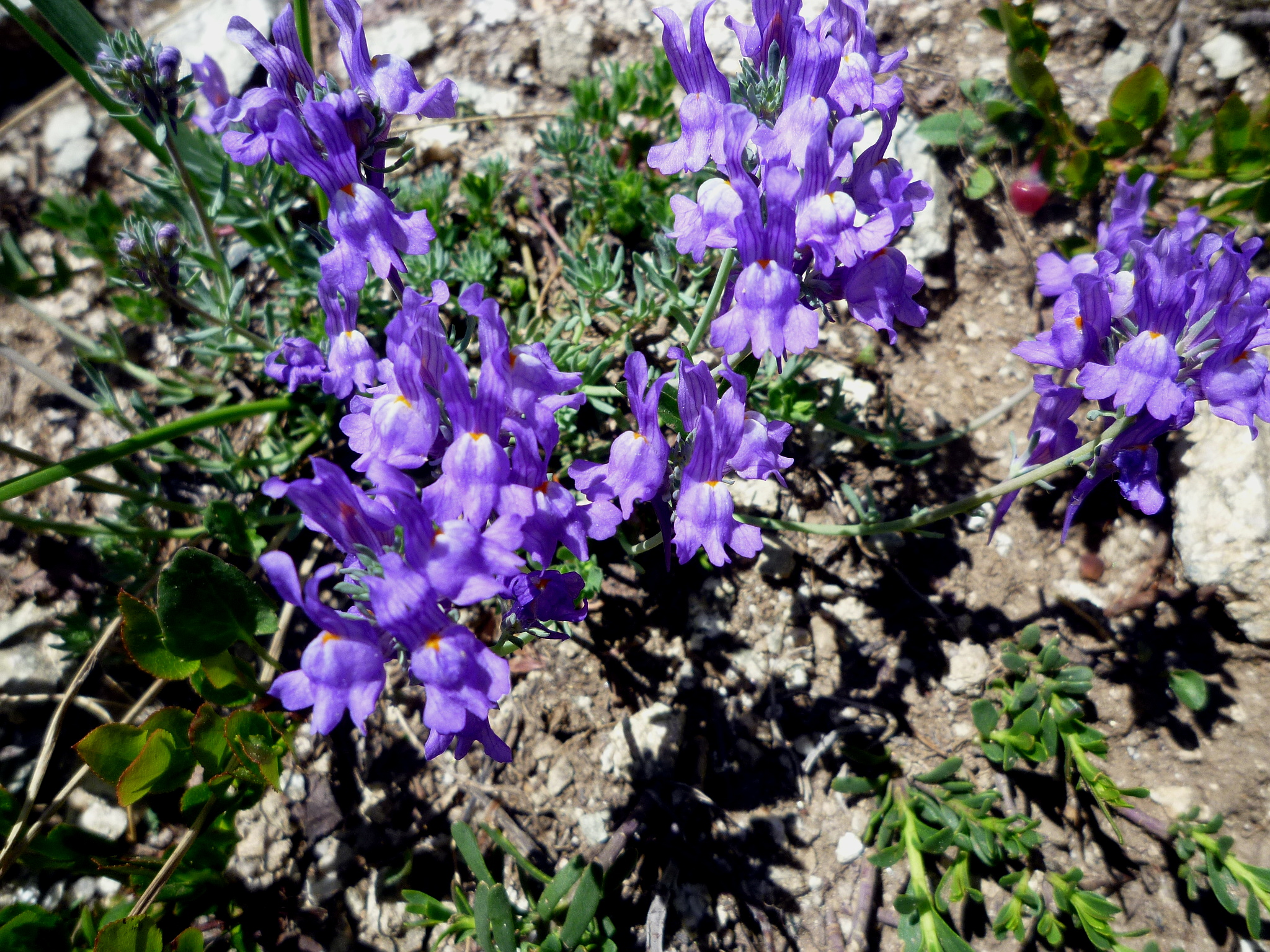
Linaria alpina a Cabdella (Pallars Jussà)

- Limonium girardianum (Guss.) Fourr. (plumbaginàcies)
- Limonium minutum (L.) Chaz. (plumbaginàcies)
- Limonium tournefortii (Boiss.) Erben (plumbaginàcies)
- Limonium virgatum (Willd.) Fourr. (plumbaginàcies)
- Limonium vulgare Mill. (plumbaginàcies)
- Linaria alpina (L.) Mill. (escrofulariàcies)
- Linaria arvensis (L.) Desf. (escrofulariàcies)
- Linaria commutata Bernh. ex Reichenb. (escrofulariàcies)
- Linaria cymbalaria (L.) Mill. (escrofulariàcies)
- Linaria elatine (L.) Mill. (escrofulariàcies)
- Linaria flava (Poiret) Desf. (escrofulariàcies)
- Linaria glauca (L.) Chaz. (escrofulariàcies)
- Linaria hirta (L.) Moench (escrofulariàcies)
- Linaria minor subsp. minor (L.)Desf.(=Chaenorhinum minus (L.)Lange. ) (escrofulariàcies)
- Linaria origanifolia (L.) Cav. (=Chaenorhinum origanifolium (L.) Kostel.) (escrofulariàcies)
- Linaria pelisseriana (L.) Mill. (escrofulariàcies)
- Linaria repens (L.) Mill. (escrofulariàcies)
- Linaria rubrifolia Robill. et Cast. ex DC. (escrofulariàcies)

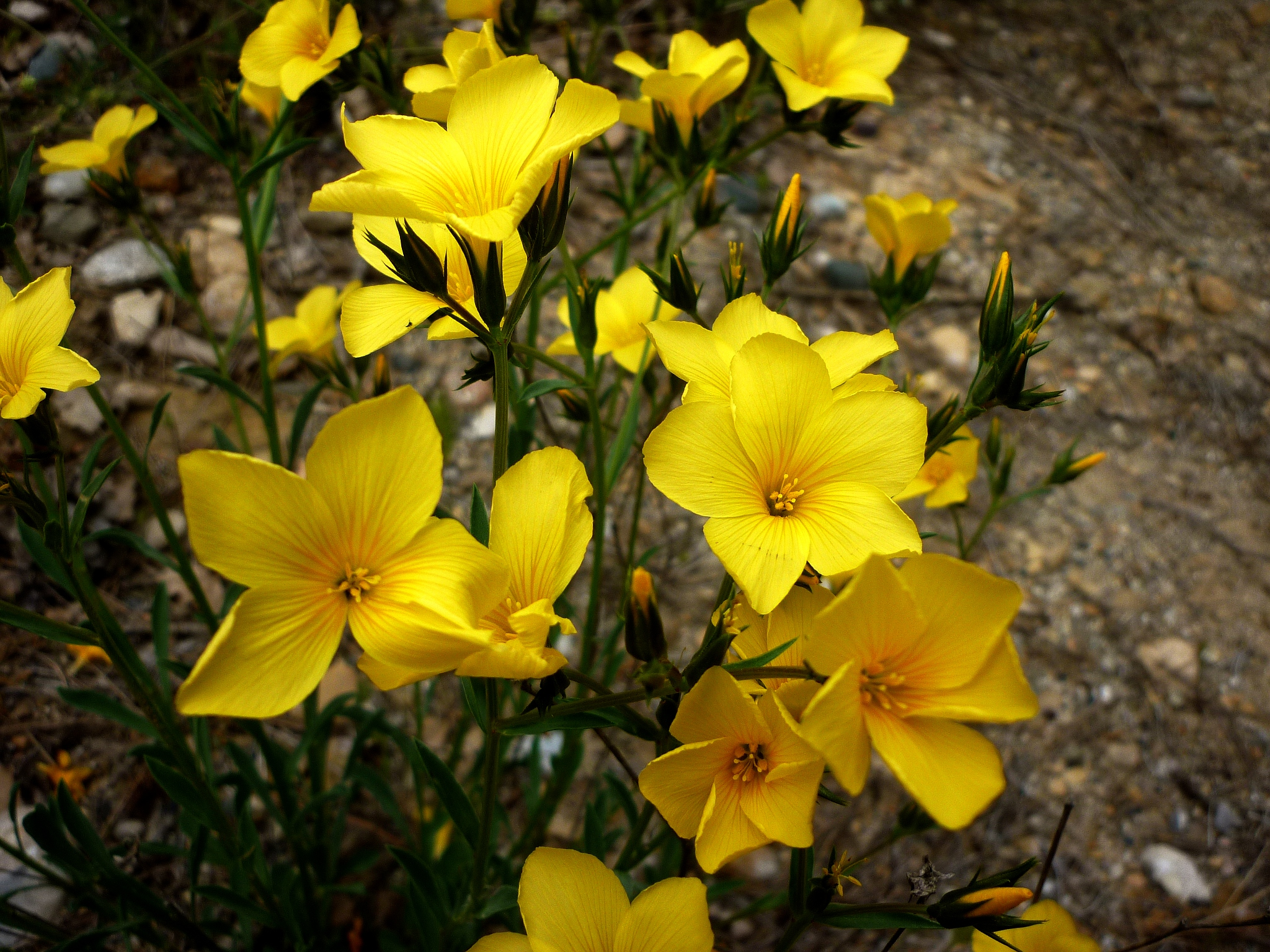
Linum campanulatum a Tiurana (Noguera)

- Linaria spartea (L.) Willd. (escrofulariàcies)
- Linaria spuria (L.) Mill. (escrofulariàcies)
- Linaria supina (L.) Chaz. (escrofulariàcies)
- Linaria triphylla (L.) Mill. (escrofulariàcies)
- Linaria vulgaris Mill. (escrofulariàcies)
- Lindernia dubia (L.) Pennell (escrofulariàcies)
- Linum campanulatum L. (Linàcies)
- Linum catharticum L. (Linàcies)

- Linum maritimum L. (Linàcies)
- Linum narbonense L. (Linàcies)
- Linum perenne L. (Linàcies)
- Linum strictum L. (Linàcies)
- Linum tenuifolium L. (Linàcies)
- Linum trigynum L. (Linàcies)
- Linum usitatissimum L. (Linàcies)
- Linum viscosum L. (Linàcies)

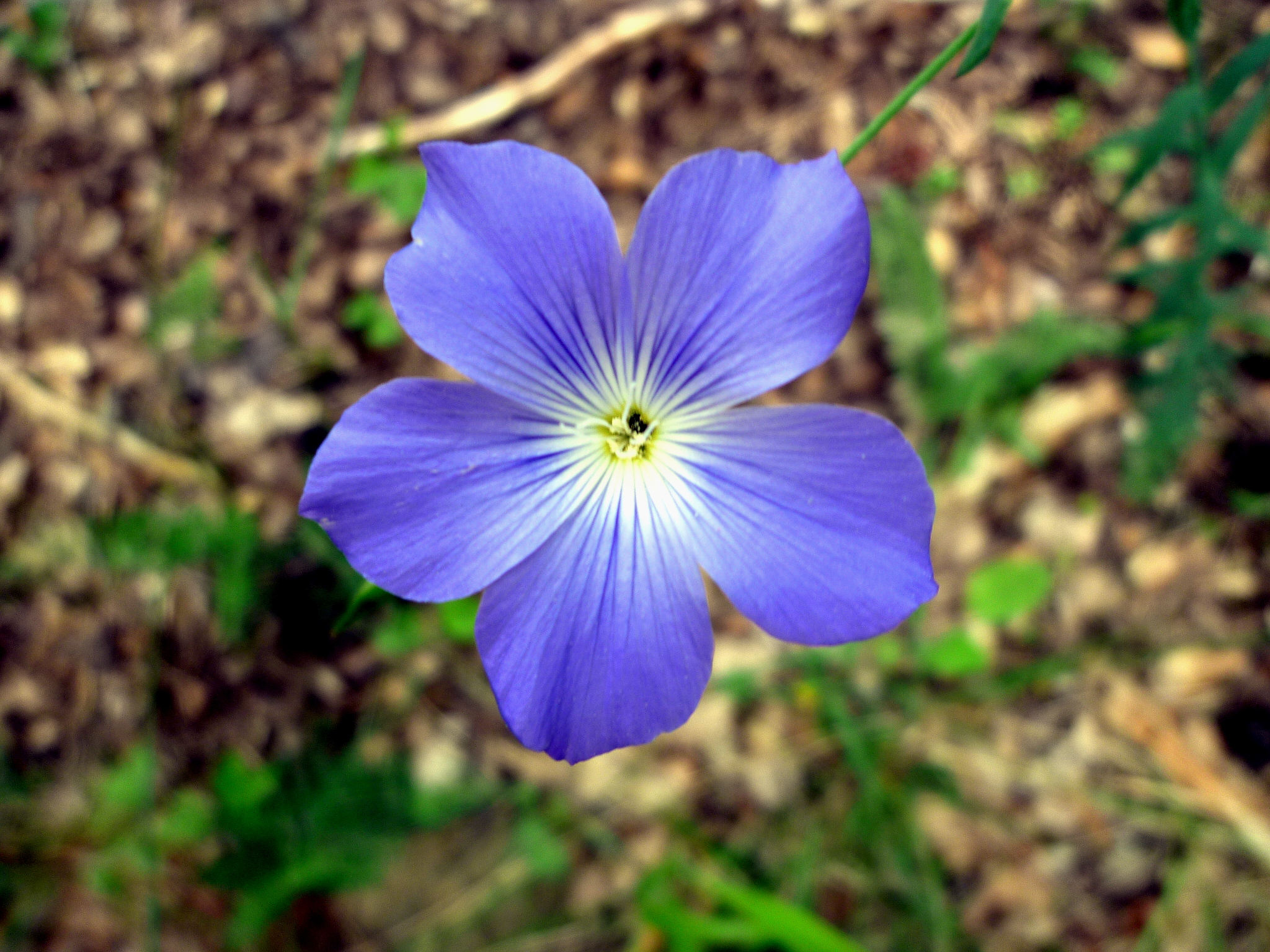
Linum narbonense a Guixers (Solsonès)

- Lippia filiformis Schrad. (Verbenàcies)

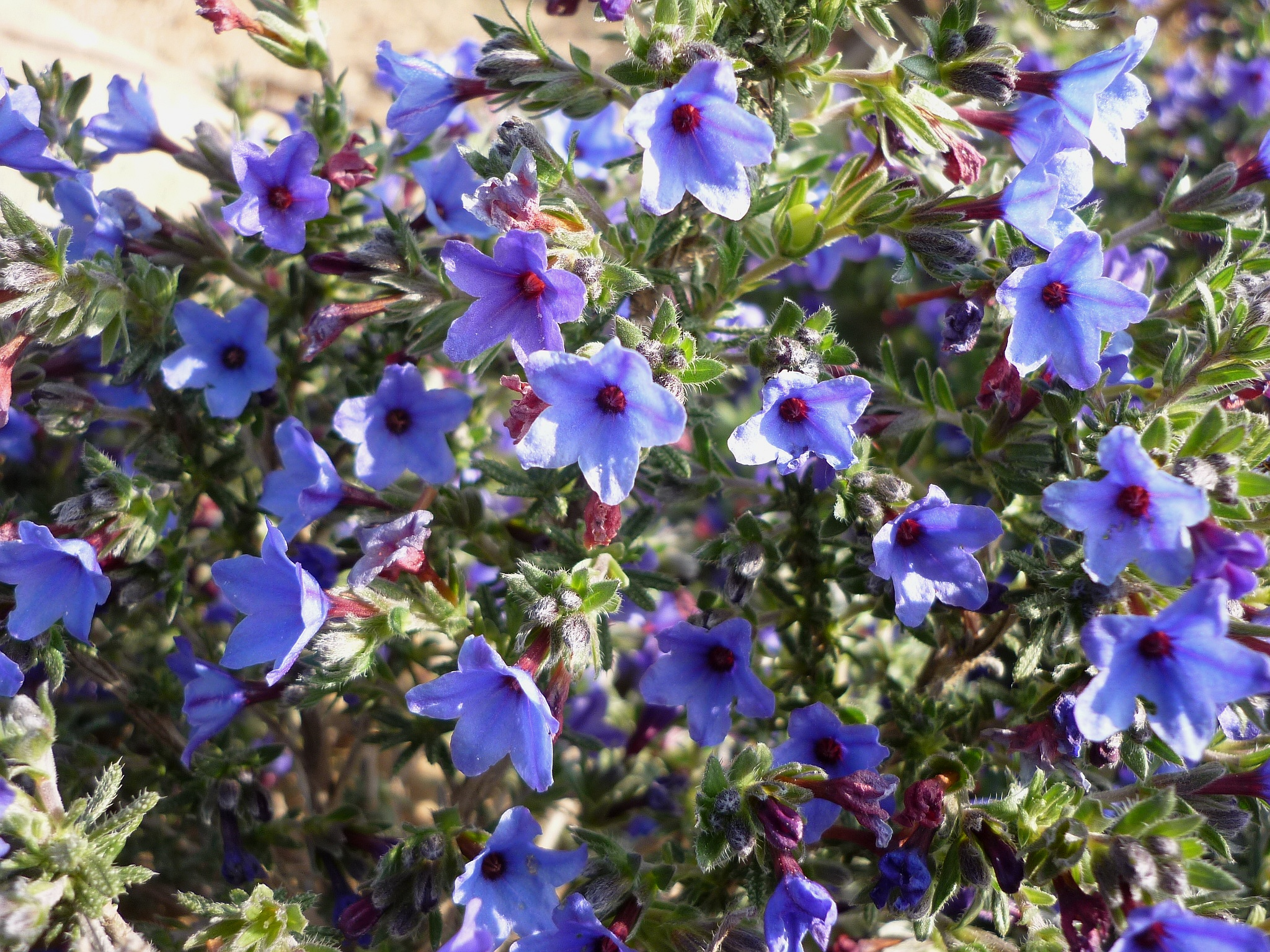
Lithospermum fruticosum a Torà (Segarra)

- Lippia nodiflora (L.) L. C. M. Richard in Michx. (Verbenàcies)
- Listera cordata (L.) R. Br. (orquidàcies)
- Listera ovata (L.) R. Br. (orquidàcies)
- Lithospermum apulum (L.) Vahl (boraginàcies)
- Lithospermum arvense L. (boraginàcies)
- Lithospermum fruticosum L. (boraginàcies)
- Lithospermum officinale L. (boraginàcies)
- Lithospermum oleifolium Lap. (boraginàcies)
- Lithospermum purpurocaeruleum L. (boraginàcies)
- Loeflingia hispanica L. (cariofil·làcies)

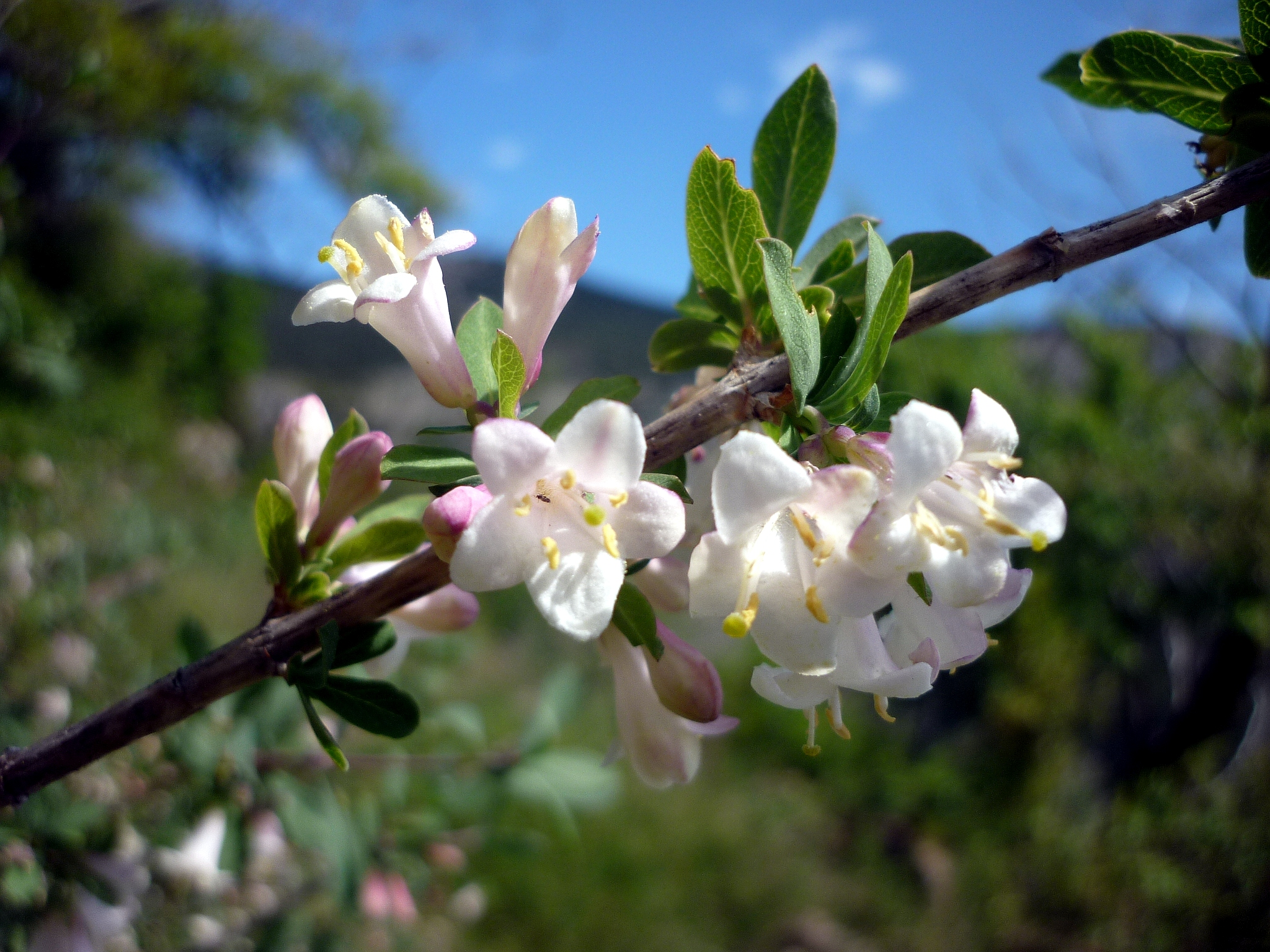
Lonicera pyrenaica a L'Alzina d'Alinyà (Alt Urgell)

- Loiseleuria procumbens (L.) Desv. (ericàcies)
- Lolium multiflorum Lam. (poàcies)
- Lolium perenne L. (poàcies)
- Lolium rigidum Gaud. (poàcies)
- Lolium temulentum L. (poàcies)

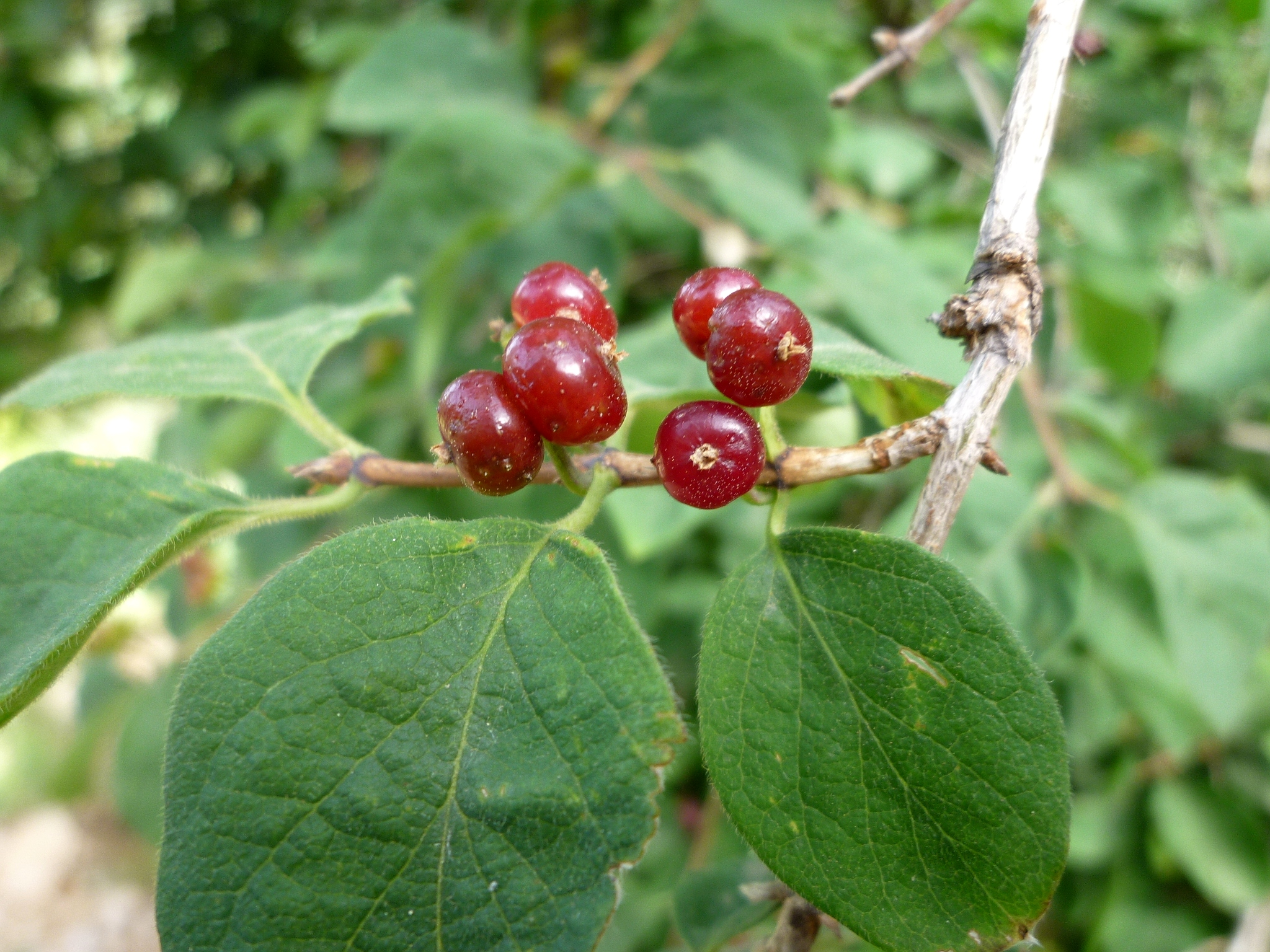
Lonicera xylosteum a Tuixén (Alt Urgell)

- Lonicera alpigena L. (Caprifoliàcies)
- Lonicera biflora Desf. (Caprifoliàcies)
- Lonicera caerulea L. (Caprifoliàcies)
- Lonicera etrusca Santi (Caprifoliàcies)
- Lonicera implexa Ait. (Caprifoliàcies)

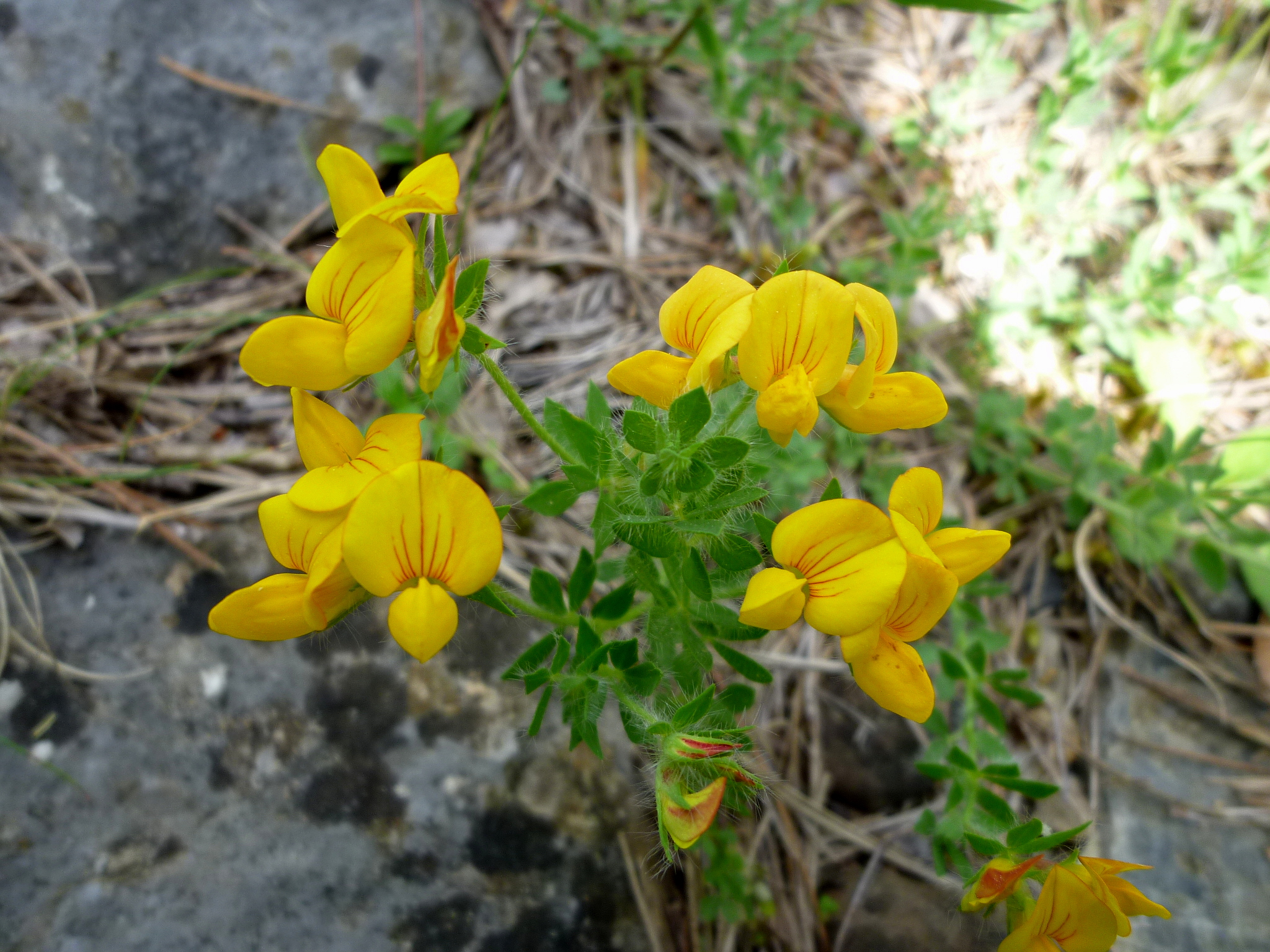
Lotus corniculatus a Guixers (Solsonès)

- Lonicera japonica Thunb. in Murray (Caprifoliàcies)
- Lonicera nigra L. (Caprifoliàcies)
- Lonicera periclymenum L. (Caprifoliàcies)
- Lonicera pyrenaica L. (Caprifoliàcies)
- Lonicera xylosteum L. (Caprifoliàcies)
- Lotus angustissimus L. (fabàcies)

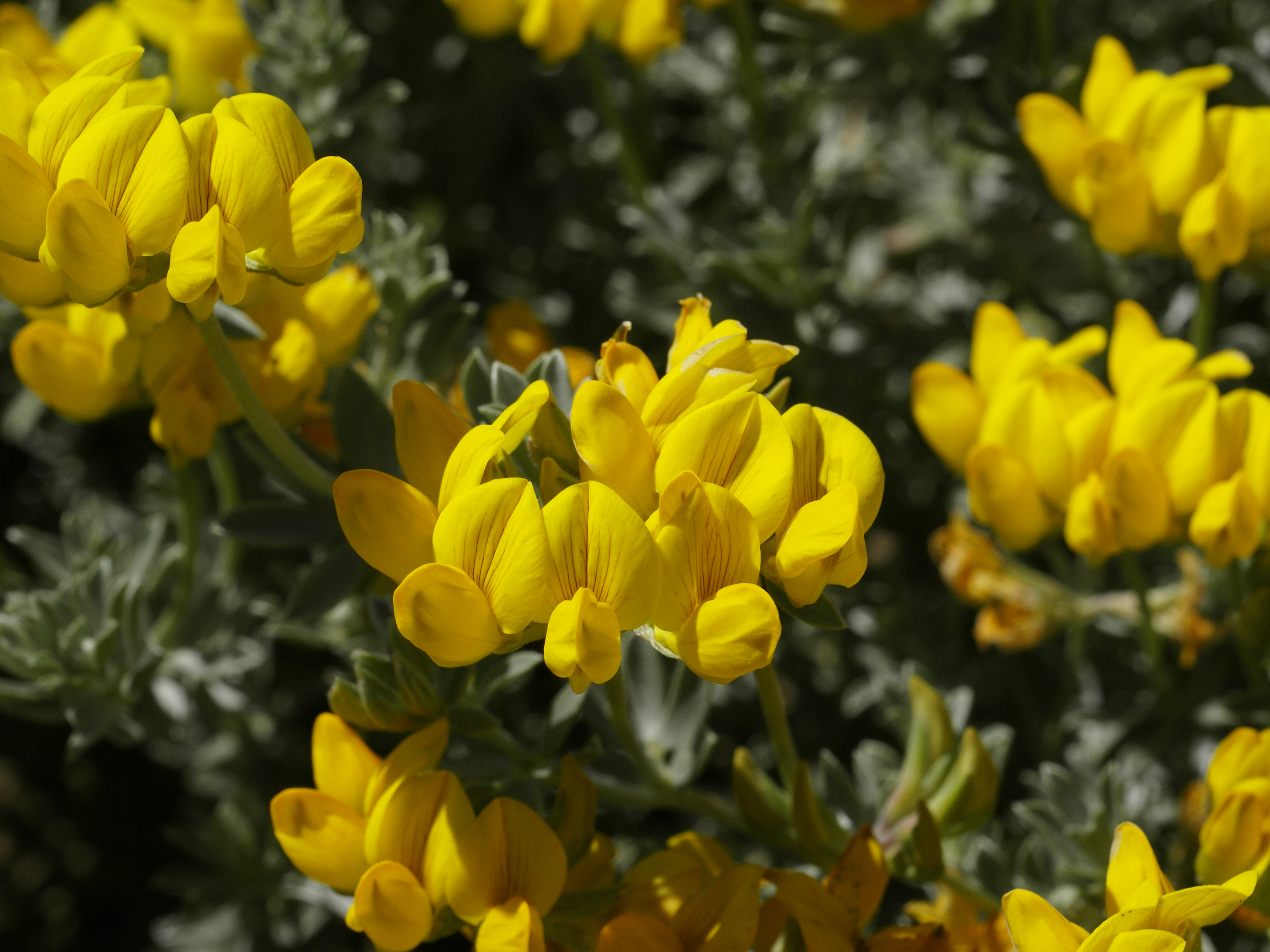
Lotus creticus ssp. cytisoides al Delta de l'Ebre (Baix Ebre)

- Lotus conimbricensis Brot. (fabàcies)
- Lotus corniculatus L. (fabàcies)
- Lotus creticus L. (fabàcies)
- Lotus edulis L. (fabàcies)
- Lotus ornithopodioides L. (fabàcies)
- Lotus parviflorus Desf. (fabàcies)
- Lotus pedunculatus Cav. (fabàcies)
- Ludvigia grandiflora (Michx.) Greuter et Burdet (onagràcies)
- Ludvigia palustris (L.) Elliot (onagràcies)
- Lunaria annua L. (brassicàcies)
- Lunaria rediviva L. (brassicàcies)
- Lupinus angustifolius L. (fabàcies)
- Lupinus micranthus Guss. (fabàcies)
- Lupinus polyphyllus Lindl. (fabàcies)
- Luronium natans (L.) Rafin. (alismatàcies)
- Luzula alpinopilosa (Chaix) Breistr. (juncàcies)

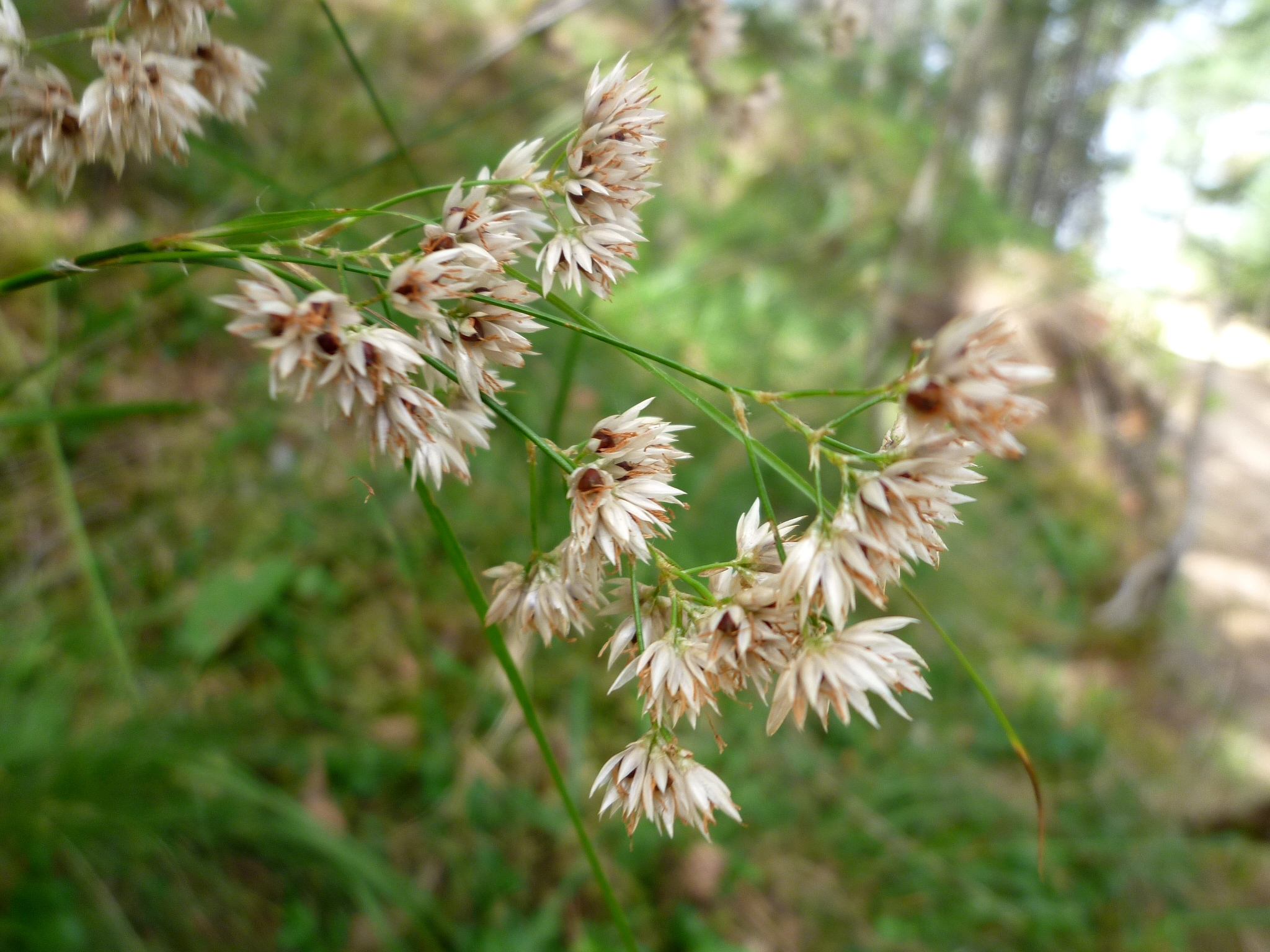
Luzula nivea a La Vansa i Fórnols (Alt Urgell)

- Luzula campestris (L.) DC. (juncàcies)
- Luzula forsteri (Sm.) DC. (juncàcies)
- Luzula glabrata (Hoppe) Desv. (juncàcies)
- Luzula lutea (All.) DC. (juncàcies)
- Luzula multiflora (Retz.) Lej. (juncàcies)
- Luzula nivea (L.) DC. (juncàcies)
- Luzula nutans (Vill.) Duval-Jouve (juncàcies)
- Luzula pilosa (L.) Willd. (juncàcies)

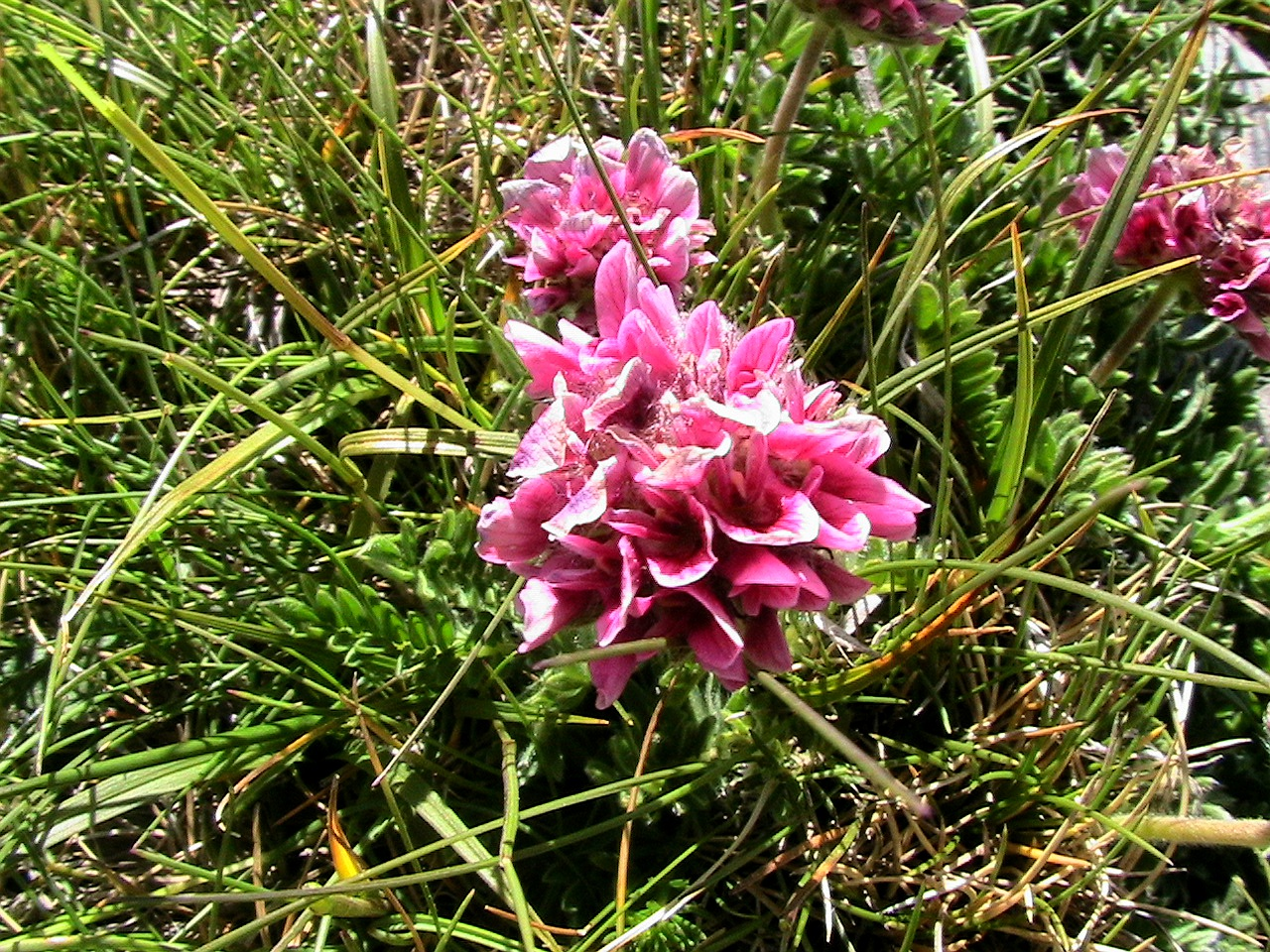
Lychnis alpina a la Coma i la Pedra (Solsonès)

- Luzula spicata (L.) DC. (juncàcies)
- Luzula sudetica (Willd.) DC. (juncàcies)
- Luzula sylvatica (Huds.) Gaud. (juncàcies)
- Lychnis alpina L. (cariofil·làcies)
- Lychnis coronaria (L.) Desr. in Lam (cariofil·làcies)
- Lychnis flos-cuculi L. (cariofil·làcies)
- Lycium afrum L. (solanàcies)
- Lycium barbarum L. (solanàcies)
- Lycium chinense Mill. (solanàcies)
- Lycium europaeum L. (solanàcies)
- Lycopodium alpinum L. (Licopodiàcies)
- Lycopodium annotinum L. (Licopodiàcies)
- Lycopodium clavatum L. (Licopodiàcies)
- Lycopodium selago L. (Licopodiàcies)

- Lycopus europaeus L. (labiades)
- Lygeum spartum L. (poàcies)

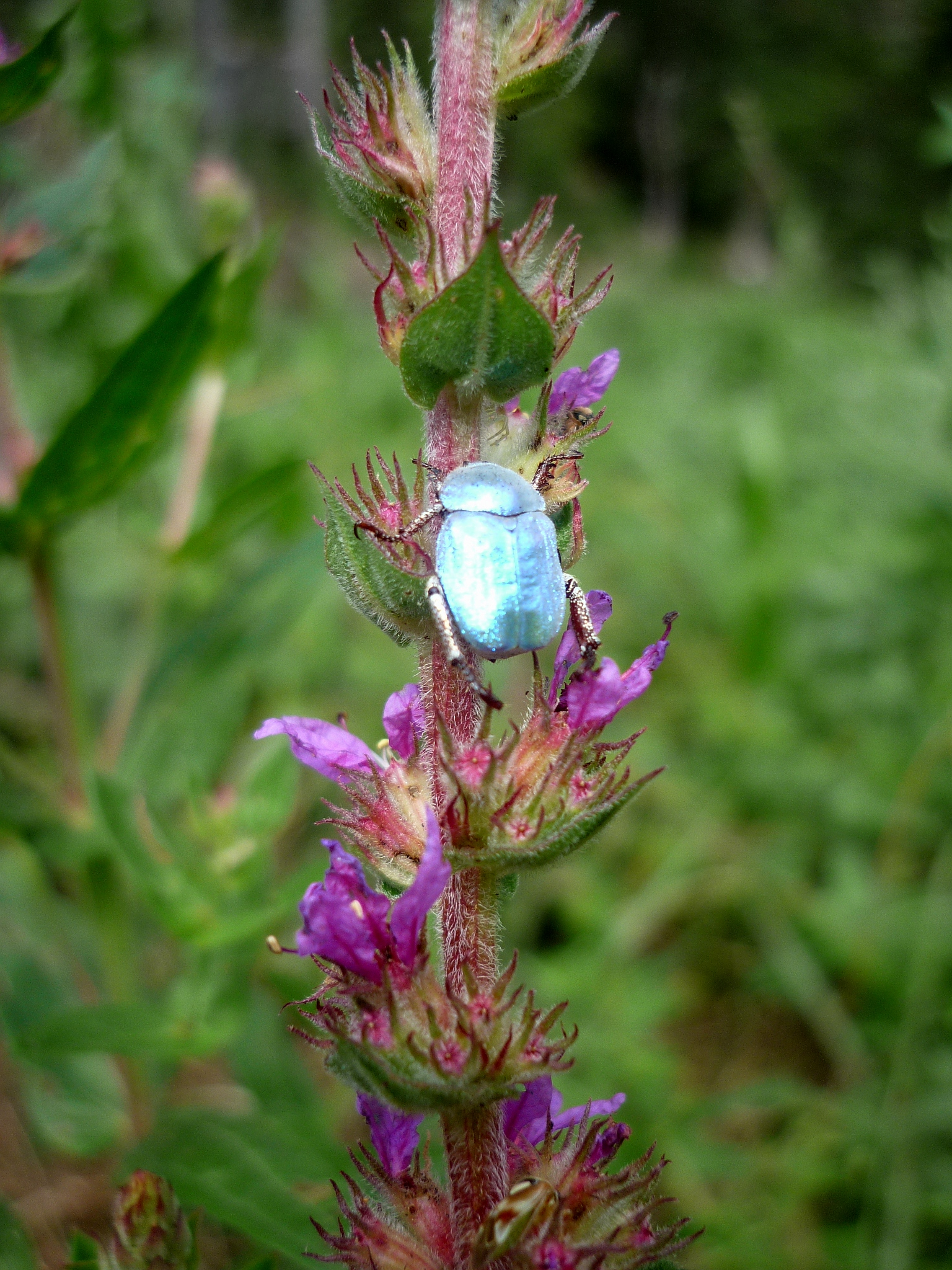
Lythrum salicaria a Torà (Segarra)

- Lysimachia ephemerum L. (primulàcies)
- Lysimachia nemorum L. (primulàcies)
- Lysimachia vulgaris L. (primulàcies)
- Lythrum baeticum Gonz.-Albo (litràcies)
- Lythrum borysthenicum (Schrank) Litv. (litràcies)
- Lythrum hyssopifolia L. (litràcies)
- Lythrum junceum Banks et Sol. in Russell (litràcies)
- Lythrum salicaria L. (litràcies)
- Lythrum thymifolia L. (litràcies)
- Lythrum tribracteatum Salzm. ex Spreng. (litràcies)

## M
| Índex: A B C D E F G H I J K L M N O P Q R S T U V W X Y Z — Especials Inici — vegeu també — enllaços externs |

- Maianthemum bifolium (L.) F. W. Schmidt (liliàcies)
- Malcolmia africana (L.) R. Br. (brassicàcies)

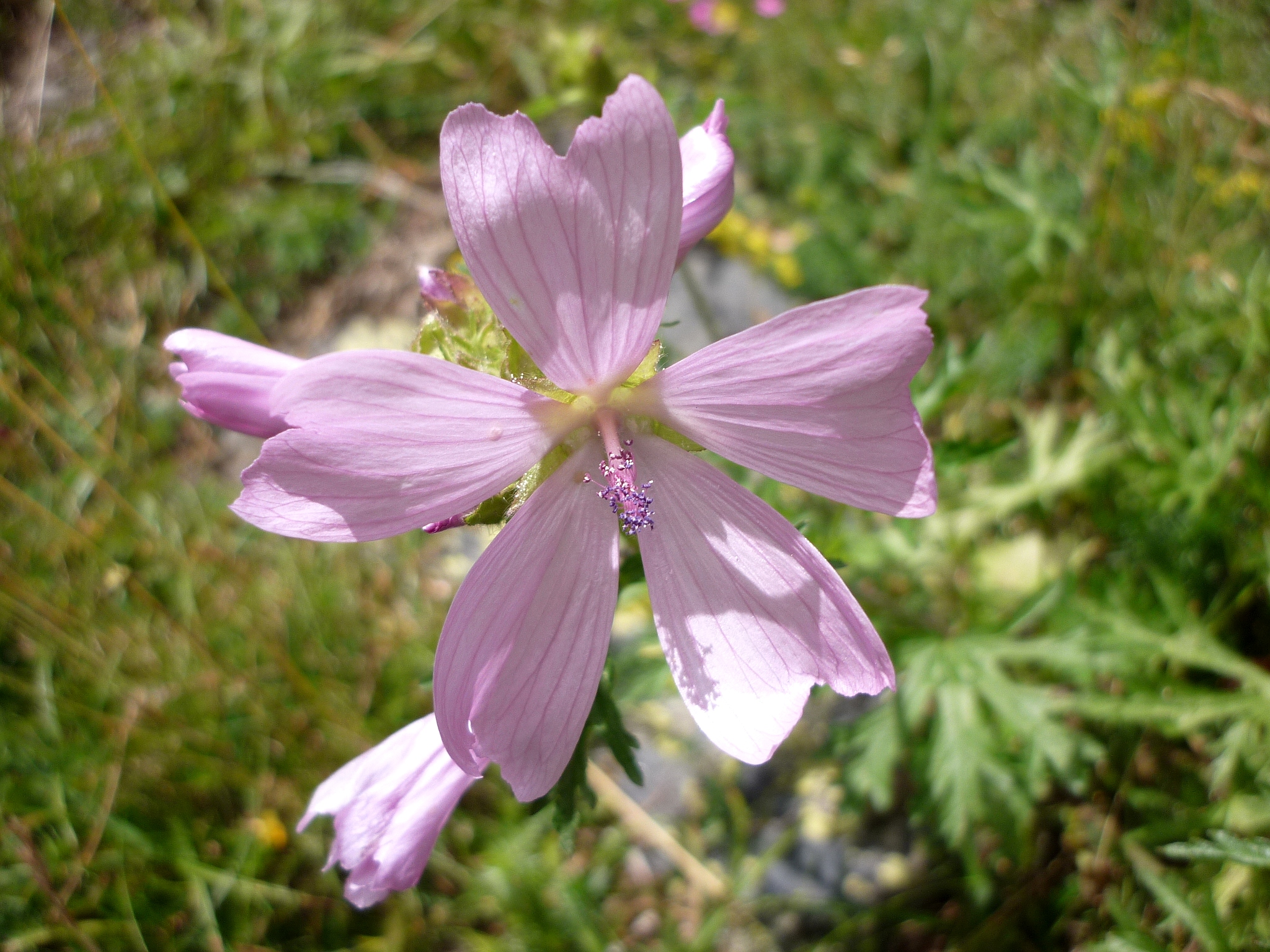
Malva moschata a Artiga de Lin (Val d'Aran)

- Malcolmia littorea (L.) R. Br. in Ait. (brassicàcies)
- Malcolmia maritima (L.) R. Br. in Ait. (brassicàcies)
- Malcolmia ramosissima (Desf.) Thell. (brassicàcies)
- Malope trifida Cav. (malvàcies)
- Malva aegyptia L. (malvàcies)
- Malva alcea L. (malvàcies)

- Malva cretica Cav. (malvàcies)
- Malva hispanica L. (malvàcies)
- Malva moschata L. (malvàcies)
- Malva neglecta Wallr. (malvàcies)
- Malva nicaeensis All. (malvàcies)
- Malva parviflora L. (malvàcies)
- Malva sylvestris L. (malvàcies)

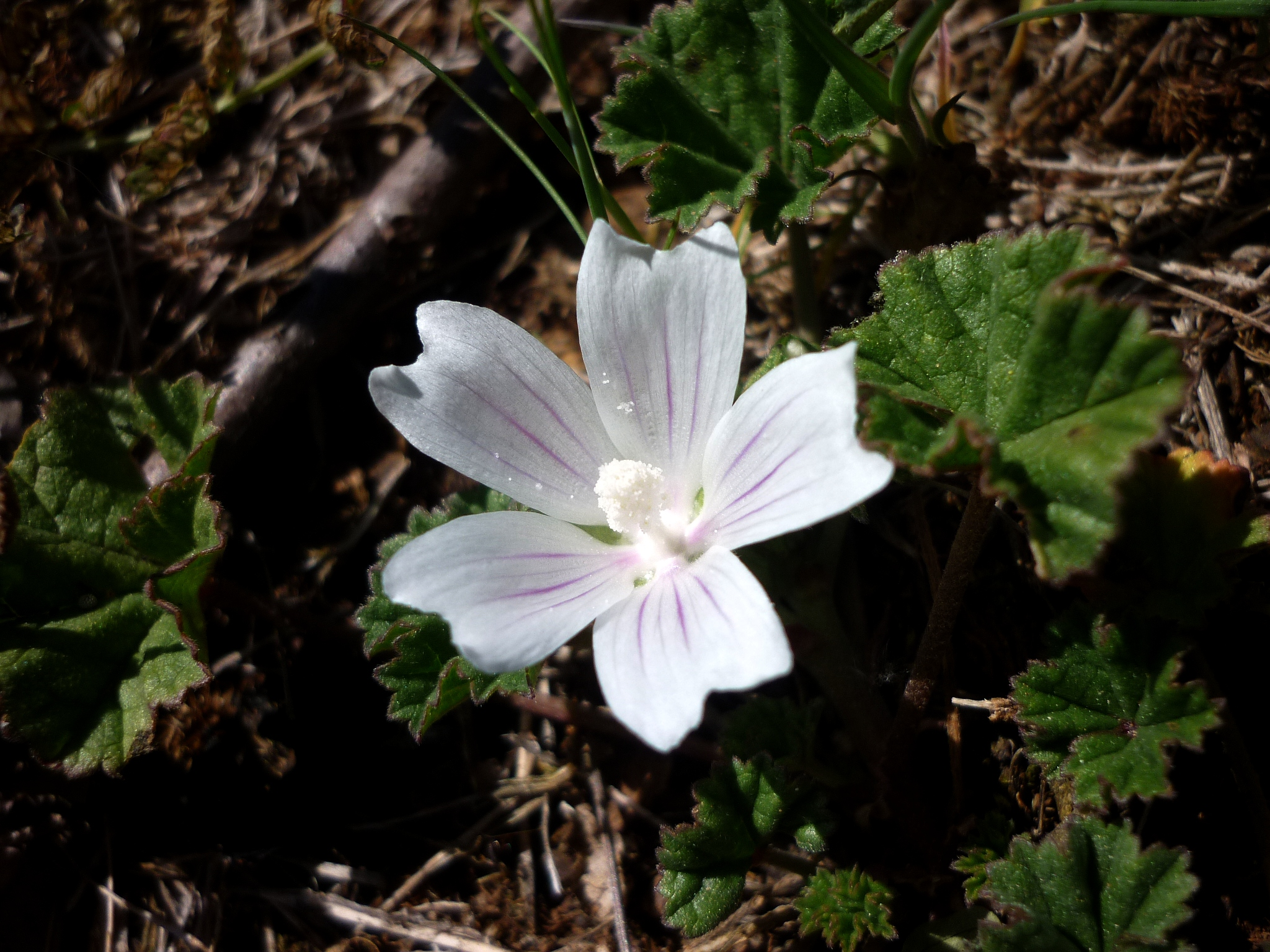
Malva neglecta a Baronia de Rialb (Noguera)

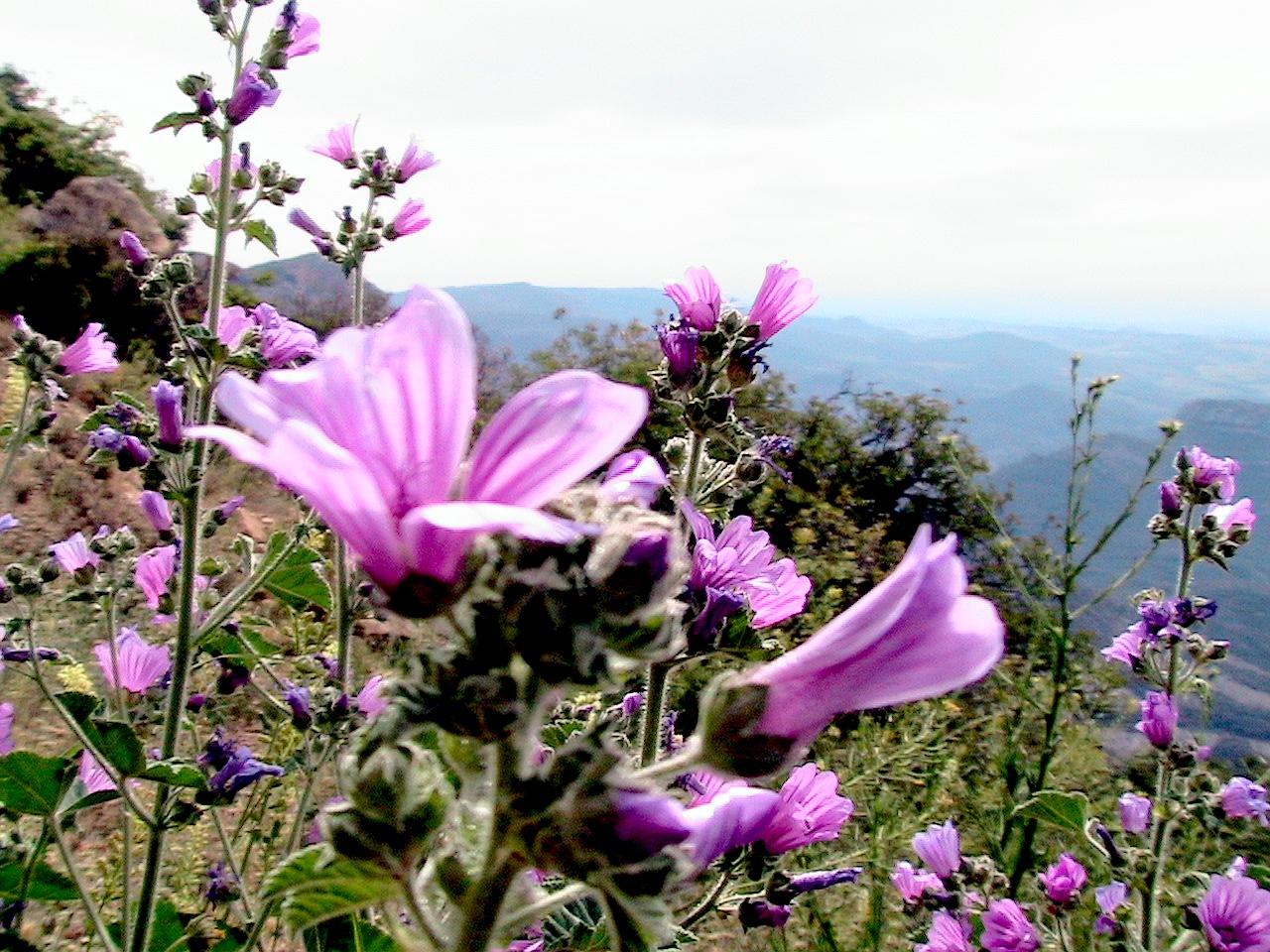
Malva sylvestris a Camarasa (Noguera)

- Mandragora autumnalis Bertol. (solanàcies)
- Mantisalca duriaei (Spach) Briq. et Cavill. (asteràcies)
- Mantisalca salmantica (L.) Briq. et Cavill. (asteràcies)
- Maresia nana (DC.) Batt. in Batt. et Trab. (brassicàcies)
- Marrubium alysson L. (labiades)
- Marrubium supinum L. (labiades)
- Marrubium vulgare L. (labiades)
- Marsilea quadrifolia L. (marsileàcies)
- Marsilea strigosa Willd. (marsileàcies)
- Matricaria discoidea DC. (asteràcies)
- Matricaria maritima L. (asteràcies)
- Matricaria recutita L. (asteràcies)

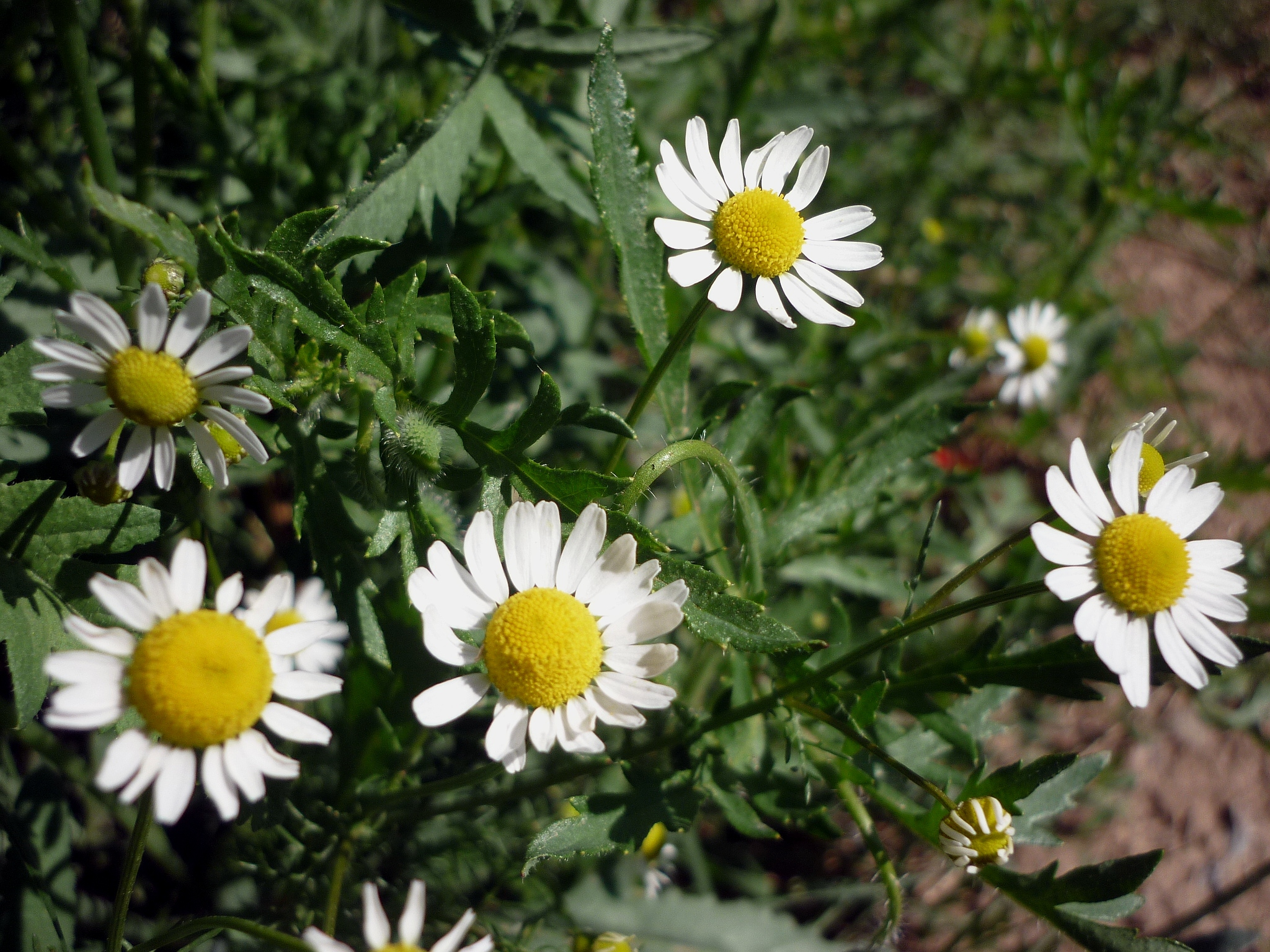
Matricaria recutita a Torà (Segarra)

- Matthiola fruticulosa (L.) Maire in Jah. et Maire (brassicàcies)

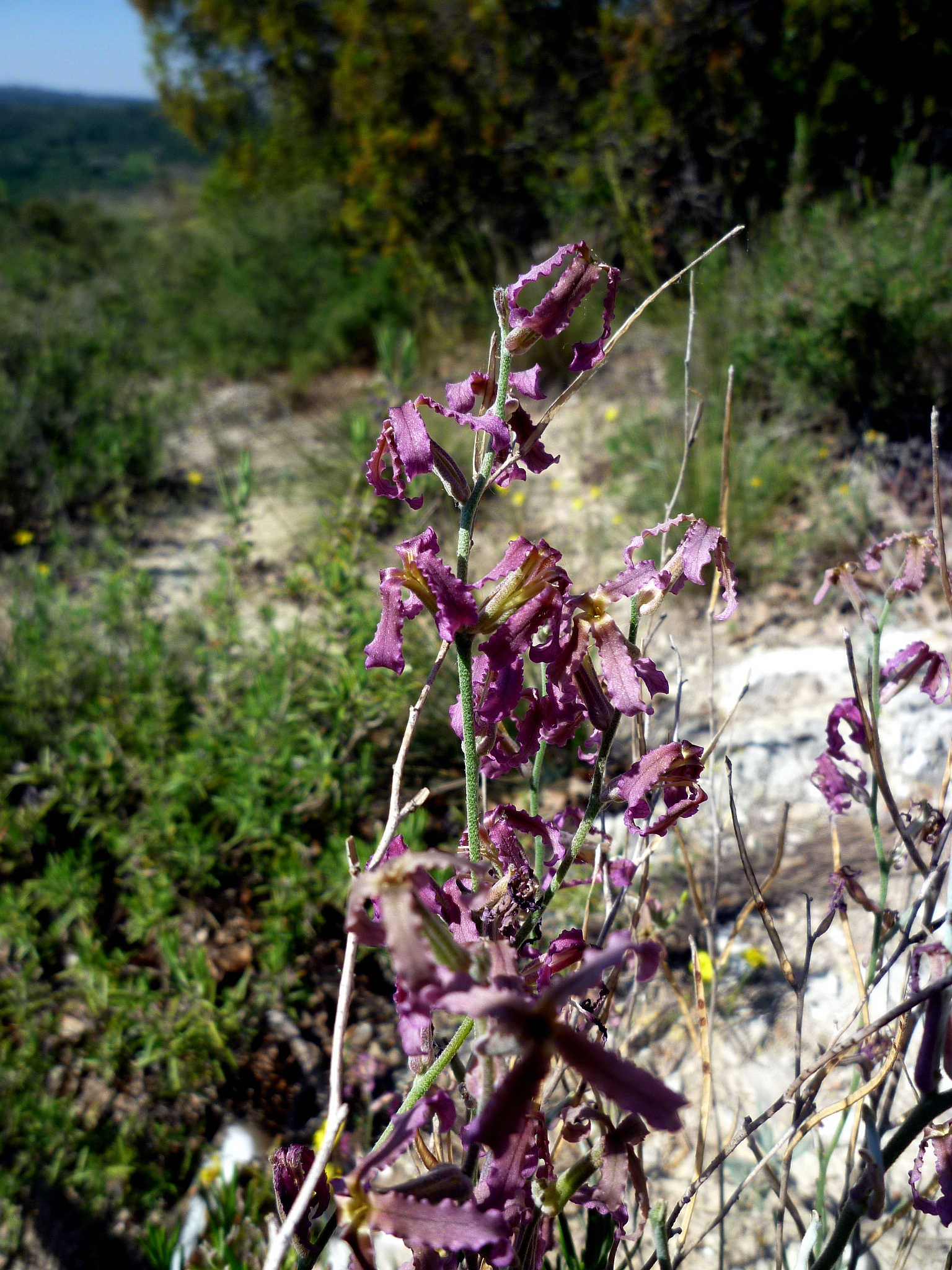
Matthiola fruticulosa a Biosca (Segarra)

- Matthiola incana (L.) R. Br. (brassicàcies)
- Matthiola sinuata (L.) R. Br. (brassicàcies)
- Meconopsis cambrica (L.) Vig. (papaveràcies)
- Medicago arabica (L.) Huds. (fabàcies)
- Medicago arborea L. (fabàcies)
- Medicago coronata (L.) Bartal. (fabàcies)
- Medicago disciformis DC. (fabàcies)
- Medicago doliata Carmign. (fabàcies)
- Medicago hybrida (Pourr.) Trautv. (fabàcies)
- Medicago intertexta (L.) Mill. (fabàcies)
- Medicago littoralis Rhode ex Loisel. (fabàcies)
- Medicago lupulina L. (fabàcies)
- Medicago marina L. (fabàcies)
- Medicago minima (L.) L. (fabàcies)
- Medicago murex Willd. (fabàcies)

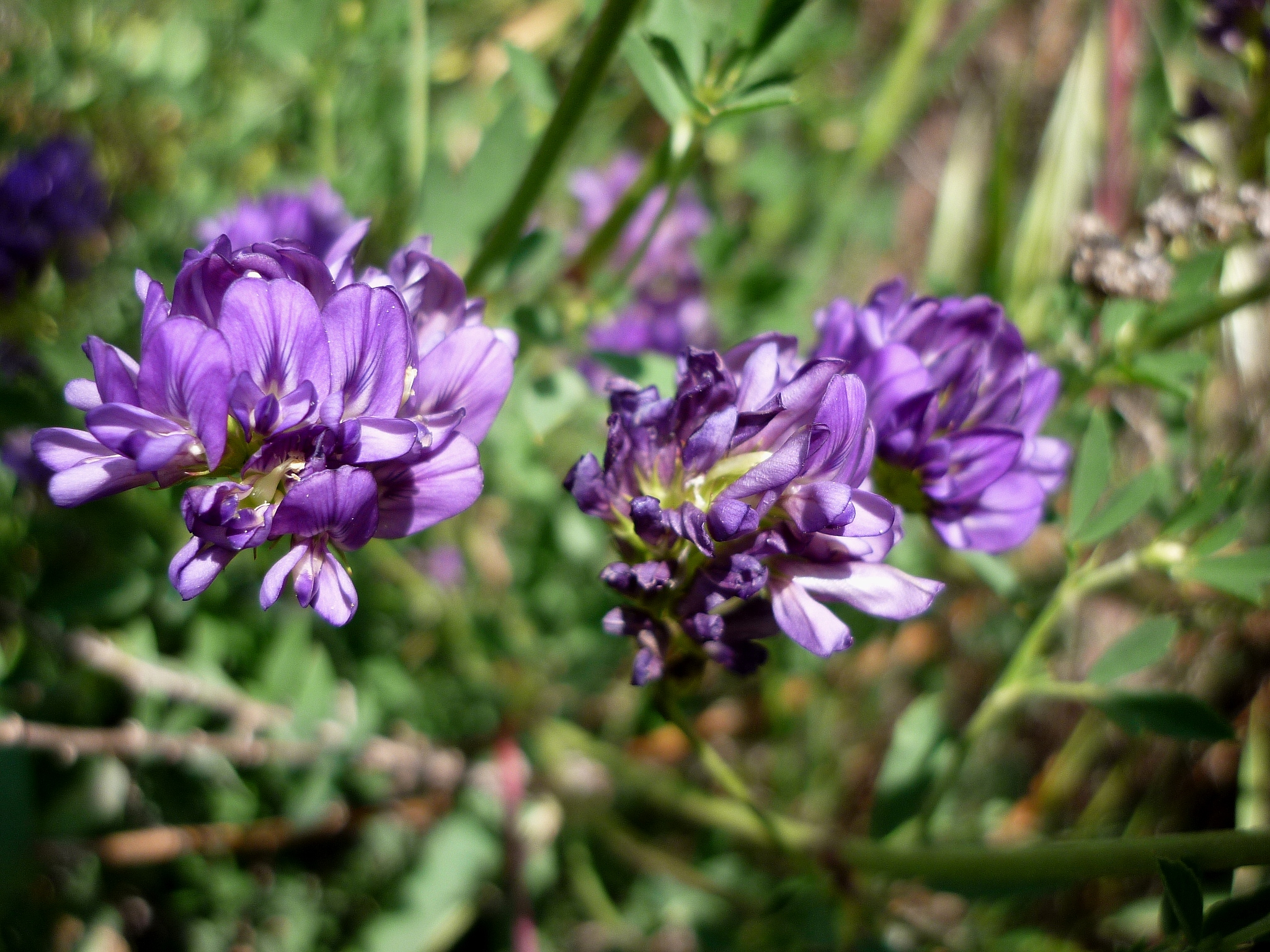
Medicago sativa a Torà (Segarra)

- Medicago orbicularis (L.) Bartal. (fabàcies)
- Medicago polymorpha L. (fabàcies)
- Medicago praecox DC. (fabàcies)
- Medicago rigidula (L.) All. (fabàcies)
- Medicago sativa L. (fabàcies)
- Medicago scutellata (L.) Mill. (fabàcies)
- Medicago secundiflora Durieu in Duchartre (fabàcies)
- Medicago suffruticosa Ramond ex DC. in Lam. et DC. (fabàcies)
- Medicago truncatula Gaertn. (fabàcies)

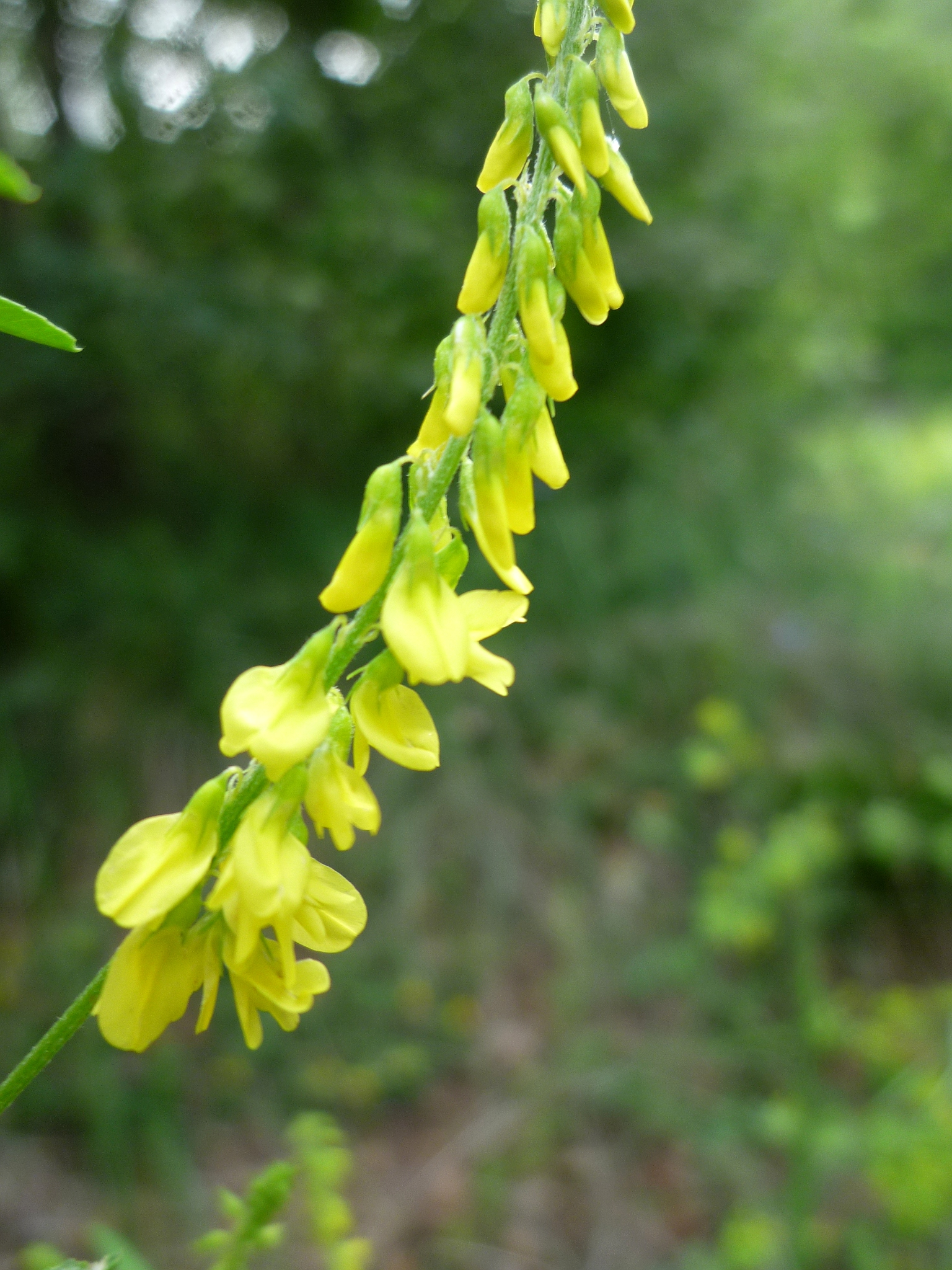
Melilotus officinalis a Torà (Segarra)

- Medicago tuberculata (Retz.) Willd. (fabàcies)
- Melampyrum cristatum L. (escrofulariàcies)
- Melampyrum nemorosum L. (escrofulariàcies)
- Melampyrum pratense L. (escrofulariàcies)
- Melampyrum sylvaticum L. (escrofulariàcies)
- Melica amethystina Pourr. (poàcies)
- Melica ciliata L. (poàcies)
- Melica minuta L. (poàcies)
- Melica nutans L. (poàcies)
- Melica uniflora Retz. (poàcies)
- Melilotus albus Medic. (fabàcies)
- Melilotus altissimus Thuill. (fabàcies)
- Melilotus elegans Ser. in DC. (fabàcies)
- Melilotus indicus (L.) All. (fabàcies)

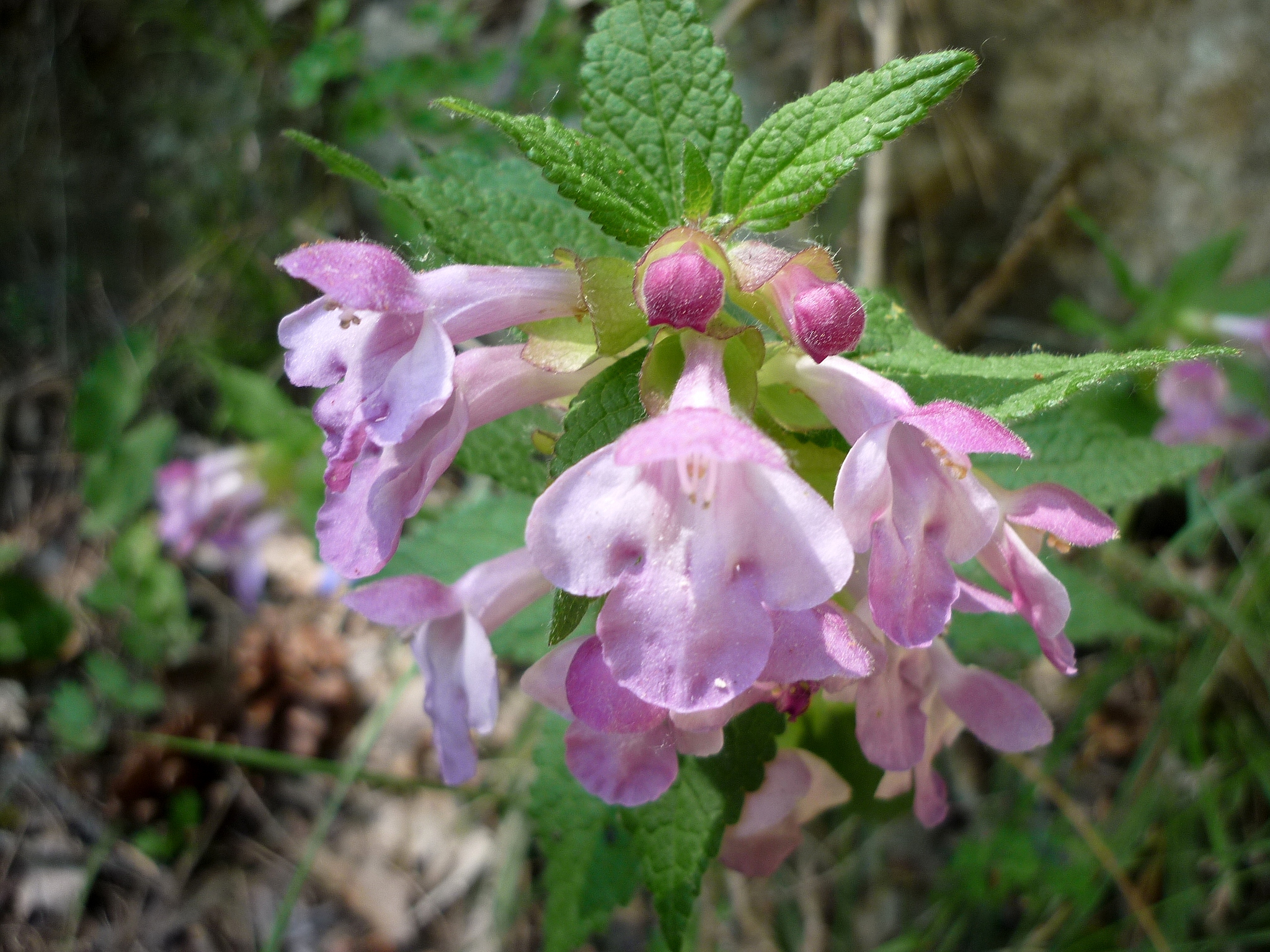
Melittis melissophyllum a Torà (Segarra)

- Melilotus officinalis (L.) Lam. (fabàcies)
- Melilotus siculus (Turra.) B. D. Jacks. (fabàcies)
- Melilotus spicatus (Sm.) Breistr. (fabàcies)
- Melilotus sulcatus Desf. (fabàcies)
- Melissa officinalis L. (labiades)
- Melittis melissophyllum L. (labiades)
- Mentha aquatica L. (labiades)
- Mentha arvensis L. (labiades)

- Mentha cervina L. (labiades)

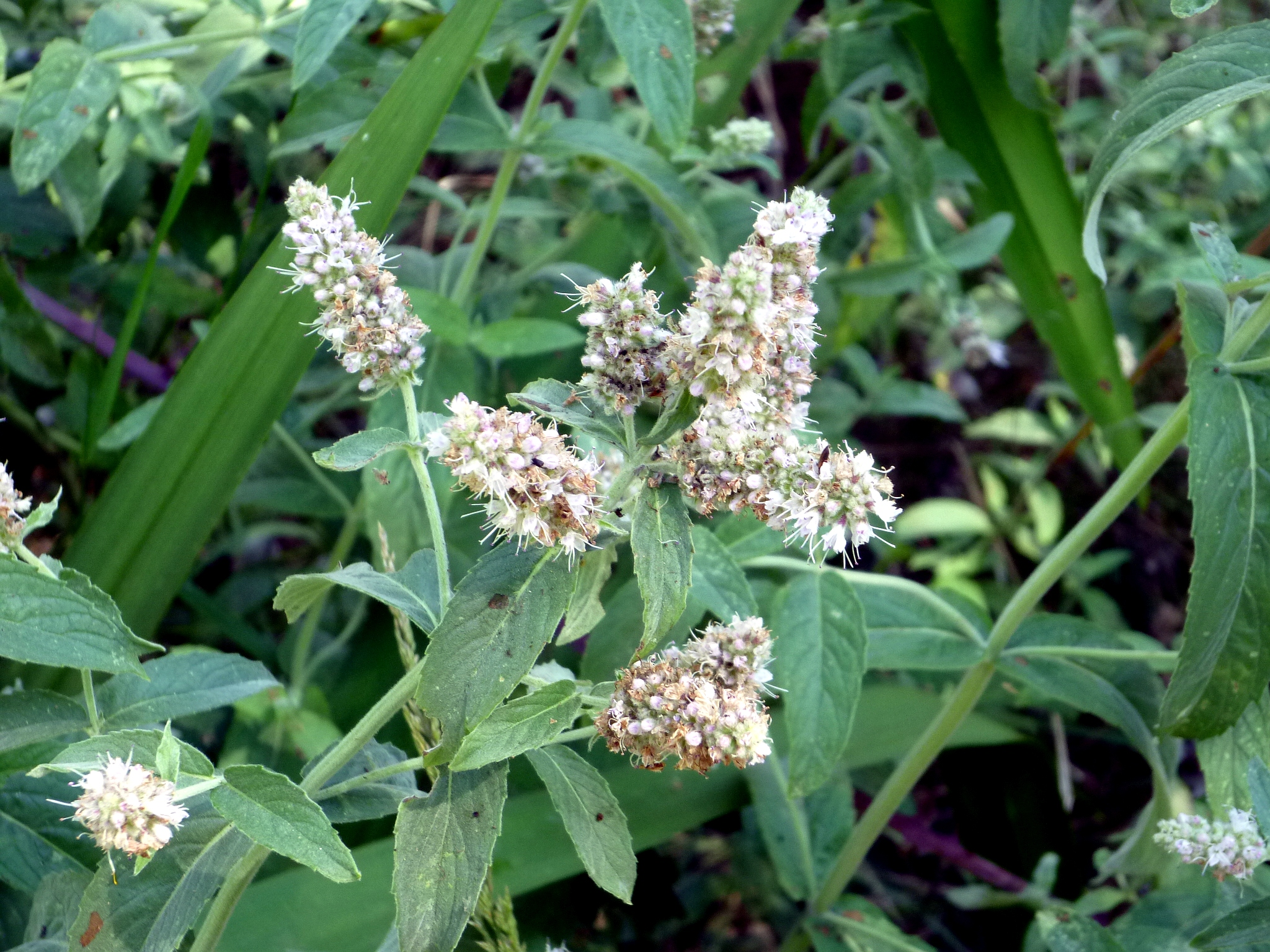
Mentha longifolia a Torà (Segarra)

- Mentha longifolia (L.) Huds. (labiades)
- Mentha pulegium L. (labiades)
- Mentha spicata L. (labiades)
- Mentha suaveolens Ehrh. (labiades)
- Menyanthes trifoliata L. (Meniantàcies)
- Mercurialis annua L. (euforbiàcies)
- Mercurialis perennis L. (euforbiàcies)

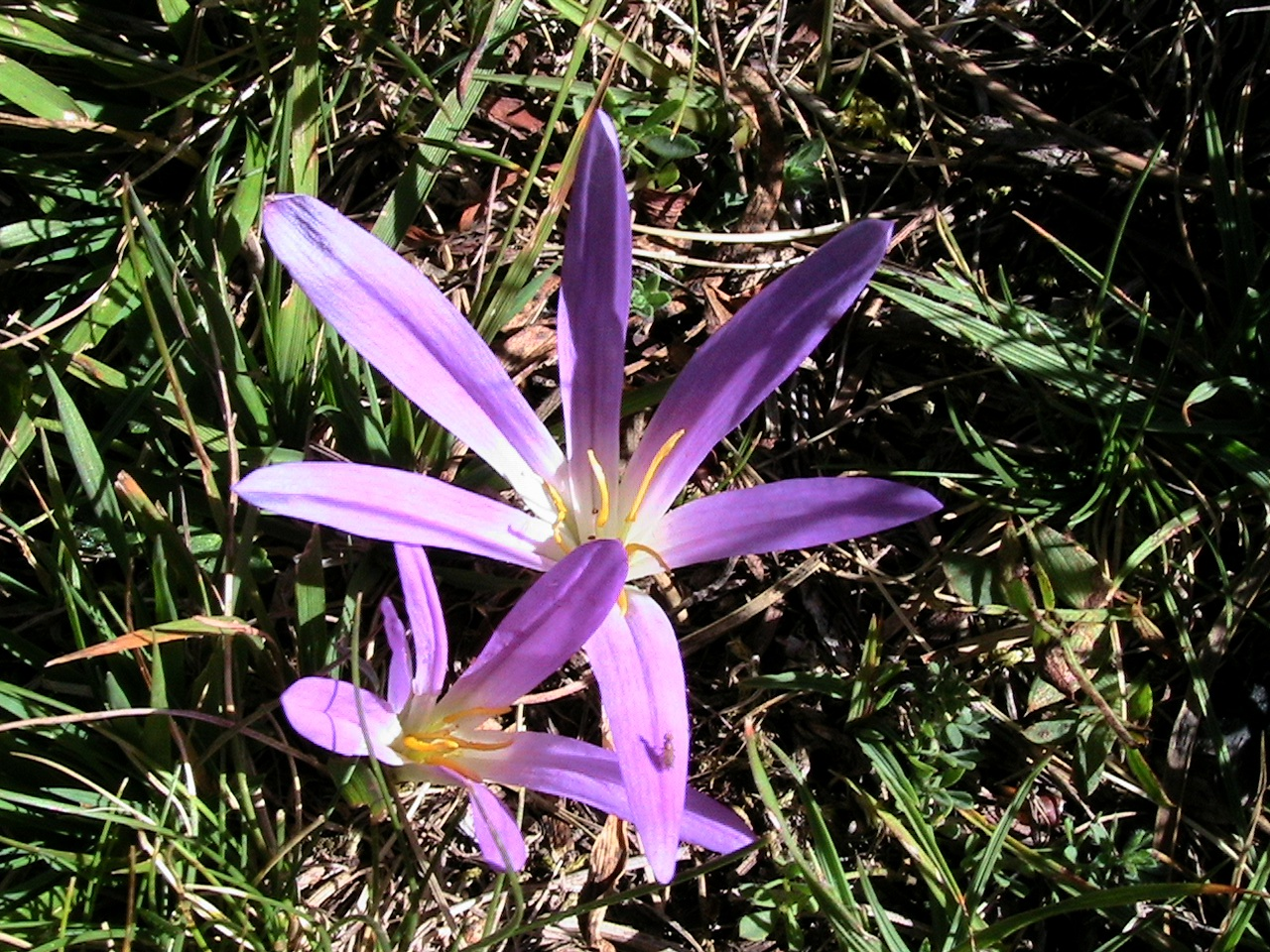
Merendera montana a Odèn (Solsonès)

- Mercurialis tomentosa L. (euforbiàcies)
- Merendera montana (L.) Lange (liliàcies)
- Mesembryanthemum nodiflorum L (aizoàcies)
- Mespilus germanica L. (rosàcies)
- Meum athamanticum Jacq. (umbel·líferes)
- Mibora minima (L.) Desv. (poàcies)
- Microcnemum coralloides (Loscos et Pardo) Buen (quenopodiàcies)
- Micropus discolor Pers. (asteràcies)
- Micropus erectus L. (asteràcies)
- Micropus supinus L. (asteràcies)
- Micropyrum tenellum (L.) Link (poàcies)
- Milium effusum L. (poàcies)
- Milium vernale Bieb. (poàcies)
- Minuartia campestris L. (cariofil·làcies)
- Minuartia cerastiifolia (DC.) Graebn. in Asch. et Graebn. (cariofil·làcies)
- Minuartia dichotoma L. (cariofil·làcies)
- Minuartia geniculata (Poiret) Thell. (cariofil·làcies)
- Minuartia hamata (Hausskn. et Bornm.) Mattf. (cariofil·làcies)
- Minuartia hybrida (Vill.) Schischkin in Komarov (cariofil·làcies)
- Minuartia laricifolia (L.) Schinz et Thell. (cariofil·làcies)
- Minuartia montana L. (cariofil·làcies)
- Minuartia recurva (All.) Schinz et Thell. (cariofil·làcies)
- Minuartia rubra (Scop.) McNeill (cariofil·làcies)
- Minuartia sedoides (L.) Hiern (cariofil·làcies)
- Minuartia verna (L.) Hiern (cariofil·làcies)
- Minuartia villarii (Balb.) Wilczeck et Chenevard (cariofil·làcies)
- Mirabilis jalapa L. (Nictaginàcies)
- Moehringia muscosa L. (cariofil·làcies)
- Moehringia pentandra Gay (cariofil·làcies)
- Moehringia trinervia (L.) Clairville (cariofil·làcies)
- Moenchia erecta (L.) Gaertn. (cariofil·làcies)

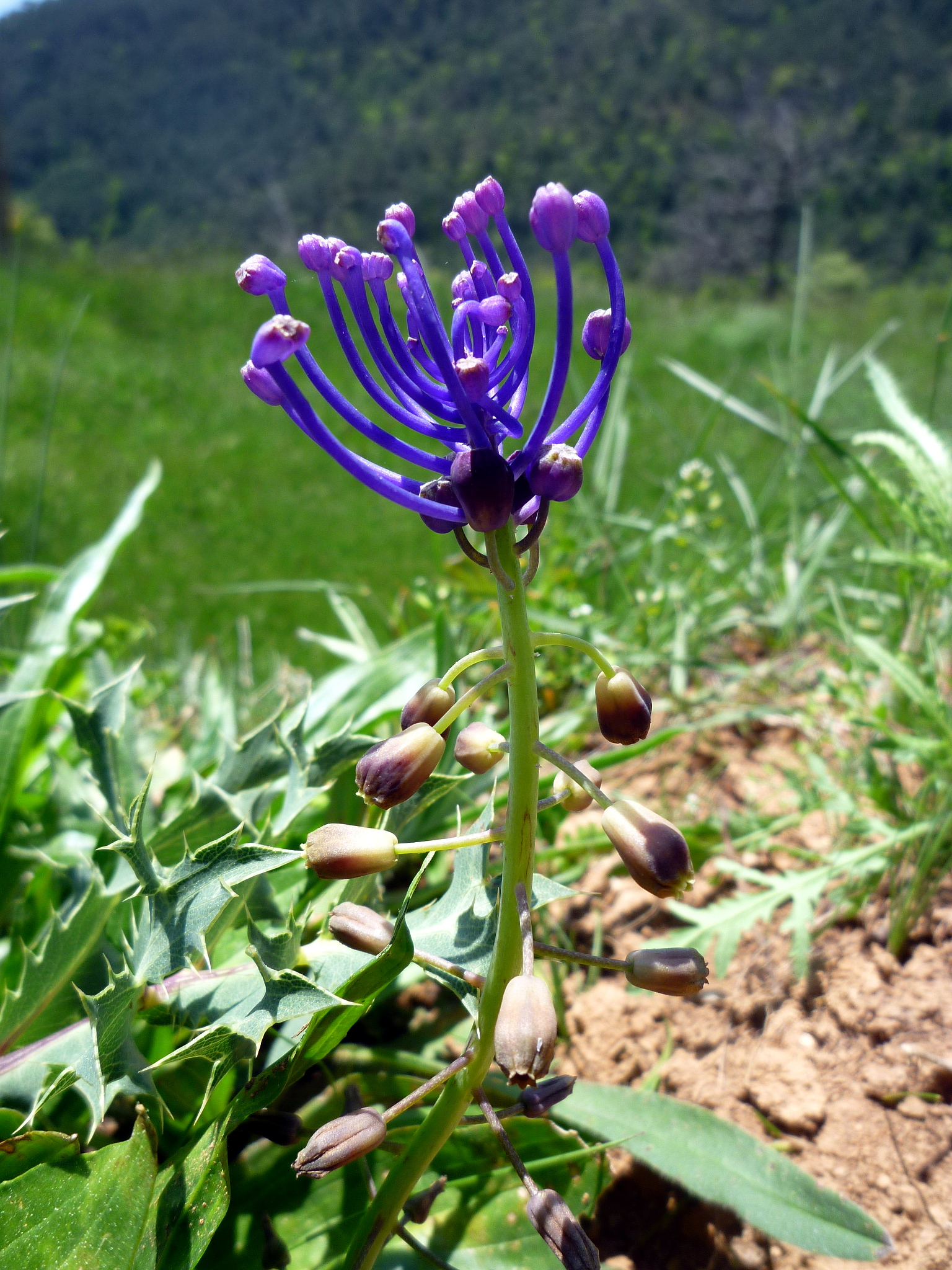
Muscari comosum a Guixers (Solsonès)

- Molineriella minuta (L.) Rouy (poàcies)
- Molinia coerulea (L.) Moench (poàcies)
- Molopospermum peloponnesiacum (L.) Koch (umbel·líferes)
- Monotropa hypopitys L. (Pirolàcies)
- Montia fontana L. (Portulacàcies)
- Moricandia arvensis (L.) DC. (brassicàcies)
- Moricandia moricandioides (Boiss.) Heyw. (brassicàcies)

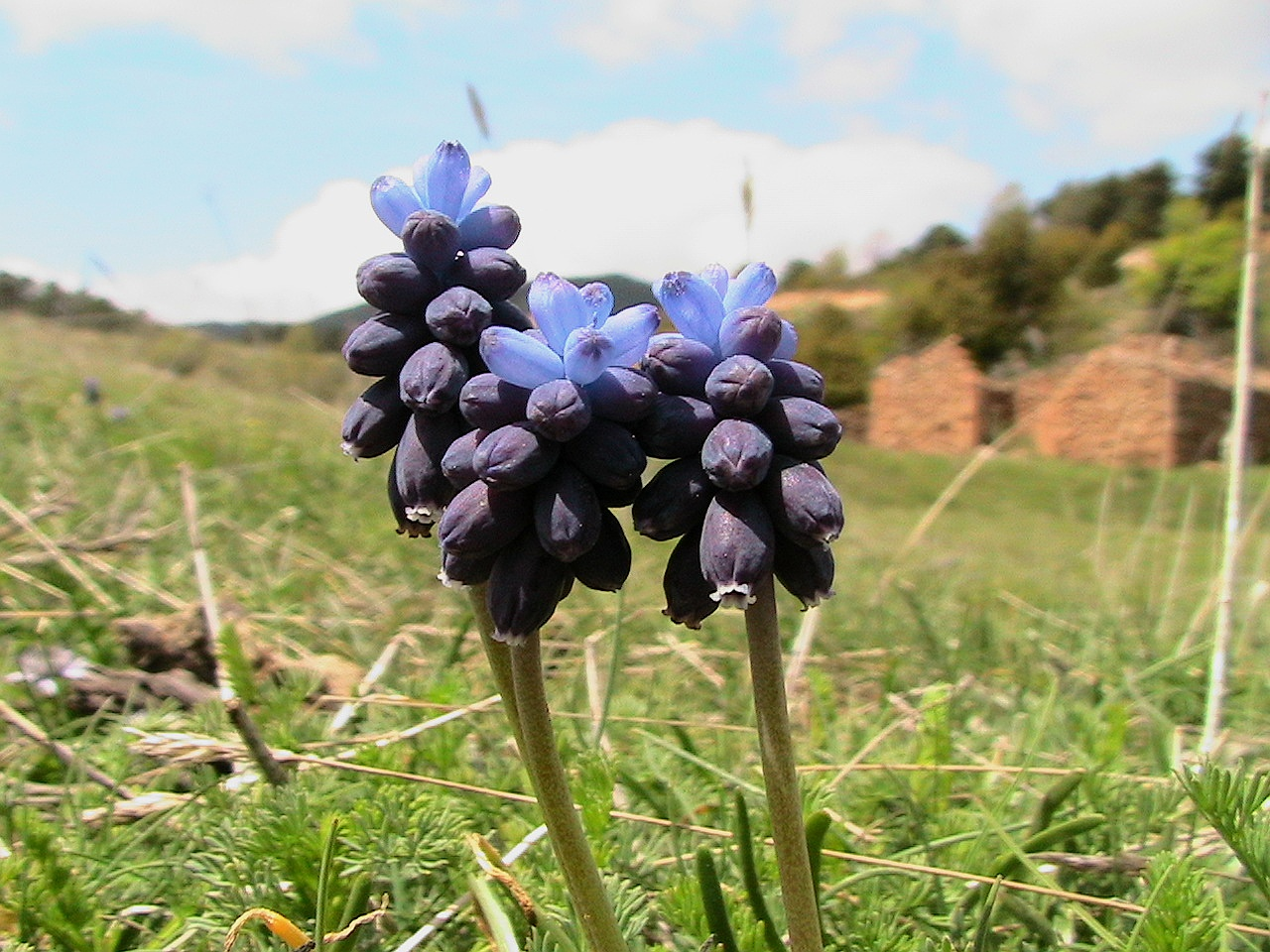
Muscari neglectum a Guixers (Solsonès)

- Mucizonia sedoides (DC.) Webb (crassulàcies)
- Murbeckiella pinnatifida (Lam.) Rothm. (brassicàcies)
- Muscari comosum (L.) Mill. (liliàcies)
- Muscari neglectum Guss. ex Ten. (liliàcies)
- Myagrum perfoliatum L. (brassicàcies)
- Mycelis muralis (L.) Dumort. (asteràcies)
- Myosotis alpestris F. W. Schmidt (boraginàcies)

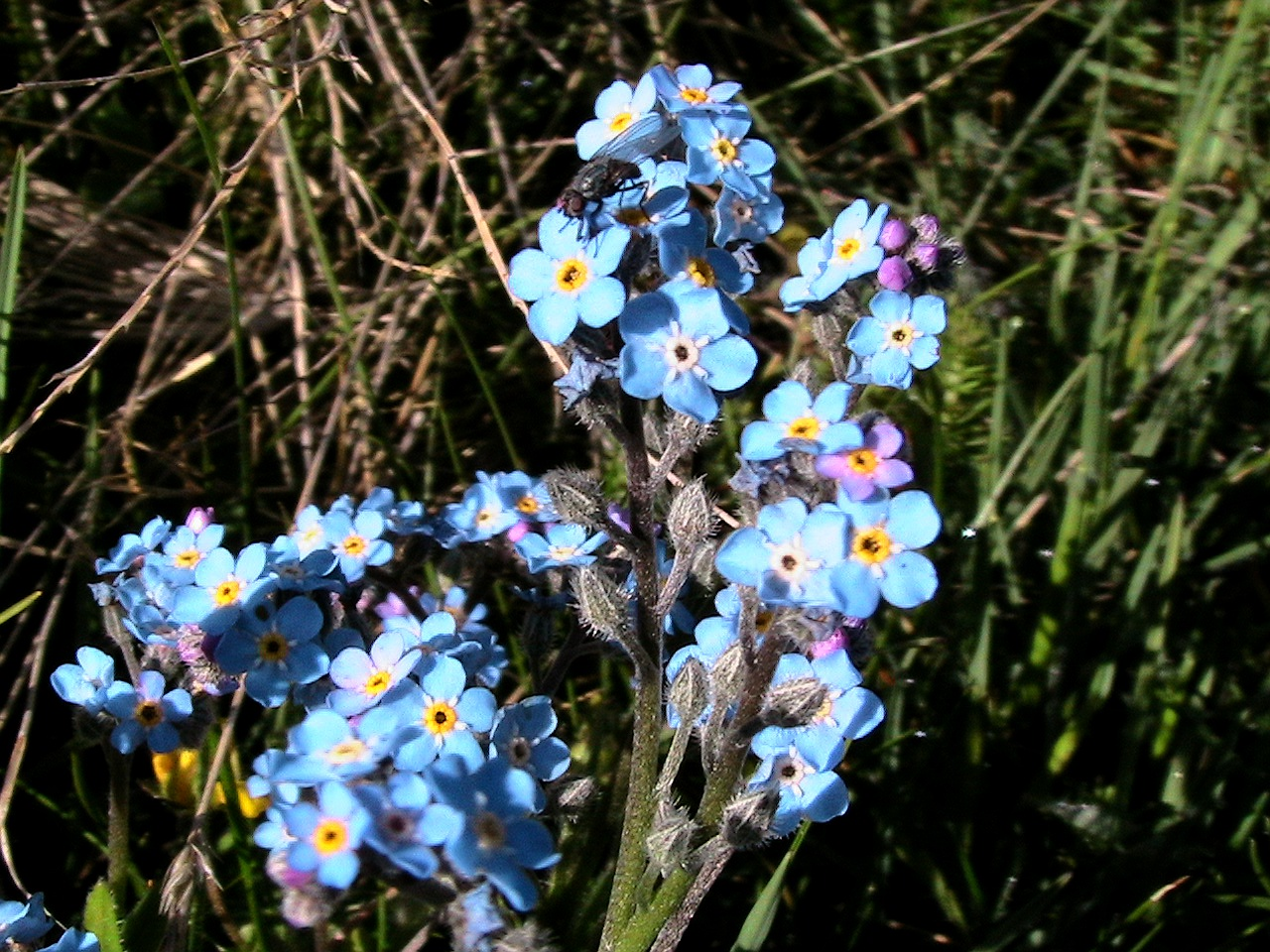
Myosotis alpestris a Cabdella (Pallars Jussà)

- Myosotis arvensis (L.) Hill. (boraginàcies)
- Myosotis discolor Pers. (boraginàcies)
- Myosotis pusilla Loisel in Desv. (boraginàcies)
- Myosotis ramosissima Rochel in Schultes (boraginàcies)
- Myosotis scorpioides L. (boraginàcies)
- Myosotis sicula Guss. (boraginàcies)
- Myosotis stricta Link ex Roem. et Schultes (boraginàcies)
- Myosotis sylvatica Hoffm. (boraginàcies)
- Myosoton aquaticum (L.) Moench (cariofil·làcies)
- Myosurus minimus L. (ranunculàcies)
- Myricaria germanica (L.) Desv. (Tamaricàcies)
- Myriophyllum alterniflorum DC. in Lam. et DC. (haloragàcies)
- Myriophyllum spicatum L. (haloragàcies)
- Myriophyllum verticillatum L. (haloragàcies)
- Myrrhis odorata (L.) Scop. (umbel·líferes)
- Myrtus communis L. (mirtàcies)

## N
| Índex: A B C D E F G H I J K L M N O P Q R S T U V W X Y Z — Especials Inici — vegeu també — enllaços externs |

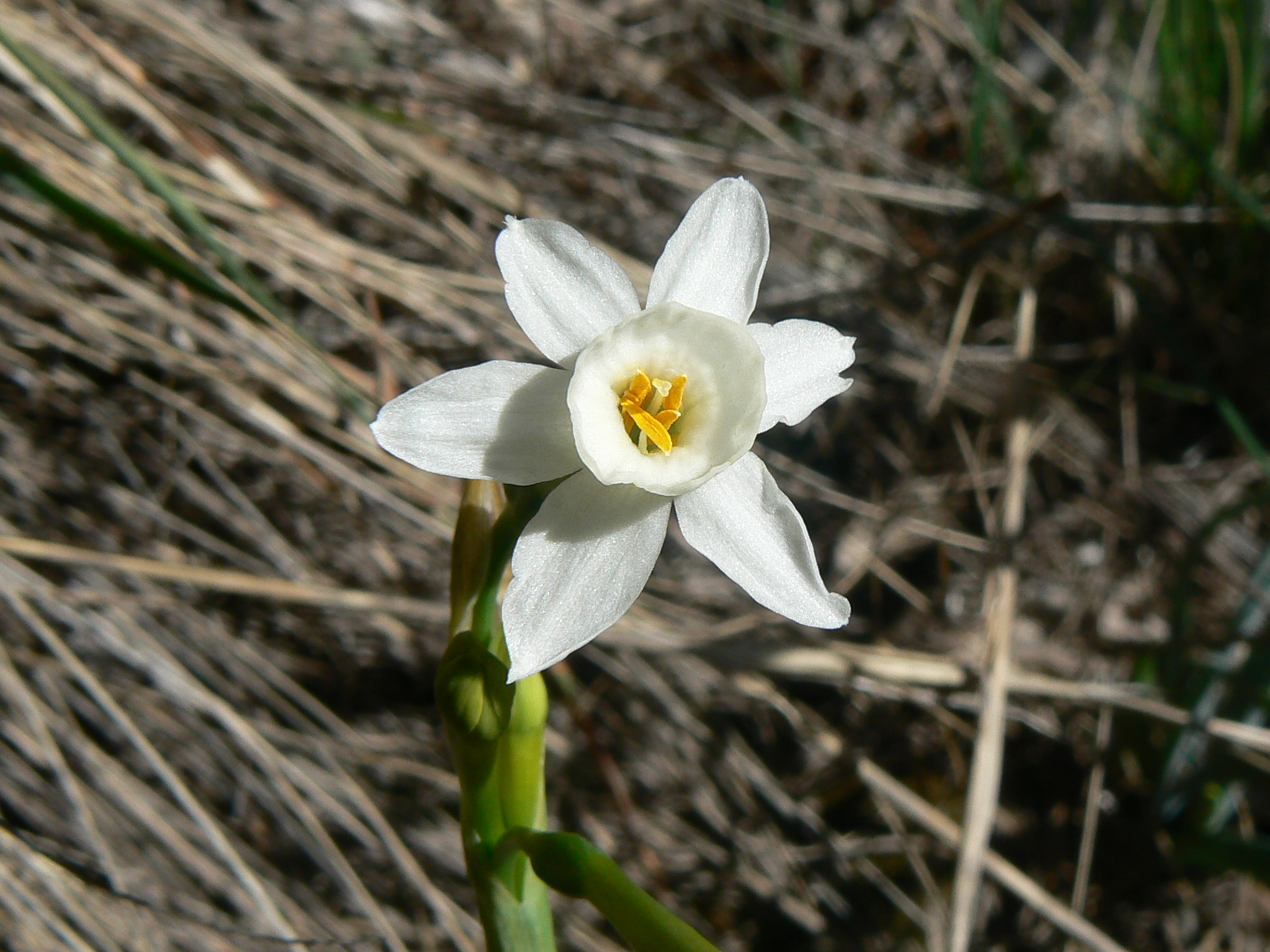
Narcissus dubius a Sant Llorenç del Munt (Vallès Occidental)

- Najas gracillima (A. Br. ex Engelm.) Magnus (naiadàcies)
- Najas marina L. (naiadàcies)
- Najas minor All. (naiadàcies)

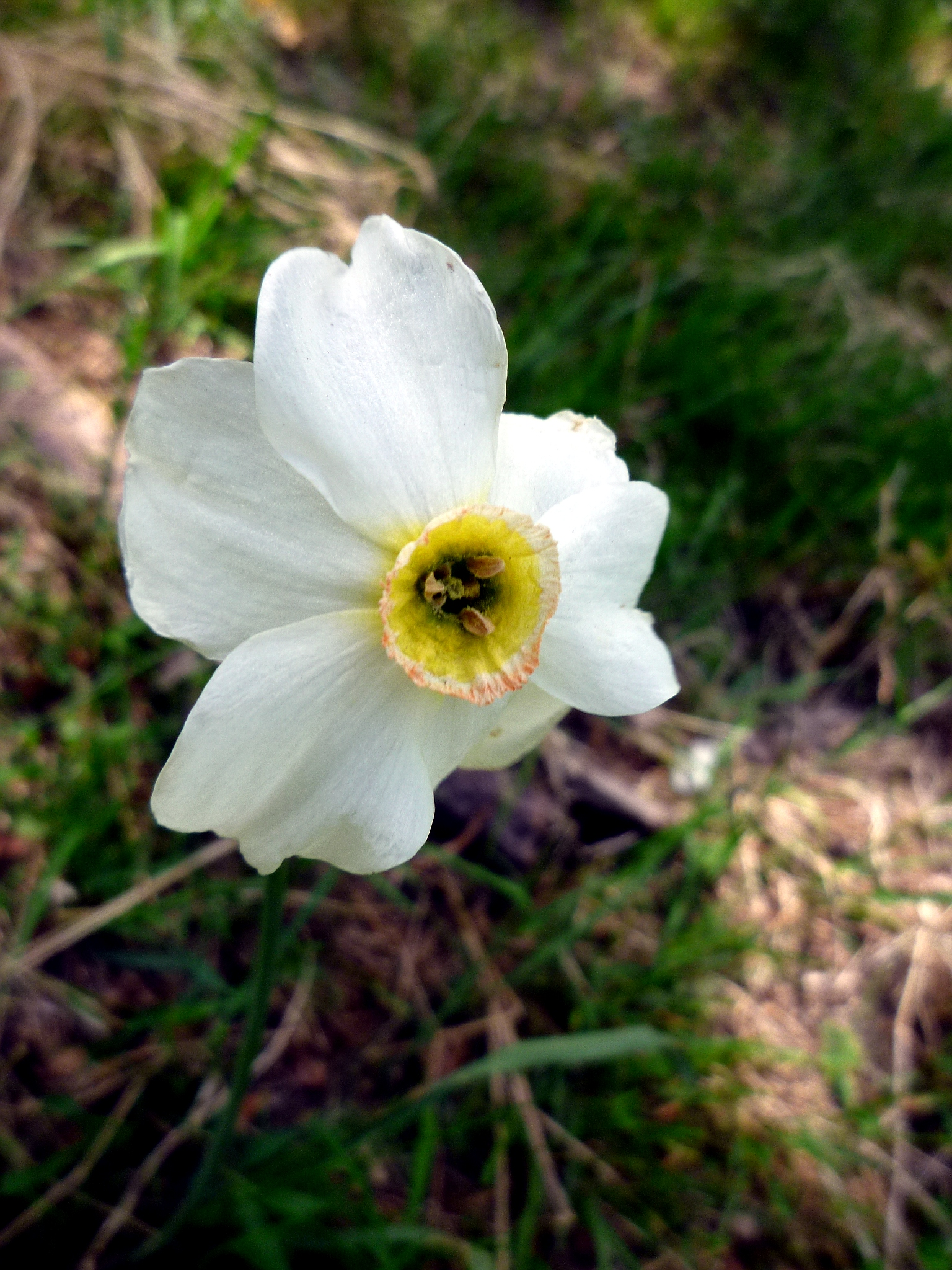
Narcissus poeticus a Lladorre (Pallars Sobirà)

- Narcissus assoanus Duf. (amaril·lidàcies)
- Narcissus dubius Gouan (amaril·lidàcies)
- Narcissus poeticus L. (amaril·lidàcies)
- Narcissus pseudonarcissus L. (amaril·lidàcies)
- Narcissus serotinus L. (amaril·lidàcies)
- Narcissus tazetta L. (amaril·lidàcies)
- Nardus stricta L. (poàcies)
- Narthecium ossifragum (L.) Huds. (liliàcies)
- Neotinea maculata (Desf.) Stearn (orquidàcies)
- Neottia nidus-avis (L.) L. C. M. Richard (orquidàcies)
- Nepeta cataria L. (labiades)
- Nepeta nepetella L. (labiades)
- Nepeta nuda L. (labiades)

- Nepeta tuberosa L. (labiades)
- Nepeta ucranica L. (labiades)

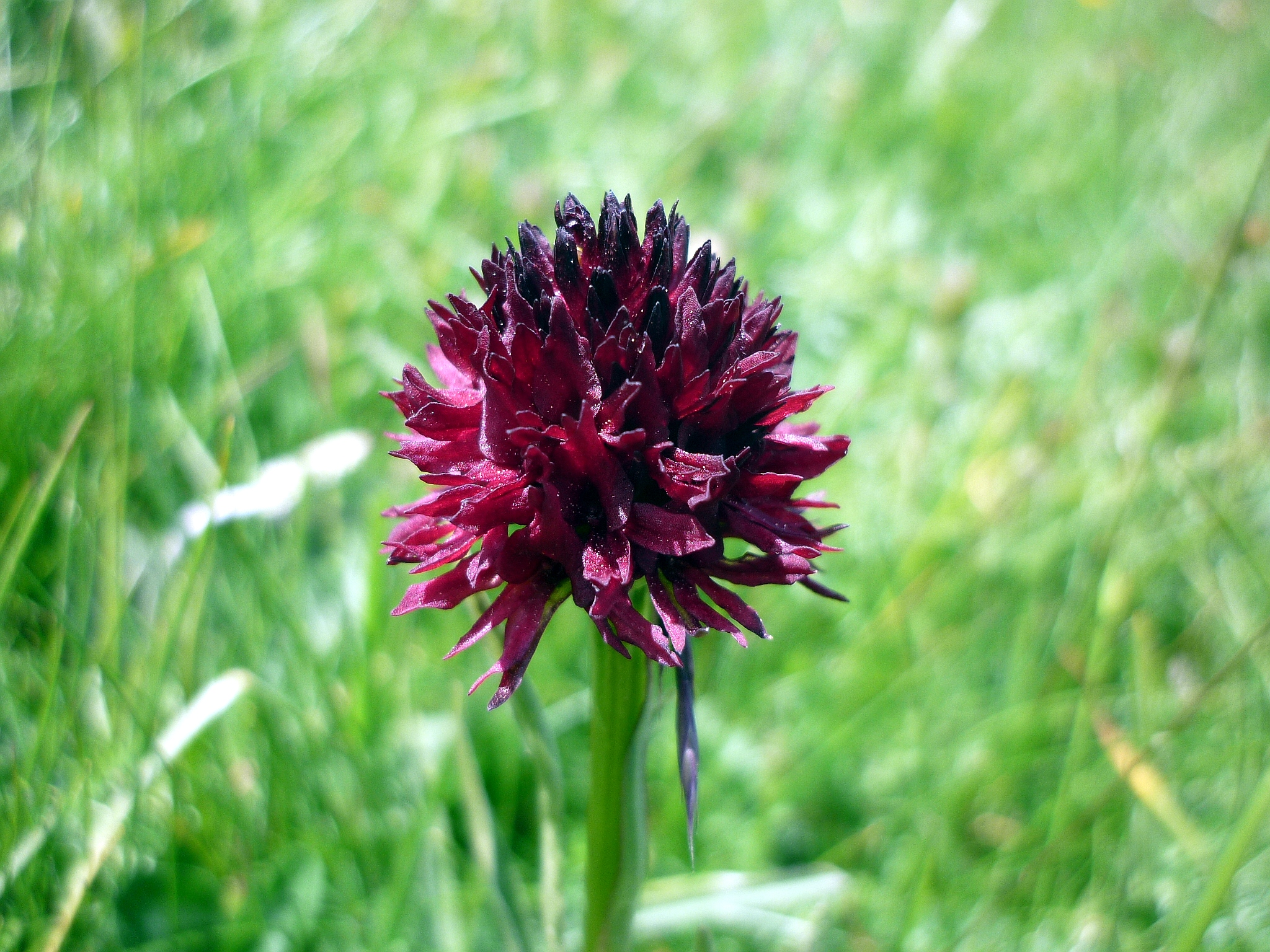
Nigritella nigra a l'Alzina d'Alinyà (Alt Urgell)

- Nerium oleander L. (apocinàcies) baladre
- Neslia paniculata (L.) Desv. (brassicàcies)
- Nicotiana glauca R. C. Graham (solanàcies)
- Nigella damascena L. (ranunculàcies)
- Nigella gallica Jord. (ranunculàcies)
- Nigritella nigra (L.) Reichenb. f. (orquidàcies)
- Nonea echioides (L.) Roem. et Schultes (boraginàcies)
- Nonea micrantha Boiss. et Reut. (boraginàcies)
- Nonea vesicaria (L.) Reichenb. (boraginàcies)
- Nothoscordum borbonicum Kunth (liliàcies)
- Nymphaea alba L. (Nimfeàcies)

## O
| Índex: A B C D E F G H I J K L M N O P Q R S T U V W X Y Z — Especials Inici — vegeu també — enllaços externs |

- Odontites kaliformis (Pourr. ex Willd.) Pau (escrofulariàcies)
- Odontites lanceolata (Gand.) Reichenb. (escrofulariàcies)
- Odontites longiflora (Vahl) Webb (escrofulariàcies)
- Odontites lutea (L.) Clairville (escrofulariàcies)
- Odontites verna (Bellardi) Dumort. (escrofulariàcies)
- Odontites viscosa (L.) Clairville (escrofulariàcies)

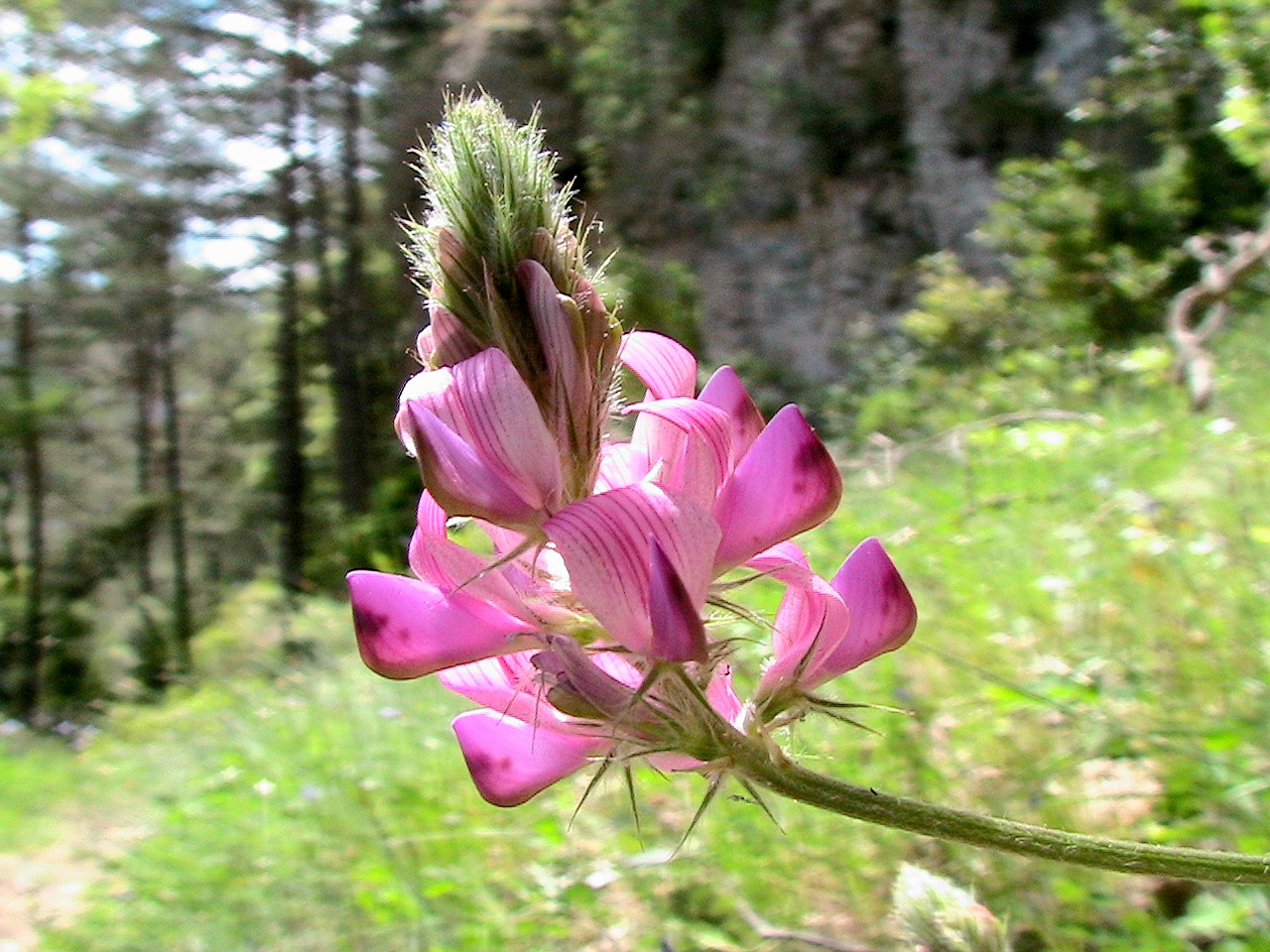
Onobrychis viciifolia a la Mola de Lord (Solsonès)

- Oenanthe fistulosa L. (umbel·líferes)
- Oenanthe lachenalii C.C. Gmel. (umbel·líferes)
- Oenanthe pimpinelloides L. (umbel·líferes)
- Oenothera biennis L. (onagràcies)
- Oenothera rosea L'Hér. ex Ait. (onagràcies)
- Olea europaea L. (oleàcies)
- Omphalodes linifolia (L.) Moench (boraginàcies)
- Onobrychis argentea Boiss. (fabàcies)

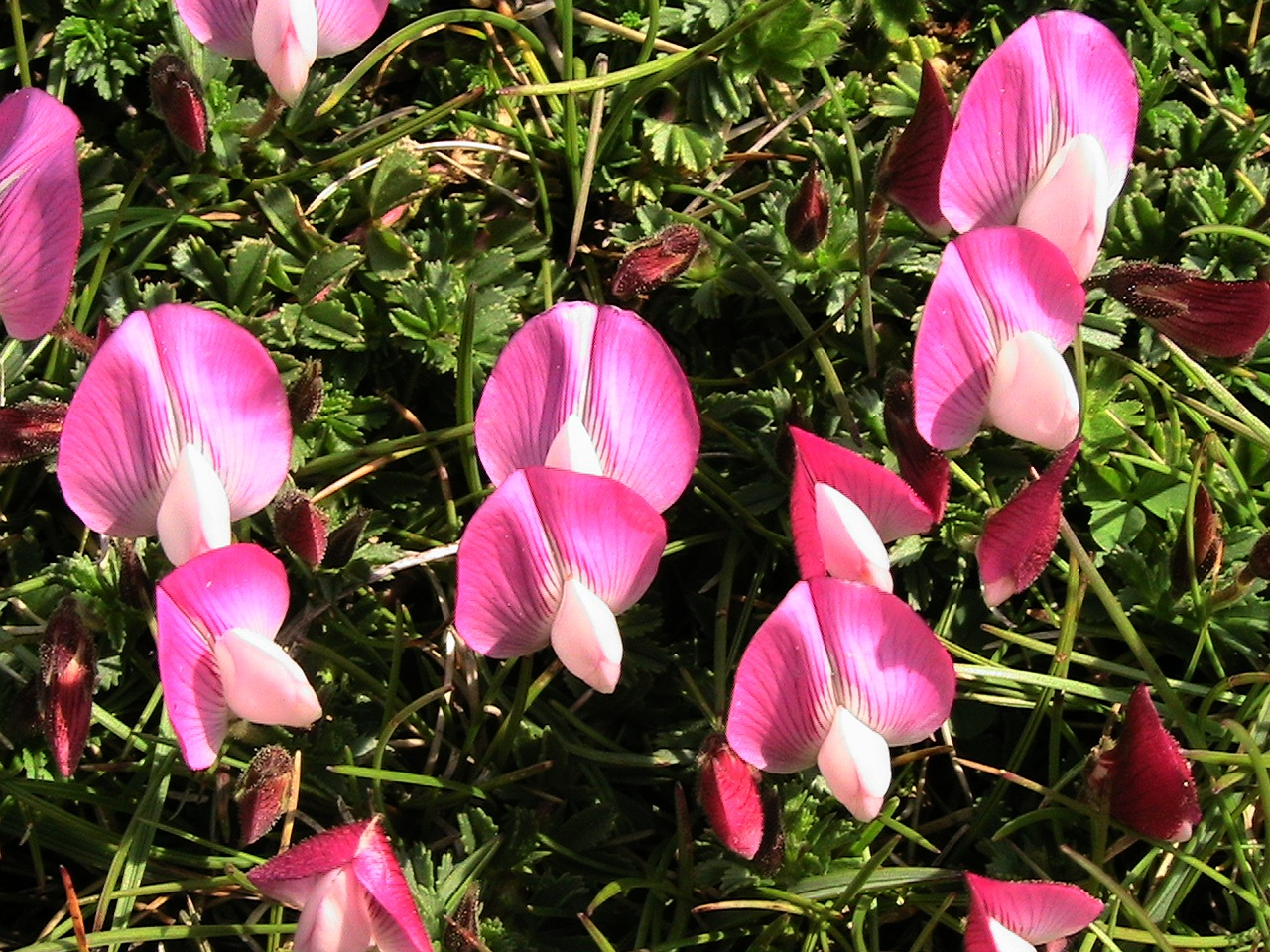
Ononis cristata a la Odèn (Solsonès)

- Onobrychis caput-galli (L.) Lam. (fabàcies)
- Onobrychis saxatilis (L.) Lam. (fabàcies)
- Onobrychis supina (Vill.) DC. in Lam. et DC. (fabàcies)
- Onobrychis viciifolia Scop. (fabàcies)
- Ononis aragonensis Asso (fabàcies)
- Ononis cristata Mill. (fabàcies)

- Ononis fruticosa L. (fabàcies)
- Ononis minutissima L. (fabàcies)
- Ononis natrix L. (fabàcies)
- Ononis pubescens L. (fabàcies)

- Ononis pusilla L. (fabàcies)
- Ononis reclinata L. (fabàcies)
- Ononis rotundifolia L. (fabàcies)
- Ononis spinosa L. (fabàcies)
- Ononis striata Gouan (fabàcies)
- Ononis tridentata L. (fabàcies)
- Ononis viscosa L. (fabàcies)

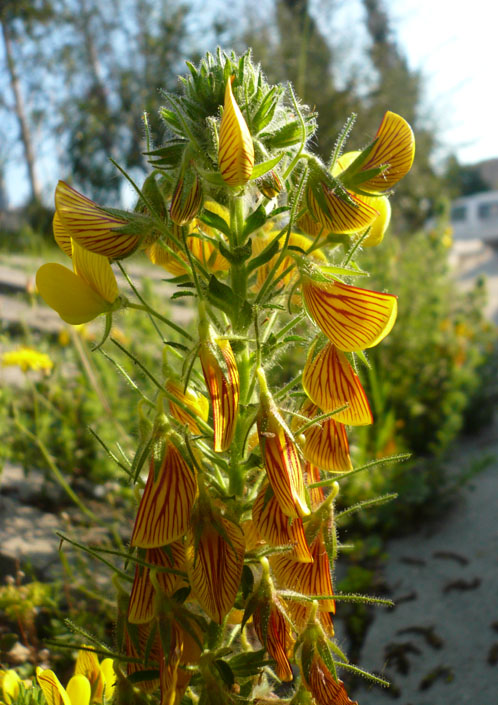
Ononis natrix a Barcelona

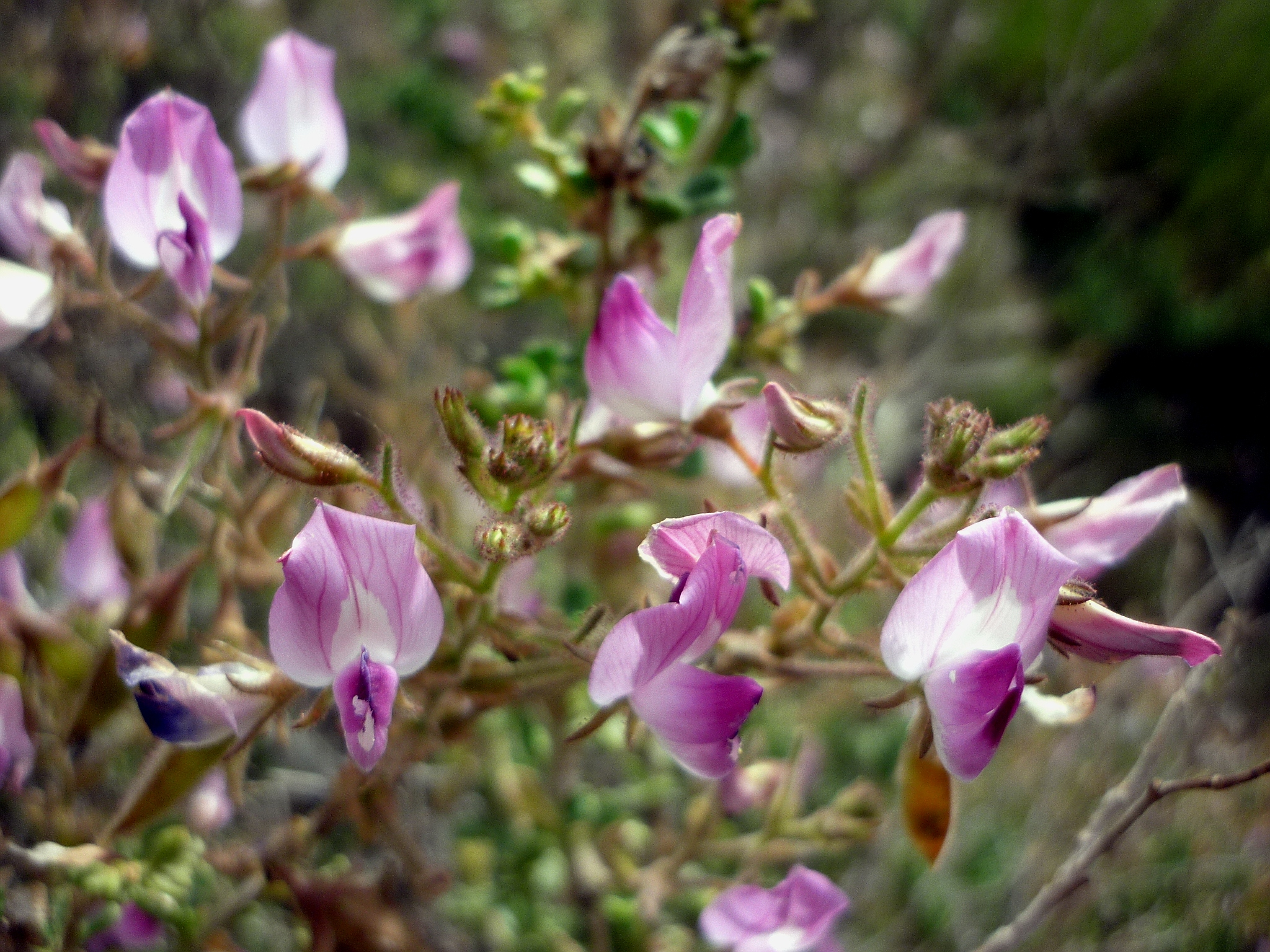
Ononis tridentata a Torà (Segarra)

- Onopordum acanthium L. (asteràcies)
- Onopordum acaulon L. (asteràcies)
- Onopordum corymbosum Willk. (asteràcies)
- Onopordum illyricum L. (asteràcies)
- Onopordum macracanthum Schousb. (asteràcies)
- Onopordum nervosum Boiss. (asteràcies)
- Onosma tricerosperma Lag. (boraginàcies)
- Ophioglossum azoricum C. Presl (ofioglossàcies)
- Ophioglossum lusitanicum L. (ofioglossàcies)
- Ophioglossum vulgatum L. (ofioglossàcies)
- Ophrys apifera Huds. (orquidàcies)
- Ophrys bertolonii Moretii (orquidàcies)
- Ophrys fuciflora (F. W. Schmidt) Moench (orquidàcies)
- Ophrys fusca Link (orquidàcies)
- Ophrys insectifera L. (orquidàcies)

- Ophrys lutea Cav. (orquidàcies)

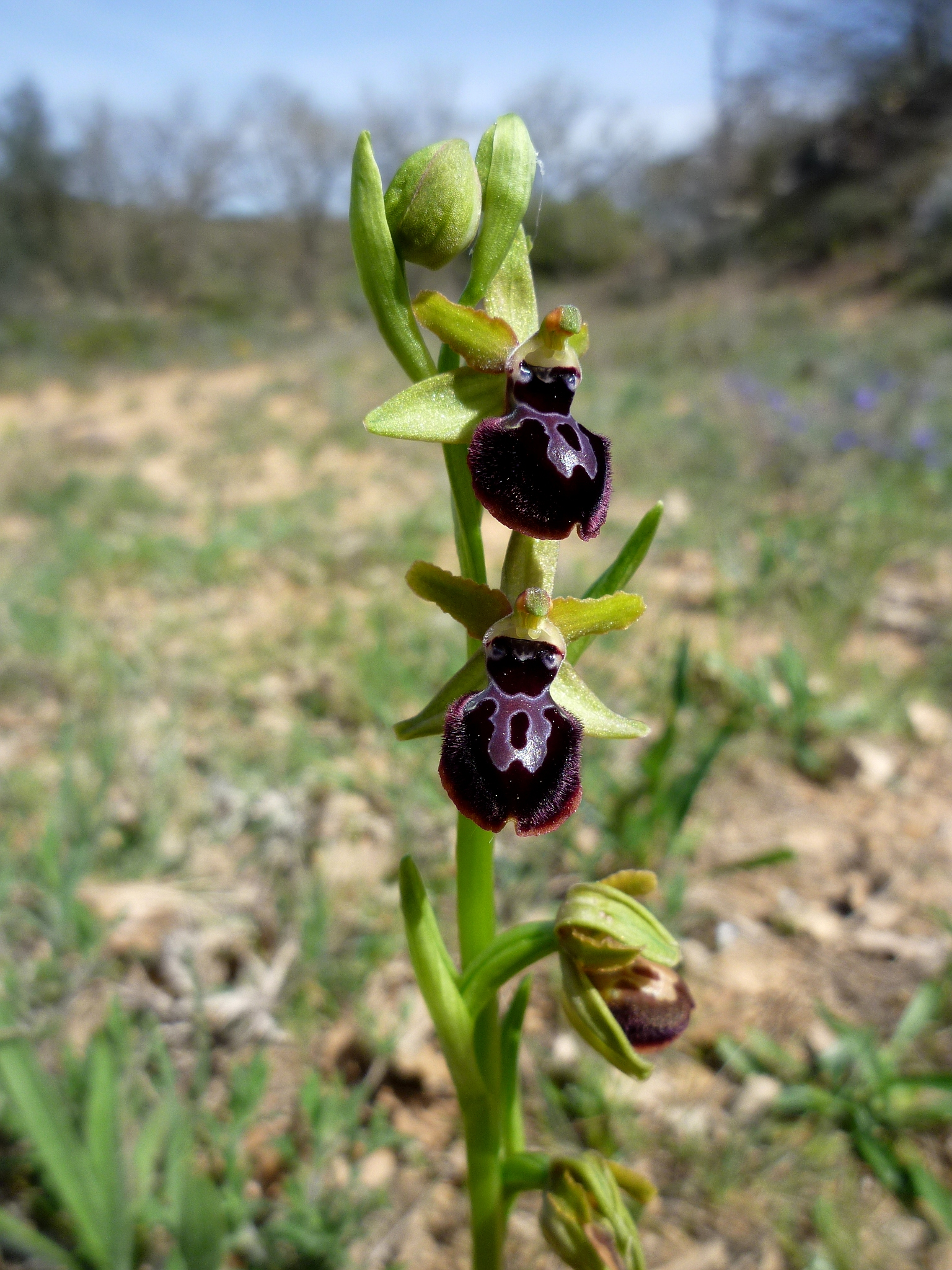
Ophrys sphegodes a Torà (Segarra)

- Ophrys scolopax Cav. (orquidàcies)
- Ophrys speculum Link (orquidàcies)
- Ophrys sphegodes Mill. (orquidàcies)
- Ophrys tenthredinifera Willd. (orquidàcies)
- Oplismenus undulatifolius (Ard.) Roem. et Schultes (poàcies)
- Opopanax chironium (L.) Koch (umbel·líferes)
- Opuntia ficus-barbarica A. Berger (Cactàcies)
- Orchis coriophora L. (orquidàcies)
- Orchis elata Poiret (orquidàcies)
- Orchis incarnata L. (orquidàcies)
- Orchis laxiflora Lam. (orquidàcies)

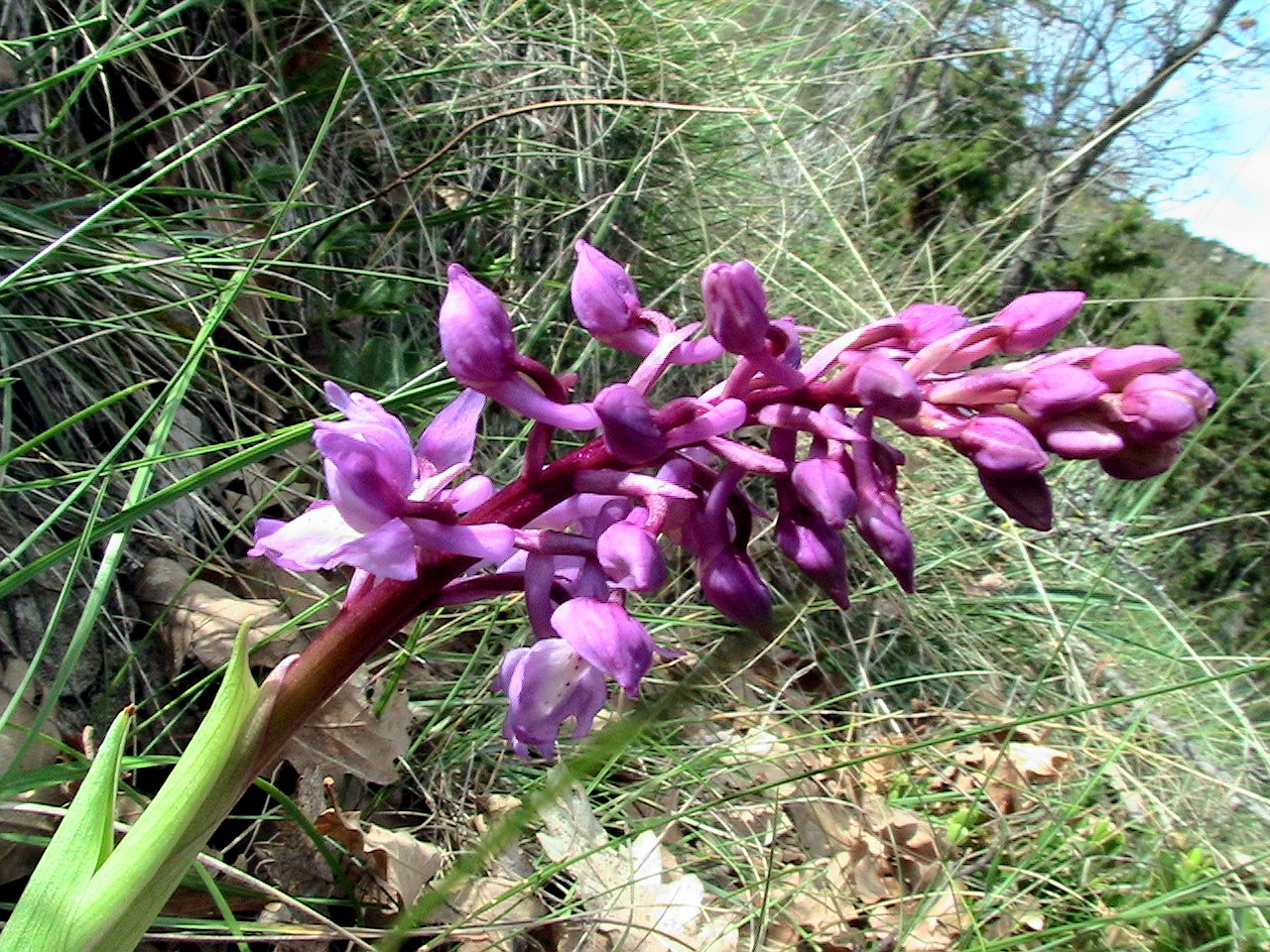
Orchis mascula a Montsec de Rúbies (Pallars Jussà)

- Orchis longicornu Poiret (orquidàcies)
- Orchis maculata L. (orquidàcies)
- Orchis majalis Reichenb. (orquidàcies)
- Orchis mascula (L.) L. (orquidàcies)
- Orchis militaris L. (orquidàcies)
- Orchis morio L. (orquidàcies)
- Orchis pallens L. (orquidàcies)
- Orchis patens Desf. (orquidàcies)
- Orchis provincialis Balb. (orquidàcies)
- Orchis purpurea Huds. (orquidàcies)
- Orchis sambucina L. (orquidàcies)

- Orchis simia Lam. (orquidàcies)

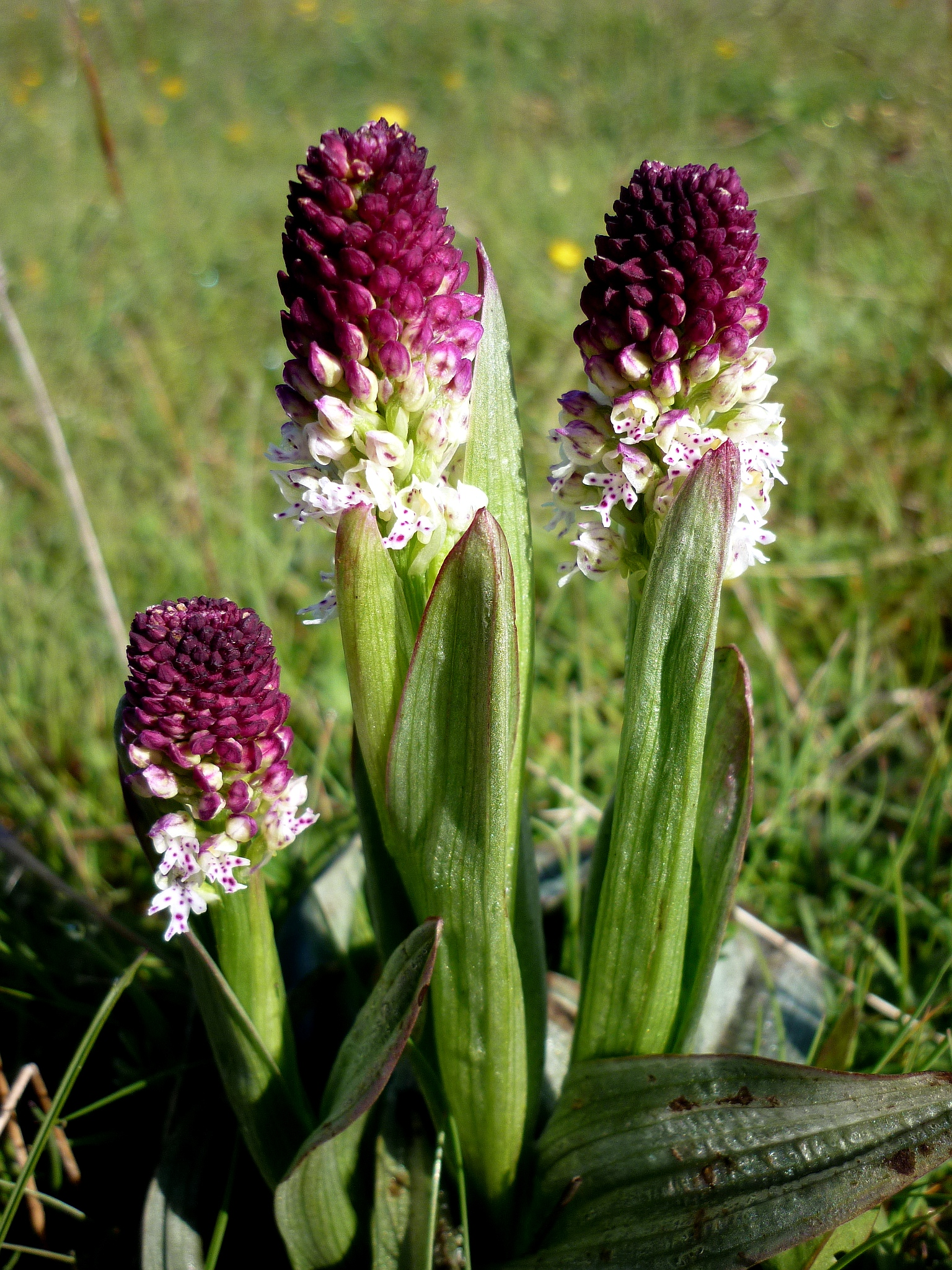
Orchis ustulata a Fígols i Alinyà (Alt Urgell)

- Orchis tridentata Scop. (orquidàcies)
- Orchis ustulata L. (orquidàcies)
- Oreochloa disticha (Wulfen) Link (poàcies)
- Origanum vulgare L. (labiades)
- Orlaya daucoides (L.) Greuter (umbel·líferes)
- Orlaya grandiflora (L.) Hoffm. (umbel·líferes)
- Ornithogalum arabicum L. (liliàcies)
- Ornithogalum narbonense L. (liliàcies)
- Ornithogalum ortophyllum Ten. (liliàcies)

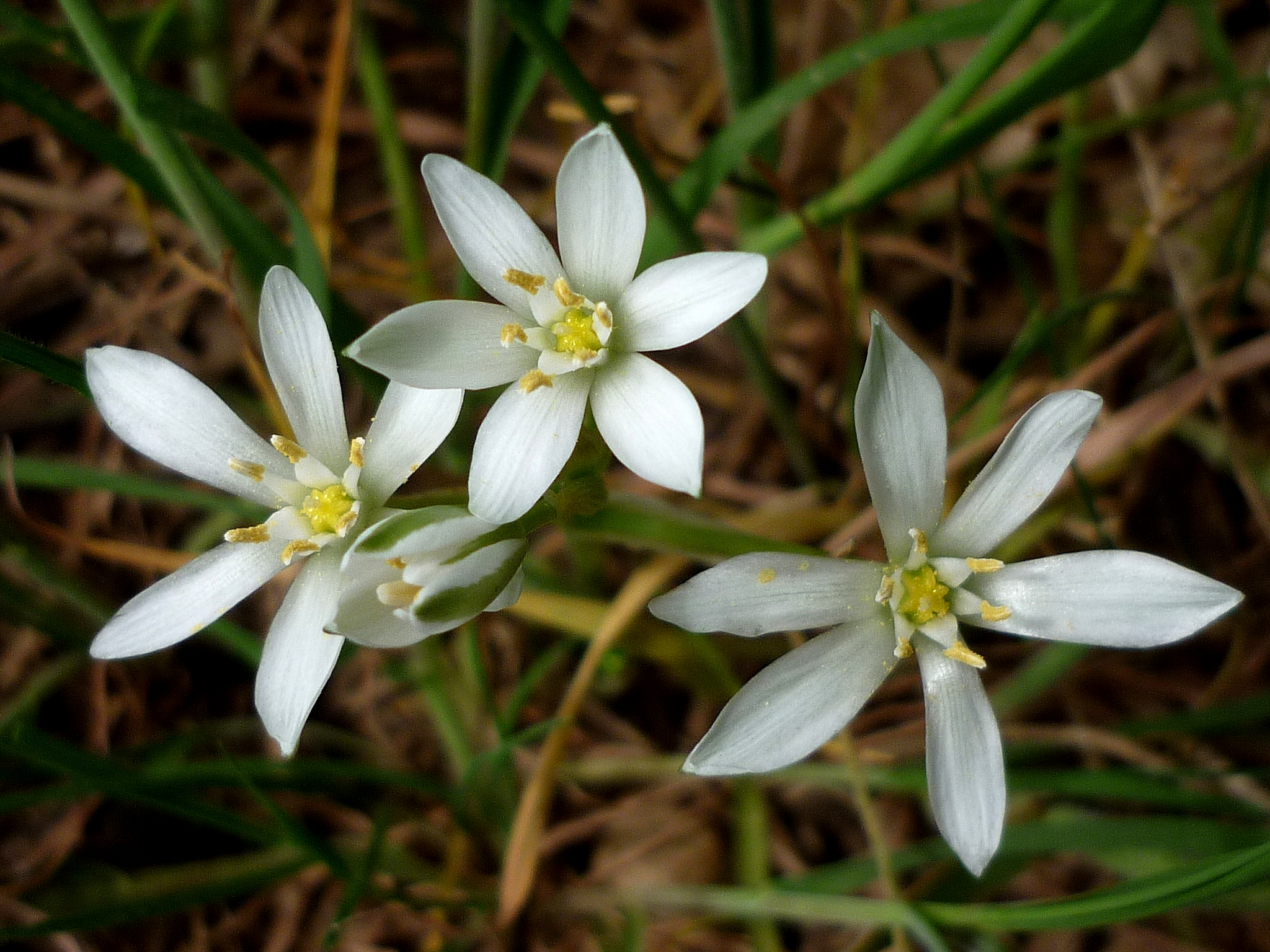
Ornithogalum umbellatum a Torà (Segarra)

- Ornithogalum pyrenaicum L. (liliàcies)
- Ornithogalum umbellatum L. (liliàcies)
- Ornithopus compressus L. (fabàcies)
- Ornithopus perpusillus L. (fabàcies)
- Ornithopus pinnatus (Mill.) Druce (fabàcies)
- Orobanche alba Stephan ex Willd. (orobancàcies)
- Orobanche amethystea Thuill (orobancàcies)
- Orobanche artemisiae-campestris Gaud (orobancàcies)
- Orobanche caryophyllacea Sm. (orobancàcies)
- Orobanche cernua Loefl. (orobancàcies)
- Orobanche crenata Forsk. (orobancàcies)

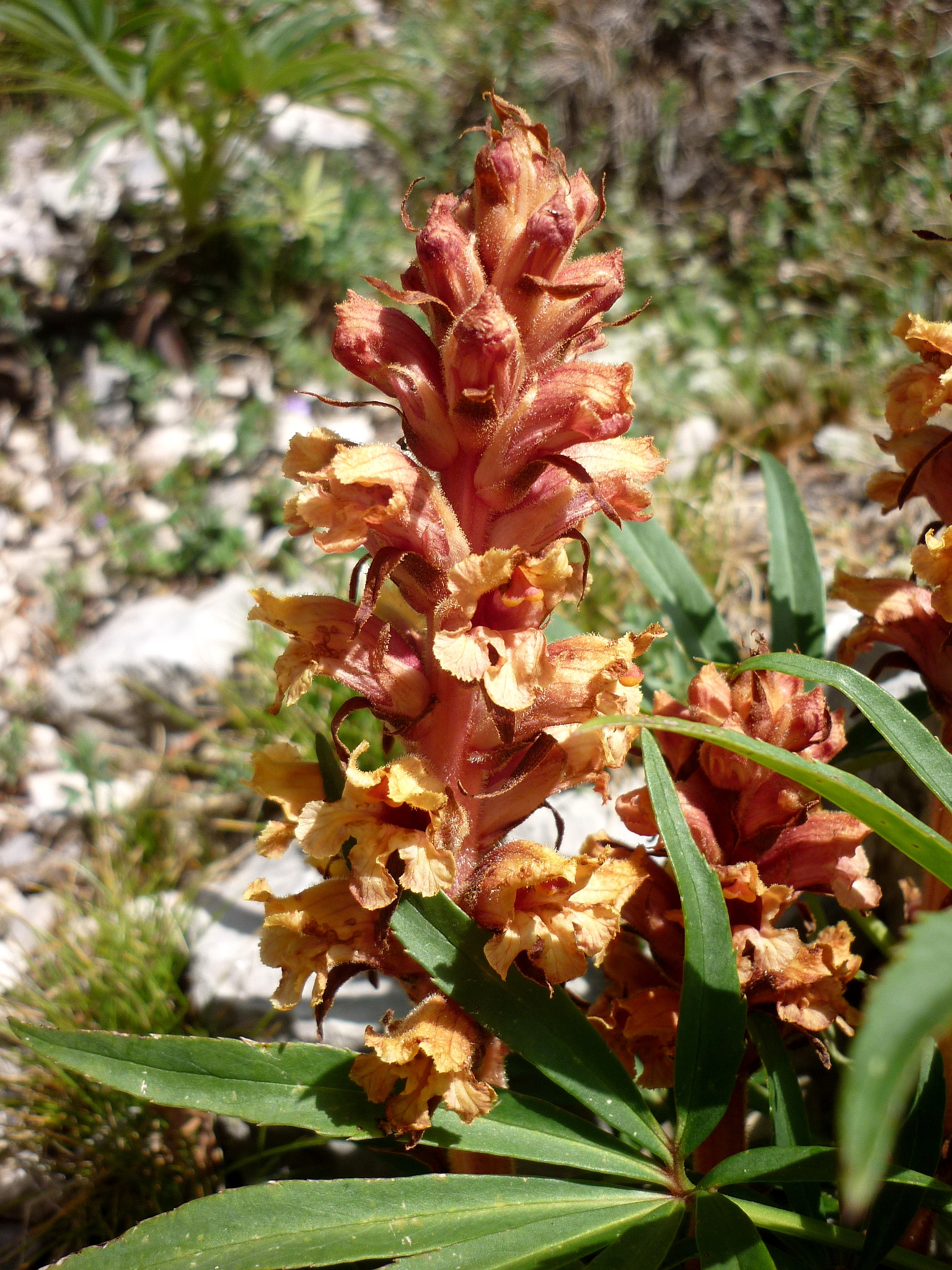
Orobanche haenseleri a Odèn (Solsonès)

- Orobanche foetida Poiret (orobancàcies)
- Orobanche gracilis Sm. (orobancàcies)
- Orobanche haenseleri Reut. in DC. (orobancàcies)
- Orobanche hederae Duby (orobancàcies)
- Orobanche laevis L. (orobancàcies)
- Orobanche latisquama (F. W. Schultz) Batt. in Batt. et Trab. (orobancàcies)
- Orobanche lavandulacea Reichenb. (orobancàcies)
- Orobanche lutea Baumg (orobancàcies)
- Orobanche major L. (orobancàcies)
- Orobanche minor Sm. in Sowerby (orobancàcies)
- Orobanche purpurea Jacq. (orobancàcies)
- Orobanche ramosa L. (orobancàcies)
- Orobanche rapum-genistae Thuill. (orobancàcies)
- Orobanche reticulata Wallr. (orobancàcies)

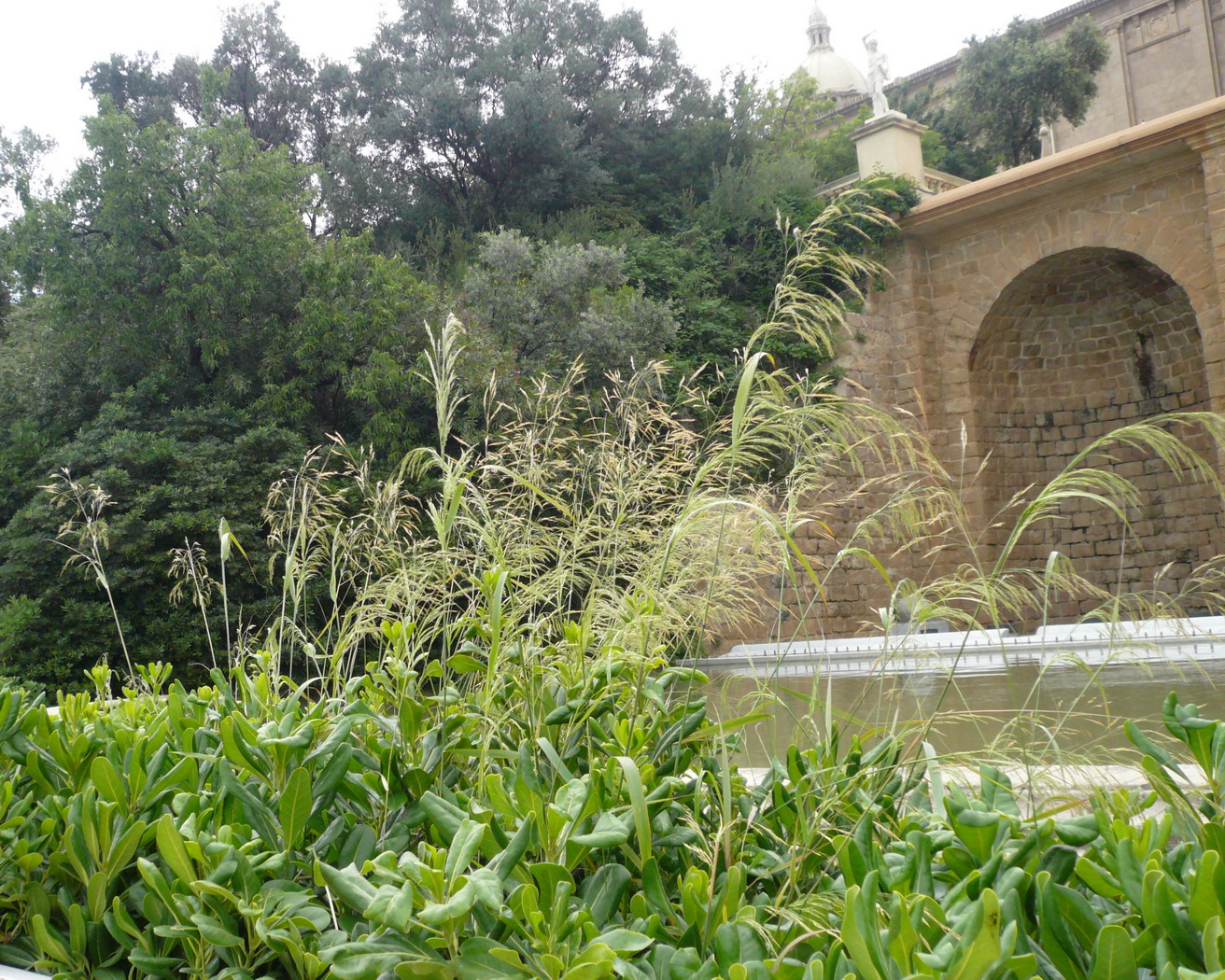
Oryzopsis miliacea a Montjuïc (Barcelona)

- Orobanche sanguinea C. Presl in J. et C. Presl (orobancàcies)
- Orobanche teucrii Holandre (orobancàcies)
- Orobanche variegata Wallr. (orobancàcies)
- Oryzopsis coerulescens (Desf.) Hackel (poàcies)
- Oryzopsis miliacea (L.) Asch. et Graebn. (poàcies)
- Oryzopsis paradoxa (L.) Nutt. (poàcies)
- Osmunda regalis L. (osmundàcies)
- Osyris alba L. (santalàcies)
- Otanthus maritimus (L.) Hoffms. et Link (asteràcies)

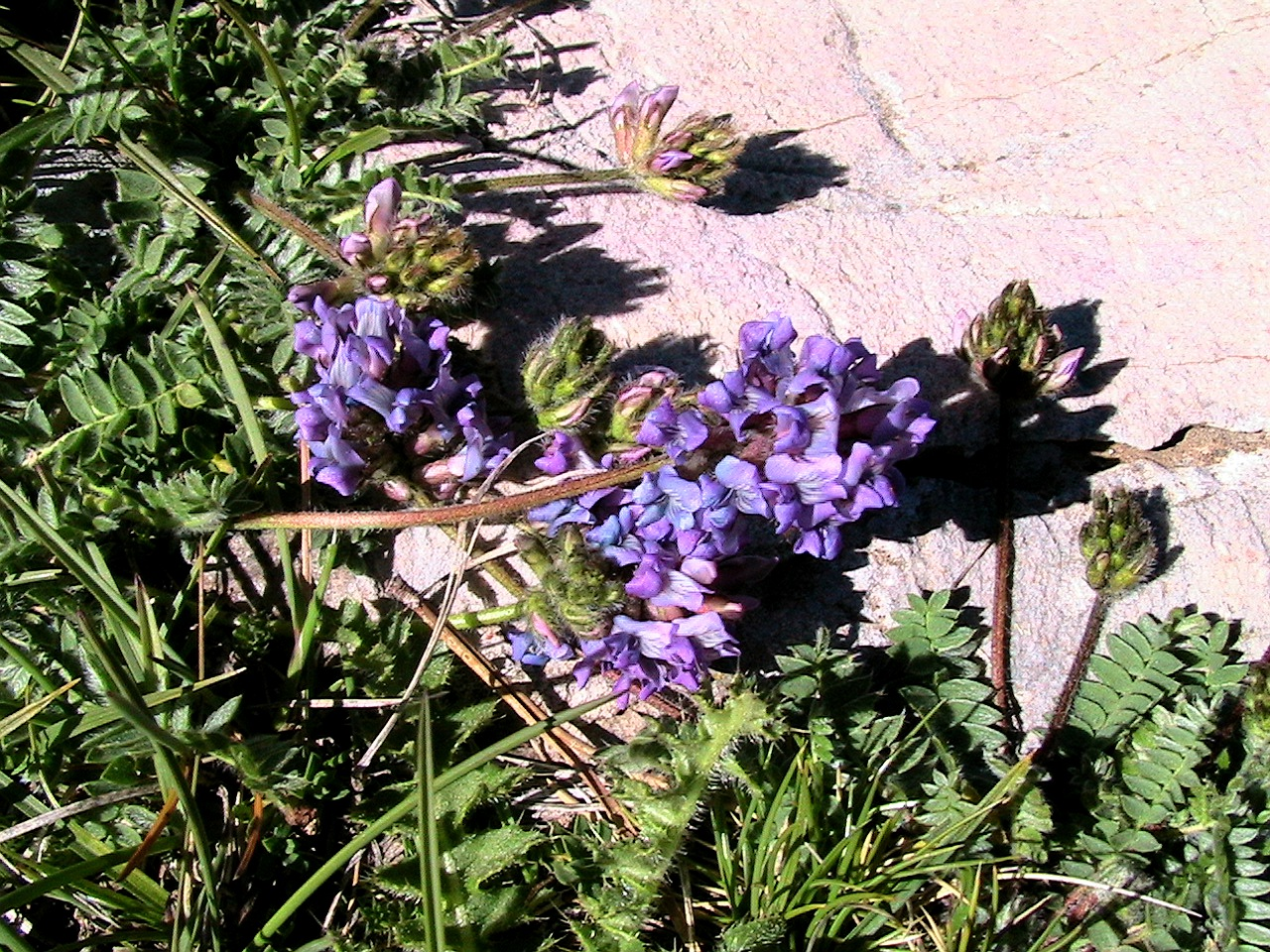
Oxytropis neglecta a la Coma i la Pedra (Solsonès)

- Oxalis acetosella L. (oxalidàcies)
- Oxalis articulata Savigny in Lam. (oxalidàcies)
- Oxalis corniculata L. (oxalidàcies)
- Oxalis debilis Humb., Bonpl. et Kunth. (oxalidàcies)
- Oxalis latifolia Kunth in Humb., Bonpl. et Kunth (oxalidàcies)
- Oxalis pes-caprae L. (oxalidàcies)
- Oxyria digyna (L.) Hill (poligonàcies)
- Oxytropis campestris (L.) DC. (fabàcies)
- Oxytropis foucaudii Gillot (fabàcies)
- Oxytropis halleri Bunge ex Koch (fabàcies)
- Oxytropis lapponica (Wahlenb.) Gay (fabàcies)
- Oxytropis neglecta Ten. (fabàcies)

## P
| Índex: A B C D E F G H I J K L M N O P Q R S T U V W X Y Z — Especials Inici — vegeu també — enllaços externs |

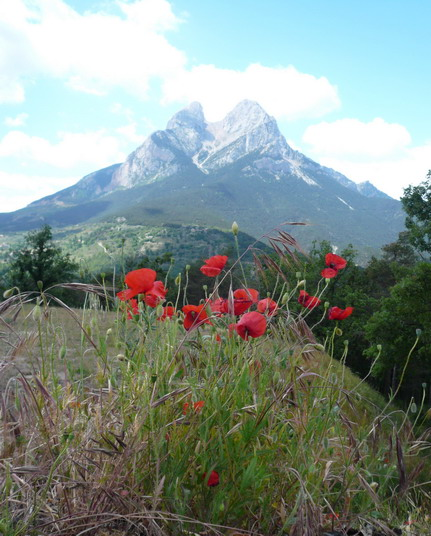
Papaver rhoeas a Saldes, davant el Pedraforca

- Paeonia officinalis L. (peoniàcies)
- Paliurus spina-christi Mill. (ramnàcies)
- Pallenis spinosa (L.) Cass. (asteràcies)
- Pancratium maritimum L. (amaril·lidàcies)
- Panicum antidotale Retz. (poàcies)
- Panicum capillare L. (poàcies)
- Panicum dichotomiflorum Michx. (poàcies)
- Panicum miliaceum L. (poàcies)
- Panicum repens L. (poàcies)
- Papaver alpinum L. (papaveràcies)
- Papaver argemone L. (papaveràcies)

- Papaver dubium L. (papaveràcies)

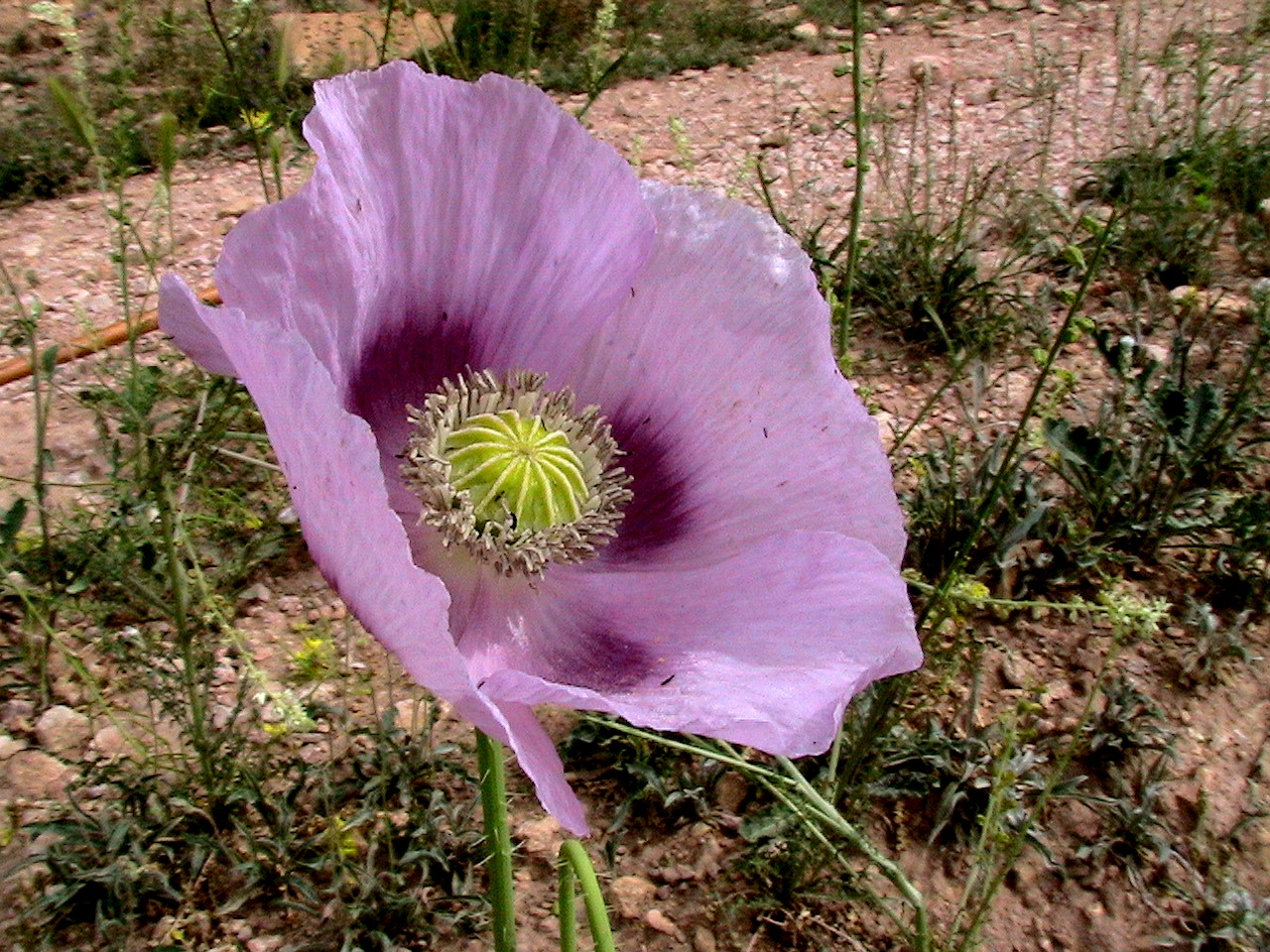
Papaver somniferum a Camarasa (Noguera)

- Papaver hybridum L. (papaveràcies)
- Papaver pinnatifidum Moris (papaveràcies)
- Papaver rhoeas L. (papaveràcies)
- Papaver somniferum L. (papaveràcies)

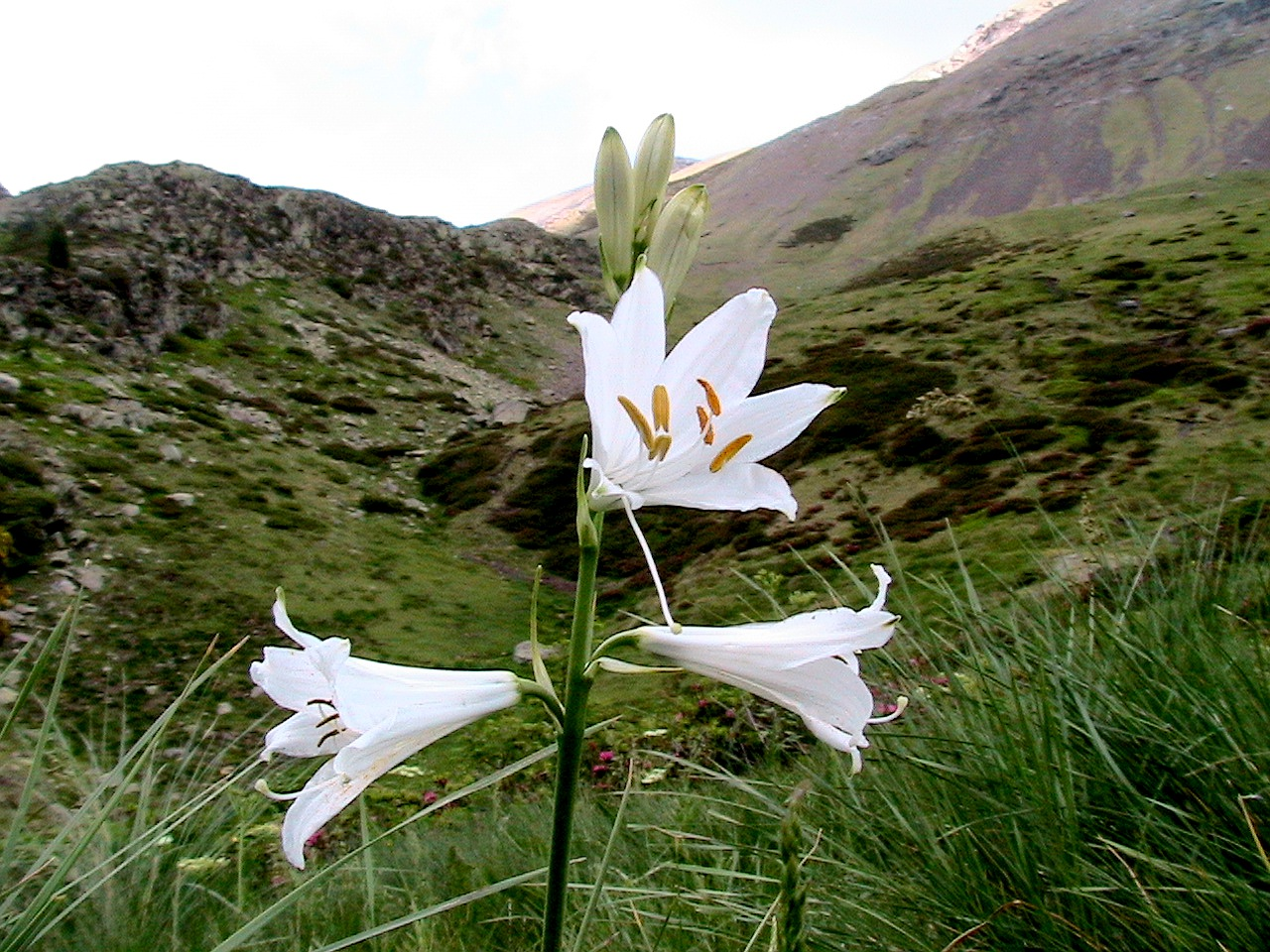
Paradisea liliastrum a Cabdella (Pallars Jussà)

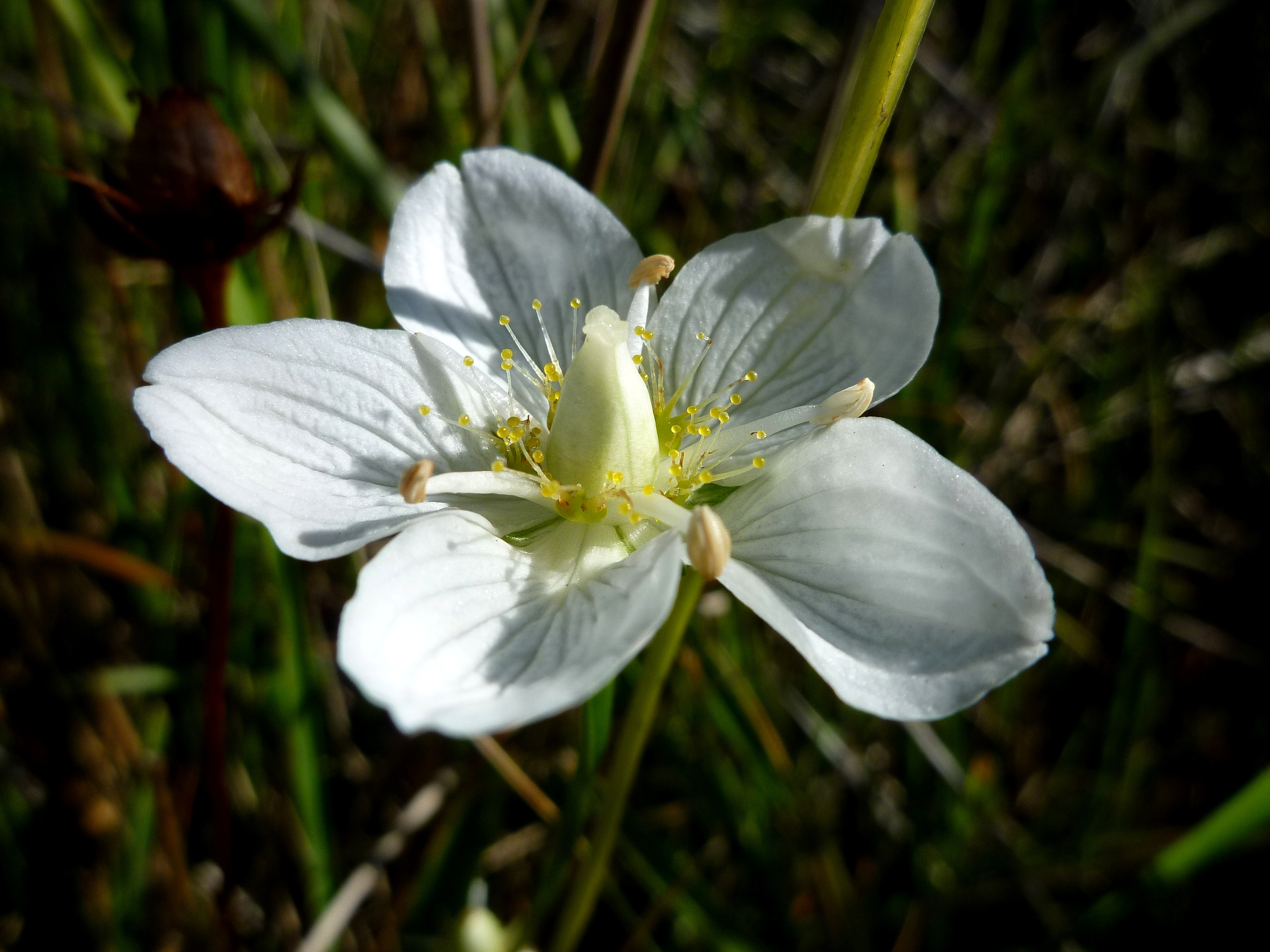
Parnassia palustris a Gósol (Berguedà)

- Paradisea liliastrum (L.) Bertol. (liliàcies)
- Parapholis filiformis (Roth) C.E. Hubbard (poàcies)
- Parapholis incurva (L.) C.E. Hubbard (poàcies)
- Parapholis strigosa (Dumort.) C.E. Hubbard (poàcies)
- Parentucellia latifolia (L.) Caruel in Parl. (orobancàcies)
- Parentucellia viscosa (L.) Caruel (orobancàcies)
- Parietaria lusitanica L. (urticàcies)
- Parietaria officinalis L. (urticàcies)
- Paris quadrifolia L. (liliàcies)
- Parnassia palustris L. (saxifragàcies)

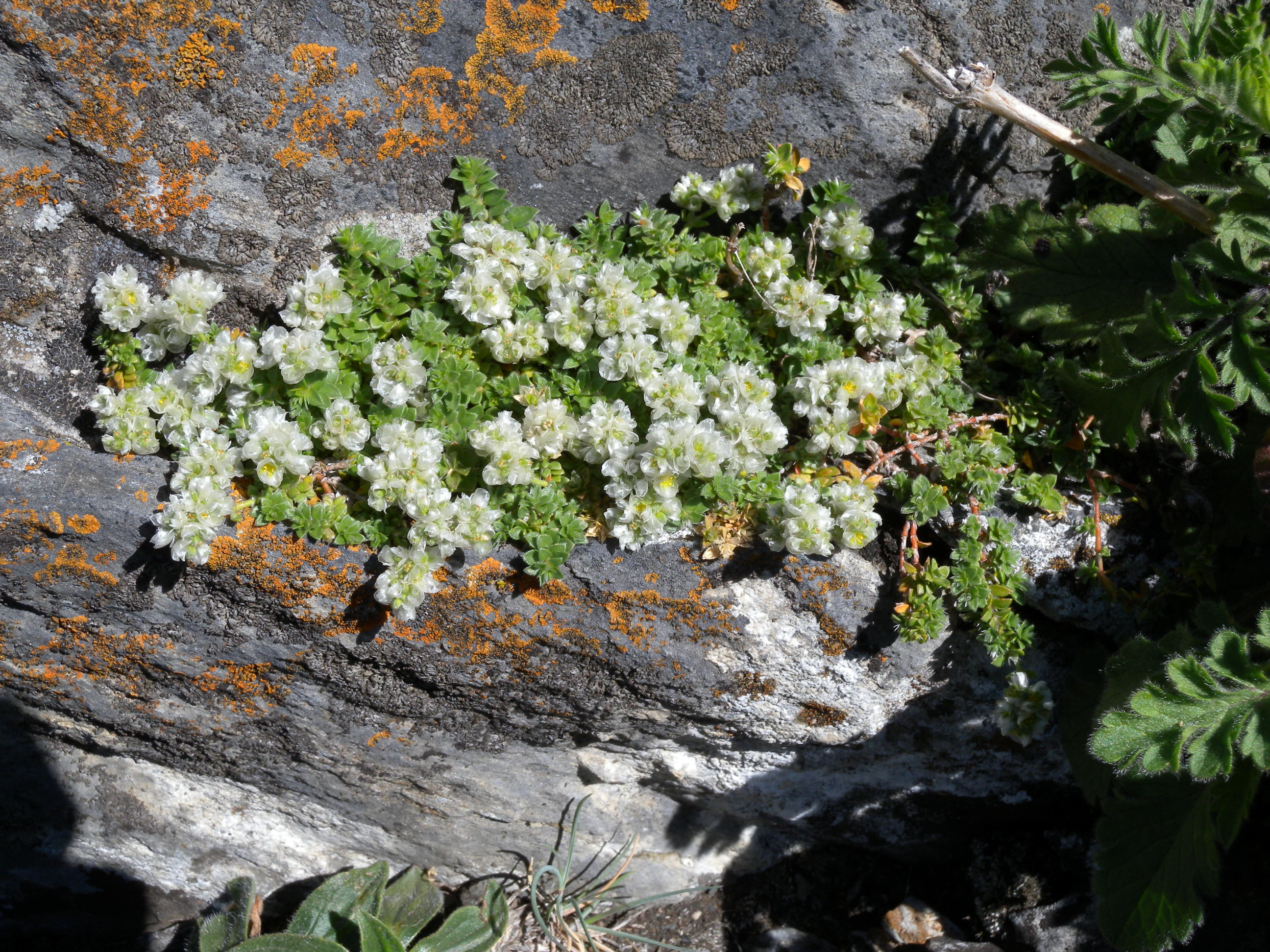
Paronychia kapela a Setcases (Ripollès)

- Paronychia argentea Lam. (cariofil·làcies)
- Paronychia capitata (L.) Lam. (cariofil·làcies)
- Paronychia cymosa (L.) DC. (cariofil·làcies)
- Paronychia echinulata Chater (cariofil·làcies)
- Paronychia kapela (Hacq.) Kerner (cariofil·làcies)
- Paronychia polygonifolia (Vill.) DC. in Lam. et DC. (cariofil·làcies)
- Paspalum dilatatum Poiret in Lam. (poàcies)
- Paspalum distichum L. (poàcies)

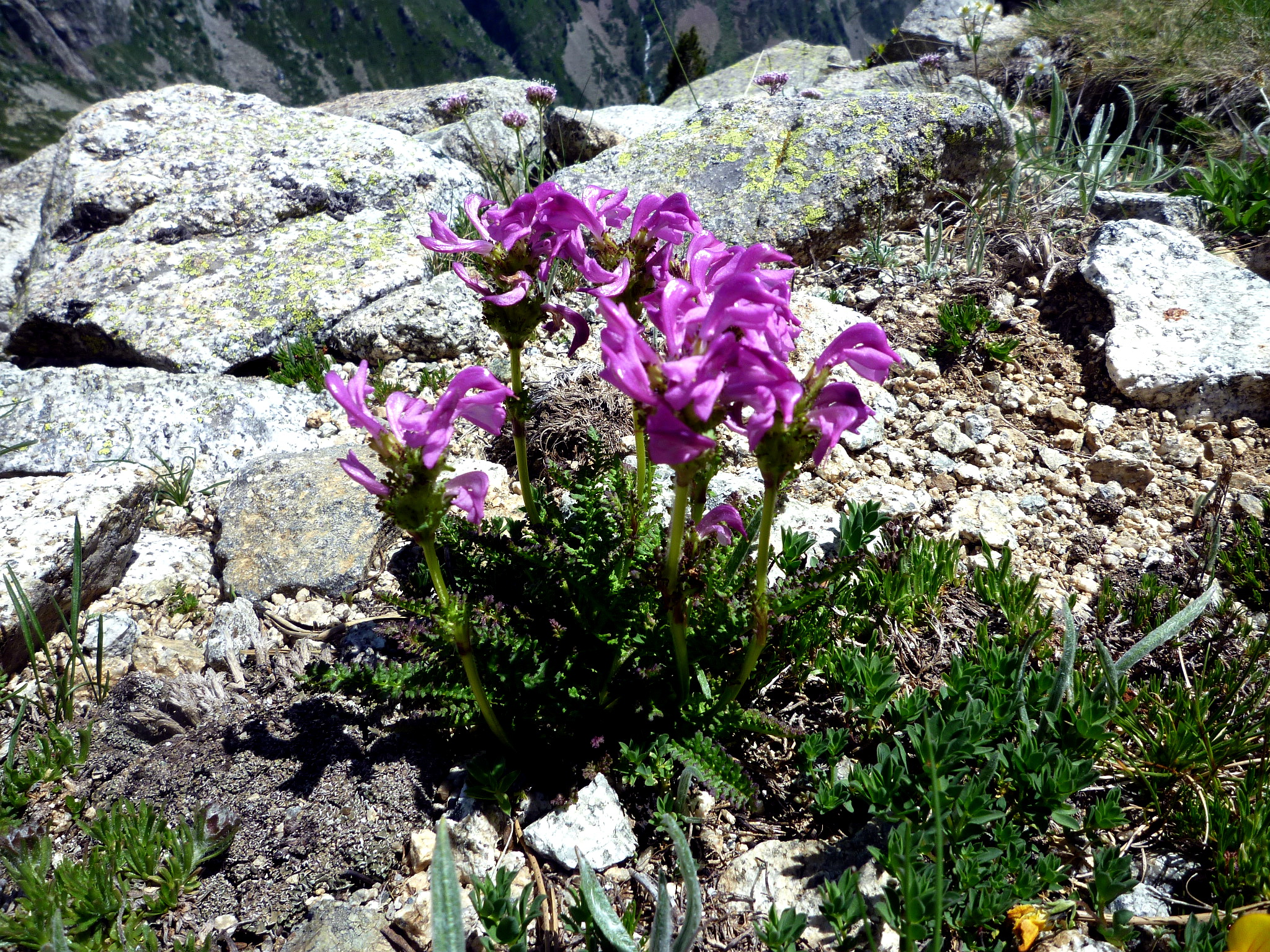
Pedicularis pyrenaica a Cabdella (Pallars Jussà)

- Paspalum vaginatum Swartz (poàcies)
- Pastinaca sativa L. (umbel·líferes)
- Pedicularis comosa L. (escrofulariàcies)
- Pedicularis foliosa L. (escrofulariàcies)
- Pedicularis kerneri Dalla Torre (escrofulariàcies)
- Pedicularis palustris L. (escrofulariàcies)
- Pedicularis pyrenaica Gay (escrofulariàcies)
- Pedicularis rosea Wulfen in Jacq. (escrofulariàcies)
- Pedicularis sylvatica L. (escrofulariàcies)
- Pedicularis tuberosa L. (escrofulariàcies)
- Pedicularis verticillata L. (escrofulariàcies)
- Peganum harmala L. (zigofil·làcies)
- Pellaea calomelanos (Swartz) Link (polipodiàcies)
- Pennisetum villosum (Cua de rata) R. Br. ex Fresen (poàcies)
- Pentanema helenioides (DC.) D.Gut.Larr., Santos-Vicente, Anderb., E.Rico & M.M.Mart.Ort. (asteràcies)
- Peplis portula L. (litràcies)
- Petasites fragrans (Vill.) C. Presl (asteràcies)
- Petasites hybridus (L.) P. Gaertn. (asteràcies)
- Petasites paradoxus (Retz.) Baumg. (asteràcies)
- Petrocallis pyrenaica (L.) R. Br. in Ait. (brassicàcies)
- Petrocoptis crassifolia Rouy (cariofil·làcies)
- Petrorhagia prolifera (L.) P. W. Ball et Heyw. (cariofil·làcies)
- Petroselinum crispum (Mill.) Hill (umbel·líferes)
- Petroselinum segetum (L.) Koch (umbel·líferes)

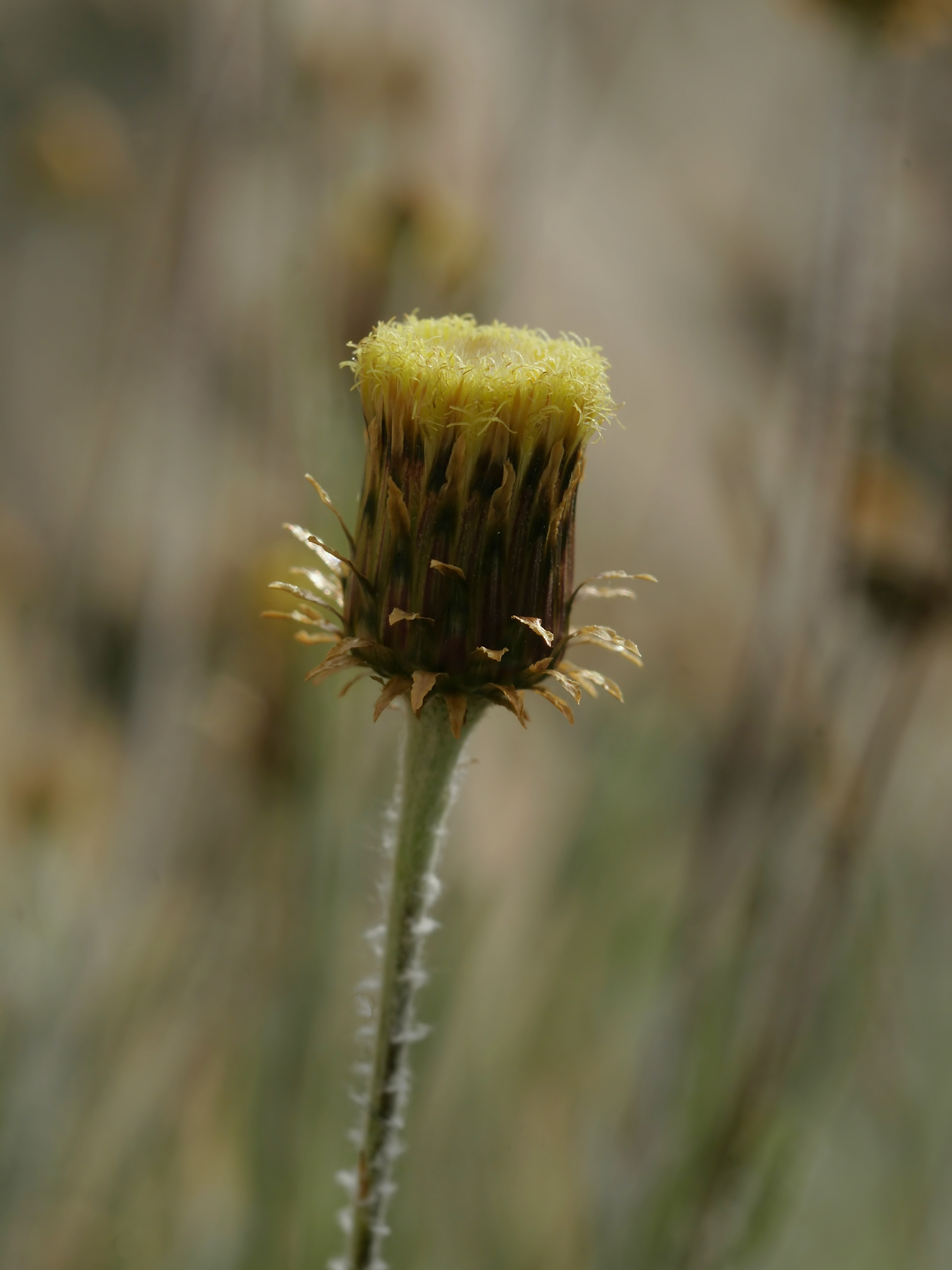
Phagnalon rupestre a el Perelló (Baix Ebre)

- Peucedanum alsaticum L. (umbel·líferes)
- Peucedanum cervaria (L.) Lap. (umbel·líferes)
- Peucedanum hispanicum (Boiss.) Endl. (umbel·líferes)
- Peucedanum officinale L. (umbel·líferes)
- Peucedanum oreoselinum (L.) Moench (umbel·líferes)
- Peucedanum ostruthium (L.) Koch (umbel·líferes)
- Peucedanum schottii Bess. ex DC. (umbel·líferes)
- Phagnalon rupestre (L.) DC. (asteràcies)
- Phagnalon saxatile (L.) Cass. (asteràcies)
- Phagnalon sordidum (L.) Reichenb. (asteràcies)
- Phalaris aquatica L. (poàcies)
- Phalaris arundinacea L. (poàcies)

- Phalaris canariensis L. (poàcies)

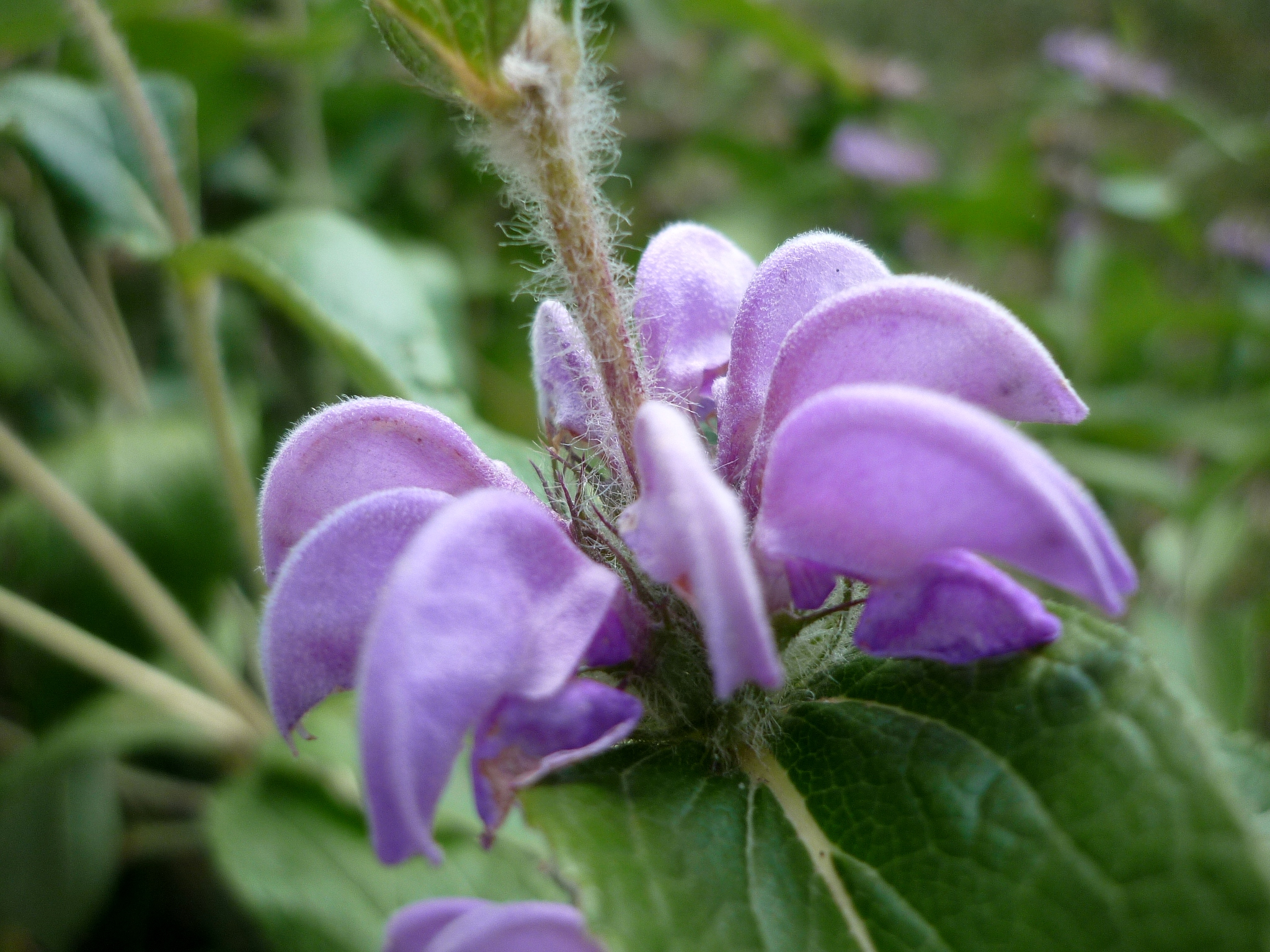
Phlomis herba-venti a Busa (Solsonès)

- Phalaris coerulescens Desf. (poàcies)
- Phalaris minor Retz. (poàcies)
- Phalaris paradoxa L. (poàcies)
- Phillyrea angustifolia L. (oleàcies)
- Phillyrea latifolia L. (oleàcies)
- Phleum alpinum L. (poàcies)
- Phleum arenarium L. (poàcies)

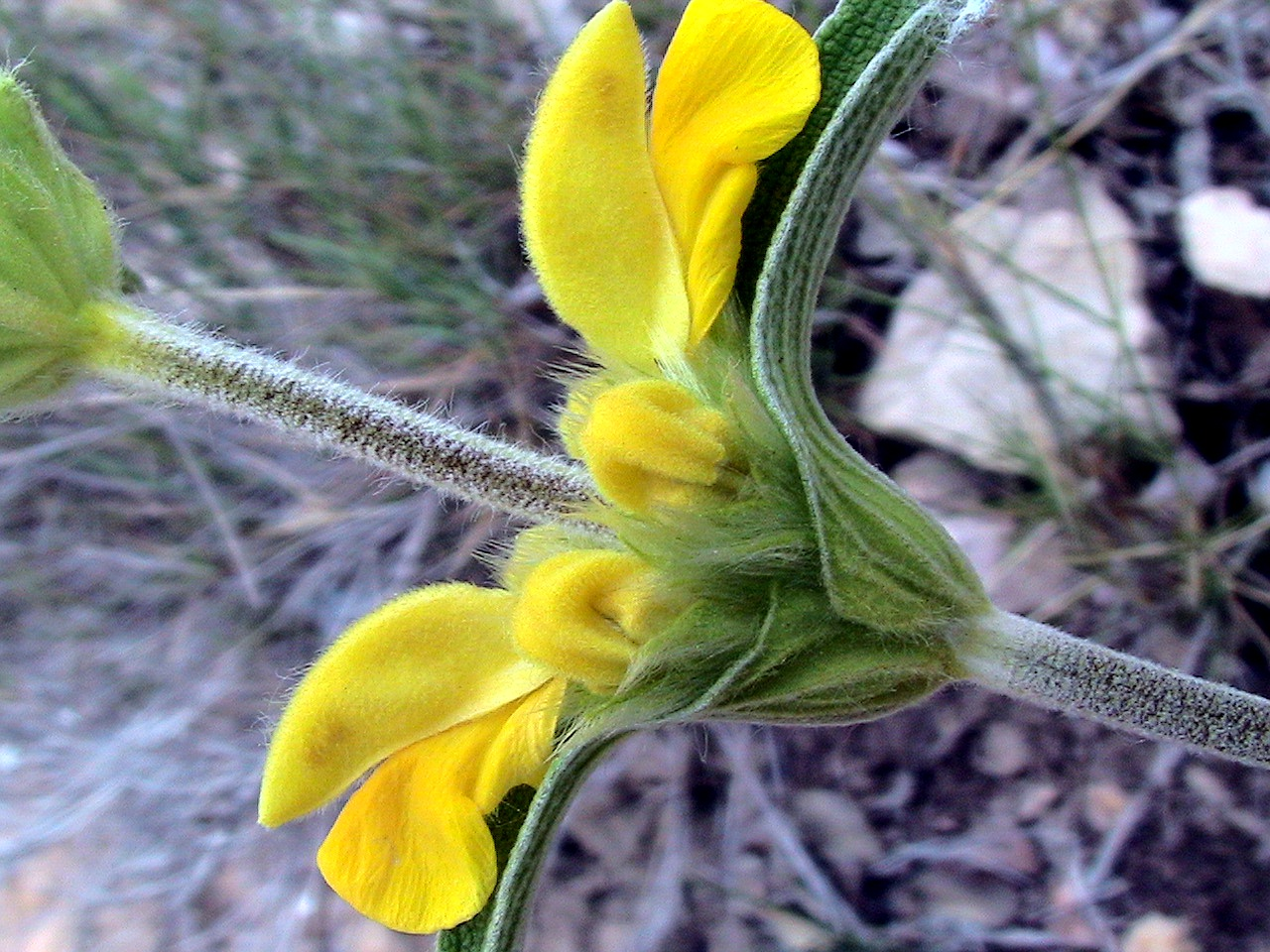
Phlomis lychnitis a Camarasa (Noguera)

- Phleum paniculatum Huds. (poàcies)
- Phleum phleoides (L.) Karsten (poàcies)
- Phleum pratense L. (poàcies)
- Phlomis herba-venti L. (labiades)
- Phlomis lychnitis L. (labiades)
- Phlomis purpurea L. (labiades)
- Phoenix dactylifera L. (Palmes)
- Phragmites australis (Cav.) Steudel (poàcies)
- Phyllitis sagittata (DC.) Guinea et Heyw. (polipodiàcies)
- Phyllitis scolopendrium (L.) Newm. (polipodiàcies)
- Physalis alkekengi L. (solanàcies)
- Physocaulis nodosus (L.) Koch (umbel·líferes)
- Phyteuma charmelii Vill. (campanulàcies)
- Phyteuma globulariifolium Sternb. et Hoppe (campanulàcies)

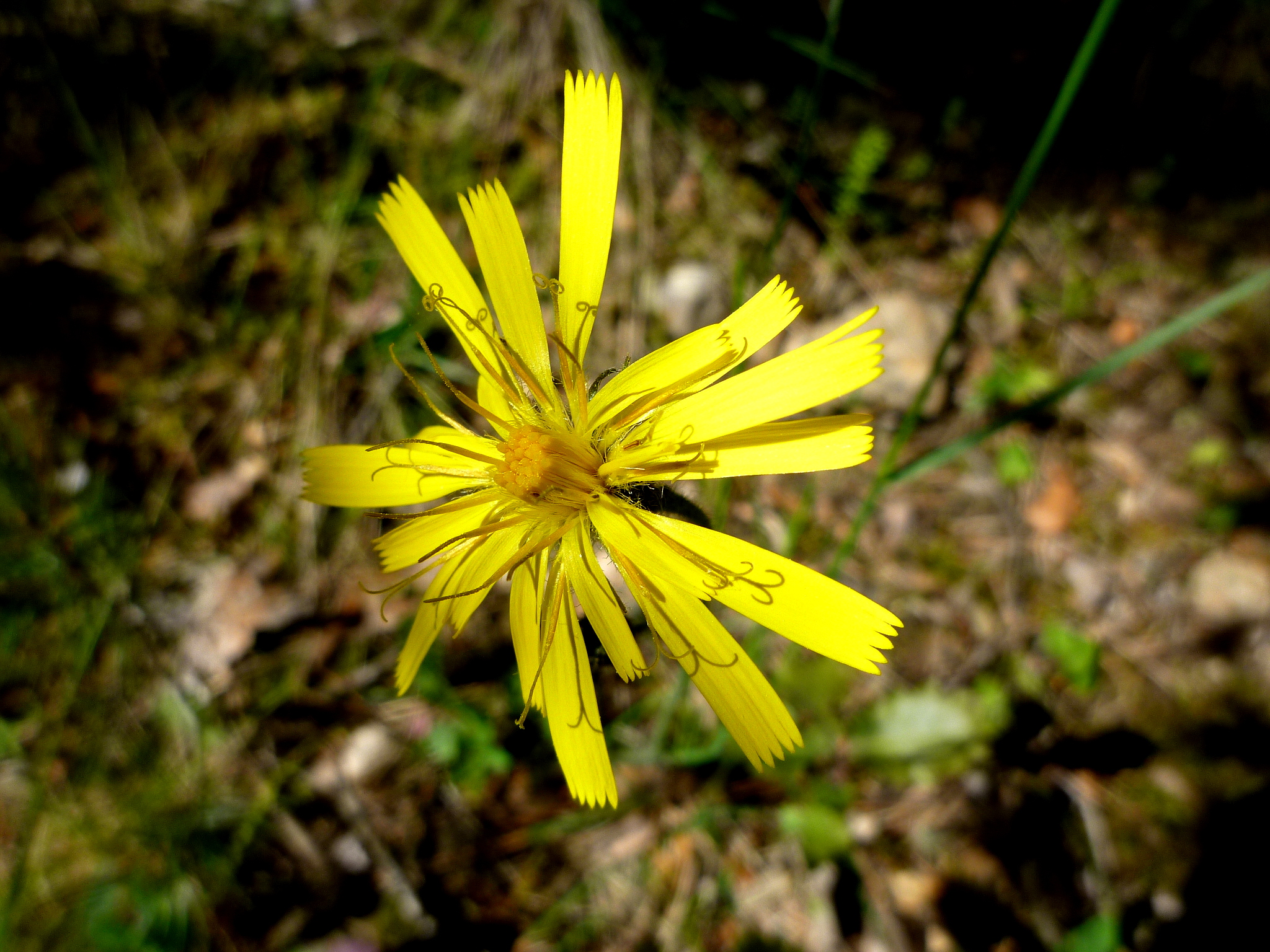
Picris hieracioides a Guixers (Solsonès)

- Phyteuma hemisphaericum L. (campanulàcies)
- Phyteuma orbiculare L. (campanulàcies)
- Phyteuma rupicola Br.-Bl. (campanulàcies)
- Phyteuma spicatum L. (campanulàcies)
- Phytolacca americana L. (fitolacàcies)
- Picea abies (L.) Karsten (pinàcies)
- Picris echioides L. (asteràcies)
- Picris hieracioides L. (asteràcies)
- Picris hispanica (Willd.) P. D. Sell (asteràcies)

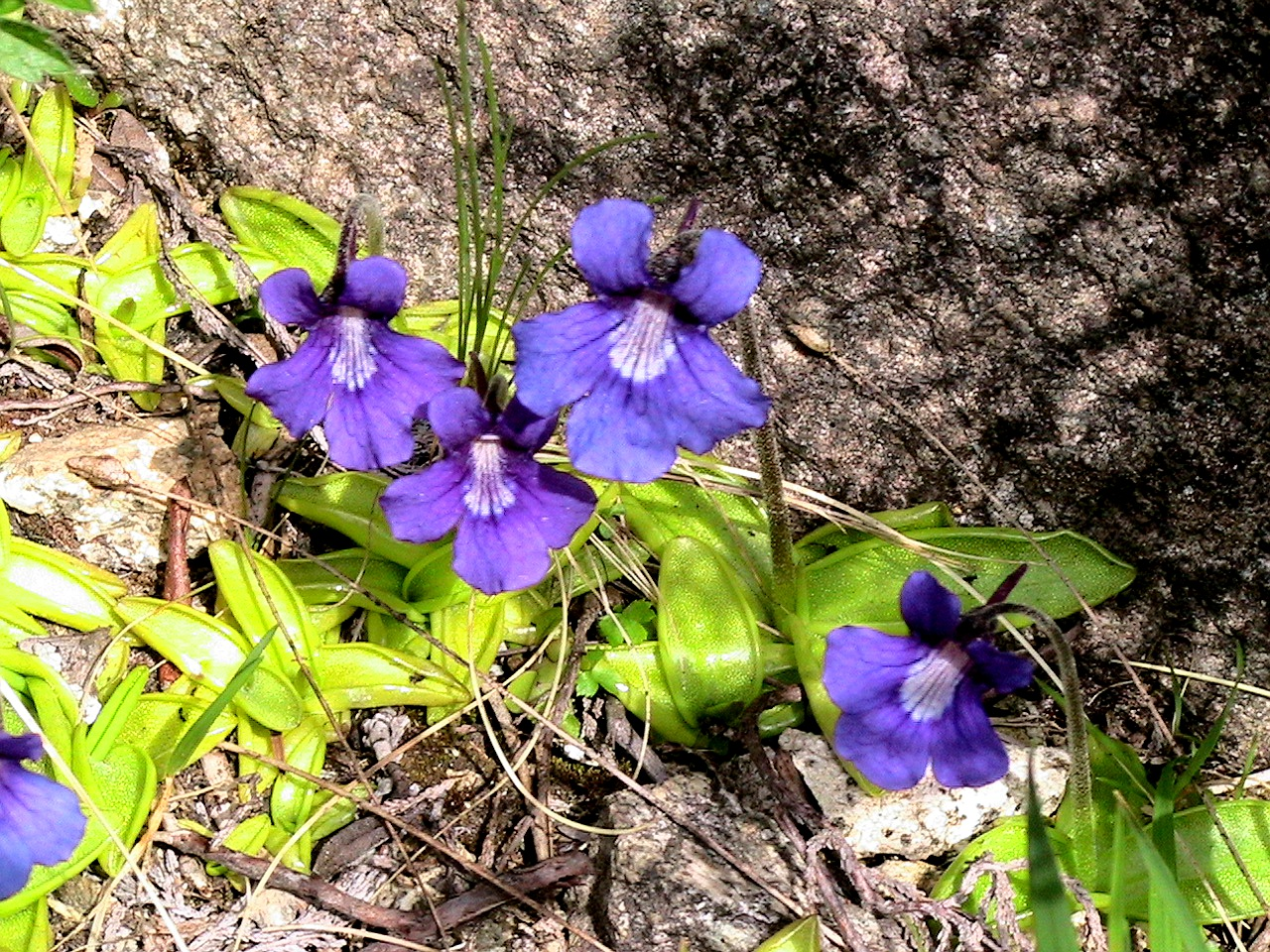
Pinguicula grandiflora a Cabdella (Pallars Jussà)

- Pimpinella gracilis (Boiss.) Pau (umbel·líferes)
- Pimpinella major (L.) Huds. (umbel·líferes)
- Pimpinella peregrina L. (umbel·líferes)
- Pimpinella saxifraga L. (umbel·líferes)
- Pimpinella tragium Vill. (umbel·líferes)
- Pinguicula alpina L. (lentibulariàcies)

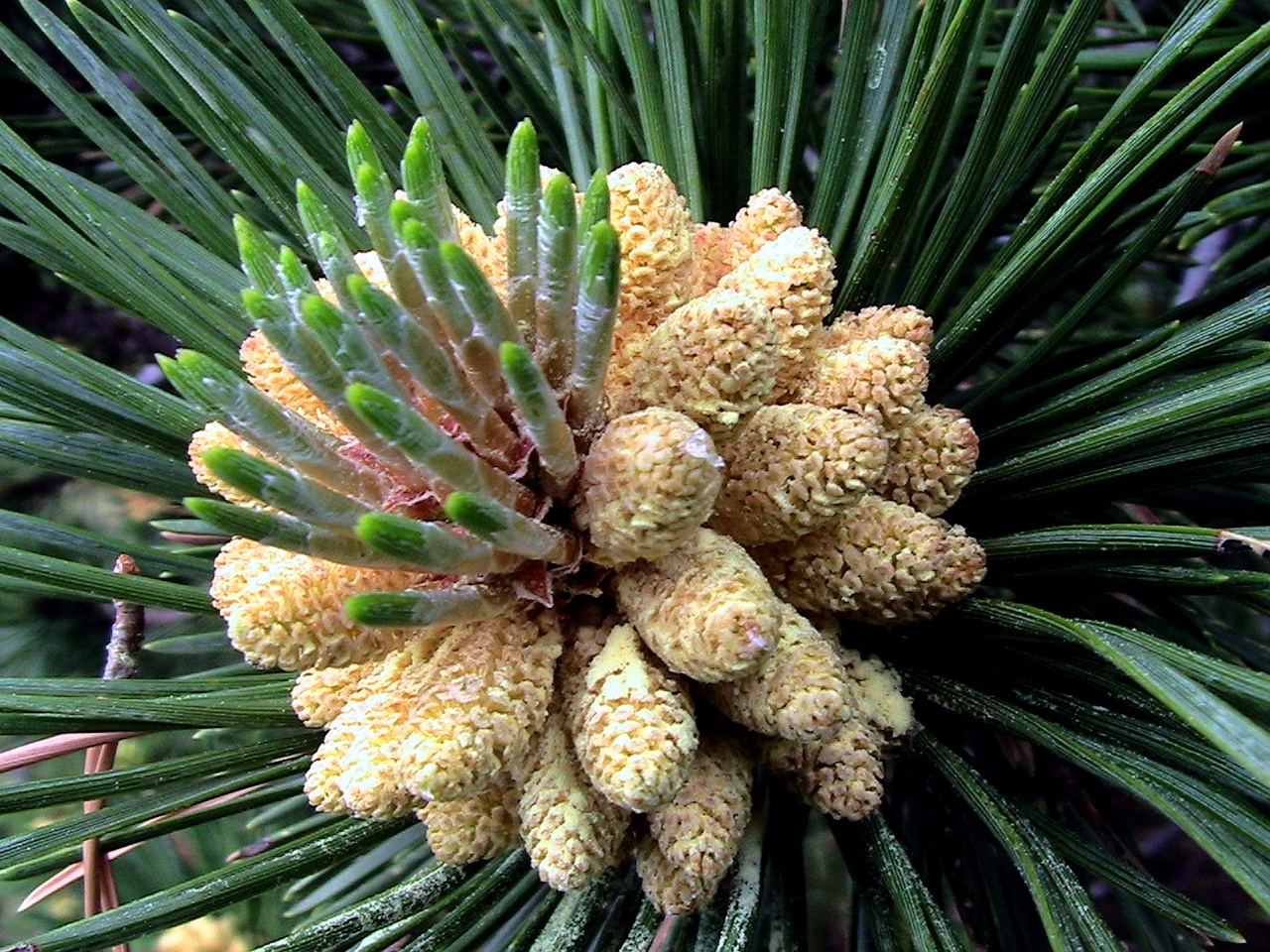
Pinus mugo a la Coma i la Pedra (Solsonès)

- Pinguicula grandiflora Lam. (lentibulariàcies)
- Pinguicula vulgaris L. (lentibulariàcies)
- Pinus halepensis Mill. (pinàcies)
- Pinus mugo Turra (pinàcies)

- Pinus nigra Arnold (pinàcies)
- Pinus pinaster Ait. (pinàcies)
- Pinus pinea L. (pinàcies)
- Pinus sylvestris L. (pinàcies)

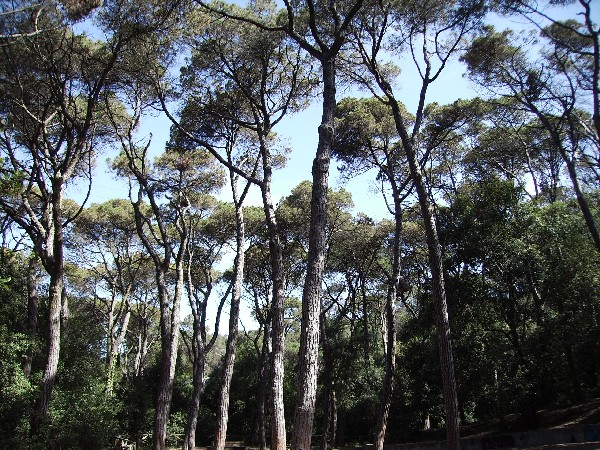
Pinus pinea a Collserola (Barcelonès)

- Pistacia lentiscus L. (anacardiàcies)
- Pistacia terebinthus L. (anacardiàcies)
- Pisum sativum L. (fabàcies)
- Plantago afra L. (plantaginàcies)
- Plantago albicans L. (plantaginàcies)
- Plantago arenaria Waldst. et Kit. (plantaginàcies)
- Plantago argentea Chaix in Vill. (plantaginàcies)
- Plantago atrata Hoppe (plantaginàcies)
- Plantago bellardii All. (plantaginàcies)
- Plantago cornuti Gouan (plantaginàcies)
- Plantago coronopus L. (plantaginàcies)
- Plantago crassifolia Forsk. (plantaginàcies)

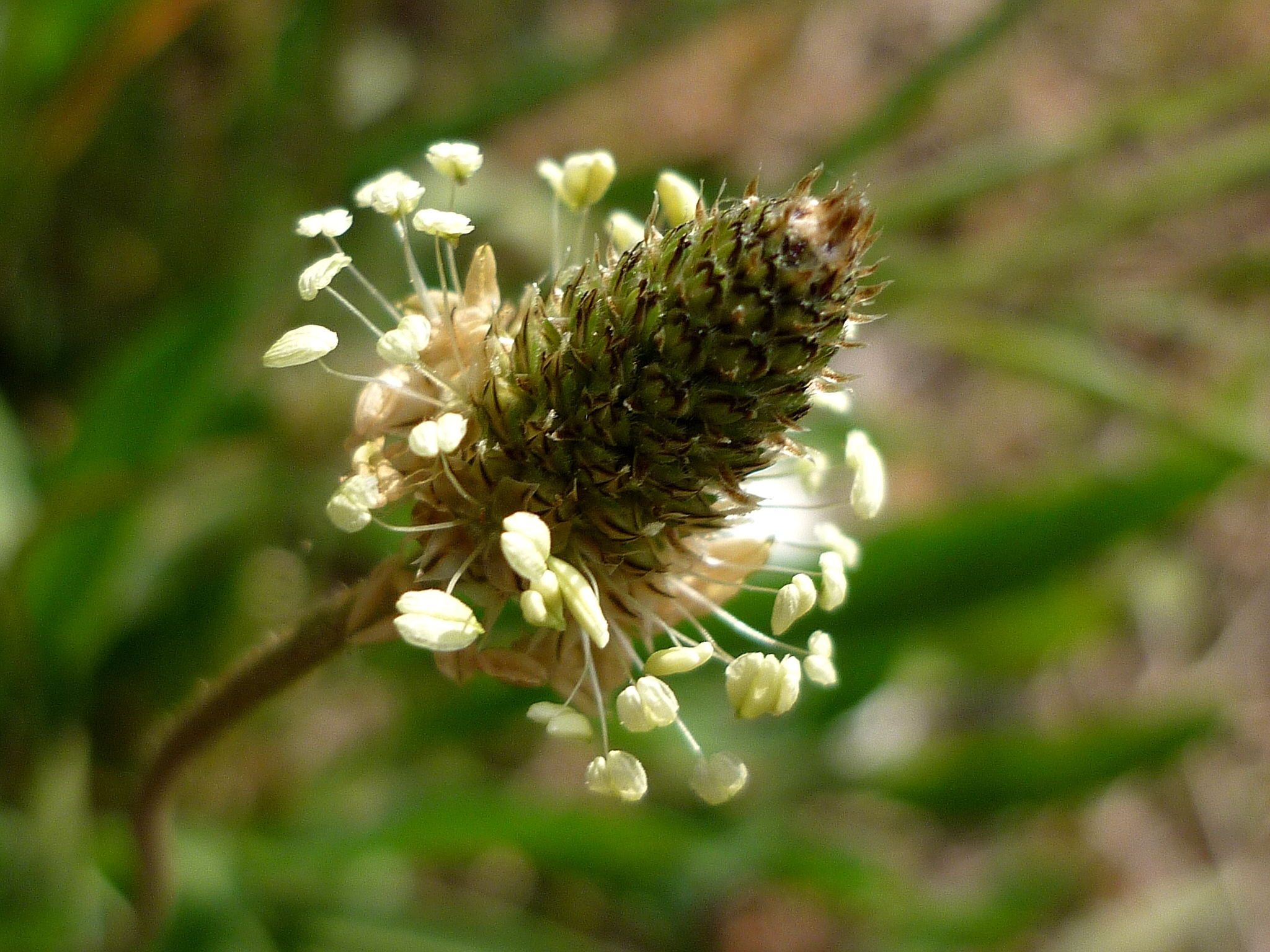
Plantago lanceolata a Torà (Segarra)

- Plantago lagopus L. (plantaginàcies)
- Plantago lanceolata L. (plantaginàcies)
- Plantago loeflingii L. (plantaginàcies)
- Plantago major L. (plantaginàcies)
- Plantago maritima L. (plantaginàcies)
- Plantago media L. (plantaginàcies)
- Plantago monosperma Pourr. (plantaginàcies)
- Plantago sempervirens Crantz (plantaginàcies)
- Plantago subulata L. (plantaginàcies)

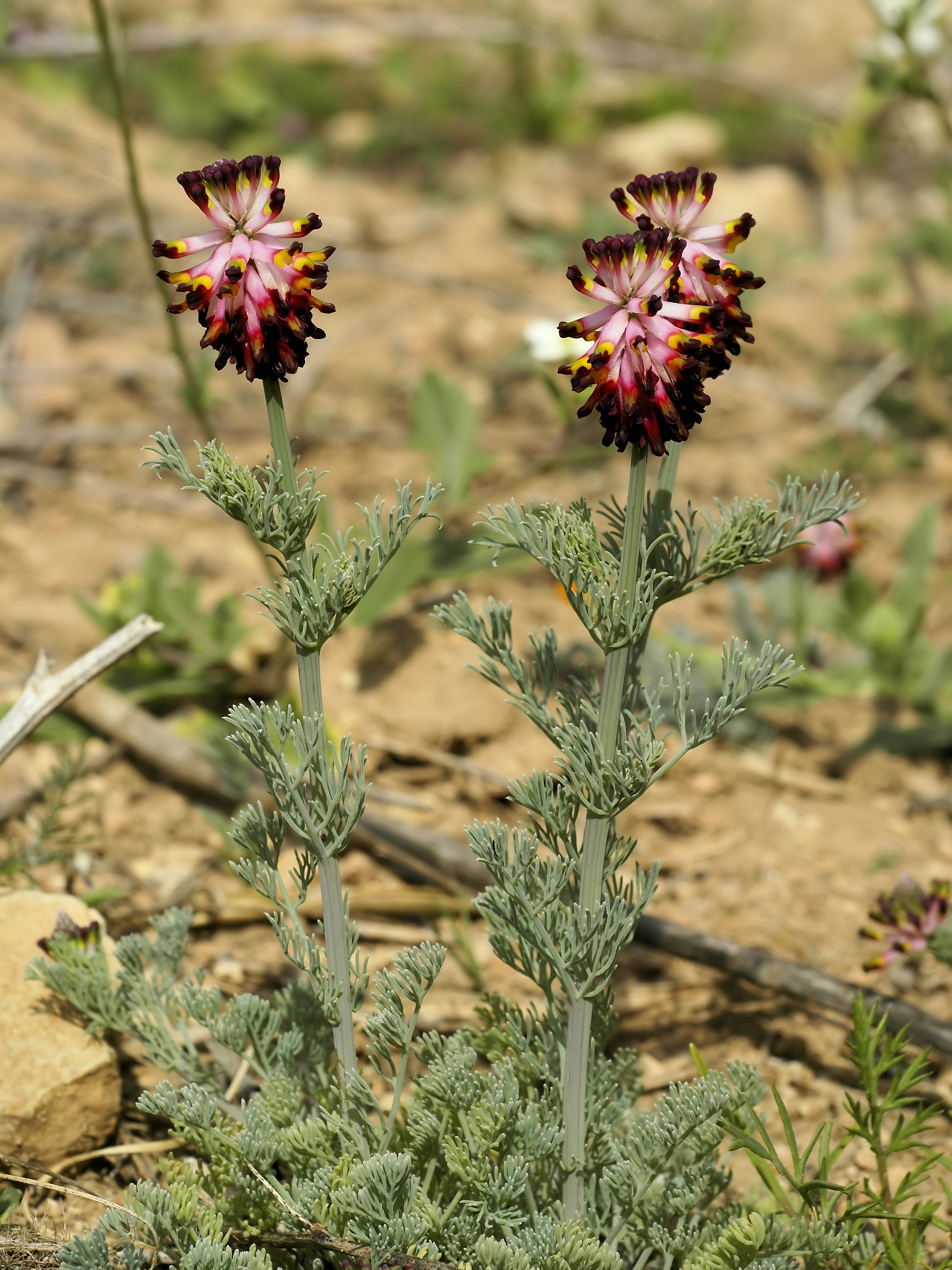
Platycapnos spicata, el Perelló (Baix Ebre)

- Platanthera bifolia (L.) L. C. M. Richard (orquidàcies)
- Platanthera chlorantha (Custer) Reichenb. (orquidàcies)
- Platanus x hispanica Mill. ex Münchh. (Platanàcies)
- Platycapnos spicata (L.) Bernh. (papaveràcies)
- Plumbago europaea L. (plumbaginàcies)
- Poa alpina L. (poàcies)
- Poa annua L. (poàcies)
- Poa bulbosa L. (poàcies)
- Poa cenisia All. (poàcies)
- Poa chaixii Vill. in Gilib. (poàcies)
- Poa compressa L. (poàcies)
- Poa flaccidula Boiss. et Reut. (poàcies)
- Poa glauca Vahl (poàcies)
- Poa laxa Haenke (poàcies)
- Poa minor Gaud. (poàcies)

- Poa nemoralis L. (poàcies)
- Poa pratensis L. (poàcies)
- Poa trivialis L. (poàcies)

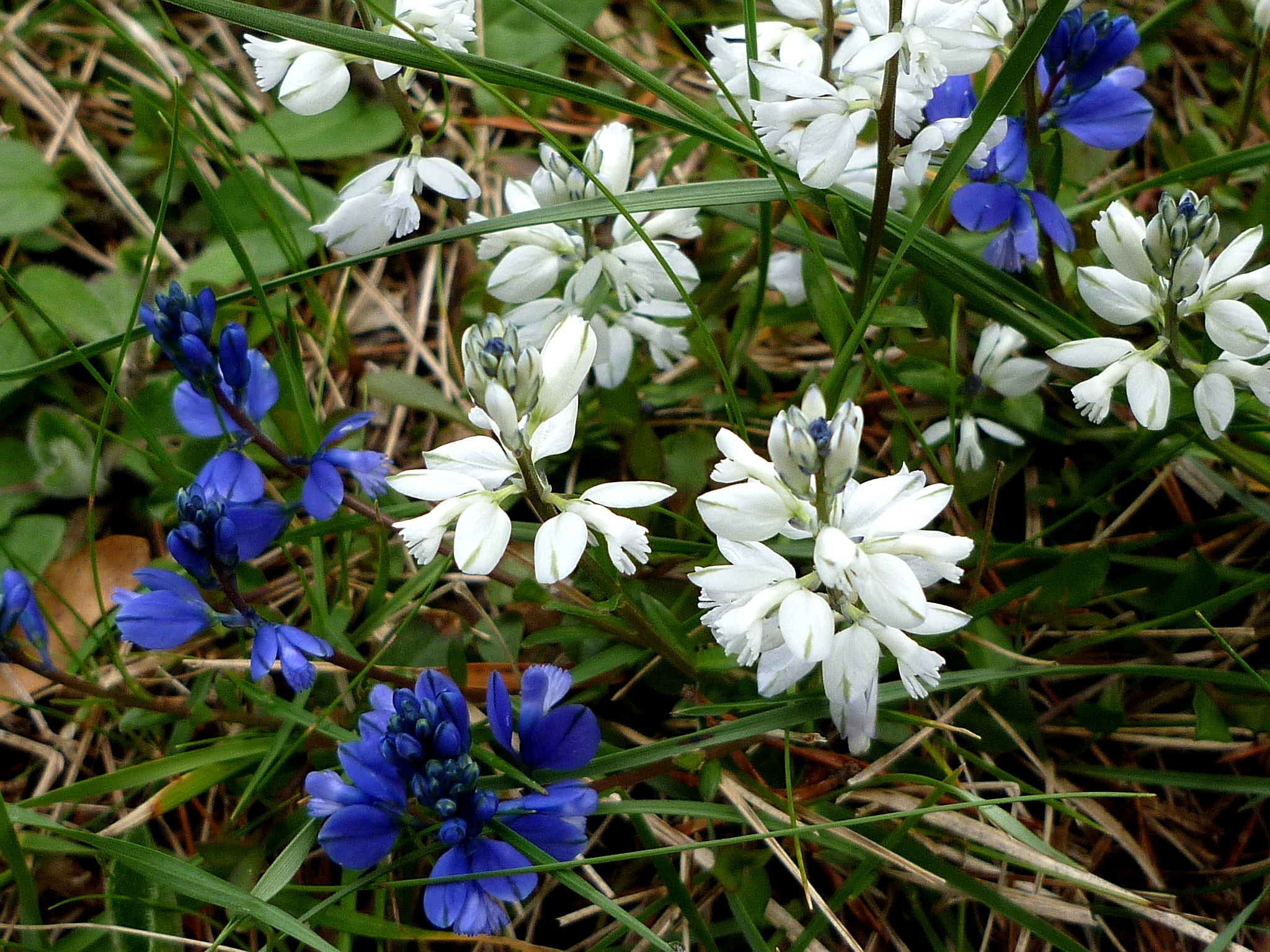
Polygala calcarea a Castellar del Riu (Berguedà)

- Polycarpon polycarpoides (Biv.) Jah. et Maire (cariofil·làcies)
- Polycarpon tetraphyllum (L.) L. (cariofil·làcies)
- Polycnemum arvense L. (quenopodiàcies)(inclou Polycnemum majus)
- Polygala alpina (DC.) Steudel (Poligalàcies)
- Polygala calcarea F.W. Schultz (Poligalàcies)
- Polygala exilis DC. (Poligalàcies)
- Polygala monspeliaca L. (Poligalàcies)
- Polygala rupestris Pourr. (Poligalàcies)
- Polygala serpyllifolia Hose (Poligalàcies)
- Polygala vulgaris L. (Poligalàcies)
- Polygonatum multiflorum (L.) All. (liliàcies)
- Polygonatum odoratum (Mill.) Druce (liliàcies)
- Polygonatum verticillatum (L.) All. (liliàcies)
- Polygonum alpinum All. (Poligonàcies)
- Polygonum amphibium L. (Poligonàcies)
- Polygonum aviculare L. (Poligonàcies)
- Polygonum bistorta L. (Poligonàcies)
- Polygonum convolvulus L. (Poligonàcies)
- Polygonum dumetorum L. (Poligonàcies)
- Polygonum equisetiforme Sm. (Poligonàcies)
- Polygonum hydropiper L. (Poligonàcies)
- Polygonum lapathifolium L. (Poligonàcies)
- Polygonum maritimum L. (Poligonàcies)
- Polygonum mite Schrank (Poligonàcies)
- Polygonum persicaria L. (Poligonàcies)
- Polygonum romanum Jacq. (Poligonàcies)
- Polygonum salicifolium Brouss. ex Willd. (poligonàcies)
- Polygonum viviparum L. (Poligonàcies)
- Polypodium vulgare L. (polipodiàcies) daurada
- Polypogon maritimus Willd. (poàcies)
- Polypogon monspeliensis (L.) Desf. (poàcies)
- Polypogon viridis (Gouan) Breistr. (poàcies)
- Polystichum aculeatum (L.) Roth. (polipodiàcies)
- Polystichum lonchitis (L.) Roth (polipodiàcies)

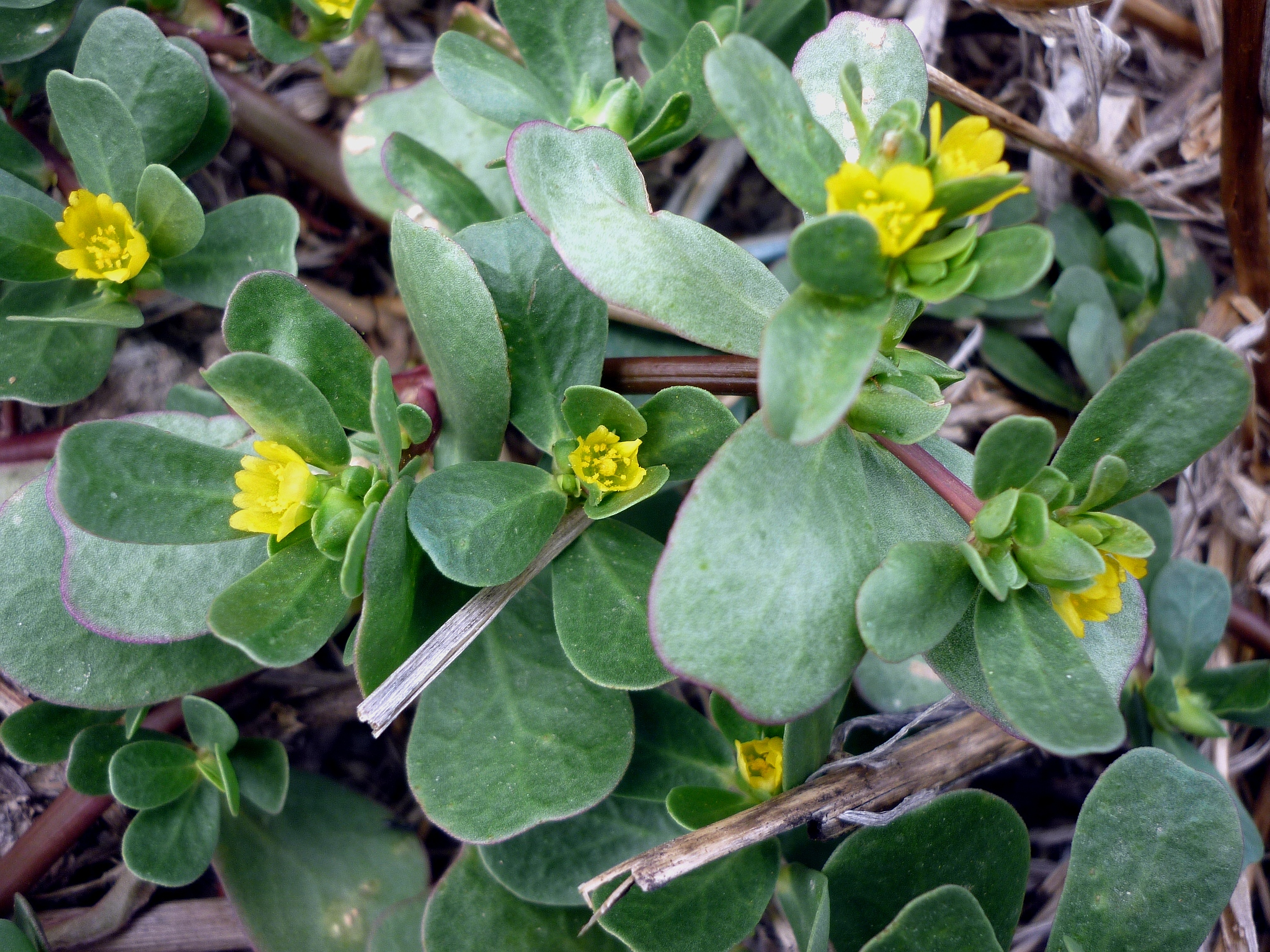
Portulaca oleracea a Torà (Segarra)

- Polystichum setiferum (Forsk.) Woynar (polipodiàcies)
- Populus alba L. (salicàcies)
- Populus nigra L. (salicàcies)
- Populus tremula L. (salicàcies)
- Portulaca oleracea L. (portulacàcies)
- Posidonia oceanica (L.) Delile (posidoniàcies)
- Potamogeton alpinus Balb. (potamogetonàcies)
- Potamogeton berchtoldii Fieber in Berchtold et Opiz (potamogetonàcies)
- Potamogeton coloratus Hornem. (potamogetonàcies)
- Potamogeton crispus L. (potamogetonàcies)
- Potamogeton densus L. (potamogetonàcies)
- Potamogeton gramineus L. (potamogetonàcies)
- Potamogeton lucens L. (potamogetonàcies)
- Potamogeton natans L. (potamogetonàcies)
- Potamogeton nodosus Poiret in Lam. (potamogetonàcies)
- Potamogeton pectinatus L. (potamogetonàcies)
- Potamogeton perfoliatus L. (potamogetonàcies)
- Potamogeton polygonifolius Pourr. (potamogetonàcies)
- Potamogeton praelongus Wulfen (potamogetonàcies)
- Potamogeton pusillus L. (potamogetonàcies)
- Potamogeton trichoides Cham. et Schlecht. (potamogetonàcies)
- Potentilla alchimilloides Lap. (rosàcies)
- Potentilla argentea L. (rosàcies)
- Potentilla aurea L. (rosàcies)
- Potentilla brauneana Hoppe (rosàcies)
- Potentilla caulescens L. (rosàcies)
- Potentilla chrysantha Trev. (rosàcies)
- Potentilla cinerea Chaix in Vill. (rosàcies)
- Potentilla crantzii (Crantz) G. Beck ex Fritsch (rosàcies)

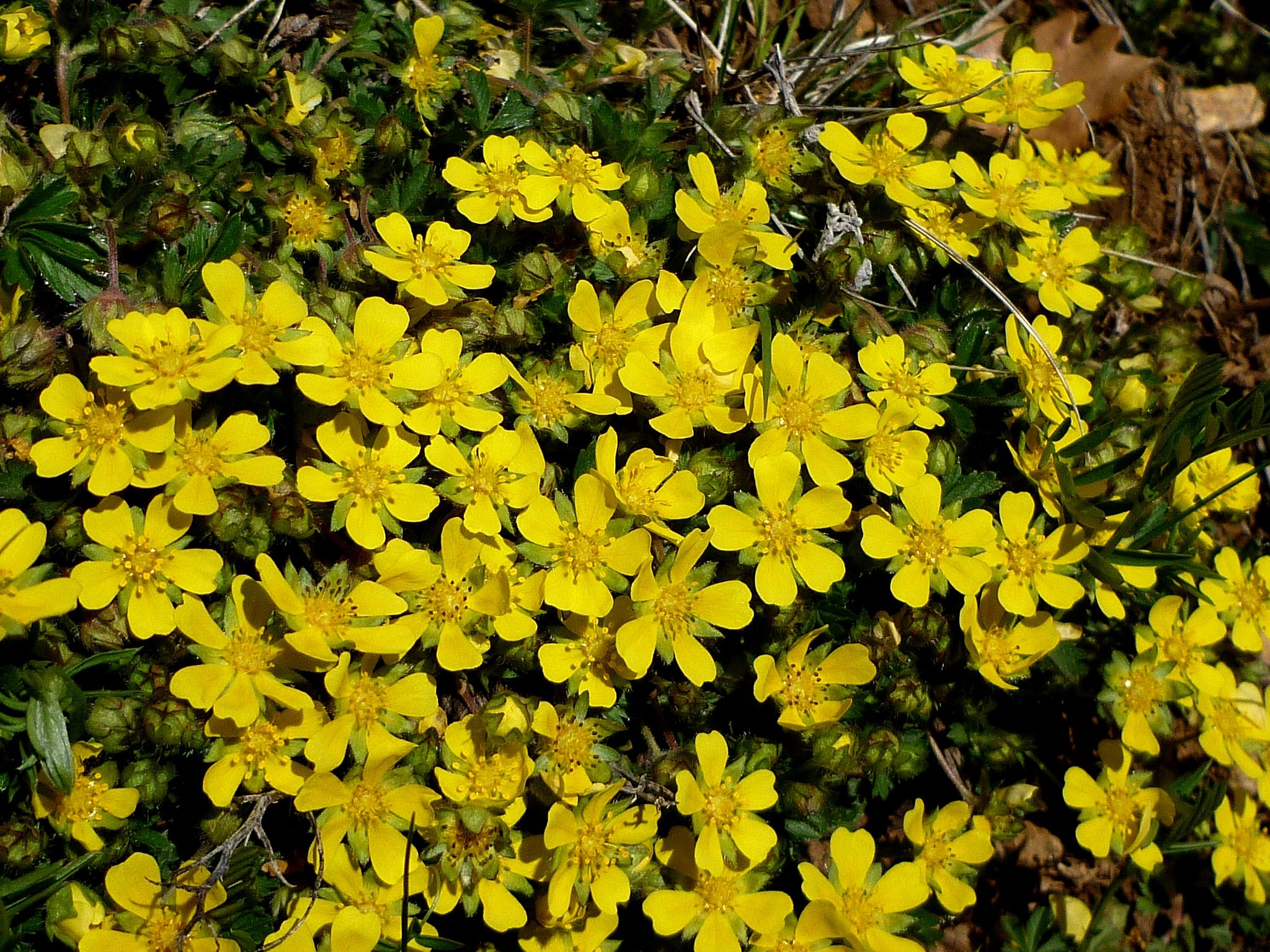
Potentilla neumanniana a Montcalb (Solsonès)

- Potentilla erecta (L.) Räuschel (rosàcies)
- Potentilla frigida Vill. (rosàcies)
- Potentilla fruticosa L. (rosàcies)
- Potentilla grandiflora L. (rosàcies)
- Potentilla hirta L. (rosàcies)
- Potentilla inclinata Vill. (rosàcies)
- Potentilla micrantha Ramond. ex DC. in Lam. et DC. (rosàcies)

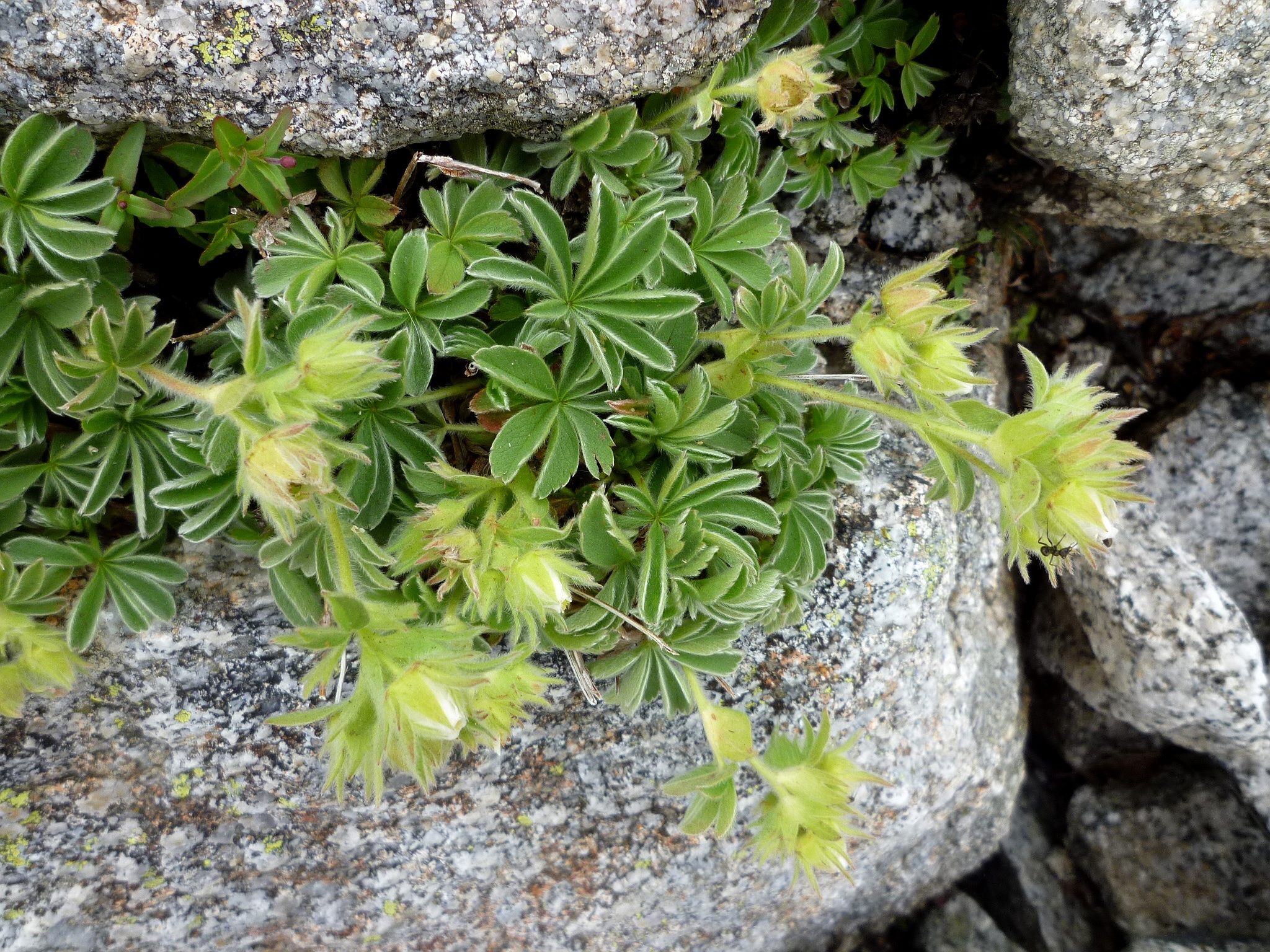
Potentilla nivalis a Cabdella (Pallars Jussà)

- Potentilla montana Brot. (rosàcies)
- Potentilla neumanniana Reichenb. (rosàcies)
- Potentilla nivalis Lap. (rosàcies)
- Potentilla palustris (L.) Scop. (rosàcies)
- Potentilla pensylvanica L. (rosàcies)
- Potentilla pyrenaica Ramond ex DC. in Lam. et DC. (rosàcies)
- Potentilla recta L. (rosàcies)
- Potentilla reptans L. (rosàcies)
- Potentilla rupestris L. (rosàcies)
- Potentilla sterilis (L.) Garcke (rosàcies)
- Prenanthes purpurea L. (asteràcies)

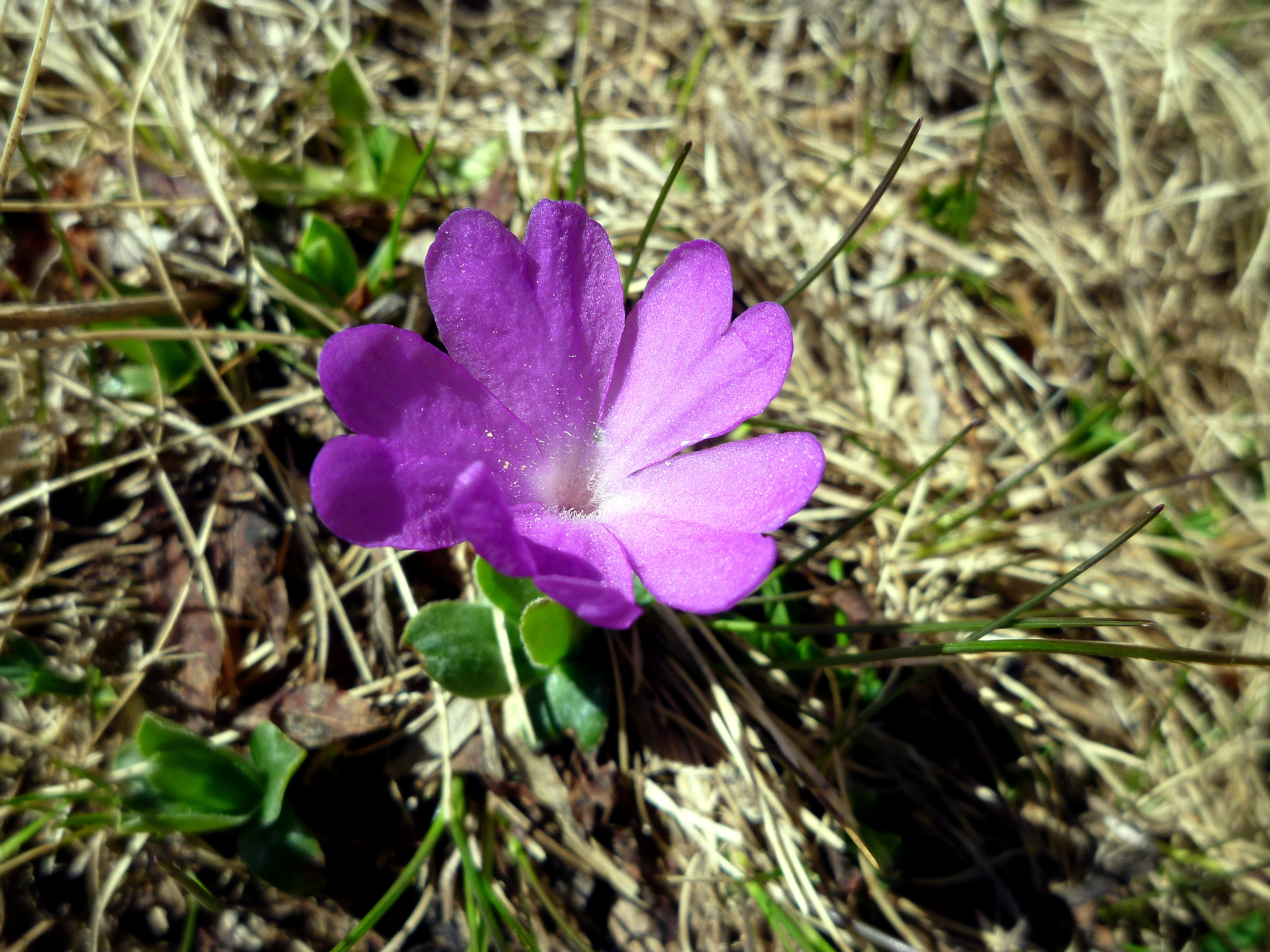
Primula integrifolia a Cabdella (Pallars Jussà)

- Primula acaulis (L.) L. (primulàcies)
- Primula elatior (L.) L. (primulàcies)
- Primula farinosa L. (primulàcies)
- Primula hirsuta All. (primulàcies)
- Primula integrifolia L. (primulàcies)
- Primula latifolia Lap. (primulàcies)

- Primula veris L. (primulàcies)

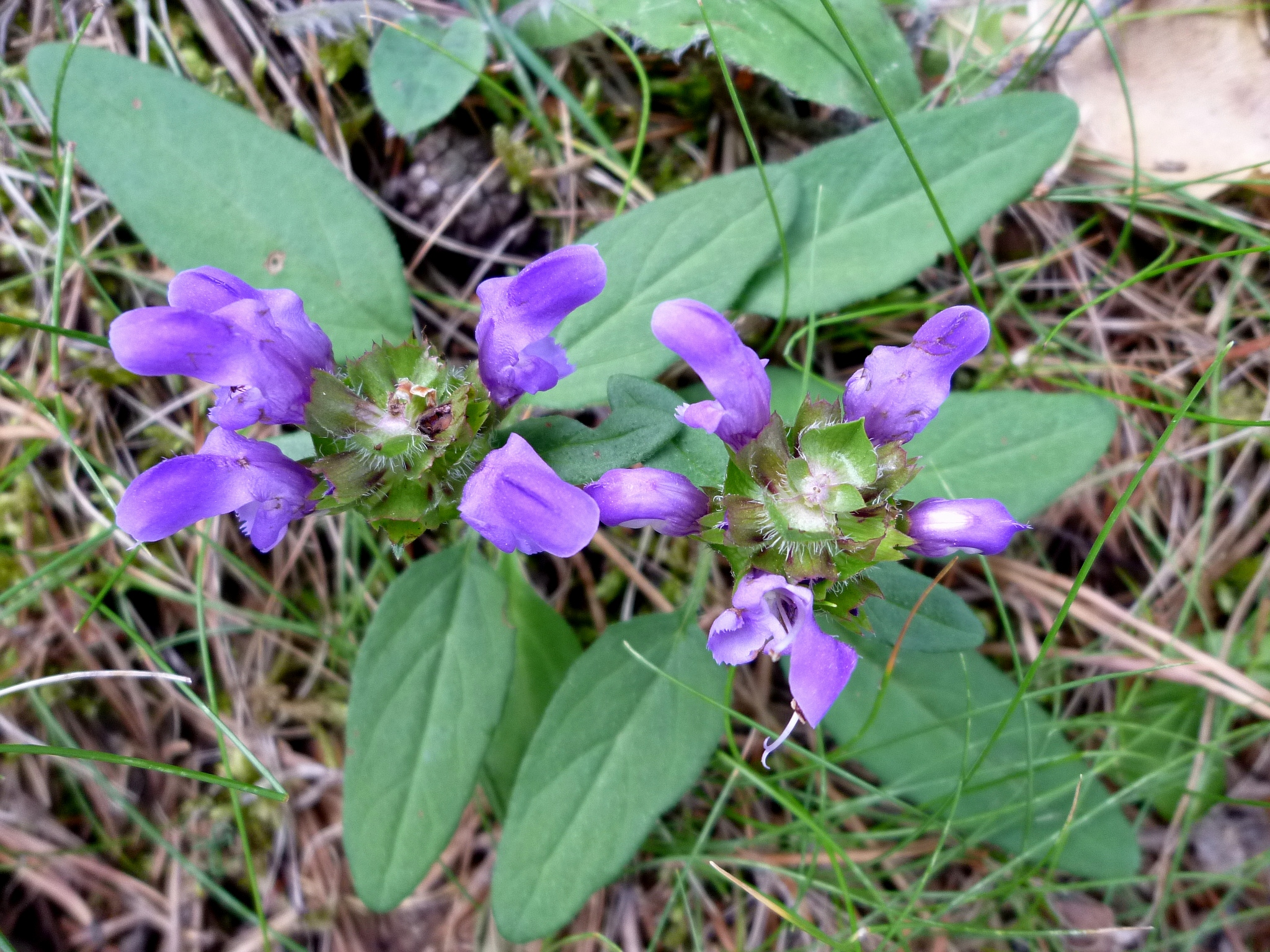
Prunella grandiflora a Tuixén (Alt Urgell)

- Pritzelago alpina (L.) O. Kuntze. (brassicàcies)
- Prunella grandiflora (L.) Scholler (labiades)
- Prunella hyssopifolia L. (labiades)
- Prunella laciniata (L.) L. (labiades)
- Prunella vulgaris L. (labiades)
- Prunus avium (L.) L. (rosàcies)
- Prunus domestica L. (rosàcies)

- Prunus lusitanica L. (rosàcies)
- Prunus mahaleb L. (rosàcies)
- Prunus padus L. (rosàcies)

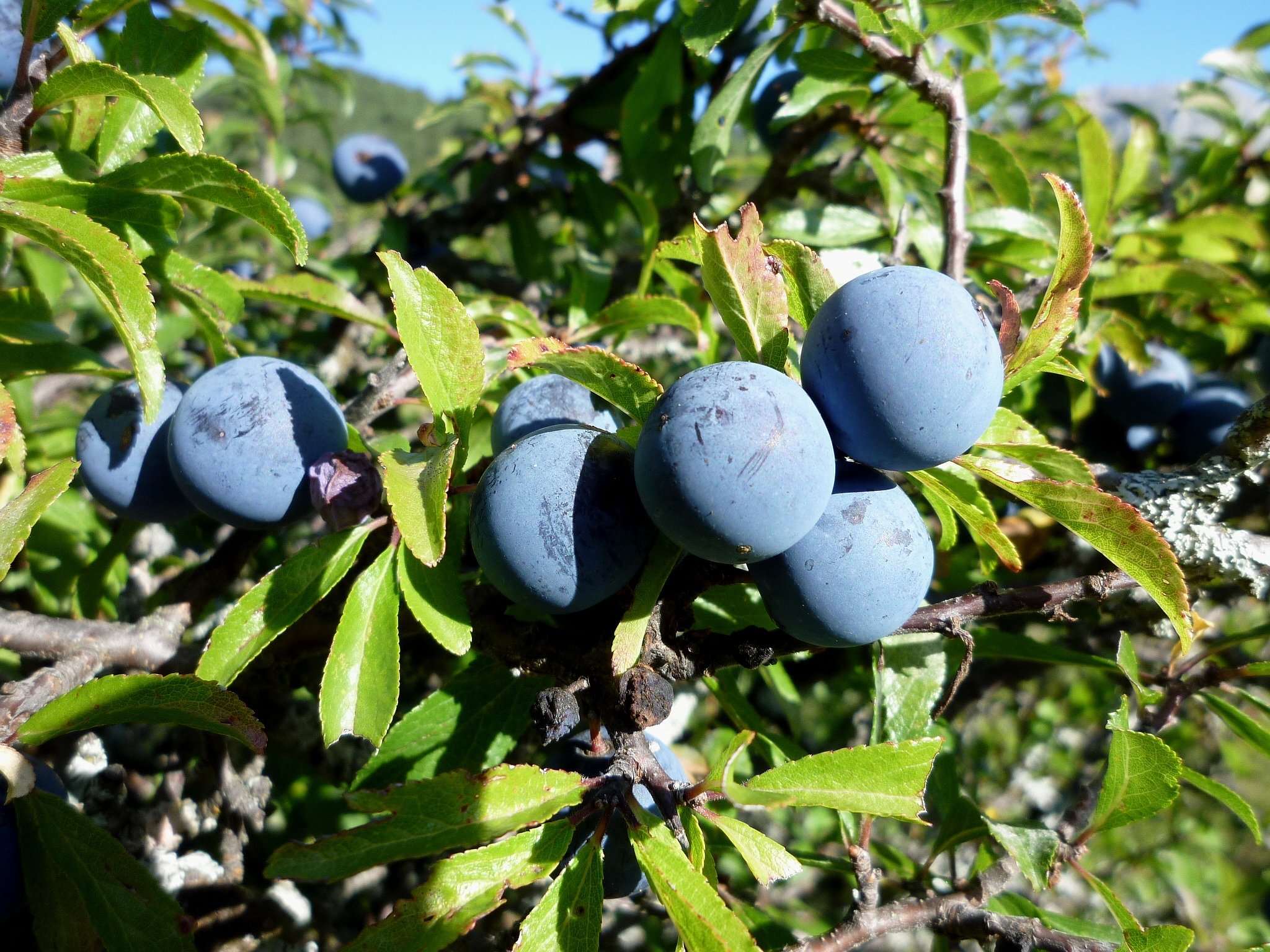
Prunus spinosa a Gósol (Berguedà)

- Prunus prostrata Labill. (rosàcies)
- Prunus spinosa L. (rosàcies)
- Pseudorchis albida (L.) A. et D. Love (orquidàcies)
- Pseudorlaya pumila (L.) Grande (umbel·líferes)
- Psilurus incurvus (Gouan) Schinz et Thell. (poàcies)
- Psoralea americana L. (fabàcies)
- Psoralea bituminosa L. (fabàcies)
- Pteridium aquilinum (L.) Kuhn (polipodiàcies)
- Ptychotis saxifraga (L.) Loret et Barr. (umbel·líferes)
- Puccinellia fasciculata (Torrey) E. P. Bicknell (poàcies)
- Puccinellia festuciformis (Host) Parl. (poàcies)
- Puccinellia rupestris (With.) Fernald et Watherby (poàcies)
- Pulicaria arabica (L.) Cass. (asteràcies)

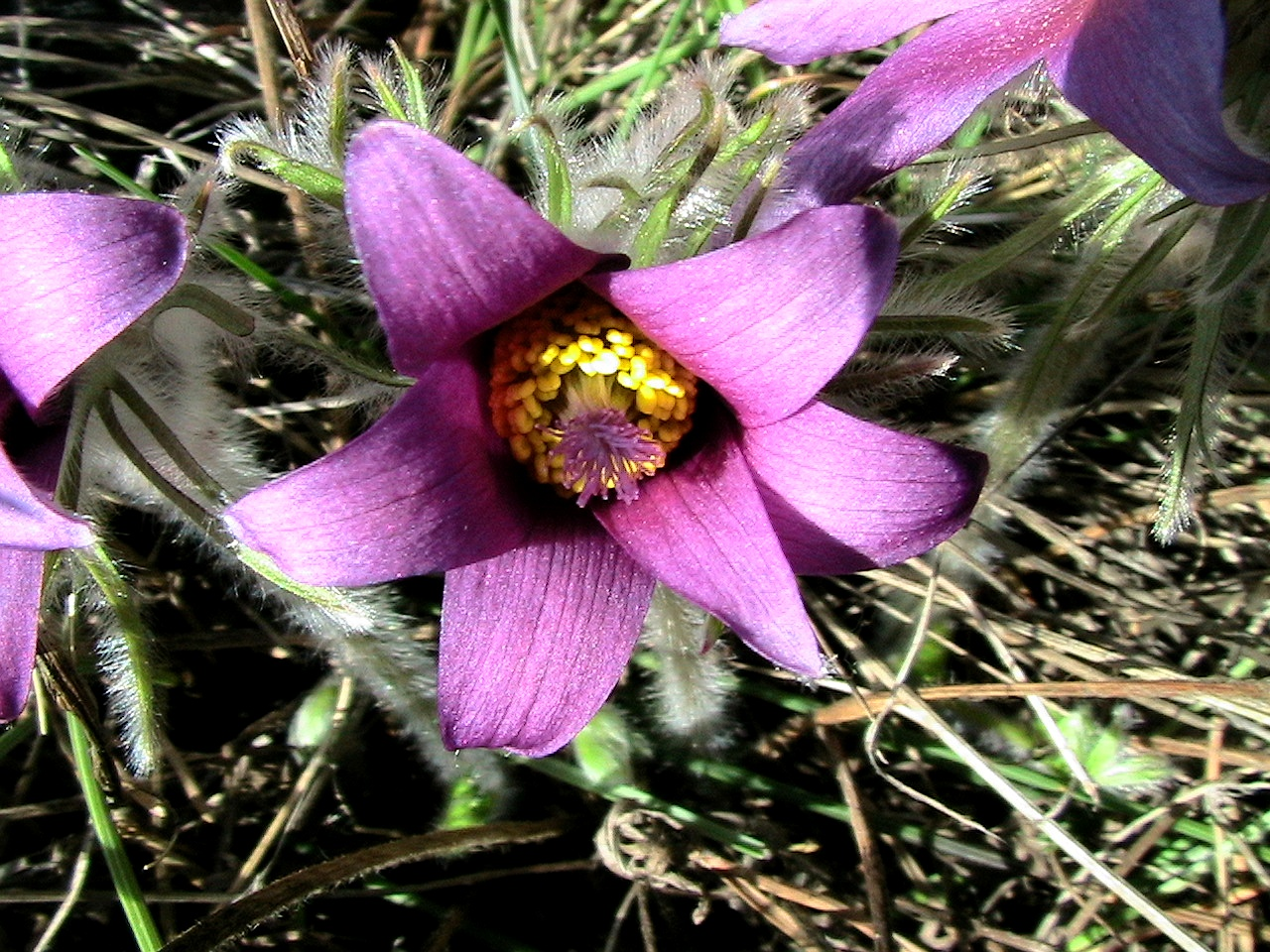
Pulsatilla rubra al Montsec de Rúbies (Pallars Jussà)

- Pulicaria dysenterica (L.) Bernh. (asteràcies)
- Pulicaria odora (L.) Reichenb. (asteràcies)
- Pulicaria sicula (L.) Moris (asteràcies)
- Pulicaria vulgaris Gaertn. (asteràcies)
- Pulmonaria affinis Jord. in F. W. Schultz (boraginàcies)
- Pulmonaria longifolia (Bast.) Boreau (boraginàcies)
- Pulsatilla alpina L. (ranunculàcies)
- Pulsatilla rubra L. (ranunculàcies)
- Punica granatum L. (Punicàcies)

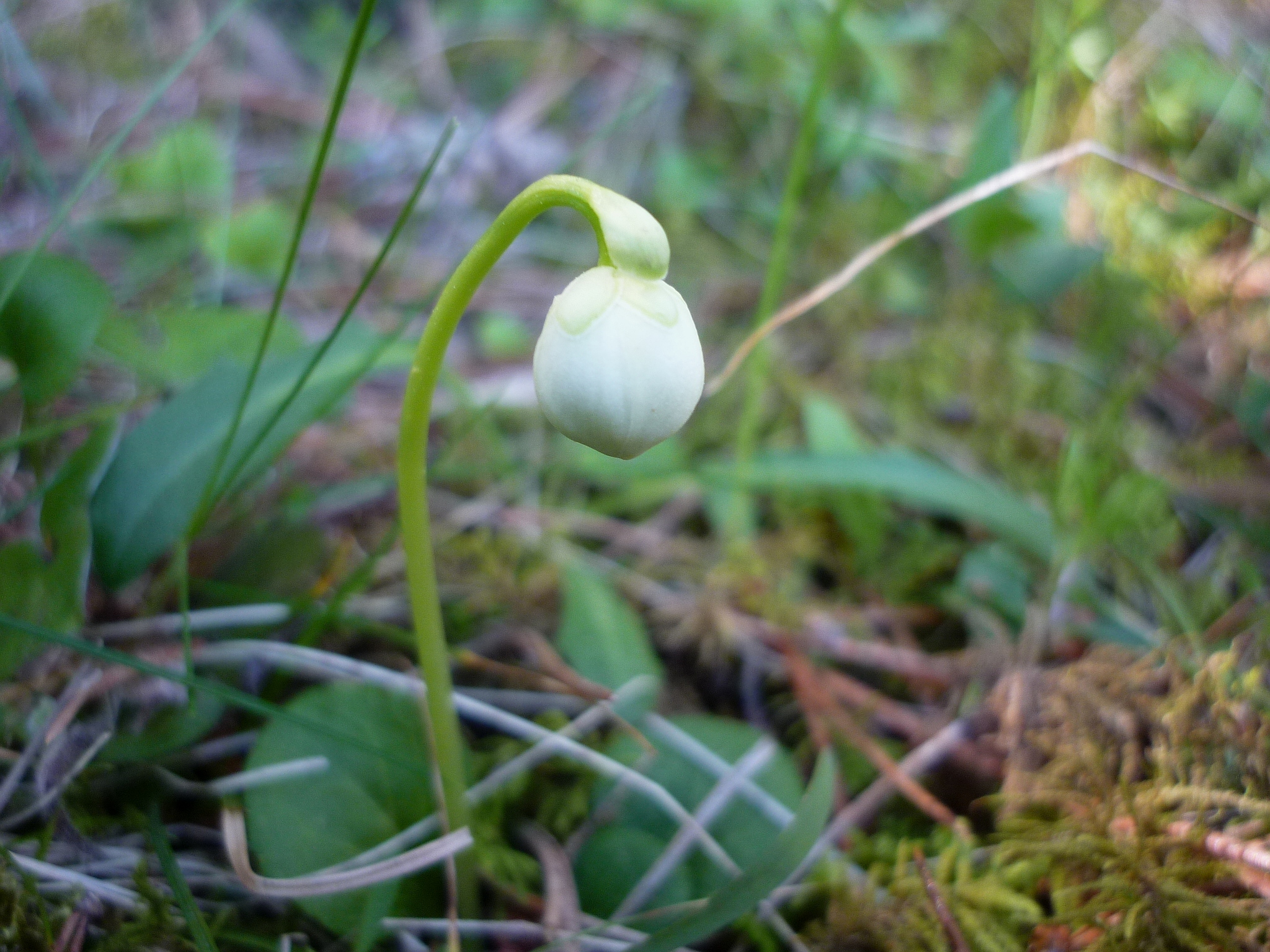
Pyrola uniflora a Alinyà (Alt Urgell)

- Pyracantha coccinea M. J. Roemer (rosàcies)
- Pyrola chlorantha Swartz (Pirolàcies)
- Pyrola minor L. (Pirolàcies)
- Pyrola secunda L. (Pirolàcies)
- Pyrola uniflora L. (Pirolàcies)
- Pyrus communis L. (rosàcies)
- Pyrus malus L. (rosàcies)
- Pyrus spinosa Forsk. (rosàcies)

## Q
| Índex: A B C D E F G H I J K L M N O P Q R S T U V W X Y Z — Especials Inici — vegeu també — enllaços externs |

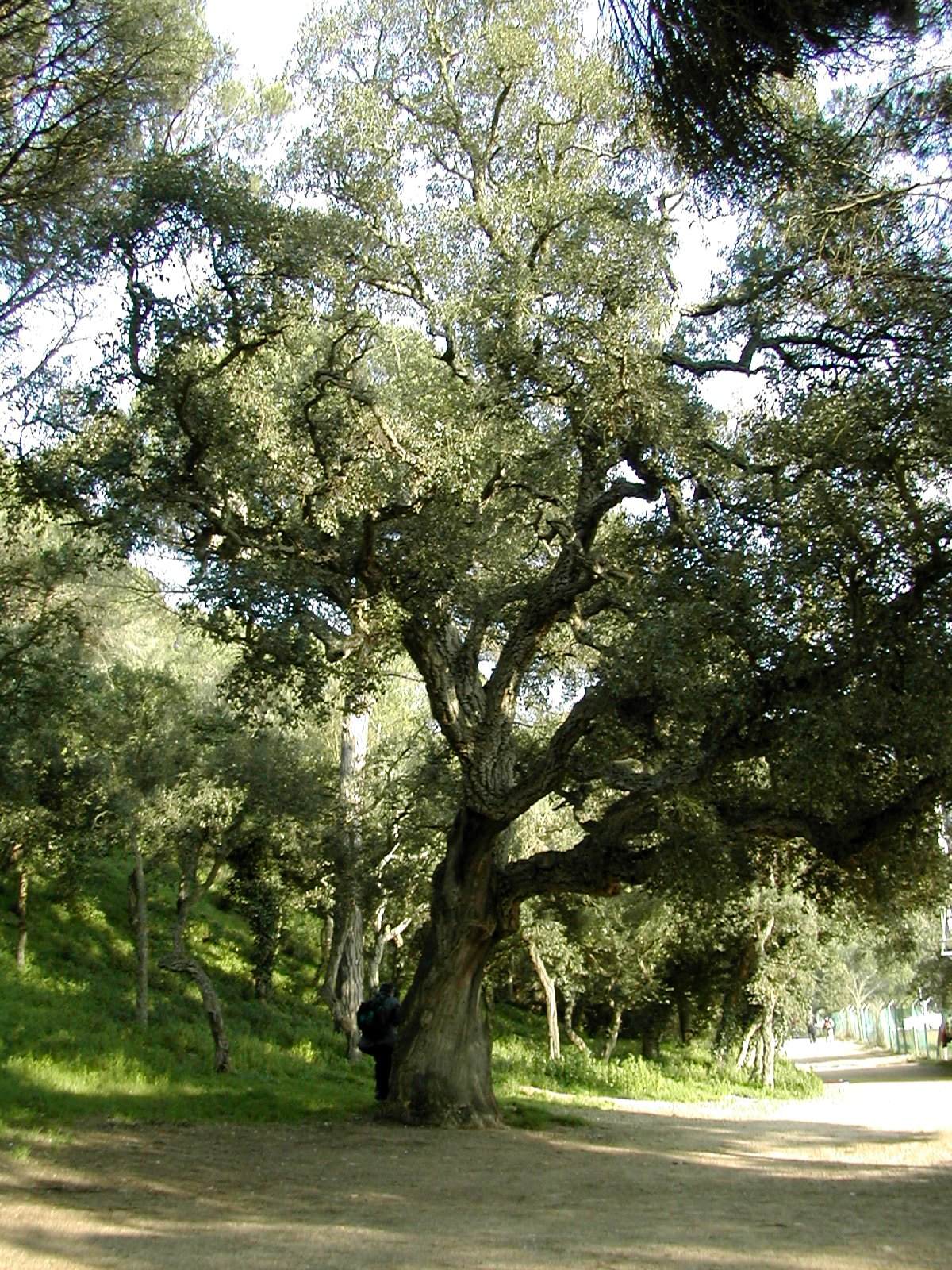
Surera (Quercus suber) a Tossa de Mar

- Quercus canariensis Willd. (fagàcies)
- Quercus cerrioides Willk. et Costa (fagàcies)
- Quercus coccifera L. (fagàcies)
- Quercus faginea Lam. (fagàcies)
- Quercus humilis Mill. (fagàcies)
- Quercus ilex L. (fagàcies)
- Quercus petraea (Matt.) Liebl. (fagàcies)
- Quercus pyrenaica Willd. (fagàcies)
- Quercus robur L. (fagàcies)
- Quercus suber L. (fagàcies)

## R
| Índex: A B C D E F G H I J K L M N O P Q R S T U V W X Y Z — Especials Inici — vegeu també — enllaços externs |

- Radiola linoides Roth (linàcies)

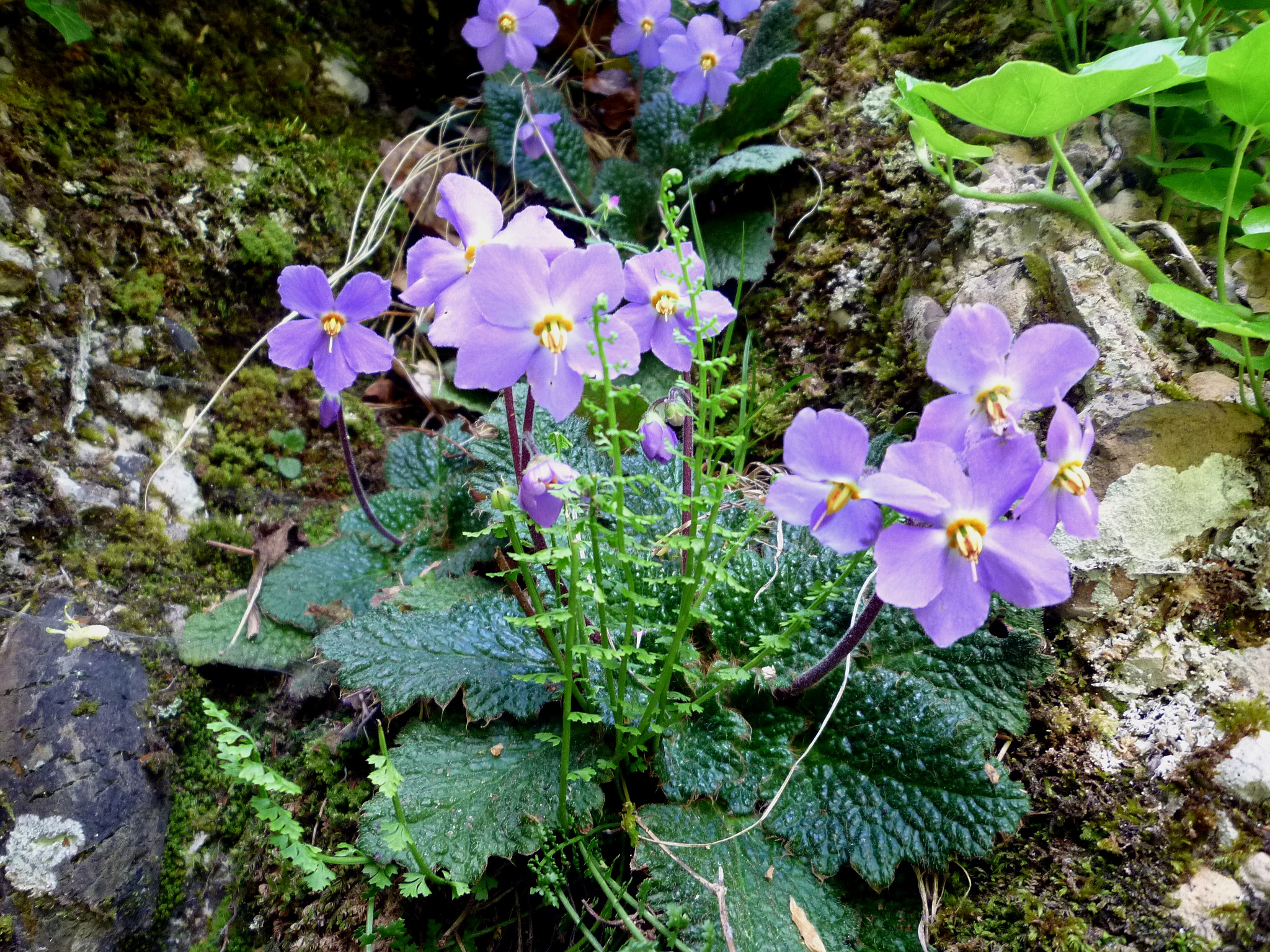
Ramonda myconi a Guixers (Solsonès)

- Ramonda myconi (L.) Reichenb. (gesneriàcies)
- Ranunculus aconitifolius L. (ranunculàcies)
- Ranunculus acris L. (ranunculàcies)

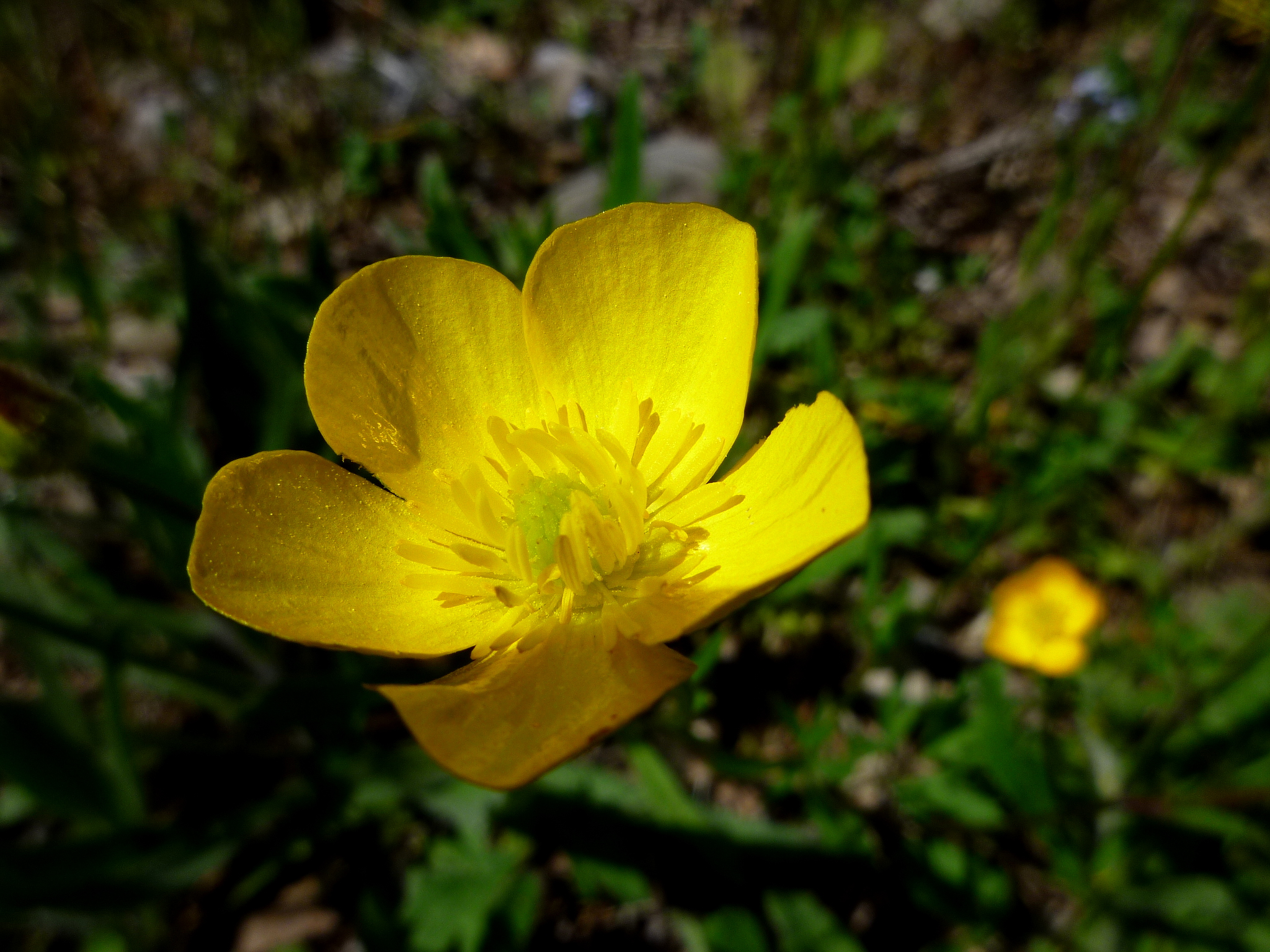
Ranunculus acris a Guixers (Solsonès)

- Ranunculus alpestris alpestris (ranunculàcies)
- Ranunculus alpestris L. (ranunculàcies)
- Ranunculus amplexicaulis L. (ranunculàcies)
- Ranunculus aquatilis L. (ranunculàcies)
- Ranunculus arvensis L. (ranunculàcies)
- Ranunculus auricomus L. (ranunculàcies)
- Ranunculus bulbosus L. (ranunculàcies)
- Ranunculus falcatus L. (ranunculàcies)
- Ranunculus ficaria L. (ranunculàcies)

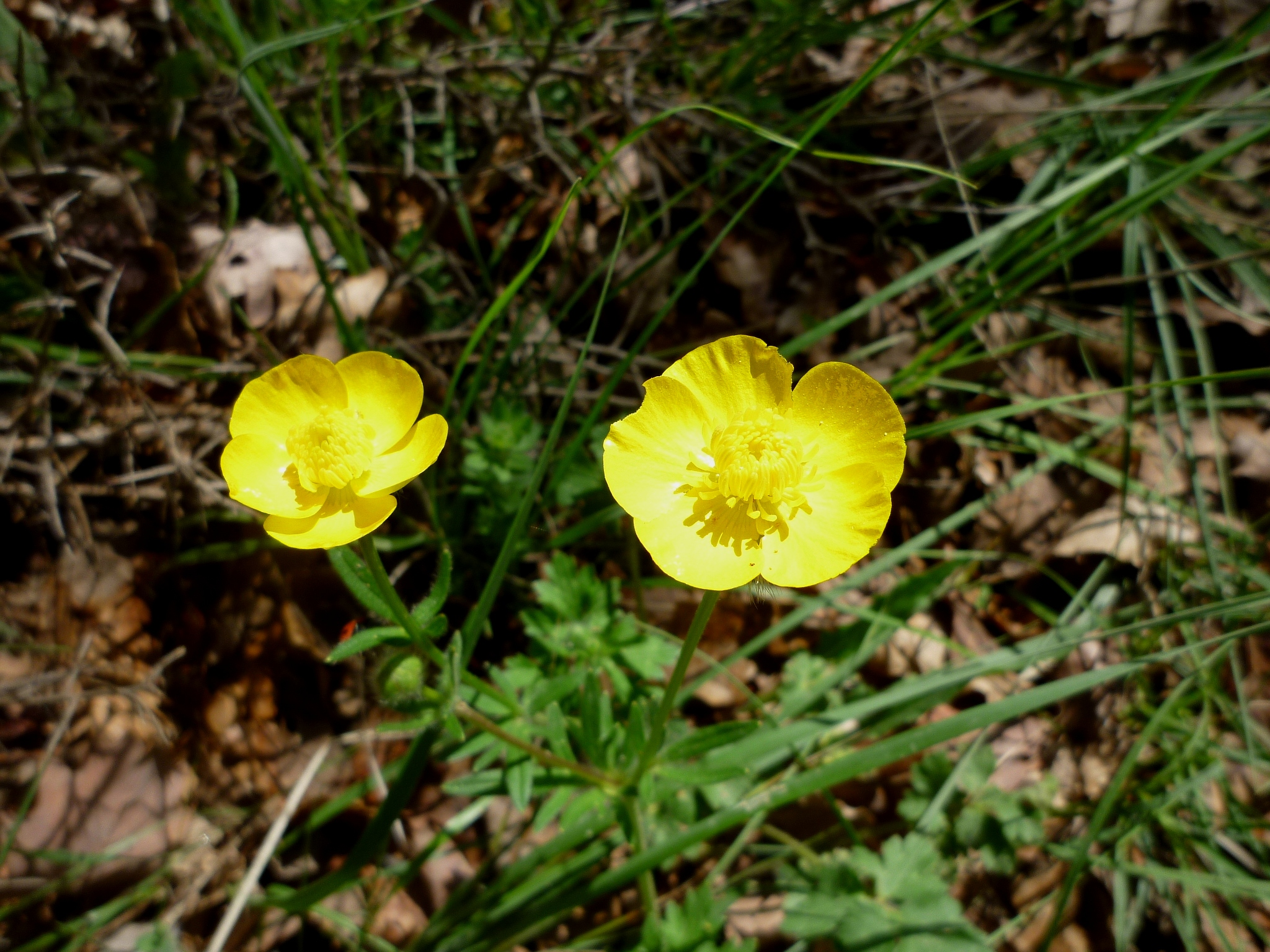
Ranunculus gramineus a Guixers (Solsonès)

- Ranunculus flammula L. (ranunculàcies)
- Ranunculus glacialis L. (ranunculàcies)
- Ranunculus gramineus L. (ranunculàcies)
- Ranunculus hederaceus L. (ranunculàcies)
- Ranunculus lingua L. (ranunculàcies)
- Ranunculus macrophyllus Desf. (ranunculàcies)
- Ranunculus monspeliacus L. (ranunculàcies)

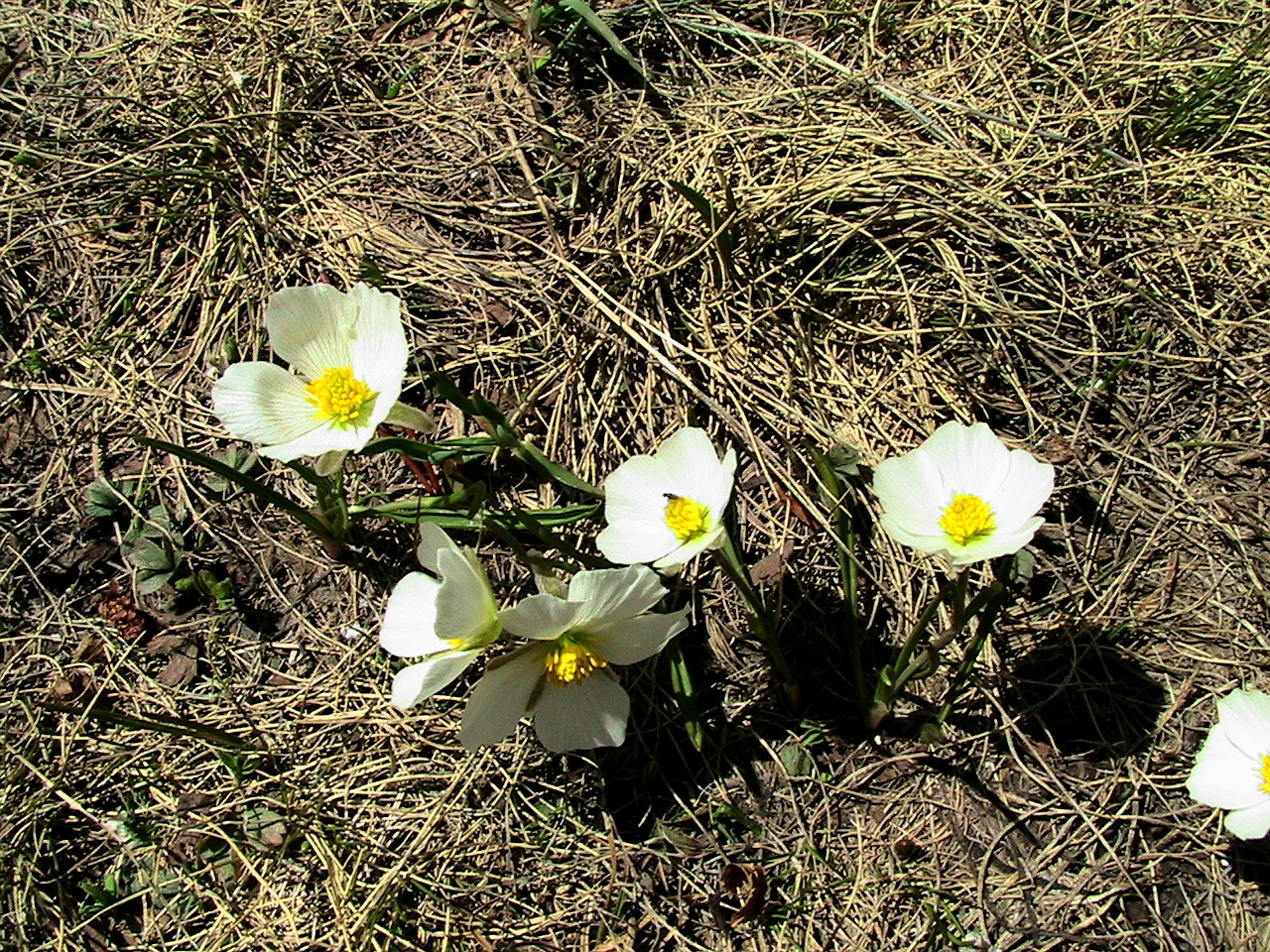
Ranunculus pyrenaeus a Cabdella (Pallars Jussà)

- Ranunculus montanus Willd. (ranunculàcies)
- Ranunculus muricatus L. (ranunculàcies)
- Ranunculus nodiflorus L. (ranunculàcies)
- Ranunculus ophioglossifolius Vill. (ranunculàcies)
- Ranunculus paludosus Poiret (ranunculàcies)
- Ranunculus parnassifolius L. (ranunculàcies)
- Ranunculus parviflorus L. in Loefl. (ranunculàcies)
- Ranunculus pyrenaeus L. (ranunculàcies)
- Ranunculus repens L. (ranunculàcies)
- Ranunculus sardous Crantz (ranunculàcies)
- Ranunculus sceleratus L. (ranunculàcies)
- Ranunculus serpens Schrank (ranunculàcies)
- Ranunculus thora L. (ranunculàcies)
- Ranunculus trichophyllus Chaix (ranunculàcies)

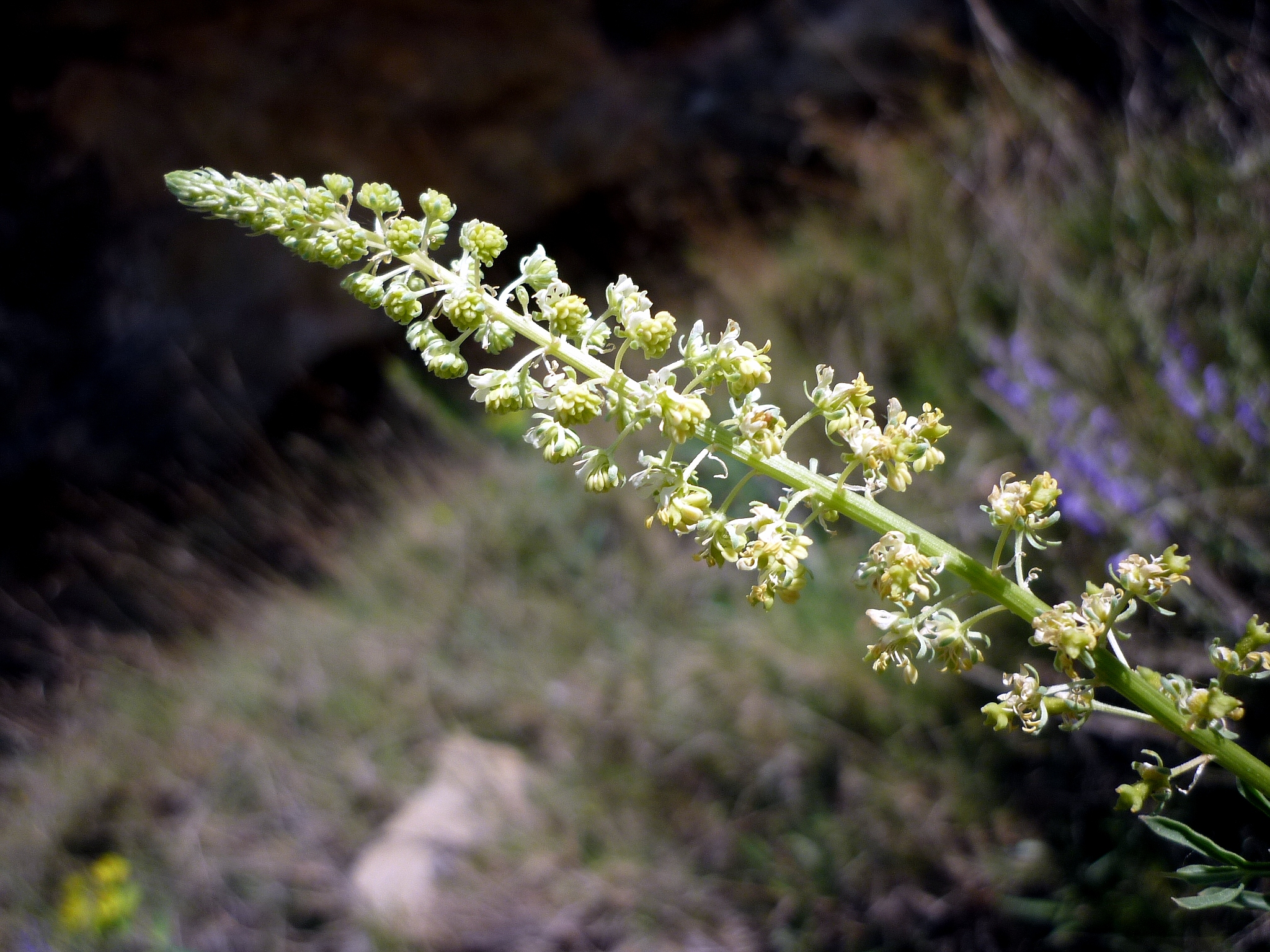
Reseda lutea a Torà (Segarra)

- Ranunculus tripartitus DC. (ranunculàcies)
- Raphanus raphanistrum L. (brassicàcies)
- Rapistrum rugosum (L.) Bergeret (brassicàcies)
- Reichardia picroides (L.) Roth (asteràcies)
- Reseda alba L. (resedàcies)
- Reseda glauca L. (resedàcies)
- Reseda lutea L. (resedàcies)
- Reseda luteola L. (resedàcies)
- Reseda phyteuma L. (resedàcies)
- Reseda stricta Pers. (resedàcies)

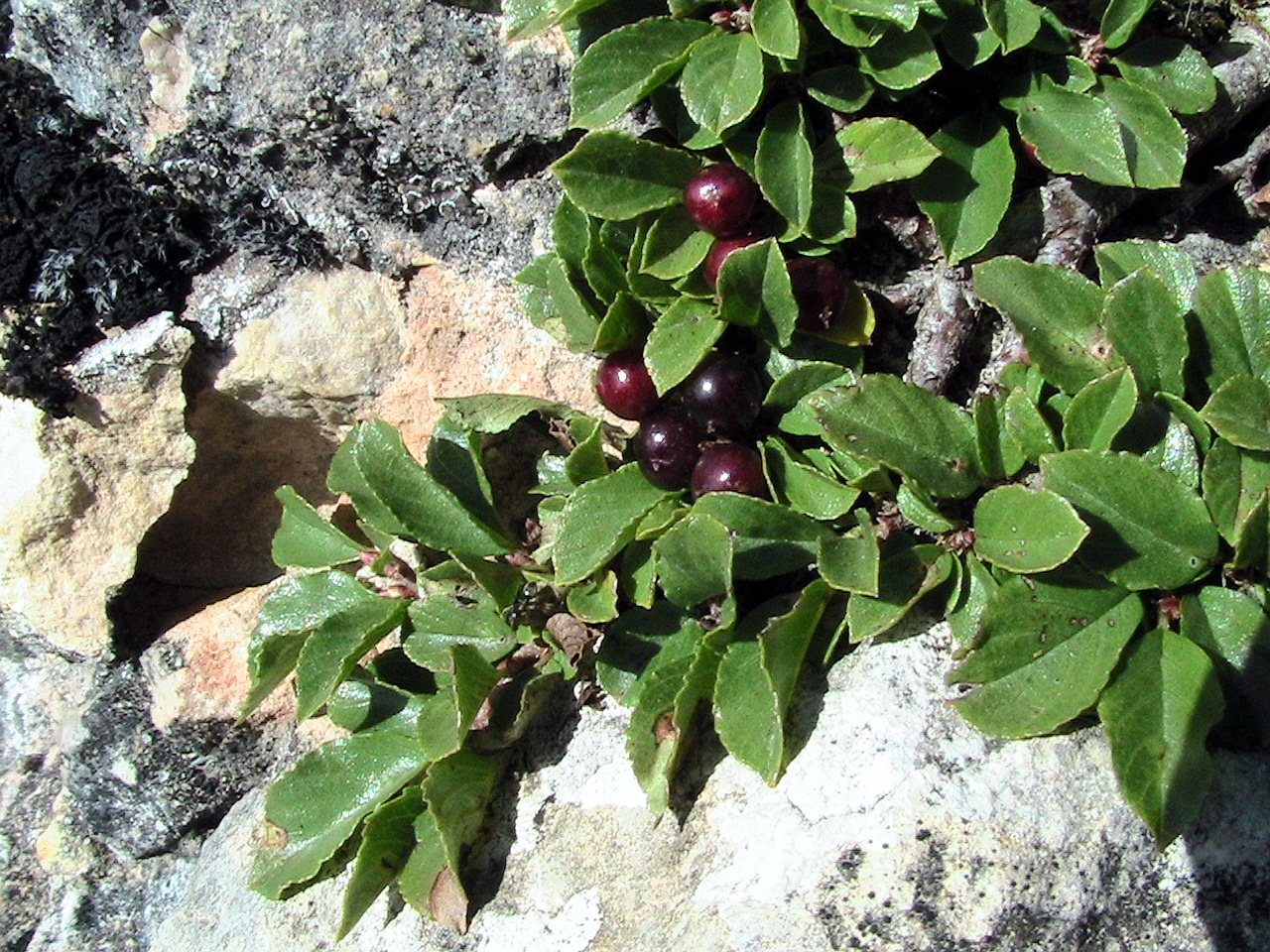
Rhamnus pumila a Castellar del Riu (Berguedà)

- Reseda suffruticosa Loefl. (resedàcies)
- Retama sphaerocarpa (L.) Boiss. (fabàcies)
- Rhagadiolus stellatus (L.) Gaertn. (asteràcies)
- Rhamnus alaternus L. (ramnàcies)
- Rhamnus alpina L. (ramnàcies)
- Rhamnus cathartica L. (ramnàcies)
- Rhamnus frangula L. (ramnàcies)
- Rhamnus lycioides L. (ramnàcies)
- Rhamnus pumila Turra (ramnàcies)

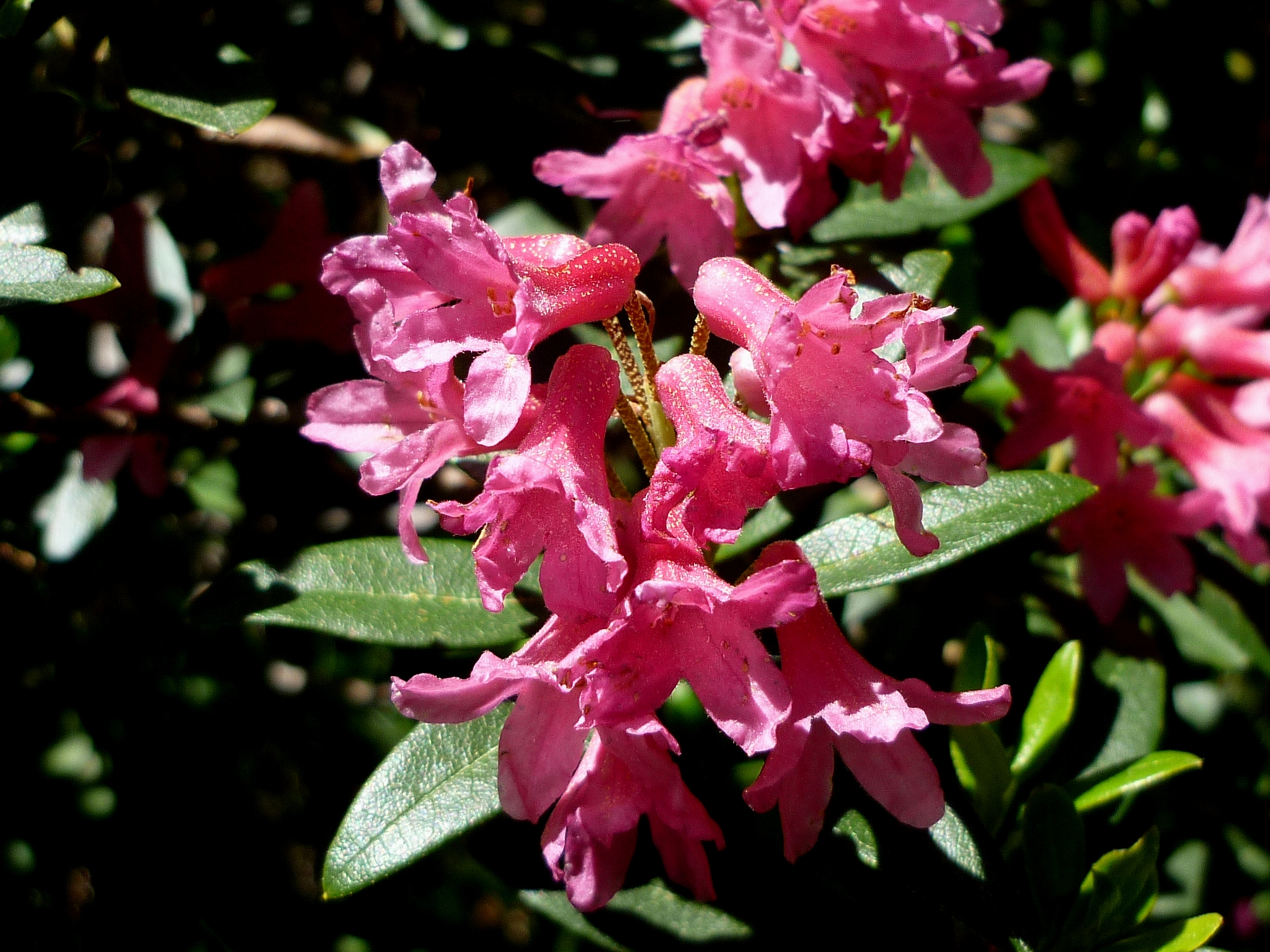
Rhododendron ferrugineum al Cadinell, (Alt Urgell)

- Rhamnus saxatilis Jacq. (ramnàcies)
- Rhinanthus mediterraneus (Sterneck) Senn. (escrofulariàcies)
- Rhinanthus minor L. (escrofulariàcies)
- Rhododendron ferrugineum L. (ericàcies)
- Rhus coriaria L. (anacardiàcies)
- Ribes alpinum L. (saxifragàcies)
- Ribes petraeum Wulfen in Jacq. (saxifragàcies)
- Ribes rubrum L. (saxifragàcies)
- Ribes uva-crispa L. (saxifragàcies)

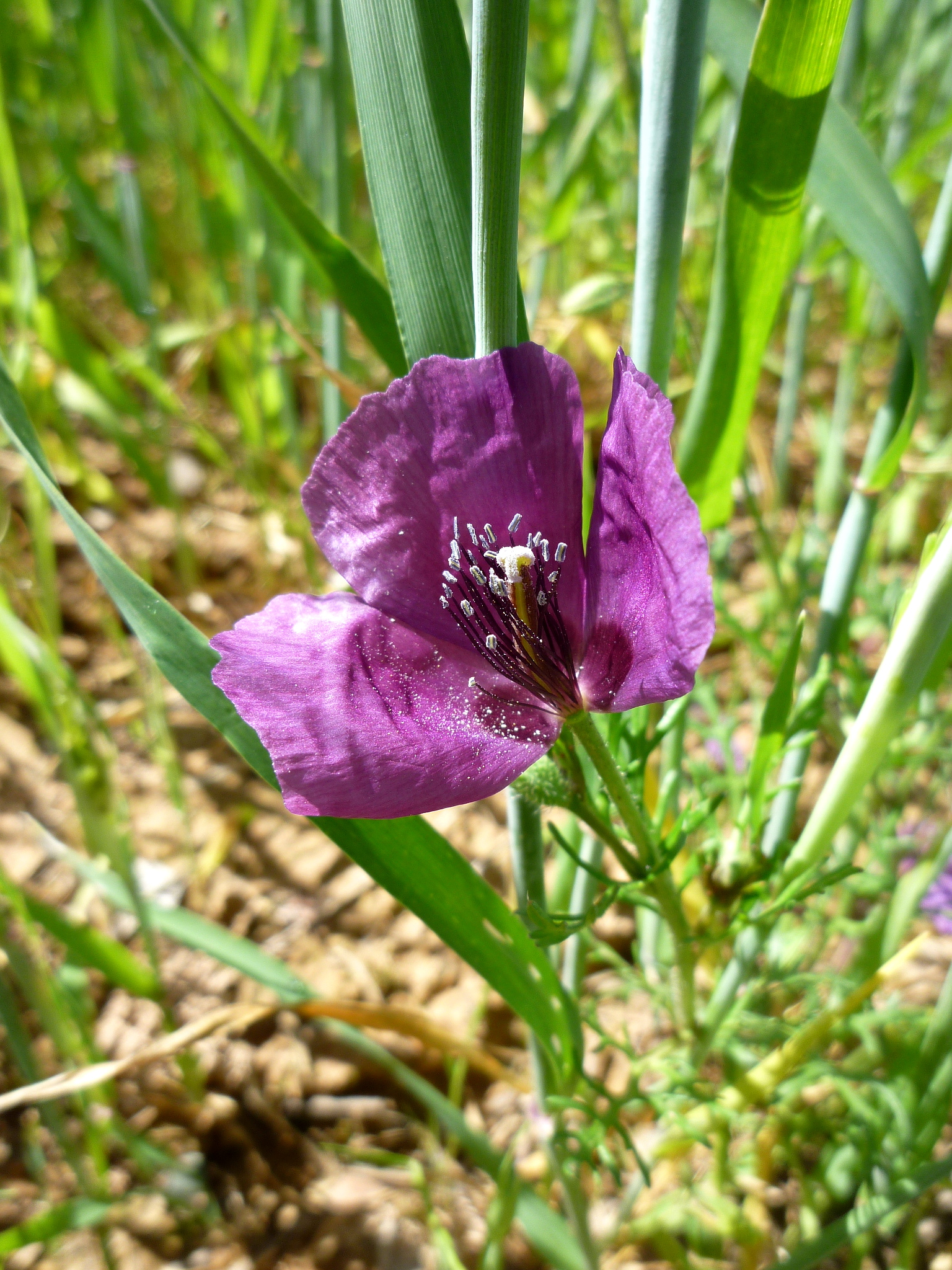
Roemeria hybrida a Torà (Segarra)

- Ridolfia segetum (L.) Moris (umbel·líferes)
- Robinia pseudoacacia L. (fabàcies)
- Rochelia disperma (L. f.) C. Koch (boraginàcies)
- Roemeria hybrida (L.) DC. (papaveràcies)
- Romulea bulbocodium (L.) Sebast. et Mauri (iridàcies)
- Romulea columnae Sebast. et Mauri (Iridàcies)
- Romulea ramiflora Ten. (Iridàcies)
- Rorippa amphibia (L.) Bess. (brassicàcies)
- Rorippa aspera (L.) Maire (brassicàcies)
- Rorippa nasturtium-aquaticum (L.) Hayek (brassicàcies)
- Rorippa pyrenaica (Lam.) Reichenb. (brassicàcies)

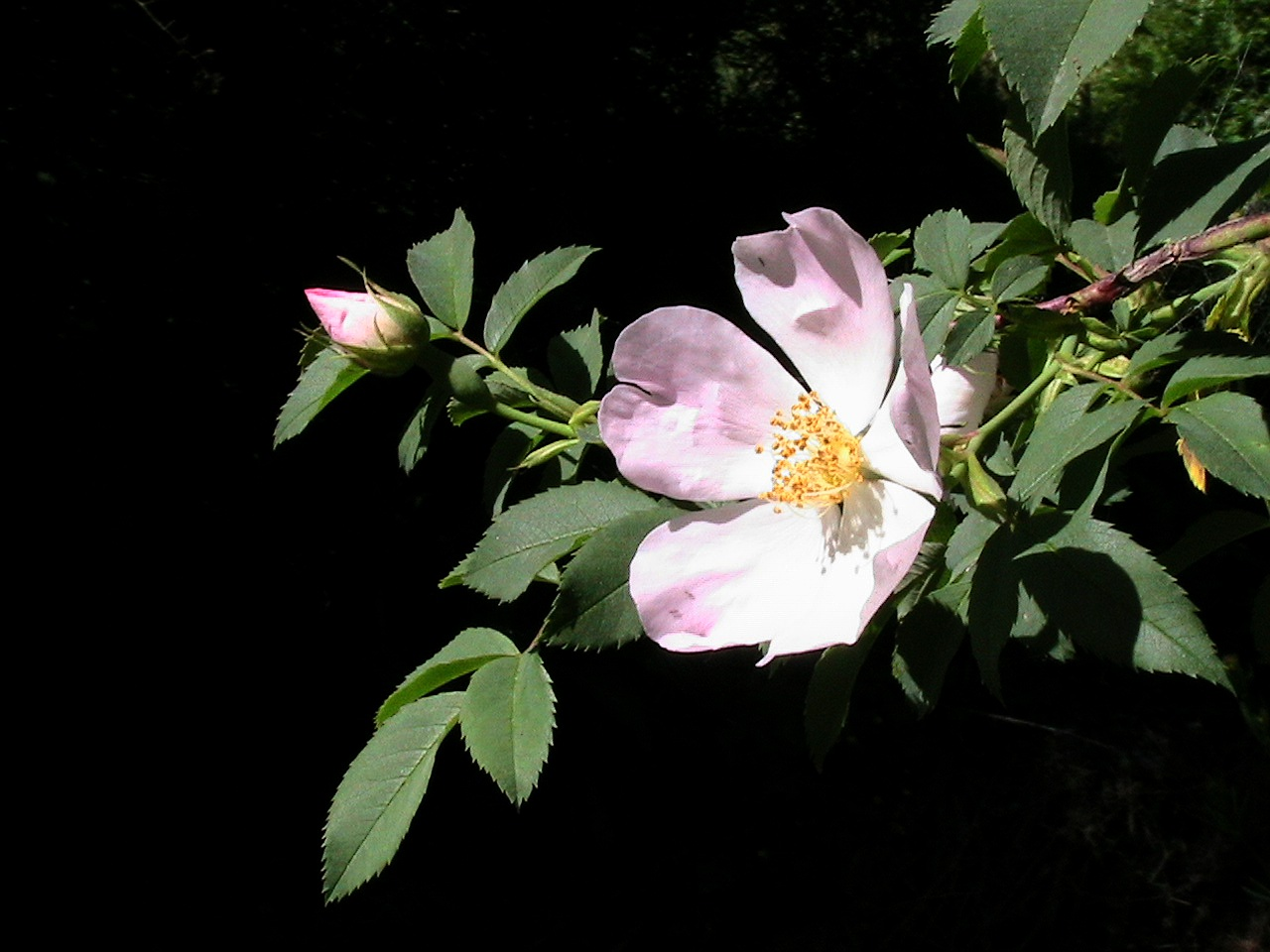
Rosa canina a Torà (Segarra)

- Rorippa sylvestris (L.) Bess. (brassicàcies), Creixen silvestre
- Rosa agrestis Savi (rosàcies)
- Rosa arvensis Huds. (rosàcies)
- Rosa canina L. (rosàcies)
- Rosa dumalis Bechst. (rosàcies)
- Rosa elliptica Tausch (rosàcies)

- Rosa glauca Pourr. (rosàcies)

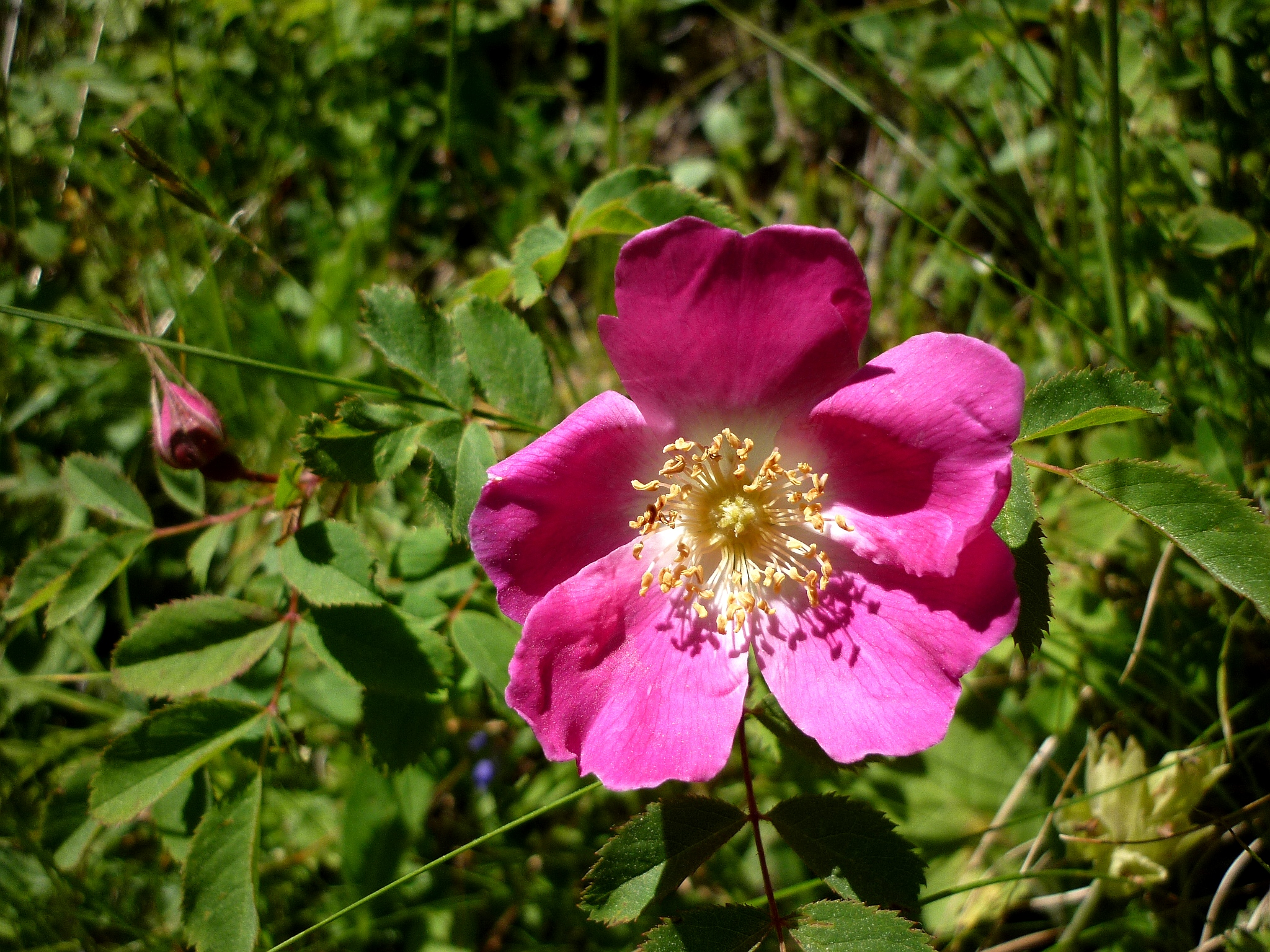
Rosa pendulina a Estana (Baixa Cerdanya)

- Rosa micrantha Borrer ex Sm. in Sowerby (rosàcies)
- Rosa montana Chaix (rosàcies)
- Rosa nitidula Bess. (rosàcies)
- Rosa pendulina L. (rosàcies)
- Rosa pimpinellifolia L. (rosàcies)
- Rosa pouzinii Tratt. (rosàcies)
- Rosa rubiginosa L. (rosàcies)
- Rosa sempervirens L. (rosàcies)
- Rosa sicula Tratt. (rosàcies)
- Rosa tomentosa Sm. (rosàcies)
- Rosa villosa L. (rosàcies)

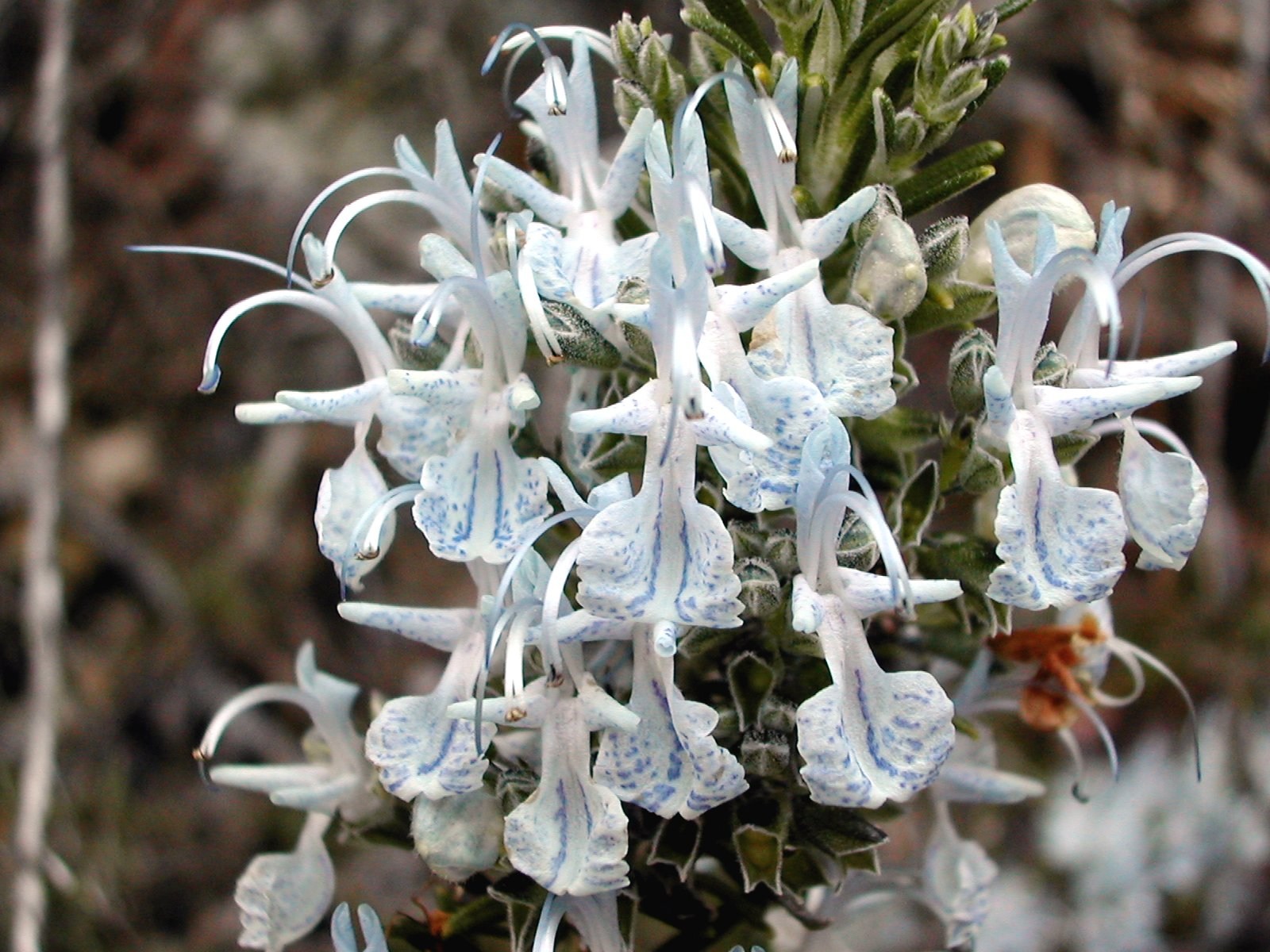
Rosmarinus officinalis a Sant Llorenç de Munt (Vallès Occidental)

- Rosmarinus officinalis L. (labiades)
- Rubia peregrina L. (rubiàcies)
- Rubia tinctorum L. (rubiàcies)
- Rubus caesius L. (rosàcies)
- Rubus canescens DC. (rosàcies)

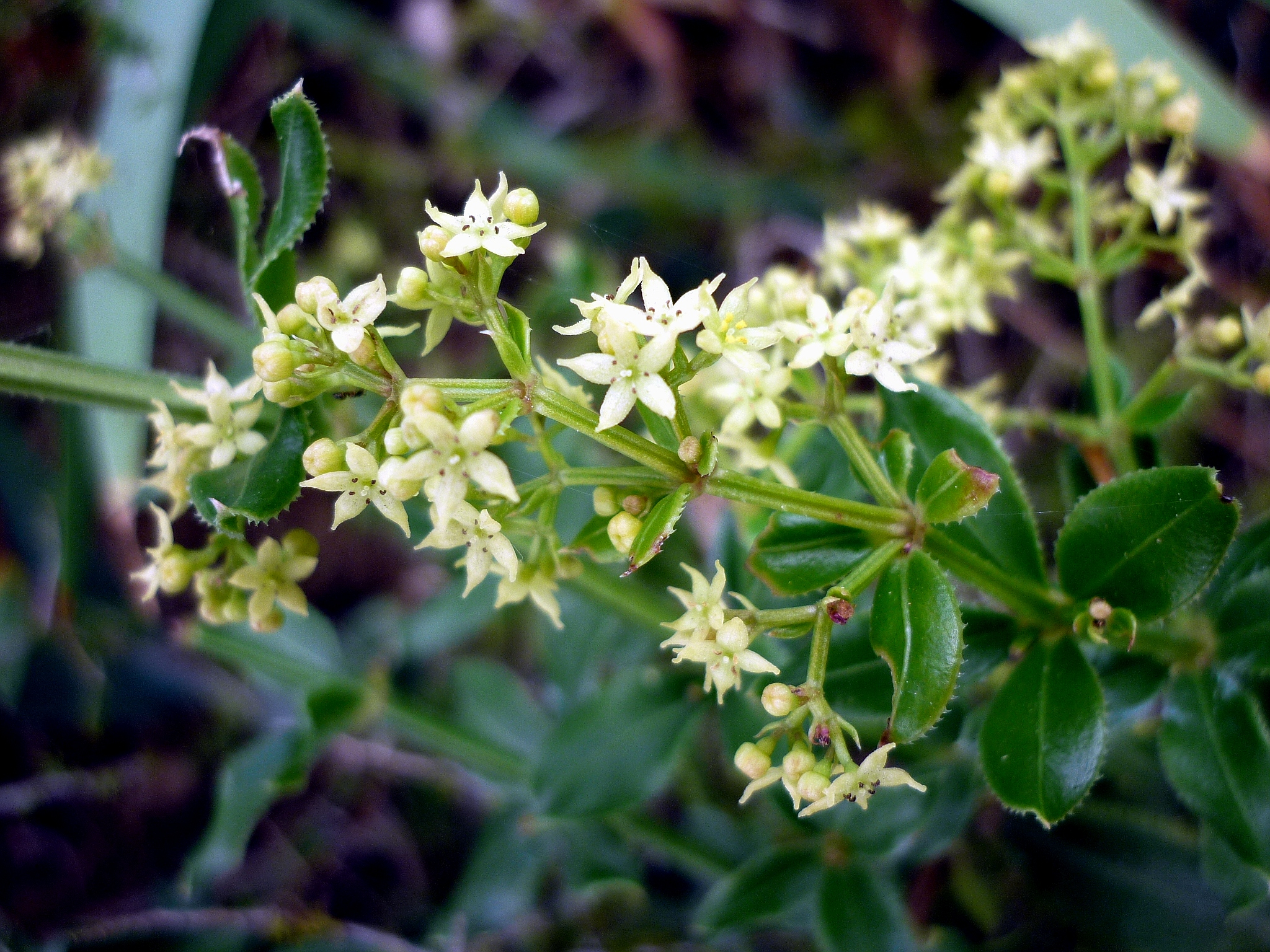
Rubia peregrina a Torà (Segarra)

- Rubus chaerophyllus Sagorski et W. Schultze (rosàcies)
- Rubus discolor Weihe et Nees (rosàcies)
- Rubus fuscus Weihe et Nees in Bluff et Fingerh. (rosàcies)
- Rubus godronii Lecoq et Lamotte (rosàcies)
- Rubus hirtus Waldst. et Kit. (rosàcies)
- Rubus idaeus L. (rosàcies)
- Rubus pedatifolius Genev. (rosàcies)
- Rubus praecox Bertol. (rosàcies)
- Rubus saxatilis L. (rosàcies)

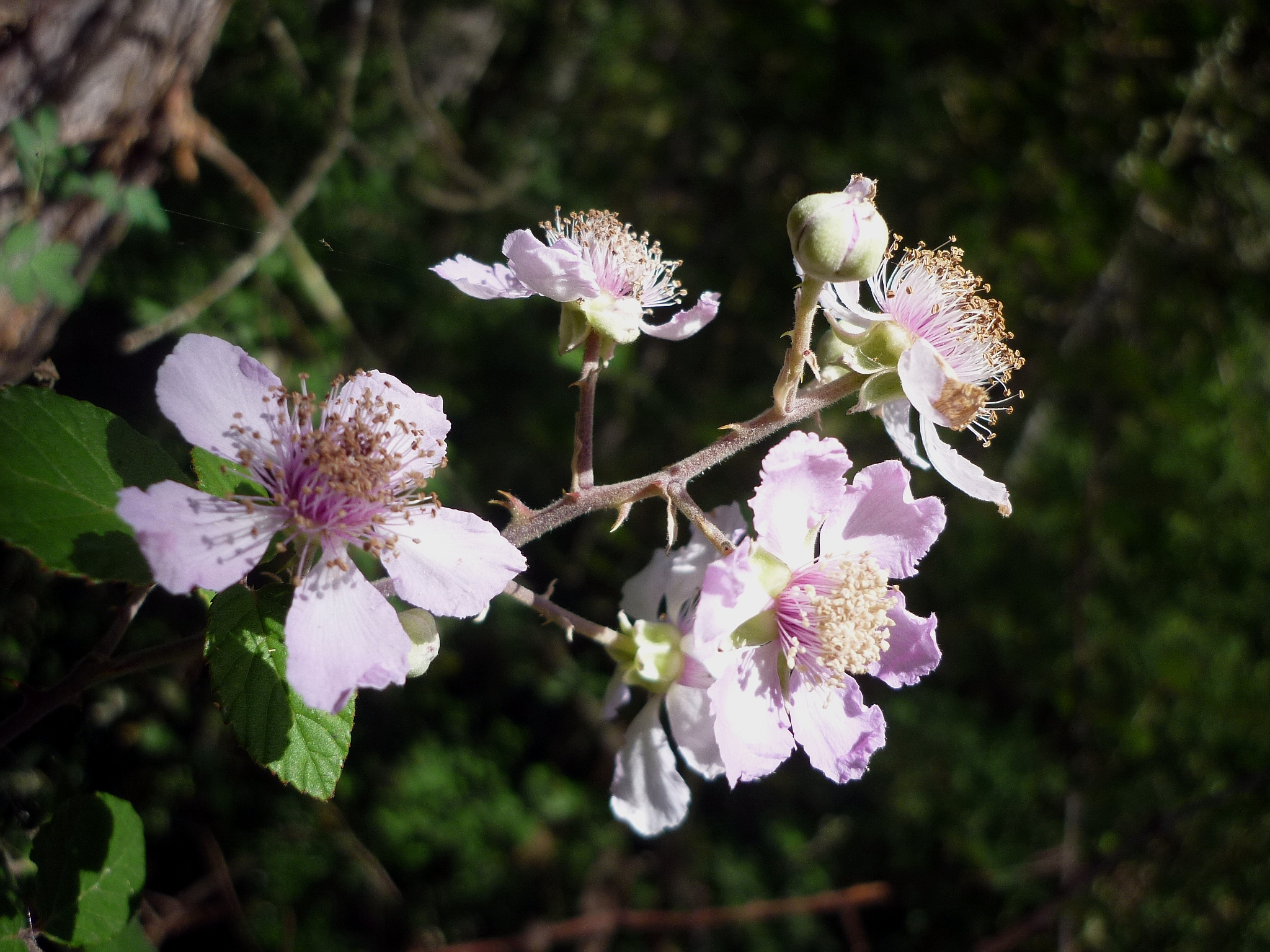
Rubus ulmifolius a Pinós (Solsonès)

- Rubus scaber Weihe et Nees in Bluff et Fingerh. (rosàcies)
- Rubus serpens Weihe in Lej. et Court. (rosàcies)
- Rubus sulcatus Vest ex Tratt. (rosàcies)
- Rubus ulmifolius Schott (rosàcies)
- Rubus vigoi Roselló, Peris et Stübing (rosàcies)
- Rumex acetosa L. (Poligonàcies)
- Rumex acetosella L. (Poligonàcies)
- Rumex bucephalophorus L. (Poligonàcies)
- Rumex conglomeratus Murray (Poligonàcies)

- Rumex crispus L. (Poligonàcies)

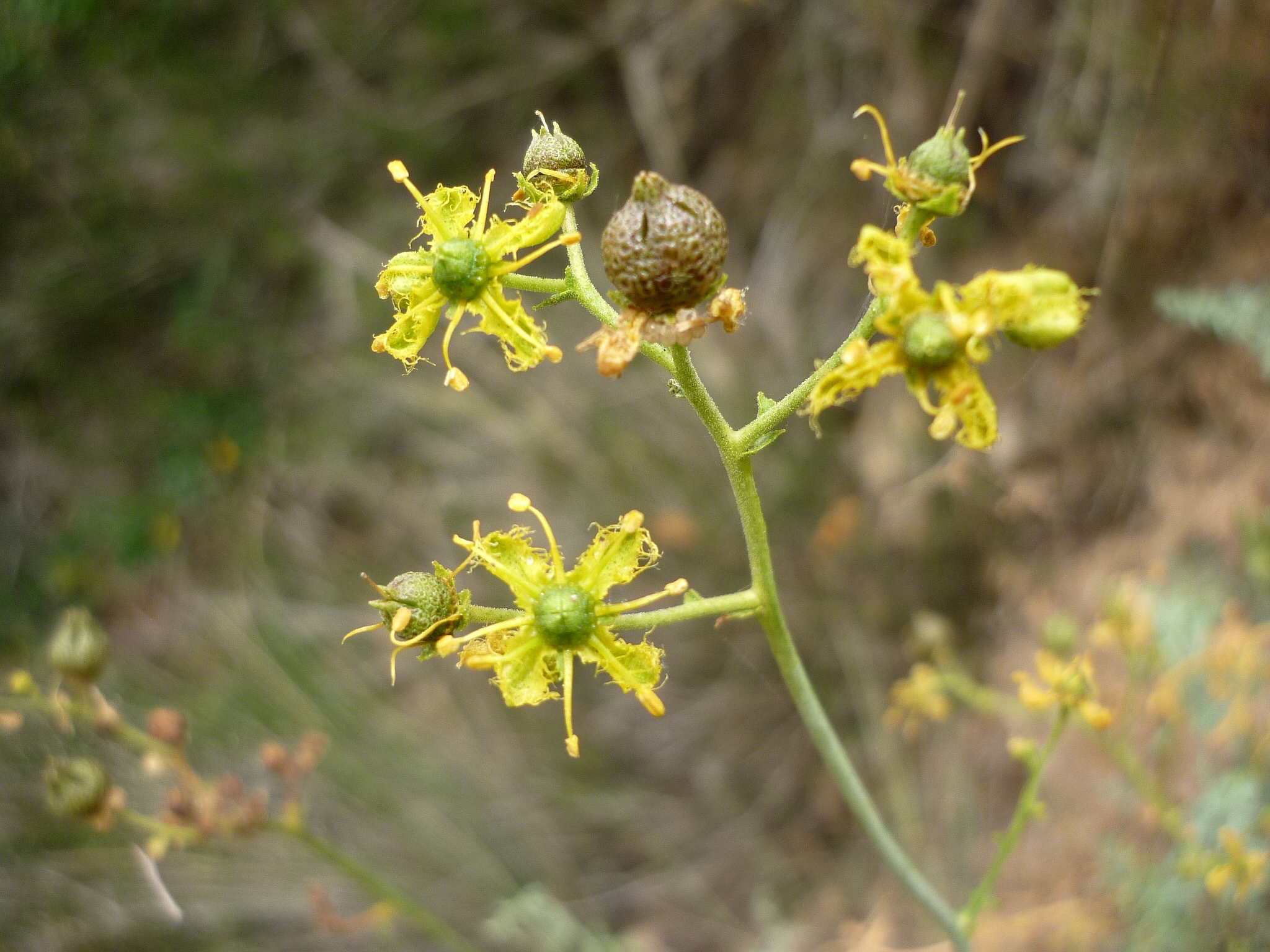
Ruta angustifolia a Torà (Segarra)

- Rumex hydrolapathum Huds. (Poligonàcies)
- Rumex intermedius DC. in Lam. et DC. (Poligonàcies)
- Rumex longifolius DC. in Lam. et DC. (Poligonàcies)
- Rumex obtusifolius L. (Poligonàcies)
- Rumex patientia L. (Poligonàcies)
- Rumex pseudoalpinus Höfft (Poligonàcies)
- Rumex pulcher L. (Poligonàcies)
- Rumex roseus L. (Poligonàcies)
- Rumex sanguineus L. (Poligonàcies)
- Rumex scutatus L. (Poligonàcies)
- Ruppia cirrhosa (Petagna) Grande (Ruppiàcies)
- Ruppia maritima L. (Ruppiàcies)
- Ruscus aculeatus L. (liliàcies)
- Ruta angustifolia L. Pers. (rutàcies)
- Ruta chalepensis L. (rutàcies)
- Ruta montana (L.) L. (rutàcies)

## S
| Índex: A B C D E F G H I J K L M N O P Q R S T U V W X Y Z — Especials Inici — vegeu també — enllaços externs |

- Saccharum ravennae (L.) Murray (poàcies)
- Sagina apetala Ard. (cariofil·làcies)
- Sagina maritima G. Don (cariofil·làcies)
- Sagina procumbens L. (cariofil·làcies)
- Sagina saginoides (L.) Karsten (cariofil·làcies)
- Sagina subulata (Swartz) Presl (cariofil·làcies)
- Sagittaria sagittifolia L. (alismatàcies)
- Salicornia europaea L. (quenopodiàcies)

- Salix alba L. (salicàcies)
- Salix arbuscula L. (salicàcies)
- Salix aurita L. (salicàcies)
- Salix caprea L. (salicàcies)
- Salix cinerea L. (salicàcies)

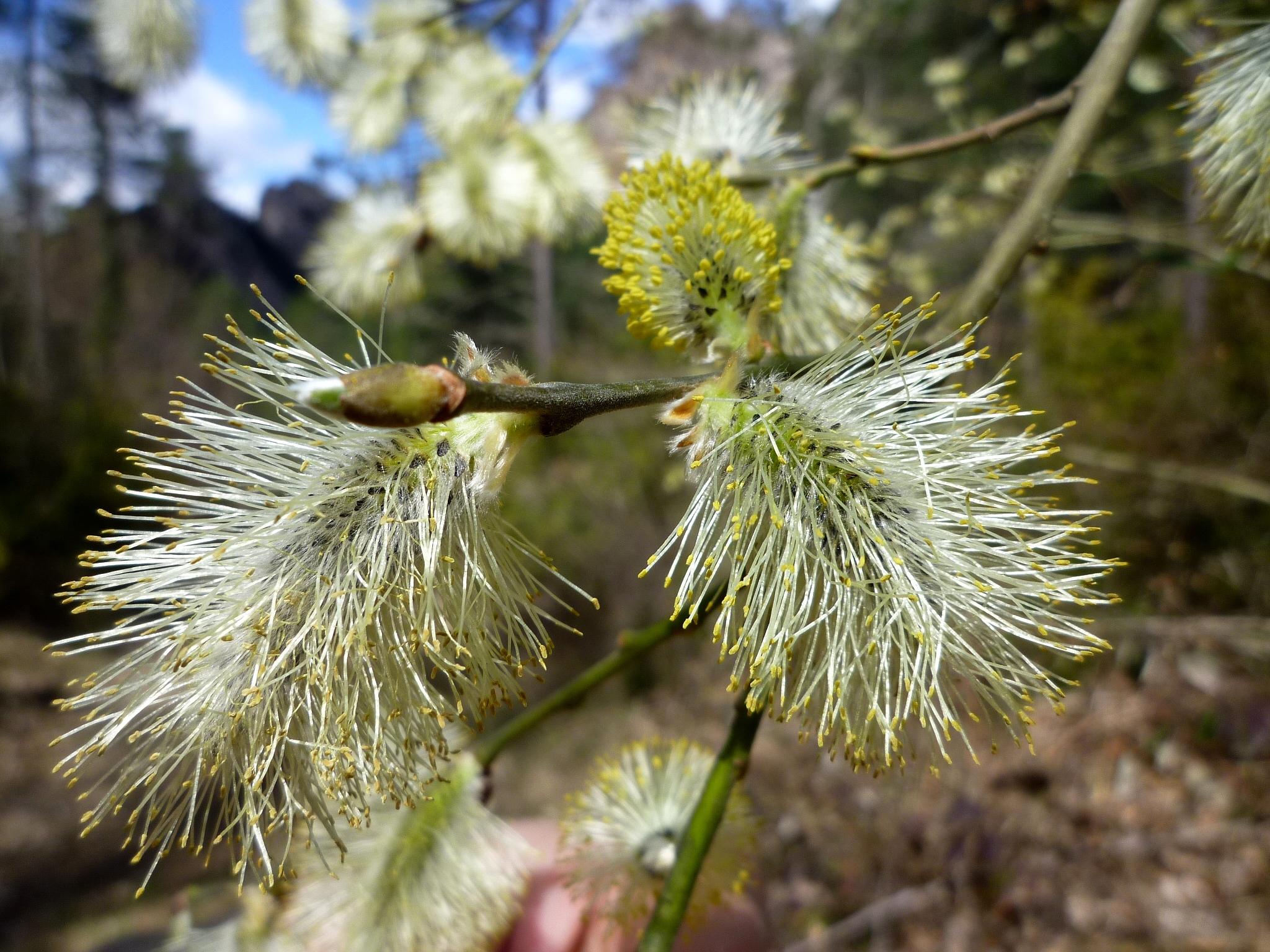
Salix caprea a Guixers (Solsonès)

- Salix daphnoides Vill. (salicàcies)
- Salix elaeagnos Scop. (salicàcies)
- Salix fragilis L. (salicàcies)
- Salix herbacea L. (salicàcies)
- Salix lapponum L. (salicàcies)
- Salix myrsinifolia Salisb. (salicàcies)
- Salix pentandra L. (salicàcies)
- Salix phylicifolia L. (salicàcies)
- Salix purpurea L. (salicàcies)

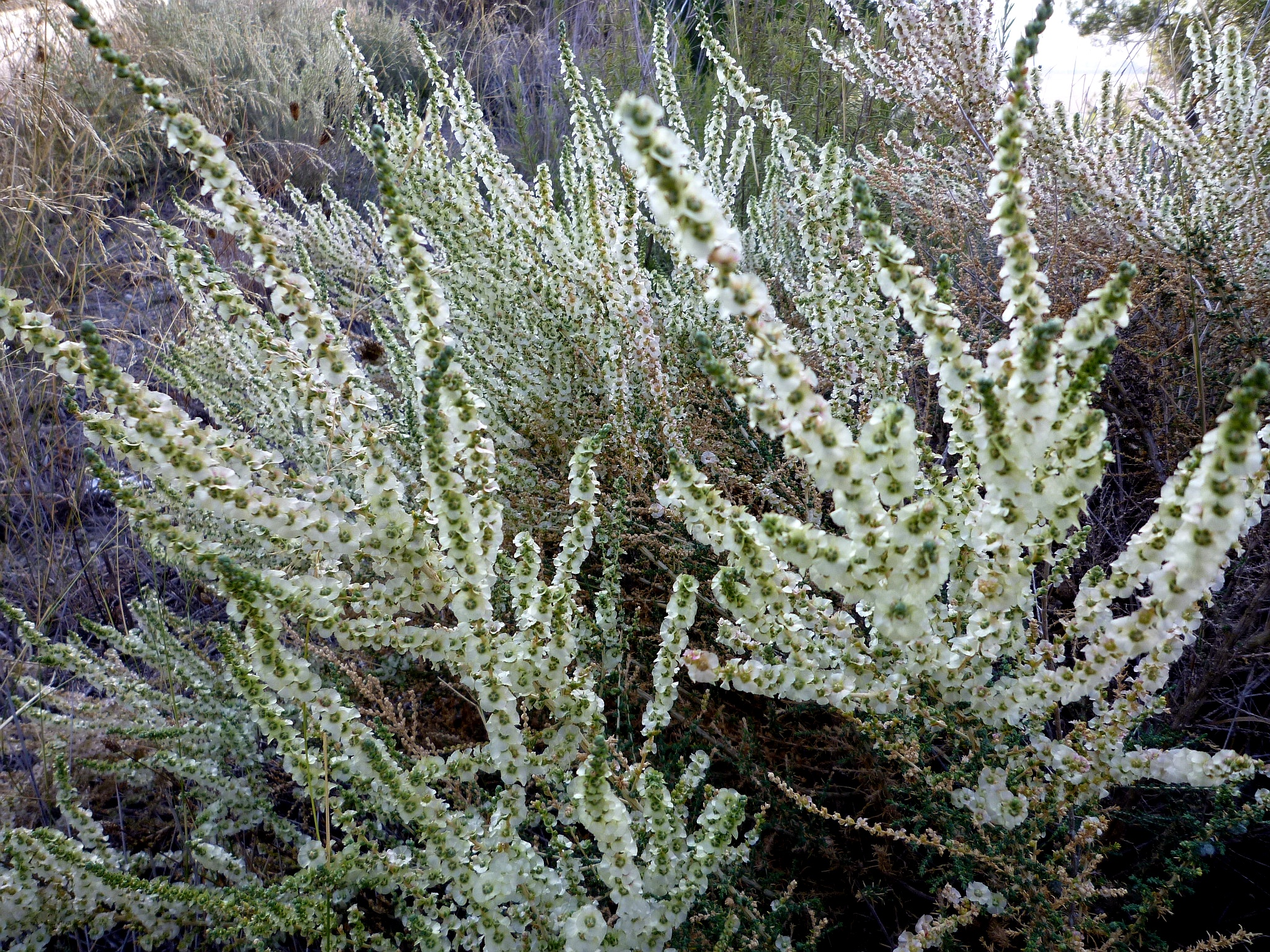
Salsola vermiculata a Torà (Segarra)

- Salix pyrenaica Gouan (salicàcies)
- Salix repens L. (salicàcies)
- Salix reticulata L. (salicàcies)
- Salix retusa L. (salicàcies)
- Salix tarraconensis Pau in F. Q. (salicàcies)
- Salix triandra L. (salicàcies)
- Salpichroa origanifolia (Lam.) Baillon (solanàcies)
- Salsola kali L. (quenopodiàcies)
- Salsola soda L. (quenopodiàcies)

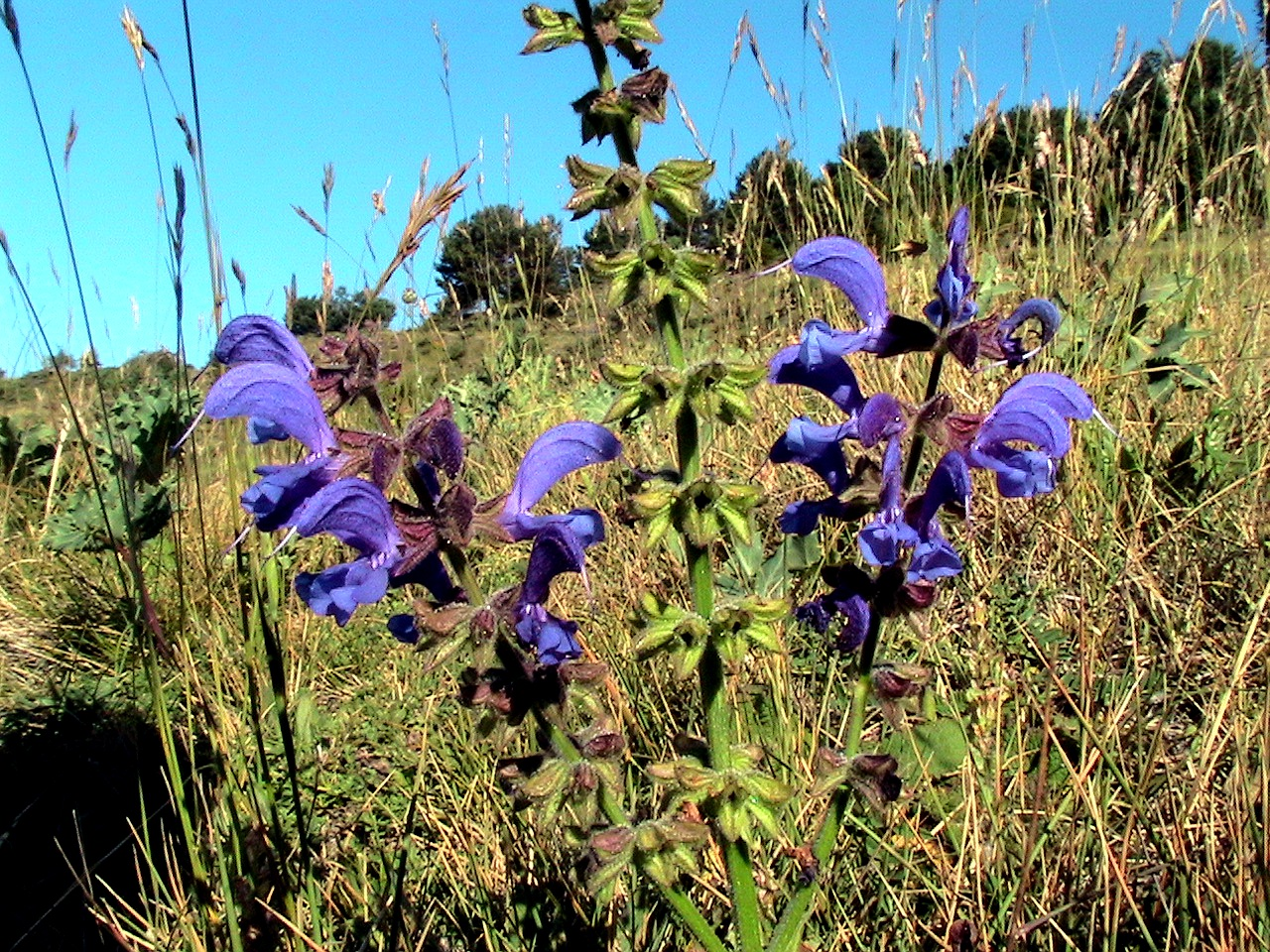
Salvia pratensis a Guixers (Solsonès)

- Salsola vermiculata L. (quenopodiàcies)
- Salvia aethiopis L. (labiades)
- Salvia glutinosa L. (labiades)
- Salvia nemorosa L. (labiades)
- Salvia officinalis L. (labiades)
- Salvia pratensis L. (labiades)
- Salvia sclarea L. (labiades)
- Salvia verbenaca L. (labiades)
- Salvia verticillata L. (labiades)

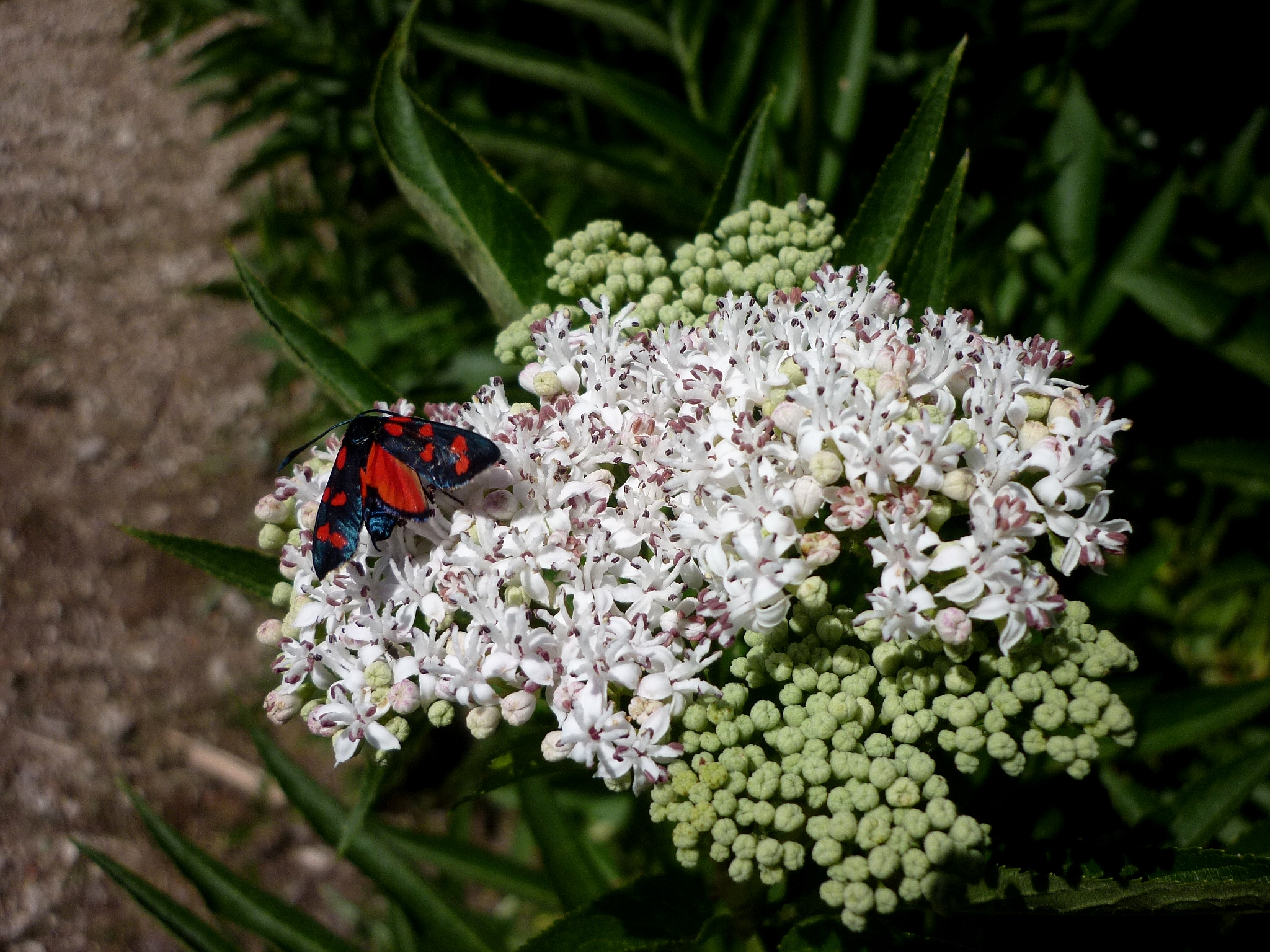
Sambucus ebulus a Odèn (Solsonès)

- Salvinia natans (L.) All. (Salviniàcies)
- Sambucus ebulus L. (Caprifoliàcies)

Sanguisorba minor a Torà (Segarra)

- Sambucus nigra L. (Caprifoliàcies)
- Sambucus racemosa L. (Caprifoliàcies)
- Samolus valerandi L. (primulàcies)
- Sanguisorba minor Scop. (rosàcies)
- Sanguisorba officinalis L. (rosàcies)
- Sanicula europaea L. (umbel·líferes)
- Santolina chamaecyparissus L. (asteràcies)
- Saponaria bellidifolia Sm. (cariofil·làcies)
- Saponaria caespitosa DC. (cariofil·làcies)
- Saponaria glutinosa Bieb. (cariofil·làcies)

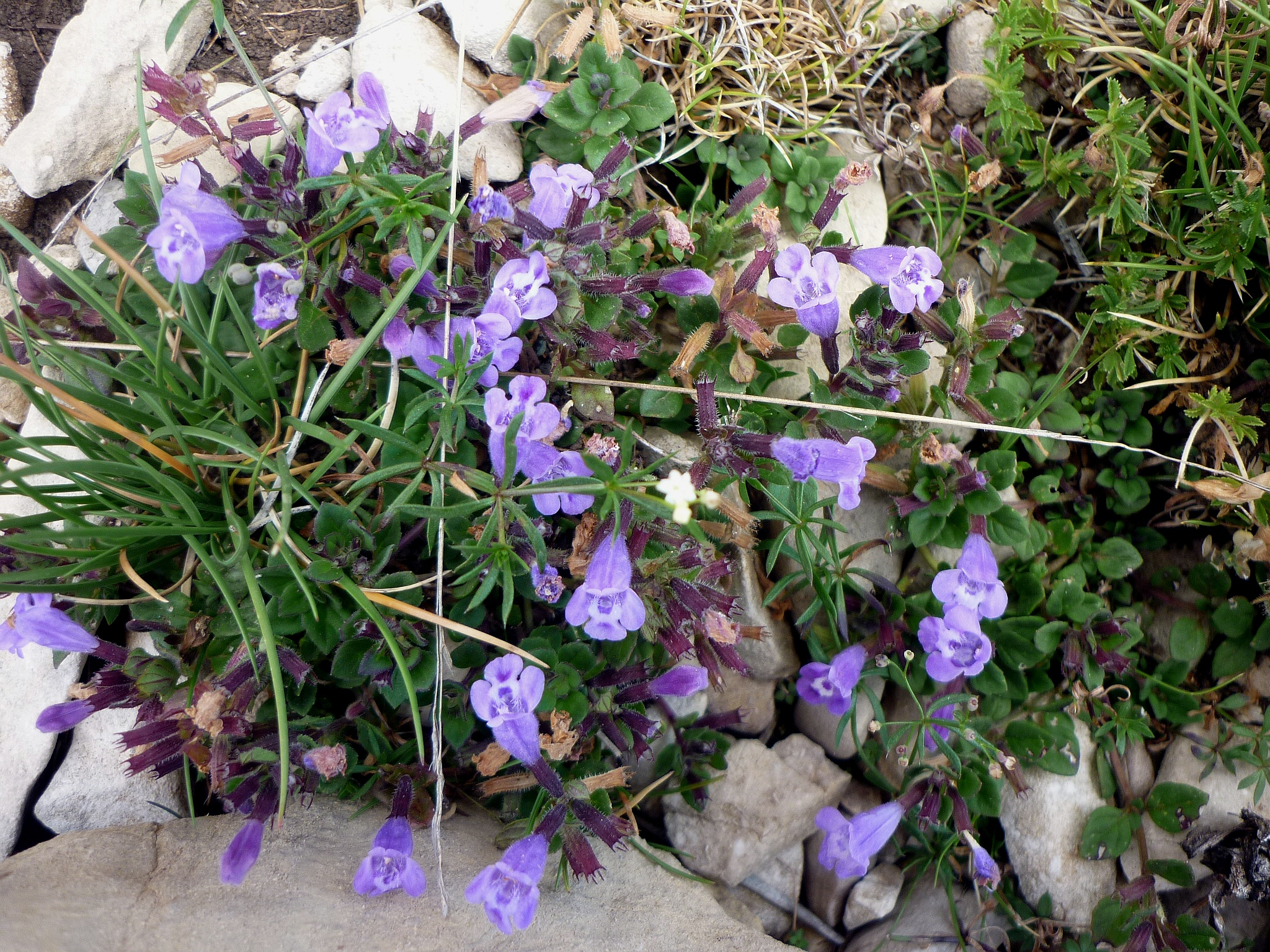
Satureja alpina a Guixers (Solsonès)

- Saponaria ocymoides L. (cariofil·làcies)
- Saponaria officinalis L. (cariofil·làcies)
- Sarcocapnos enneaphylla (L.) DC. (papaveràcies)
- Sarothamnus arboreus (Desf.) Webb (fabàcies)
- Sarothamnus scoparius (L.) Wimm. ex Koch (fabàcies)
- Satureja acinos (L.) Scheele (labiades)
- Satureja alpina (L.) Scheele (labiades)
- Satureja calamintha (L.) Scheele (labiades)
- Satureja fruticosa (L.) Briq. (labiades)
- Satureja graeca L. (labiades)
- Satureja grandiflora (L.) Scheele (labiades)

- Satureja hortensis L. (labiades)
- Satureja montana L. (labiades)

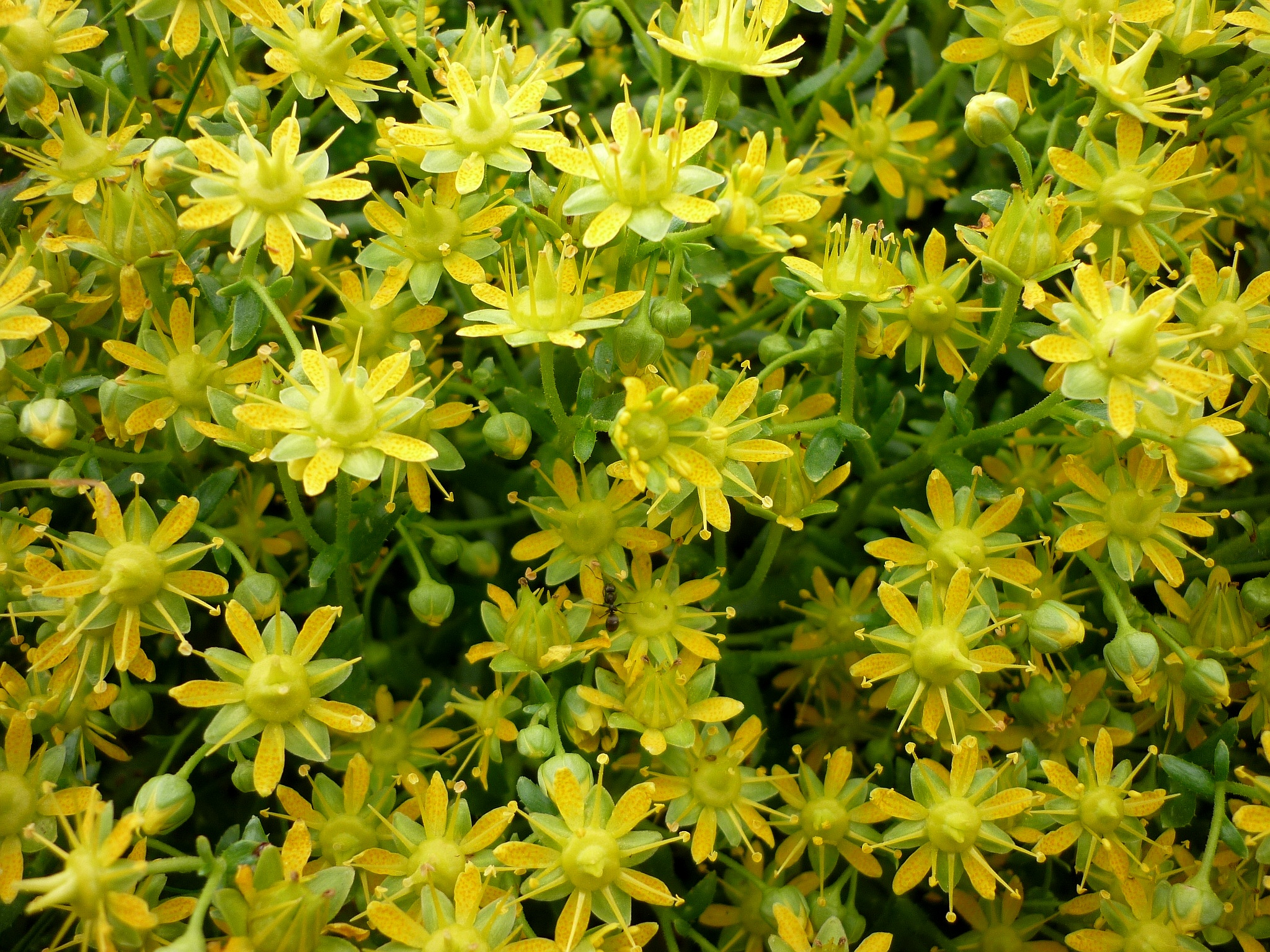
Saxifraga aizoides a Cabdella (Pallars Jussà)

- Satureja rotundifolia (Pers.) Briq. (labiades)
- Satureja vulgaris (L.) Fritsch (labiades)
- Saussurea alpina (L.) DC. (asteràcies)
- Saxifraga aizoides L. (saxifragàcies)
- Saxifraga androsacea L. (saxifragàcies)
- Saxifraga aquatica Lap. (saxifragàcies)
- Saxifraga aretioides Lap. (saxifragàcies)

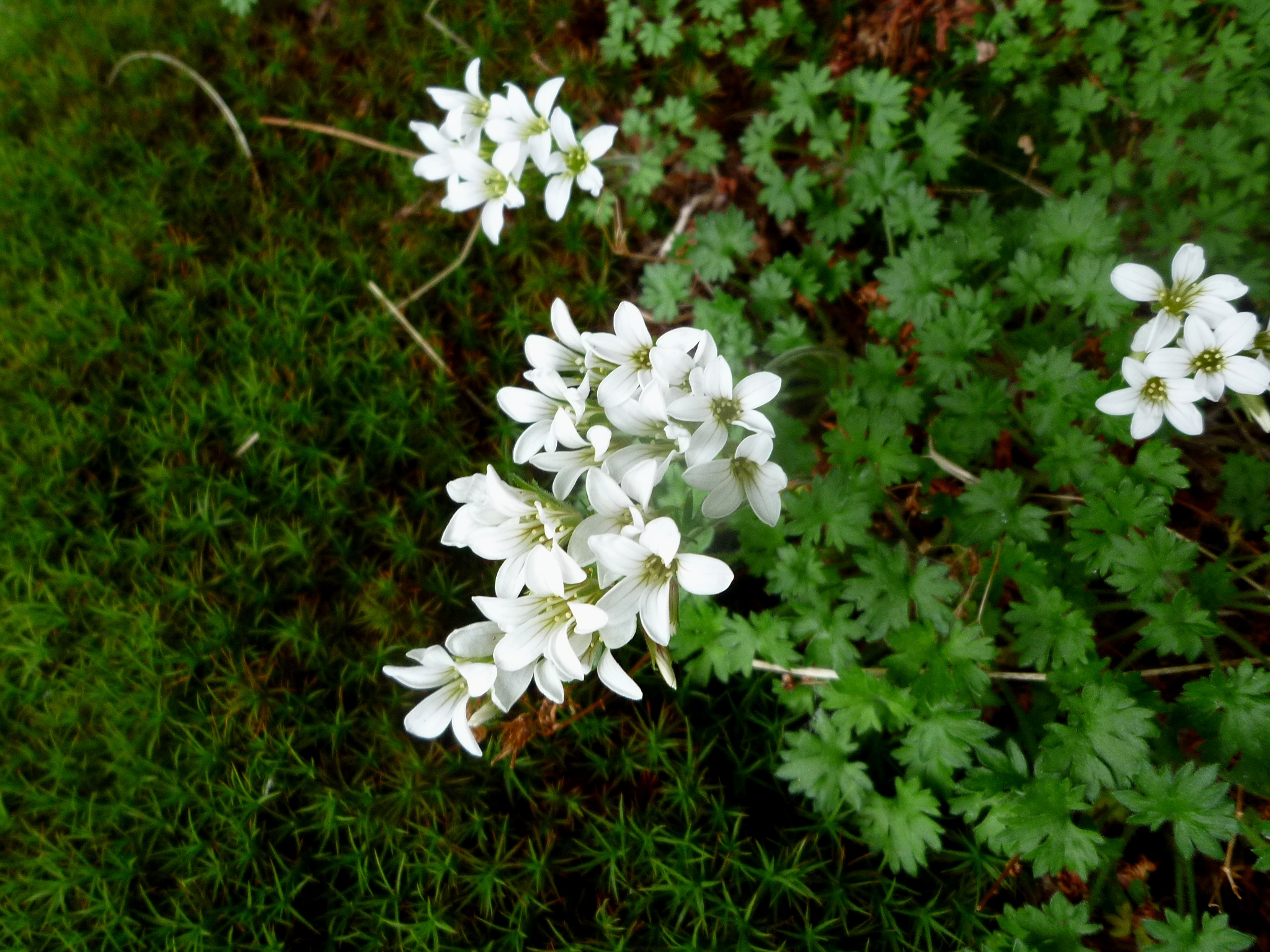
Saxifraga geranioides a Cabdella (Pallars Jussà)

- Saxifraga aspera L. (saxifragàcies)
- Saxifraga bryoides L. (saxifragàcies)
- Saxifraga caesia L. (saxifragàcies)
- Saxifraga callosa Sm. in Dickson (saxifragàcies)
- Saxifraga clusii Gouan (saxifragàcies)
- Saxifraga corsica (Duby) Gren. et Godr. (saxifragàcies)
- Saxifraga cuneifolia L. (saxifragàcies)
- Saxifraga fragilis Schrank (saxifragàcies)
- Saxifraga geranioides L. (saxifragàcies)
- Saxifraga granulata L. (saxifragàcies)
- Saxifraga hirsuta L. (saxifragàcies)

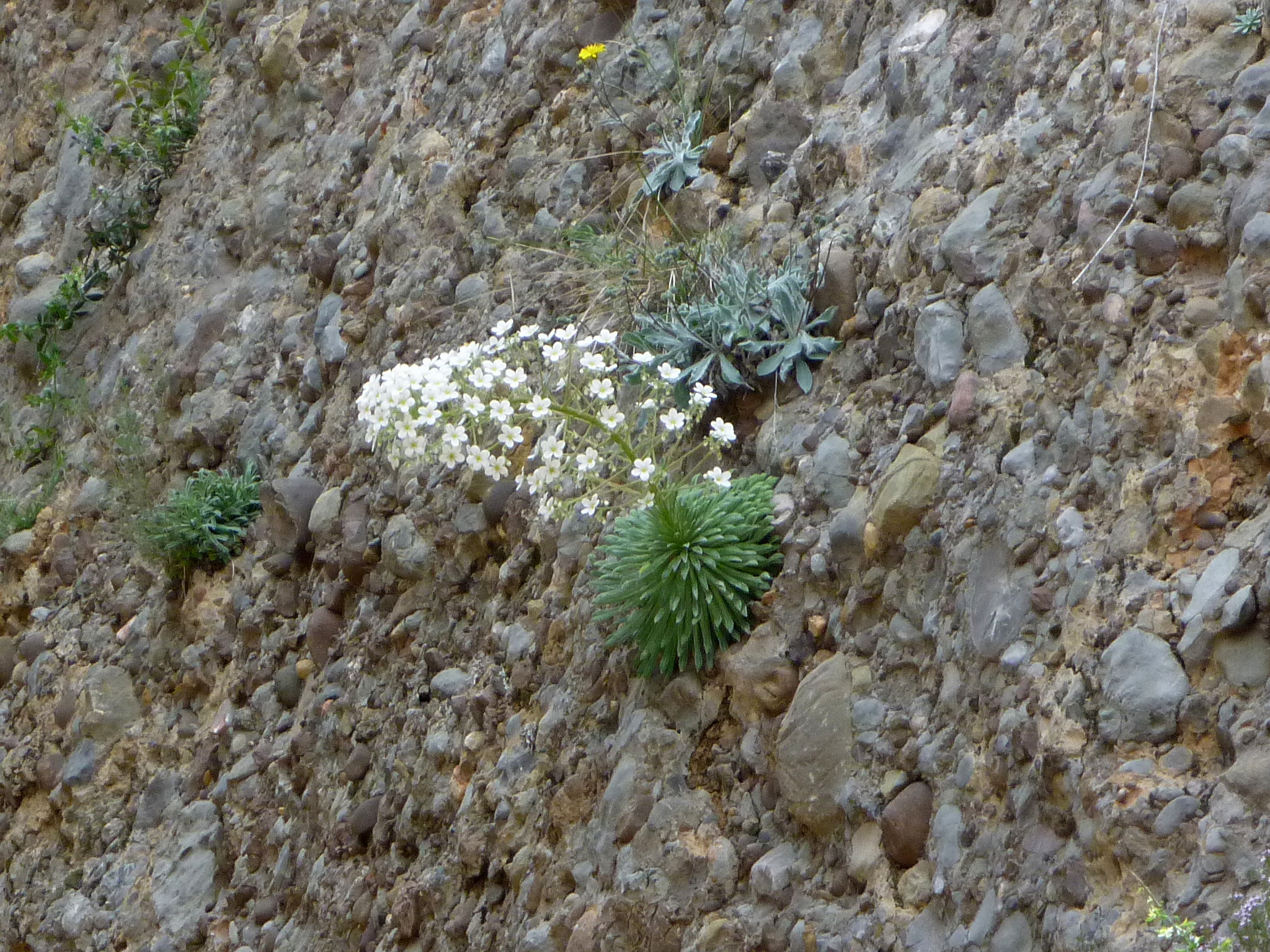
Saxifraga longifolia a Guixers (Solsonès)

- Saxifraga hypnoides L. (saxifragàcies)
- Saxifraga intricata Lapeyr. (saxifragàcies)
- Saxifraga longifolia Lap. (saxifragàcies)
- Saxifraga media Gouan (saxifragàcies)
- Saxifraga moschata Wulfen in Jacq. (saxifragàcies)
- Saxifraga oppositifolia L. (saxifragàcies)
- Saxifraga paniculata Mill. (saxifragàcies)
- Saxifraga pentadactylis Lap. (saxifragàcies)
- Saxifraga praetermissa D.A. Webb (saxifragàcies)
- Saxifraga pubescens Pourr. (saxifragàcies)
- Saxifraga retusa Gouan (saxifragàcies)
- Saxifraga rotundifolia L. (saxifragàcies)

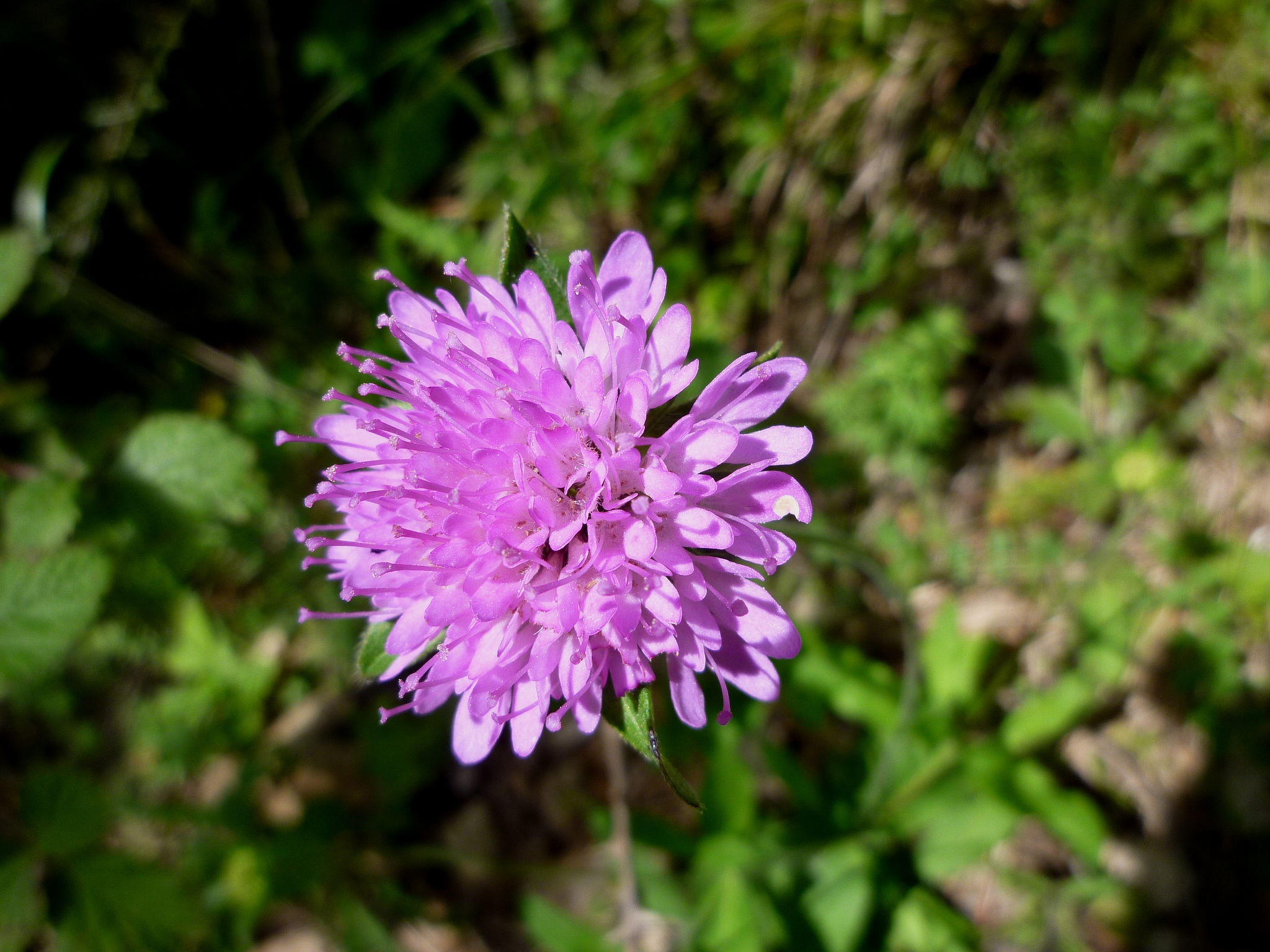
Scabiosa columbaria a Guixers (Solsonès)

- Saxifraga stellaris L. (saxifragàcies)
- Saxifraga tridactylites L. (saxifragàcies)
- Saxifraga umbrosa L. (saxifragàcies)
- Saxifraga vayredana Luiz. (saxifragàcies)
- Scabiosa atropurpurea L. (dipsacàcies)
- Scabiosa columbaria L. (dipsacàcies)
- Scabiosa crenata Cyrillo (dipsacàcies)

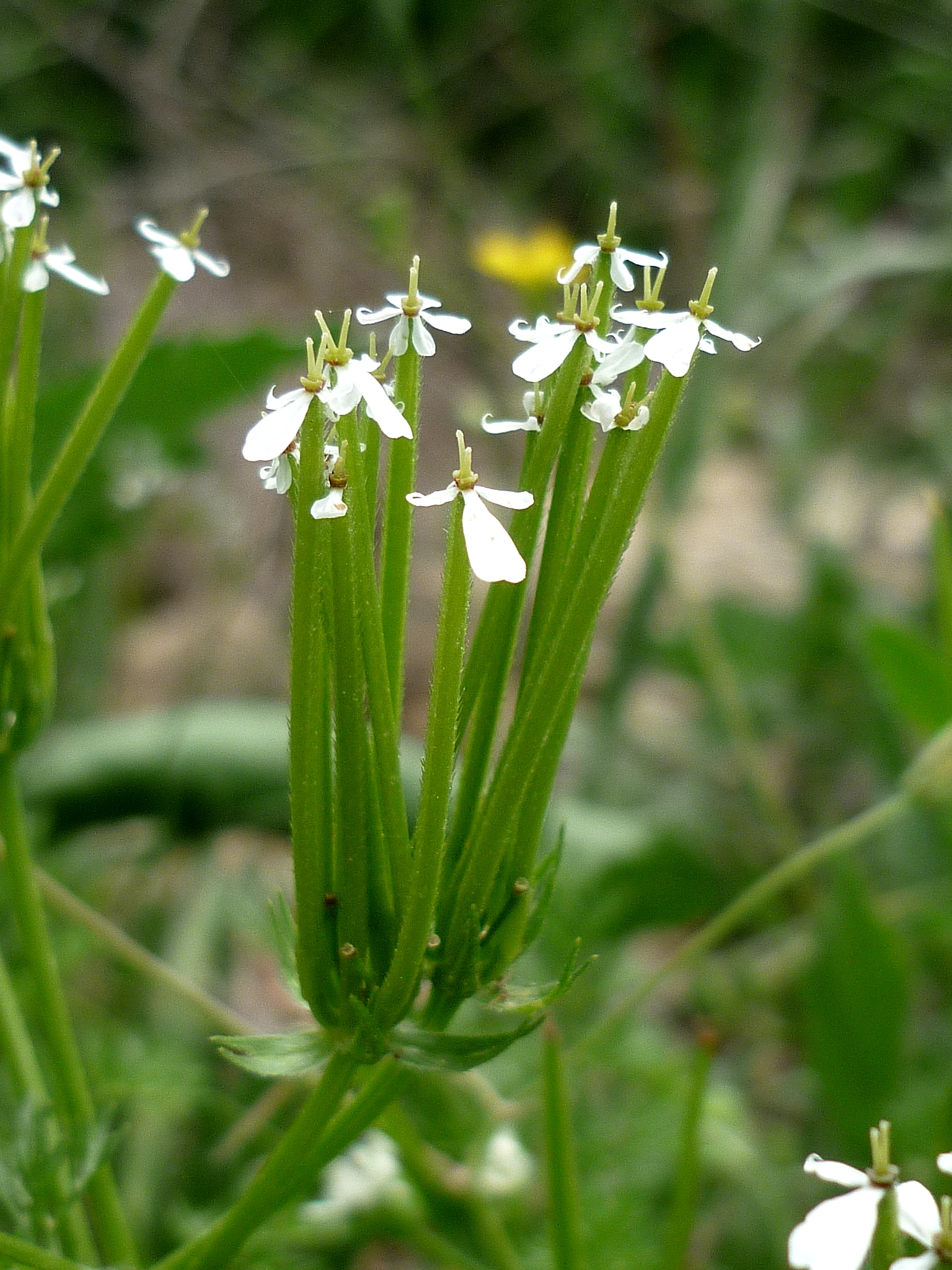
Scandix pecten-veneris a Torà (Segarra)

- Scabiosa graminifolia L. (dipsacàcies)
- Scabiosa stellata L. (dipsacàcies)
- Scandix australis L. (umbel·líferes)
- Scandix pecten-veneris L. (umbel·líferes)
- Schismus barbatus (L.) Thell. (poàcies)
- Schkuhria pinnata (Lam.) O. Kuntze (asteràcies)
- Schoenus nigricans L. (ciperàcies)
- Scilla autumnalis L. (liliàcies)
- Scilla lilio-hyacinthus L. (liliàcies)
- Scilla obtusifolia Poiret (liliàcies)

- Scilla peruviana L. (liliàcies)
- Scilla verna Huds. (liliàcies)
- Scirpus cernuus Vahl (ciperàcies)

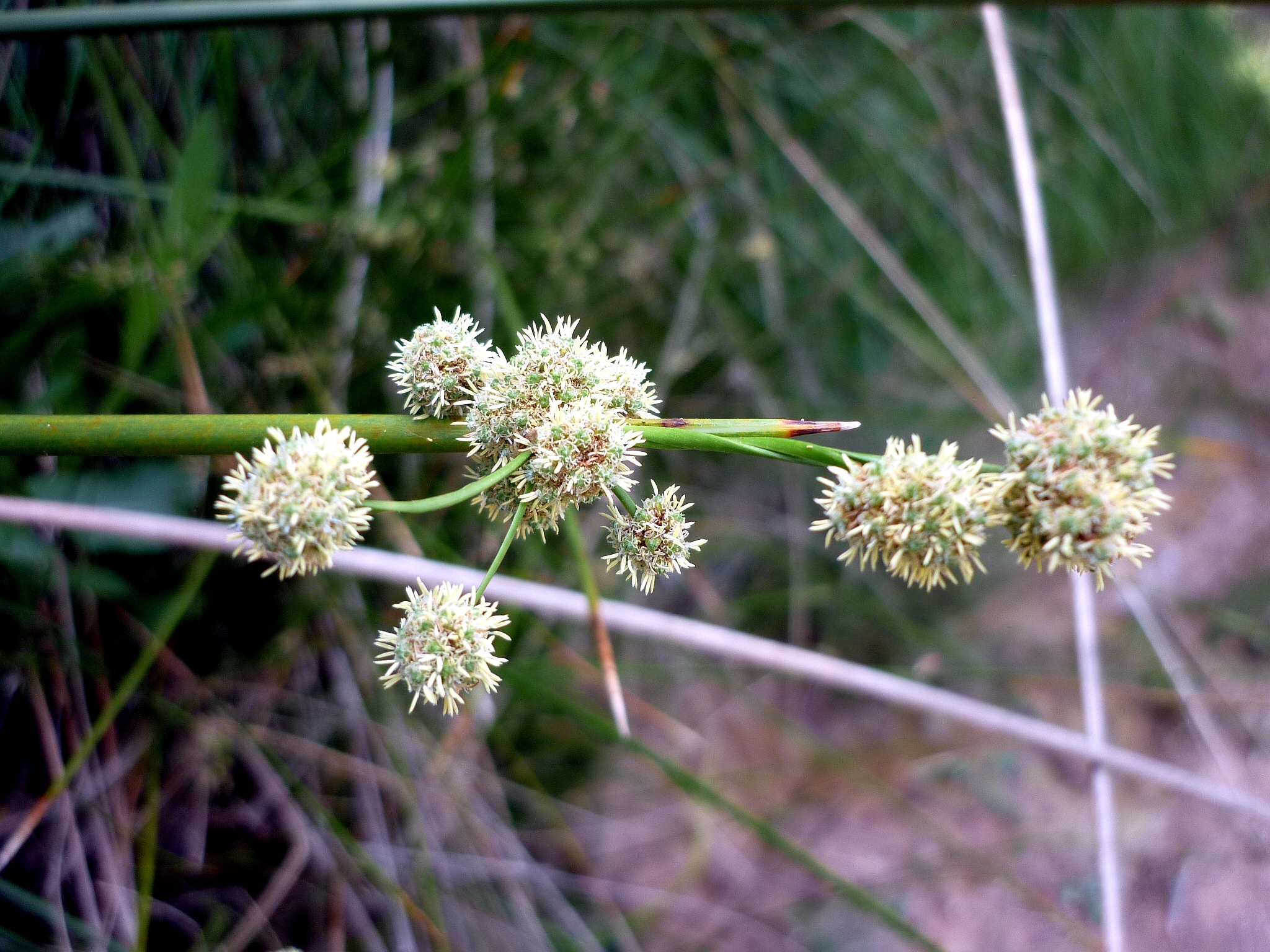
Scirpus holoschoenus a Torà (Segarra)

- Scirpus cespitosus L. (ciperàcies)
- Scirpus holoschoenus L. (ciperàcies)
- Scirpus lacustris L. (ciperàcies)
- Scirpus litoralis Schrad. (ciperàcies)
- Scirpus maritimus L. (ciperàcies)
- Scirpus mucronatus L. (ciperàcies)
- Scirpus pungens Vahl (ciperàcies)
- Scirpus setaceus L. (ciperàcies)
- Scirpus supinus L. (ciperàcies)
- Scirpus sylvaticus L. (ciperàcies)

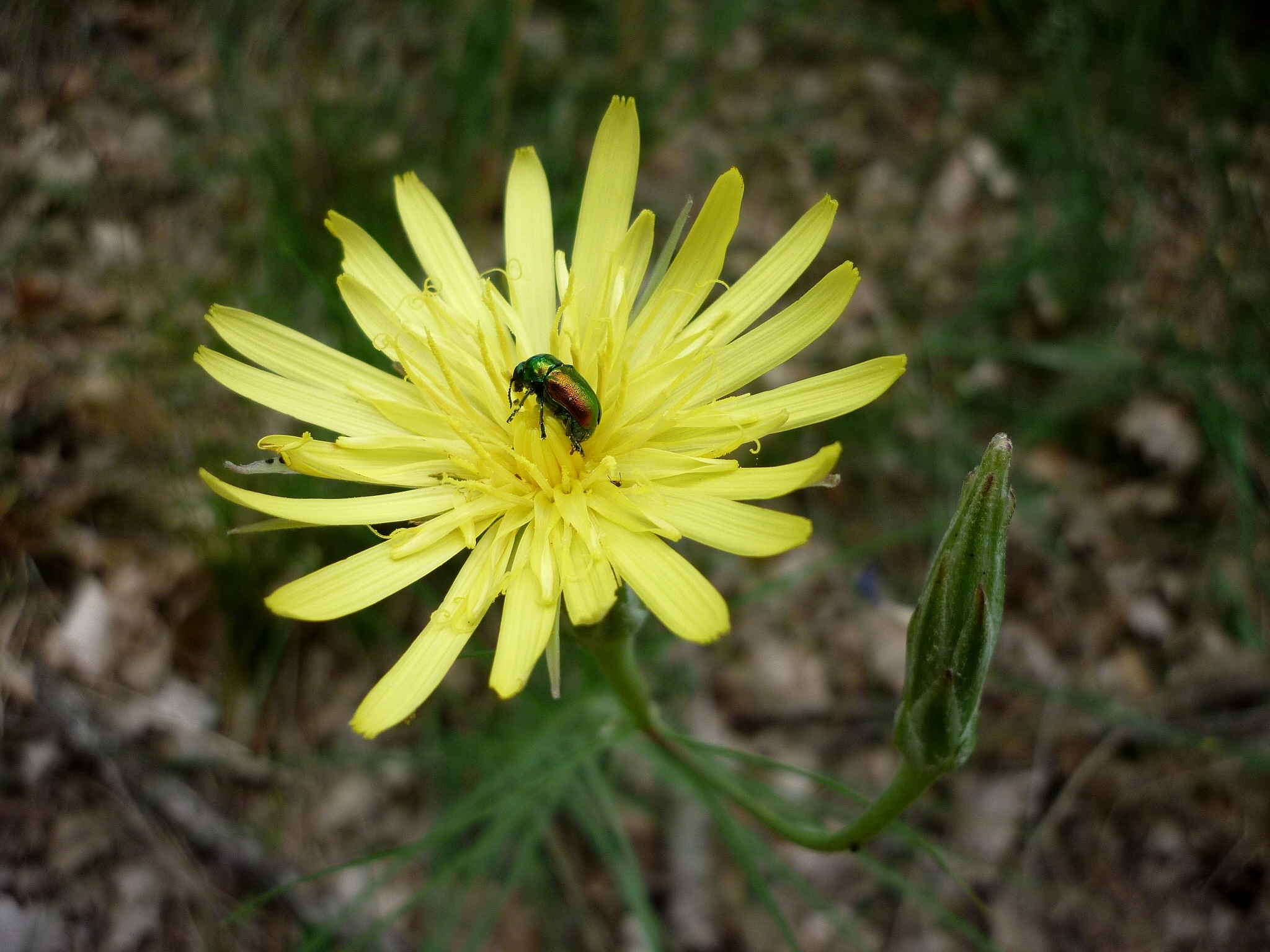
Scorzonera angustifolia a Torà (Segarra)

- Scleranthus annuus L. (cariofil·làcies)
- Scleranthus perennis L. (cariofil·làcies)
- Scleranthus uncinatus Schur (cariofil·làcies)
- Sclerochloa dura (L.) Beauv. (poàcies)
- Scolymus grandiflorus Desf. (asteràcies)
- Scolymus hispanicus L. (asteràcies)
- Scolymus maculatus L. (asteràcies)
- Scorpiurus muricatus L. (fabàcies)

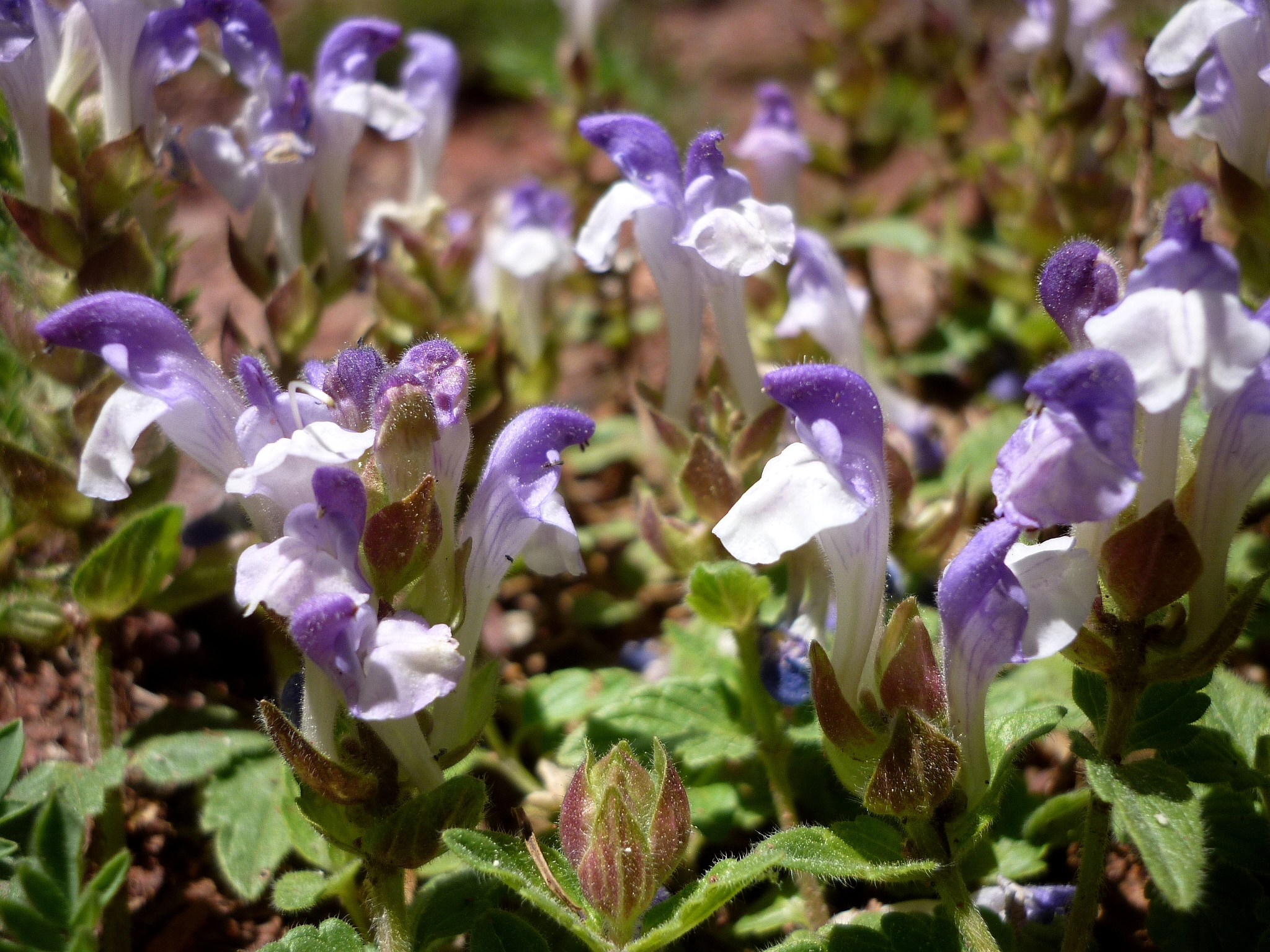
Scutellaria alpina a Estana (Baixa Cerdanya)

- Scorzonera angustifolia L. (asteràcies)
- Scorzonera aristata Ram. ex DC. in Lam. et DC. (asteràcies)
- Scorzonera hirsuta L. (asteràcies)
- Scorzonera hispanica L. (asteràcies)
- Scorzonera humilis L. (asteràcies)
- Scorzonera laciniata L. (asteràcies)
- Scrophularia alpestris Gay ex Benth. in DC. (escrofulariàcies)
- Scrophularia auriculata L. (escrofulariàcies)

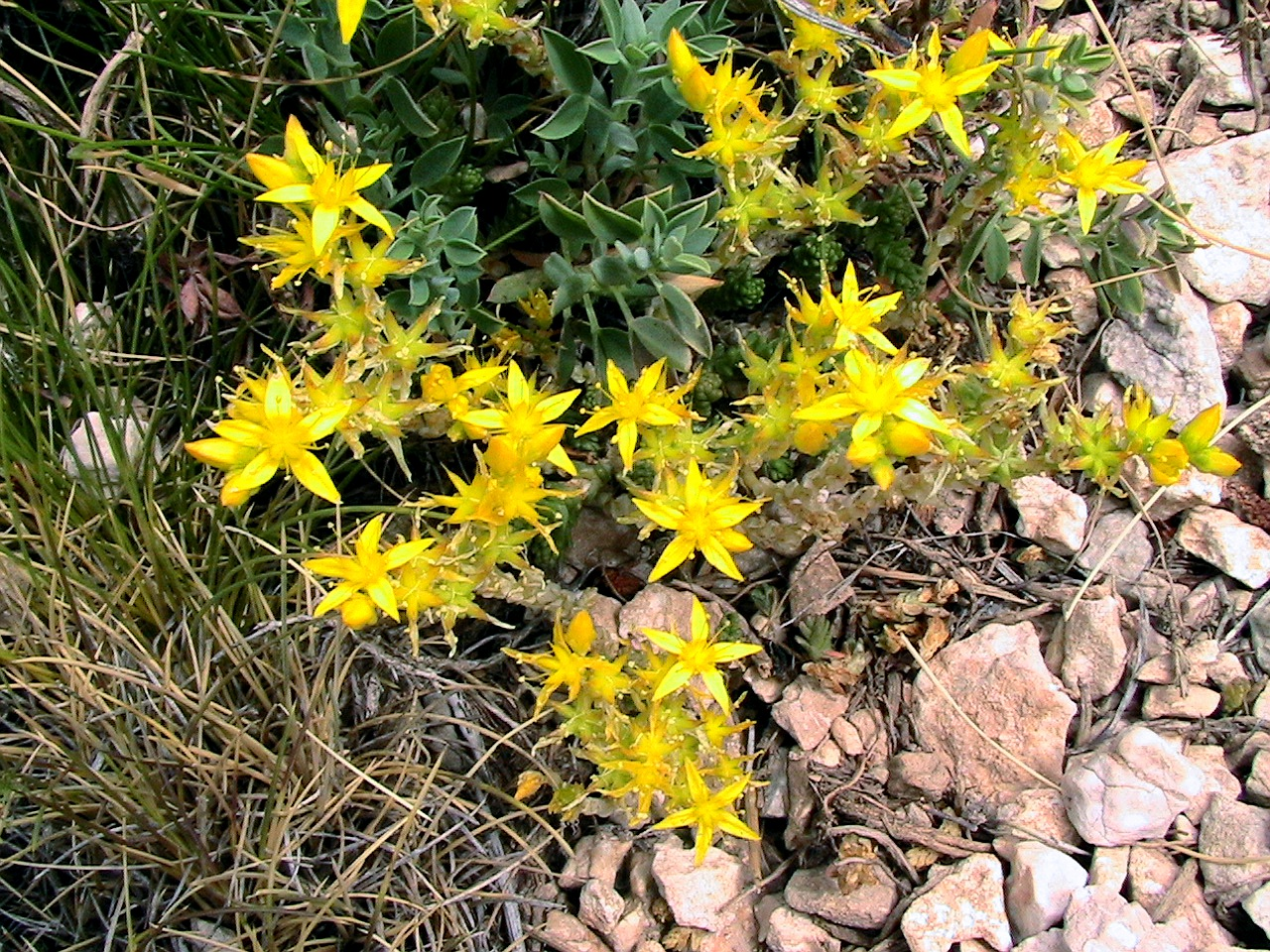
Sedum acre a Odèn (Solsonès)

- Scrophularia canina L. (escrofulariàcies)
- Scrophularia nodosa L. (escrofulariàcies)
- Scrophularia peregrina L. (escrofulariàcies)
- Scrophularia pyrenaica Benth. in DC. (escrofulariàcies)
- Scutellaria alpina L. (labiades)
- Scutellaria galericulata L. (labiades)
- Scutellaria minor Huds. (labiades)
- Secale montanum Guss. (poàcies)
- Sedum acre L. (crassulàcies)
- Sedum album L. (crassulàcies)

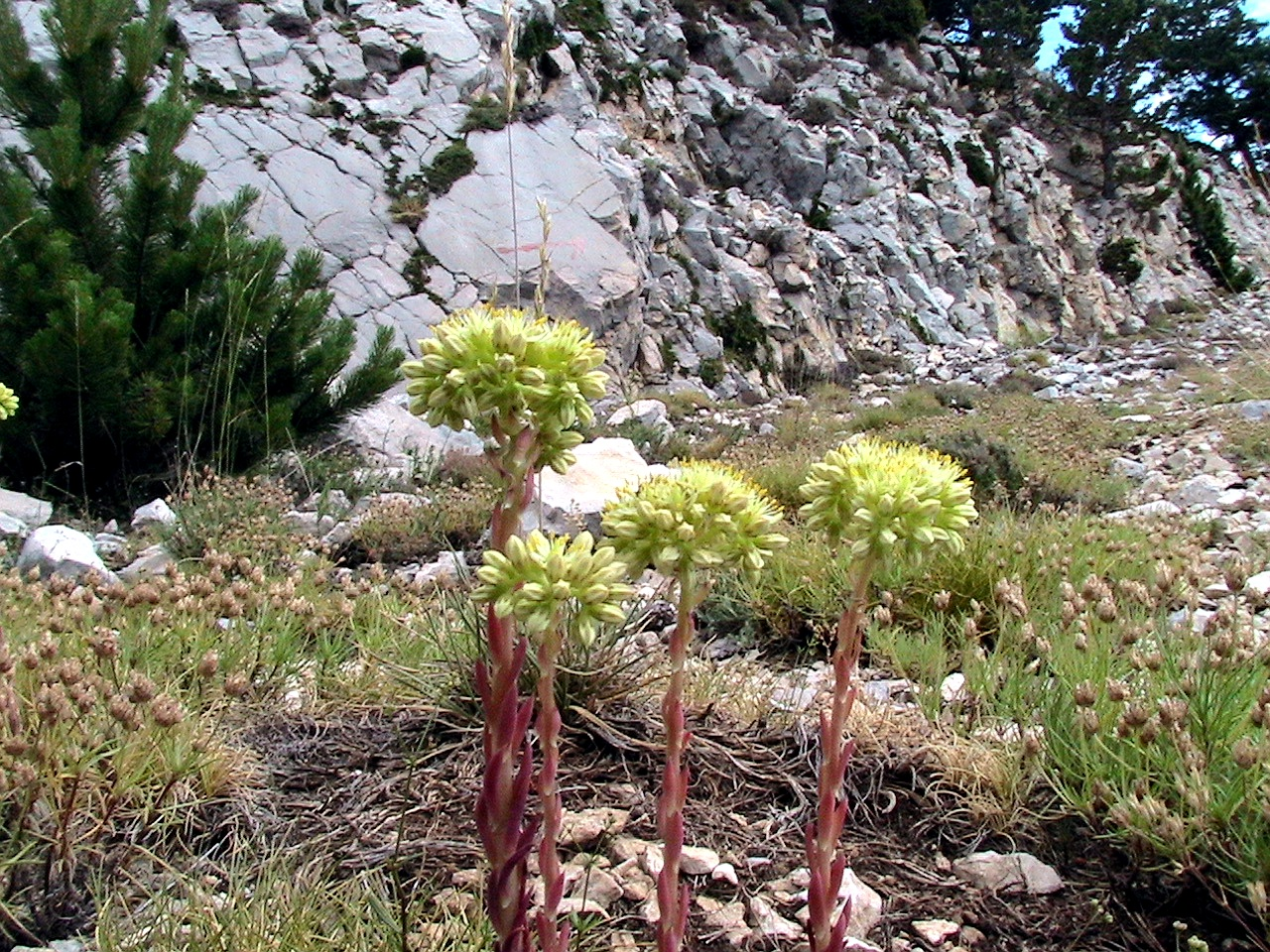
Sedum rupestre a Odèn (Solsonès)

- Sedum alpestre Vill. (crassulàcies)
- Sedum andegavense (DC.) Desv. (crassulàcies)
- Sedum anglicum Huds. (crassulàcies)
- Sedum annuum L. (crassulàcies)
- Sedum atratum L. (crassulàcies)
- Sedum brevifolium DC. (crassulàcies)
- Sedum caespitosum (Cav.) DC. (crassulàcies)
- Sedum cepaea L. (crassulàcies)
- Sedum dasyphyllum L. (crassulàcies)

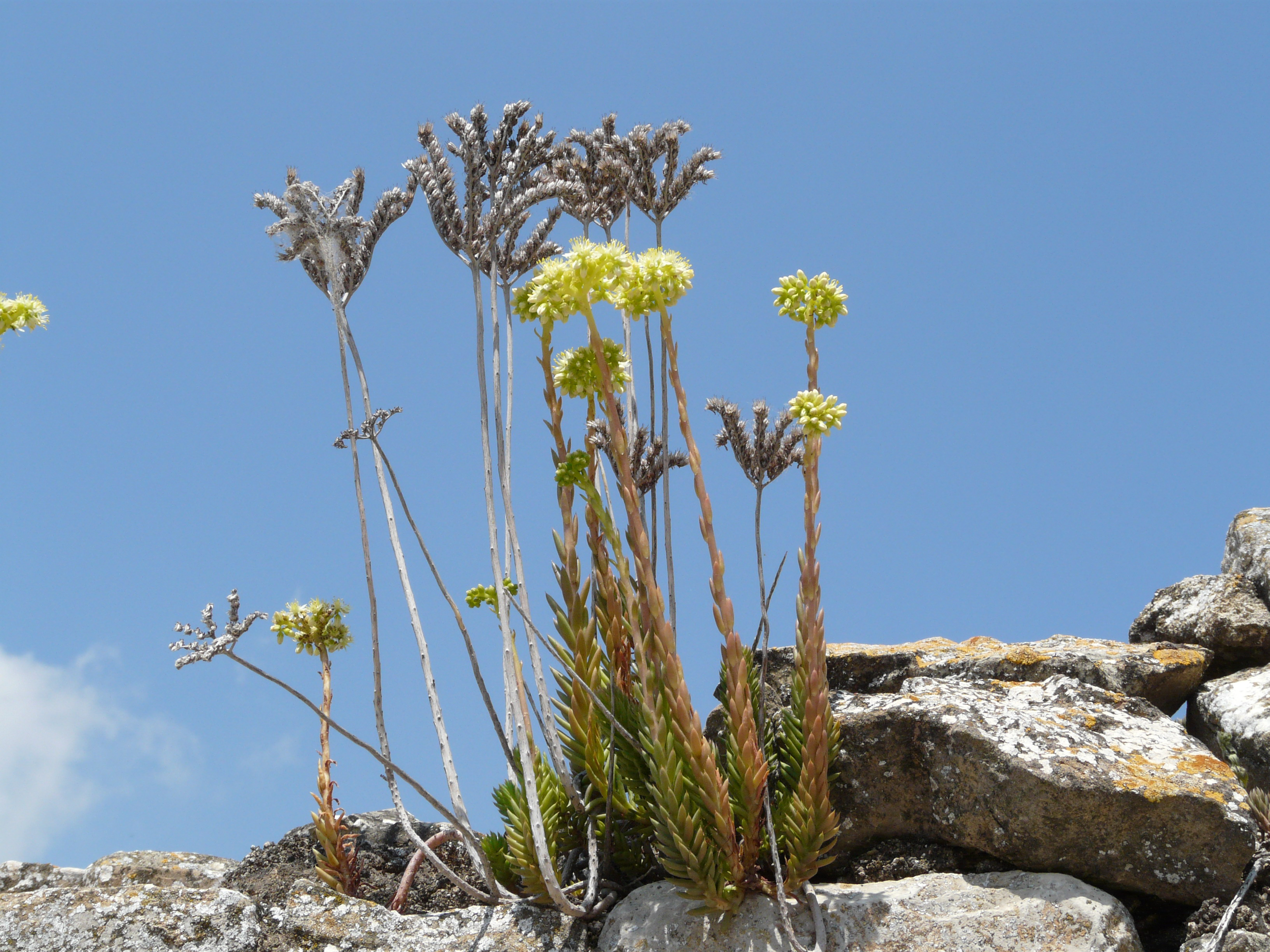
Sedum sediforme a Copons (Anoia)

- Sedum hirsutum All. (crassulàcies)
- Sedum rosea (L.) Scop. (crassulàcies)
- Sedum rubens L. (crassulàcies)
- Sedum rupestre L. (crassulàcies)
- Sedum sediforme (Jacq.) Pau (crassulàcies)
- Sedum telephium L. (crassulàcies)
- Sedum villosum L. (crassulàcies)
- Selaginella denticulata (L.) Spring (selaginel·làcies)

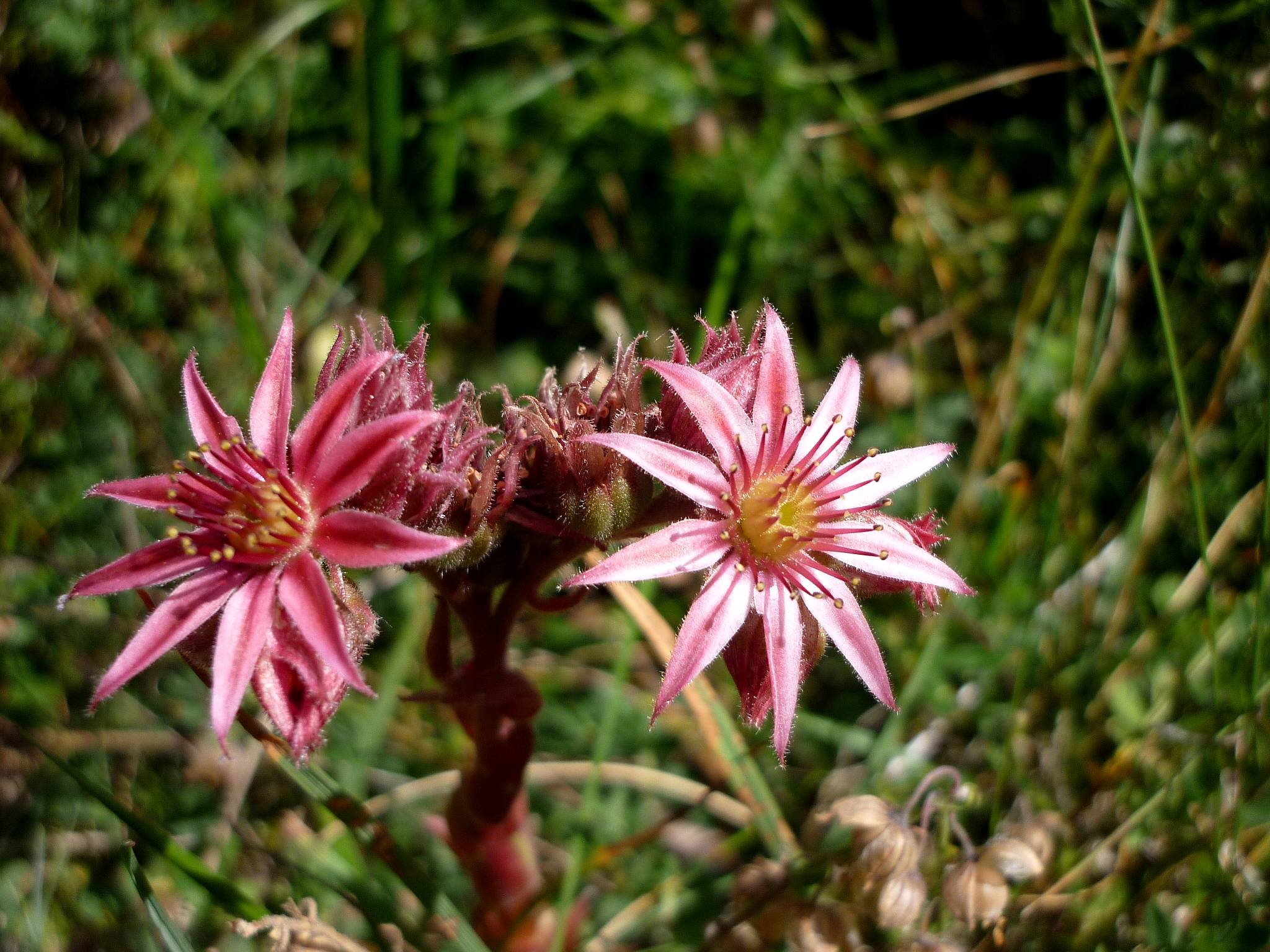
Sempervivum montanum a Cabdella (Pallars Jussà)

- Selaginella selaginoides (L.) C. F. Mart. (selaginel·làcies)
- Selinum pyrenaeum (L.) Gouan (umbel·líferes)
- Sempervivum arachnoideum L. (crassulàcies)
- Sempervivum montanum L. (crassulàcies)
- Sempervivum tectorum L. (crassulàcies)
- Senecio adonidifolius Loisel. (asteràcies)
- Senecio aquaticus Hill (asteràcies)

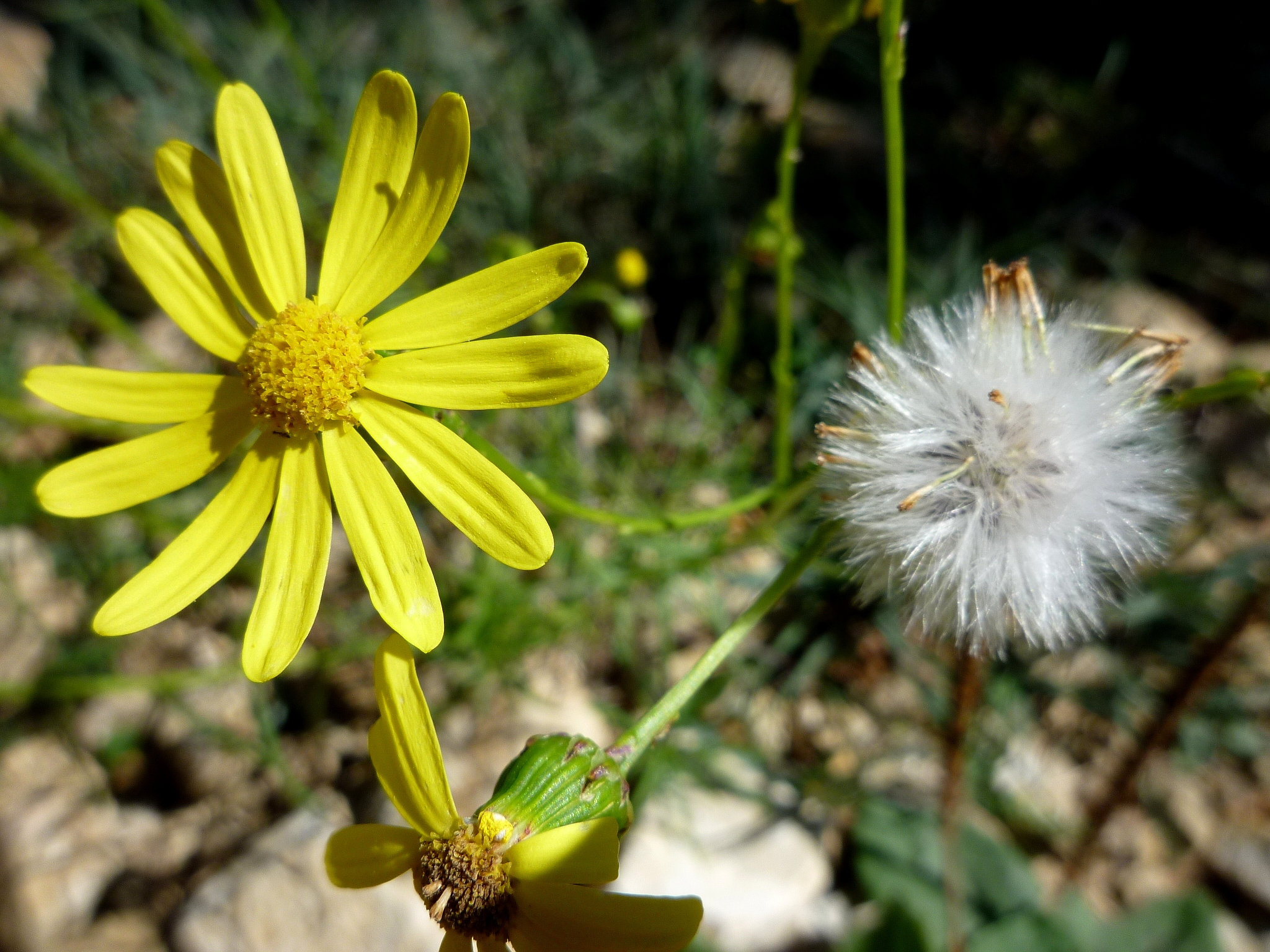
Senecio erucifolius a Gòsol (Berguedà)

- Senecio auricula Bourg. ex Coss. (asteràcies)
- Senecio cineraria DC. (asteràcies)
- Senecio doria L. (asteràcies)
- Senecio doronicum (L.) L. (asteràcies)
- Senecio erucifolius L. (asteràcies)
- Senecio gallicus Vill. in Chaix (asteràcies)
- Senecio helenitis (L.) Schinz et Thell. (asteràcies)
- Senecio inaequidens DC. (asteràcies)
- Senecio jacobaea L. (asteràcies)

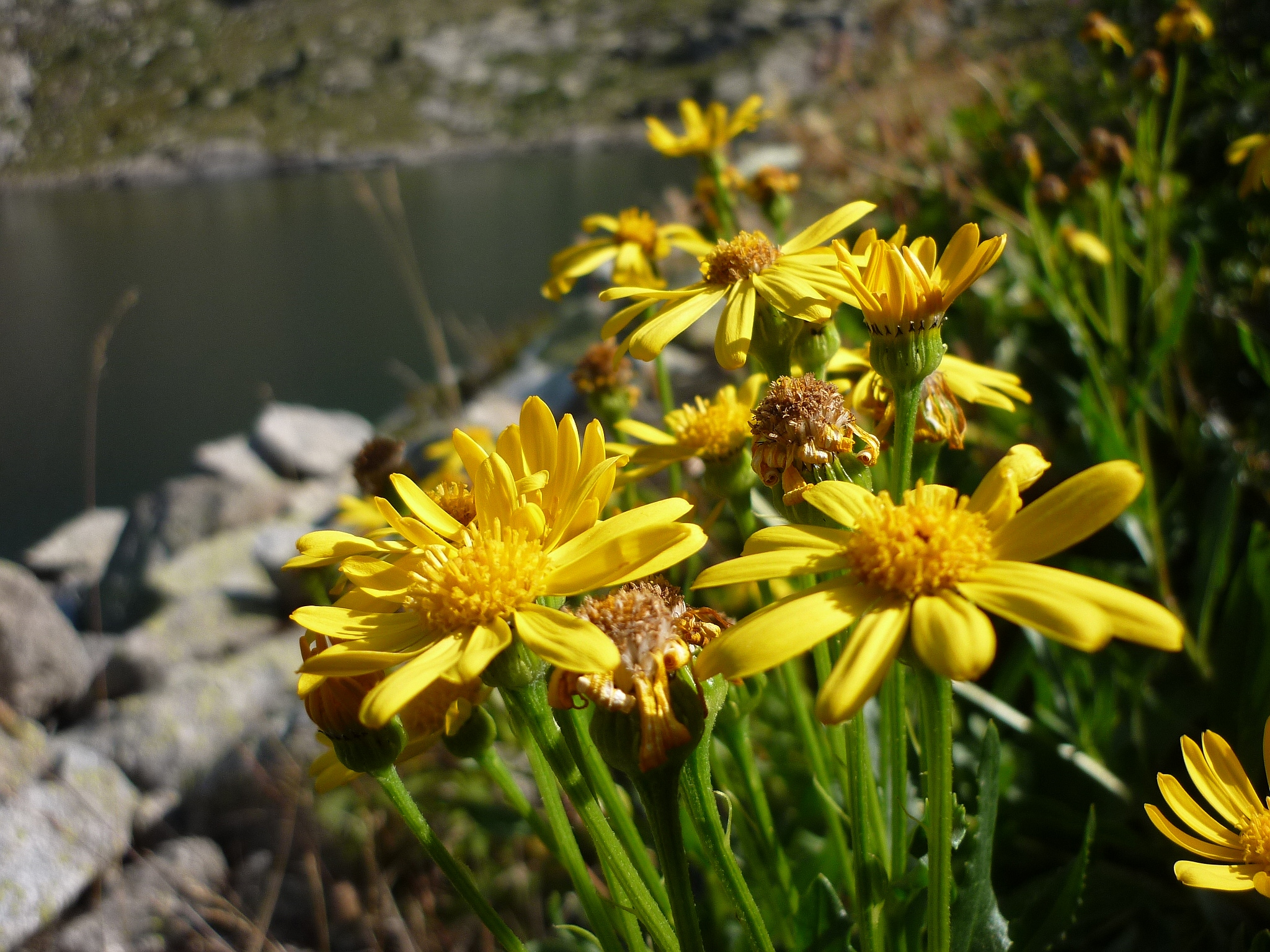
Senecio pyrenaicus a Cabdella (Pallars Jussà)

- Senecio leucophyllus DC. (asteràcies)
- Senecio lividus L. (asteràcies)
- Senecio pyrenaicus L. in Loefl. (asteràcies)
- Senecio sylvaticus L. (asteràcies)
- Senecio viscosus L. (asteràcies)
- Senecio vulgaris L. (asteràcies)
- Serapias cordigera L. (orquidàcies)
- Serapias lingua L. (orquidàcies)
- Serapias parviflora Parl. (orquidàcies)
- Serapias vomeracea (Burm.) Briq. (orquidàcies)
- Serratula flavescens (L.) Poiret in Lam. (asteràcies)
- Serratula nudicaulis (L.) DC. in Lam. et DC. (asteràcies)
- Serratula pinnatifida (Cav.) Poiret in Lam. (asteràcies)
- Serratula tinctoria L. (asteràcies)
- Sesamoides clusii (Spreng.) Greuter et Burdet (resedàcies)
- Seseli annuum L. (umbel·líferes)
- Seseli elatum L. (umbel·líferes)
- Seseli libanotis (L.) Koch (umbel·líferes)
- Seseli montanum L. (umbel·líferes)
- Seseli peucedanoides (Bieb.) Kos.-Pol. (umbel·líferes)
- Seseli tortuosum L. (umbel·líferes)
- Sesleria coerulea (L.) Ard. (poàcies)
- Setaria geniculata (Lam.) Beauv. (poàcies)

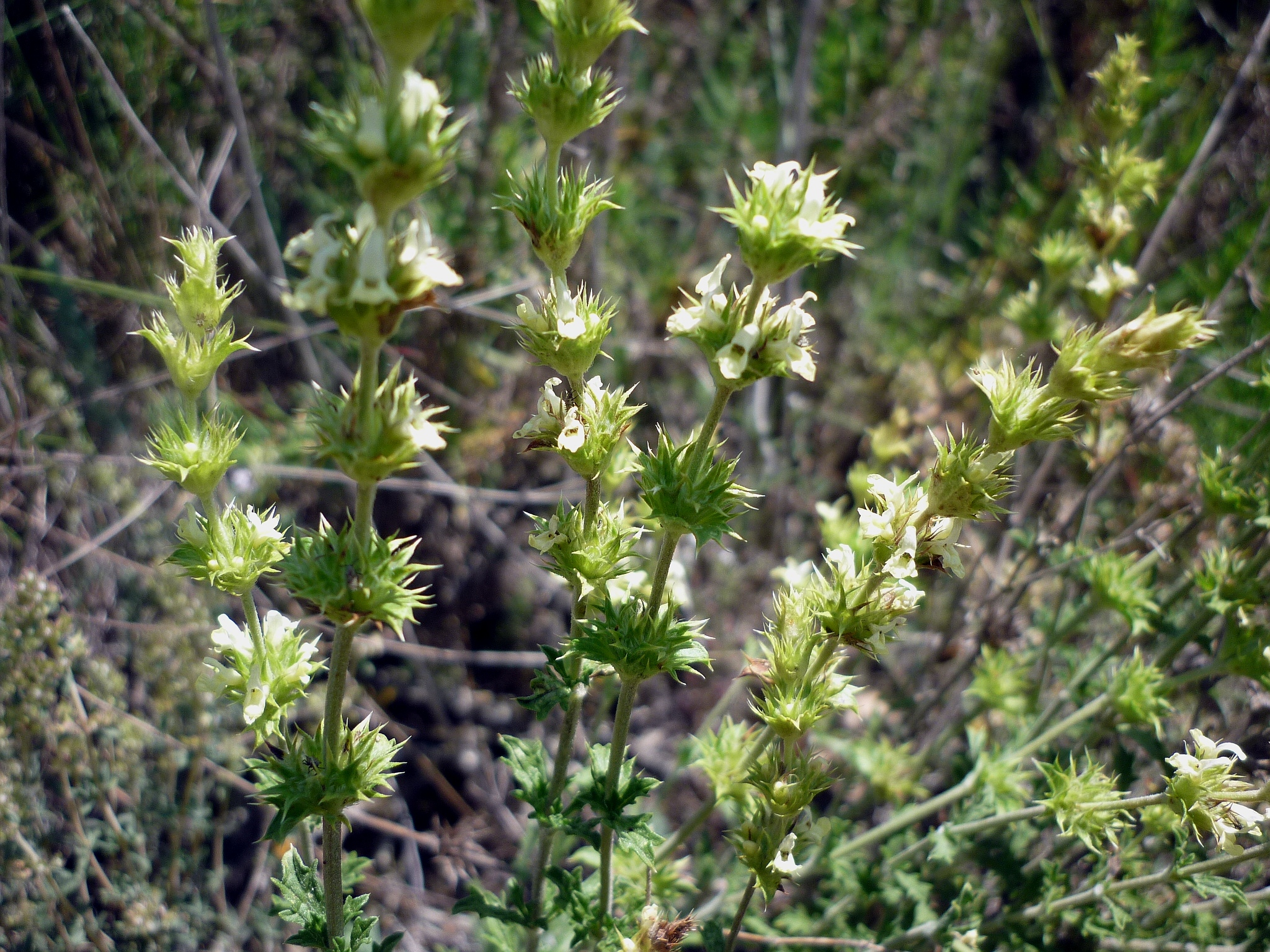
Sideritis angustifolia a Torà (Segarra)

- Setaria italica (L.) Beauv. (poàcies)
- Setaria pumila (Poiret) Schultes in Schultes et Schultes f. (poàcies)
- Setaria verticillata (L.) Beauv. (poàcies)
- Setaria verticilliformis Dumort. (poàcies)
- Setaria viridis (L.) Beauv. (poàcies)
- Sherardia arvensis L. (rubiàcies)
- Sibbaldia procumbens L. (rosàcies)

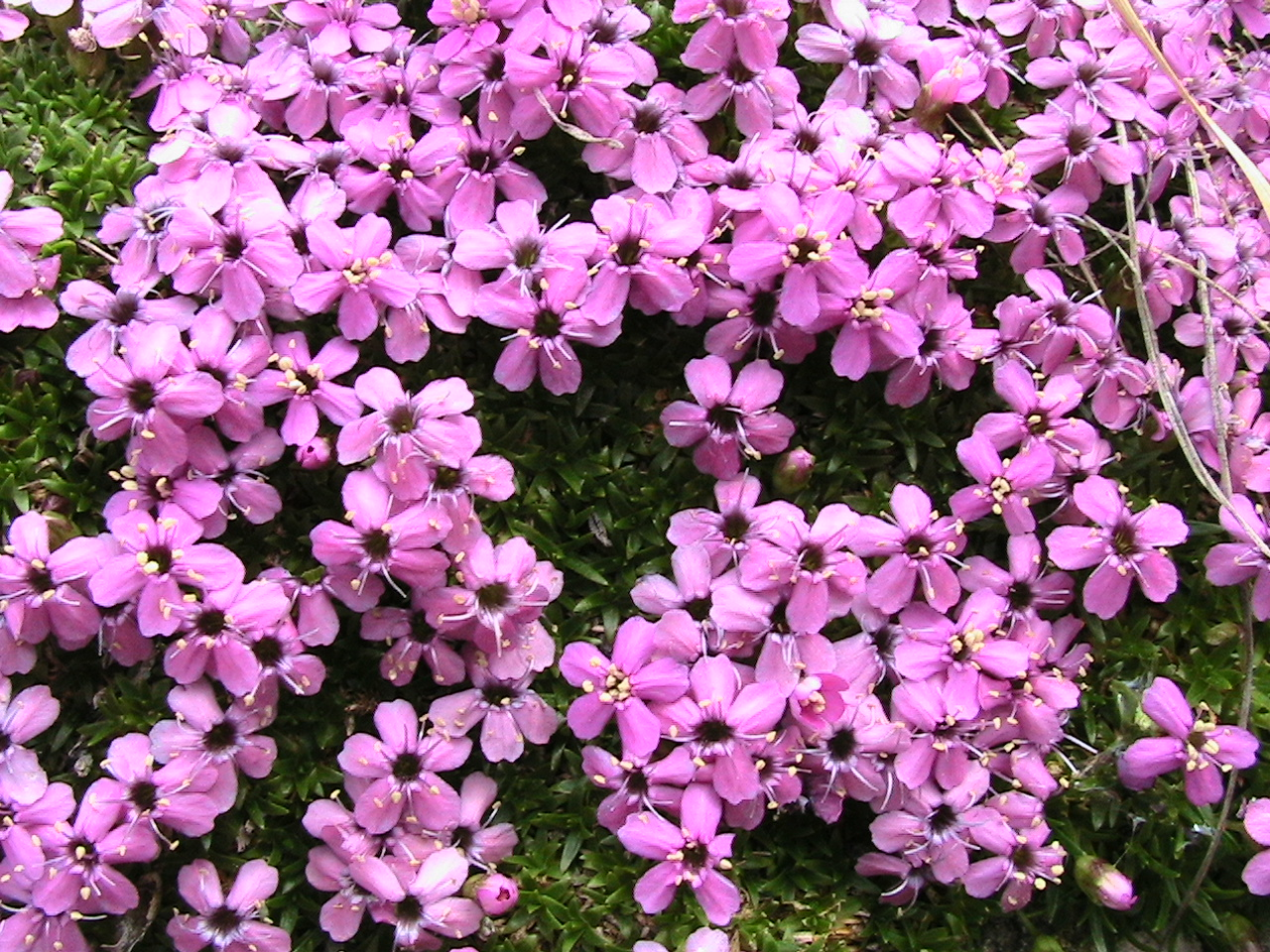
Silene acaulis a Cabdella (Pallars Jussà)

- Sideritis angustifolia Lag. (labiades)
- Sideritis hirsuta L. (labiades)
- Sideritis hyssopifolia L. (labiades)
- Sideritis montana L. (labiades)
- Sideritis romana L. (labiades)
- Sideritis scordioides L. (labiades)
- Sideritis spinulosa Barnades ex Asso (labiades)
- Silaum silaus (L.) Schinz et Thell. (umbel·líferes)
- Silene acaulis (L.) Jacq. (cariofil·làcies)

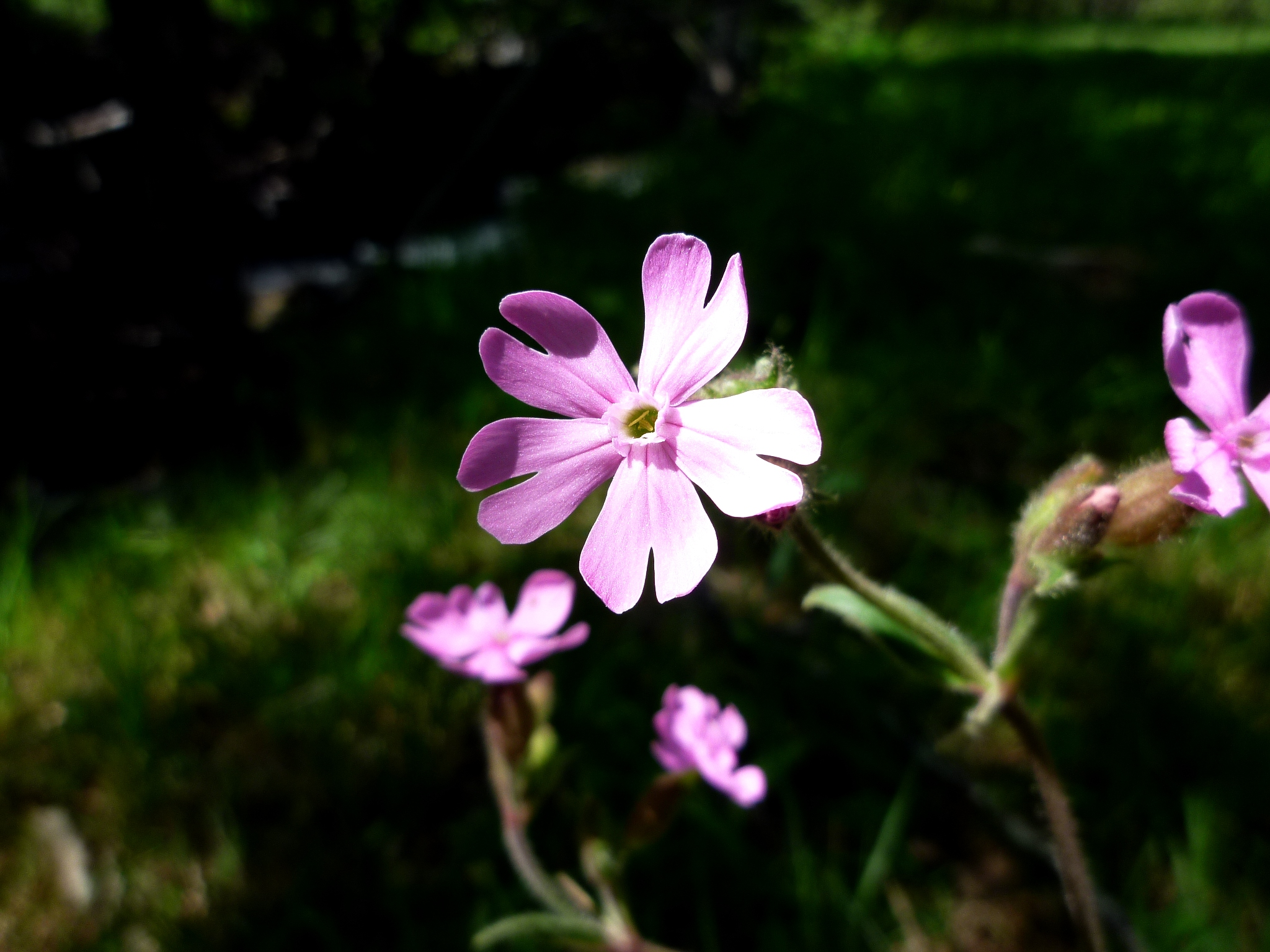
Silene dioica a Lladorre (Pallars Sobirà)

- Silene borderei Jord. (cariofil·làcies)
- Silene cerastoides L. (cariofil·làcies)
- Silene ciliata Pourr. (cariofil·làcies)
- Silene conica L. (cariofil·làcies)
- Silene conoidea L. (cariofil·làcies)
- Silene cretica L. (cariofil·làcies)
- Silene dichotoma Ehrh. (cariofil·làcies)
- Silene dioica (L.) Clairv. (cariofil·làcies)
- Silene gallica L. (cariofil·làcies)

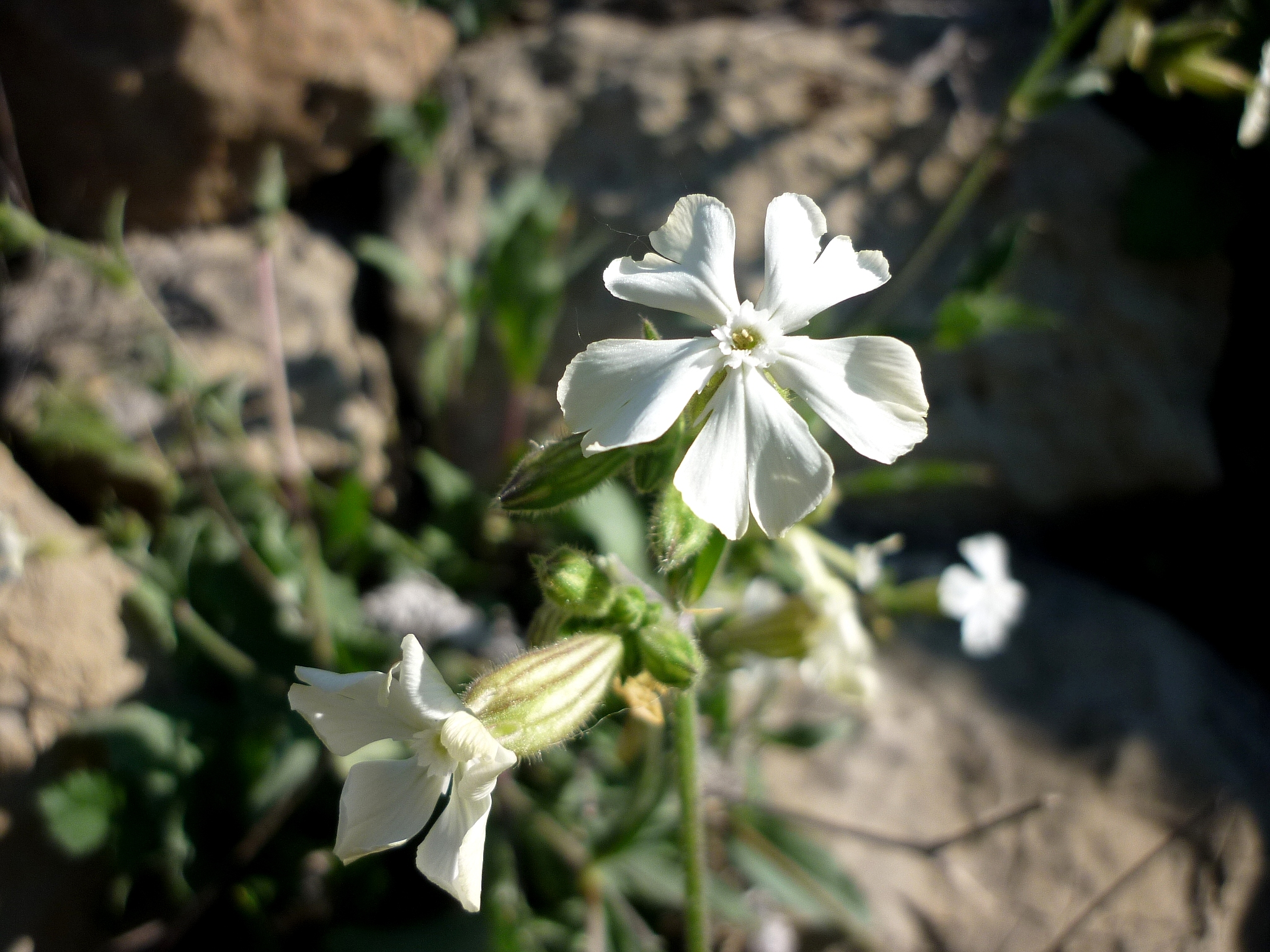
Silene latifolia a Pinós (Solsonès)

- Silene inaperta L. (cariofil·làcies)
- Silene italica (L.) Pers. (cariofil·làcies)
- Silene latifolia Poiret (cariofil·làcies)
- Silene legionensis Lag. (cariofil·làcies)
- Silene muscipula L. (cariofil·làcies)
- Silene nicaeensis All. (cariofil·làcies)
- Silene nocturna L. (cariofil·làcies)
- Silene nutans L. (cariofil·làcies)
- Silene otites (L.) Wibel (cariofil·làcies)
- Silene ramosissima Desf. (cariofil·làcies)

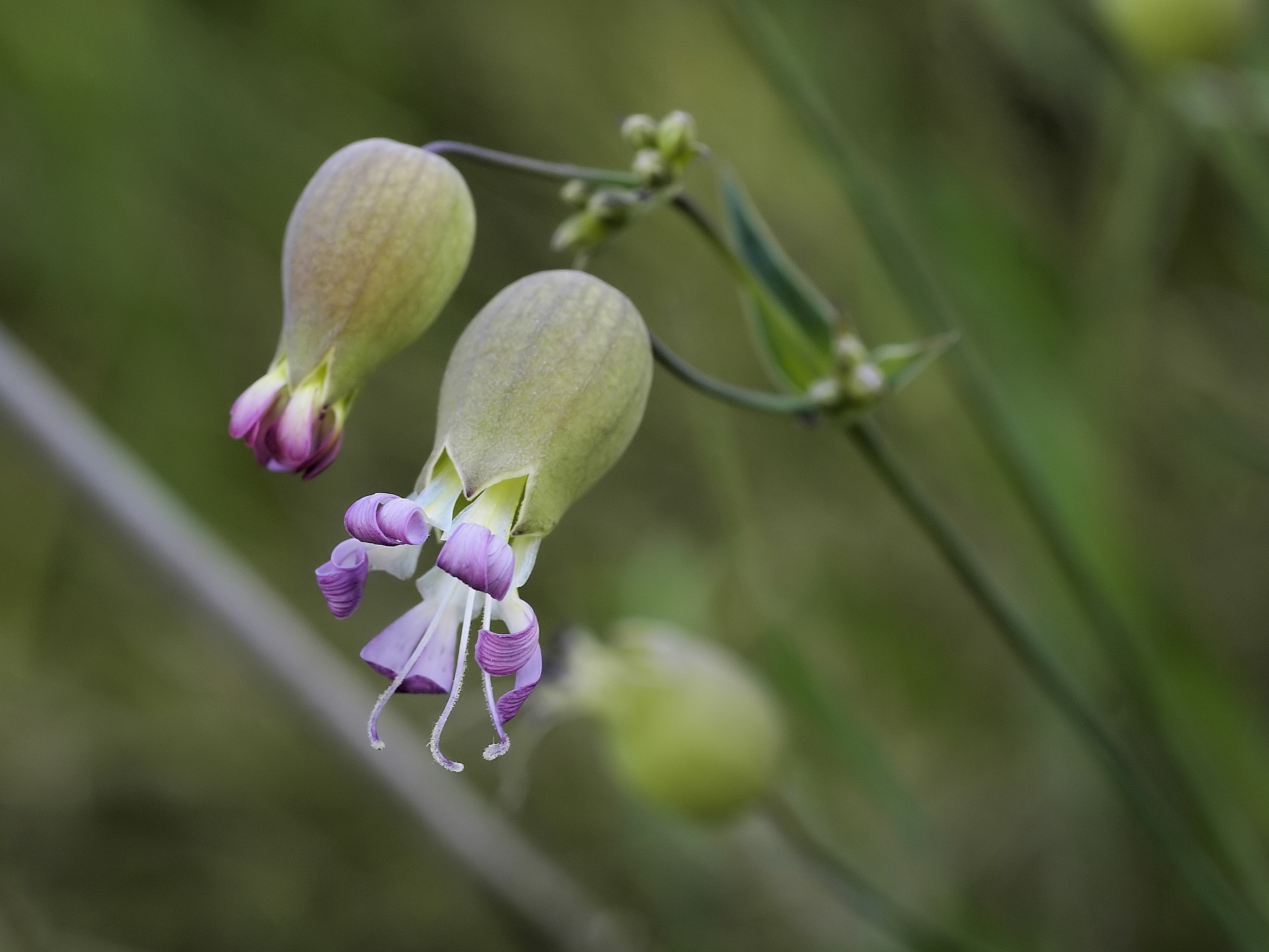
Silene vulgaris al Perelló (Baix Ebre)

- Silene rubella L. (cariofil·làcies)
- Silene rupestris L. (cariofil·làcies)
- Silene saxifraga L. (cariofil·làcies)
- Silene sedoides Poiret (cariofil·làcies)
- Silene tridentata Desf. (cariofil·làcies)
- Silene viridiflora L. (cariofil·làcies)
- Silene vulgaris (Moench) Garcke (cariofil·làcies)

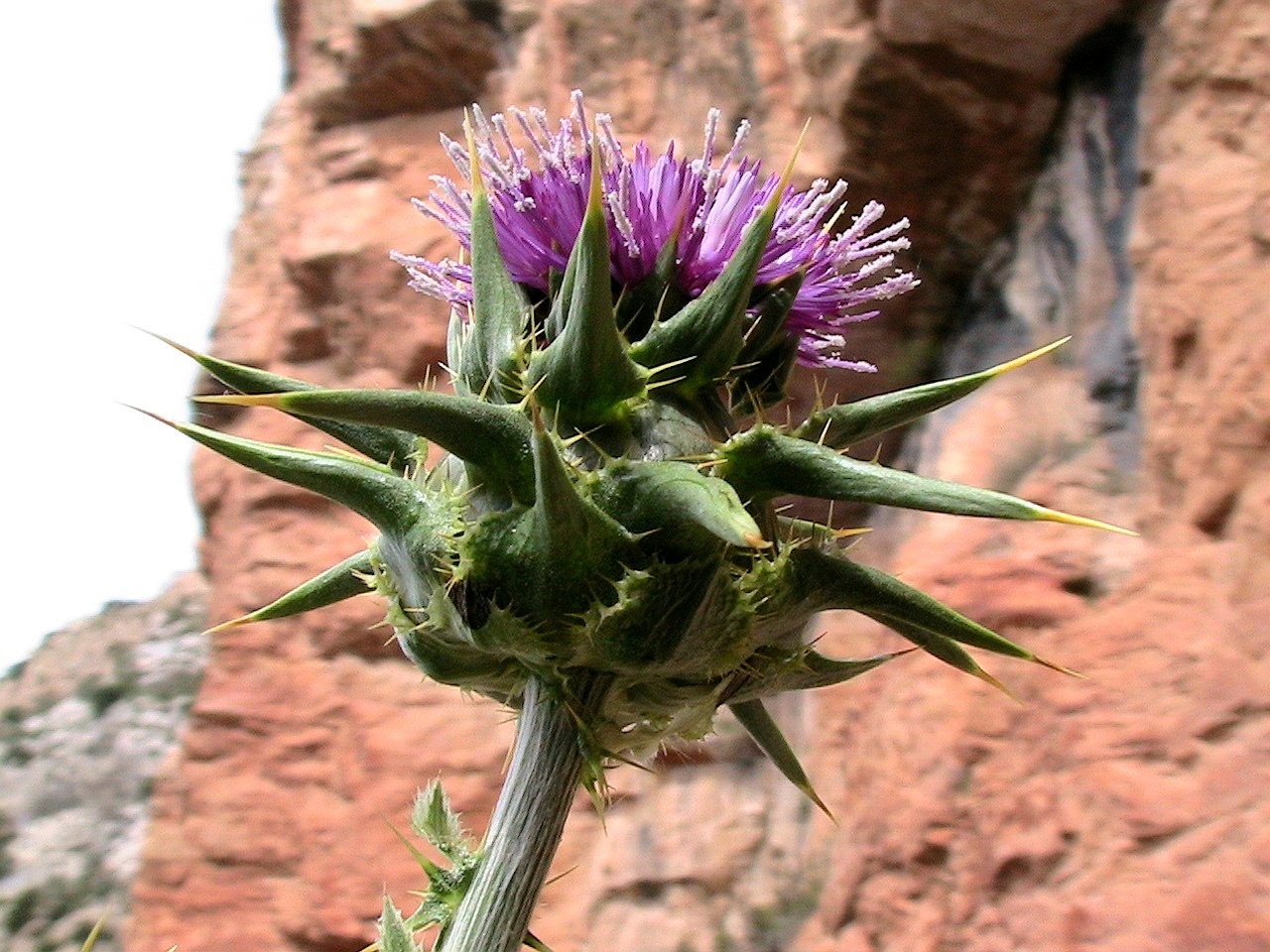
Silybum marianum a Camarasa (Noguera)

- Silybum eburneum Coss. et Durieu (asteràcies)
- Silybum marianum (L.) Gaertn. (asteràcies)
- Simethis mattiazzi (Vandelli) G. López et Ch. E. Jarvis (liliàcies)
- Sinapis alba L. (brassicàcies)
- Sinapis arvensis L. (brassicàcies)
- Sison amomum L. (umbel·líferes)
- Sisymbrium altissimum L. (brassicàcies)
- Sisymbrium assoanum Loscos et Pardo (brassicàcies)

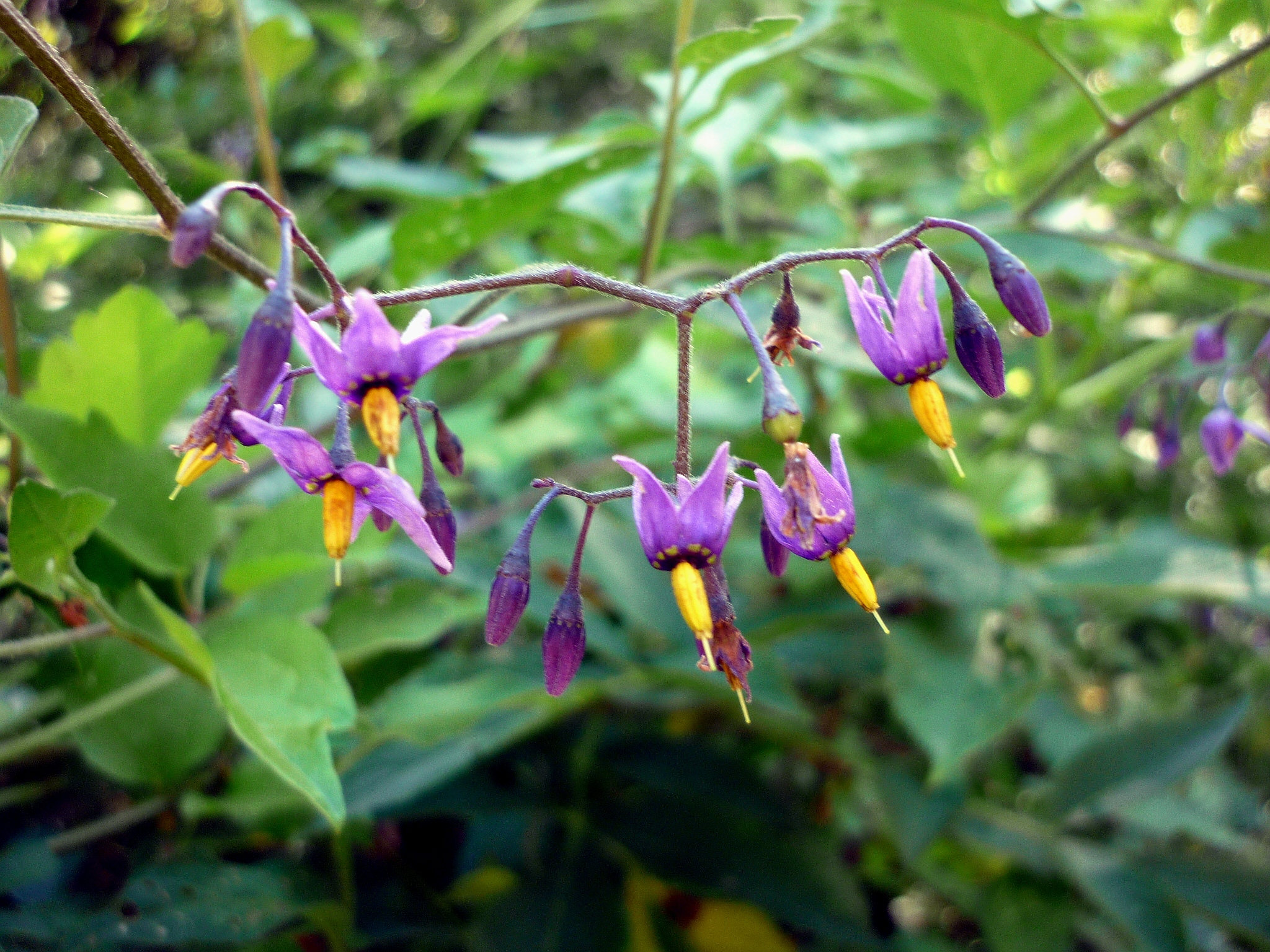
Solanum dulcamara a Torà (Segarra)

- Sisymbrium austriacum Jacq. (brassicàcies)
- Sisymbrium crassifolium Cav. (brassicàcies)
- Sisymbrium erysimoides Desf. (brassicàcies)
- Sisymbrium irio L. (brassicàcies)
- Sisymbrium officinale (L.) Scop. (brassicàcies)
- Sisymbrium orientale L. (brassicàcies)
- Sisymbrium runcinatum Lag. ex DC. (brassicàcies)
- Sisyrinchium platense Johnst. (Iridàcies)
- Sium latifolium L. (umbel·líferes)
- Smilax aspera L. (Esmilacàcies)
- Smyrnium olusatrum L. (umbel·líferes)
- Solanum bonariense L. (solanàcies)
- Solanum chenopodioides Lam. (solanàcies)
- Solanum dulcamara L. (solanàcies)
- Solanum elaeagnifolium Cav. (solanàcies)
- Solanum linnaeanum Hepper et Jaeger (solanàcies)
- Solanum lycopersicum L. (solanàcies)
- Solanum nigrum L. (solanàcies)
- Solanum rostratum Dunal (solanàcies)
- Solanum tuberosum L. (solanàcies)

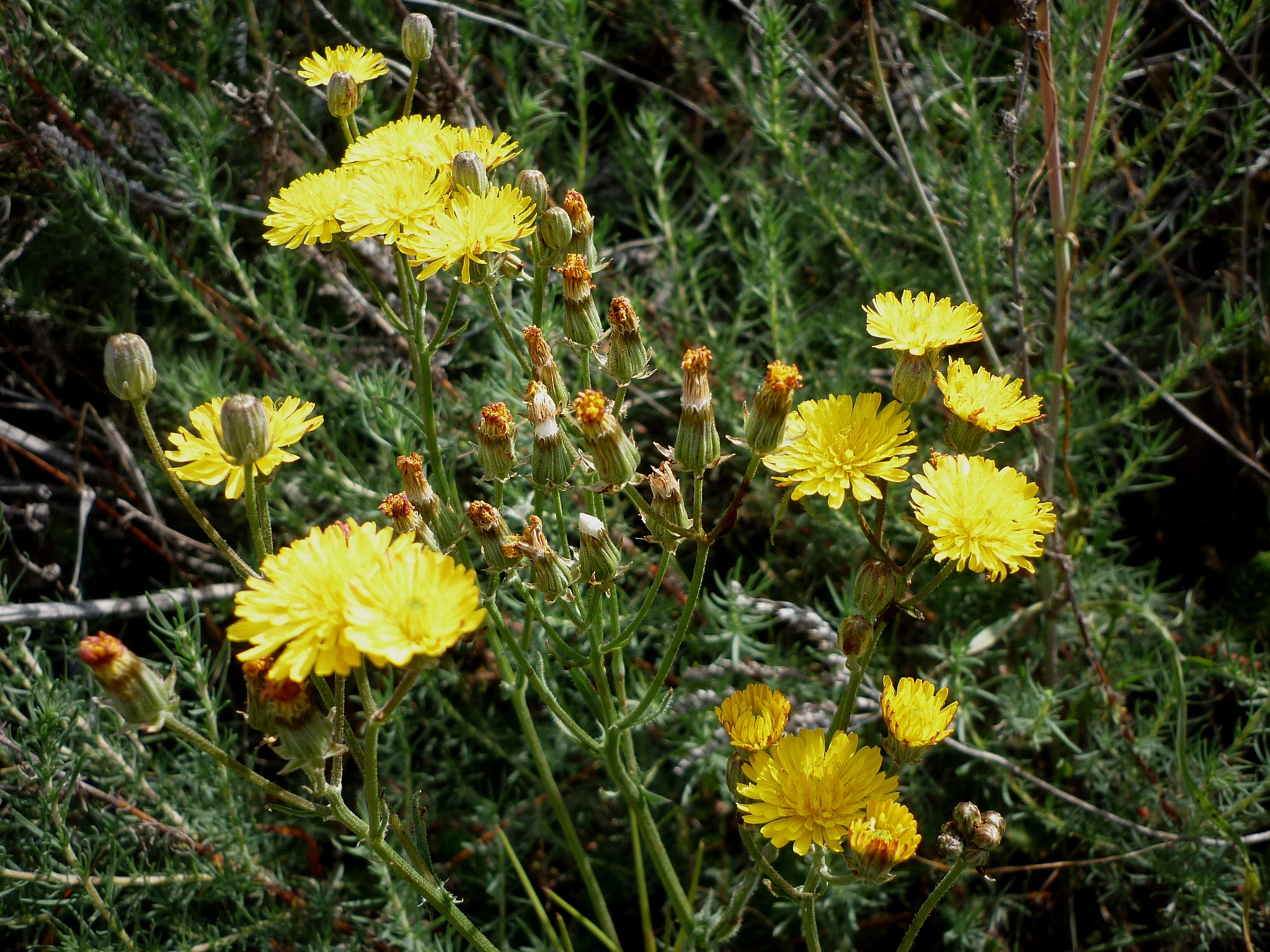
Sonchus tenerrimus a Torà (Segarra)

- Soldanella alpina L. (primulàcies)
- Solidago canadensis L. (asteràcies)
- Solidago virgaurea L. (asteràcies)
- Sonchus arvensis L. (asteràcies)
- Sonchus asper (L.) Hill (asteràcies)
- Sonchus crassifolius Pourr. ex Willd. (asteràcies)

- Sonchus maritimus L. (asteràcies)
- Sonchus oleraceus L. (asteràcies)

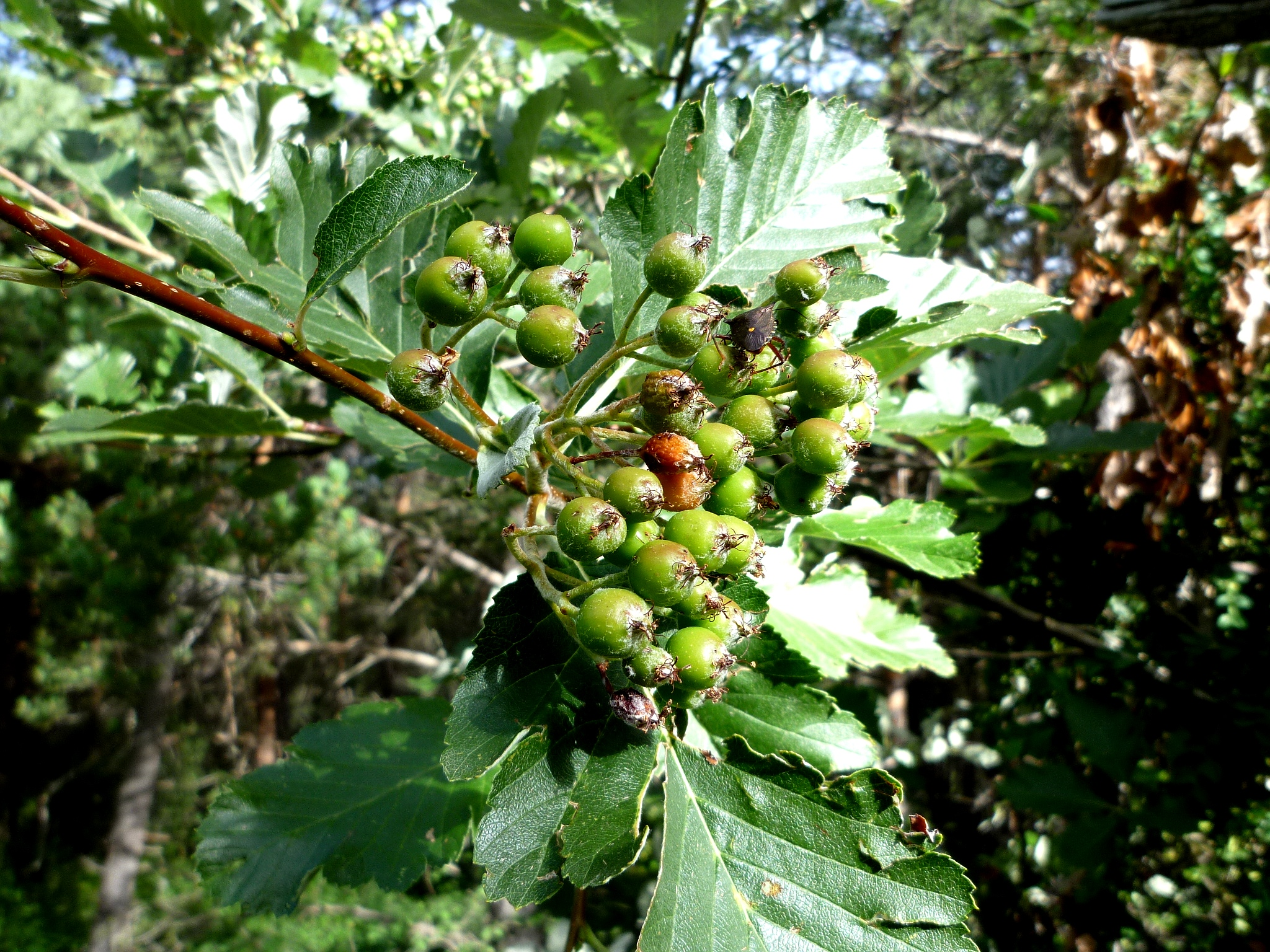
Sorbus aria a Tuixén (Alt Urgell)

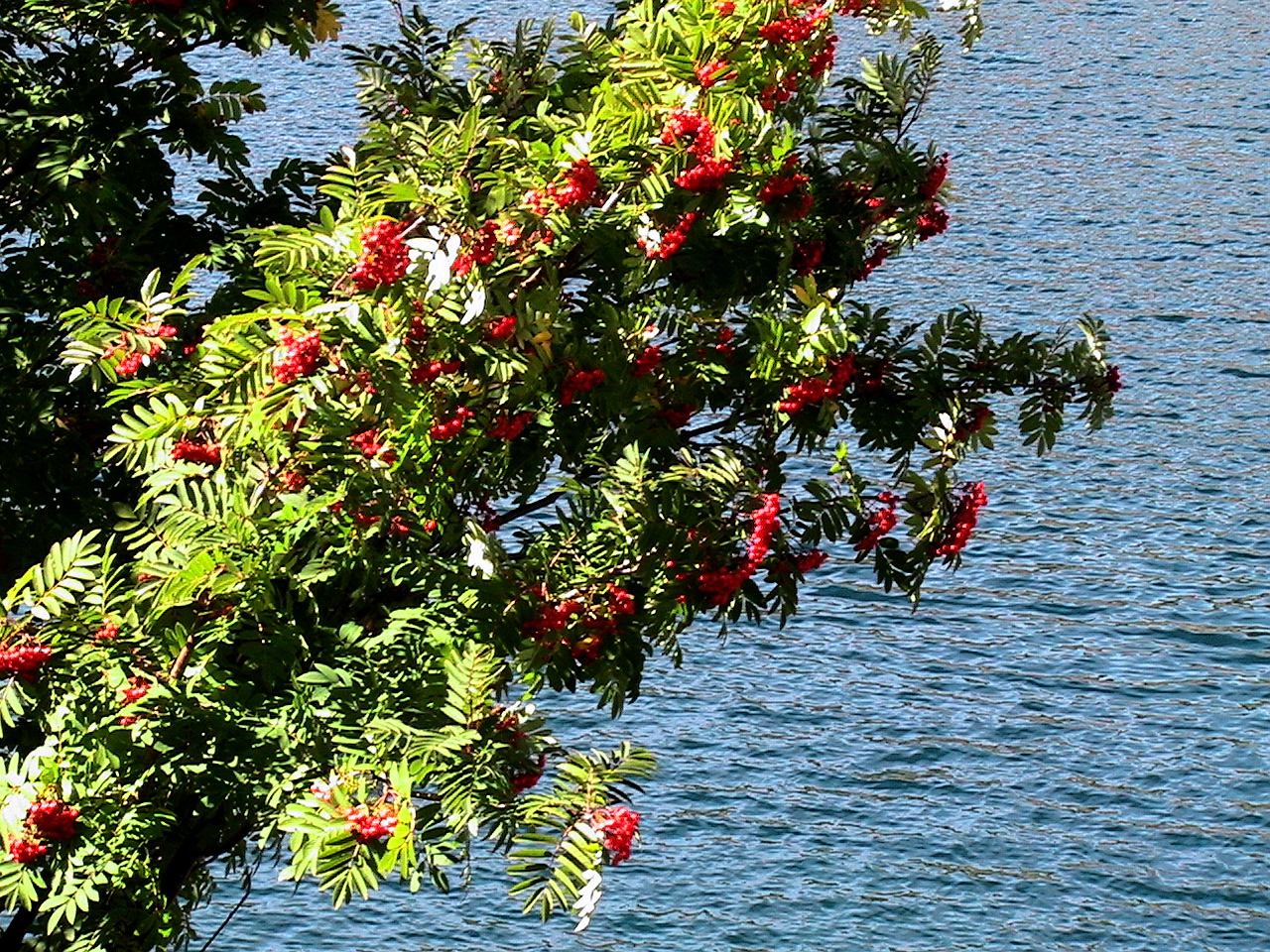
Sorbus aucuparia a Cabdella (Pallars Jussà)

- Sonchus tenerrimus L. (asteràcies)
- Sorbus aria (L.) Crantz (rosàcies)
- Sorbus aucuparia L. (rosàcies)
- Sorbus chamaemespilus (L.) Crantz (rosàcies)
- Sorbus domestica L. (rosàcies)
- Sorbus torminalis (L.) Crantz (rosàcies)
- Sorghum bicolor (L.) Moench (poàcies)
- Sorghum halepense (L.) Pers. (poàcies)
- Sparganium angustifolium Michx. (esparganiàcies)
- Sparganium emersum Rehmann (esparganiàcies)
- Sparganium erectum L. (esparganiàcies)
- Spartina versicolor Fabre (poàcies)

- Spartium junceum L. (fabàcies)

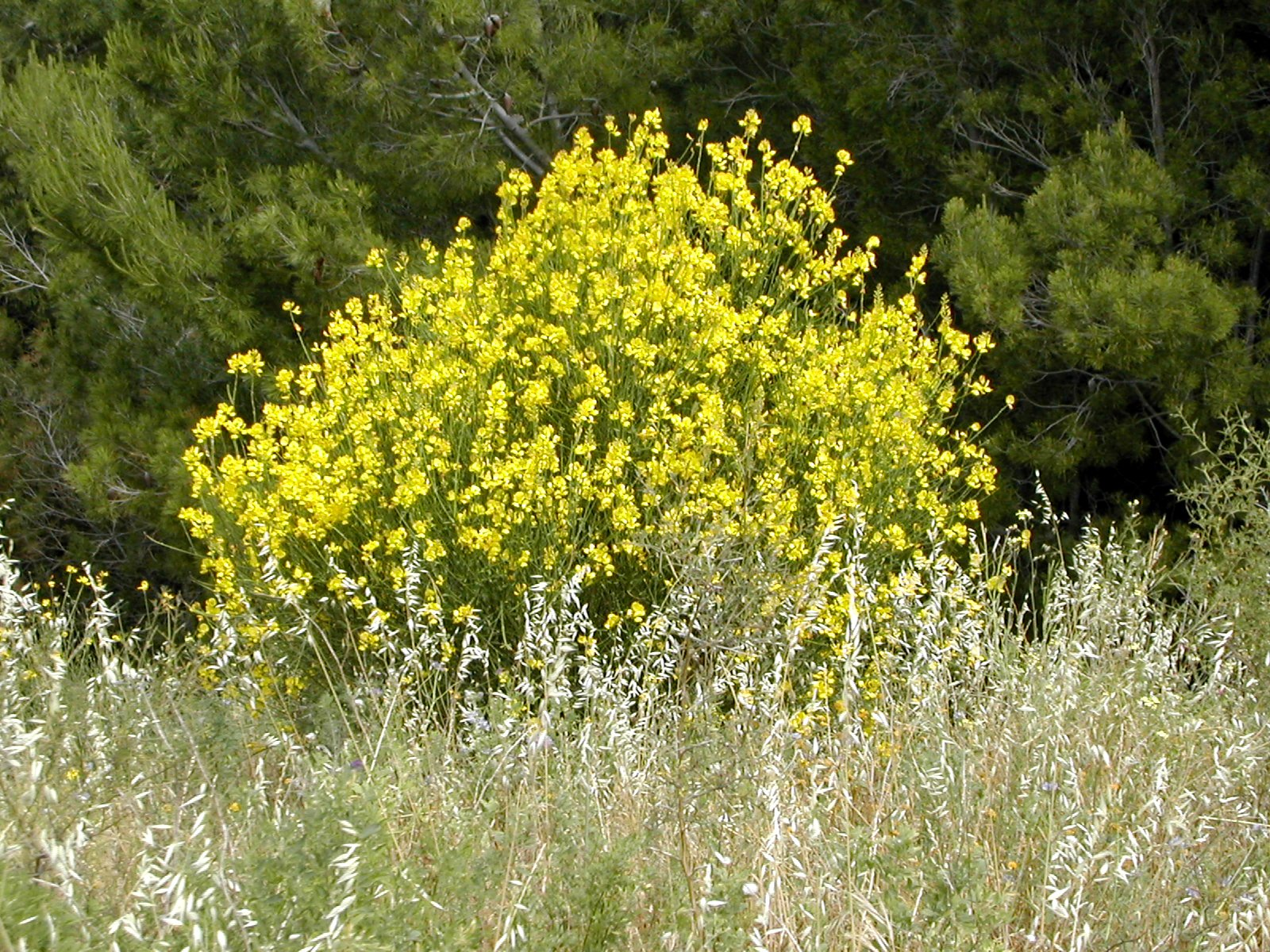
Spartium junceum, a Portbou (Alt Empordà)

- Spergula arvensis L. (cariofil·làcies)
- Spergula morisonii Boreau (cariofil·làcies)
- Spergula pentandra L. (cariofil·làcies)
- Spergularia diandra (Guss.) Boiss. (cariofil·làcies)
- Spergularia marina (L.) Griseb. (cariofil·làcies)
- Spergularia maritima (All.) Chiov. (cariofil·làcies)
- Spergularia purpurea (Pers.) G. Don f. (cariofil·làcies)
- Spergularia rubra (L.) J. et C. Presl (cariofil·làcies)
- Spergularia segetalis (L.) G. Don f. (cariofil·làcies)
- Sphenopus divaricatus (Gouan) Reichenb. (poàcies)
- Spiraea crenata L. (rosàcies)
- Spiranthes aestivalis (Poiret) L. C. M. Richard (orquidàcies)
- Spiranthes spiralis (L.) F. Chev. (orquidàcies)
- Spirodela polyrhiza (L.) Schleild. (lemnàcies)
- Sporobolus indicus (L.) R. Br. (poàcies)
- Sporobolus pungens (Schreb.) Kunth (poàcies)
- Stachys alopecuros (L.) Benth. (labiades)
- Stachys alpina L. (labiades)
- Stachys annua (L.) L. (labiades)
- Stachys arvensis (L.) L. (labiades)

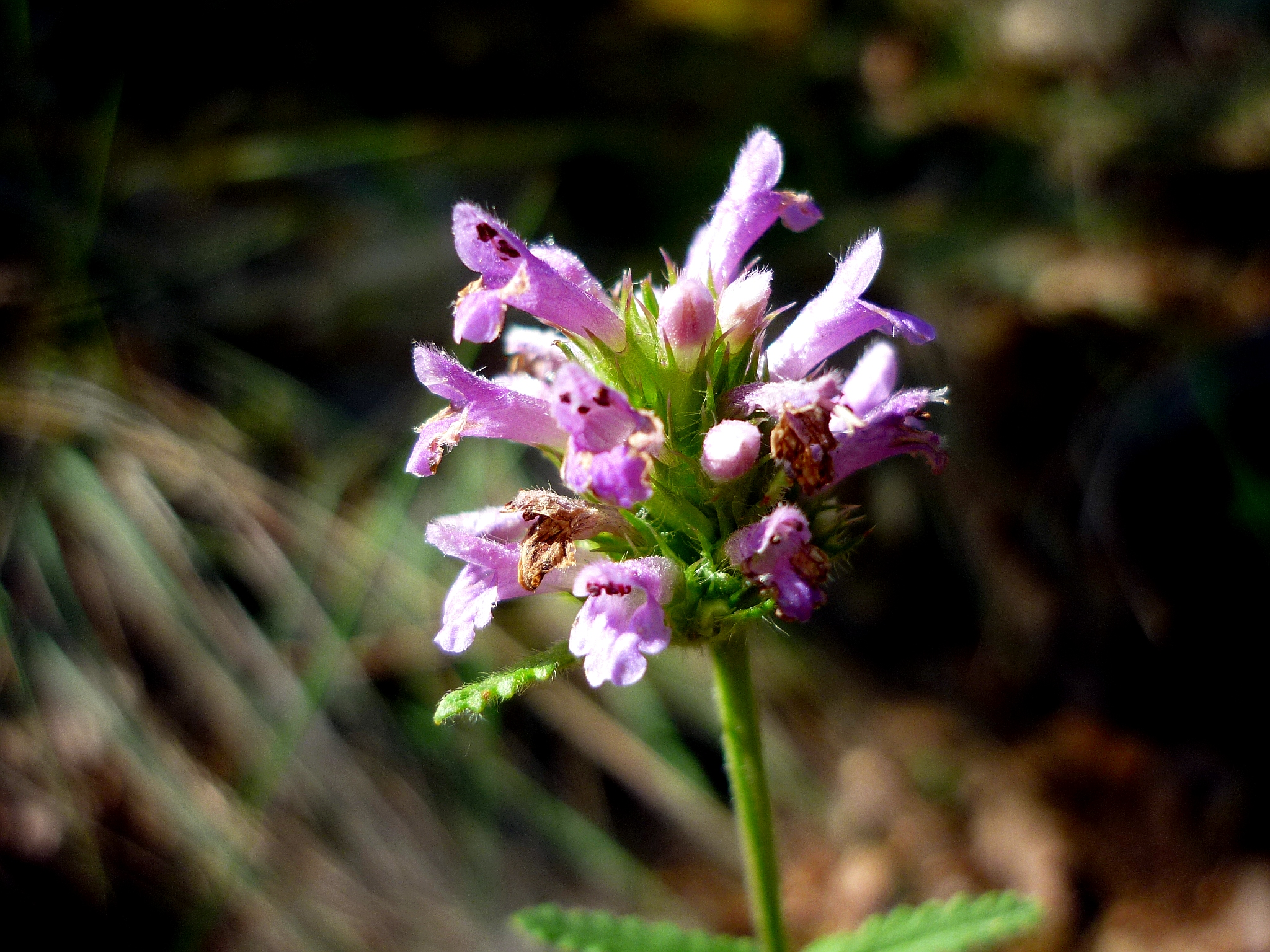
Stachys officinalis a Torà (Segarra)

- Stachys brachyclada De Noé ex Coss. (labiades)
- Stachys byzantina C. Koch (labiades)
- Stachys germanica L. (labiades)
- Stachys heraclea All. (labiades)
- Stachys maritima Gouan (labiades)
- Stachys ocymastrum (L.) Briq. (labiades)
- Stachys officinalis (L.) Trevisan (labiades)
- Stachys palustris L. (labiades)

- Stachys recta L. (labiades)
- Stachys sylvatica L. (labiades)
- Staehelina dubia L. (asteràcies)

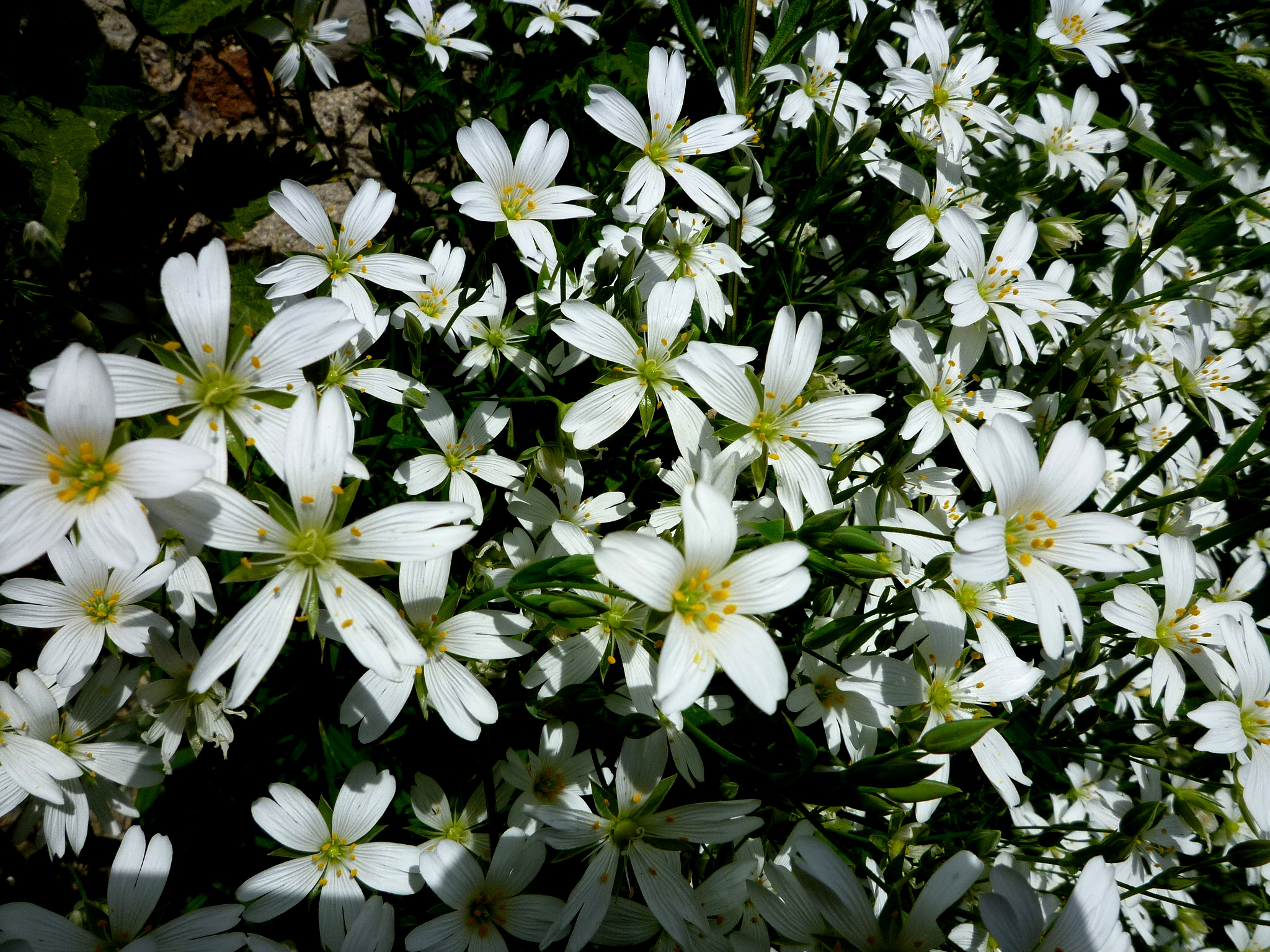
Stellaria holostea a Peguera (Berguedà)

- Stellaria alsine Grimm (cariofil·làcies) estel·lària d'aiguamoll
- Stellaria graminea L. (cariofil·làcies) rèvola menuda
- Stellaria holostea L. (cariofil·làcies) rèvola
- Stellaria media (L.) Vill. (cariofil·làcies) morró
- Stellaria nemorum L. (cariofil·làcies)
- Stenotaphrum secundatum (Walter) O. Kuntze (poàcies)
- Sternbergia colchiciflora Waldst. et Kit. (amaril·lidàcies)
- Sternbergia lutea (L.) Ker-Gawler ex Spreng. (amaril·lidàcies)
- Stipa barbata Desf. (poàcies)
- Stipa bromoides (L.) Dörfler (poàcies)
- Stipa capensis Thunb. (poàcies)
- Stipa capillata L. (poàcies)

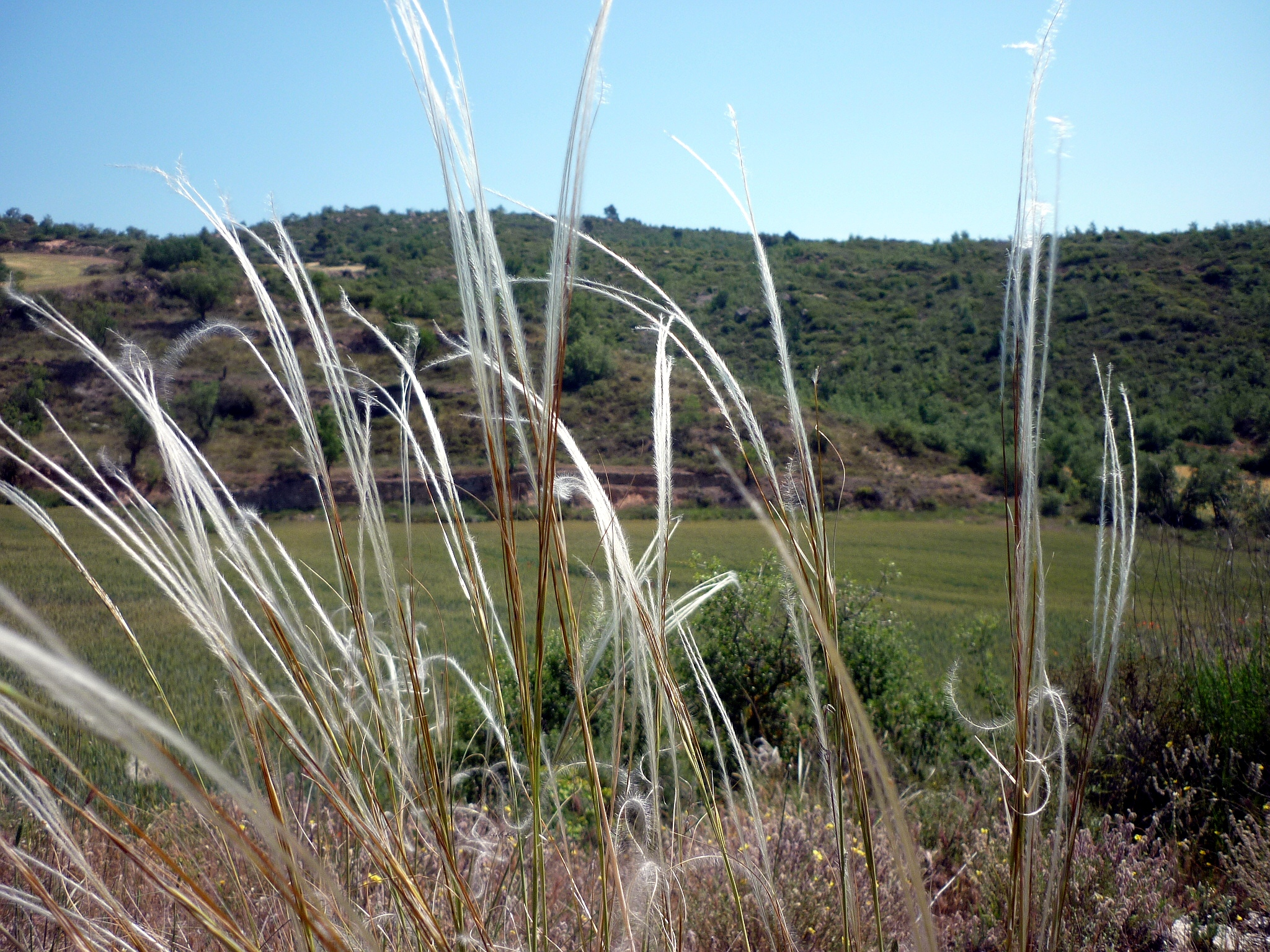
Stipa pennata a Torà (Segarra)

- Stipa lagascae Roem. et Schultes (poàcies)
- Stipa offneri Breistr. (poàcies)
- Stipa papposa Nees (poàcies)
- Stipa parviflora Desf. (poàcies)
- Stipa pennata L. (poàcies)
- Stipa tenacissima L. (poàcies)
- Stipa trichotoma Nees (poàcies)
- Streptopus amplexifolius (L.) DC. (liliàcies)

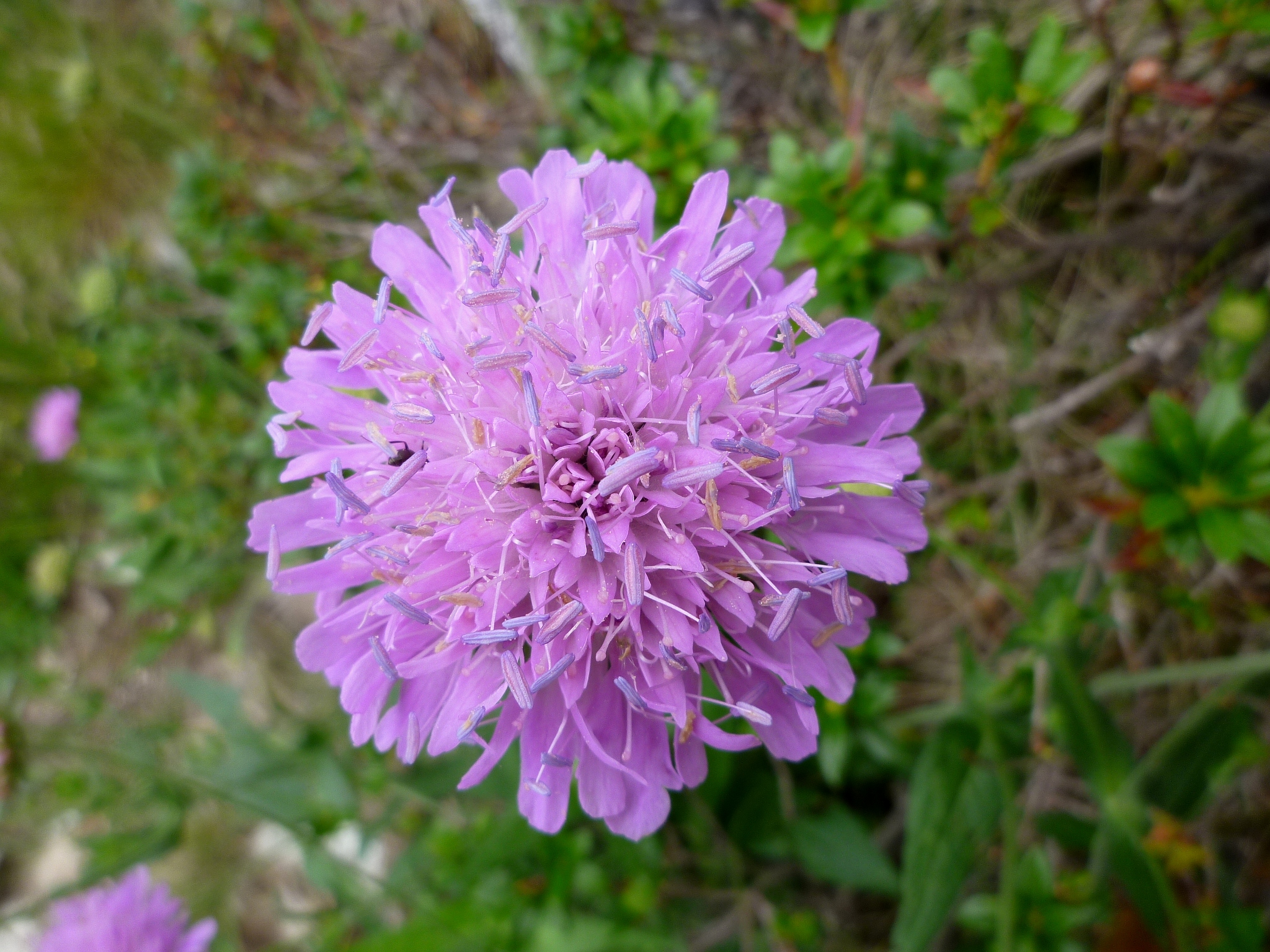
Succisa pratensis a Cabdella (Pallars Jussà)

- Suaeda altissima (L.) Pallas (quenopodiàcies)
- Suaeda maritima (L.) Dumort (quenopodiàcies)
- Suaeda splendens (Pourr.) Gren. et Godr. (quenopodiàcies)
- Suaeda vera Forsk. ex J. F. Gmel. in L. (quenopodiàcies)
- Subularia aquatica L. (brassicàcies)
- Succisa pratensis Moench (dipsacàcies)
- Succowia balearica (L.) Medic. (brassicàcies)
- Swertia perennis L. (gencianàcies)
- Symphytum officinale L. (boraginàcies)

## T
| Índex: A B C D E F G H I J K L M N O P Q R S T U V W X Y Z — Especials Inici — vegeu també — enllaços externs |

- Taeniatherum caput-medusae (L.) Nevski (poàcies)
- Tagetes minuta L. (asteràcies)
- Tamarix africana Poiret (Tamaricàcies)

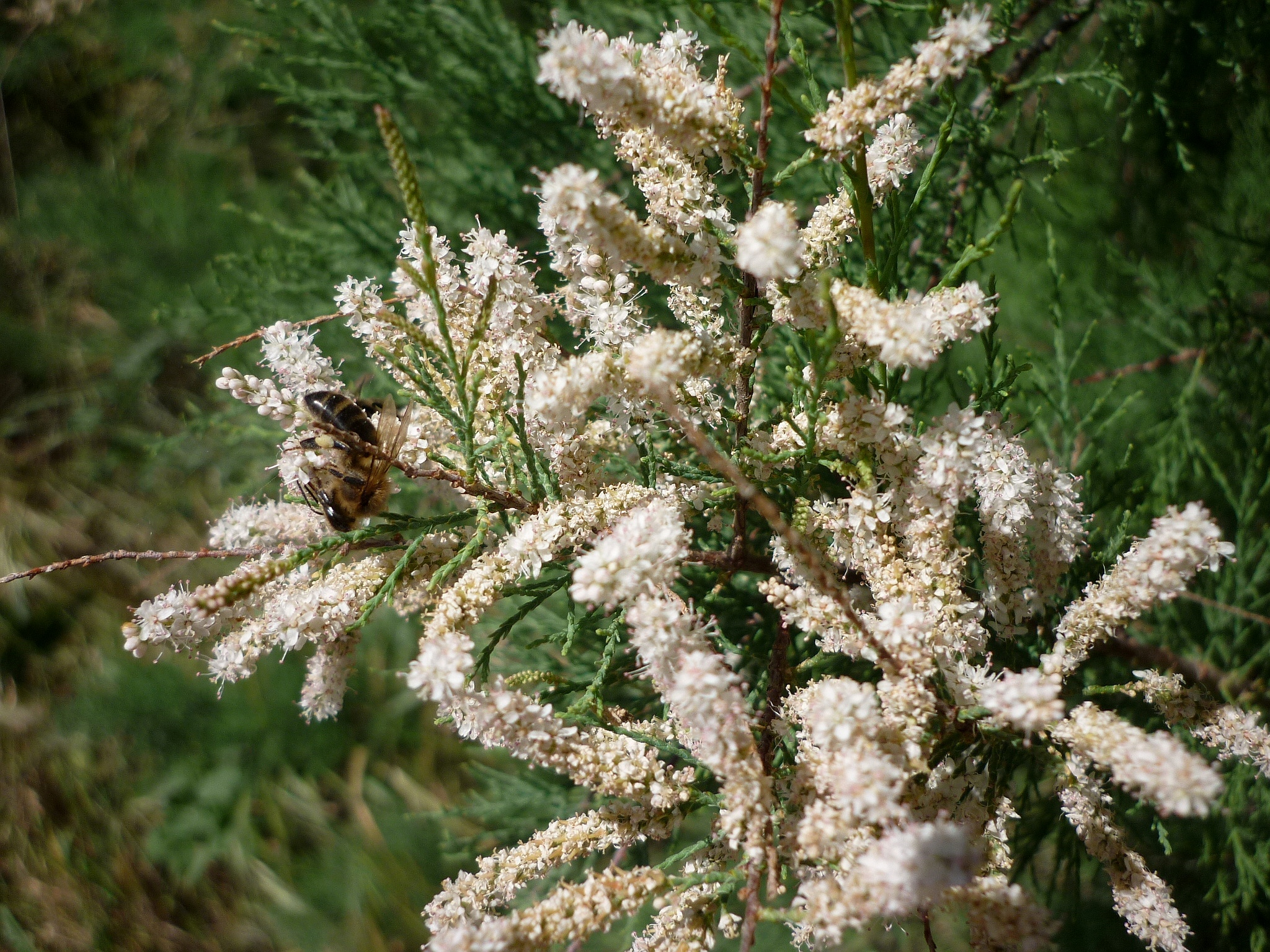
Tamarix canariensis. A Torà, (Segarra)

- Tamarix anglica Webb (Tamaricàcies)
- Tamarix boveana Bunge (Tamaricàcies)
- Tamarix canariensis Willd. (Tamaricàcies)
- Tamus communis L. (dioscoreàcies)
- Tanacetum balsamita L. (asteràcies)
- Tanacetum cinerariifolium (Trev.) Schultz Bip. (asteràcies)
- Tanacetum corymbosum (L.) Schultz Bip. (asteràcies)

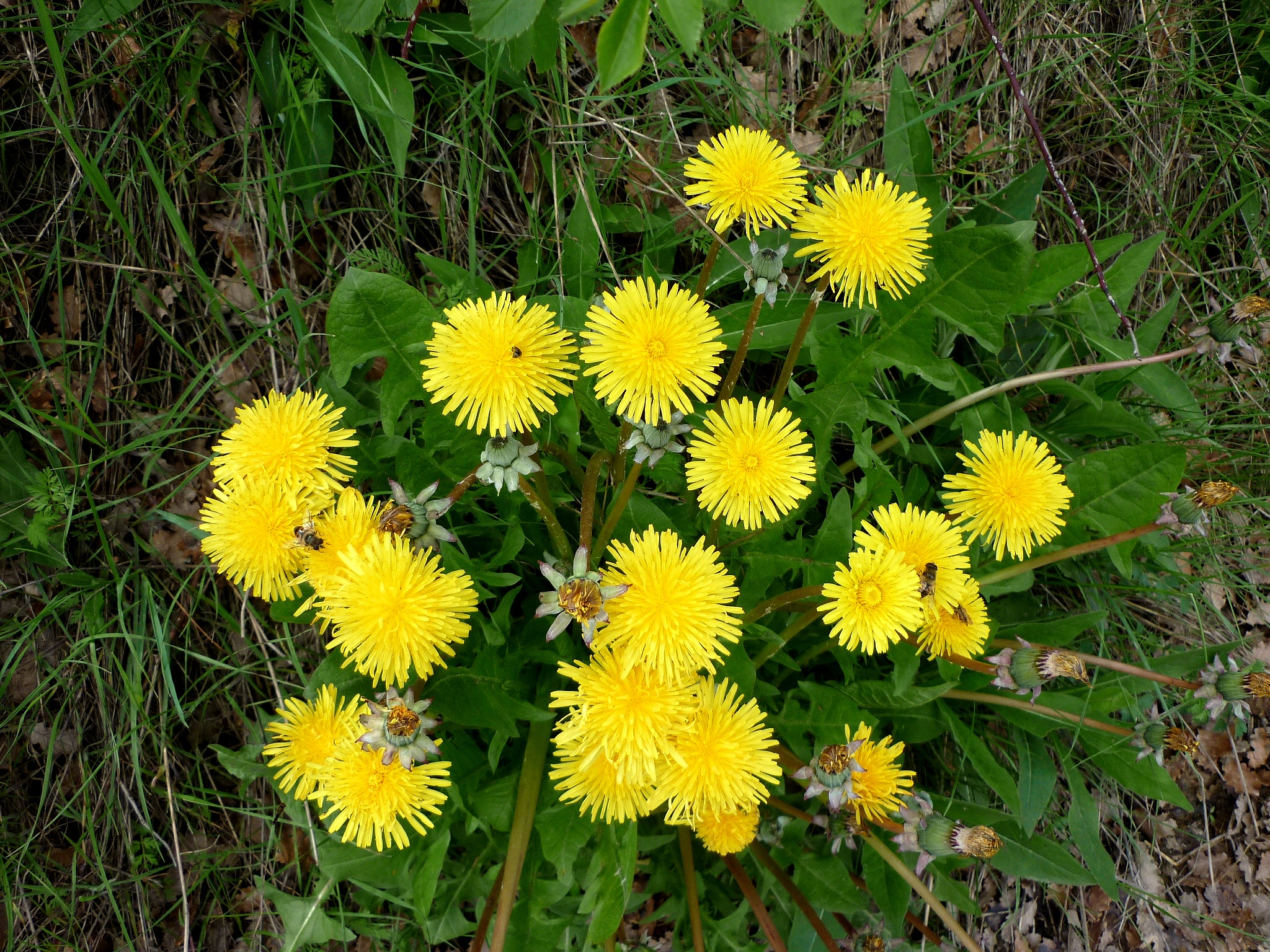
Taraxacum officinale. A Pinós, (Solsonès)

- Tanacetum parthenium (L.) Schultz Bip. (asteràcies)
- Tanacetum vulgare L. (asteràcies)
- Taraxacum alpinum (Hoppe) Hegetschw. (asteràcies)
- Taraxacum aquilonare Hand.-Mazz. in Dalla Torre et Sarnth. (asteràcies)
- Taraxacum dissectum (Ledeb.) Ledeb. (asteràcies)
- Taraxacum laevigatum (Willd.) DC. (asteràcies)
- Taraxacum megalorrhizon (Forsk.) Hand.-Mazz. (asteràcies)

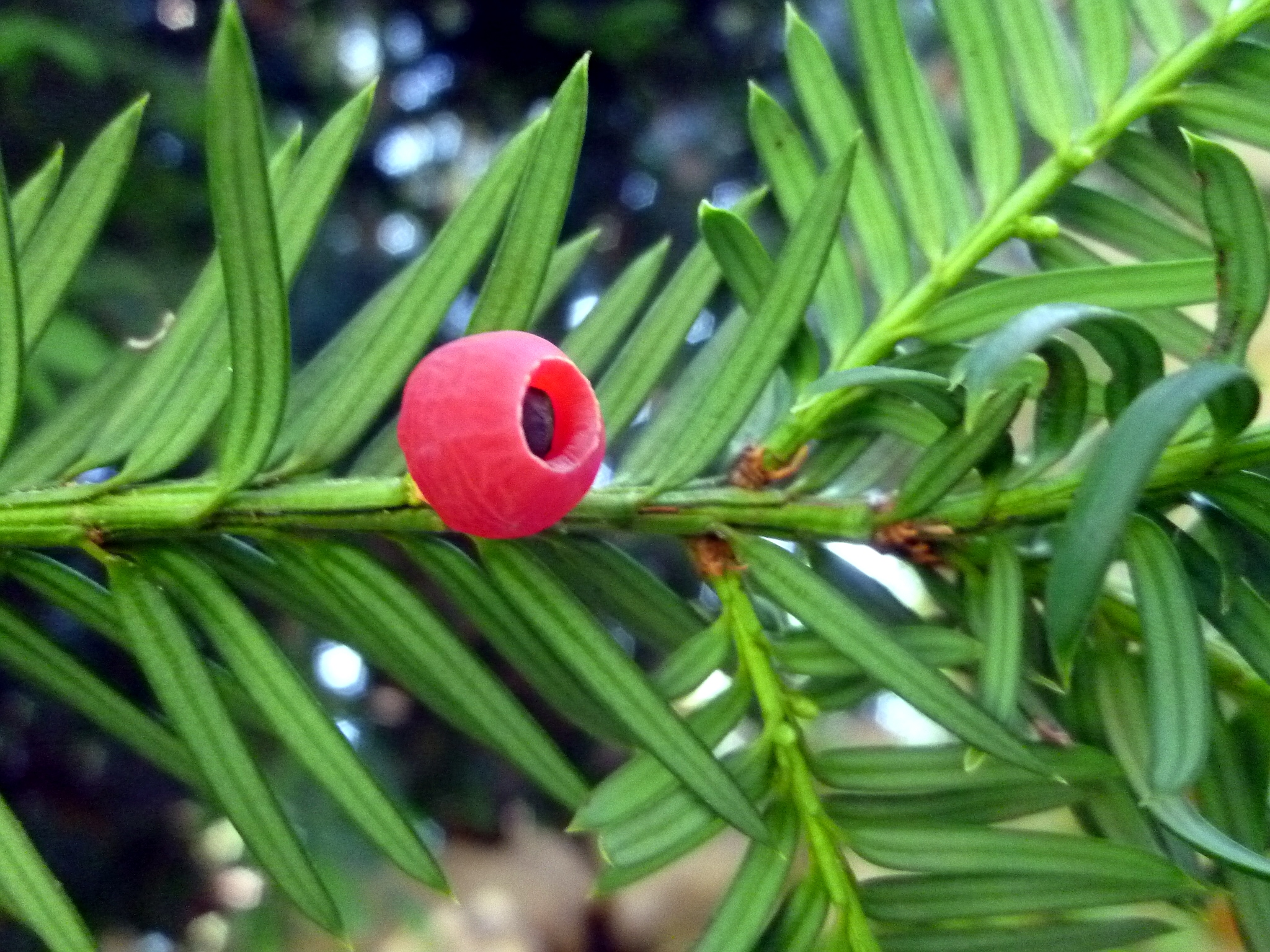
Taxus baccata. A Moripol, (Berguedà)

- Taraxacum obovatum (Willd.) DC. (asteràcies)
- Taraxacum officinale Weber in Wiggers (asteràcies)
- Taraxacum palustre (Lyons) Symons (asteràcies)
- Taraxacum serotinum (Waldst. et Kit.) Poiret in Lam. (asteràcies)
- Taxus baccata L. (Taxàcies)
- Teesdalia coronopifolia (Bergeret) Thell. (brassicàcies)
- Teesdalia nudicaulis (L.) R. Br. (brassicàcies)

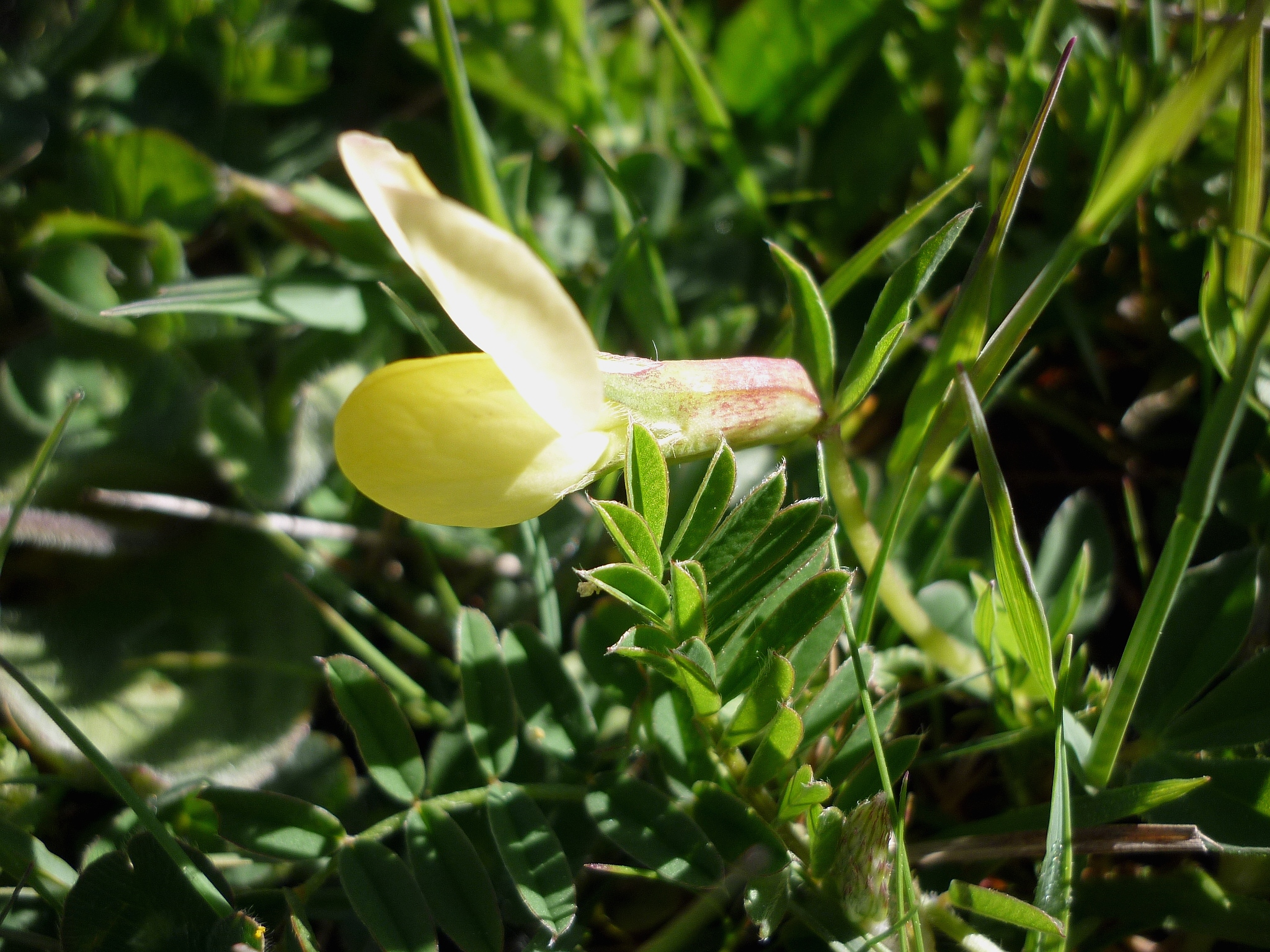
Tetragonolobus maritimus. A l'Alzina d'Alinyà, (Alt Urgell)

- Telephium imperati L. (cariofil·làcies)
- Tetragonolobus maritimus (L.) Roth. (fabàcies)
- Teucrium botrys L. (labiades)
- Teucrium chamaedrys L. (labiades)
- Teucrium fruticans L. (labiades)
- Teucrium montanum L. (labiades)
- Teucrium polium L. (labiades)
- Teucrium pseudochamaepitys L. (labiades)

- Teucrium pyrenaicum L. (labiades)
- Teucrium scordium L. (labiades)
- Teucrium scorodonia L. (labiades)

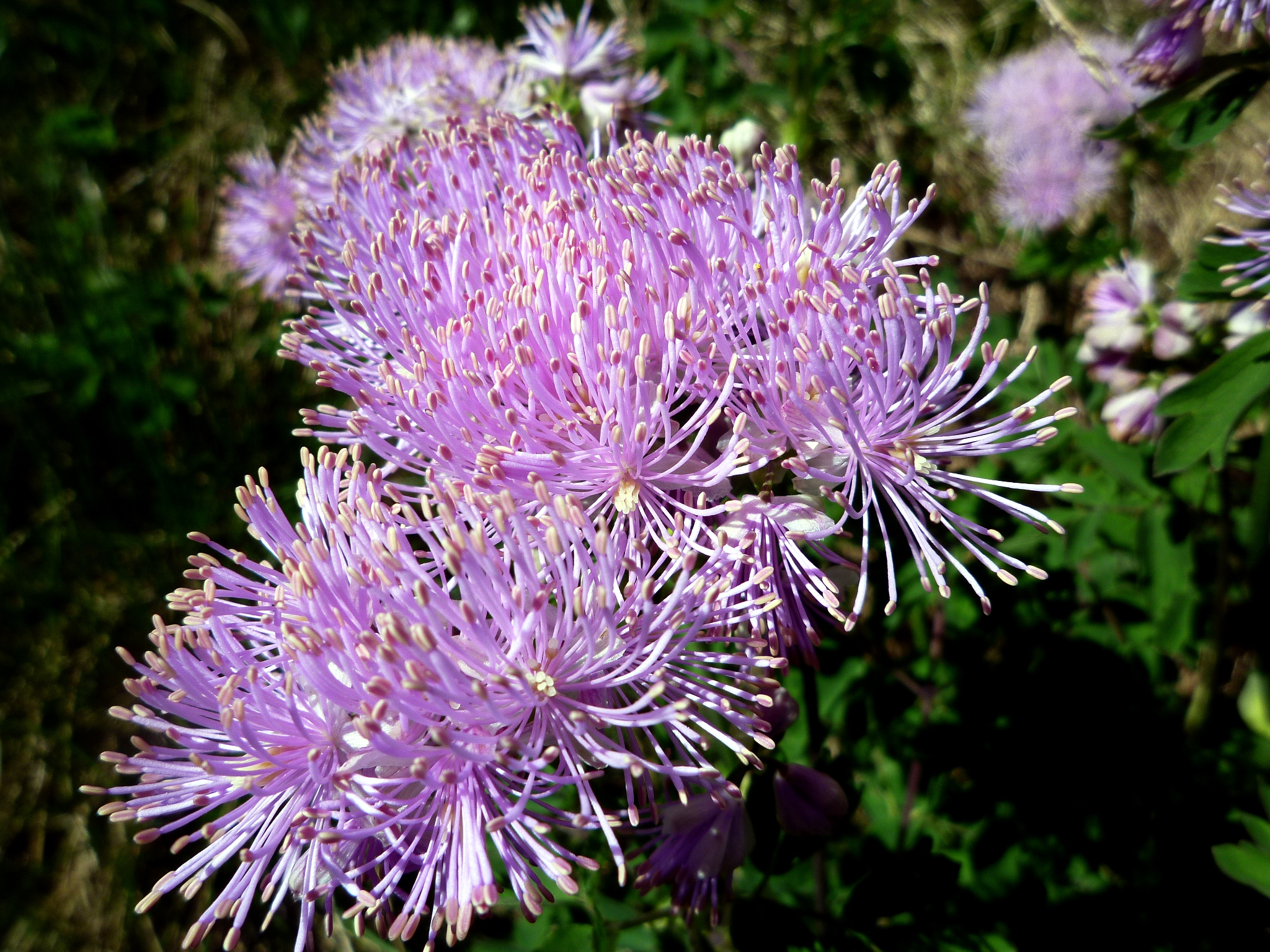
Thalictrum aquilegiifolium. A Cabdella, (Pallars Jussà)

- Thalictrum alpinum L. (ranunculàcies)
- Thalictrum aquilegiifolium L. (ranunculàcies)
- Thalictrum flavum L. (ranunculàcies)
- Thalictrum foetidum L. (ranunculàcies)

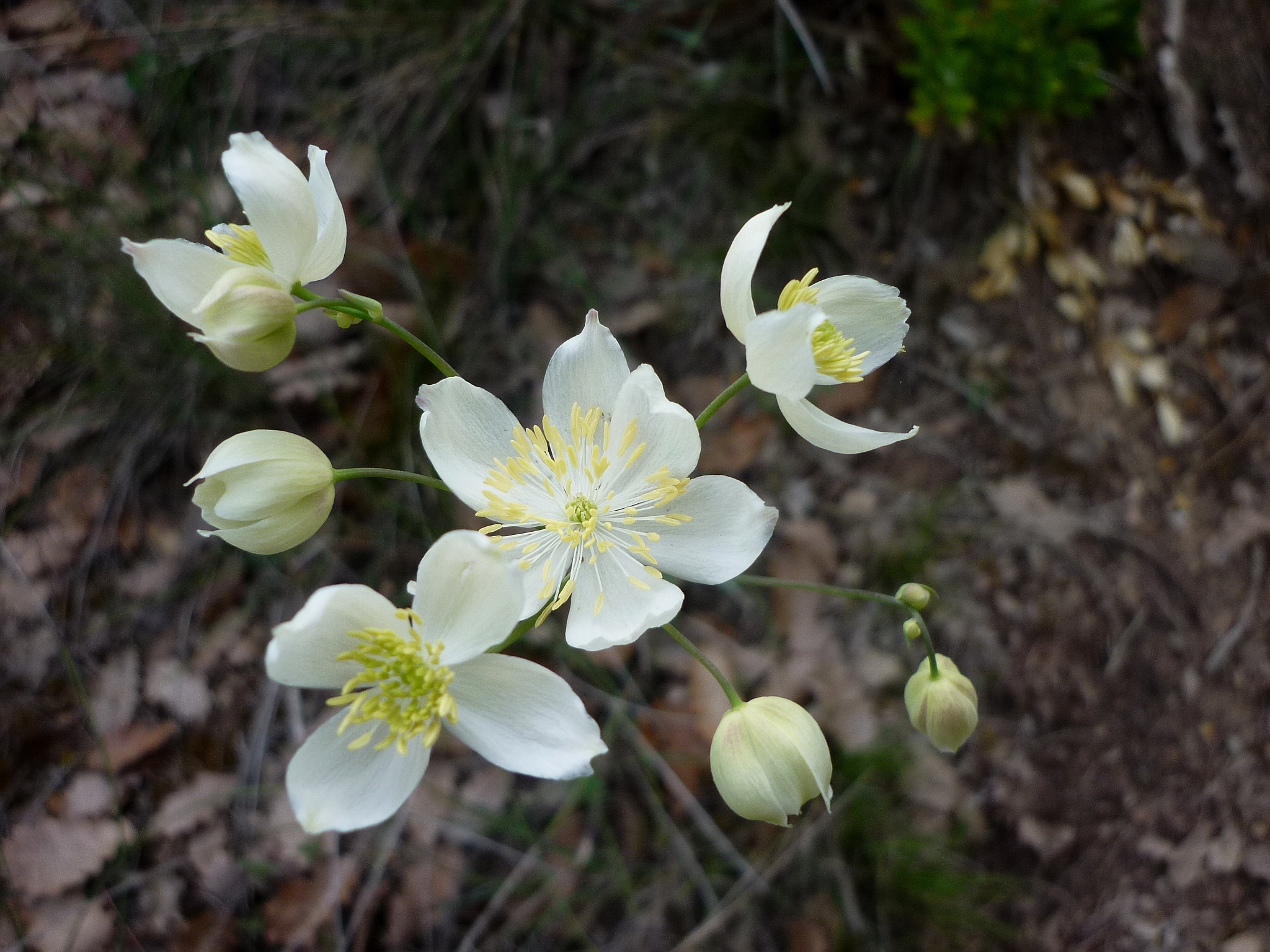
Thalictrum tuberosum. A Torà, Segarra

- Thalictrum minus L. (ranunculàcies)
- Thalictrum morisonii Gmel. (ranunculàcies)
- Thalictrum tuberosum L. (ranunculàcies)
- Thapsia villosa L. (umbel·líferes)
- Theligonum cynocrambe L. (rubiàcies)
- Thelypteris limbosperma (All.) H.P. Fuchs (polipodiàcies)
- Thelypteris phegopteris (L.) Slosson in Rydb. (polipodiàcies)
- Thelypteris thelypteroides (Michx) Holub (polipodiàcies)
- Thesium alpinum L. (Santalàcies)

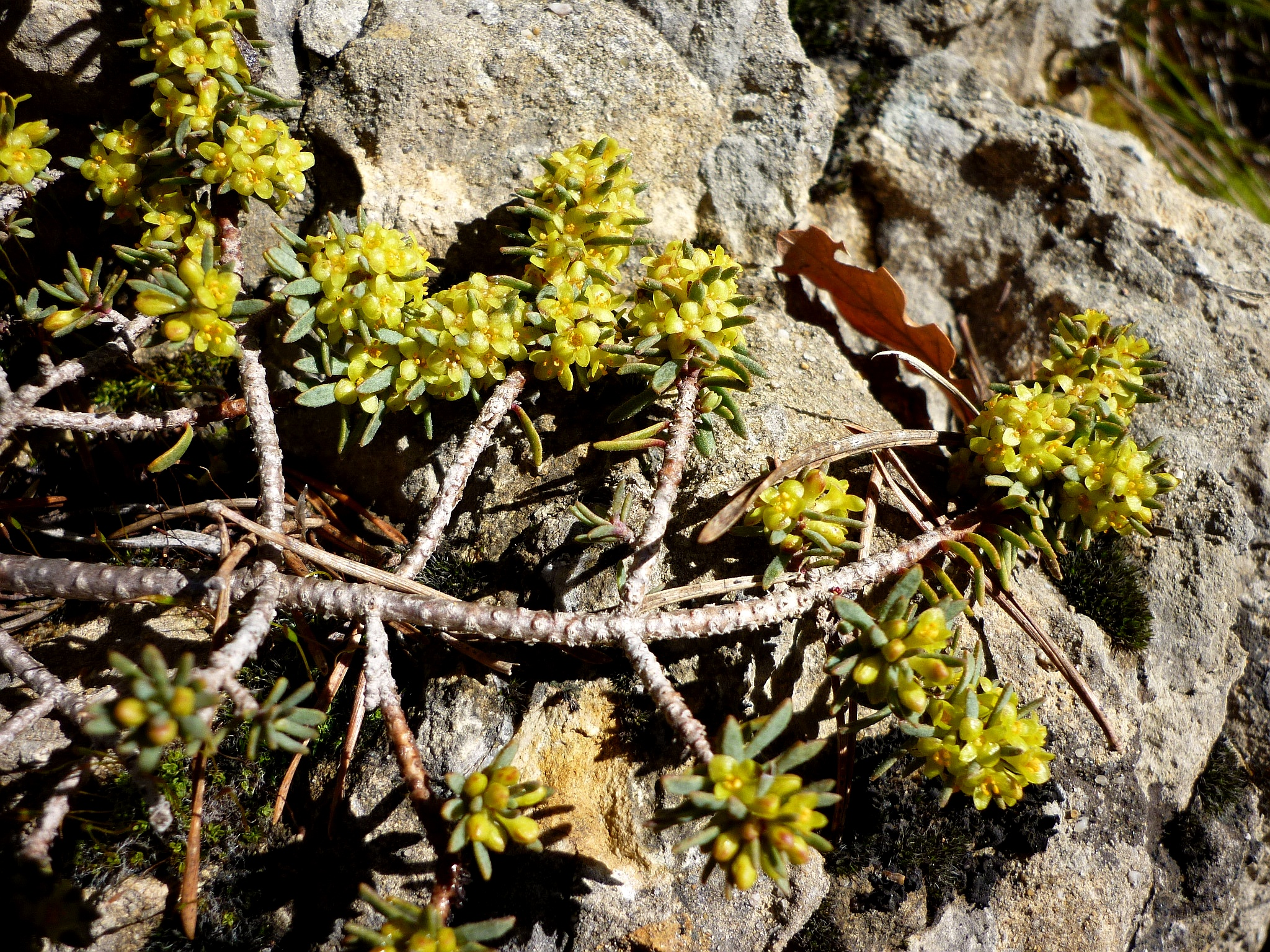
Thymelaea dioica. A Castellar del Riu, Berguedà

- Thesium humifusum DC. (Santalàcies)
- Thesium humile Vahl (Santalàcies)
- Thesium pyrenaicum Pourr. (Santalàcies)
- Thlaspi arvense L. (brassicàcies)
- Thlaspi caerulescens J. et C. Presl (brassicàcies)
- Thlaspi perfoliatum L. (brassicàcies)
- Thymelaea calycina (Lap.) Meissn. in DC. (timeleàcies)
- Thymelaea dioica (Gouan) All. (timeleàcies)

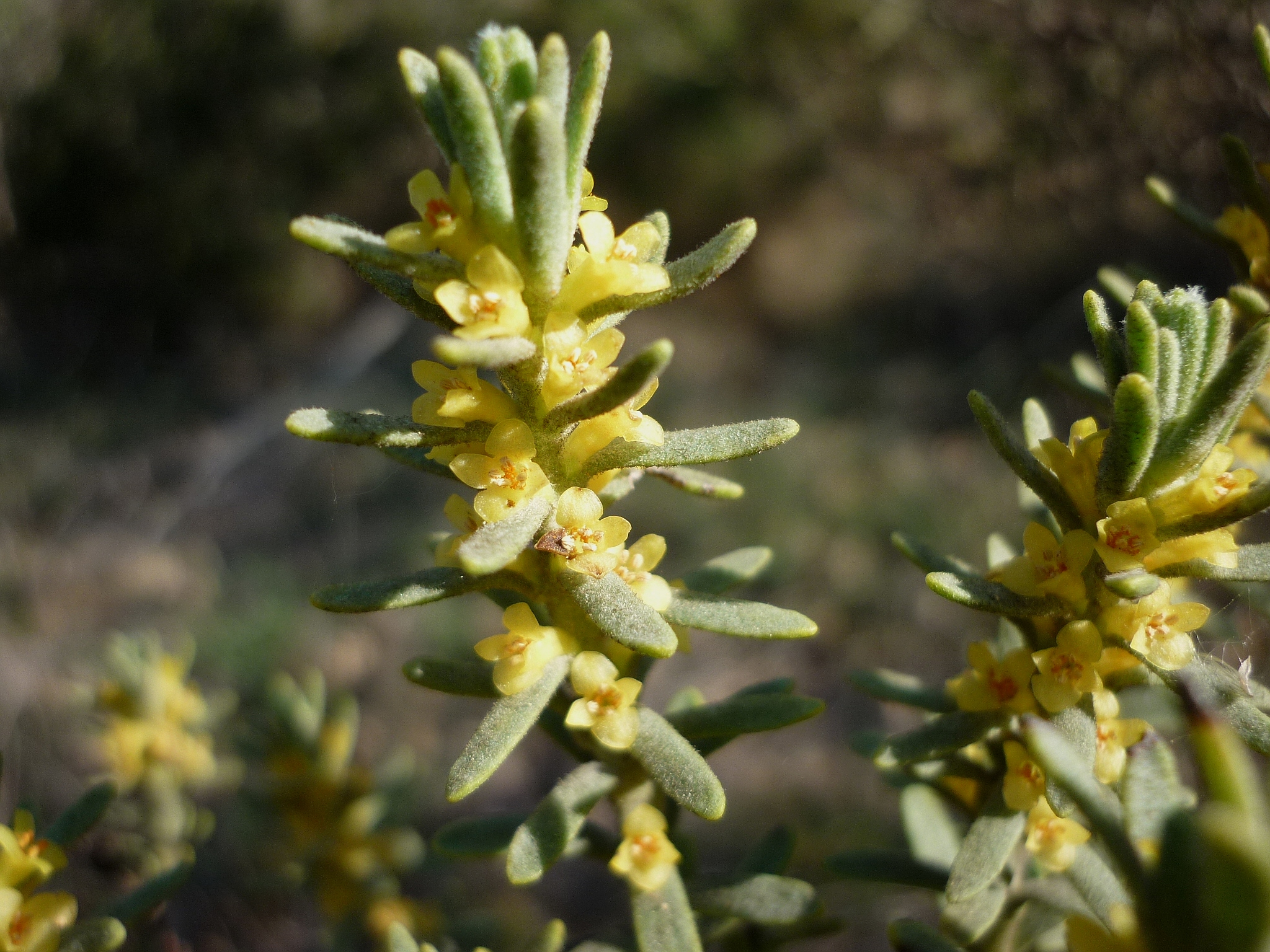
Thymelaea tinctoria. A Torà, Segarra

- Thymelaea hirsuta (L.) Endl. (timeleàcies)
- Thymelaea passerina (L.) Coss. et Germ. (timeleàcies)
- Thymelaea pubescens (L.) Meissn. in DC. (timeleàcies)
- Thymelaea sanamunda All. (timeleàcies)
- Thymelaea tinctoria (Pourr.) Endl. (timeleàcies)
- Thymus serpylloides Bory (labiades)
- Thymus serpyllum L. (labiades)
- Thymus vulgaris L. (labiades)

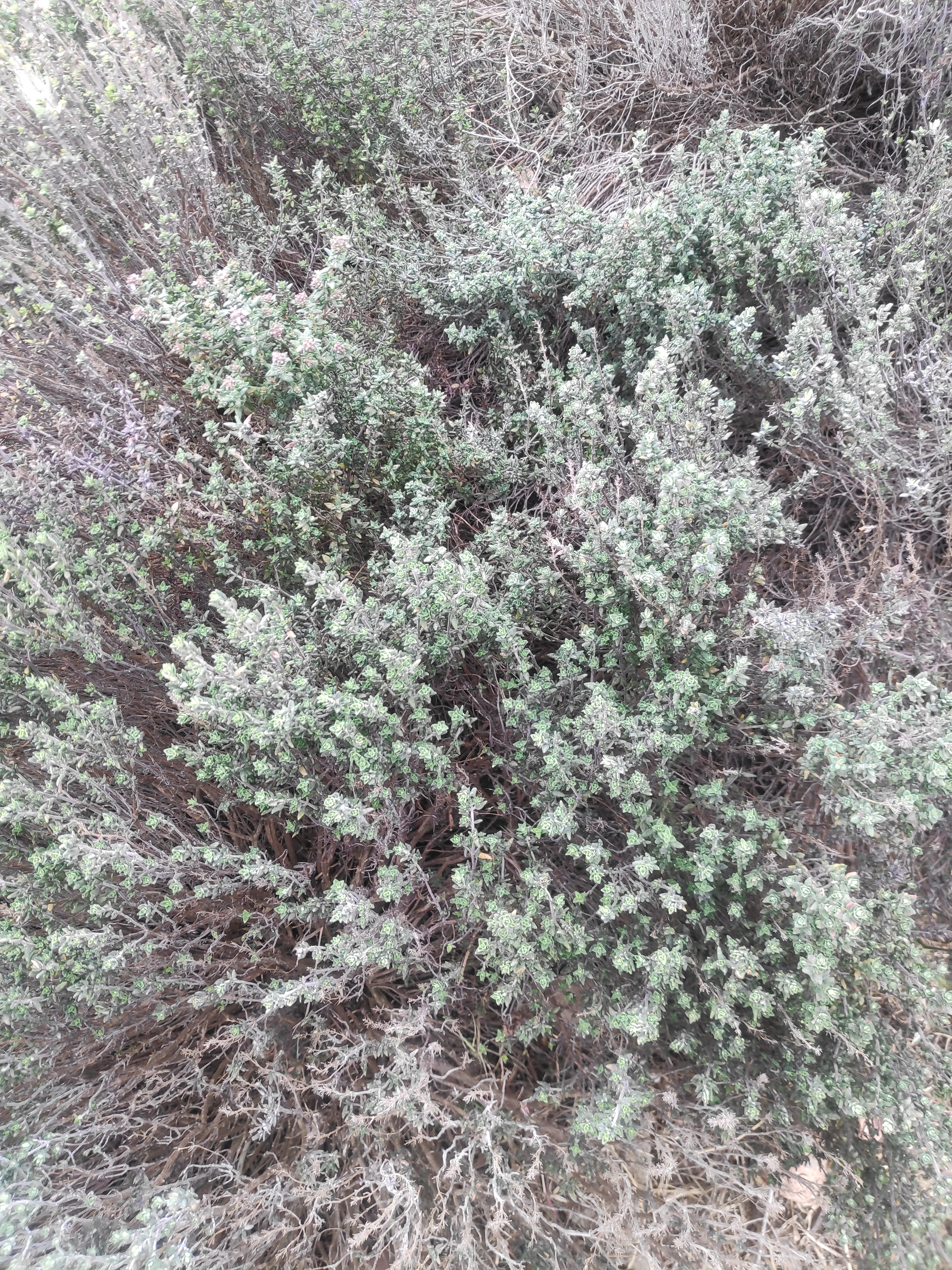
Thymus vulgaris L. (labiades) a Montblanc (Conca de Barberà)

- Thymus willkommii Ronniger (labiades)

- Thymus zygis L. (labiades)
- Tilia cordata Mill. (Tiliàcies)

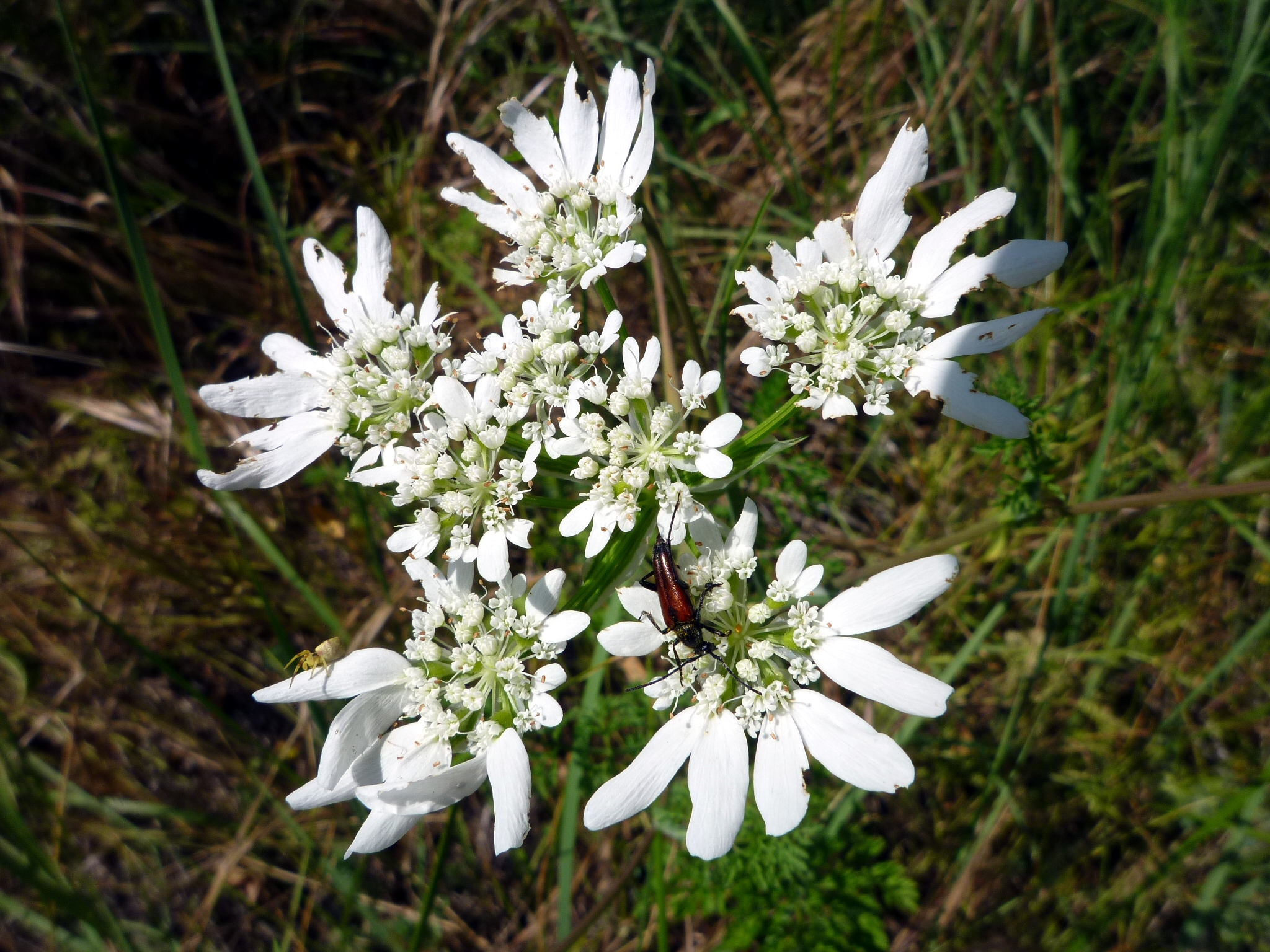
Torilis arvensis. A Torà, Segarra

- Tilia platyphyllos Scop. (Tiliàcies)
- Tofieldia calyculata (L.) Wahlenb. (liliàcies)
- Tolpis barbata (L.) Gaertn. (asteràcies)
- Tordylium maximum L. (umbel·líferes)
- Torilis arvensis (Huds.) Link (umbel·líferes)
- Torilis japonica (Houtt.) DC. (umbel·líferes)
- Torilis leptophylla (L.) Reichenb. f. (umbel·líferes)
- Torilis nodosa (L.) Gaertn. (umbel·líferes)
- Tozzia alpina L. (escrofulariàcies)

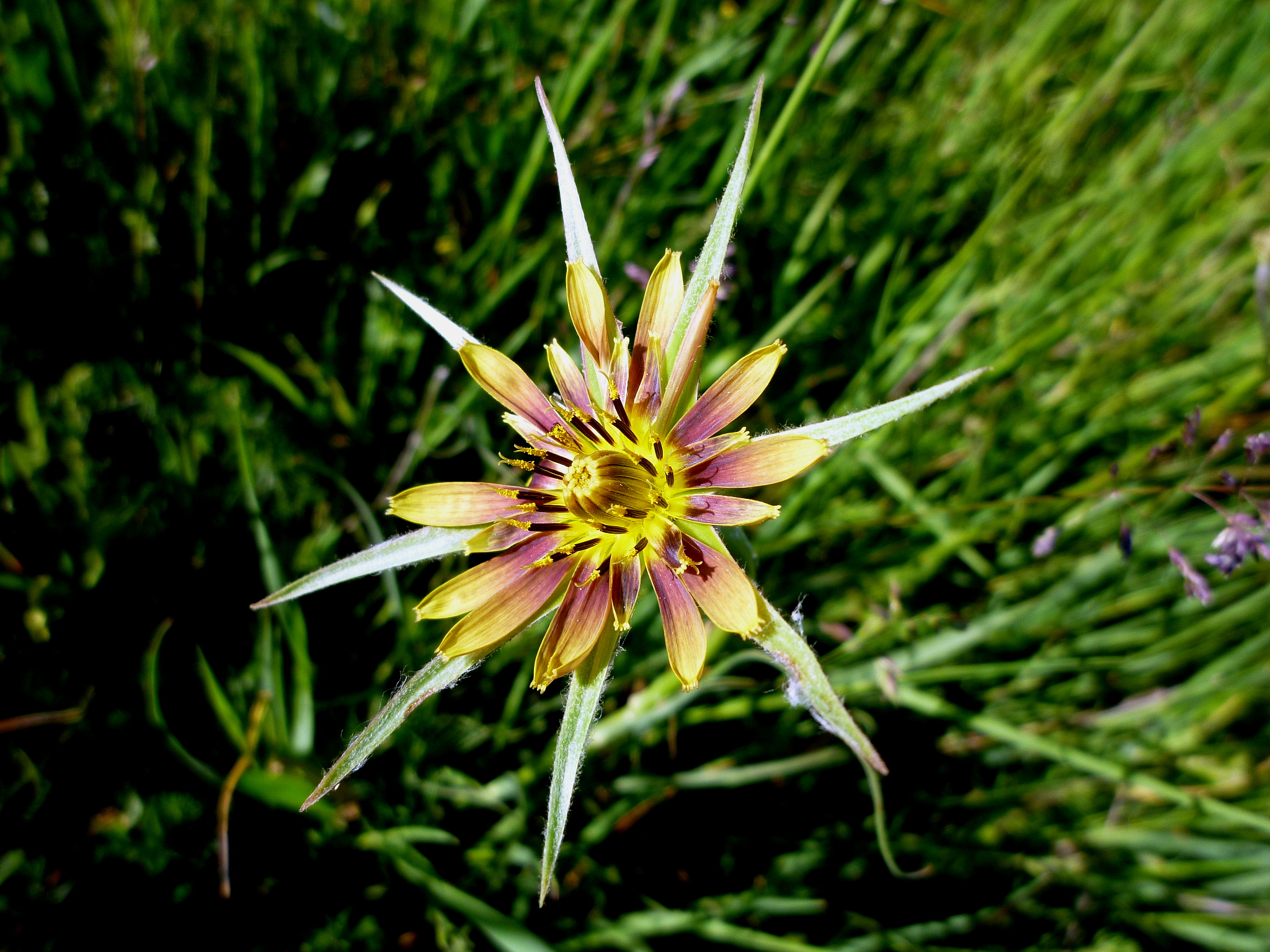
Tragopogon porrifolius. Muntanya d'Alinyà (Alt Urgell)

- Trachelium caeruleum L. (campanulàcies)
- Tragopogon crocifolius L. (asteràcies)
- Tragopogon dubius Scop. (asteràcies)
- Tragopogon porrifolius L. (asteràcies)
- Tragopogon pratensis L. (asteràcies)
- Tragus racemosus (L.) All. (poàcies)

- Trapa natans L. (Trapàcies)

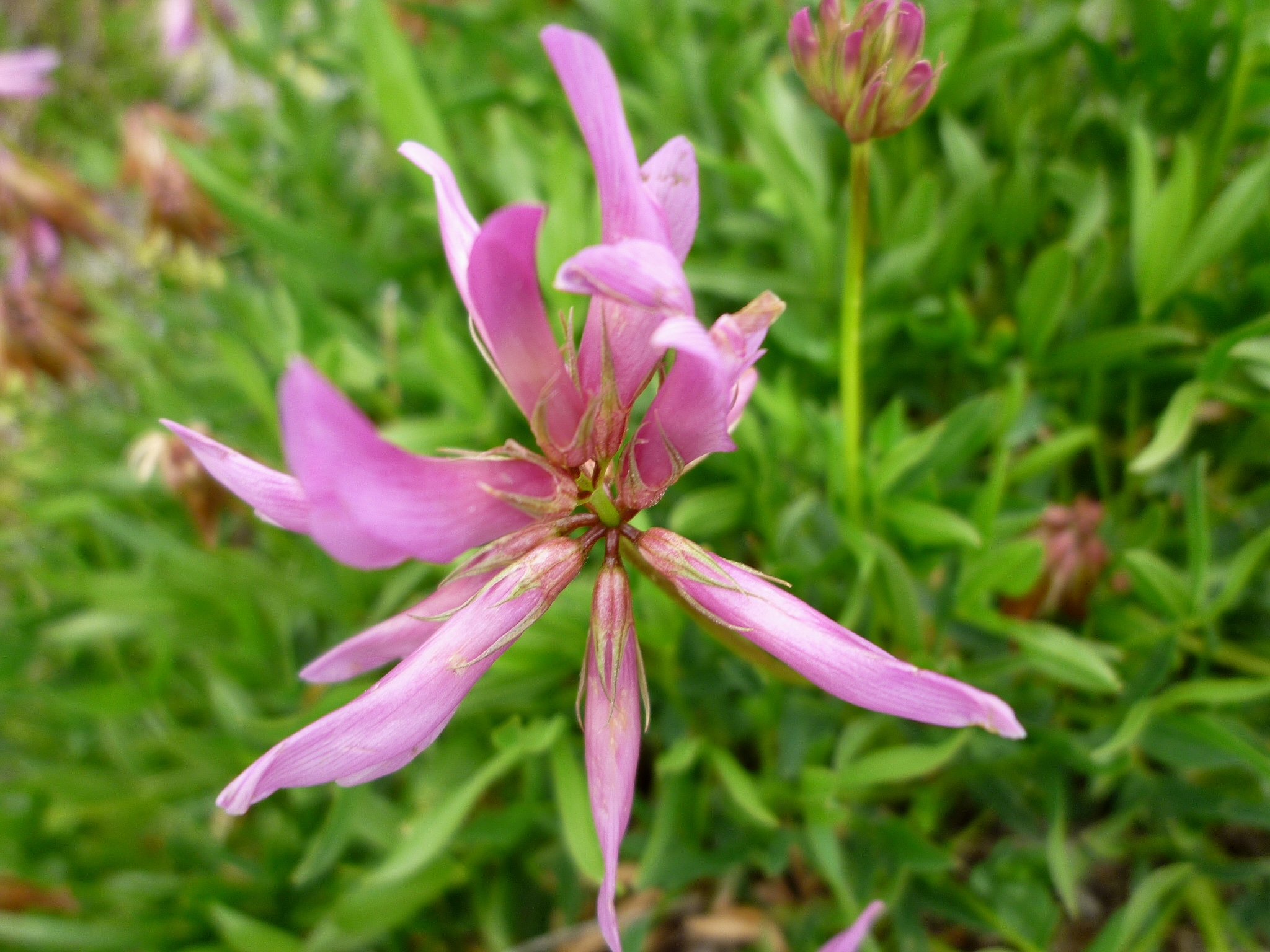
Trifolium alpinum. A Cabdella, Pallars Jussà

- Tribulus terrestris L. (zigofil·làcies)
- Trifolium alpinum L. (fabàcies)
- Trifolium angustifolium L. (fabàcies)
- Trifolium arvense L. (fabàcies)
- Trifolium aureum Pollich (fabàcies)
- Trifolium badium Schreb. in Sturm (fabàcies)
- Trifolium bocconei Savi (fabàcies)
- Trifolium campestre Schreb. in Sturm (fabàcies)

- Trifolium cherleri L. (fabàcies)

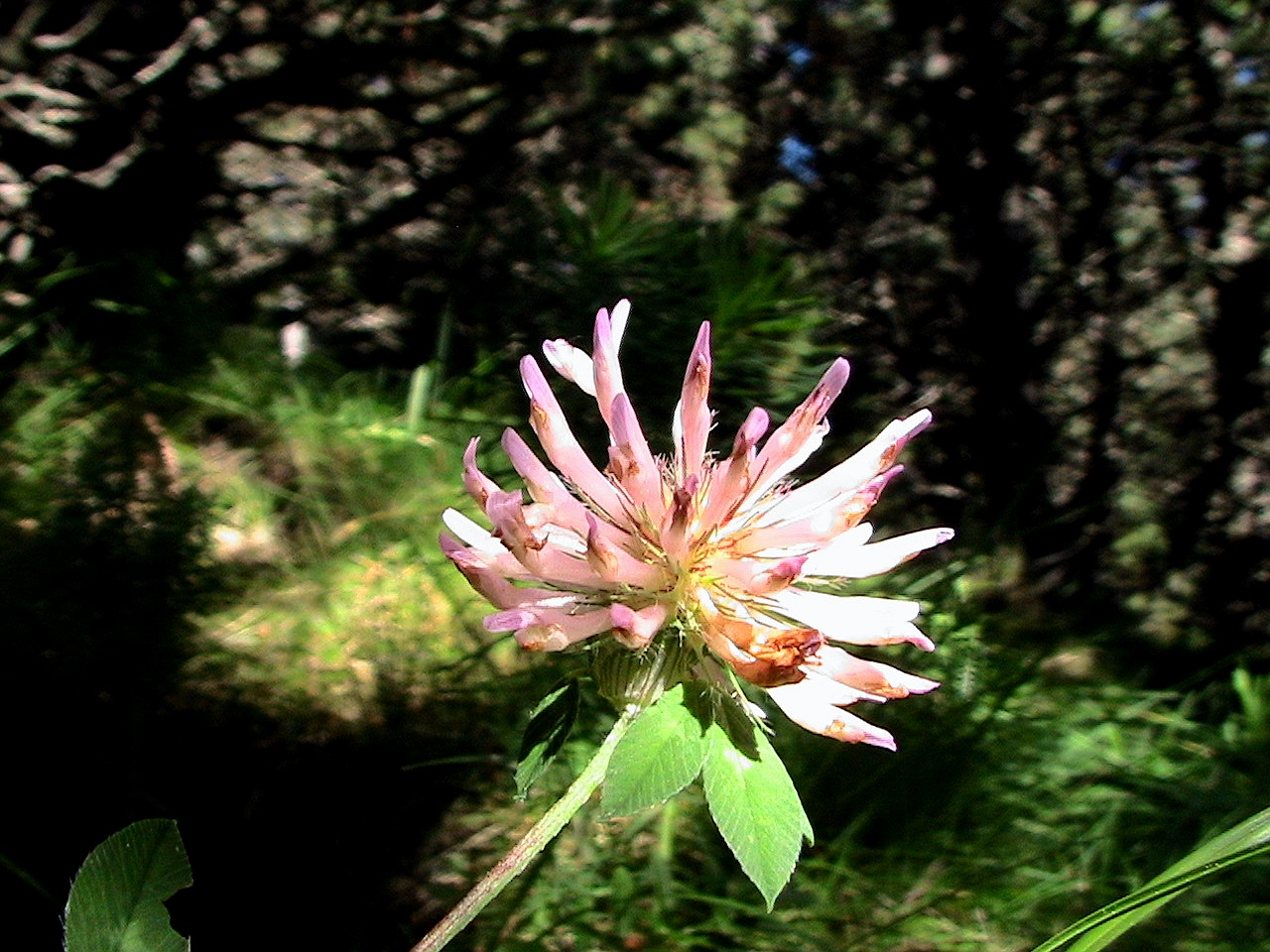
Trifolium fragiferum. A la Coma i la Pedra, Solsonès

- Trifolium diffusum Ehrh. (fabàcies)
- Trifolium dubium Sibth. (fabàcies)
- Trifolium fragiferum L. (fabàcies)
- Trifolium glomeratum L. (fabàcies)
- Trifolium hirtum All. (fabàcies)
- Trifolium hybridum L. (fabàcies)
- Trifolium incarnatum L. (fabàcies)

- Trifolium lappaceum L. (fabàcies)

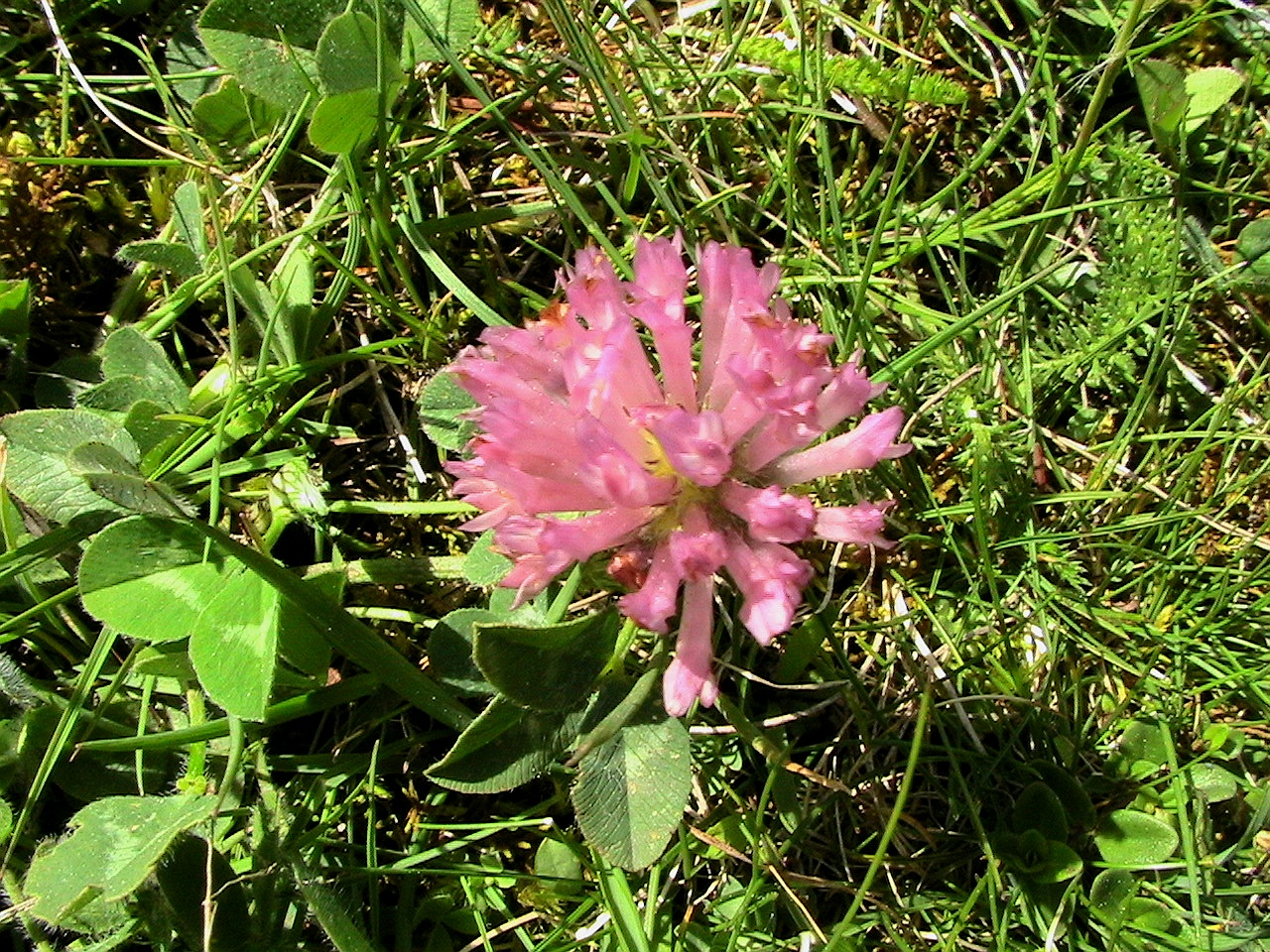
Trifolium pratense. A Guixers, Solsonès

- Trifolium ligusticum Balb. ex Loisel. (fabàcies)
- Trifolium medium L. (fabàcies)
- Trifolium micranthum Viv. (fabàcies)
- Trifolium montanum L. (fabàcies)
- Trifolium nigrescens Viv. (fabàcies)
- Trifolium obscurum Savi (fabàcies)
- Trifolium ochroleucon Huds. (fabàcies)
- Trifolium ornithopodioides L. (fabàcies)
- Trifolium pallescens Schreb. in Sturm (fabàcies)
- Trifolium patens Schreb. in Sturm (fabàcies)
- Trifolium pratense L. (fabàcies)
- Trifolium repens L. (fabàcies)
- Trifolium resupinatum L. (fabàcies)
- Trifolium retusum L. (fabàcies)
- Trifolium rubens L. (fabàcies)
- Trifolium scabrum L. (fabàcies)
- Trifolium spadiceum L. (fabàcies)
- Trifolium spumosum L. (fabàcies)
- Trifolium squamosum L. (fabàcies)
- Trifolium stellatum L. (fabàcies)
- Trifolium striatum L. (fabàcies)
- Trifolium strictum L. (fabàcies)
- Trifolium subterraneum L. (fabàcies)
- Trifolium suffocatum L. (fabàcies)
- Trifolium sylvaticum Gérard ex Loisel. in Desv. (fabàcies)
- Trifolium thalii Vill. (fabàcies)
- Trifolium tomentosum L. (fabàcies)
- Triglochin bulbosum L. (Juncaginàcies)
- Triglochin maritimum L. (Juncaginàcies)
- Triglochin palustre L. (Juncaginàcies)
- Trigonella foenum-graecum L. (fabàcies)
- Trigonella gladiata Bieb. (fabàcies)

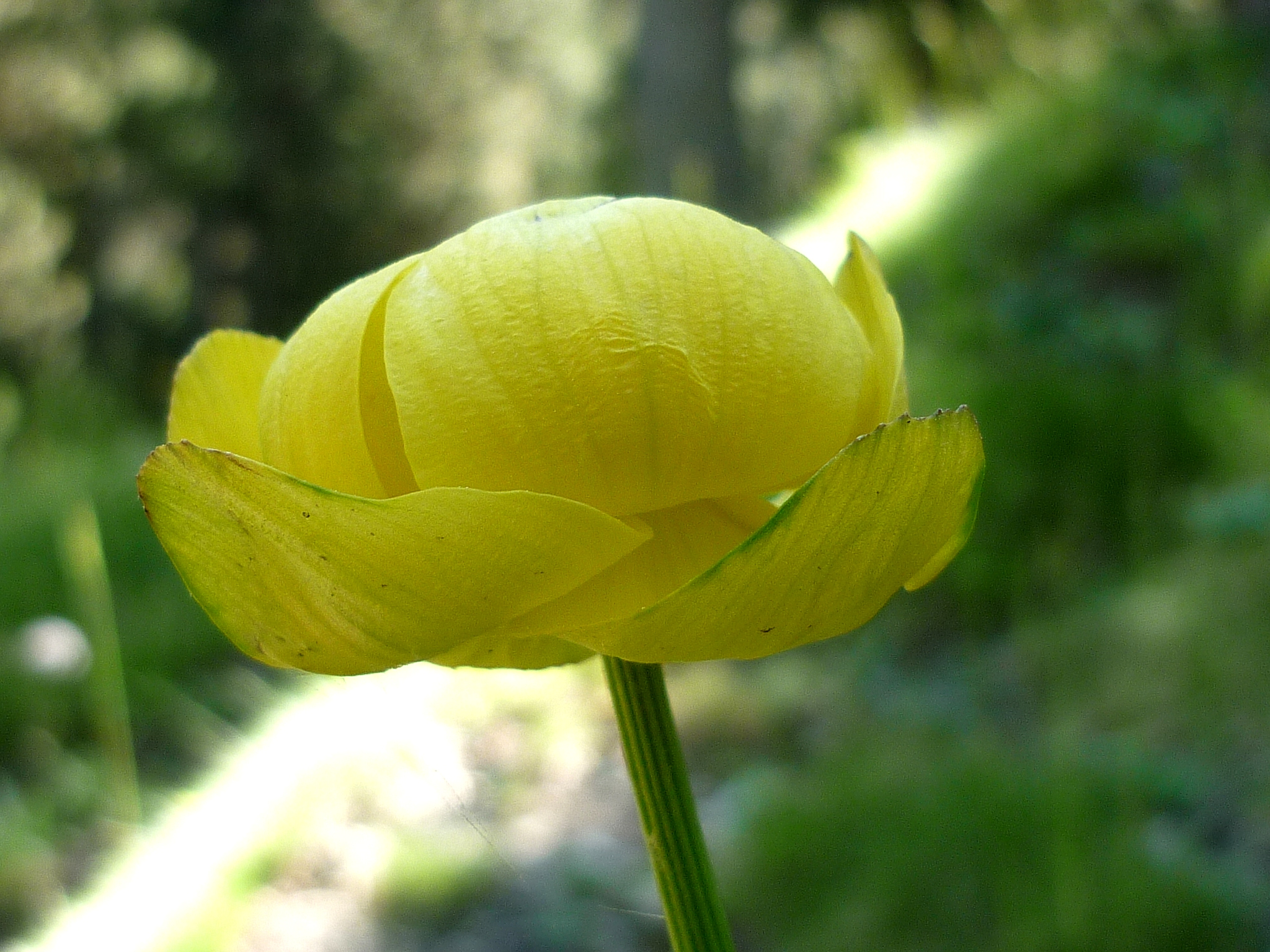
Trollius europaeus. Al Cadinell, Josa i Tuixén

- Trigonella monspeliaca L. (fabàcies)
- Trigonella polyceratia L. (fabàcies)
- Trinia glauca (L.) Dumort (umbel·líferes)
- Trisetum flavescens (L.) Beauv. (poàcies)
- Trisetum loeflingianum (L.) C. Presl (poàcies)
- Trisetum paniceum (Lam.) Pers. (poàcies)
- Trisetum spicatum (L.) K. Richt. (poàcies)
- Tritonia xcrocosmiflora (Lemoine) Nicholson (iridàcies)

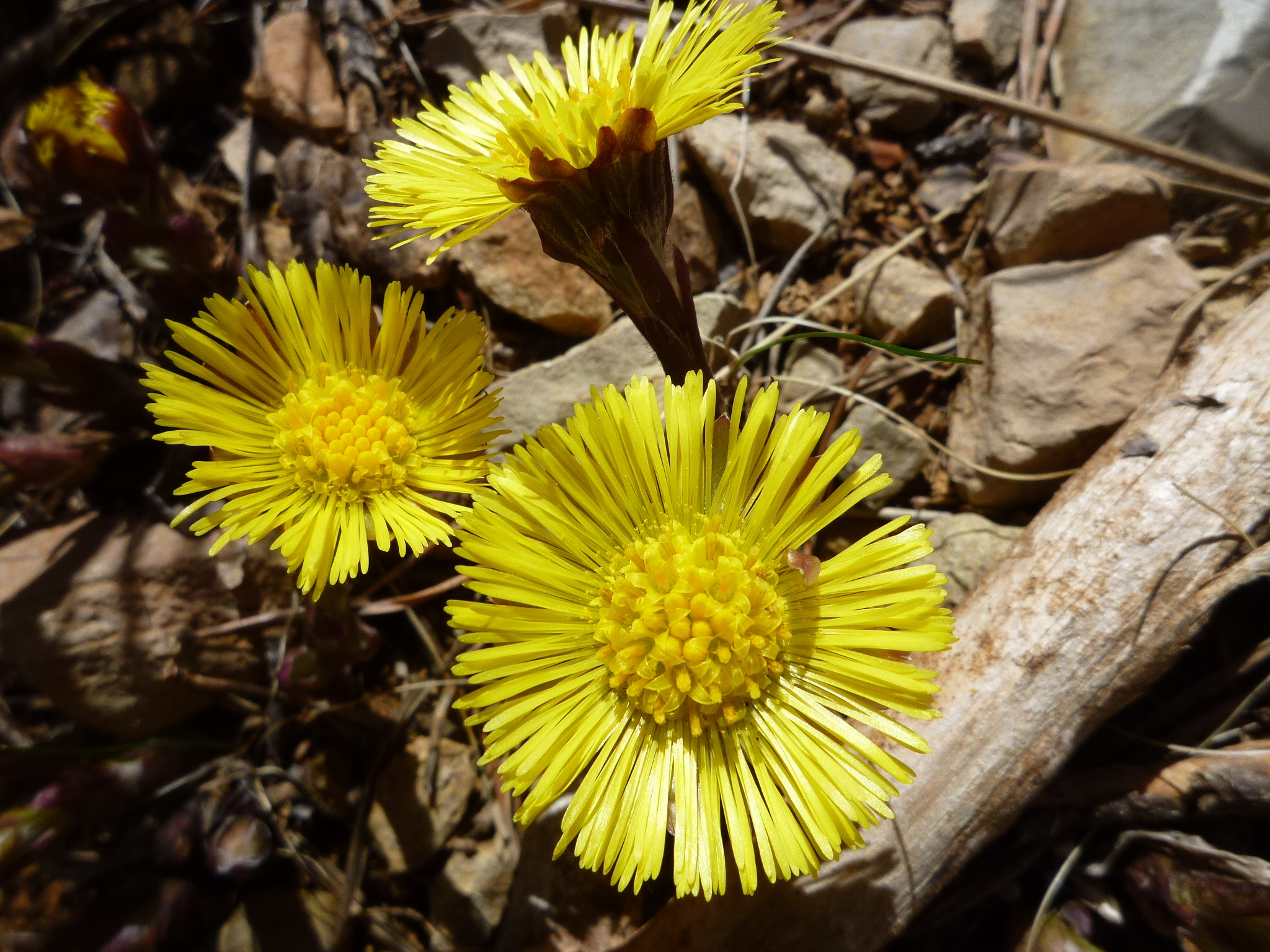
Tussilago farfara a la Coma i la Pedra (el Solsonès)

- Trollius europaeus L. (ranunculàcies)
- Tulipa sylvestris L. (liliàcies)
- Turgenia latifolia (L.) Hoffm. (umbel·líferes)
- Tussilago farfara L. (asteràcies)
- Typha angustifolia L. (tifàcies)
- Typha latifolia L. (tifàcies)
- Typha laxmannii Lepechin (tifàcies)
- Typha shuttleworthii Koch et Sonder (tifàcies)
- Tyrimnus leucographus (L.) Cass. (asteràcies)

## U
| Índex: A B C D E F G H I J K L M N O P Q R S T U V W X Y Z — Especials Inici — vegeu també — enllaços externs |

- Ulex europaeus L. (fabàcies)

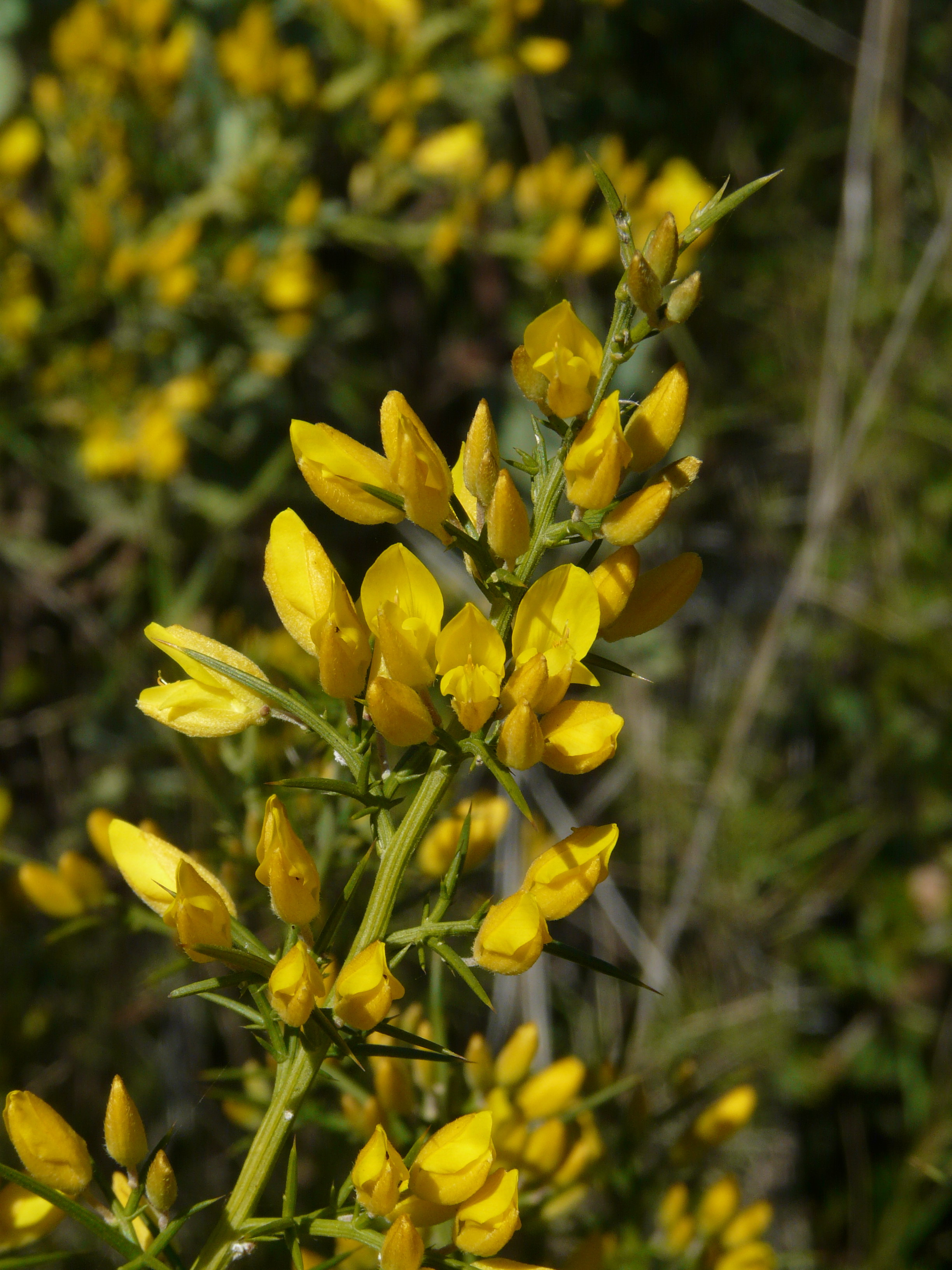
Ulex parviflorus a Collserola (Barcelonès)

- Ulex parviflorus Pourr. (fabàcies)
- Ulmus glabra Huds. (ulmàcies)
- Ulmus minor Mill. (ulmàcies)
- Umbilicus rupestris (Salisb.) Dandy (crassulàcies)
- Urginea maritima (L.) Baker (liliàcies)
- Urospermum dalechampii (L.) Scop. ex F. W. Schmidt (asteràcies)
- Urospermum picroides (L.) Scop. ex F. W. Schmidt (asteràcies)
- Urtica dioica L. (urticàcies)
- Urtica membranacea Poiret in Lam. (urticàcies)
- Urtica pilulifera L. (urticàcies)
- Urtica urens L. (urticàcies)
- Utricularia minor L. (lentibulariàcies)
- Utricularia vulgaris L. (lentibulariàcies)

## V
| Índex: A B C D E F G H I J K L M N O P Q R S T U V W X Y Z — Especials Inici — vegeu també — enllaços externs |

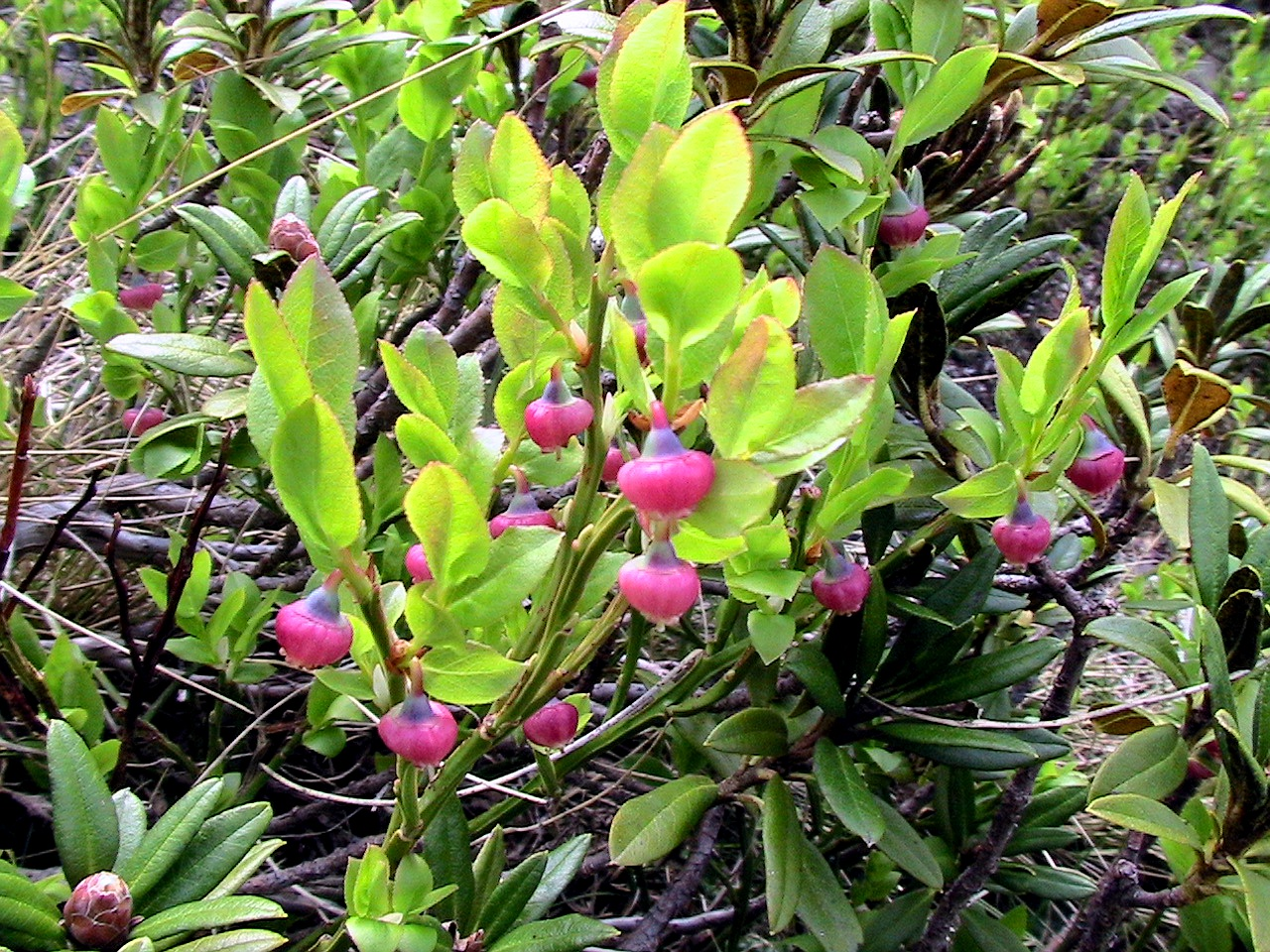
Vaccinium myrtillus a Estany Gento (Pallars Jussà)

- Vaccaria hispanica (Mill.) Rauschert (cariofil·làcies)
- Vaccinium myrtillus L. (ericàcies)
- Vaccinium uliginosum L. (ericàcies)
- Vaccinium vitis-idaea L. (ericàcies)
- Valantia hispida L. (rubiàcies)
- Valantia muralis L. (rubiàcies)
- Valeriana apula Pourr. (caprifoliàcies)

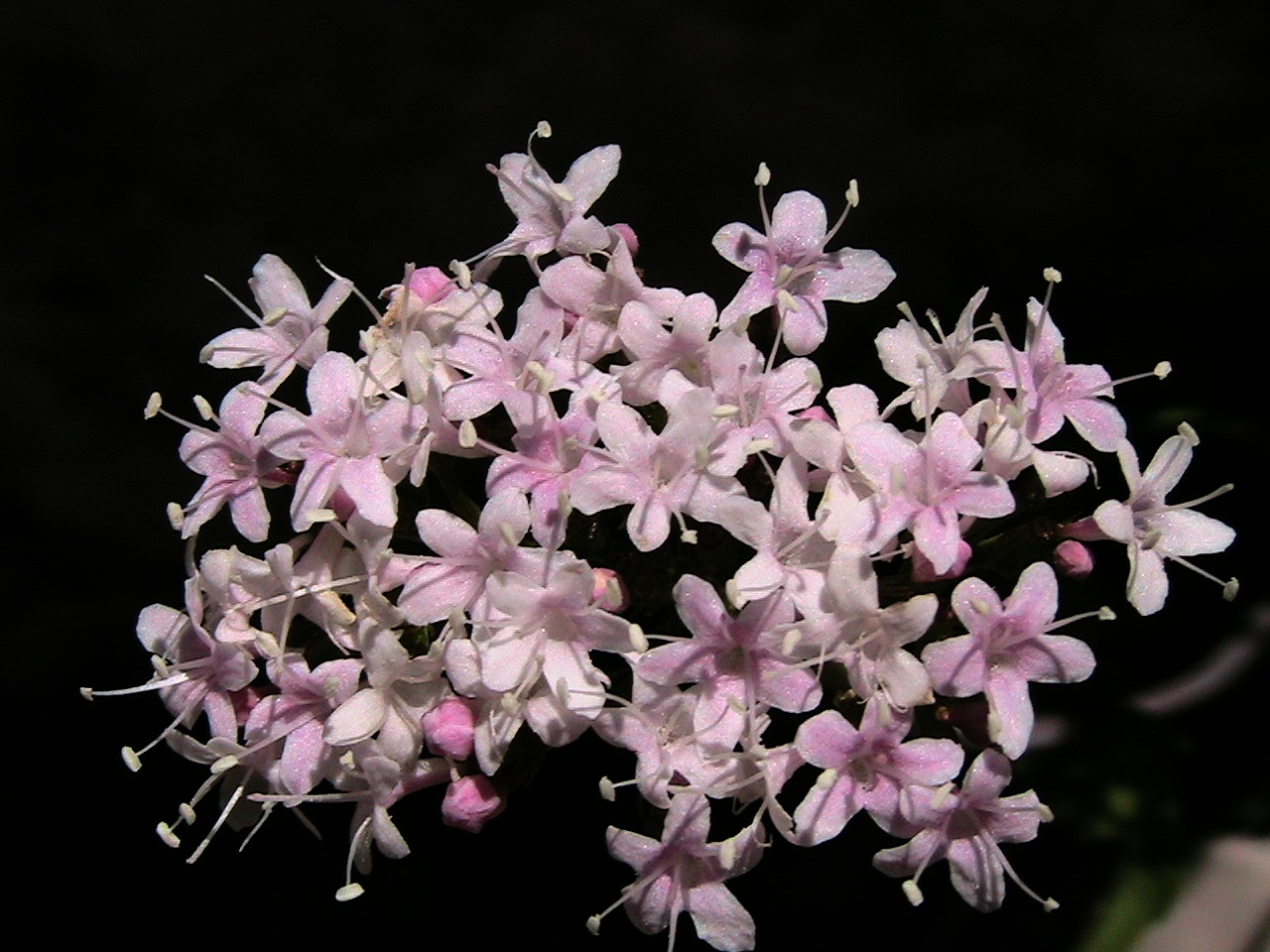
Valeriana montana a Odèn (Solsonès)

- Valeriana dioica L. (caprifoliàcies)
- Valeriana longiflora Willk. (caprifoliàcies)
- Valeriana montana L. (caprifoliàcies)
- Valeriana officinalis L. (caprifoliàcies)
- Valeriana pyrenaica L. (caprifoliàcies)
- Valeriana tuberosa L. (caprifoliàcies)

- Valerianella carinata Loisel. (caprifoliàcies)
- Valerianella coronata (L.) DC. (caprifoliàcies)
- Valerianella dentata (L.) Pollich (caprifoliàcies)
- Valerianella discoidea (L.) Loisel. (caprifoliàcies)
- Valerianella echinata (L.) DC. in Lam. et DC. (caprifoliàcies)
- Valerianella eriocarpa Desv. (caprifoliàcies)
- Valerianella locusta (L.) Laterrade (caprifoliàcies)
- Valerianella microcarpa Loisel. (caprifoliàcies)
- Valerianella multidentata Loscos et Pardo (caprifoliàcies)
- Valerianella pumila (L.) DC. in Lam. et DC. (caprifoliàcies)
- Valerianella rimosa Bast. in Desv. (caprifoliàcies)
- Velezia rigida L. (cariofil·làcies)
- Ventenata dubia (Leers) Coss. (poàcies)
- Veratrum album L. (liliàcies)
- Verbascum blattaria L. (escrofulariàcies)
- Verbascum boerhavii L. (escrofulariàcies)
- Verbascum chaixii Vill. (escrofulariàcies)
- Verbascum lychnitis L. (escrofulariàcies)
- Verbascum nigrum L. (escrofulariàcies)

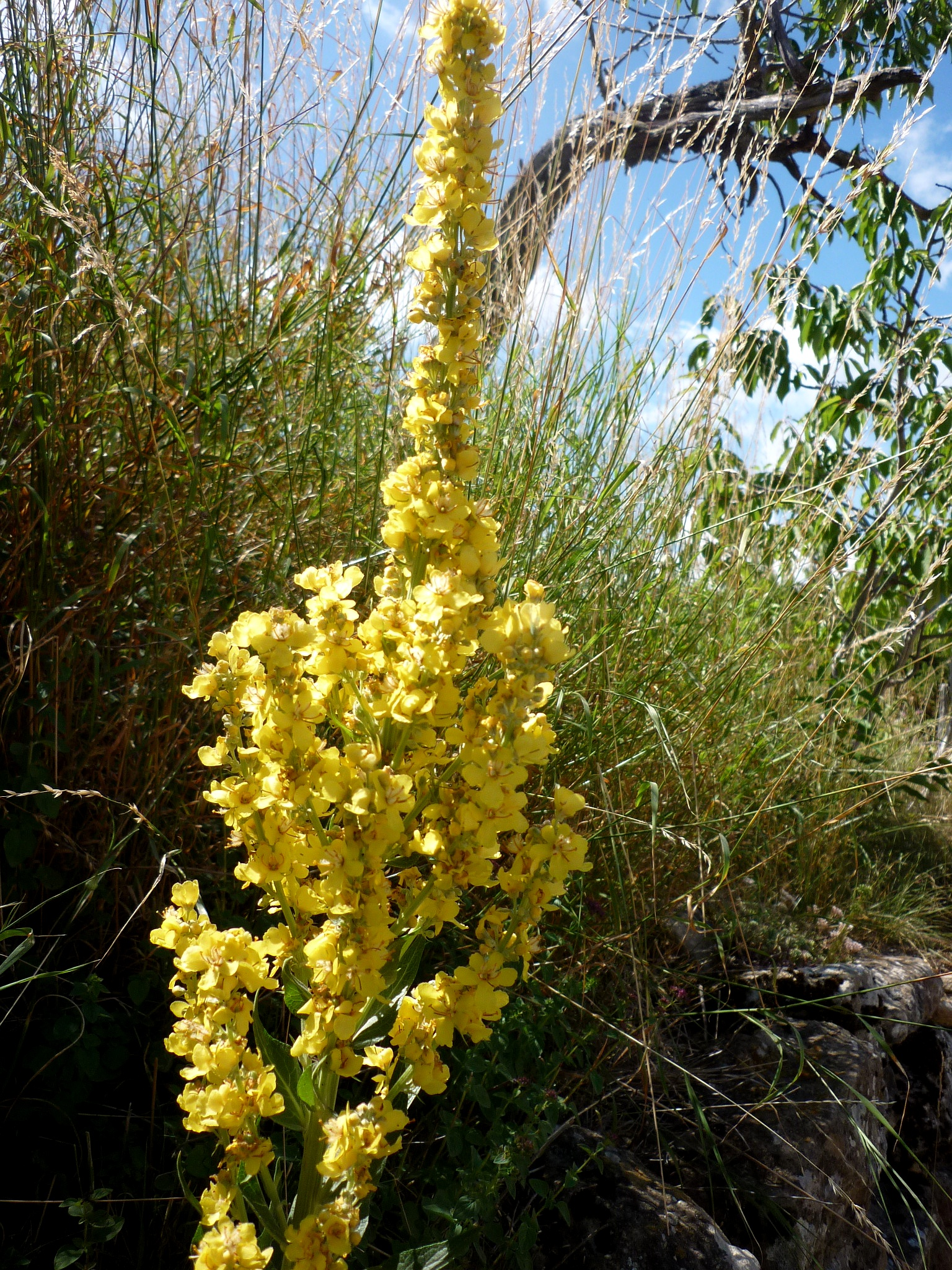
Verbascum pulvurulentum a Busa (Solsonès)

- Verbascum pulverulentum Vill. (escrofulariàcies)
- Verbascum rotundifolium Ten. (escrofulariàcies)
- Verbascum sinuatum L. (escrofulariàcies)
- Verbascum thapsus L. (escrofulariàcies)
- Verbascum virgatum Stokes in With. (escrofulariàcies)

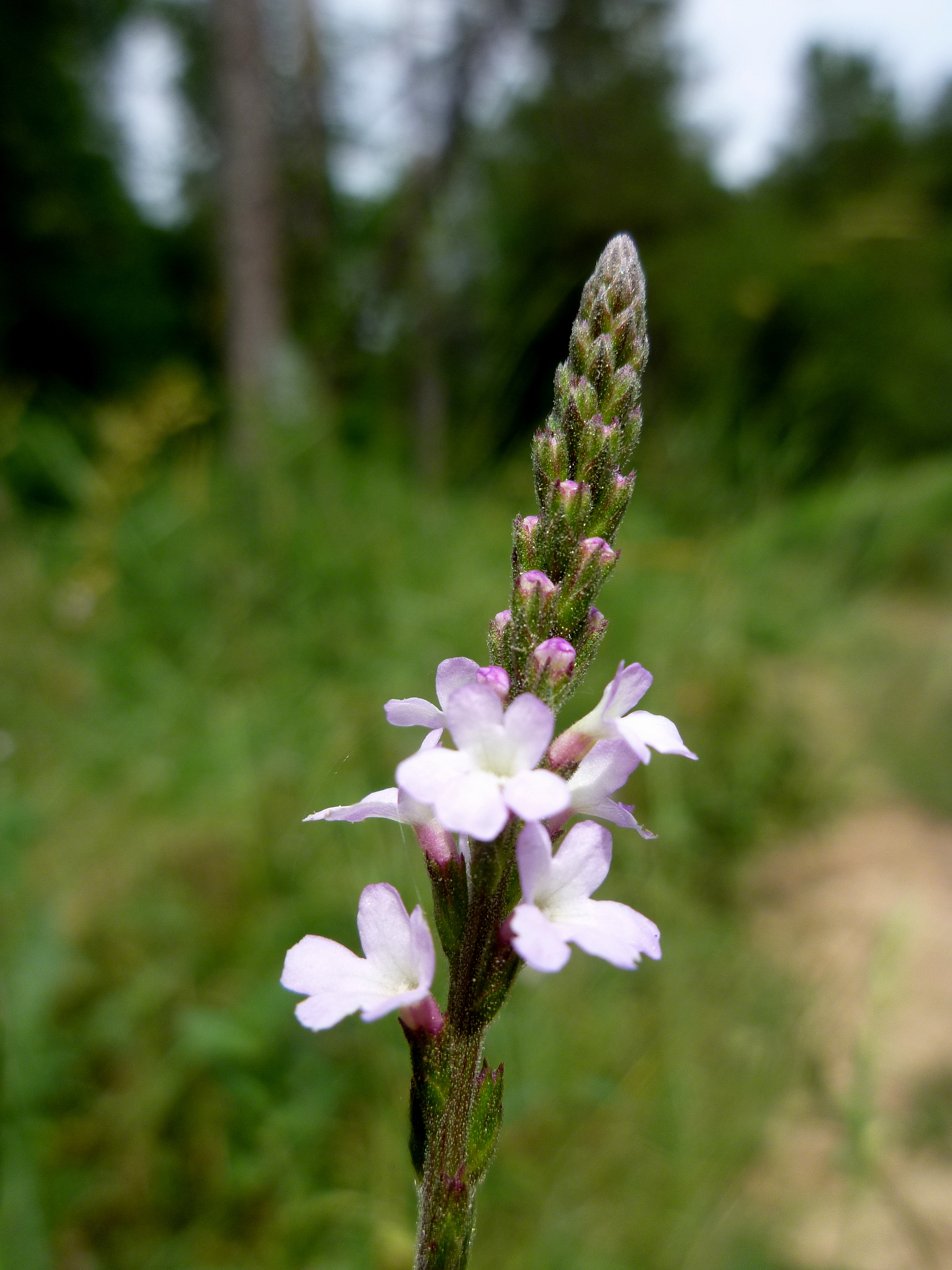
Verbena officinalis a Torà (Segarra)

- Verbena officinalis L. (Verbenàcies)
- Verbena supina L. (Verbenàcies)
- Veronica acinifolia L. (escrofulariàcies)
- Veronica agrestis L. (escrofulariàcies)
- Veronica alpina L. (escrofulariàcies)
- Veronica anagallis-aquatica L. (escrofulariàcies)
- Veronica aphylla L. (escrofulariàcies)
- Veronica aragonensis Stroh (escrofulariàcies)
- Veronica arvensis L. (escrofulariàcies)

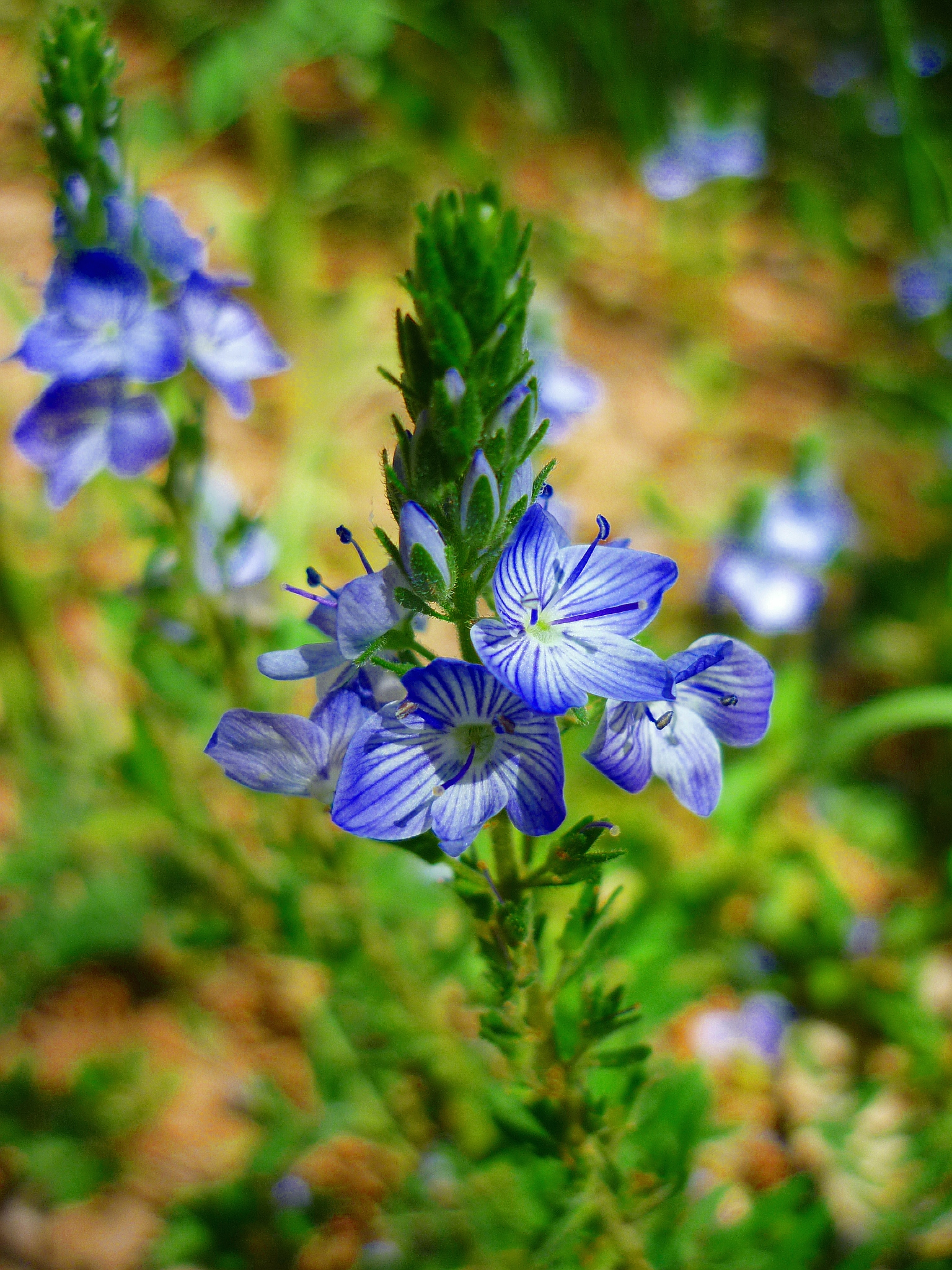
Veronica austriaca a Torà (Segarra)

- Veronica austriaca L. (escrofulariàcies)
- Veronica beccabunga L. (escrofulariàcies)
- Veronica bellidioides L. (escrofulariàcies)
- Veronica chamaedrys L. (escrofulariàcies)
- Veronica dillenii Crantz (escrofulariàcies)
- Veronica fruticulosa L. (escrofulariàcies)
- Veronica hederifolia L. (escrofulariàcies)
- Veronica montana L. (escrofulariàcies)
- Veronica nummularia Gouan (escrofulariàcies)
- Veronica officinalis L. (escrofulariàcies)
- Veronica peregrina L. (escrofulariàcies)
- Veronica persica Poiret in Lam. (escrofulariàcies)

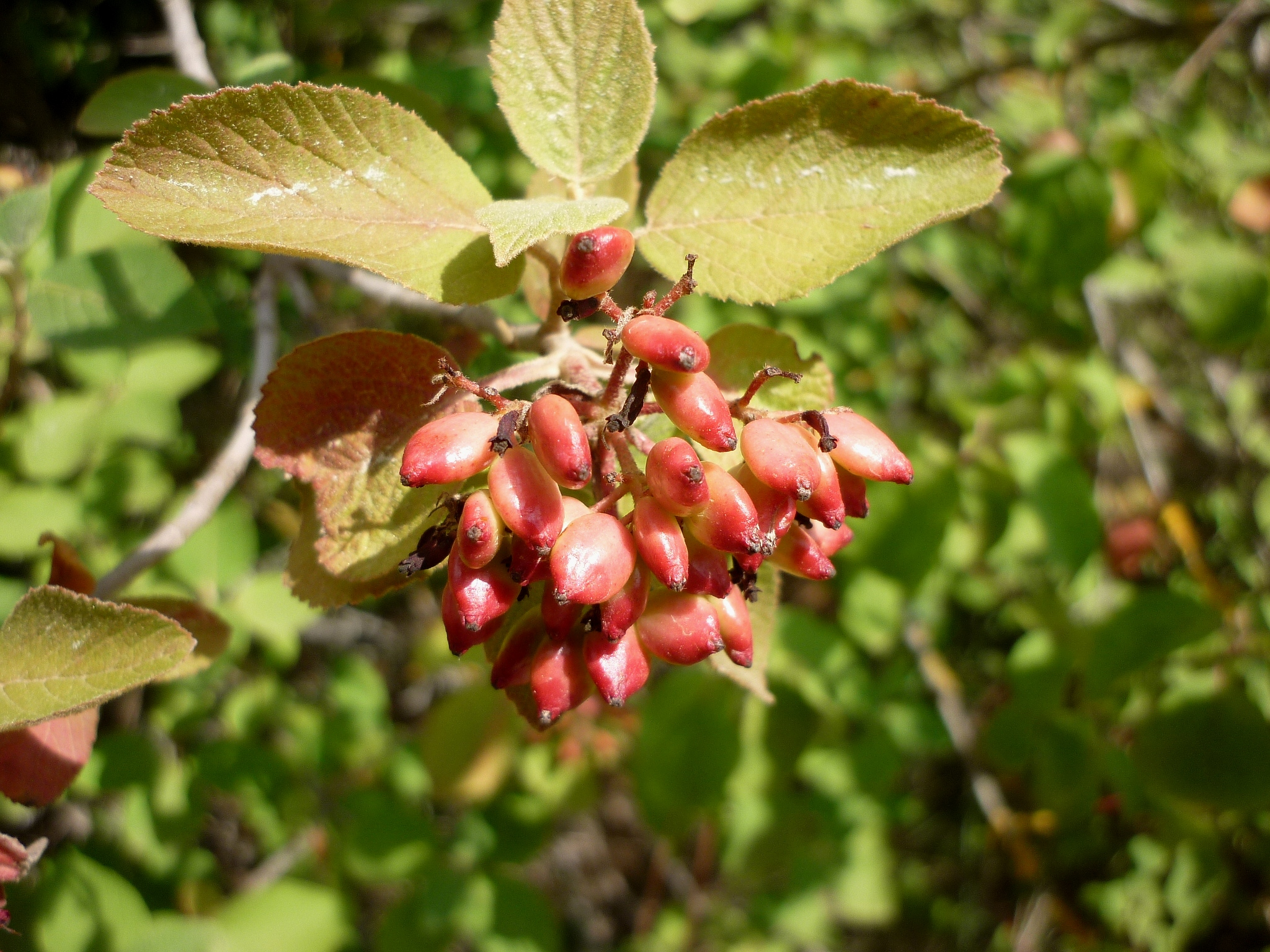
Viburnum lantana a Torà (Segarra)

- Veronica polita Fries (escrofulariàcies)
- Veronica ponae Gouan (escrofulariàcies)
- Veronica praecox All. (escrofulariàcies)
- Veronica scutellata L. (escrofulariàcies)
- Veronica serpyllifolia L. (escrofulariàcies)
- Veronica spicata L. (escrofulariàcies)
- Veronica triphyllos L. (escrofulariàcies)
- Veronica urticifolia Jacq. (escrofulariàcies)
- Veronica verna L. (escrofulariàcies)

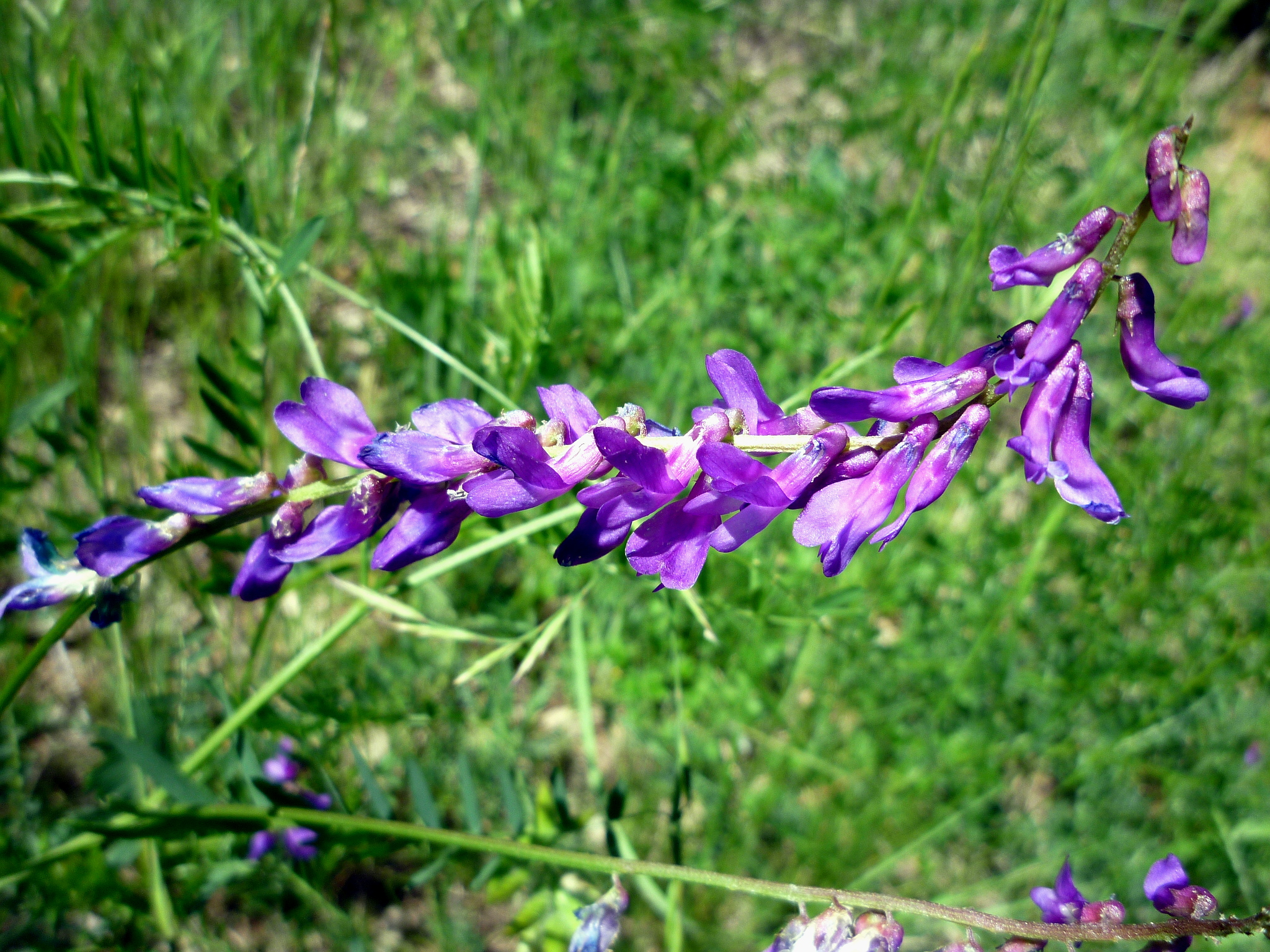
Vicia cracca a Torà (Segarra)

- Viburnum lantana L. (Caprifoliàcies)
- Viburnum opulus L. (Caprifoliàcies)
- Viburnum tinus L. (Caprifoliàcies)
- Vicia articulata Hornem. (fabàcies)
- Vicia benghalensis L. (fabàcies)
- Vicia bithynica (L.) L. (fabàcies)
- Vicia canescens Labill. (=Vicia argentea Lapeyr) (fabàcies)
- Vicia cracca L. (fabàcies)
- Vicia disperma DC. (fabàcies)
- Vicia ervilia (L.) Willd. (fabàcies)

- Vicia faba L. (fabàcies)

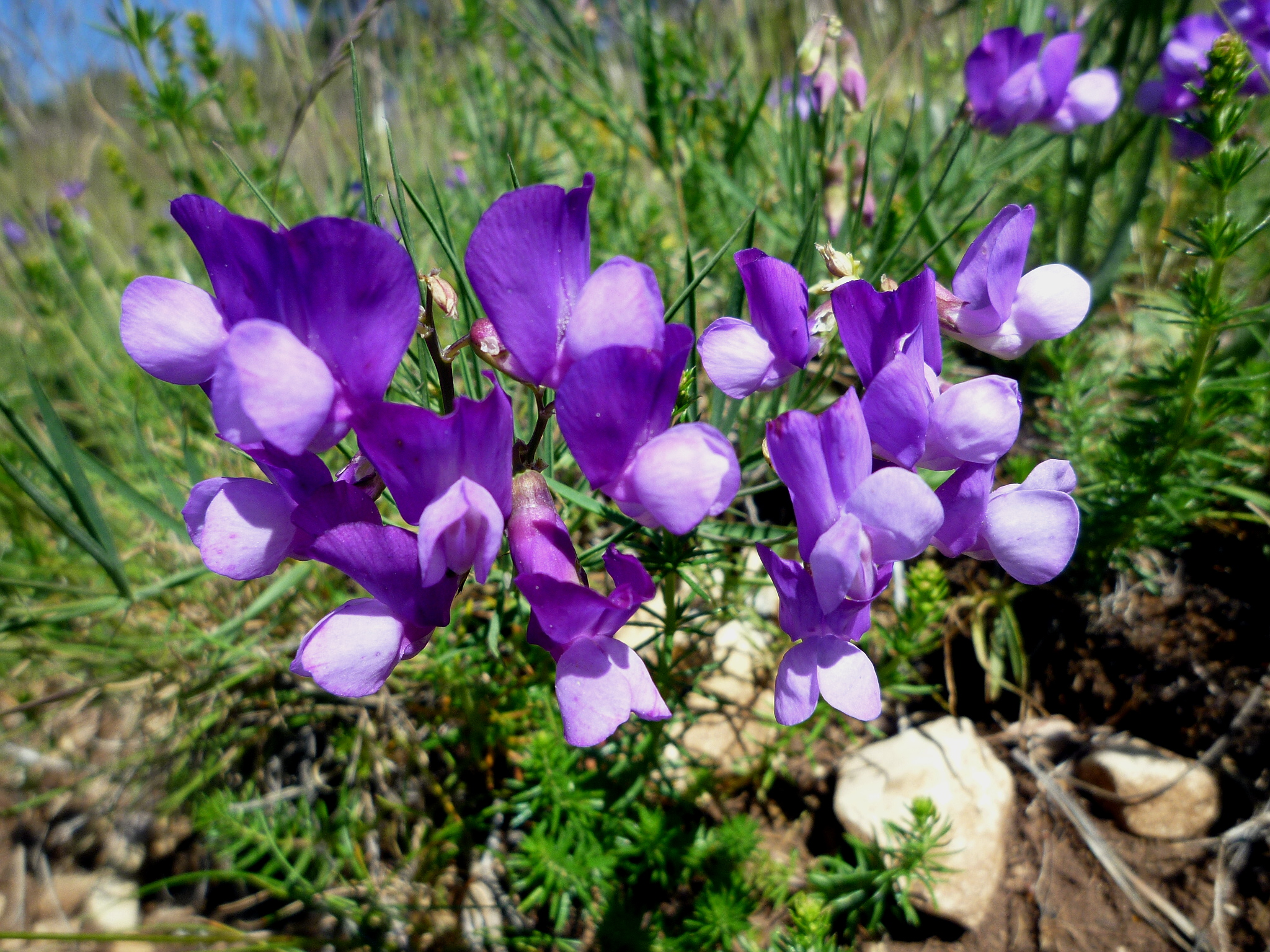
Vicia onobrychioides a Muntanya d'Alinyà (Alt Urgell)

- Vicia hirsuta (L.) S. F. Gray (fabàcies)
- Vicia hybrida L. (fabàcies)
- Vicia lathyroides L. (fabàcies)
- Vicia lutea L. (fabàcies)
- Vicia melanops Sibth. et Sm. (fabàcies)
- Vicia narbonensis L. (fabàcies)
- Vicia onobrychioides L. (fabàcies)
- Vicia orobus DC. in Lam. et DC. (fabàcies)

- Vicia pannonica Crantz (fabàcies)
- Vicia peregrina L. (fabàcies)
- Vicia pyrenaica Pourr. (fabàcies)
- Vicia sativa L. (fabàcies)
- Vicia sepium L. (fabàcies)

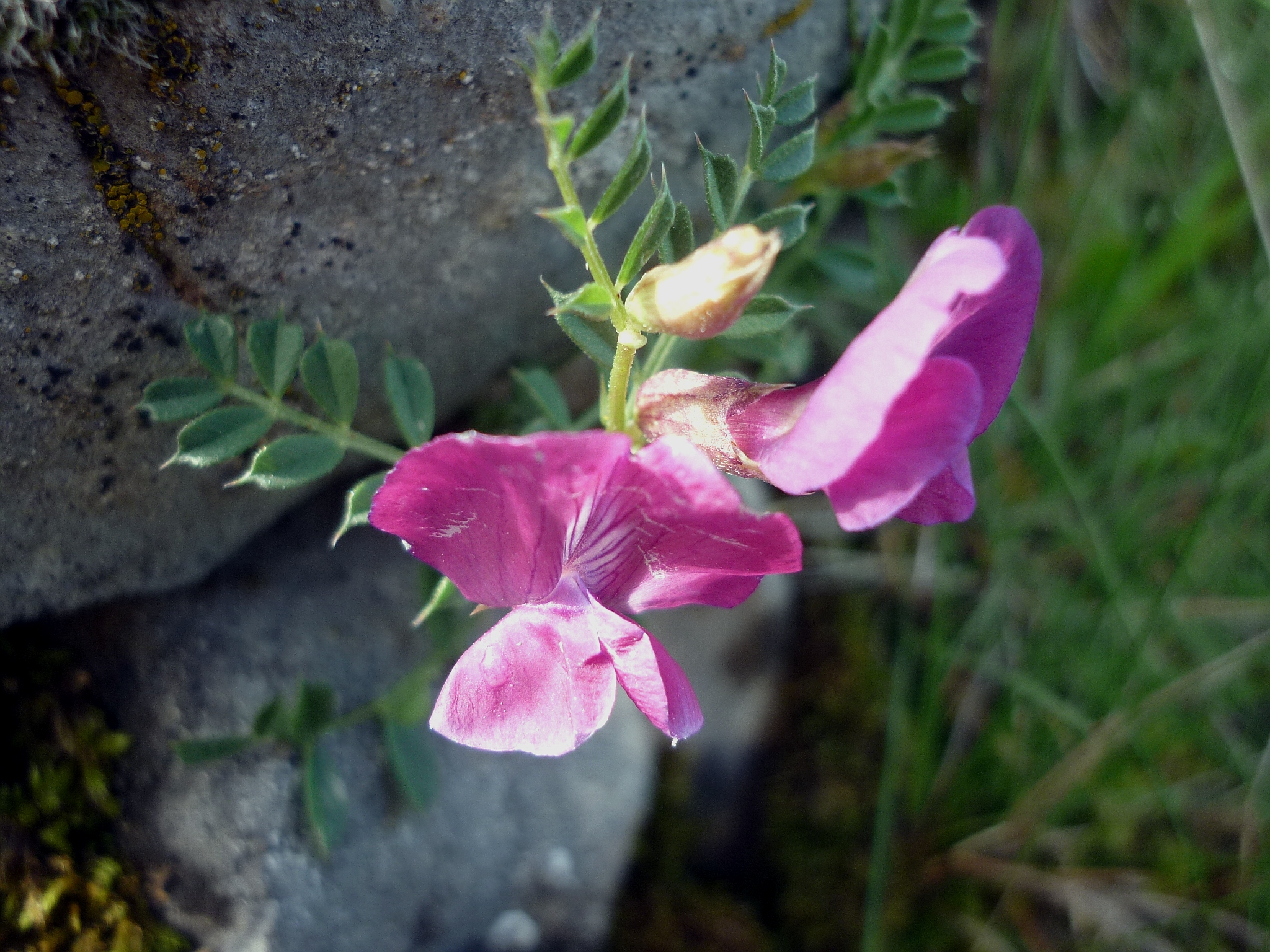
Vicia pyrenaica a Muntanya d'Alinyà (Alt Urgell)

- Vicia tetrasperma (L.) Schreb. (fabàcies)
- Vicia villosa Roth (fabàcies)

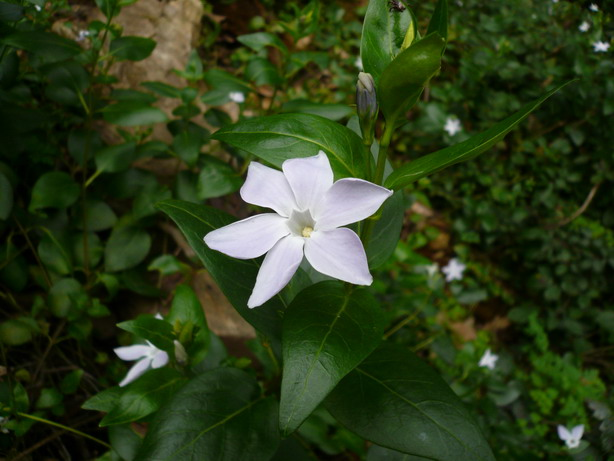
Vinca difformis a Collserola (Barcelonès)

- Vinca difformis Pourr. (apocinàcies)
- Vinca major L. (apocinàcies)
- Vinca minor L. (apocinàcies)
- Vincetoxicum hirundinaria Medic. (asclepiadàcies)
- Vincetoxicum nigrum (L.) Moench (asclepiadàcies)
- Viola alba Bess. (violàcies)
- Viola arborescens L. (violàcies)

- Viola biflora L. (violàcies)

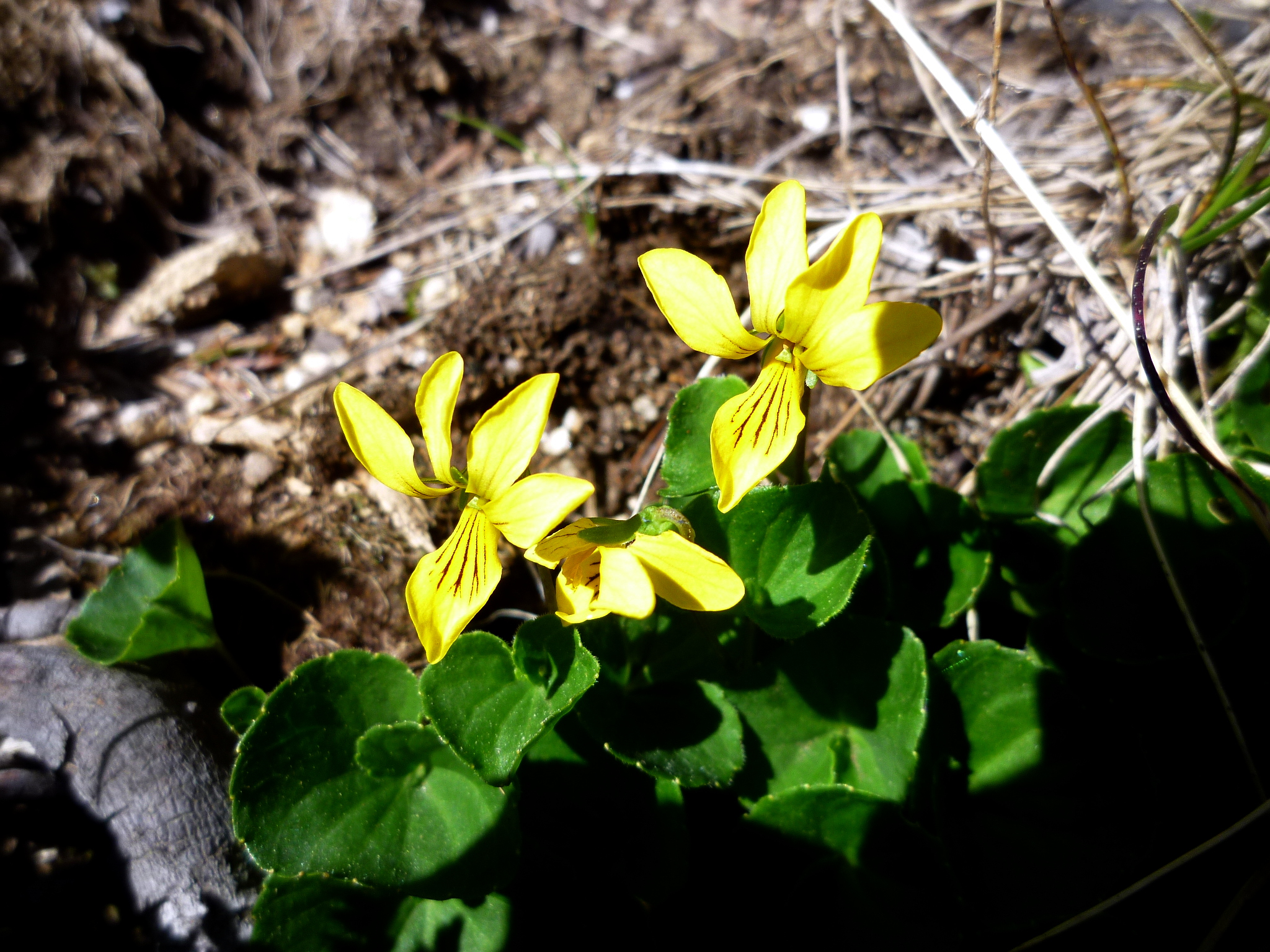
Viola biflora a Cabdella (Pallars Jussà)

- Viola bubanii Timb.-Lagr. (violàcies)
- Viola canina L. (violàcies)
- Viola cenisia L. (violàcies)
- Viola cornuta L. (violàcies)
- Viola hirta L. (violàcies)
- Viola mirabilis L. (violàcies)

- Viola odorata L. (violàcies)
- Viola palustris L. (violàcies)

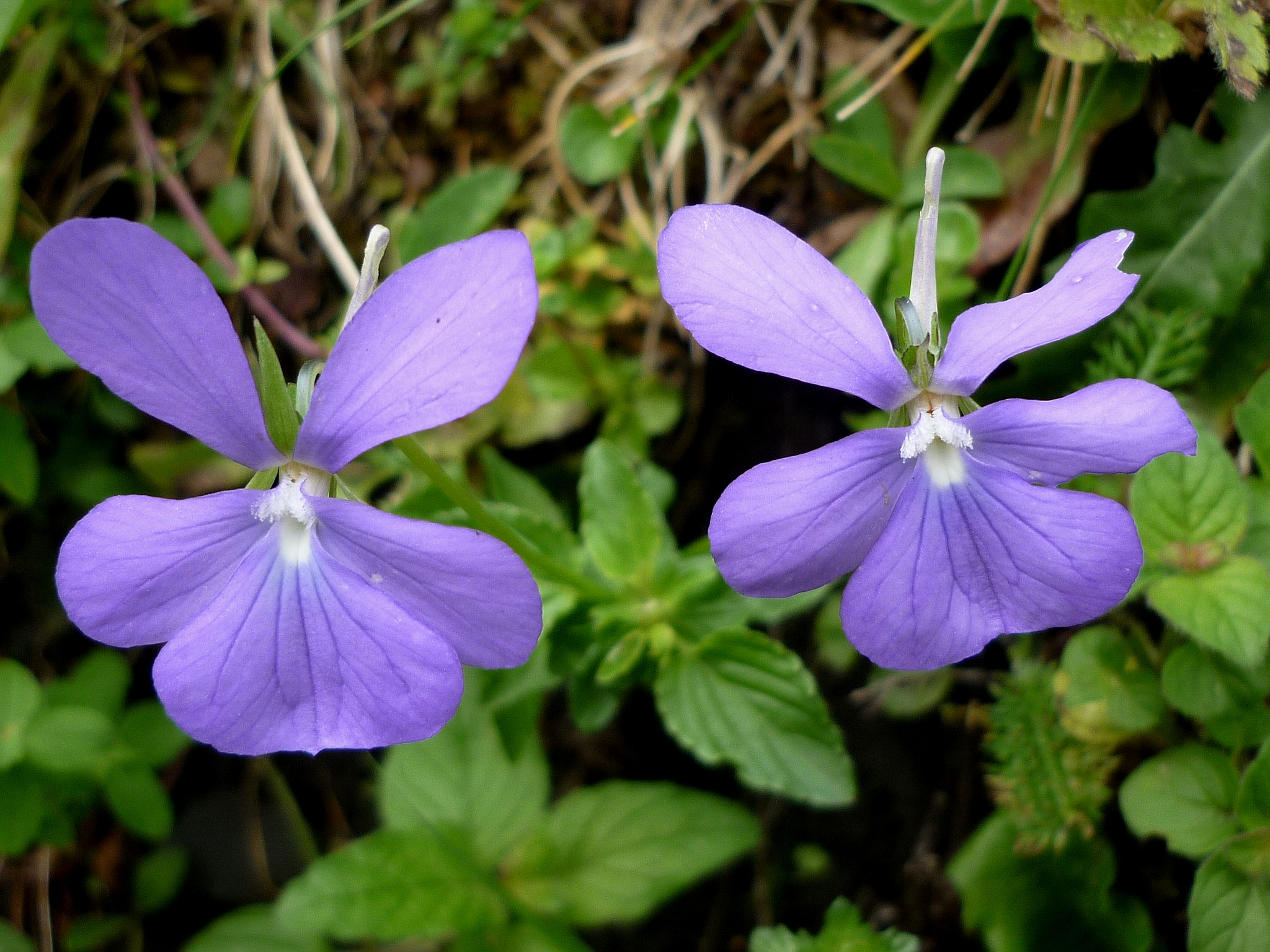
Viola cornuta a Artiga de Lin (Val d'Aran)

- Viola pyrenaica Ramond ex DC. in Lam. et DC. (violàcies)
- Viola rupestris F.W. Schmidt (violàcies)
- Viola suavis Bieb. (violàcies)
- Viola sylvestris Lam. (violàcies)
- Viola tricolor L. (violàcies)
- Viola willkommii Roem. (violàcies)
- Viscum album L. (Lorantàcies)
- Vitaliana primuliflora Bertol. (primulàcies)
- Vitex agnus-castus L. (Verbenàcies)
- Vitis vinifera L. (Vitàcies)
- Vulpia bromoides (L.) S. F. Gray (poàcies)
- Vulpia ciliata Dumort. (poàcies)
- Vulpia membranacea (L.) Dumort. (poàcies)
- Vulpia muralis (Kunth) Nees (poàcies)
- Vulpia myuros (L.) C. C. Gmel. (poàcies)
- Vulpia unilateralis (L.) Stace (poàcies)

## W
| Índex: A B C D E F G H I J K L M N O P Q R S T U V W X Y Z — Especials Inici — vegeu també — enllaços externs |

- Wahlenbergia hederacea (L.) Reichenb. (campanulàcies)
- Wangenheimia lima (L.) Trin. (poàcies)
- Withania somnifera (L.) Dunal in DC. (solanàcies)
- Woodsia alpina (Bolton) S.F. Gray (polipodiàcies)
- Woodsia glabella R. Br. (polipodiàcies)

## X
| Índex: A B C D E F G H I J K L M N O P Q R S T U V W X Y Z — Especials Inici — vegeu també — enllaços externs |

- Xanthium echinatum Murray (asteràcies)
- Xanthium orientale L. (asteràcies)
- Xanthium spinosum L. (asteràcies)
- Xanthium strumarium L. (asteràcies)
- Xatardia scabra (Lap.) Meissn. (umbel·líferes)
- Xeranthemum annuum L. (asteràcies)
- Xeranthemum inapertum (L.) Mill. (asteràcies)

## Z
| Índex: A B C D E F G H I J K L M N O P Q R S T U V W X Y Z — Especials Inici — vegeu també — enllaços externs |

- Zannichellia palustris L. (zanniquel·liàcies)
- Ziziphora hispanica L. (labiades)
- Zostera marina L. (zosteràcies)
- Zostera noltii Hornem. (zosteràcies)
- Zygophyllum album L. (zigofil·làcies)
- Zygophyllum fabago L. (zigofil·làcies)